# Art Nouveau
Art Nouveau (pronunție românească: /ɑːrt nuvo/, pronunție franceză: [aʁ nuvo]; termen provenit din limba franceză, însemnând artă nouă) este un stil în artă, artele aplicate, arhitectură, și în special în artele decorative, cunoscut sub diferite denumiri în mai multe limbi: Jugendstil în germană, Stile Liberty în italiană, Modernismo catalán în spaniolă, etc. Maximul de popularitate al stilului a fost între anii 1890 - 1910. Stilul s-a poziționat ca o reacție față de academismul, eclectismul și istoricismul arhitecturii și artelor decorative din secolului al XIX-lea. Sursele de inspirație au fost cu predilecție formele naturale, cum sunt curbele sinuoase ale florilor și plantelor. Alte caracteristici au fost sentimentul de dinamism și mișcare, dat adesea de asimetrii sau linii ca de bici, precum și utilizarea materialelor moderne, în special fier, sticlă, ceramică și beton pentru crearea unor forme neobișnuite și amenajarea unor mari spații deschise.
Un obiectiv major al Art Nouveau-ului a fost de a reduce diferențele dintre artele plastice tradiționale (în special pictură și sculptură) și cele aplicate. A fost cel mai des folosit în amenajări interioare, arte grafice, mobilă, sticlărie, textile, ceramică, bijuterii și lucrări metalice. Stilul a intrat sub incidența criticii de artă a unor teoreticieni de seamă din secolul al XIX-lea, cum ar fi arhitectul francez Eugène-Emmanuel Viollet-le-Duc (1814-1879) și criticul de artă britanic John Ruskin (1819–1900). În Marea Britanie, Art Nouveau-ul a fost influențat de William Morris și mișcarea Arts and Crafts. Arhitecții și designerii germani au căutat un Gesamtkunstwerk înălțător spiritual („operă de artă totală”) care să unifice arhitectura, mobila și arta din interior într-un stil comun, care să înalțe și să inspire locuitorii.
Primele case Art Nouveau și decorațiuni interioare au apărut în Bruxelles în anii 1890, în arhitectura și designul interior al caselor proiectate de Paul Hankar, Henry van de Velde, și în special de Victor Horta, al cărui Hôtel Tassel a fost finalizat în 1893. Noile idei au atins apogeul în scurt timp la Paris, unde stilul a fost adaptat de Hector Guimard, care a văzut opera lui Horta de la Bruxelles și a aplicat modelele pentru intrările noului Metrou din Paris. Totul a atins punctul culminant la Expoziția Internațională de la Paris din 1900, unde au fost prezentate operele unor artiști ca Louis Tiffany. Stilul a influențat și arta grafică reprezentată de afișele lui Alfons Mucha și sticlăria lui René Lalique și Émile Gallé.
Pornind din Belgia și Franța, stilul s-a răspândit în restul Europei luând nume și caracteristici diferite în fiecare țară. A apărut adesea nu numai în capitale, ci și în orașele aflate în plină dezvoltare care doreau să-și stabilească identități artistice proprii ca Torino și Palermo în Italia; Glasgow în Scoția; Munchen și Darmstadt în Germania, precum și în centrele mișcărilor sociale de independență, Helsinki în Finlanda, la acel moment provincie a Imperiului Rus, Barcelona în Catalonia, provincie spaniolă.
Până în 1914, și odată cu începutul Primului Război Mondial, Art Nouveau-ul și-a pierdut în mare măsură influența în artele plastice. În anii 1920, a fost înlocuit de stilul artistic, arhitectural și decorativ Art Deco și apoi de modernism. Stilul Art Nouveau a început să reintre în atenția criticilor de artă la sfârșitul anilor 1960, cu ocazia marii expoziții de la Muzeul de Artă Modernă din New York din anul 1970, unde a fost prezentată opera lui Hector Guimard.

## Nume
Termenul „Art Nouveau” a fost pentru prima oară folosit în anii 1880 în revista belgiană L'Art Moderne pentru a descrie opera Celor XX, douăzeci de pictori și sculptori care căutau noi forme de expresie artistiscă. Numele a fost popularizat de  Maison de l'Art Nouveau („Casa Artei Noi”), o galerie de artă deschisă în Paris în 1895 de dealerul franco-german de artă Siegfried Bing. În Marea Britanie, termenul francez „Art Nouveau” a fost folosit frecvent, în timp ce în Franța a fost adesea numit prin termenul „Style modern” (asemănător termenului britanic „Modern Style”), sau „Style 1900”. În Franța era numit uneori și „Style Jules Verne”, după scriitorul Jules Verne, „Style Métro”, după gurile de metrou de fier și sticlă ale lui Hector Guimard, „Art Belle Époque” sau „Art fin de siècle”.
Art Nouveau-ul este legat, dar nu identic, de stilurile care au apărut în același timp în multe țări din Europa. Numele lor locale erau adesea folosite în țările respective ca să descrie întreaga mișcare:
- În Belgia, era uneori denumit „Style coup de fouet” („Stilul pleasnă”), „Paling Stijl” („Stilul țipar”) sau „Style nouille” (Stilul tăiețel), de către detractorii săi;[10]
- În Marea Britanie, pe lângă Art Nouveau, era cunoscut și ca „Modern Style” („Stilul modern”) sau, datorită operelor Școlii de la Glasgow, ca „Glasgow style” („Stilul Glasgow”). Termenul „Modern” este folosit și în Azerbaidjan, Kazahstan, Rusia și Ucraina, și „Modernas” în Lituania;
- În Germania și Scandinavia se numea „Reformstil” („Stilul de reformă”), sau „Jugendstil” („Stilul tânăr”), după revista germană populară cu același nume,[10] sau „Wellenstil” („Stilul de val”), sau „Lilienstil” („Stilul de crin”).[9] Astăzi, termenul folosit este „Jugend” în Finlanda și Suedia, „Juugend” în Estonia și „Jūgendstils” în Letonia;
- În Danemarca este cunoscut ca „Skønvirke” („Operă de frumusețe”);
- În Austria și țările vecine, la vremea aceea părți ale Imperiului Austro-Ungar,  era cunoscut ca „Wiener Jugendstil” sau „Secessionsstil” („Stilul de secesiune”), după artiștii secesiunii vieneze (în maghiară: „szecesszió”, în cehă: „secese”, în slovacă: „secesia”, în poloneză: „secesja”);
- În Italia, era numit adesea „Stile Liberty”, după Arthur Lasenby Liberty, fondatorul Liberty & Co din Londra, ale cărui materiale textile erau foarte apreciate. Uneori era numit și „Stile floreale” („Stilul floral”), sau „Arte nuova” („Arta nouă”);[10]
- În Statele Unite, datorită asocierii sale cu Louis Comfort Tiffany, era unori denumit „Tiffany style” („Stilul Tiffany”);[3][11][9][12]
- În Țările de Jos, era folosit numele de „Nieuwe Kunst” („Arta nouă”) sau „Nieuwe Stijl” („Stilul nou”);[11][9]
- În Portugalia, „Arte nova”;
- În Spania, „Modernismo”, „Modernisme” (în catalană) și „Arte joven” („Arta tânără”);
- În Elveția, „Style Sapin” („Stilul brad”);[9]
- În Finlanda, „Kalevala Style”;
- În Rusia, „Модерн” („Modern”) sau, pentru pictură, „Мир Искусства” (Mir iskusstva, „Lumea artei”);
- În Japonia, „Șiro-Uma”[13] sau „Nakuba-Karai” („Calul alb”);[14]
- În România, „Art Nouveau”, „Arta 1900”, „Arta Nouă” sau „Noul Stil”.[15]

## Istorie

### Origini

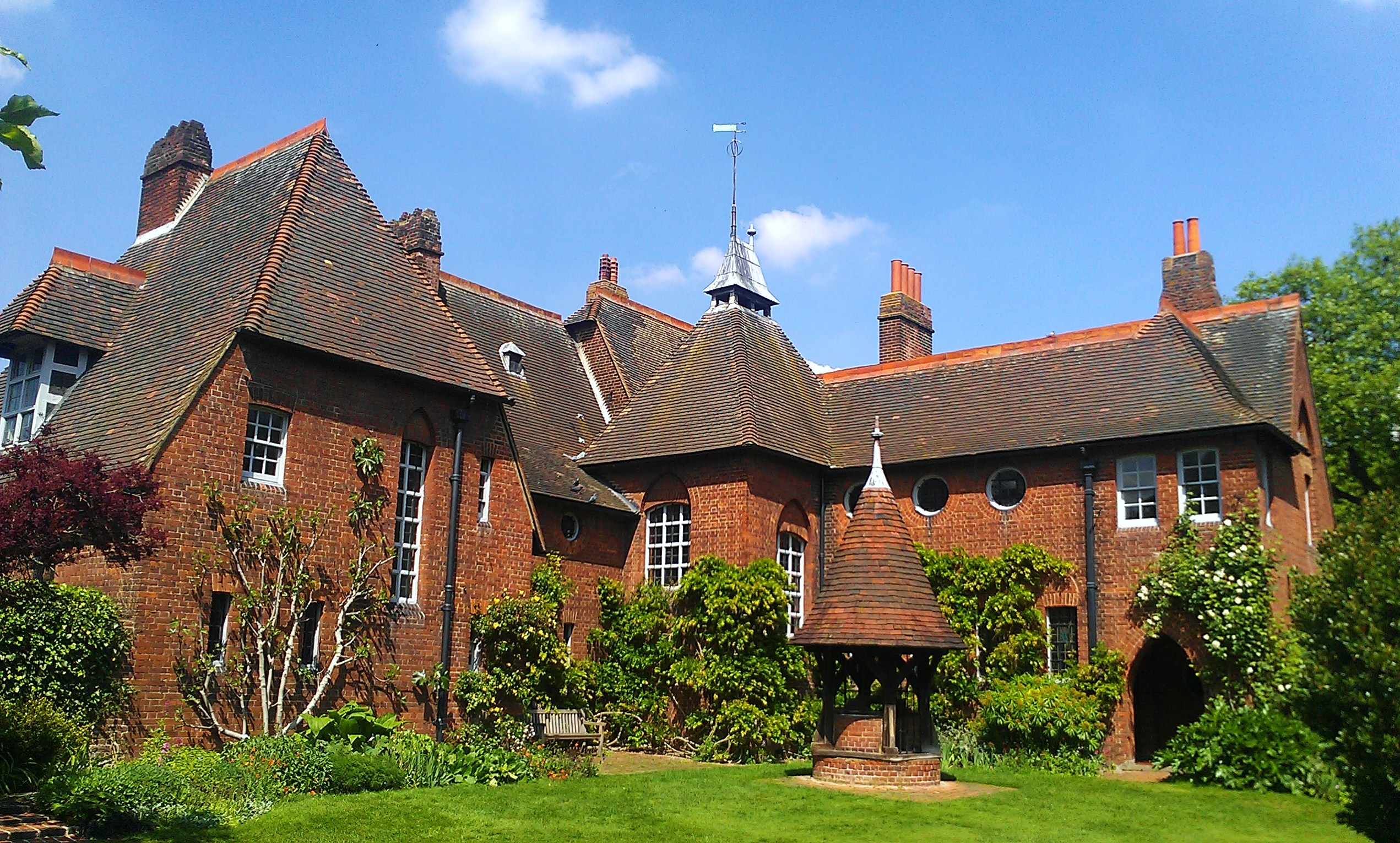
Casa Roșie de William Morris și Philip Webb (1859)
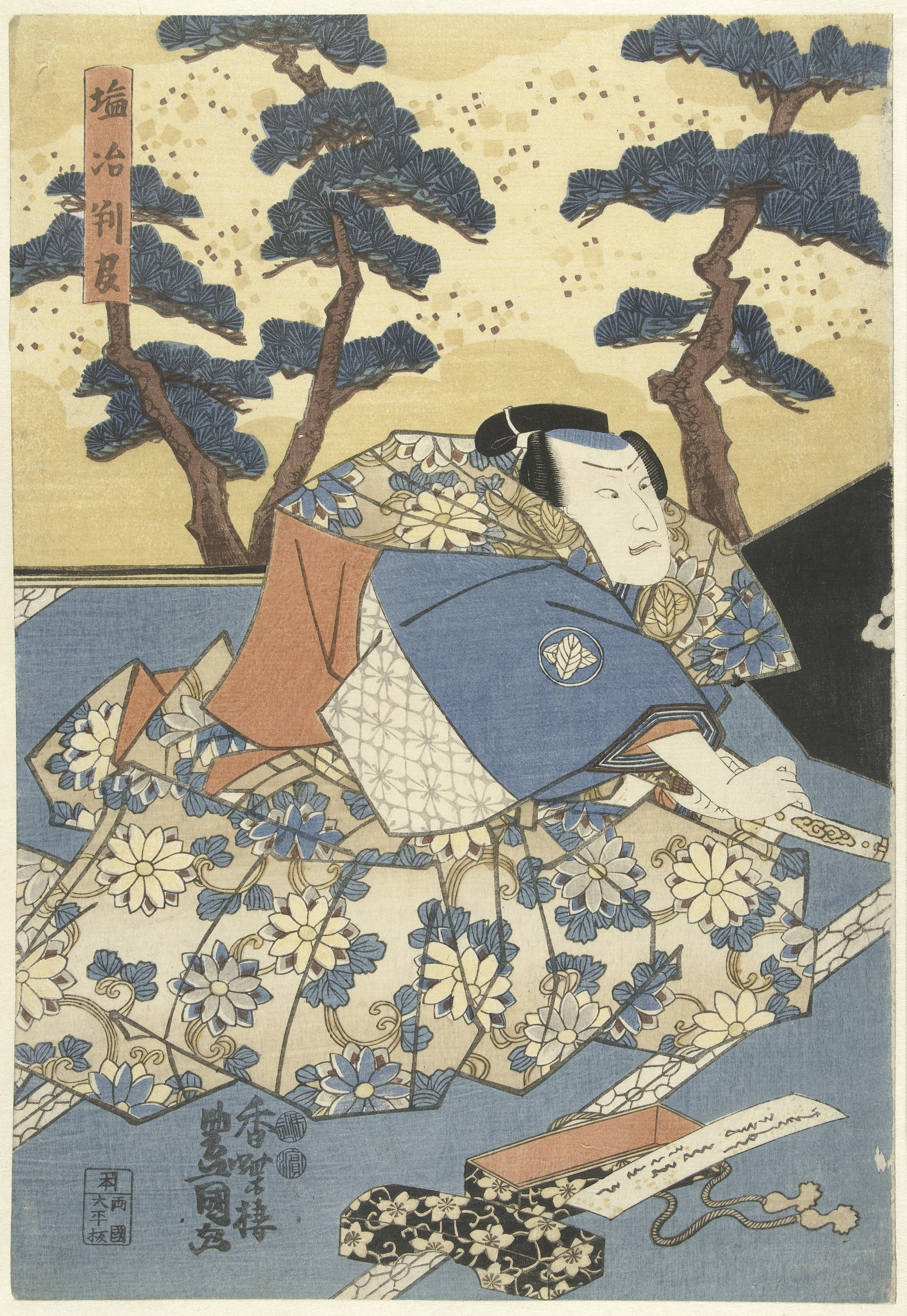
Xilogravură japoneză pe hârtie de Utagawa Kunisada (anii 1850)
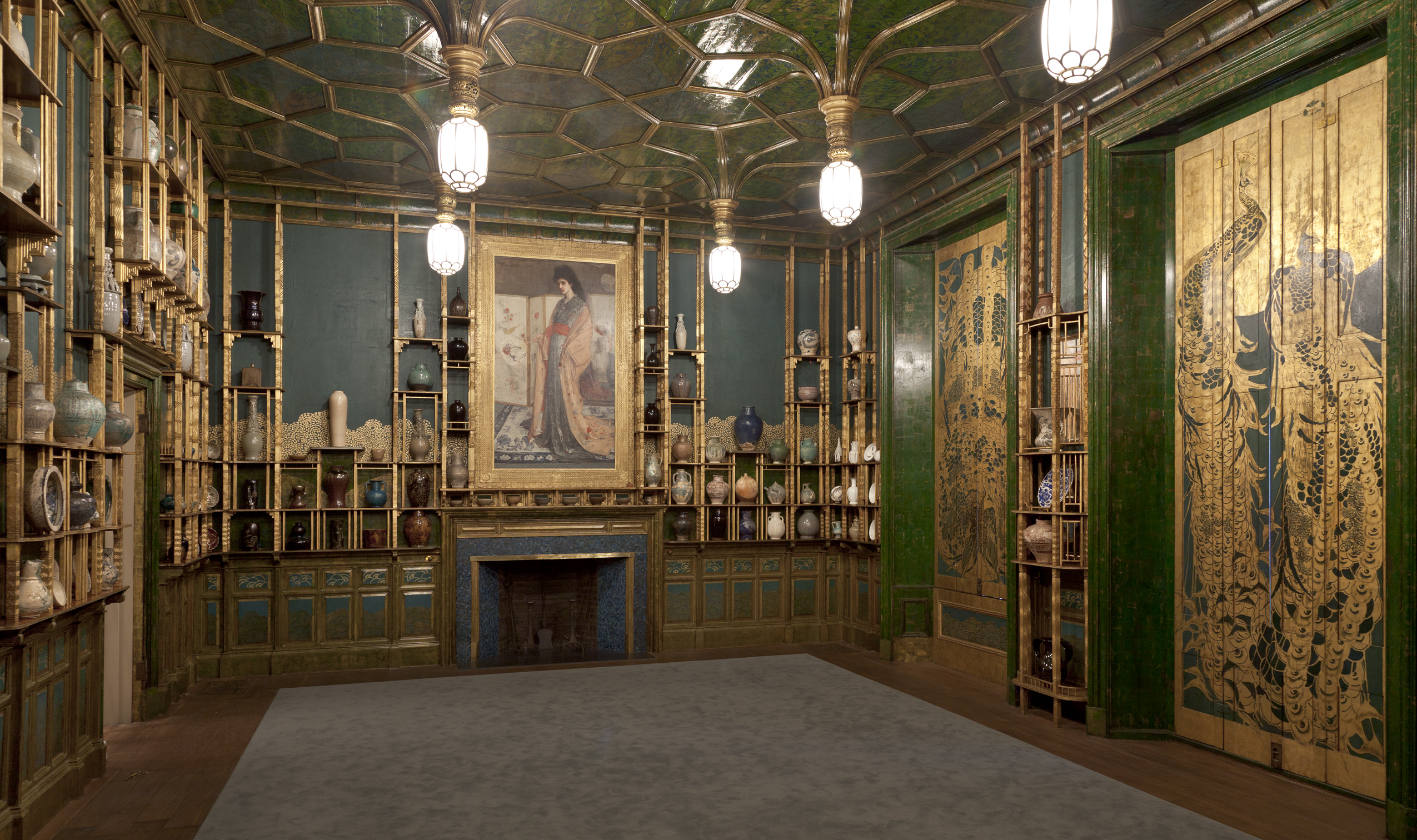
Camera Păun de James McNeil Whistler (1876–1877)
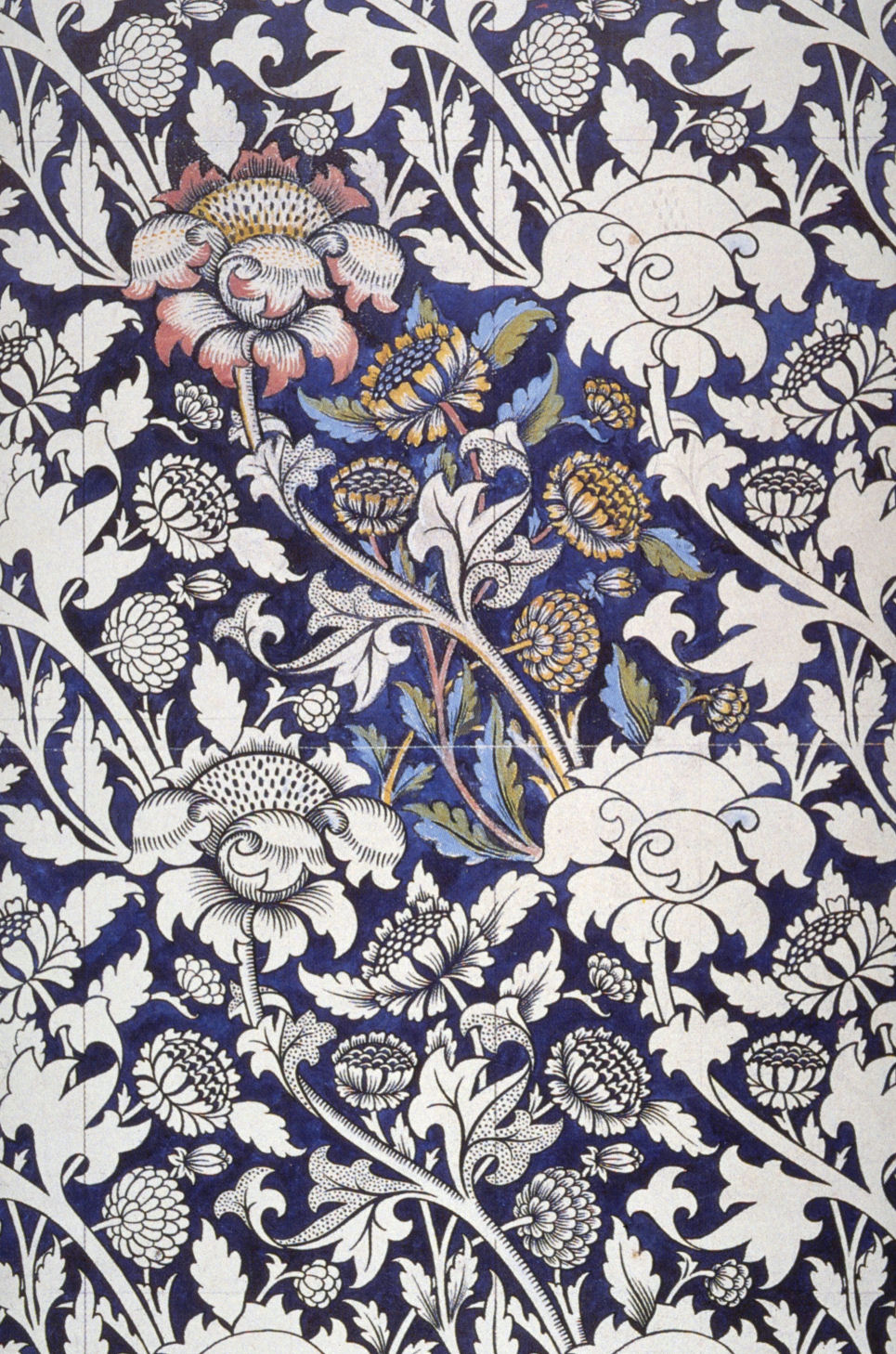
Design textil de William Morris (1883)
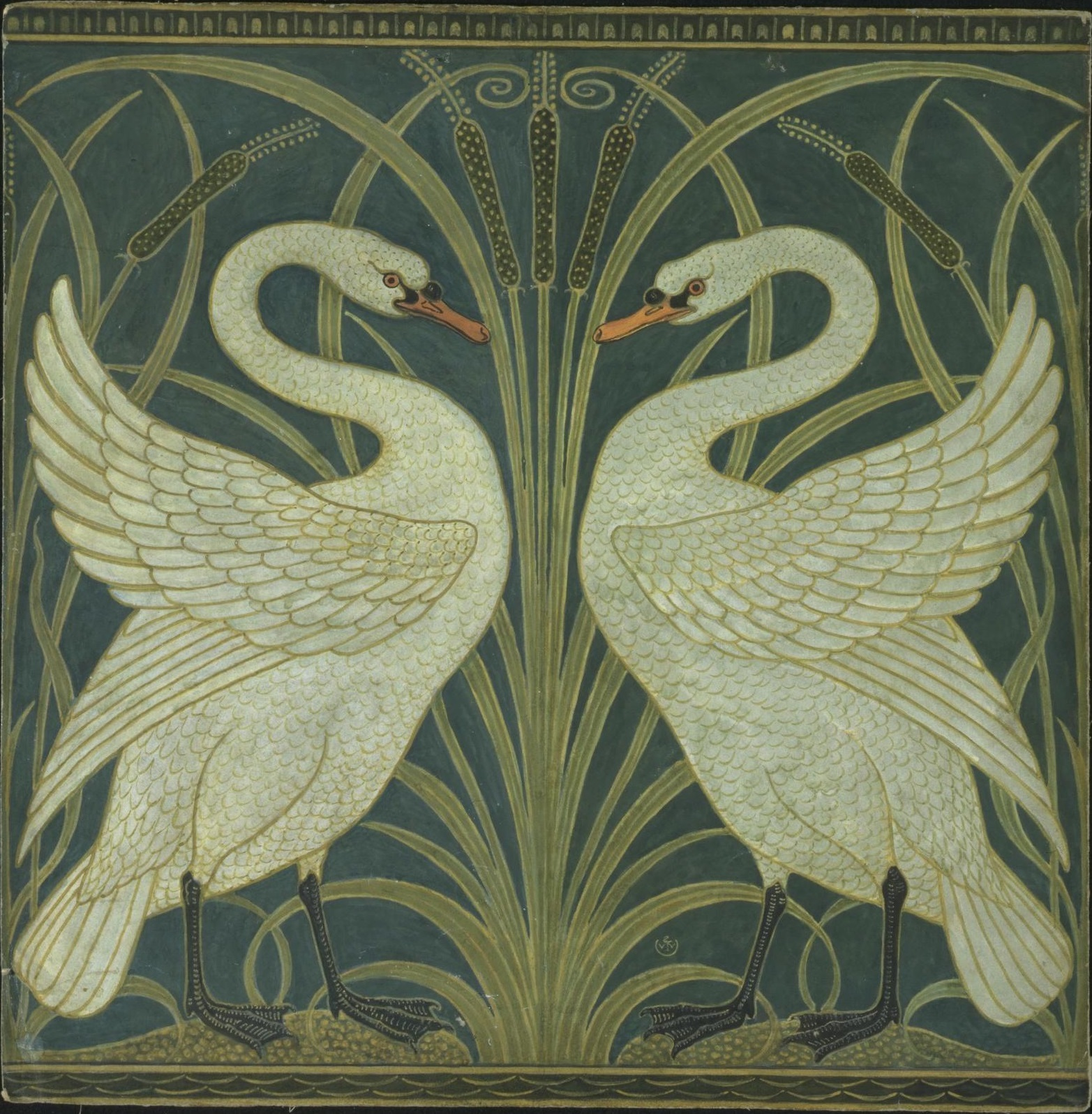
Design de tapet cu lebede și stuf de Walter Crane (1883)
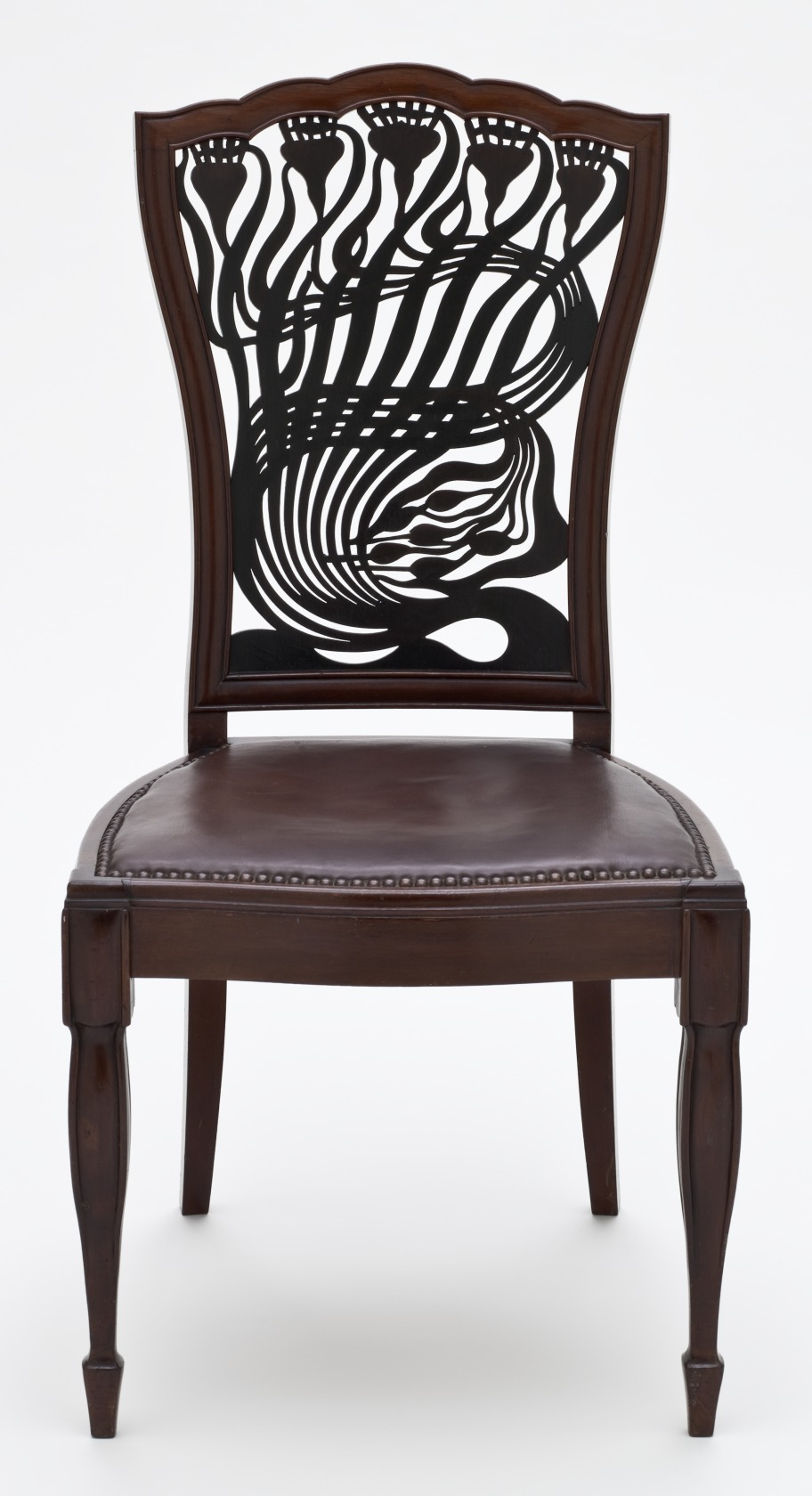
Scaun proiectat de Arthur Mackmurdo (1882-1883)

Noua mișcare de artistică și-a avut rădăcinile în Marea Britanie, în designurile florale ale lui William Morris și în mișcarea Arts and Crafts fondată de elevii lui Morris. Printre prototipurile timpurii ale stilului s-au numărat Casa Roșie cu interioarele de Morris, arhitectura de Philip Webb (1859) și luxoasa Cameră Păun de James Abbott McNeill Whistler. Noua mișcare a fost puternic influențată de pictorii prerafaeliți, printre care Dante Gabriel Rossetti și Edward Burne-Jones, și mai ales de artiștii graficieni britanici din anii 1880, Selwyn Image, Heywood Sumner, Walter Crane, Alfred Gilbert și în special de Aubrey Beardsley. Scaunul proiectat de Arthur Mackmurdo a fost recunoscut ca fiind un precursor al designului Art Nouveau.
În Franța, a fost influențată de teoreticianul și istoricul în arhitectură Eugène Viollet-le-Duc, un inamic declarat al stilului arhitectural istoric Beaux-Arts. În cartea sa din 1872, Entretiens sur l'architecture, acesta a scris: „Folosiți mijloacele și cunoștințele pe care ni le-au oferit vremurile noastre, fără tradițiile care nu mai sunt viabile astăzi și, în acest fel, putem inaugura o nouă arhitectură. Pentru fiecare funcție materialul său; pentru fiecare material, forma și ornamentul său.” Această carte a influențat o generație de arhitecți, printre care Louis Sullivan, Victor Horta, Hector Guimard și Antoni Gaudí.
Pictorii francezi Maurice Denis, Pierre Bonnard și Édouard Vuillard au jucat un rol important în trecerea esteticii artelor frumoase spre decorativism. „Cred că înainte de tot un tablou trebuie să decoreze”, a scris Denis în 1891. „Alegerea subiectelor sau a scenelor nu folosește la nimic. Totul se întâmplă prin valoarea tonurilor, a suprafeței colorate și a armoniei liniilor, astfel încât pot să ating spiritul și să trezesc emoțiile.” Toți acești pictorii au făcut atât pictura tradițională, cât și pictură decorativă pe pânză, sticlă și pe alte suporturi.
O altă influență importantă asupra noului stil l-a avut japonismul. A existat în epocă un val de entuziasm pentru arta japoneză, în special pentru lucrările lui Hiroshige, Hokusai și Utagawa Kunisada, care au fost importate în Europa începând cu anii 1870. Întreprinzătorul Siegfried Bing a fondat un jurnal lunar, Le Japon artistique în 1888, și a publicat treizeci și șase de numere înainte de ultima sa apariție din anul 1891. A influențat atât pe colecționari, cât și pe artiști, Gustav Klimt fiind un exponent al acestora din urmă. Caracteristicile stilizate ale stampelor japoneze au apărut în grafica Art Nouveau, porțelan, bijuterii și mobilă. De la începutul anului 1860, s-a manifestat brusc o influență Oriental Îndepărtată. În 1862, iubitorii de artă din Londra sau Paris, puteau să cumpere opere de artă japoneză, pentru că în acel an, Japonia a apărut pentru prima oară ca expozant la Expoziția Internațională din Londra.  Tot în 1862, la Paris a fost deschis magazinul La Porte Chinoise, de pe Rue de Rivoli, unde erau vândute ukiyo-e japoneze și alte obiecte din Extremul Orient. În 1867 a apărut Examples of Chinese Ornaments de Owen Jones, iar în 1870 Art and Industries in Japan de R. Alcock și doi ani mai târziu, O. H. Moser și T. W. Cutler au publicat cărți despre arta japoneză. Unii artiști Art Nouveau, precum Victor Horta, dețineau colecții de artă orientală, în special opere japoneze.
Noile tehnologii de imprimare și multiplicare au permis Art Nouveau-ului să ajungă rapid la un public global. Revistele de artă, ilustrate cu fotografii și litografii color, au jucat un rol esențial în popularizarea noului stil. The Studio în Anglia, Arts et idèes și Art et décoration în Franța, și Jugend în Germania, au permis ca stilul să se răspândească rapid în toate colțurile Europei. Aubrey Beardsley în Anglia și Eugène Grasset, Henri de Toulouse-Lautrec și Félix Vallotton au obținut recunoașterea internațională ca ilustratori. Cu afișele de Jules Chéret pentru dansatoarea Loie Fuller din 1893 și cele de Alfons Mucha pentru actrița Sarah Bernhardt din 1895, posterul a devenit nu doar obiect publicitar, ci o formă de artă. Sarah Bernhardt a pus deoparte un număr mare de afișe pentru vânzare către colecționari.

### Dezvoltarea - Bruxelles (1893–1898)

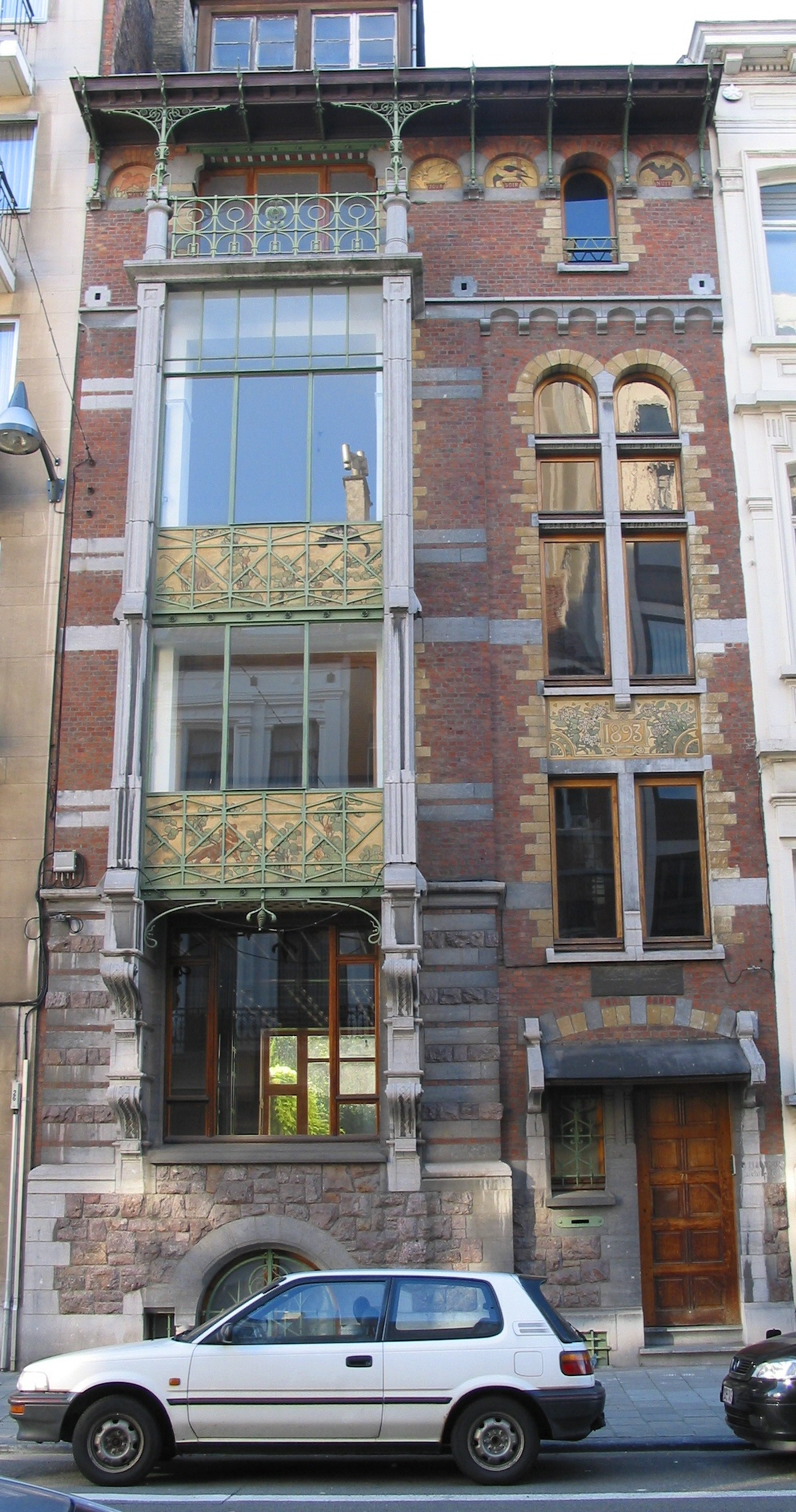
Casa Hankar de Paul Hankar (1893)
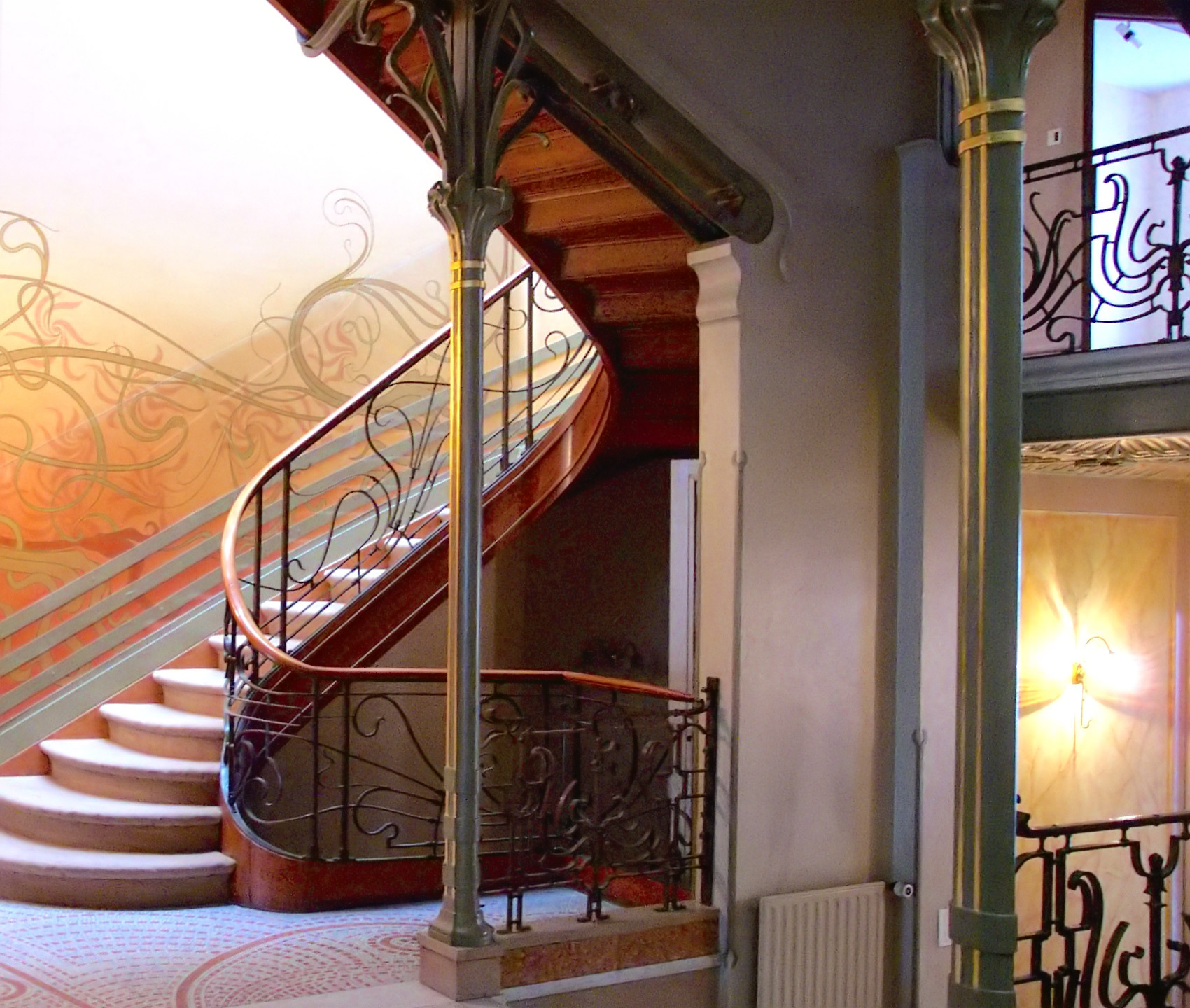
Scară din Hôtel Tassel de Victor Horta (1892–1893)
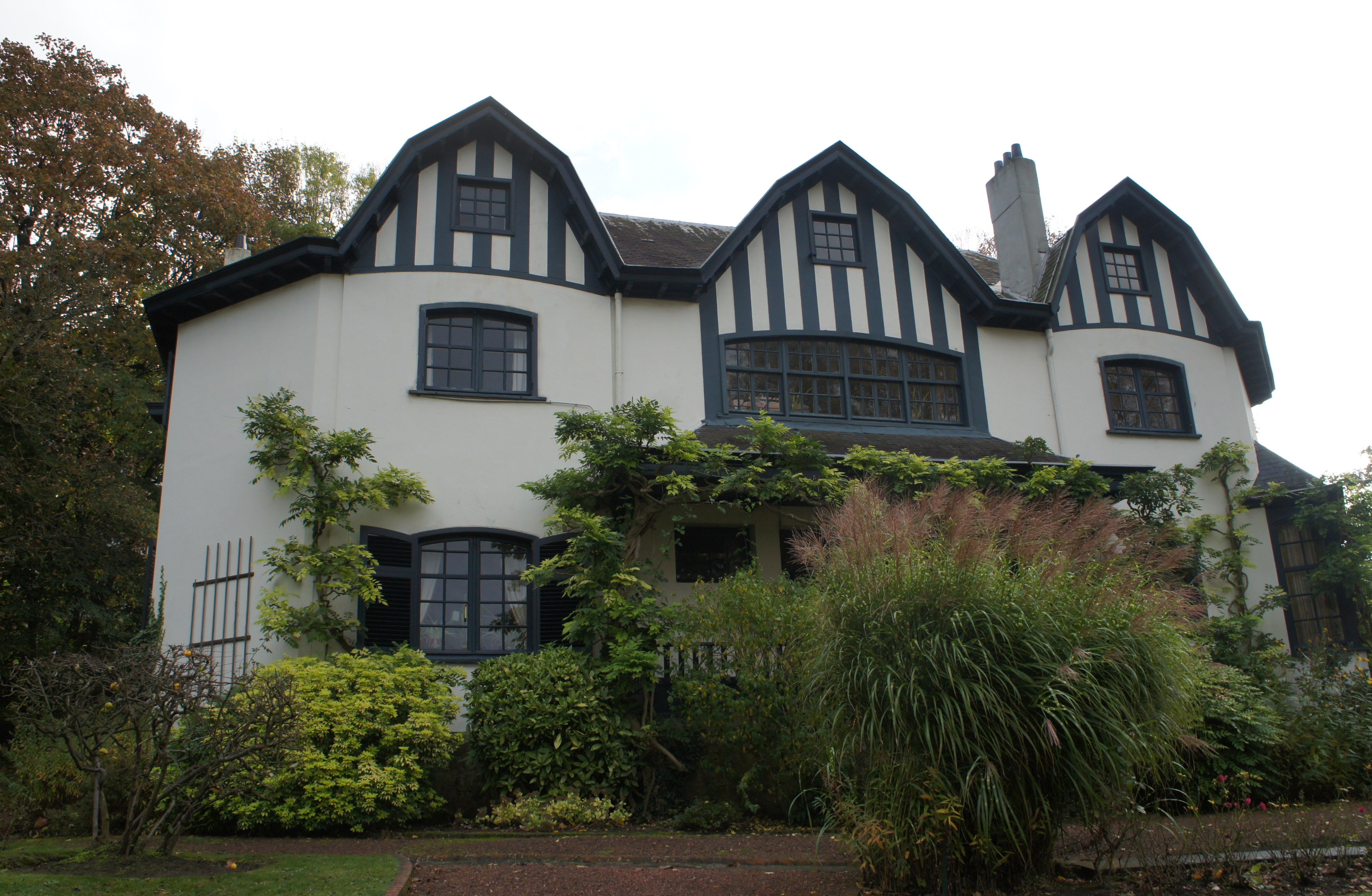
Casa Bloemenwerf de Henry van de Velde (1895)
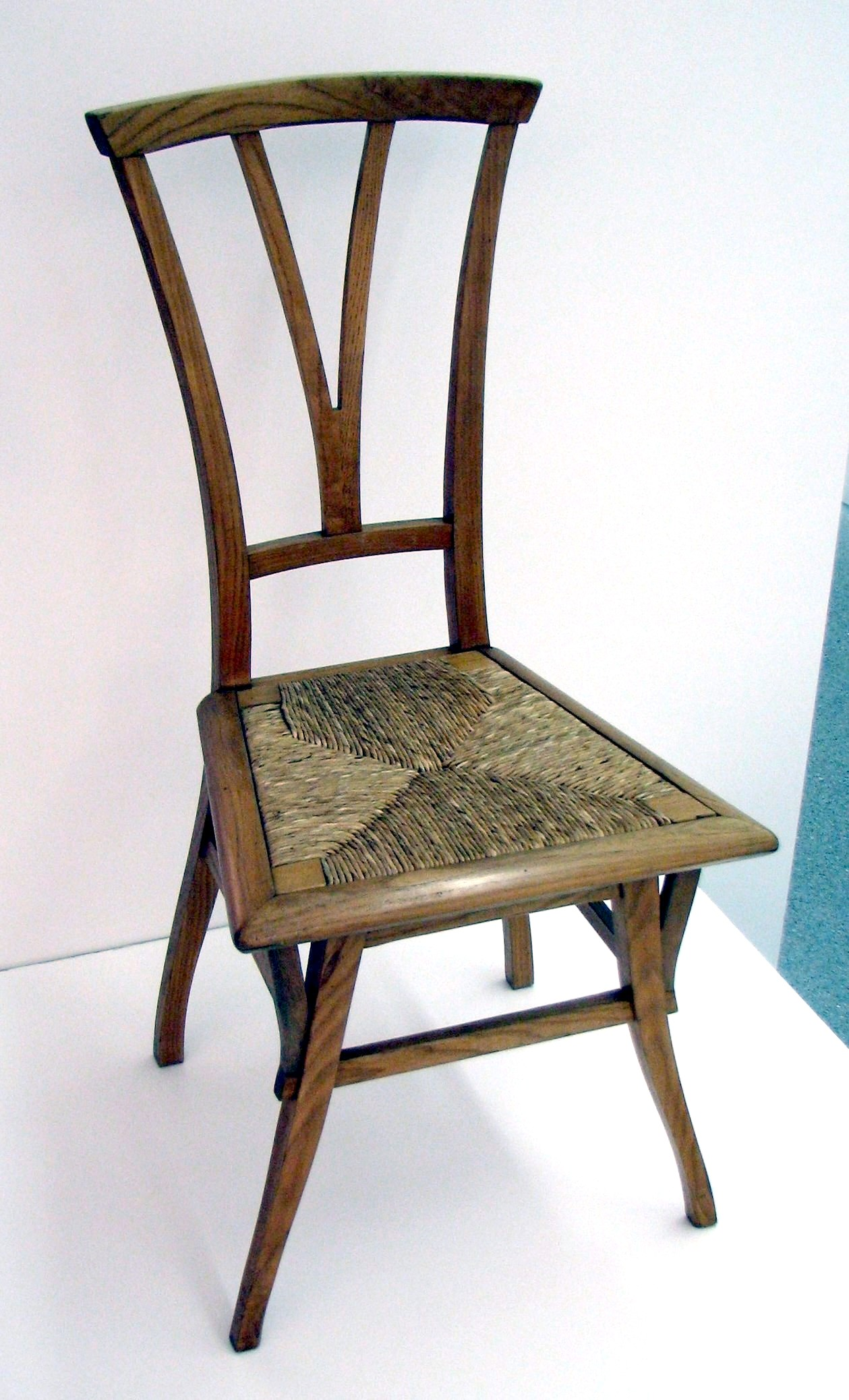
Scaun Bloemenwerf făcut de Van de Velde pentru rezidenții săi (1895)
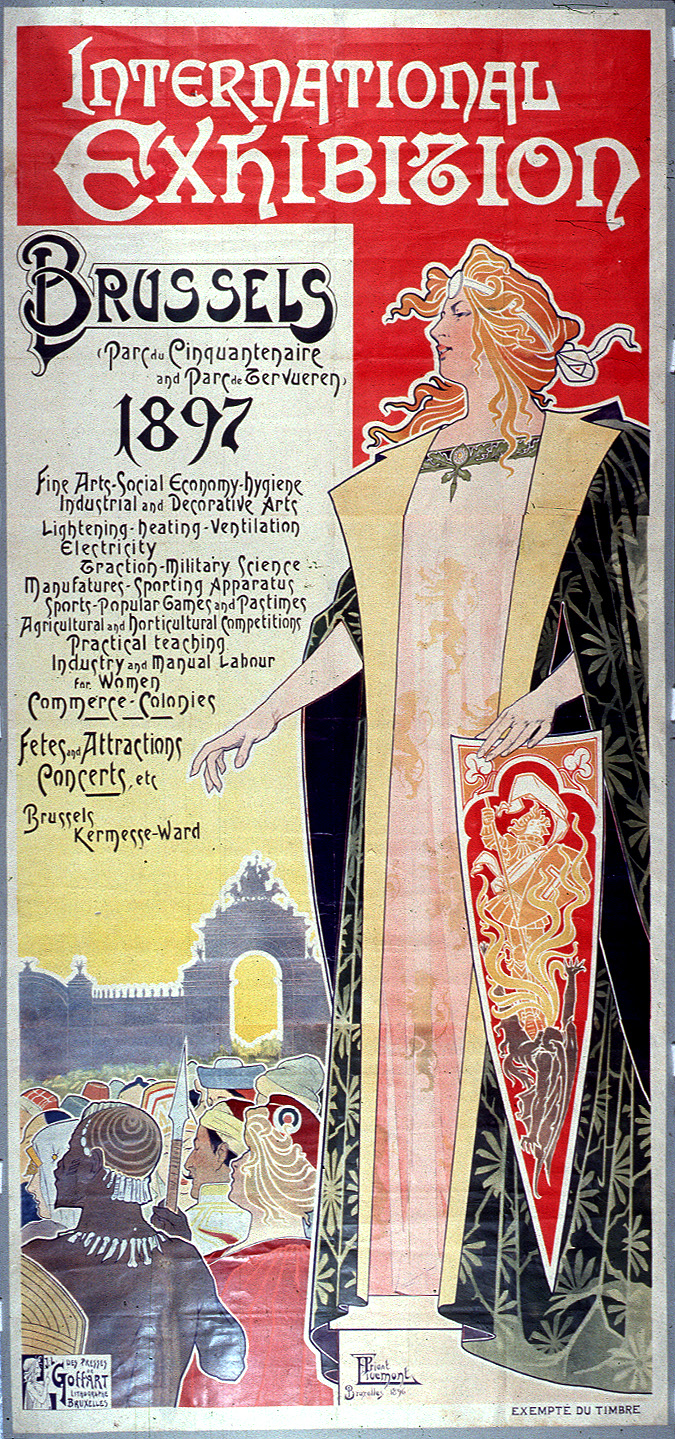
Poster pentru Expoziția Internațională de Henri Privat-Livemont (1897)

Primele clădiri, stil Art Nouveau, care s-au construit în orașe, Casa Hankar de Paul Hankar (1893) și Hôtelul Tassel de Victor Horta (1892-1893), au fost construite aproape simultan la Bruxelles. Hankar s-a inspirat în special din teoriile arhitectului francez Eugène Viollet-le-Duc. Cu scopul de a crea o sinteză a artelor plastice și a celor decorative, i-a adus pe Adolphe Crespin și pe Albert Ciamberlani ca să decoreze interiorul și exteriorul cu sgraffitouri sau picturi murale. Hankar a decorat magazine, restaurante și galerii în ceea ce un critic local numea „un veritabil delir al originalității”. A murit în 1901, atunci când mișcarea începea să primească recunoaștere din partea publicului.
Victor Horta a fost printre cei mai influenți arhitecți ai Art Nouveau-ului timpuriu, iar Hôtel Tassel (1892-1893) este unul dintre reperele stilului. Pregătirea lui Horta în ce privește arhitectura, a derivat din faptul că a fost asistentul lui Alphonse Balat, arhitect al regelui Leopold al II-lea al Belgiei, la construirea de sere monumentale de fier și sticlă în Laeken. În 1892-1893, a folosit experiența dobândită într-un mod cu totul diferit. A proiectat reședința unui proeminent chimist belgian, Émile Tassel, pe un teren foarte îngust și adânc.  Elementul central al casei era scara, nu închisă de pereți, ci deschisă, decorată cu o balustradă din fier forjat și așezată sub un luminator înalt. Podelele erau susținute de coloane subțiri de fier, ca trunchiurile copacilor. Podelele mozaicate și pereții au fost decorați cu arabescuri delicate în forme florale și vegetale, care au devenit cea mai populară semnătură a stilului. Într-o perioadă scurtă, Horta a construit încă trei case de oraș, toate cu interioare deschise și toate cu luminatoare pentru iluminare interioară maximă: Hôtel Solvay, Hôtel van Eetvelde și Maison & Atelier Horta. Toate patru fac parte acum dintr-un Patrimoniu Mondial UNESCO.
Henry van de Velde, născut în Antwerp, a fost o altă figură fondatoare la nașterea Art Nouveau-ului. Designurile lui Van de Velde includ interiorul reședinței sale, Bloemenwerf (1895). Exteriorul casei a fost inspirat de Casa Roșie, reședința scriitorului și teoreticianului William Morris, fondatorul mișcării Arts and Crafts. Pregătit ca pictor, Van de Velde a apelat la ilustrare, apoi la designul de mobilă, iar la final la arhitectură. Pentru Bloemenwerf, a creat materiale textile, tapet, obiecte de argint, bijuterii și chiar îmbrăcăminte, care se potriveau stilului reședinței. Van de Velde s-a dus la Paris, unde a conceput mobilier și decorațiuni pentru Samuel Bing, a cărui galerie din Paris a dat stilului său numele. A fost, de asemenea, un teoretician timpuriu al Art Nouveau-ului, cerând folosirea unor linii dinamice, adesea opuse. Van de Velde a scris: „O linie este o forță ca toate celelalte forțe elementare. Mai multe linii puse împreună, dar opuse, au o prezență la fel de puternică ca mai multe forțe”. În 1906, a plecat din Belgia spre Weimar (Germania), unde a fondat Școala Grand-Ducală de Arte și Meserii, unde predarea stilurilor istorice era interzisă.
Debutul arhitecturii Art Nouveau la Bruxelles a fost însoțit de un val de artă decorativă în noul stil. Printre artiști importanți s-au numărat Gustave Strauven, care a folosit fier forjat ca să obțină efecte baroce pe fațadele Bruxellesului, designerul de mobilă Gustave Serrurier-Bovy, cunoscut pentru scaunele sale foarte originale și mobila metalică articulată și designerul de bijuterii Philippe Wolfers, care a realizat bijuterii sub formă de libelule, fluturi, lebede și șerpi.
Expoziția internațională de la Bruxelles organizată în 1897 a atras atenția internațională asupra stilului; Horta, Hankar, Van de Velde și Serrurier-Bovy, printre altele, au luat parte la proiectarea târgului, iar Henri Privat-Livemont a creat afișul pentru expoziție.

### Paris – Maison de l'Art Nouveau (1895) și Castel Beranger (1895–1898)

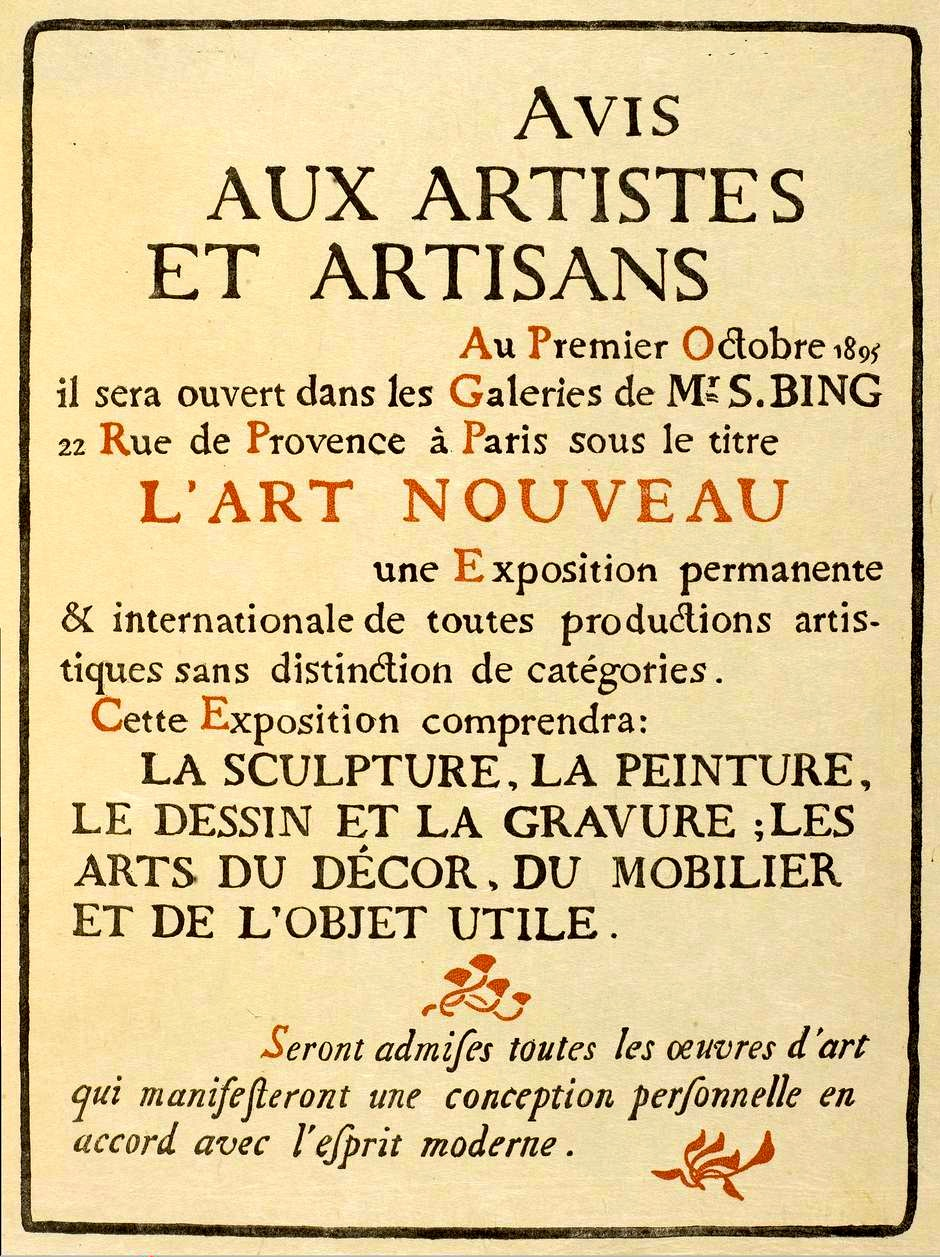
Siegfried Bing a invitat artiști ca să arate opere moderne în Maison de l'Art Nouveau (1895)
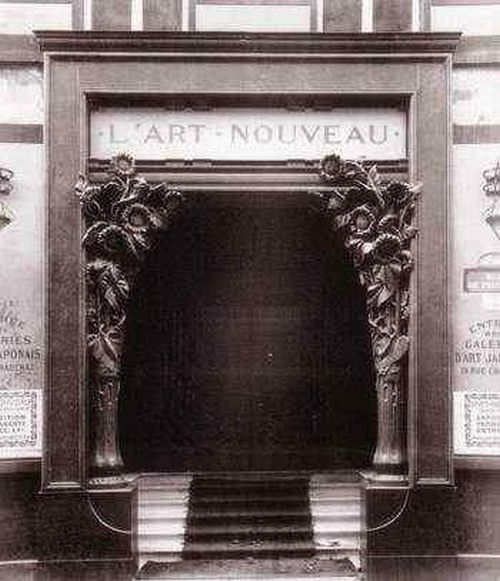
Galeria Maison de l'Art Nouveau a lui Siegfried Bing (1895)
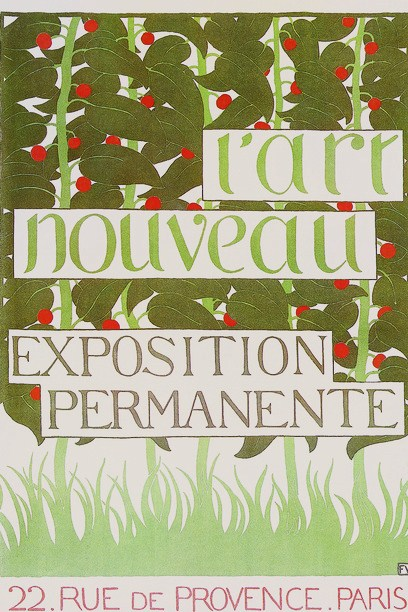
Poster de Félix Vallotton pentru noul Maison de l'Art Nouveau (1896)
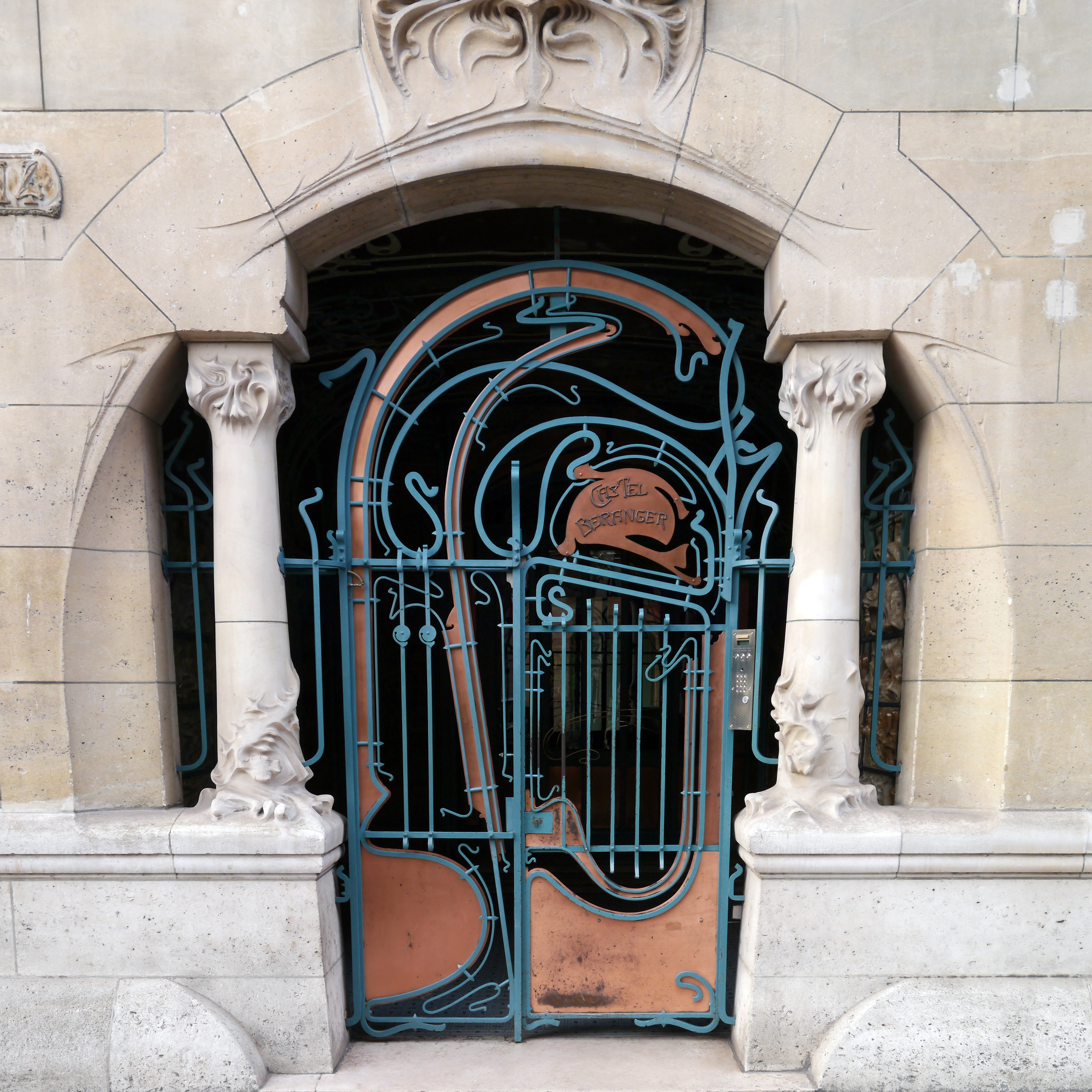
Poartă a Castelului Béranger de Hector Guimard (1895–1898)

Dealerul de artă și editorul franco-german Siegfried Bing a jucat un rol esențial în promovarea stilului. În 1891, a fondat o revistă dedicată artei Japoniei, care a ajutat la promovarea japonismului în Europa. În 1892, a organizat o expoziție de șapte artiști, printre care Pierre Bonnard, Félix Vallotton, Édouard Vuillard, Henri de Toulouse-Lautrec și Eugène Grasset, care a inclus atât pictură modernă, cât și lucrări decorative. Această expoziție a avut loc în Société Nationale des Beaux-Arts în 1895. În același an, Bing a deschis o nouă galerie la 22 rue de Provence din Paris, Maison de l'Art Nouveau. Interiorul și mobila galeriei au fost proiectate de arhitectul belgian Henry van de Velde, unul dintre pionierii arhitecturii Art Nouveau.  Maison de l'Art Nouveau a prezentat tablouri de Georges Seurat, Paul Signac și Henri de Toulouse-Lautrec, sticlă de la Louis Comfort Tiffany și Émile Gallé, bijuterii de René Lalique și postere de Aubrey Beardsley. Lucrările arătate acolo nu erau deloc uniforme în stil. Bing scria în 1902, „Art Nouveau, la momentul creării sale, nu a aspirat în niciun fel să aibă onoarea de a deveni un termen generic. A fost pur și simplu numele unei case deschise ca punct de întâlnire pentru toți tinerii și artiștii nerăbdători să arate modernitatea tendințelor lor”.
Stilul a fost remarcat rapid în Franța vecină. După ce a vizitat Hôtelul Tassel al lui Horta, Hector Guimard a construit Castelul Béranger, printre primele clădiri din Paris în noul stil, între 1895 și 1898. Parizienii se plângeau de monotonia arhitecturii bulevardelor construite sub Napoleon al III-lea de Georges-Eugène Haussmann. Castelul Beranger e un amestec curios de neogotic și Art Nouveau, cu linii curbe și forme naturale. Guimard, un publicist priceput pentru activitatea sa, a declarat: „Ceea ce trebuie evitat cu orice preț este ... paralela și simetria. Natura este cel mai mare constructor dintre toate, iar natura nu face nimic care să fie paralel și nimic care să fie simetric.”
Parizienii au primit stilul original și pitoresc al lui Guimard; Castel Béranger a fost ales ca una dintre cele mai bune fațade noi din Paris, lansând cariera lui Guimard. Guimard a primit comisia de proiectare a intrărilor pentru noul sistem al Metroului din Paris, care a adus stilul în atenția milioanelor de vizitatori ai Expoziției Universale din 1900.

### Exposition Universellede la Paris (1900)

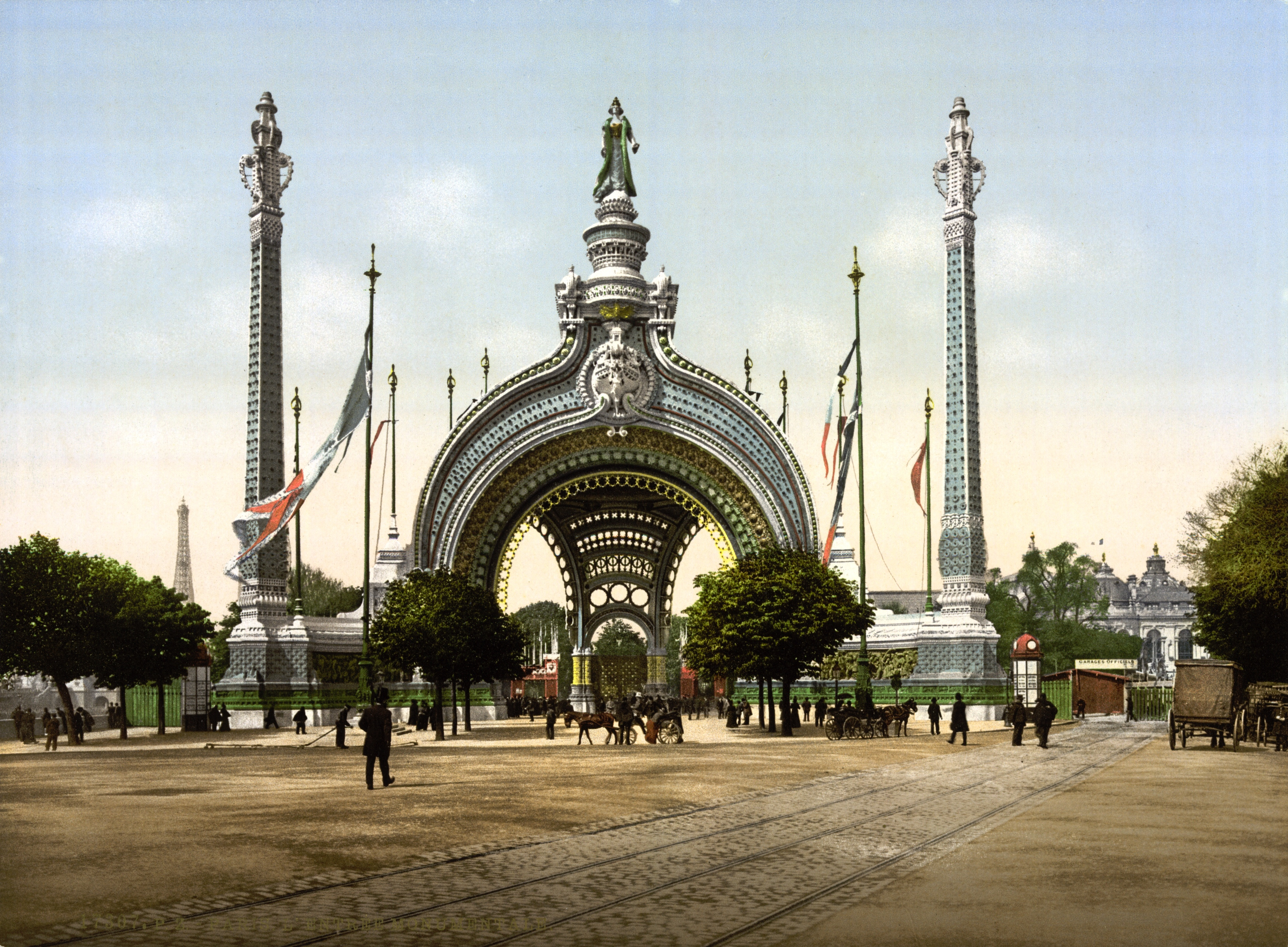
Intrarea principală a Exposition Universelle 1900
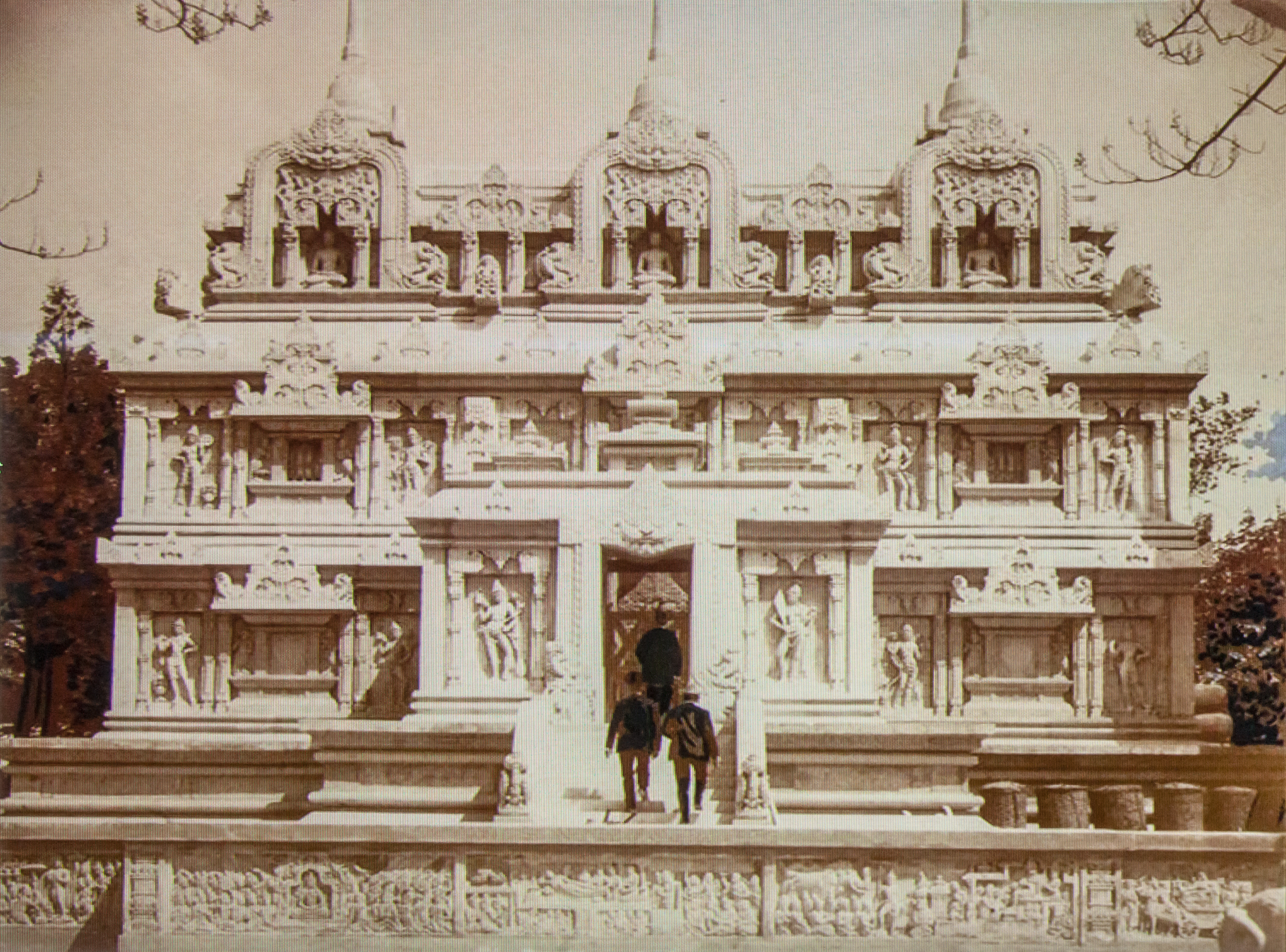
Pavilionul Bigot, prezentând operele ceramistului Alexandre Bigot
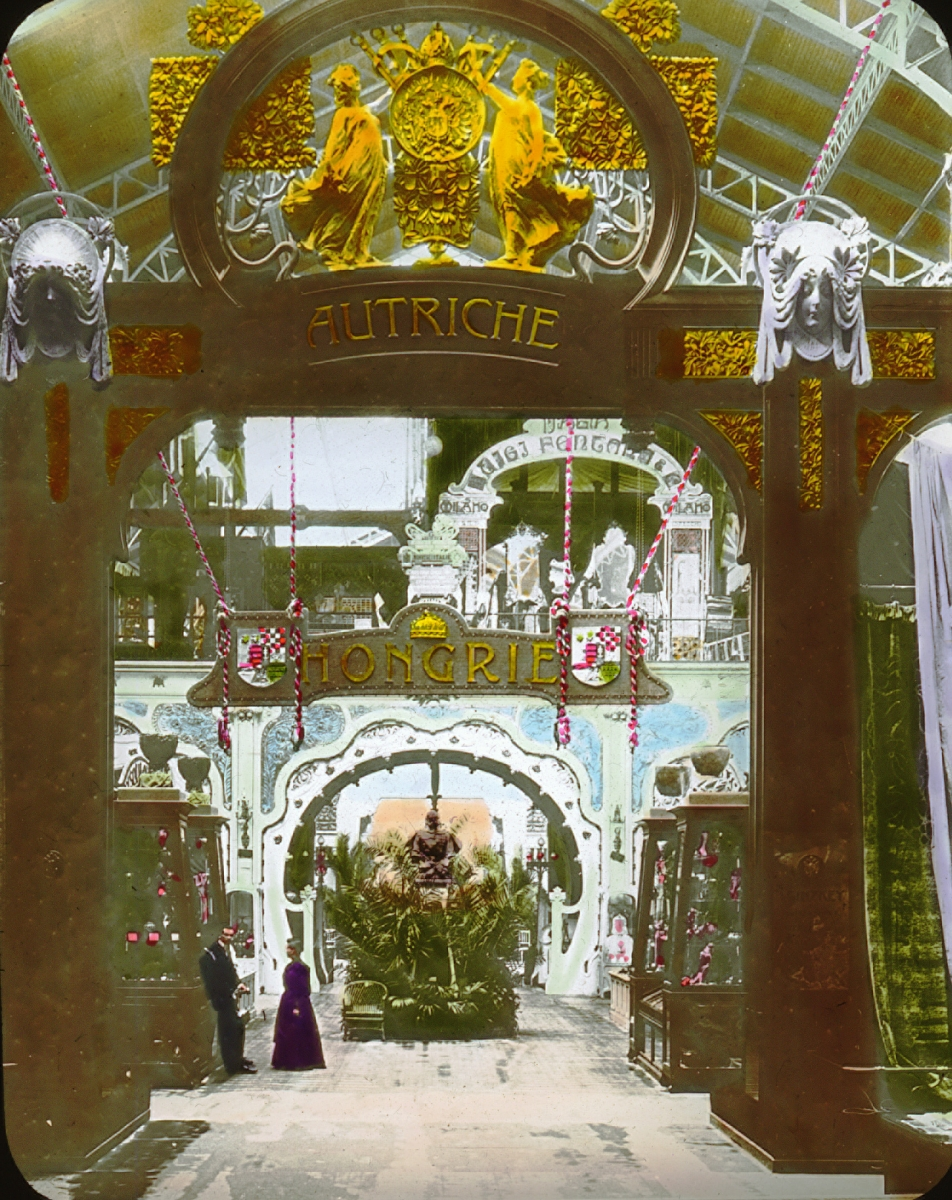
Intrarea Pavilionului Austriac, cu o expoziție proiectată de Josef Hoffmann
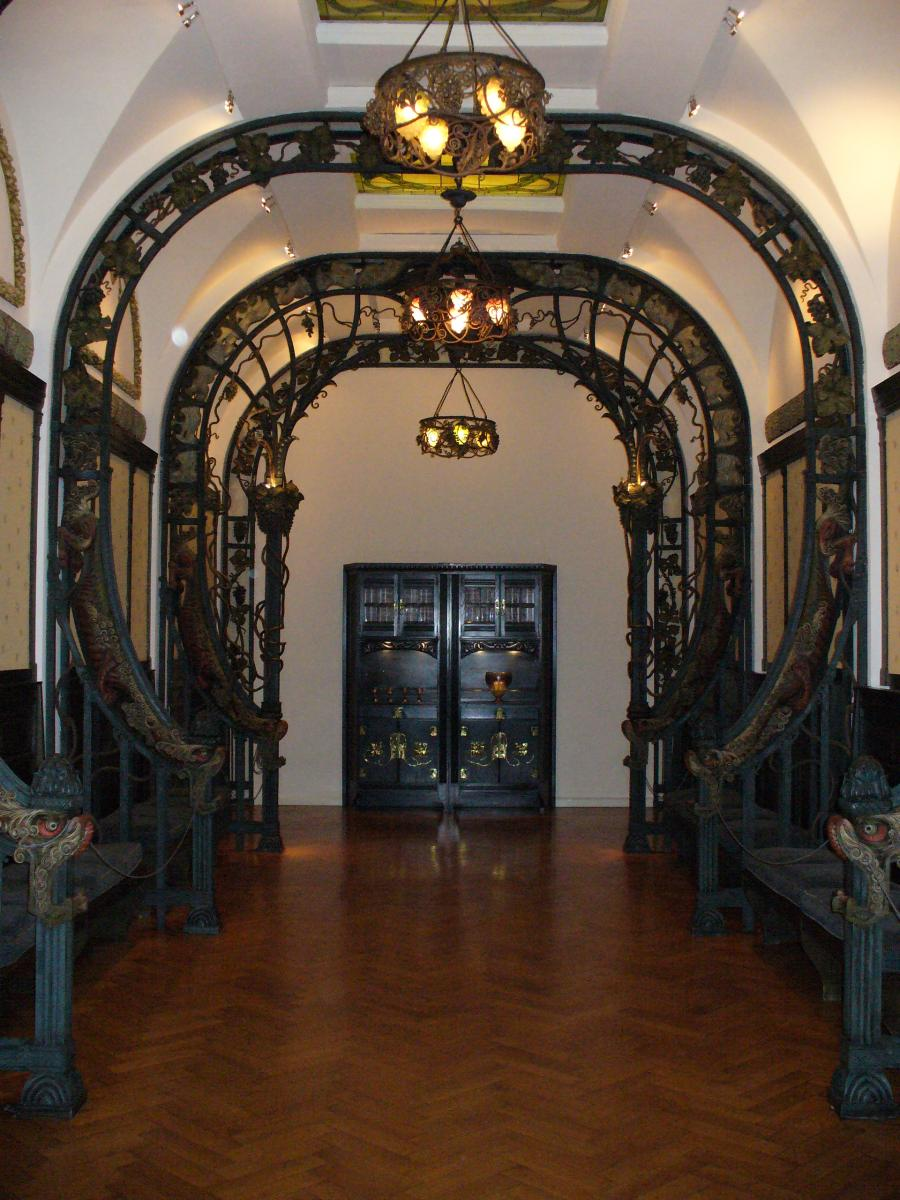
Pavilionul German de Bruno Möhring
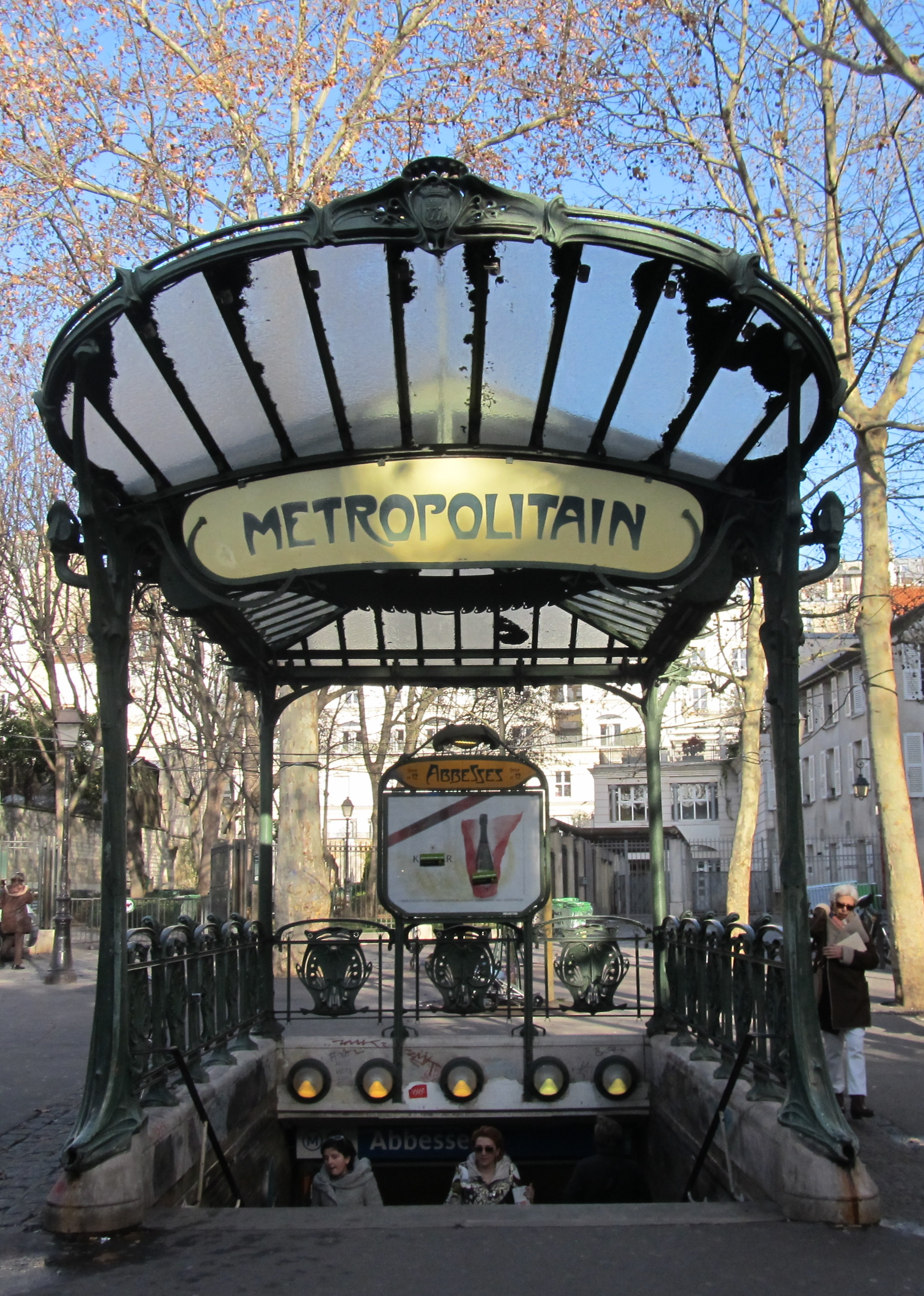
Gura stației de metrou Abbesses din Paris, proiectată de Hector Guimard pentru Exposition Universelle 1900
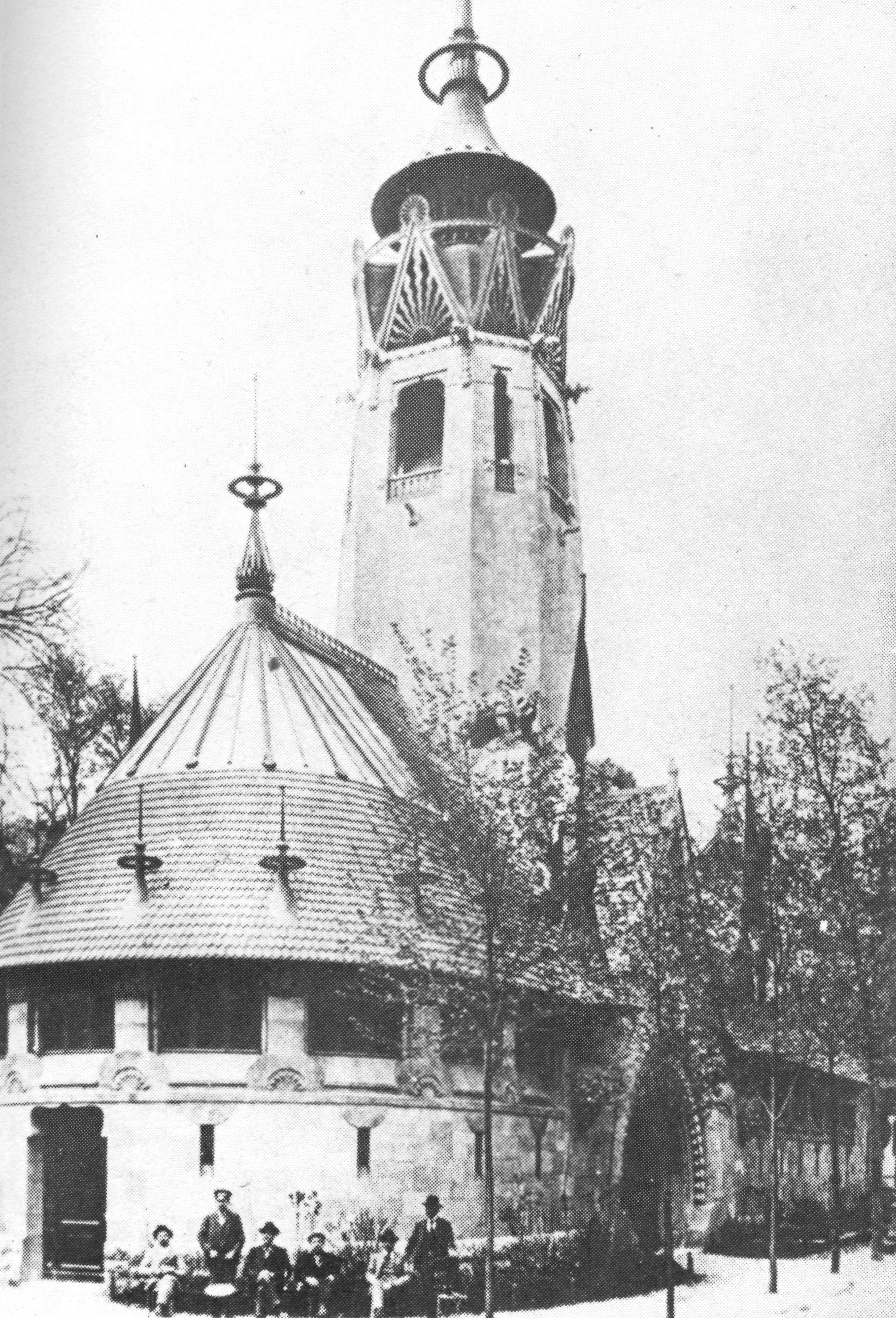
Armas Lindgren și Eliel Saarinen au cârștigat recunoaștere internațională pentru designul lor al Pavilionului Finlandei
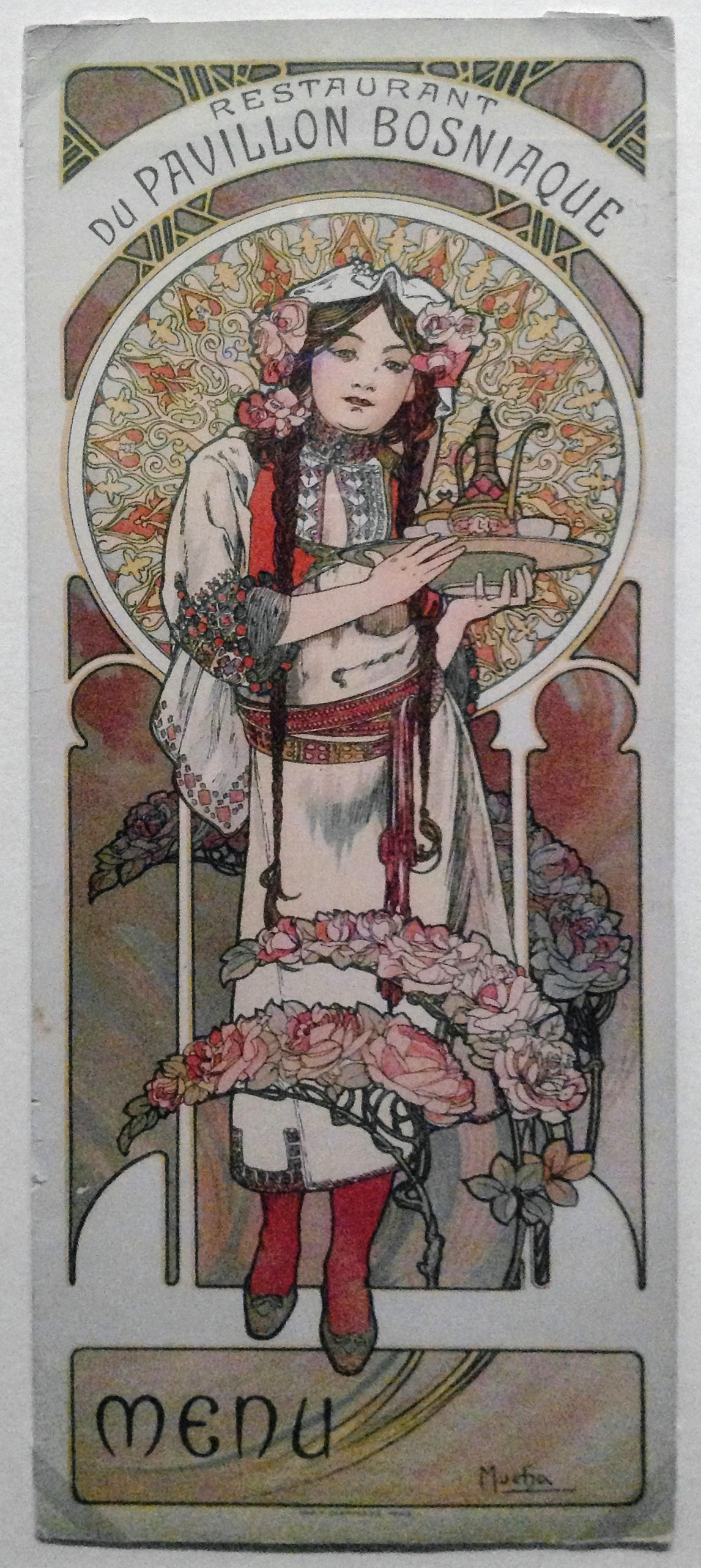
Design de meniu de Alfons Mucha pentru restaurantul Pavilionului Bosniei
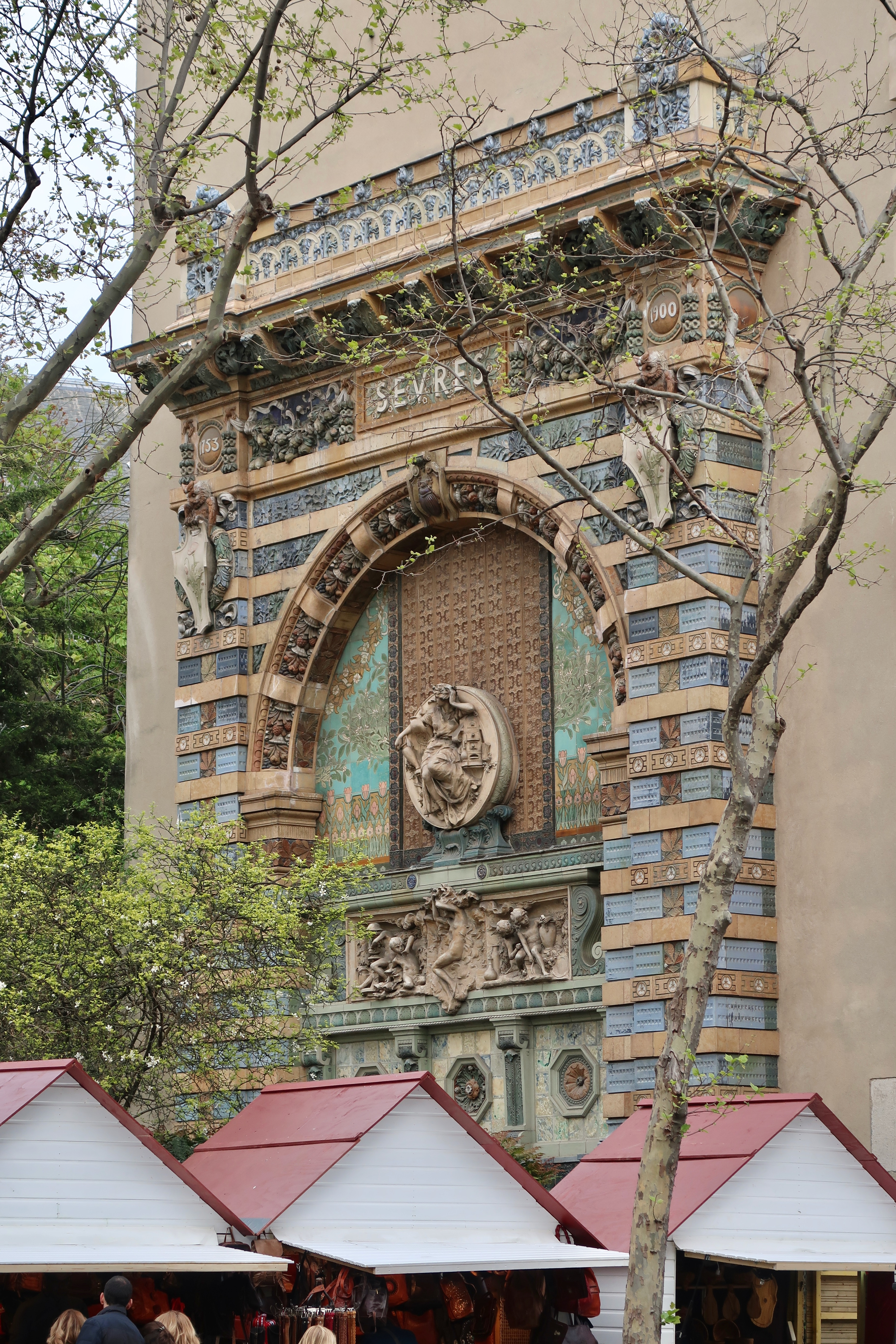
Portic al Pavilionului Porțelanului de Sevres (1900), acum în piața Félix-Desruelles din Paris

Expoziția Universală de la Paris din 1900 a marcat punctul culminant al Art Nouveau-ului. Între aprilie și noiembrie 1900, a atras aproape cincizeci de milioane de vizitatori din întreaga lume și a prezentat arhitectura, designul, articole de sticlă, mobilier și obiecte decorative ale stilului. Arhitectura Expoziției a fost adesea un amestec de Art Nouveau și Beaux-Arts: sala principală de expoziții, Grand Palais are o fațadă Beaux-Arts fără nicio legătură cu scara spectaculoasă Art Nouveau și sala de expoziții din interior.
Designerii francezi au realizat cu toții lucrări speciale pentru expoziție: cristal Lalique și bijuterii; bijuterii de Henri Vever și Georges Fouquet; sticlă Daum; Manufacture nationale de Sèvres în porțelan;  ceramică de Alexandre Bigot; lămpi și vaze de sticlă sculptate de Émile Gallé; mobilă de Édouard Colonna și Louis Majorelle; și multe alte firme proeminente de artă și meserii. La expoziția de la Paris din 1900, Siegfried Bing a prezentat un pavilion numit Art Nouveau Bing, care avea șase interioare diferite decorate în întregime Art Nouveau.
Expoziția a fost prima expunere internațională pentru designerii și artiștii Art Nouveau din întreaga Europă și nu numai.  Câștigătorii și participanții la premiu au inclus Alfons Mucha, care a realizat picturi murale pentru pavilionul Bosniei și Herțegovinei și a conceput meniul pentru restaurantul pavilionului; decoratorii și designerii Bruno Paul și Bruno Möhring din Berlin; Carlo Bugatti din Torino; Bernhardt Pankok din Bavaria; arhitectul-designer rus Fyodor Schechtel și Louis Comfort Tiffany and Company din Statele Unite. Arhitectul vienez Otto Wagner a fost membru al juriului și a prezentat un model de baie Art Nouveau al apartamentului său din Viena, cu o cadă de sticlă. Josef Hoffmann a proiectat galeria vieneză la expoziția de la Paris, punanând în atenție designurile Secesiunii Vieneze. Eliel Saarinen a câștigat pentru prima dată recunoașterea internațională pentru designul său imaginar al pavilionului finlandez.
În timp ce Expoziția de la Paris a fost de departe cea mai mare, alte expuneri au făcut mult pentru popularizarea stilului.  Expoziția universală de la Barcelona din 1888 a marcat începutul stilului Modernisme în Spania, cu unele clădiri ale lui Lluís Domènech i Montaner. Prima Esposizione Internazionale d'Arte Decorativa Moderna din 1902 la Torino (Italia), a prezentat designeri din toată Europa, inclusiv Victor Horta din Belgia și Joseph Maria Olbrich din Viena, alături de artiști locali ca Galileo Chini, Carlo Bugatti, și Eugenio Quarti.

## Variante locale

### Art Nouveau în Franța

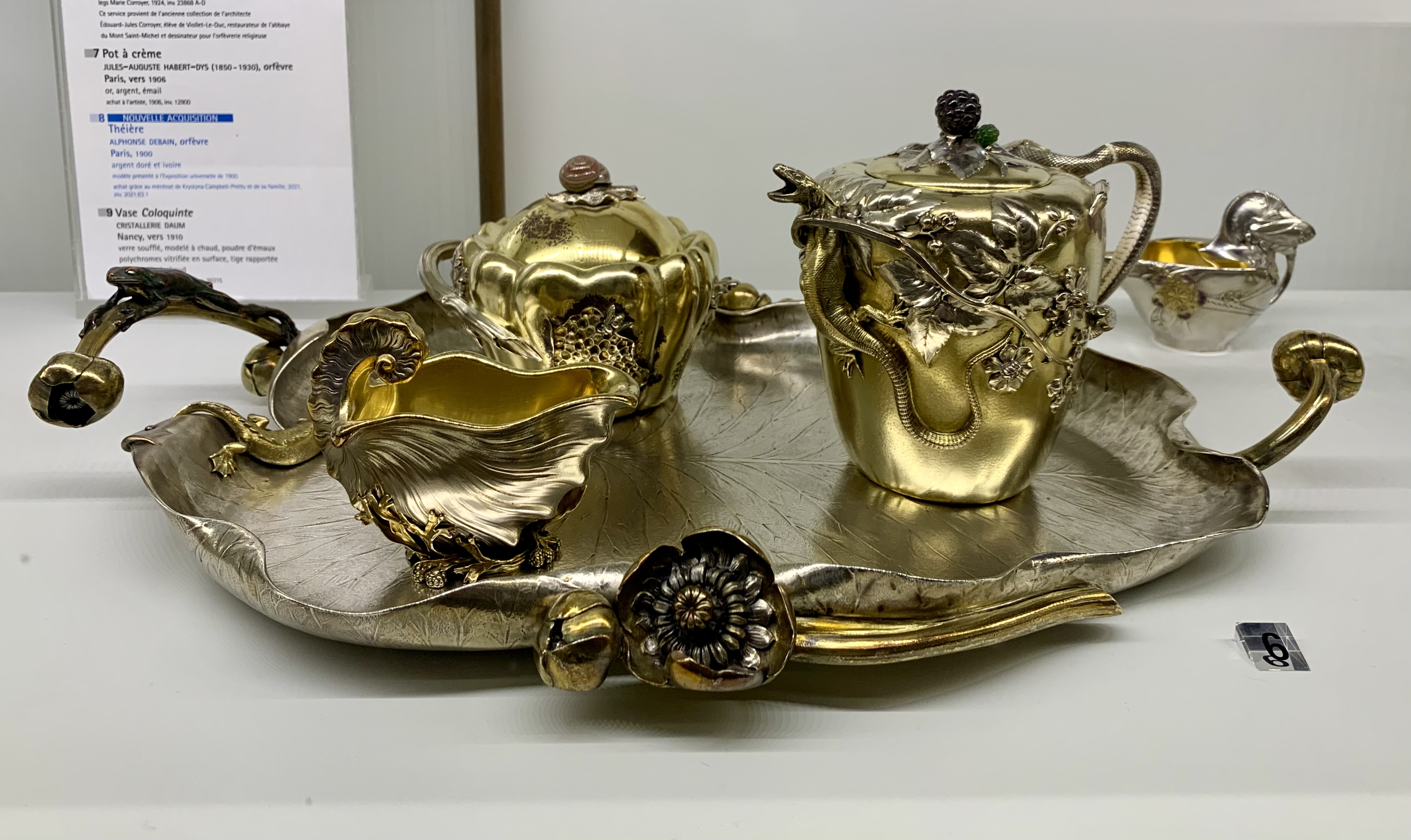
Set de ceai de Bapst & Falize, Germain Bapst, și Lucien Falize, făcut din argint parțial aurit, fildeș și agat (circa 1889)
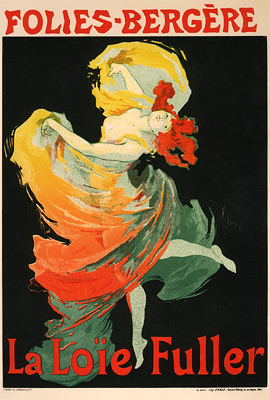
Poster pentru dansatoarea Loie Fuller de Jules Chéret (1893)
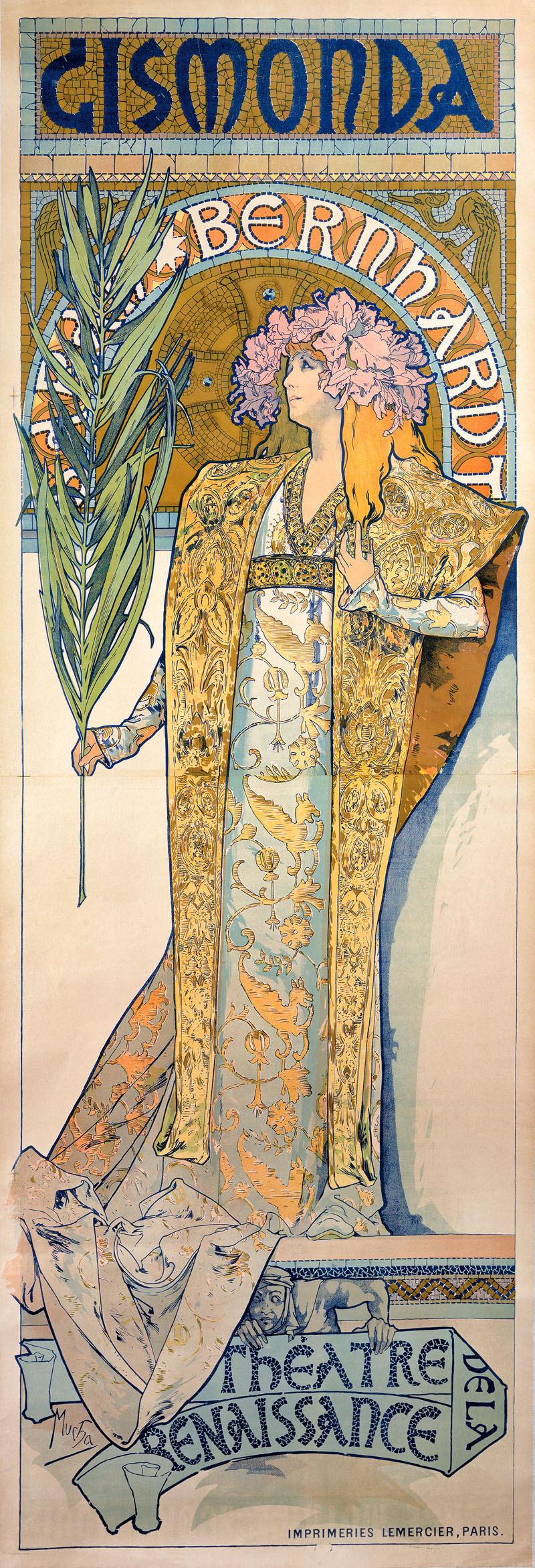
Poster de Alfons Mucha pentru Gismonda (1894)
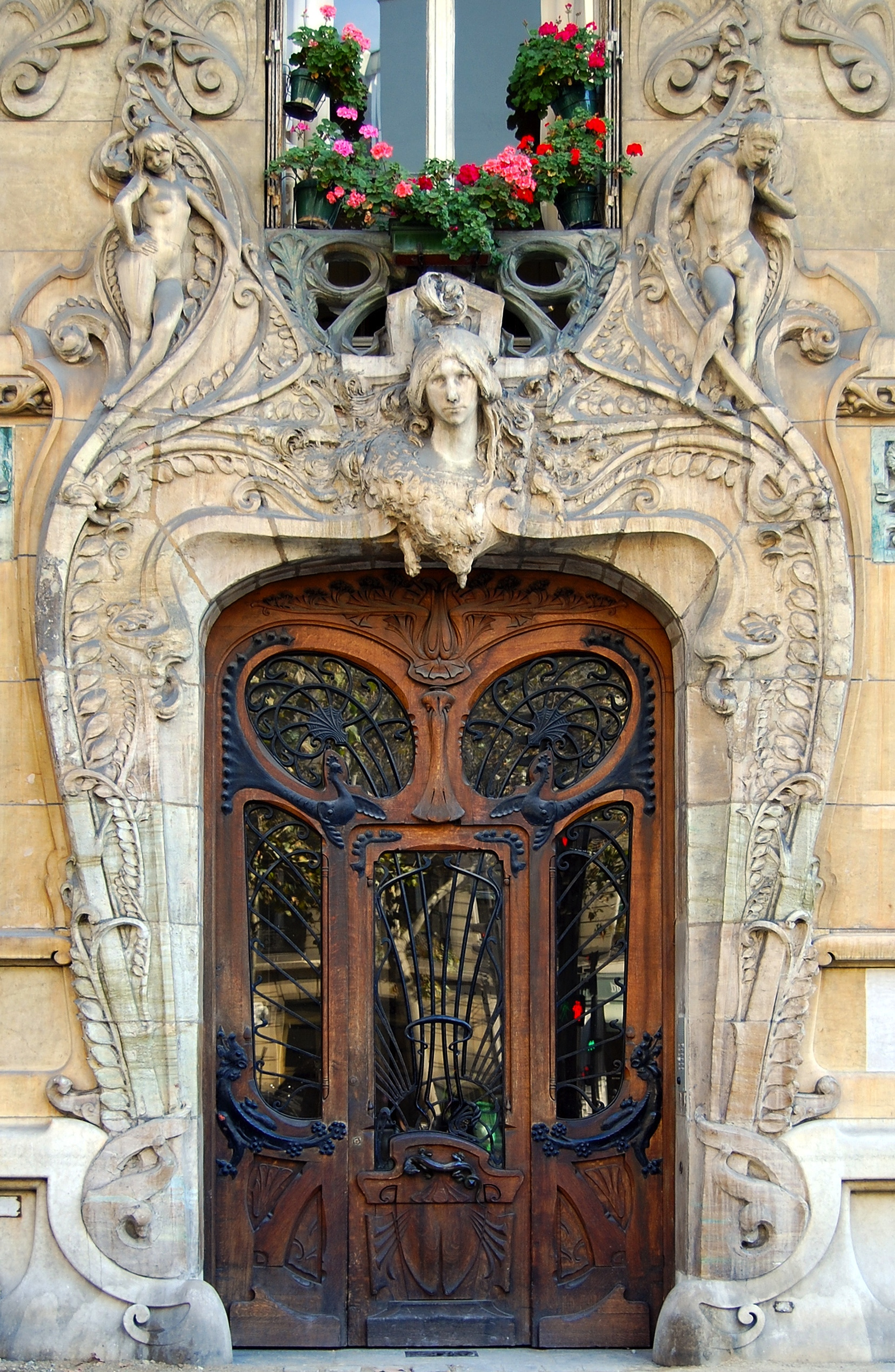
Intrare a Clădirii Lavirotte de Jules Lavirotte, 29, avenue Rapp, Paris (1901)
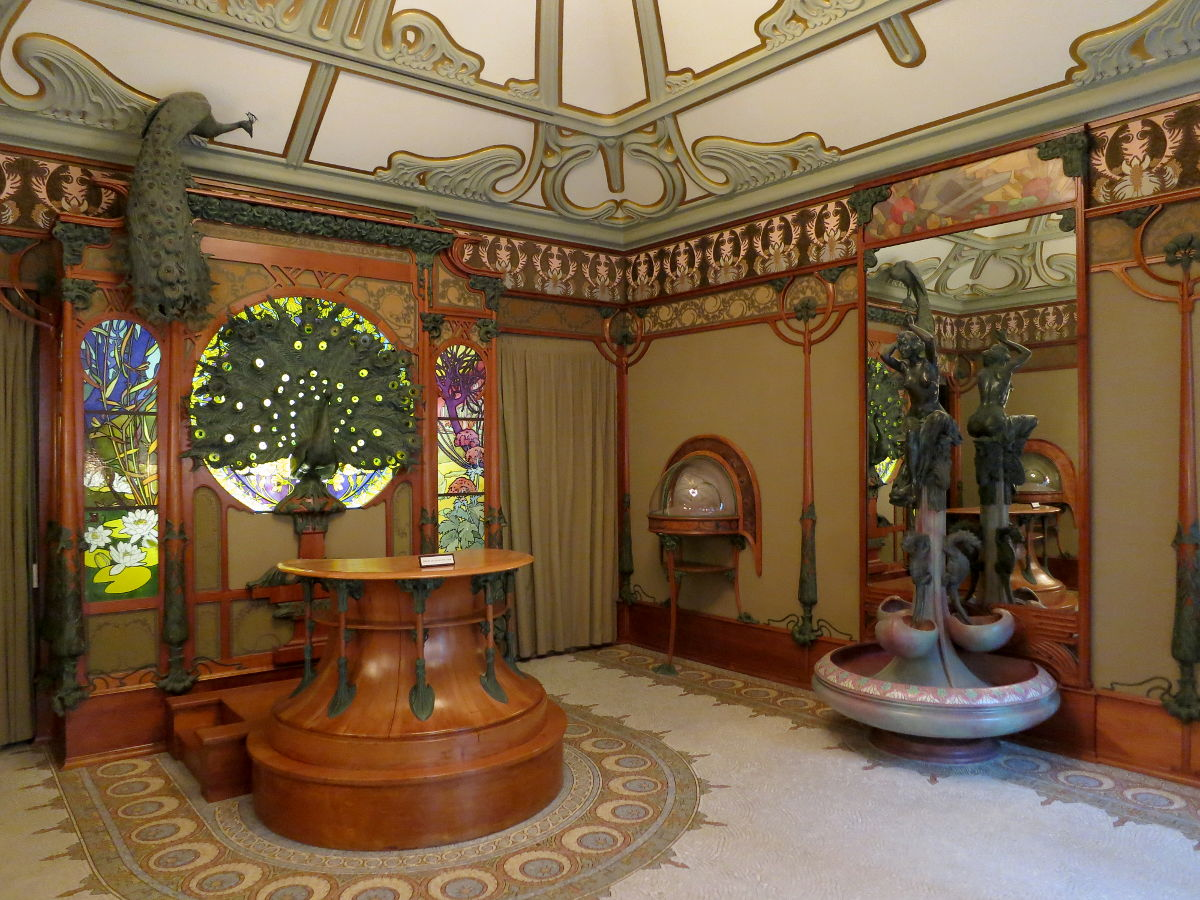
Magazinul de bijuterii al lui Georges Fouquet la 6, rue Royale, Paris, proiectat de Alfons Mucha, acum în Muzeul Carnavalet (1901)
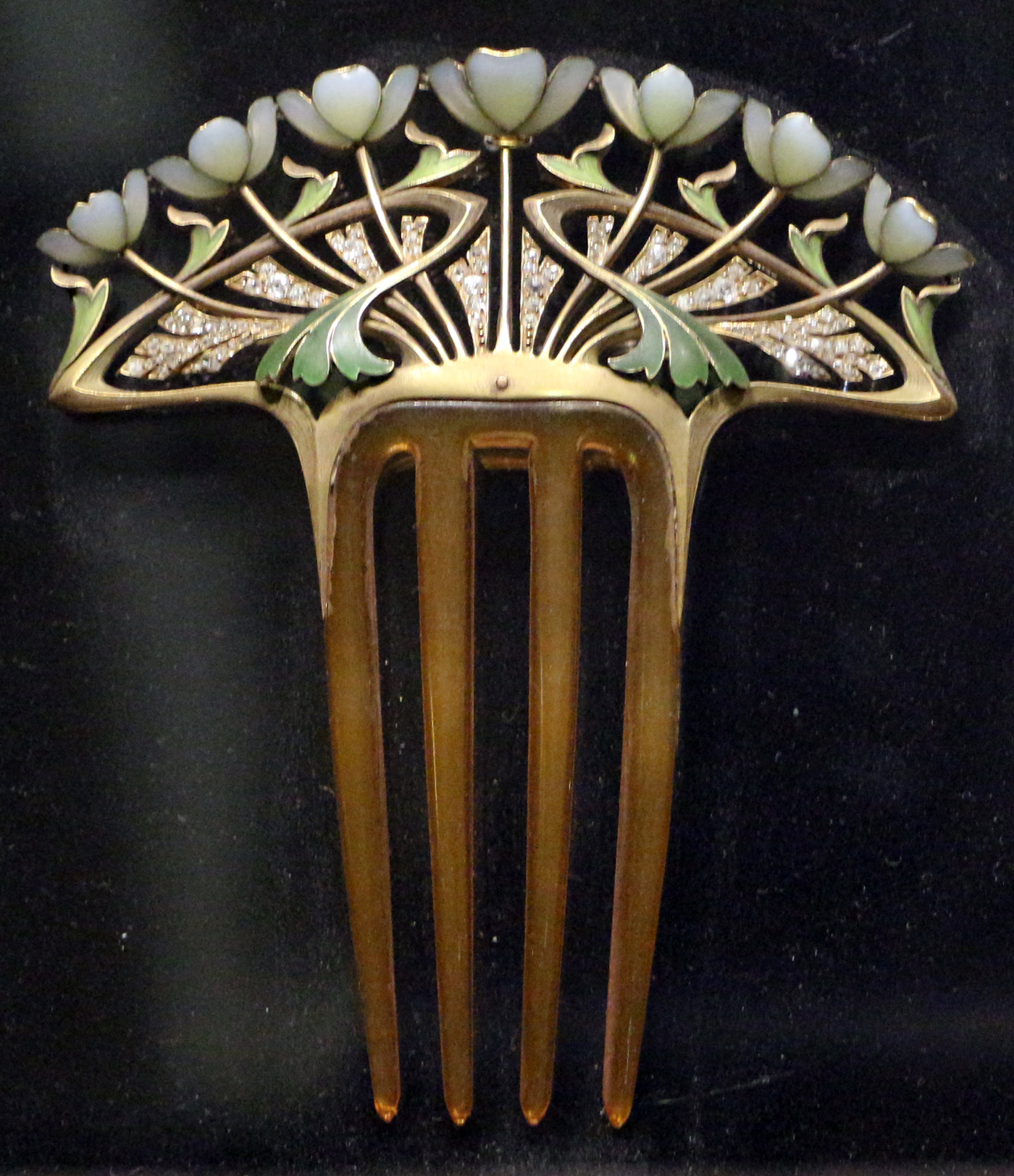
Pieptăne, aur, și diamente de René Lalique (c. 1902) (Musée d'Orsay)
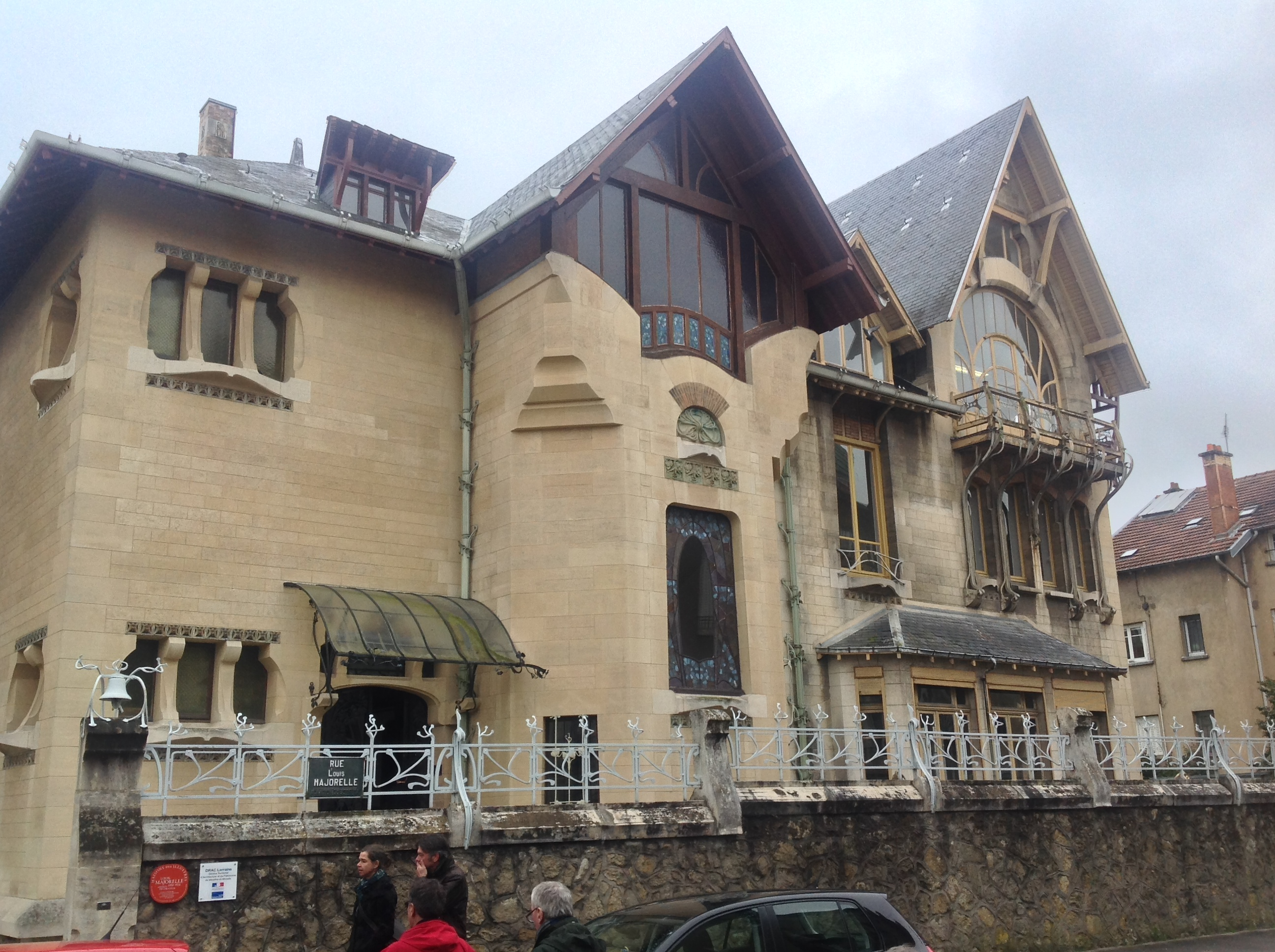
Vila Majorelle în Nancy pentru designerul de mobilă Louis Majorelle, de arhitectul Henri Sauvage (1901–02)
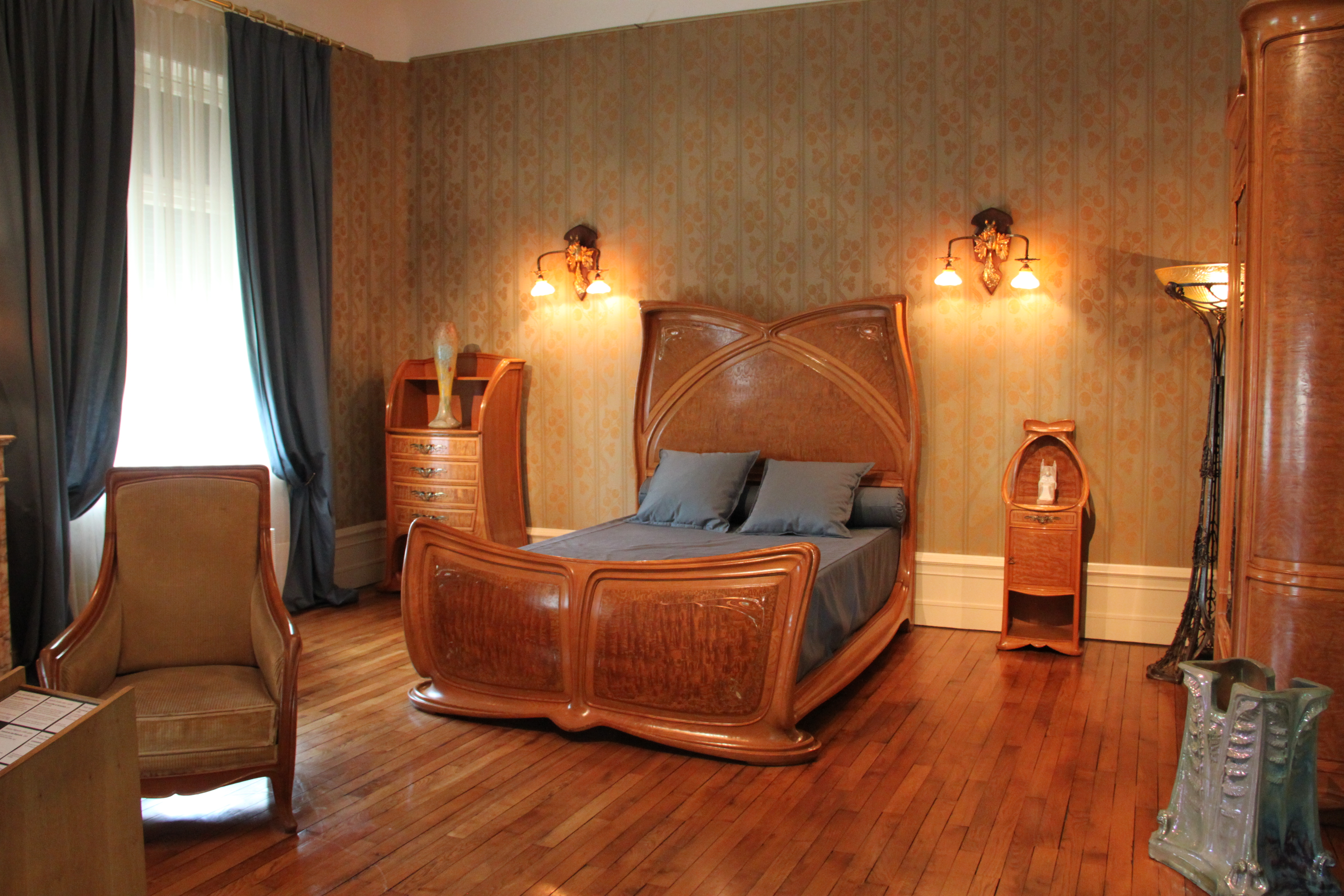
Mobilă de dormitor din Vila Majorelle (1901–02), acum în Muzeul de Arte  Frumoase din Nancy
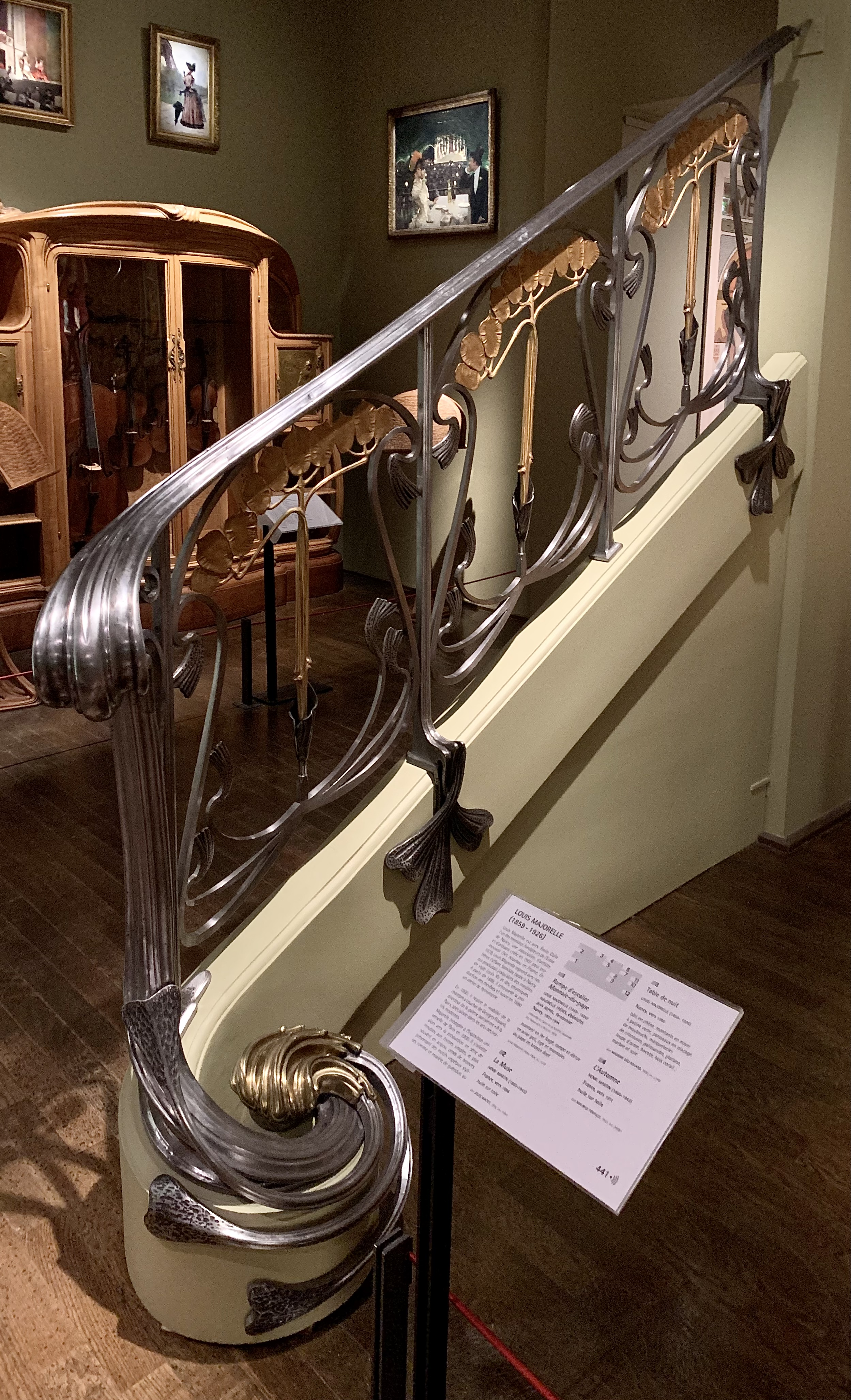
Balustradă de scară de Louis Majorelle, frații Majorelle și Jean Keppel (1903-1904)

După Expoziția din 1900, capitala Art Nouveau-ului a fost Parisul. Cele mai extravagante reședințe în stil au fost construite de Jules Lavirotte, care a acoperit în întregime fațadele cu ornamente sculpturale ceramice. Cel mai flamboiant exemplu este Clădirea Lavirotte, la 29, avenue Rapp (1901). Clădirile de birouri și magazinele au prezentat curți înalte acoperite cu cupole din vitralii și decorațiuni ceramice. Stilul a fost deosebit de popular la restaurante și cafenele, inclusiv Maxim's la 3, rue Royale, și Le Train bleu din Gare de Lyon (1900).
Statutul Parisului a atras artiști străini în oraș. Artistul elvețian Eugène Grasset a fost unul dintre primii creatori ai posterelor Art Nouveau franceze. A ajutat la decorarea celebrului cabaret Le Chat Noir în 1885, a creat primele postere pentru Fêtes de Paris și un celebru poster al lui Sarah Bernhardt în 1890. La Paris, a predat la Școala de Artă Guérin (École normale d’enseignement du dessin), unde elevii săi au inclus Augusto Giacometti și Paul Berthon. Elvețianul Théophile Steinlen a creat celebrul poster pentru cabaretul din Paris Le Chat Noir în 1896. Artistul ceh Alfons Mucha (1860-1939) a ajuns la Paris în 1888, iar în 1895, a realizat un poster pentru actrița Sarah Bernhardt în piesa Gismonda de Victorien Sardou în Théâtre de la Renaissance. Succesul afișului ăstuia a dus la un contract pentru producerea de postere pentru încă șase piese de Bernhardt.
Orașul Nancy din Lorena a devenit cealaltă capitală franceză a noului stil. În 1901, a fost fondată Alliance provinciale des industries d'art, cunoscută și sub denumirea de École de Nancy, dedicată tulburării ierarhiei care a pus pictura și sculptura deasupra artelor decorative. Printre artiștii importanți care lucrau acolo s-au numărat creatorii de vaze și lămpi de sticlă Émile Gallé, frații Daum în designul sticlei și designerul Louis Majorelle, care au creat mobilier cu forme florale și vegetale grațioase. Arhitectul Henri Sauvage a adus noul stil arhitectural la Nancy cu Villa Majorelle în 1902.
Stilul francez a fost propagat pe scară largă de noi reviste, inclusiv The Studio, Arts et Idées și Art et Décoration, ale căror fotografii și litografii color au făcut cunoscut stilul designerilor și clienților înstăriți din întreaga lume.
În Franța, stilul a ajuns la vârful său în 1900, iar ulterior s-a retras din modă, dispărând practic din Franța până în 1905. Art Nouveau a fost un stil de lux, care a necesitat meșteri experți și foarte bine plătiți, și nu a putut să fie produs în masă ușor sau ieftin. Unul dintre puținele produse Art Nouveau care ar putea fi produse în masă a fost sticla de parfum, acestea fiind încă fabricate în stil azi.

### Art Nouveau în Belgia

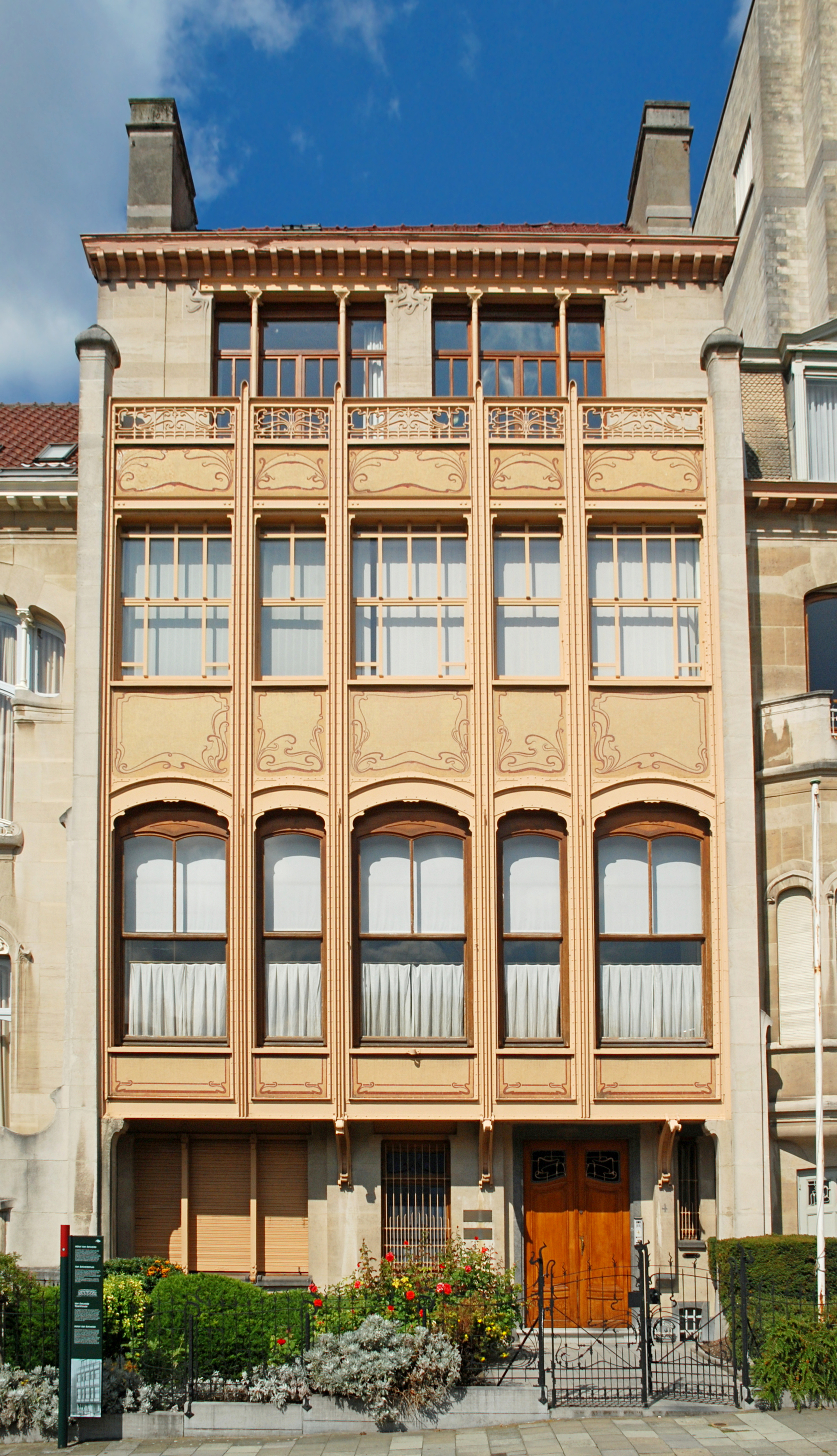
Hôtel van Eetvelde de Victor Horta, în Bruxelles (1898–1900)
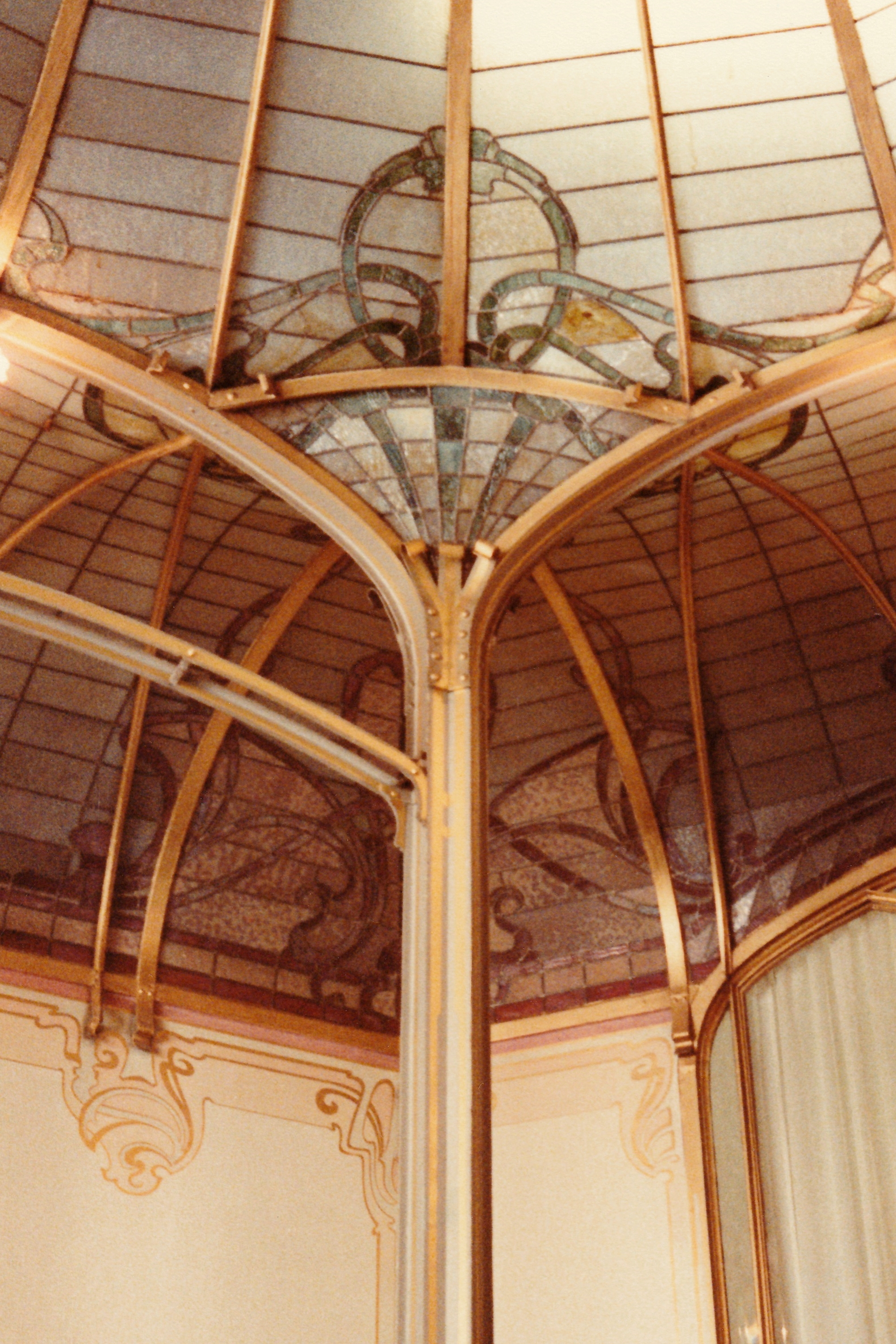
Detaliu al Grădinii de Iarnă din Hôtel van Eetvelde, de Victor Horta, în Bruxelles (1898–1900)
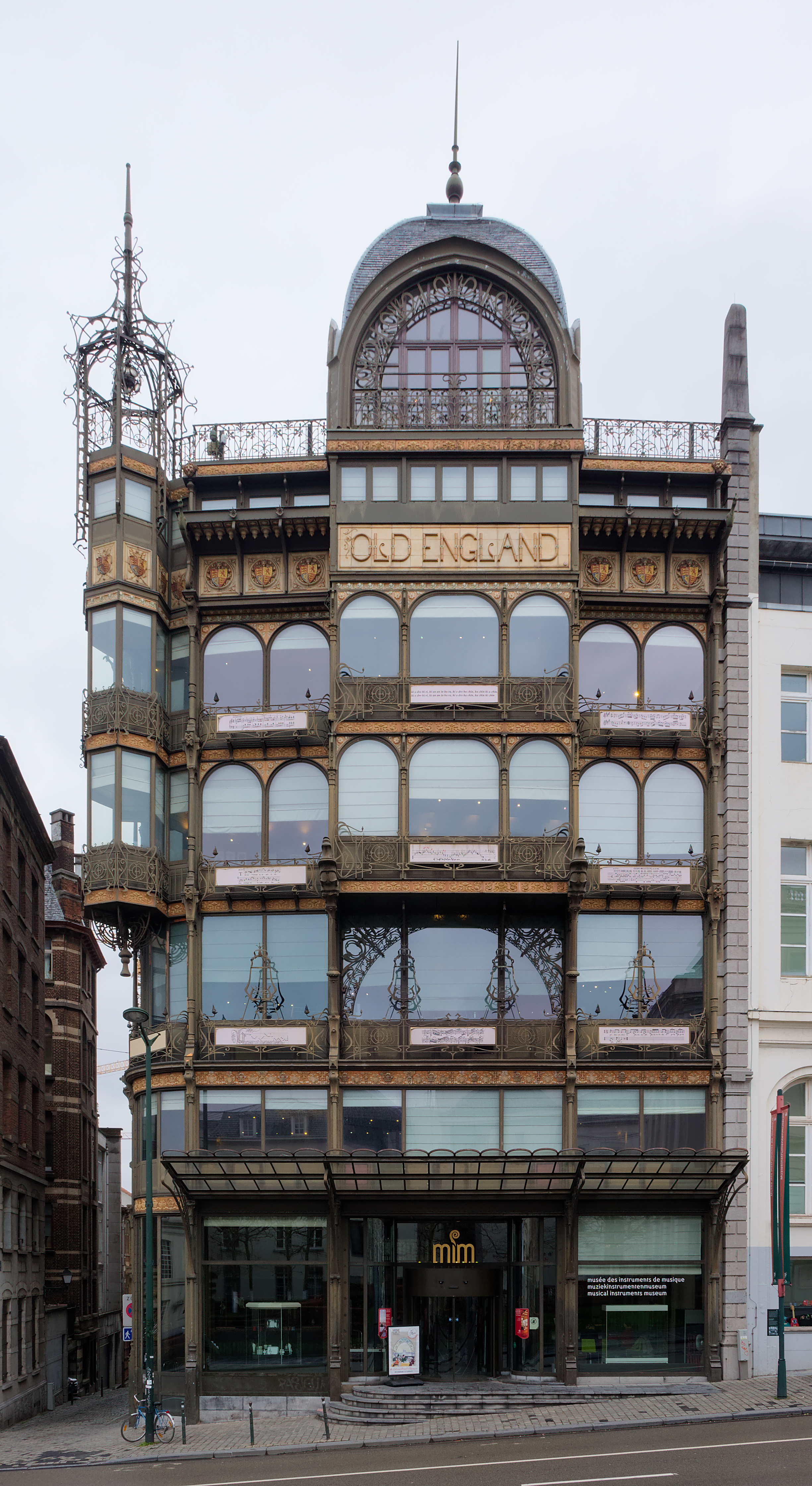
Fostul magazin universal Old England de Paul Saintenoy, în Bruxelles (1898–1899)
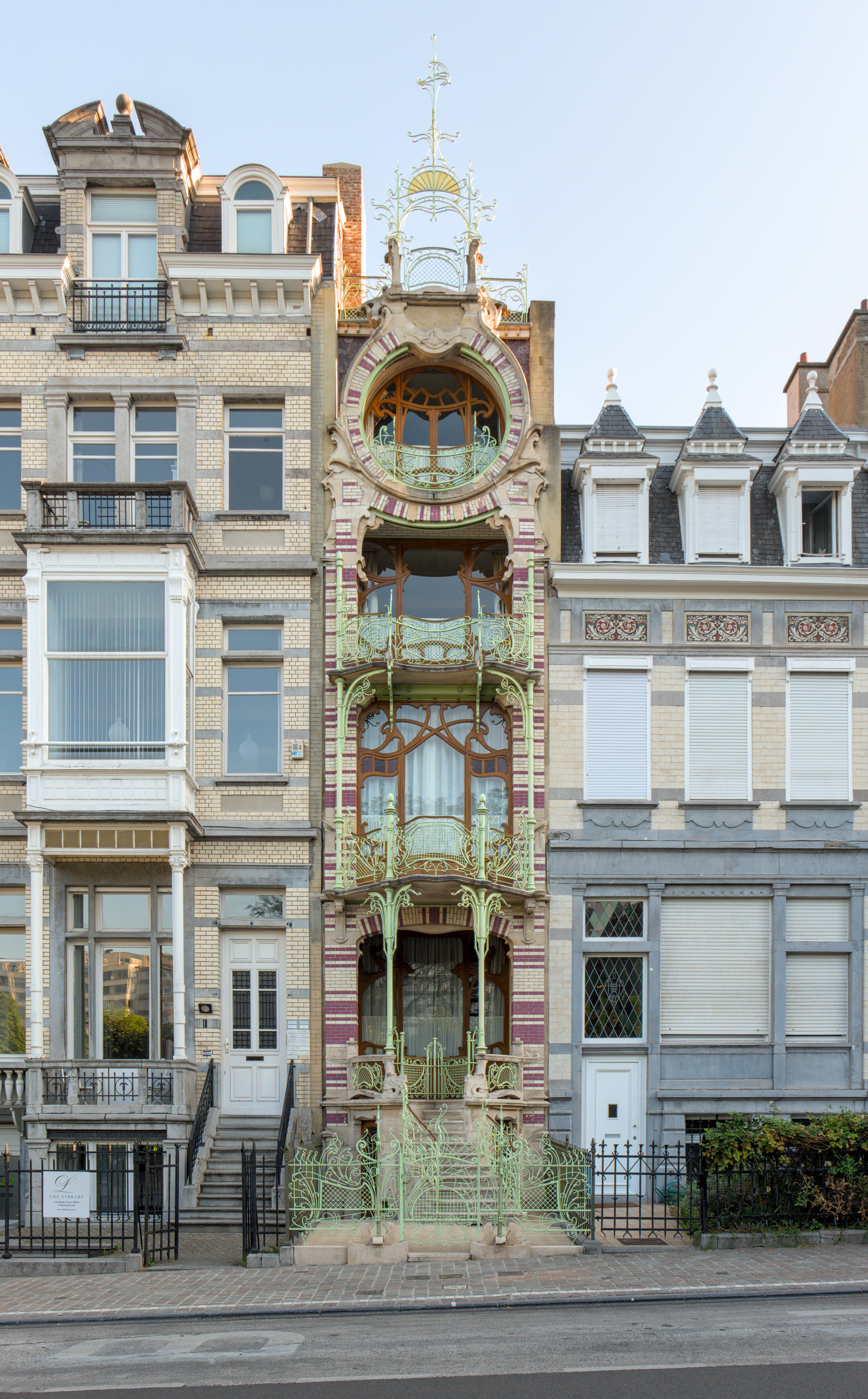
Casa Saint-Cyr de Gustave Strauven, în Bruxelles (1901-1903)
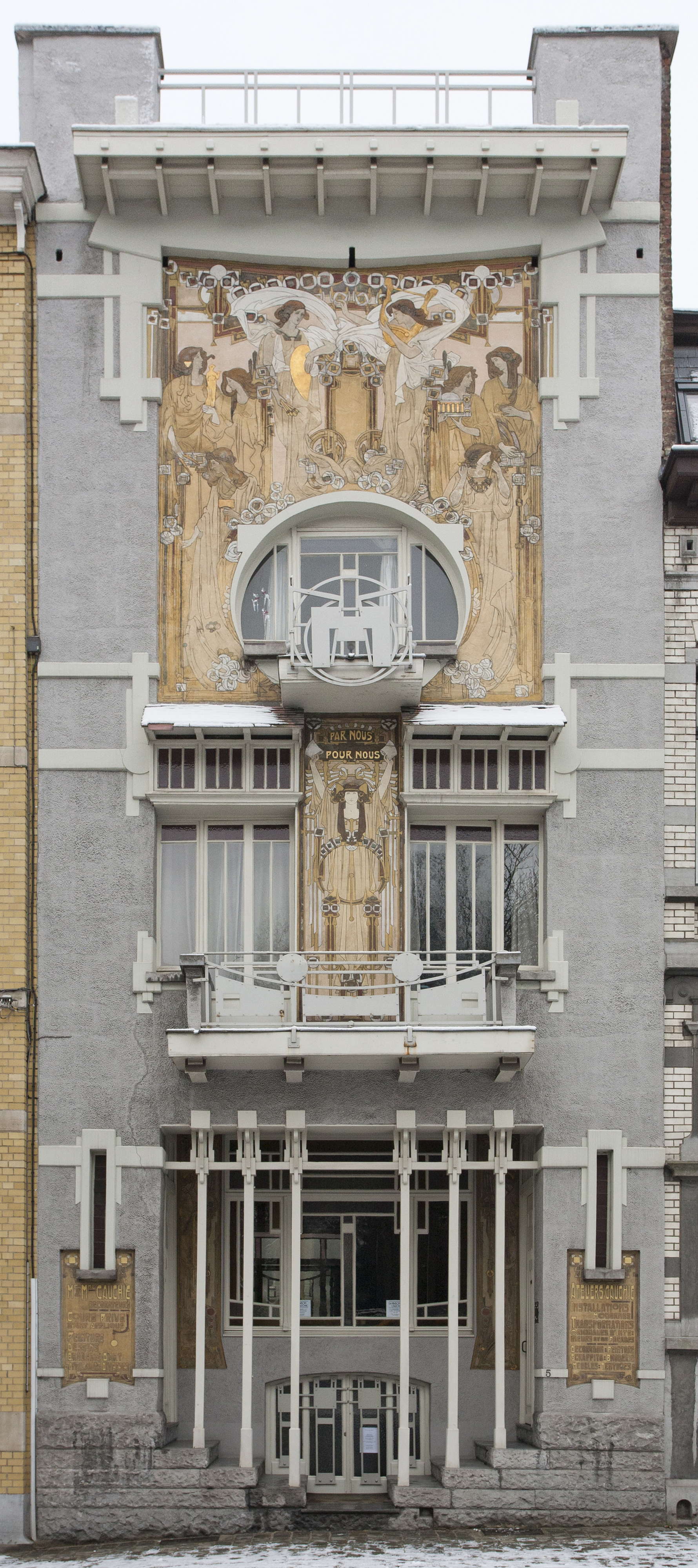
Casa arhitectului Paul Cauchie (1905) decorată cu sgraffito, în Bruxelles
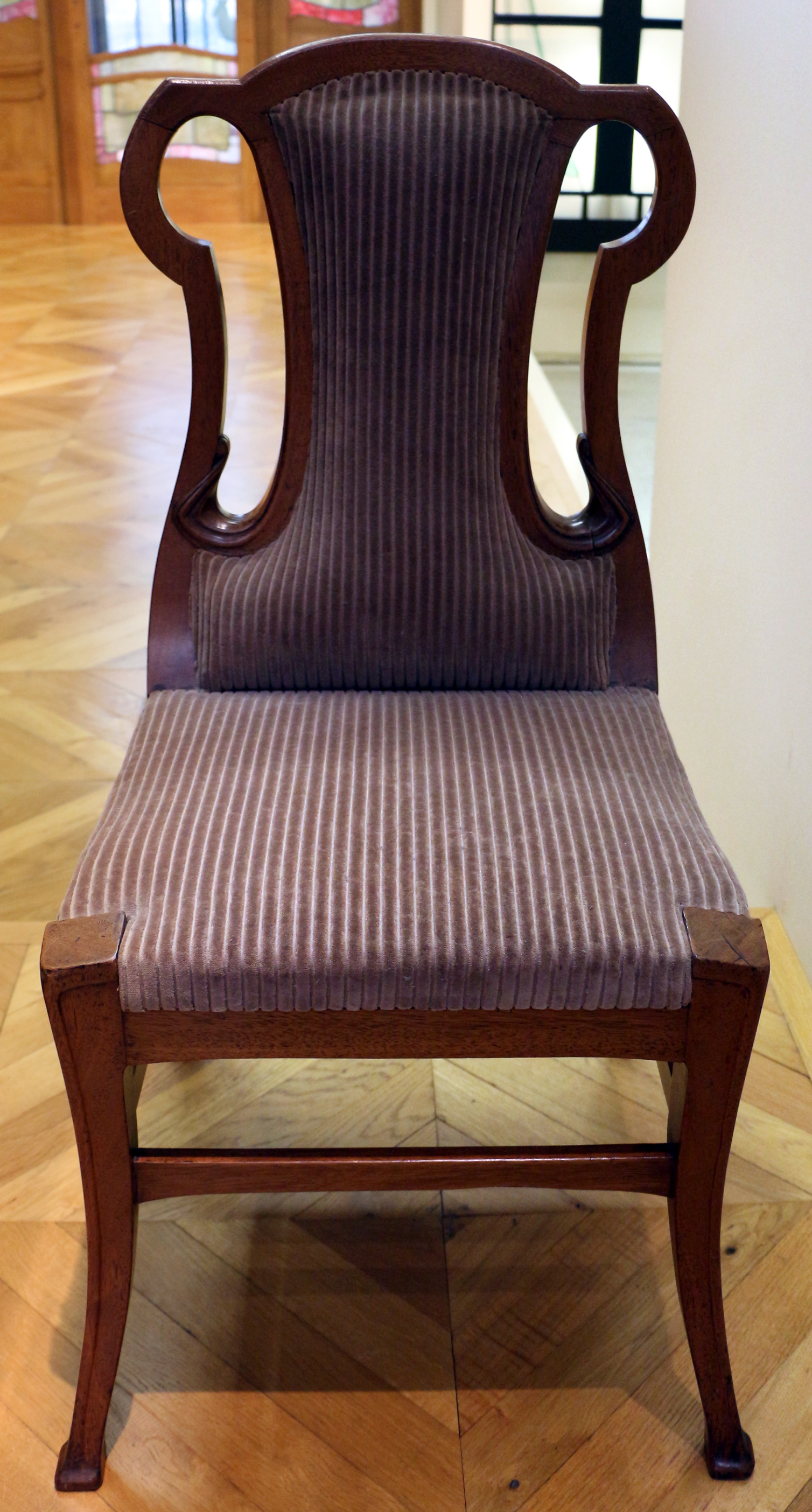
Scaun de Henry van de Velde (1896)
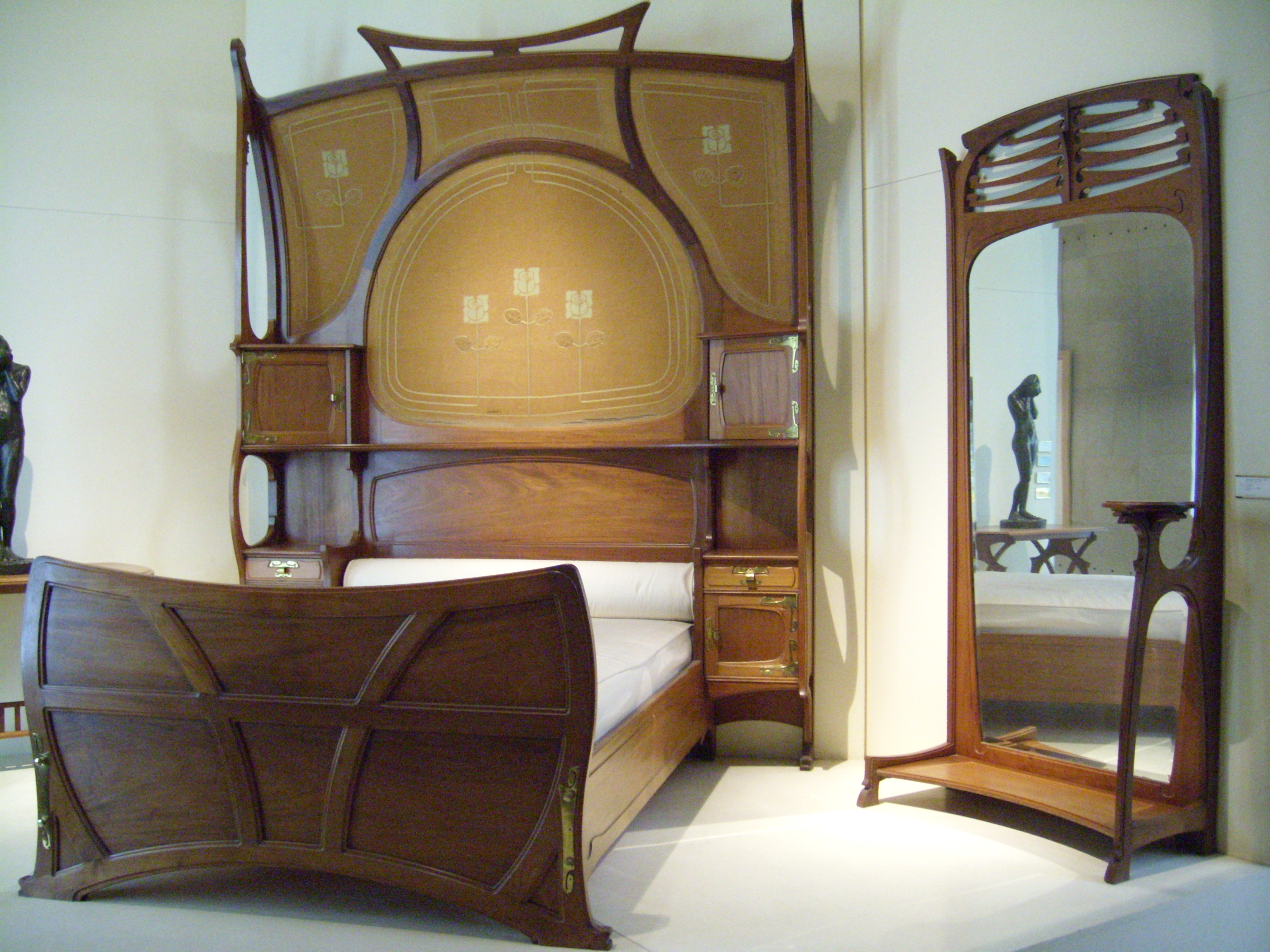
Pat și oglindă de Gustave Serrurier-Bovy (1898–1899), acum în Musée d'Orsay din Paris
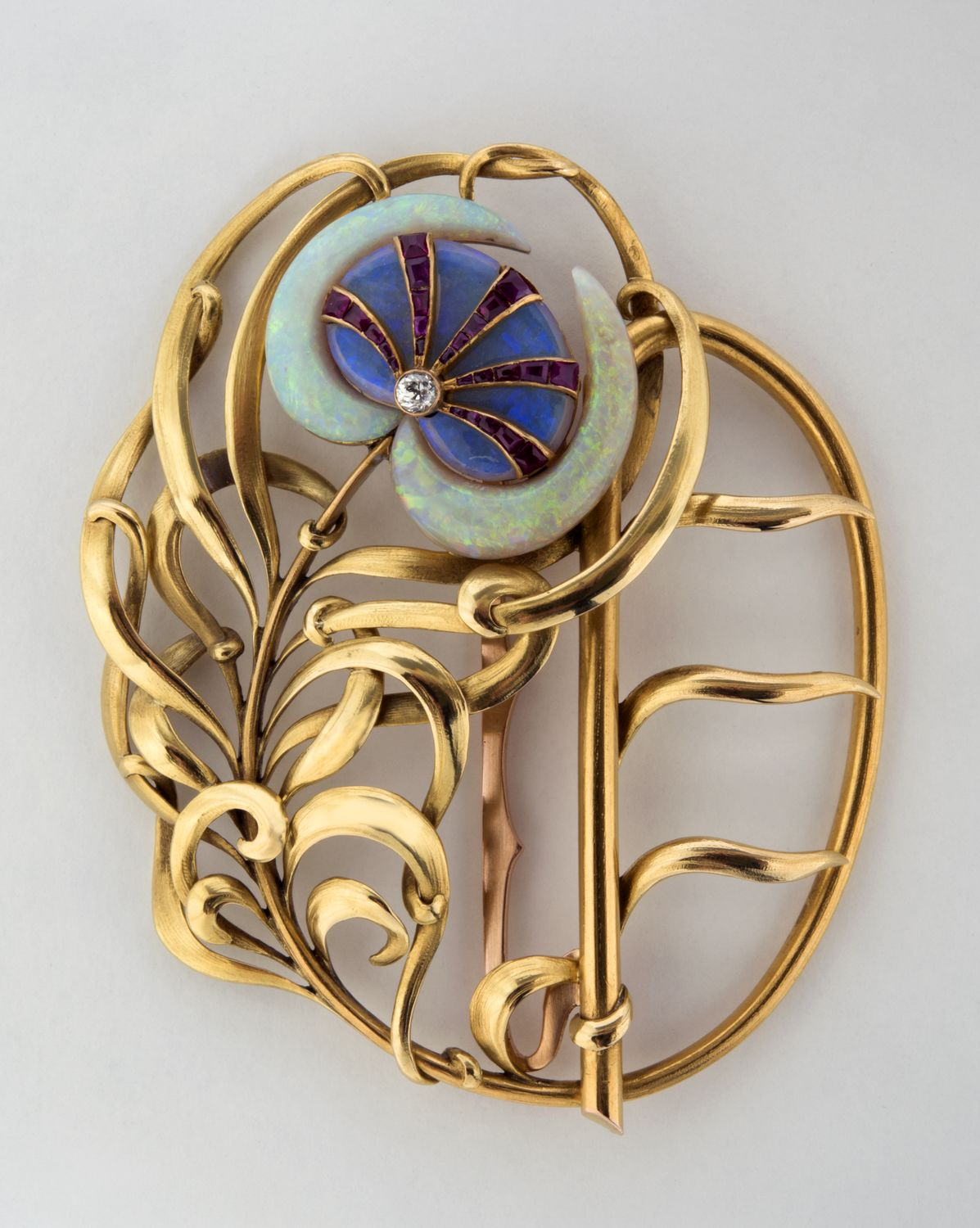
Philippe Wolfers, Plume de Paon, în Muzeele Regal de Artă și Istorie din Bruxelles

Belgia a fost un centru timpuriu al Art Nouveau-ului, datorită în mare parte arhitecturii lui Victor Horta, care a proiectat una dintre primele case Art Nouveau, Hôtel Tassel în 1893 și alte trei case de oraș cu variații de același stil. Acum fac parte din Patrimoniul Mondial UNESCO. Horta a avut o influență puternică asupra activității tânărului Hector Guimard, care a venit să vadă Hôtelul Tassel în construcție, iar ulterior a declarat că Horta este „inventatorul” Art Nouveau-ului. Inovația lui Horta nu a fost fațada, ci interiorul, folosind o abundență de fier și sticlă ca să deschidă spațiul și să inunde camerele cu lumină, decorându-le cu coloane și balustrade din fier forjat, în forme vegetale curbe, care au ajuns și pe podele și  pereți, precum și pe mobila și covoarele proiectate de Horta.
Paul Hankar a fost un alt pionier al Art Nouveau-ului din Bruxelles. Casa lui a fost finalizată în 1903, în același an cu Hotel Tassel al lui Horta, și decorată cu sgraffitouri pe fațadă. Hankar a fost influențat atât de Viollet-le-Duc, cât și de ideile mișcării englezești Arts and Crafts. Ideea lui de concepție era să reunească artele decorative și cele frumoase într-un întreg coerent. El a comandat sculptorului Alfred Crick și pictorului Adolphe Crespin să decoreze fațadele caselor cu lucrarea lor. Cel mai izbitor exemplu a fost casa și studioul construit pentru artistul Albert Ciamberlani la 48, rue Defacqz/Defacqzstraat din Bruxelles, pentru care a creat o fațadă exuberantă acoperită cu picturi murale sgraffito cu figuri pictate și ornamente, recreând arhitectura decorativă din Quattrocento, sau Italia din secolul al XV-lea. Hankar a murit în 1901, când opera sa tocmai primea recunoaștere.
Gustave Strauven a fost asistentul lui Horta, înainte de a-și începe propria practică la 21 de ani. Cea mai cunoscută lucrare a sa este Maison Saint Cyr din Piața Ambiorix din Bruxelles. La doar patru metri lățime, este decorat de sus în jos cu ornamente curbate, într-un stil practic de Art Nouveau-Baroc.
Alți artiști importanți ai Art Nouveau-ului belgian includ arhitectul și designerul Henry van de Velde, chiar dacă cea mai importantă parte a carierei sale s-a petrecut în Germania; el a influențat puternic ornamentația Jugendstilului. Alții includ decoratorul Gustave Serrurier-Bovy și artistul grafic Fernand Khnopff. Designerii belgieni au profitat de oferta abundentă de fildeș importat din Congoul Belgian; sculpturi mixte, combinând piatră, metal și fildeș, de artiști ca Philippe Wolfers, erau populare.

### Nieuwe Kunstîn Țările de Jos

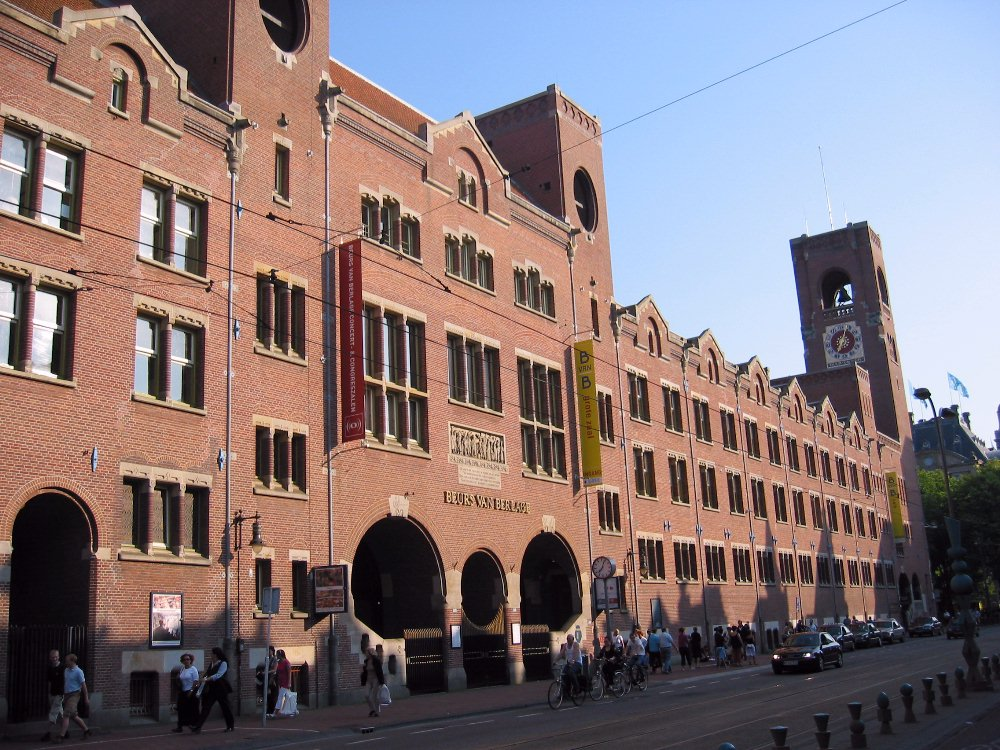
Bursa de Mărfuri din Amsterdam, de Hendrik Petrus Berlage (1896–1903)
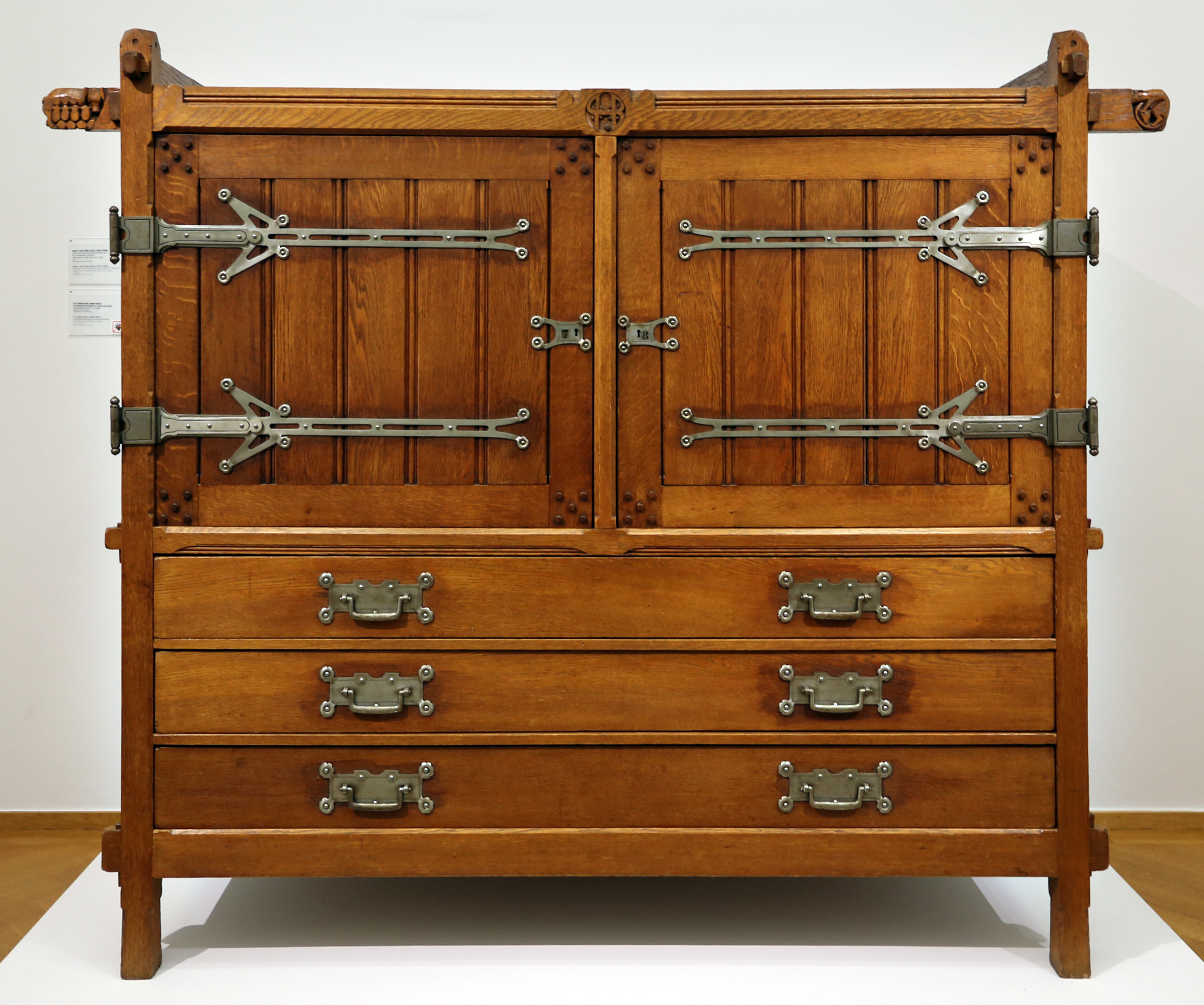
Dulap/Birou de Berlage (1898)
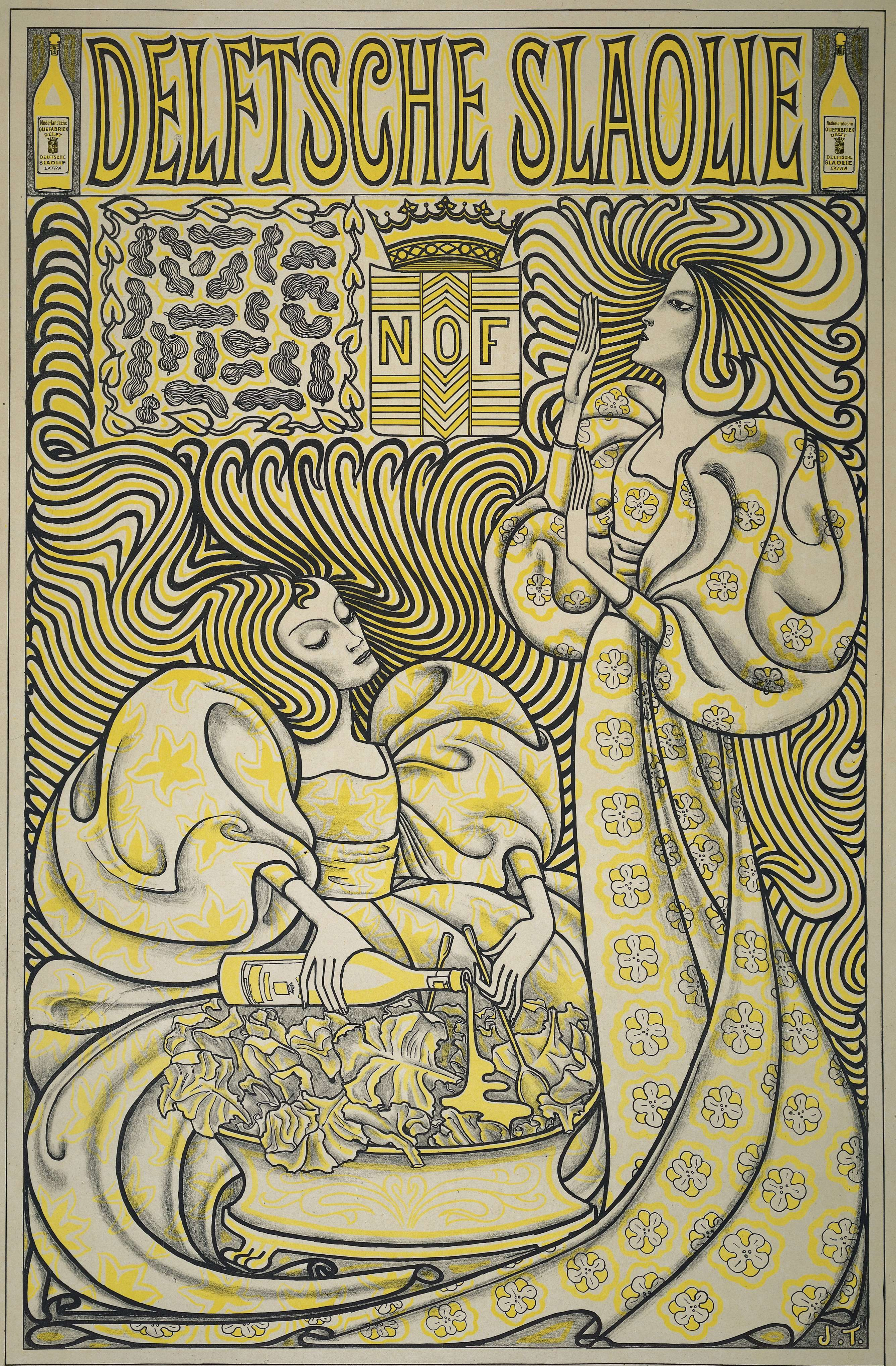
Poster pentru ulei de salată Delft de Jan Toorop (1893)
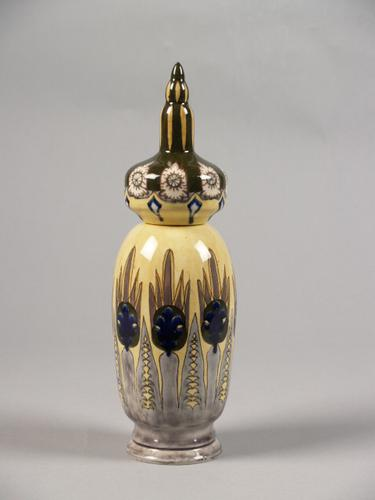
Vază cu un design floral abstract de Theo Colenbrander (1898)
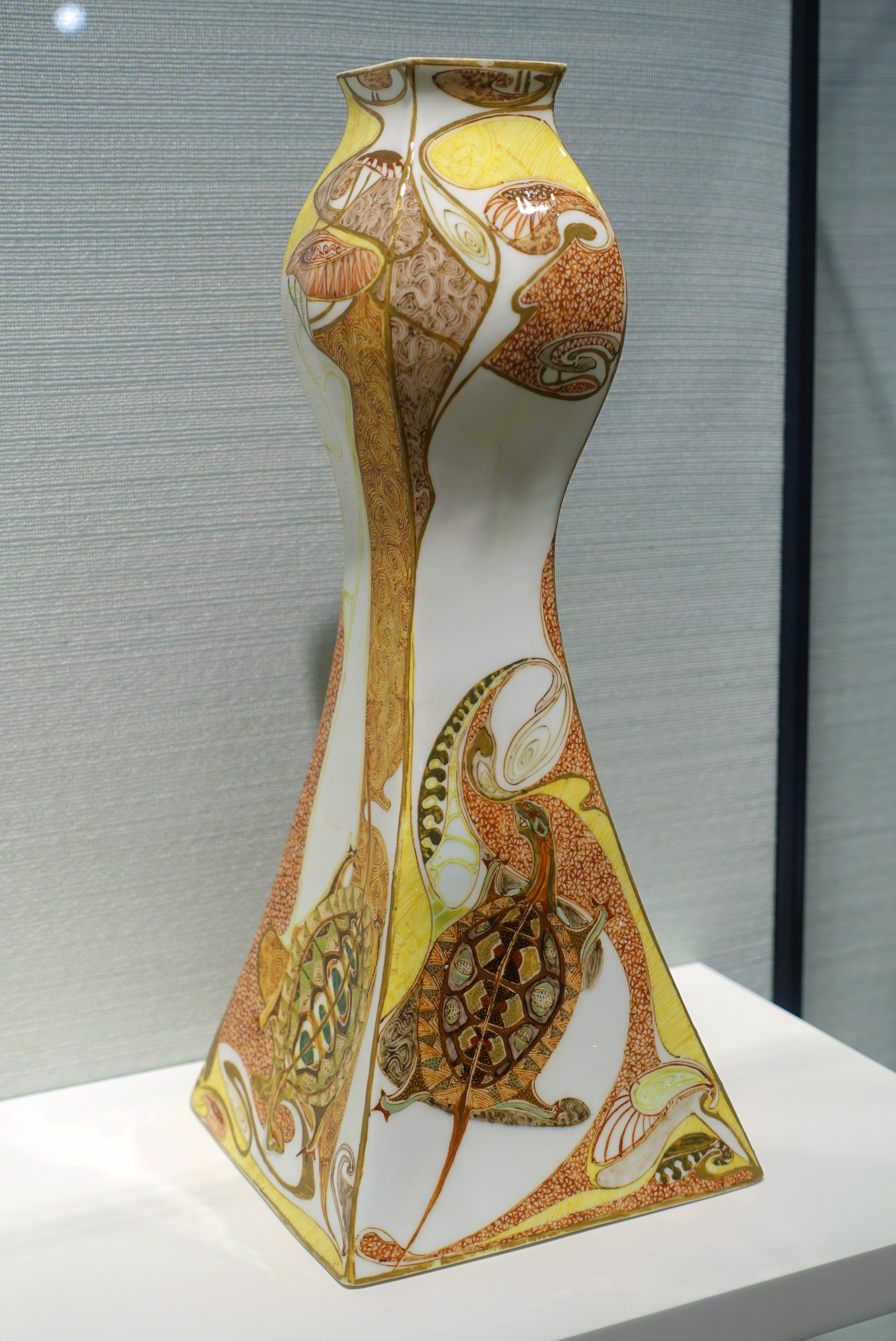
Vază de porțelan proiectată de J. Jurriaaan Kok și decorată de W.R. Sterken (1901)

În Țările de Jos, stilul a fost cunoscut sub numele de „Nieuwe Stijl” („Noul stil”) sau „Nieuwe Kunst” („Arta nouă”) și a luat o direcție diferită de stilul mai floral și curbat din Belgia. A fost influențat de formele mai geometrice și stilizate ale Jugendstilului german și ale Secesiunii austriece de la Viena. De asemenea, a fost influențat de arta și de lemnul importat din Indonezia, apoi Indiile de Est Olandeze, în special de designurile textilelor și baticurilor din Java.
Cel mai important arhitect și designer de mobilă Art Nouveau a fost Hendrik Petrus Berlage, care a denunțat stilurile istorice și a susținut o arhitectură pur funcțională. El a scris: „Este necesar să luptăm împotriva artei iluziei, și să recunoaștem minciuna, ca să găsim esența și nu iluzia.” La fel ca Victor Horta și Gaudí, el a fost un admirator al teoriilor arhitecturale ale lui Viollet-le-Duc. Mobila sa a fost concepută strict funcțional și respectând formele naturale ale lemnului, mai degrabă decât să le îndoaie sau să le răsucească ca și cum ar fi metal. A arătat exemplul mobila egipteană și a preferat scaunele cu unghi drept. Prima sa și cea mai cunoscută lucrare arhitecturală a fost Beurs van Berlage (1896–190), Bursa de Mărfuri din Amsterdam, pe care a construit-o urmând principiile constructivismului. Totul a fost funcțional, inclusiv liniile de nituri care decorau pereții camerei principale. Adesea a inclus turnuri foarte înalte la clădirile sale ca să le facă mai proeminente, o practică folosită de alți arhitecți Art Nouveau ai perioadei, inclusiv Joseph Maria Olbrich la Viena și Eliel Saarinen în Finlanda.
Alte clădiri în stil includ Hotelul American (1898–1900), de asemenea de Berlage; și Astoria (1904–190) de Herman Hendrik Baanders și Gerrit van Arkel în Amsterdam; Gara din Haarlem (1906–1908) și fosta clădire de birouri a Holland America Lines (1917) din Rotterdam, acum Hotelul New York.
Artiști graficieni și ilustratori proeminenți ai stilului includ Jan Toorop, a cărui operă s-a înclinat spre misticism și simbolism, chiar și în afișele sale pentru ulei de salată. În culorile și designurile lor, ele arătau uneori și influența artei javaneze.
Figuri importante ale ceramicii și porțelanului olandeze includ Jurriaan Kok și Theo Colenbrander. Au folosit modele florale colorate și motive Art Nouveau mai tradiționale, combinate cu forme neobișnuite de ceramică și culori contrastante închise și deschise, împrumutate din ornamentația baticurilor javaneze.

### Modern Styleși Școala de la Glasgow

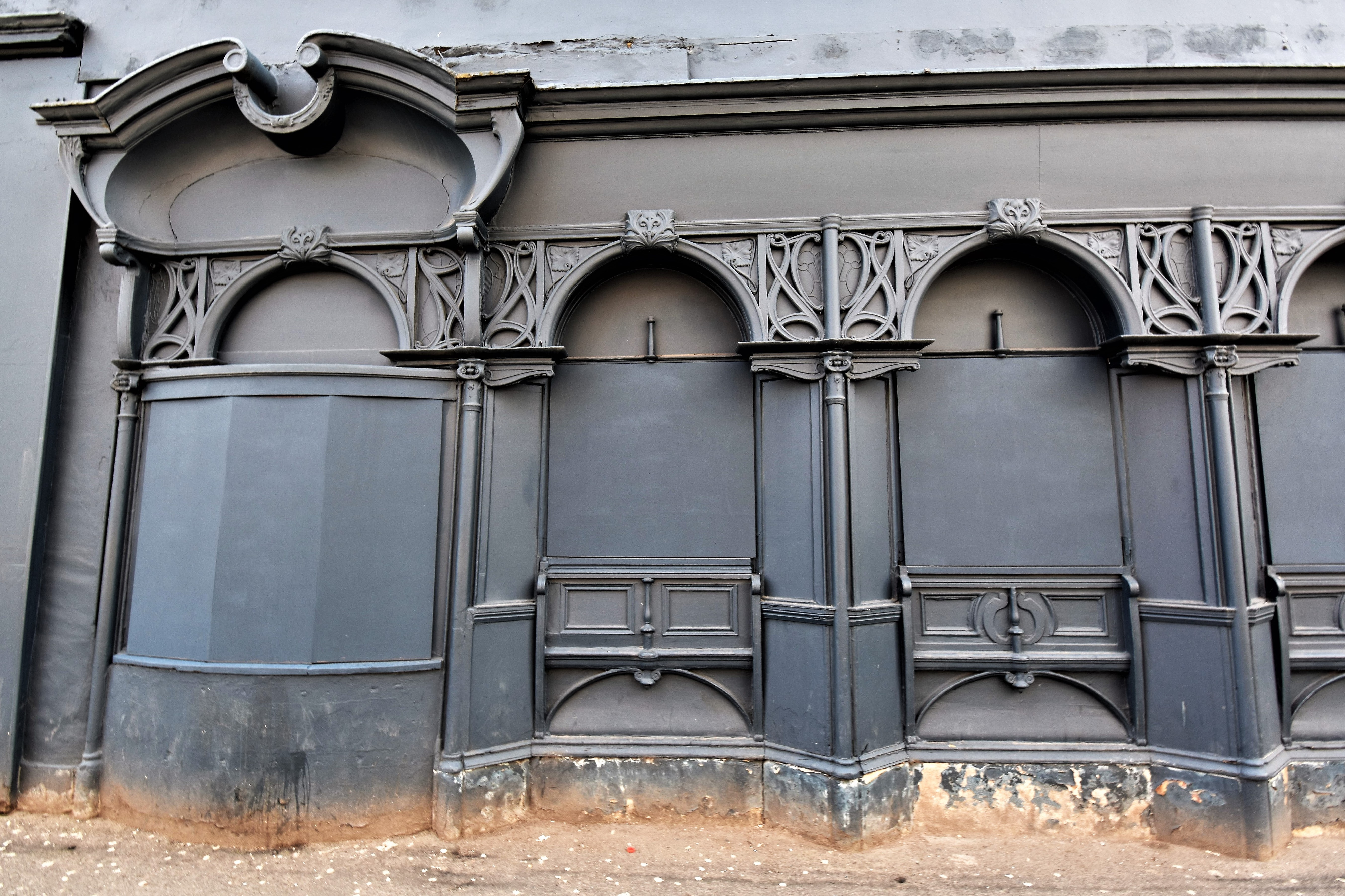
Clădirea unui bar (1899-1900) de James Hoey Craigie (1870-1930). 59 Dumbarton Road, Glasgow
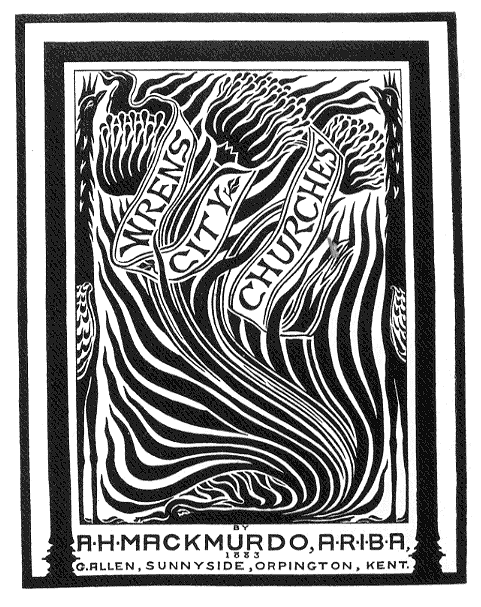
Design de copertă de Arthur Mackmurdo pentru o carte despre Christopher Wren (1883)
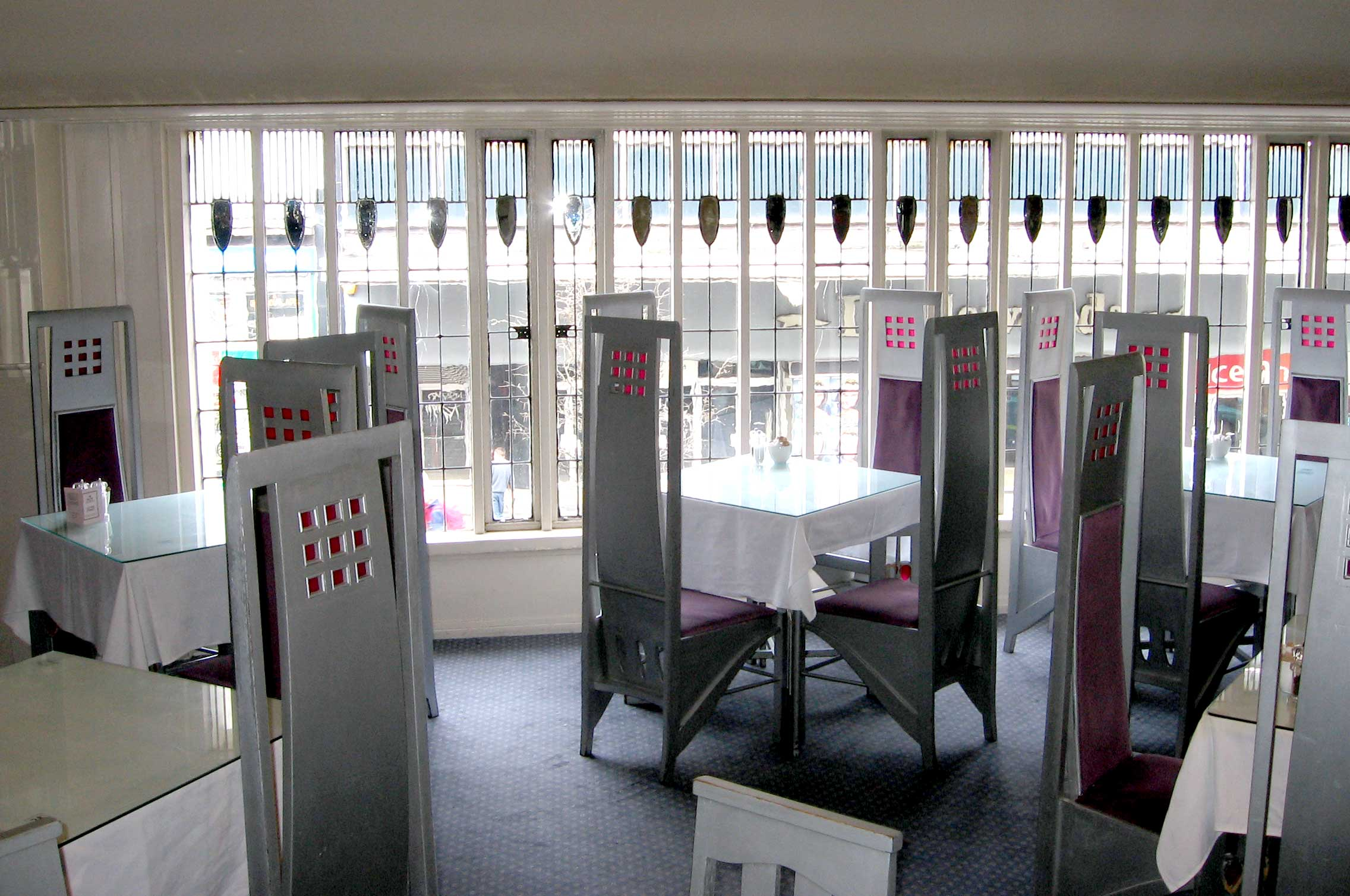
Willow Tearooms de Charles Rennie Mackintosh, 217 Sauchiehall Street, Glasgow (1903)
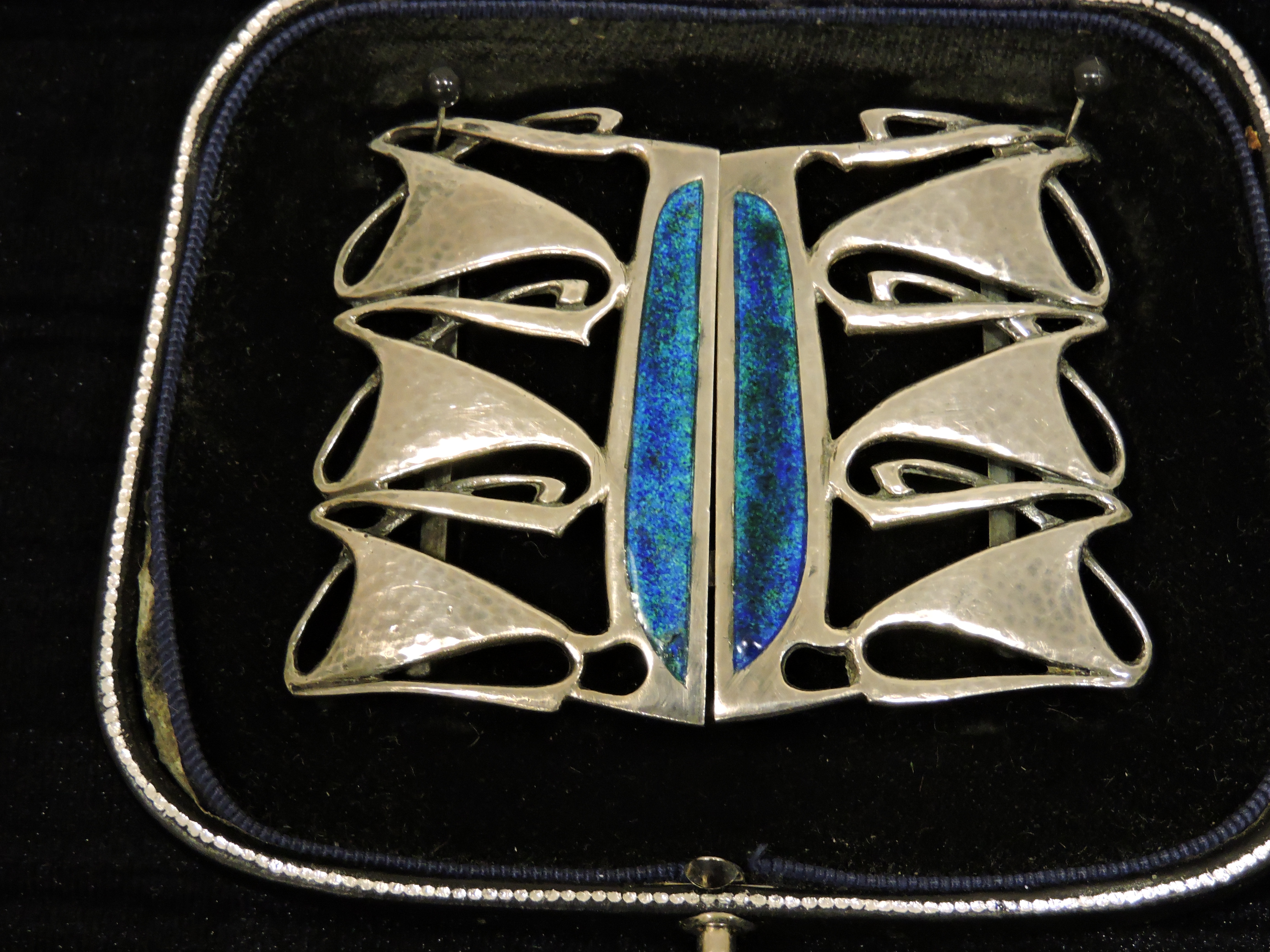
Cataramă de curea de Archibald Knox pentru Magazinul Universal Liberty
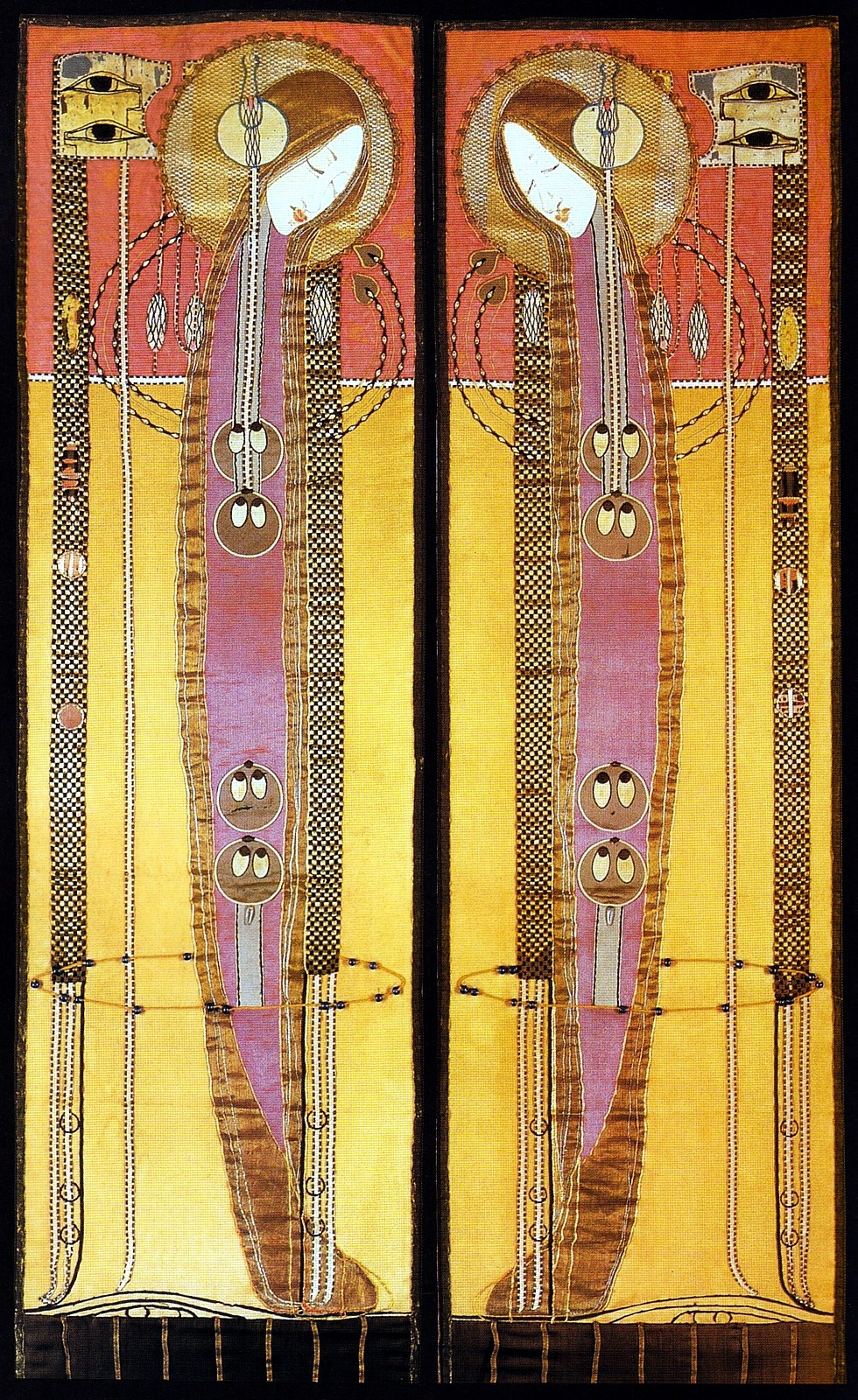
Panouri brodate de Margaret Macdonald Mackintosh (1902)

Art Nouveau-ul britanic își are rădăcinile în mișcarea Arts and Crafts, care a început în anii 1860 și a ajuns la recunoașterea internațională până în anii 1880. Aceasta a solicitat un tratament mai bun al artelor decorative și a luat inspirație din meșteșugul și designul medieval, și din natură. Un exemplu notabil timpuriu al Art Nouveau-ului britanic (numit și Modern Style) este designul lui Arthur Mackmurdo pentru coperta eseului său despre bisericile orașului ale lui Sir Christopher Wren, publicat în 1883, precum și scaunul lui de mahon din același an.
Alți inovatori importanți din Marea Britanie includ designerii grafici ca Aubrey Beardsley ale căror desene prezentau liniile curbe care au devenit caracteristica cea mai recunoscută a stilului. Alți artiști grafici britanici care au un loc important în stil includ Walter Crane și Charles Ashbee.
Magazinul Liberty din Londra a jucat un rol important, prin modelele sale florale stilizate colorate pentru textile, precum și prin designurile de argintărie, pietriș și bijuterii ale designerului originar din Insula Man (de origine scoțiană) Archibald Knox. Modelele sale de bijuterii din materiale s-au desprins complet de tradițiile istorice ale designului bijuteriilor.
Pentru arhitectura Art Nouveau și designul de mobilă, cel mai important centru din Marea Britanie a fost Glasgow, cu creațiile lui Charles Rennie Mackintosh și cele ale Școlii de la Glasgow, a căror operă a fost inspirată de arhitectura baronă scoțiană și de designul japonez. Începând cu 1895, Mackintosh și-a expus proiectele la expoziții internaționale la Londra, Viena și Torino; designurile sale au influențat în special stilul Secesiune din Viena. Creațiile sale arhitecturale includ Glasgow Herald Building (1894) și biblioteca Școlii de Artă din Glasgow (1897). De asemenea, a stabilit o reputație majoră ca designer și decorator de mobilă, lucrând îndeaproape cu soția sa, Margaret Macdonald Mackintosh, o pictoriță și designer de renume. Împreună au creat modele uimitoare care combină linii drepte geometrice cu decorațiuni florale ușor curbate, în special un simbol celebru al stilului, Trandafirul Glasgow.
Léon-Victor Solon a adus o contribuție importantă la ceramica Art Nouveau în calitate de director de artă la Mintons.  S-a specializat în plăci și vaze comercializate ca „obiecte secesioniste” (descrise de obicei ca fiind denumite după mișcarea de artă vieneză). În afară de ceramică, el creat designuri de materiale textile pentru industria mătăsii Leek.
George Skipper a fost poate cel mai activ arhitect Art Nouveau din Anglia. Clădirea Edward Everard din Bristol, construită în perioada 1900–1901 ca să adăpostească lucrările de tipărire a lui Edward Everard, are o fațadă Art Nouveau.  Figurile reprezentate sunt ale lui Johannes Gutenberg și William Morris, ambii eminenți în domeniul tiparului. O figură înaripată simbolizează „Spiritul luminii”, în timp ce o figură care ține o lampă și oglindă simbolizează lumina și adevărul.

### Jugendstilîn Germania

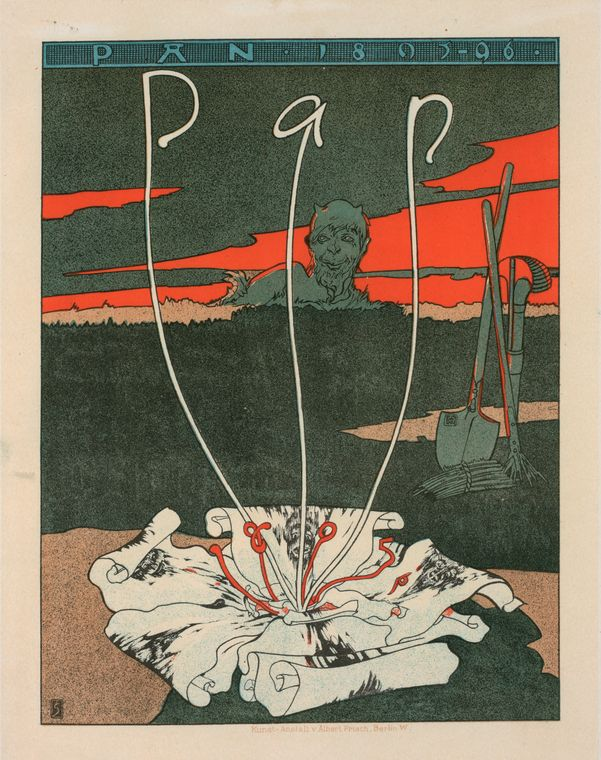
Copertă a revistei Pan de Joseph Sattler (1895)
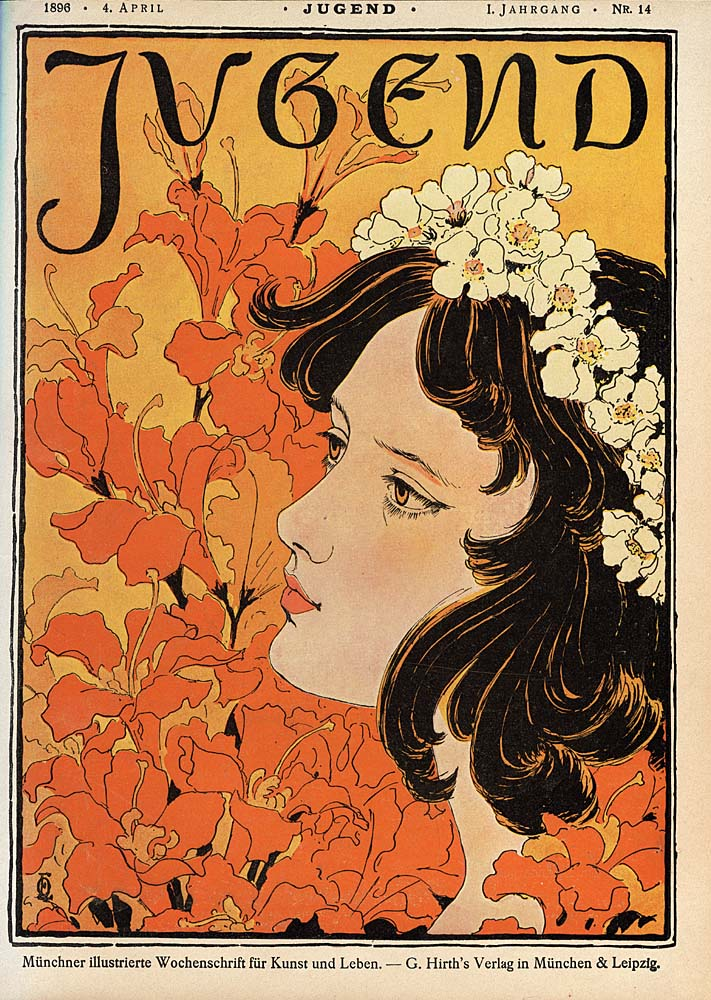
Copertă a revistei Jugend de Otto Eckmann (1896)
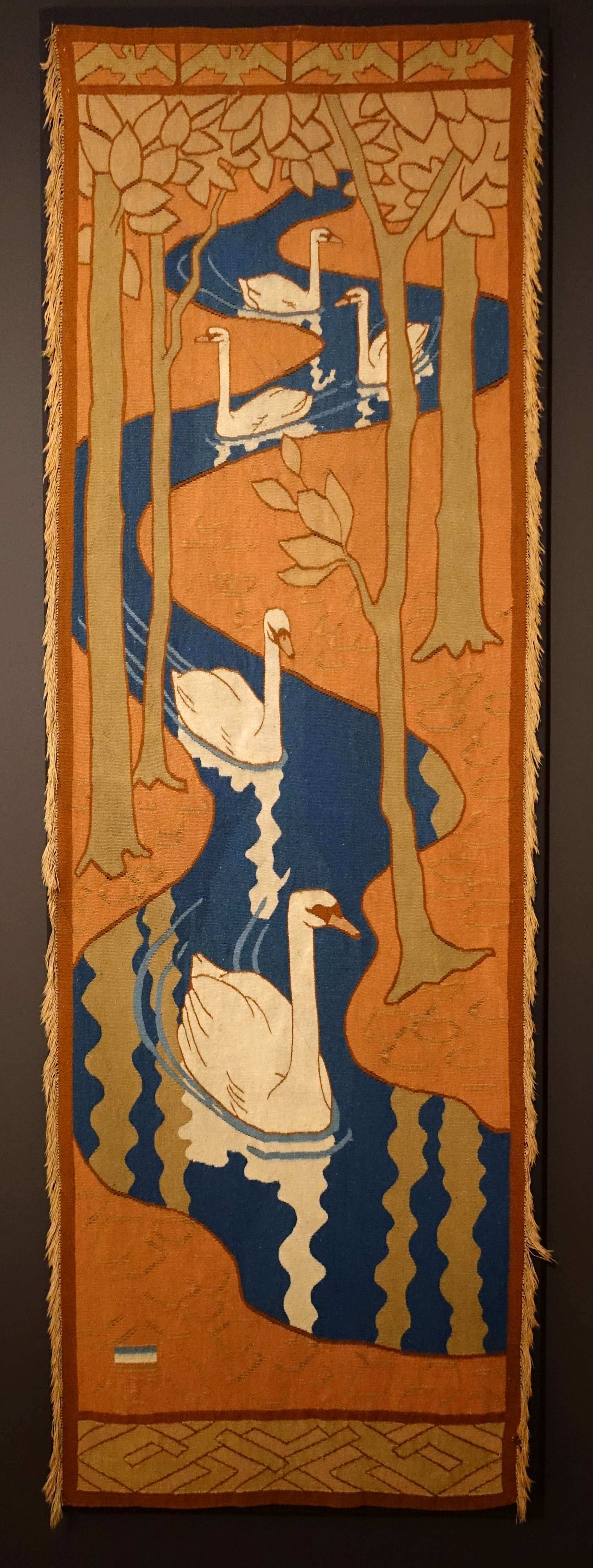
Tapiseria Cele Cinci Lebede de Otto Eckmann (1896–97)
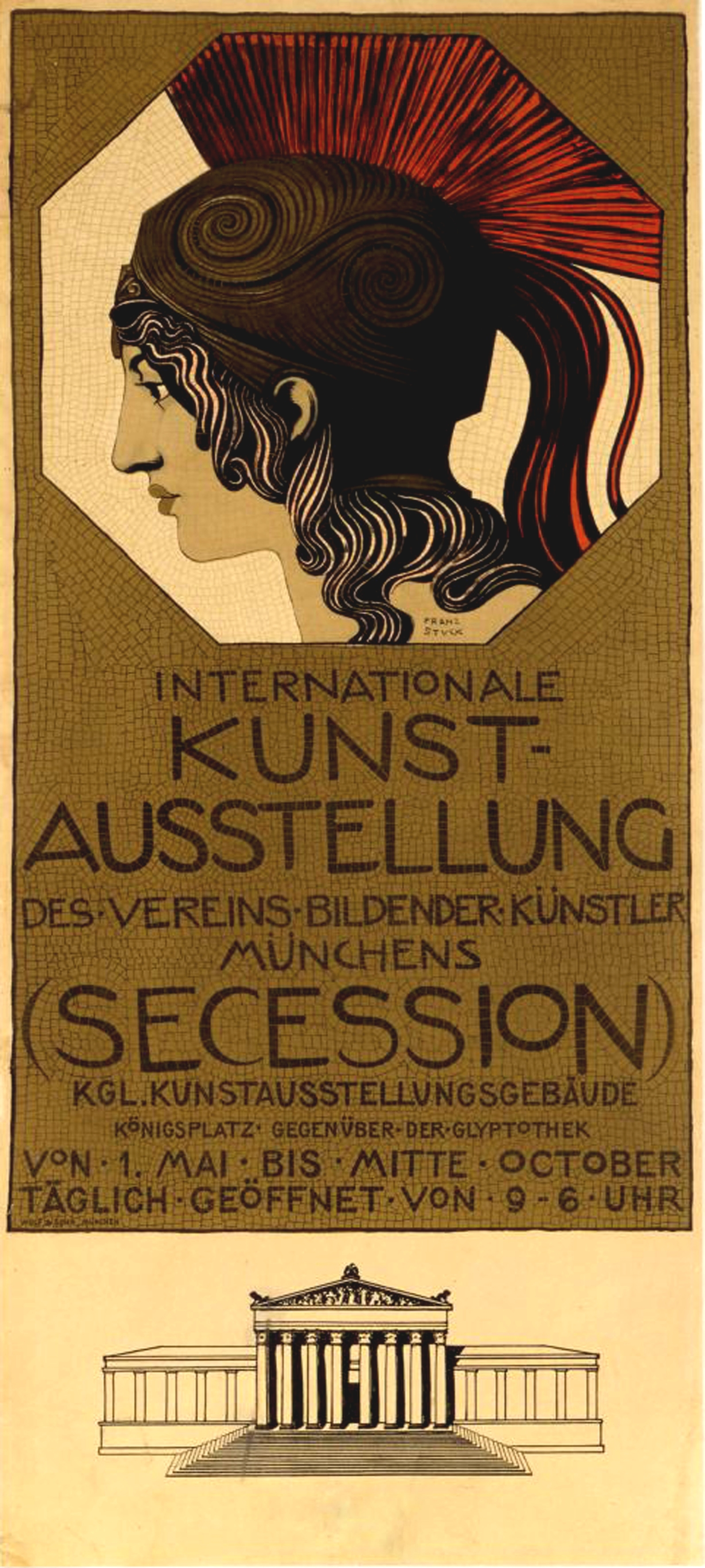
Poster al Secesiunii din München de Franz Stuck (1898–1900)
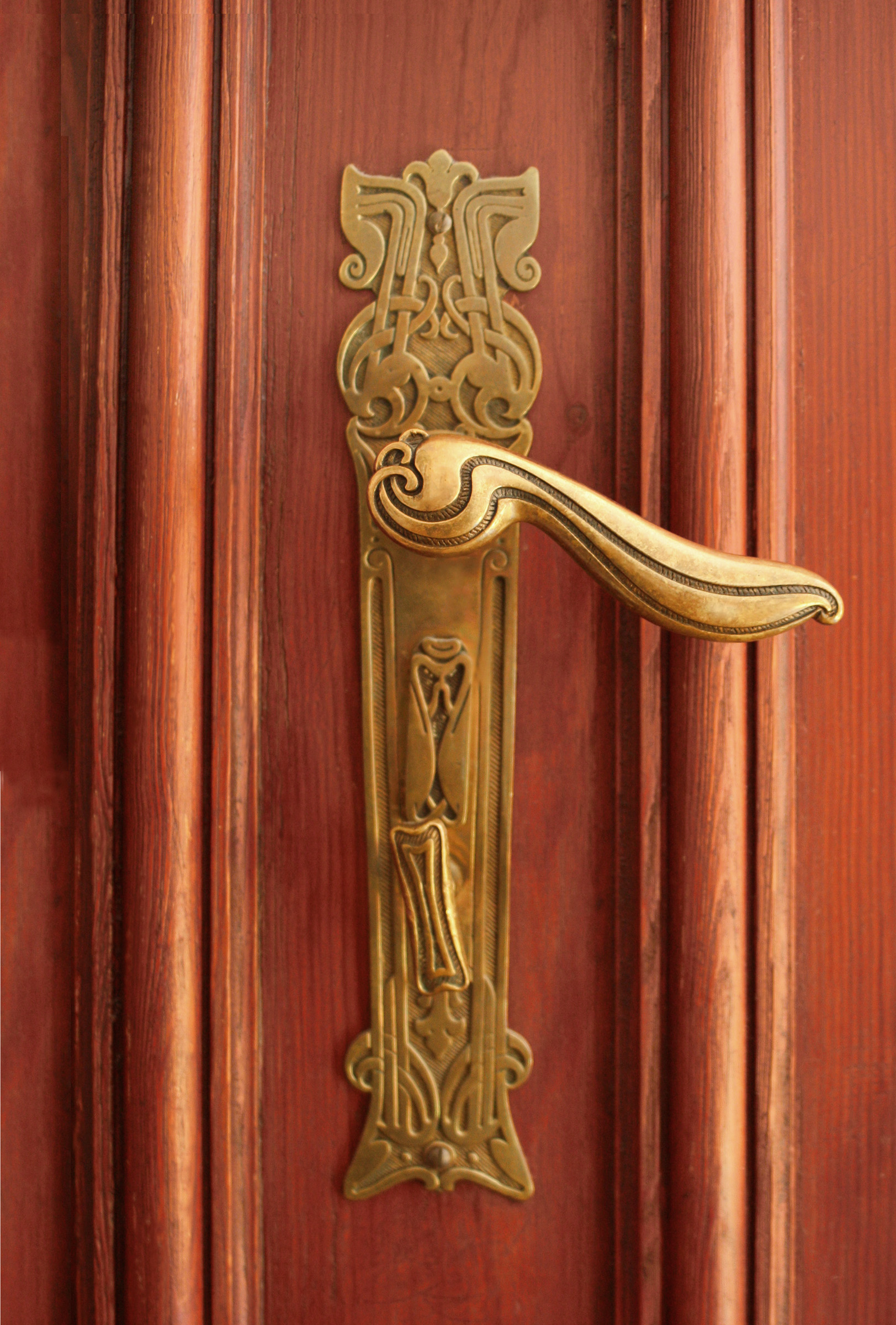
Clanță Jugendstil în Berlin (circa 1900)
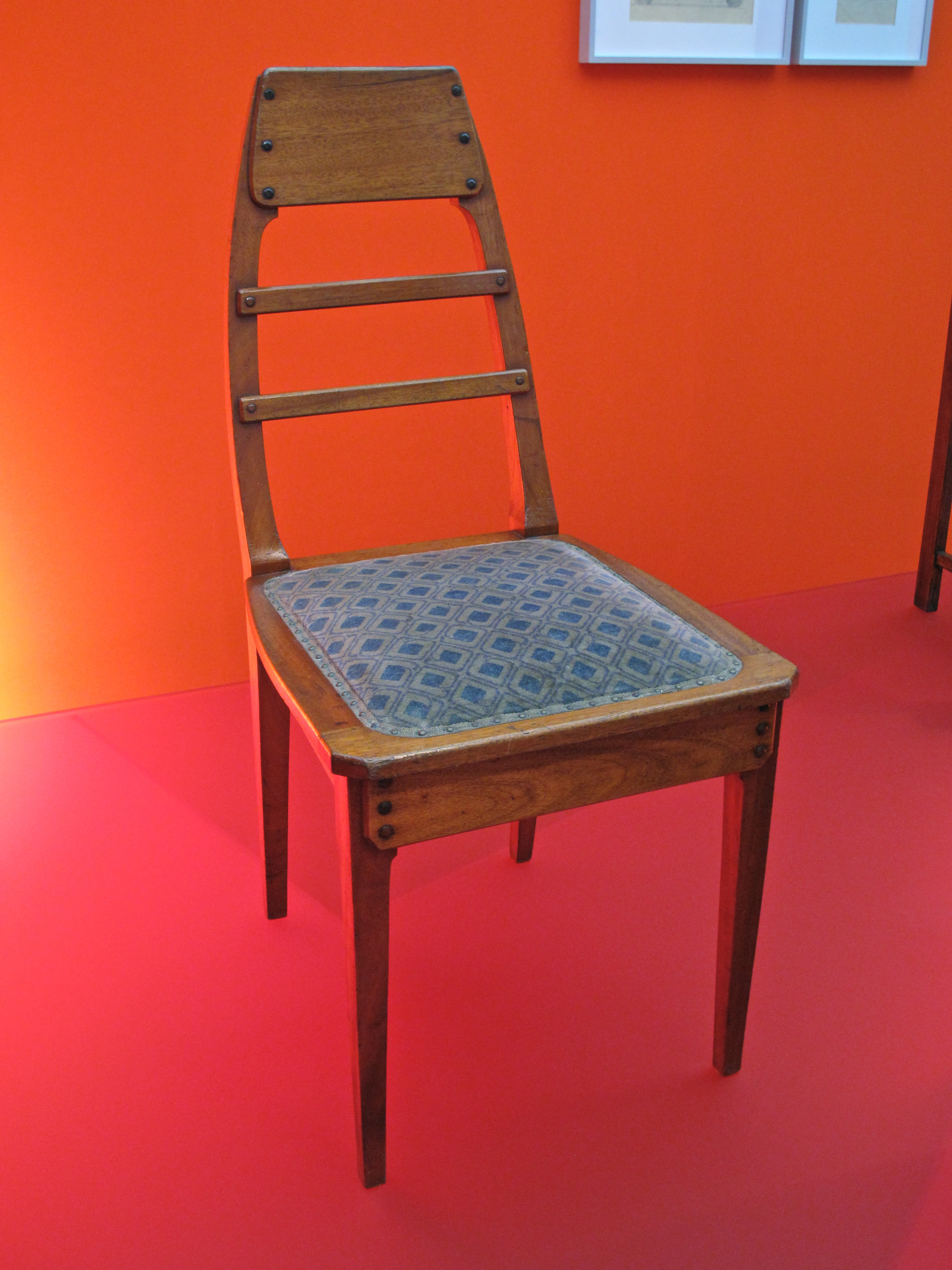
Scaun de Richard Riemerschmid (1902)
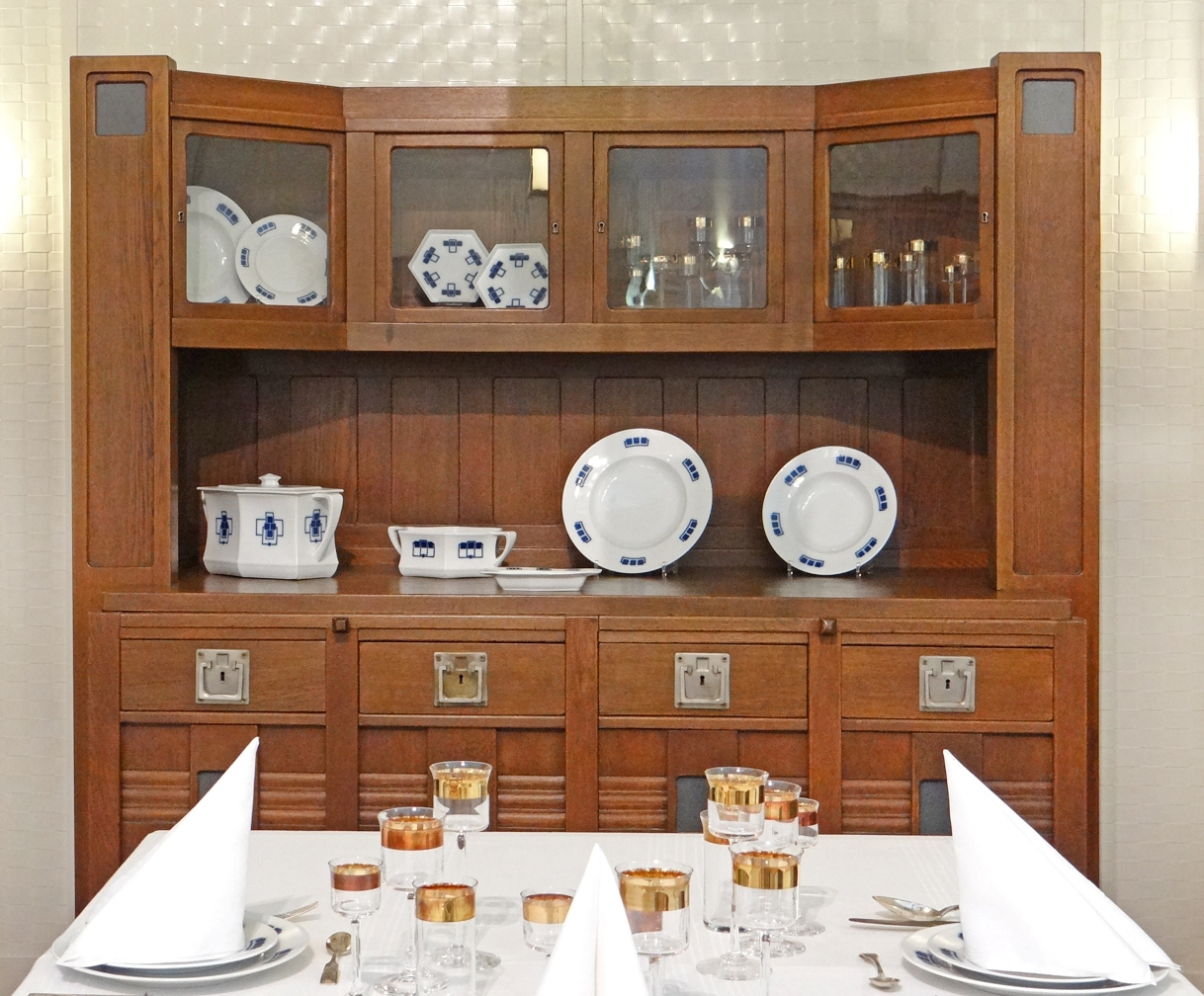
Jugendstil set pentru o sală de mese cu farfurii de Peter Behrens (1900–1901)
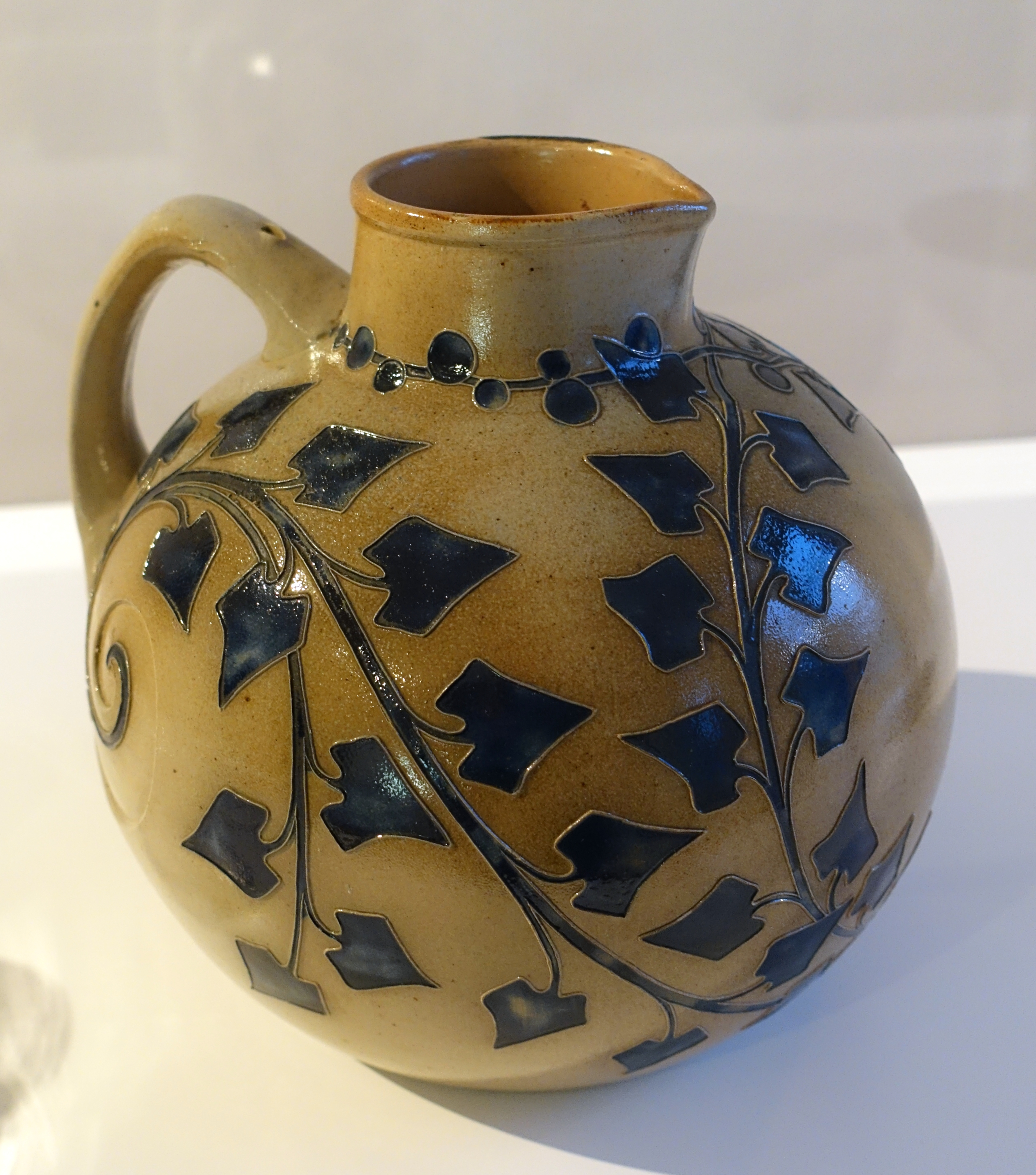
Ulcior din gresie de Richard Riemerschmid (1902)
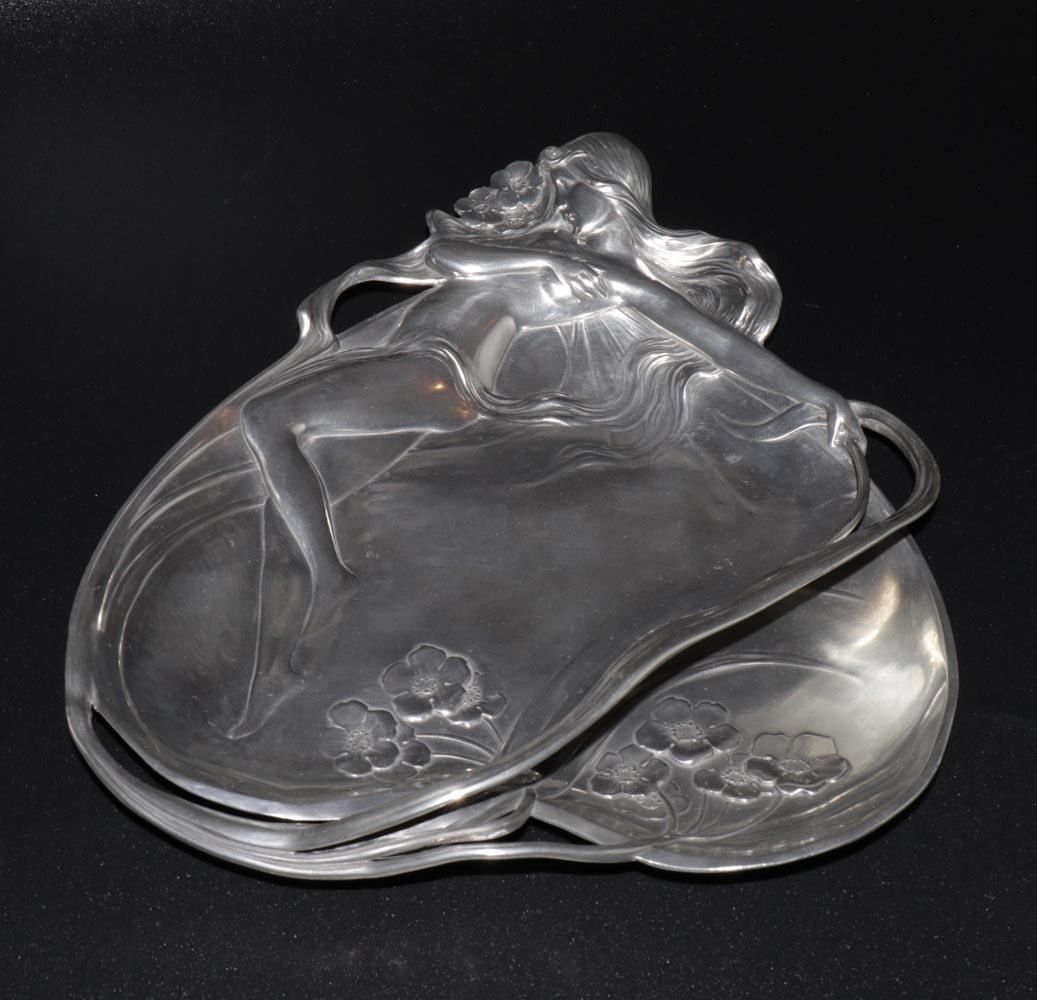
Vas Jugendstil de WMF Design nr.232. c.1906

Art Nouveau-ul german este cunoscut în mod obișnuit cu numele său german de „Jugendstil”, sau „Stilul Tineretului”. Numele este preluat din jurnalul artistic, Die Jugend, sau Tineretul, care era publicat la München. Revista a fost fondată în 1896 de Georg Hirth, care a rămas redactor până la moartea sa, în 1916. Revista a supraviețuit până în 1940. În timpul începutului secolului al XX-lea, Jugendstil era aplicat numai artelor grafice. Se referea în special la formele de tipografie și design grafic găsite în reviste germane ca Jugend, Pan și Simplicissimus.  Jugendstil a fost ulterior aplicat la alte versiuni ale Art Nouveau-ului în Germania sau Olanda. Termenul a fost împrumutat din germană de mai multe limbi ale statelor baltice și țărilor nordice ca să descrie Art Nouveau-ul.
În 1892, Georg Hirth a ales numele de Secesiunea din München pentru Asociația Artiștilor Vizuali din München.  Secesiunea vieneză, fondată în 1897,  și Secesiunea berlineză și-au luat numele de la grupul din München.
Jurnalele Jugend și Simplicissimus, publicate în München, și Pan, publicate în Berlin, au fost promotori importanți ai Jugendstilului. Arta Jugendstil a combinat curbe sinuoase și linii mai geometrice, și a fost folosită pentru copertele de romane, reclame și afișe expoziționale. Designerii au creat adesea stiluri de fonturi originale care au funcționat armonios cu imaginea, un exemplu fiind fontul Arnold Böcklin din 1904.
Otto Eckmann a fost unul dintre cei mai proeminenți artiști germani asociați atât cu Die Jugend, cât și cu Pan.  Animalul său preferat a fost lebada și influența sa a fost atât de mare, încât lebada a ajuns să servească drept simbol al întregii mișcări. Un alt designer important stilului a fost Richard Riemerschmid, care a creat mobilă, ceramică și alte obiecte decorative într-un stil sobru, geometric, care tinde spre Art Deco. Artistul elvețian Hermann Obrist, care locuiește în München, a ilustrat motivul coup de fouet sau whiplash, o curbă dublă foarte stilizată.

### Secesiunea în Austro-Ungaria

#### Secesiunea vieneză

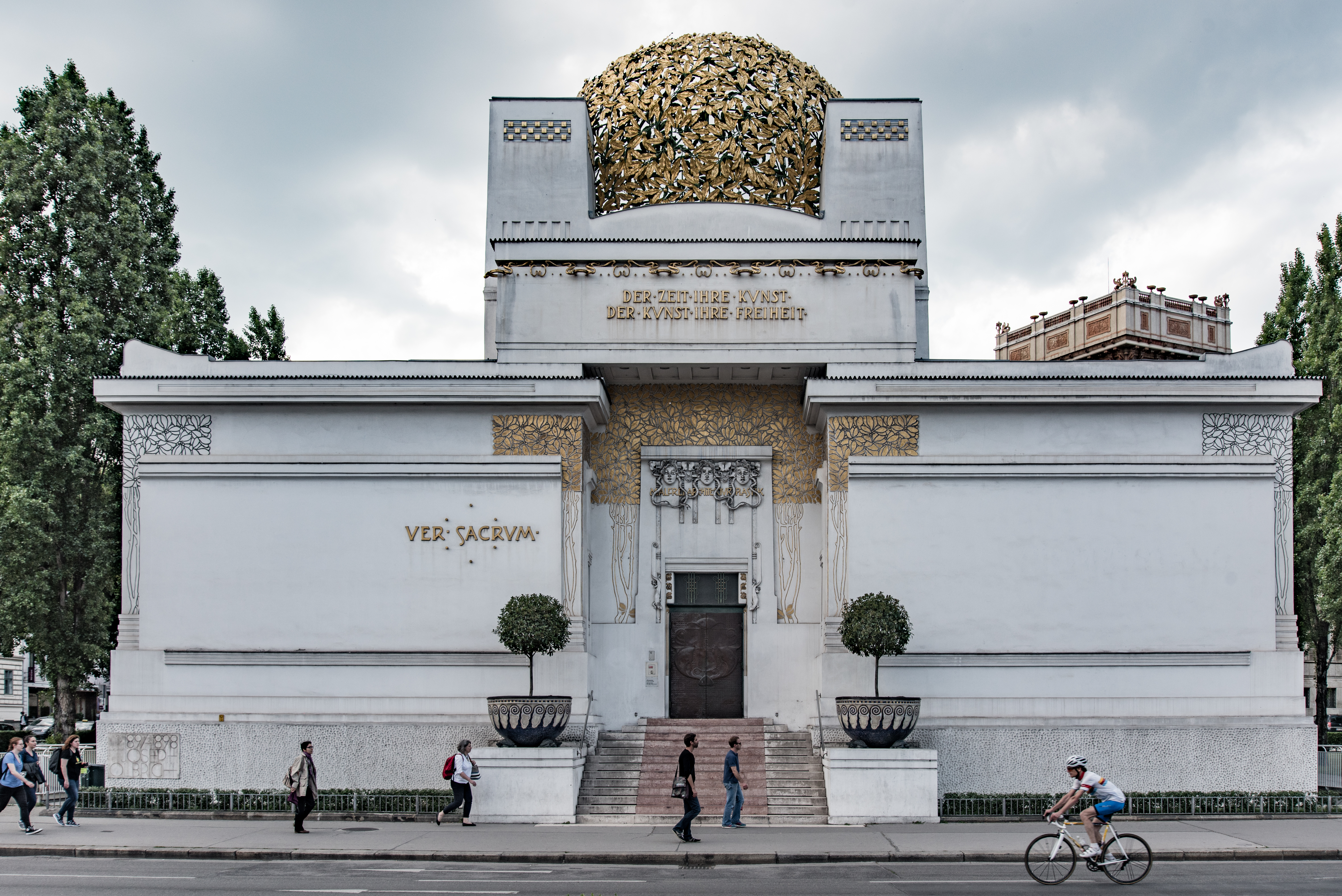
Clădirea Secesiunii din Viena de Joseph Maria Olbrich (1897–1898)
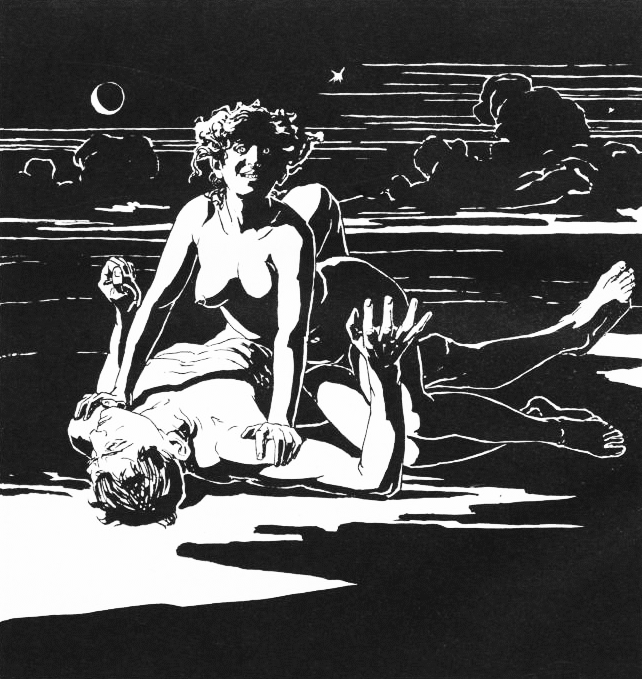
Vampir în Ver Sacrum #12 (1899) p. 8 de Ernst Stöhr
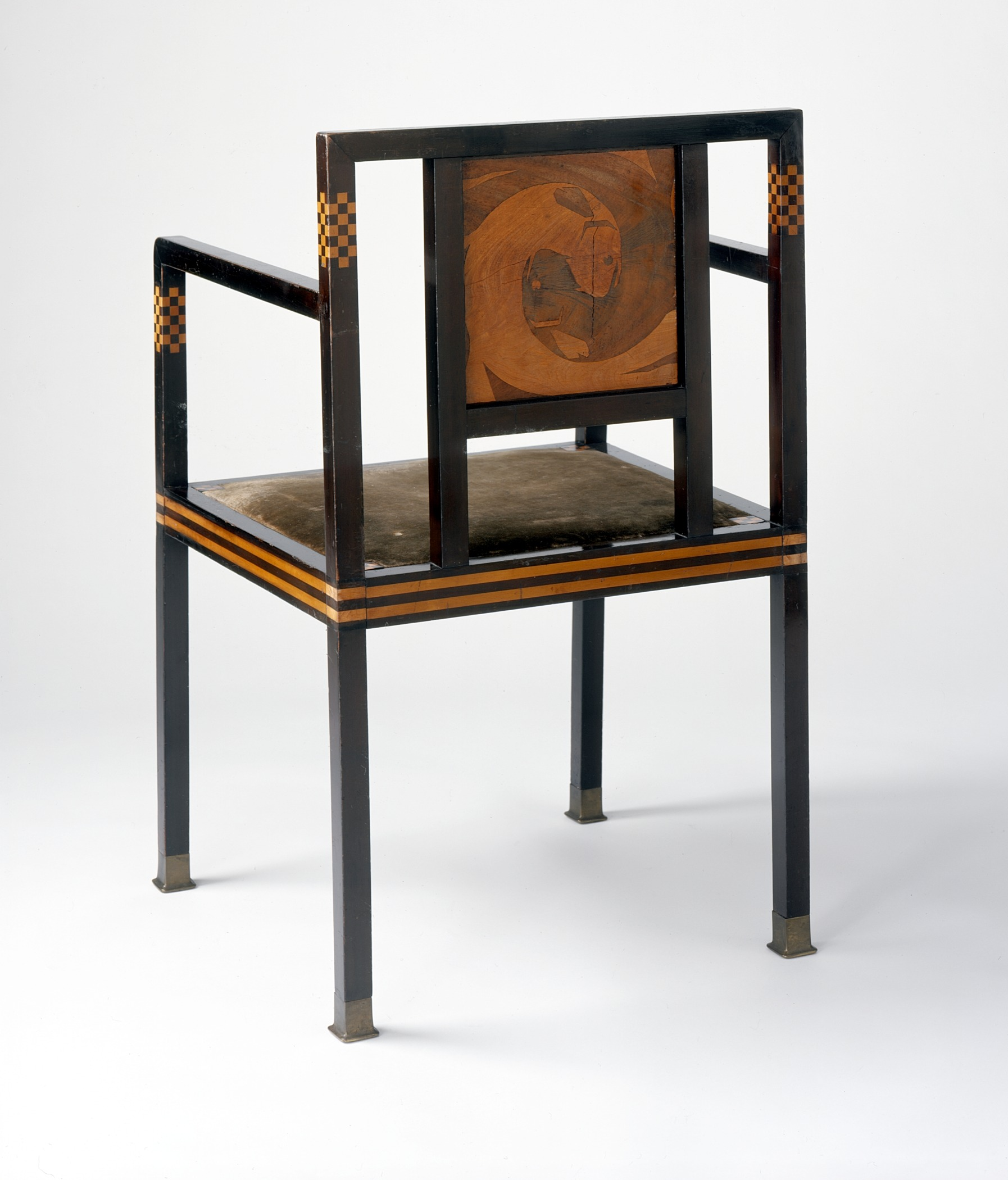
Scaun de Koloman Moser (c. 1900)
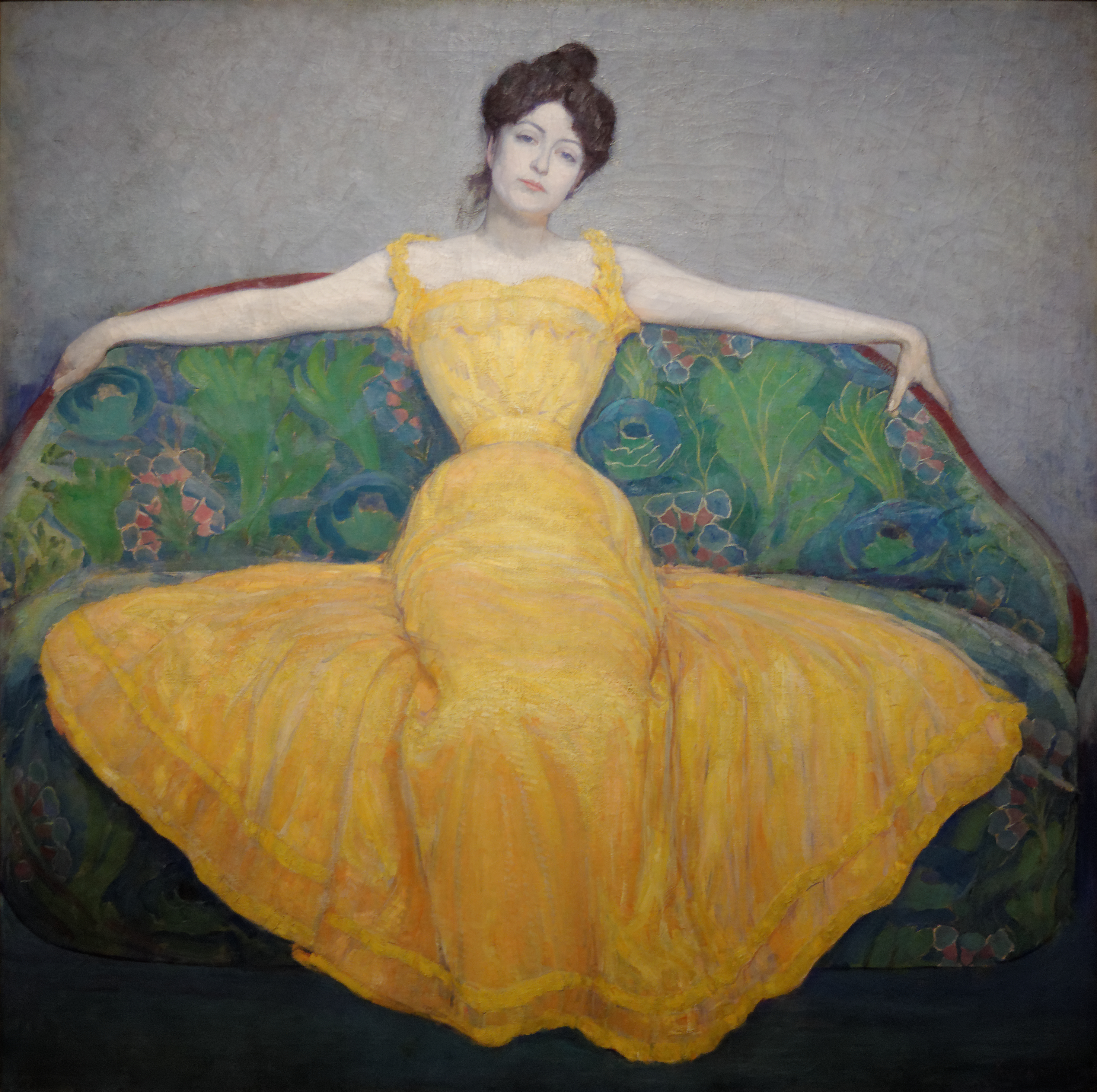
Femeie într-o Rochie Galbenă de Max Kurzweil (1907)
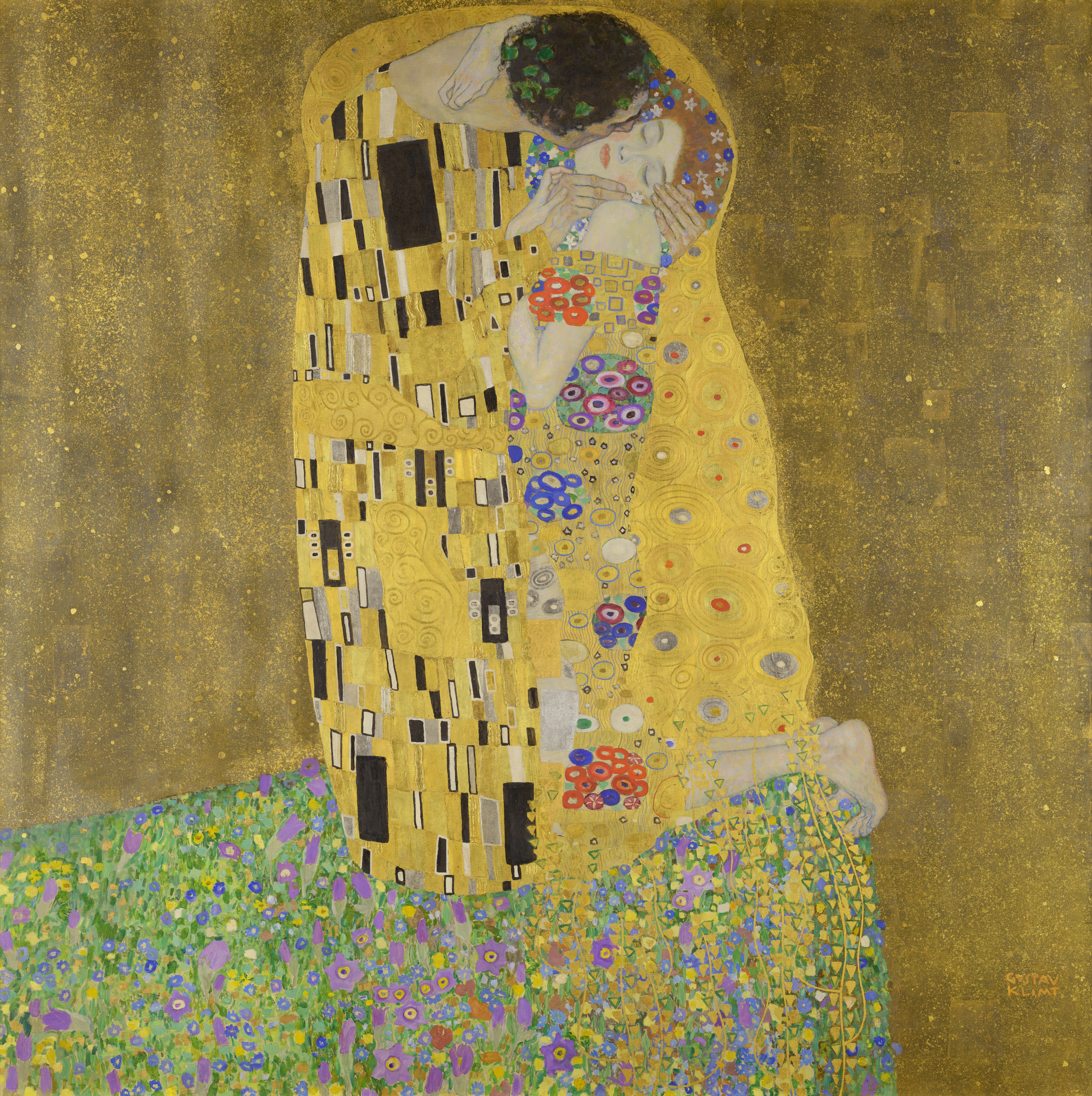
Sărutul de Gustav Klimt (1907–1908)

Viena a devenit centrul unei variante distincte de Art Nouveau, care a devenit cunoscută sub numele de Secesiunea vieneză. Mișcarea și-a luat numele de la Secesiunea din München înființată în 1892. Secesiunea vieneză a fost fondată în aprilie 1897 de un grup de artiști format din Gustav Klimt, Koloman Moser, Josef Hoffmann, Joseph Maria Olbrich, Max Kurzweil, Ernst Stöhr și alții. Pictorul Klimt a devenit președintele grupului. Ei s-au opus orientării conservatoare spre istoricism exprimată de Künstlerhaus Viena, uniunea oficială a artiștilor. Secesiunea a fondat o revistă, Ver Sacrum, ca să-și promoveze lucrările în toată mass-media. Stilul secesionist era în special mai feminin, mai puțin greoi și mai puțin naționalist decât Jugendstilul din Germania vecină. Arhitectul Joseph Olbrich a proiectat Clădirea Secesiunii în noul stil, care a devenit un spațiu de expoziție pentru picturile lui Gustav Klimt și ale altor artiști ai secesiunii.
Klimt a devenit cel mai cunoscut dintre pictorii secesioniști, ștergând adesea granița dintre pictura artistică și pictura decorativă. Koloman Moser a fost un artist extrem de versatil în stil; munca sa incluzând ilustrații de revistă, arhitectură, argintărie, ceramică, porțelan, textile, vitralii și mobilă.

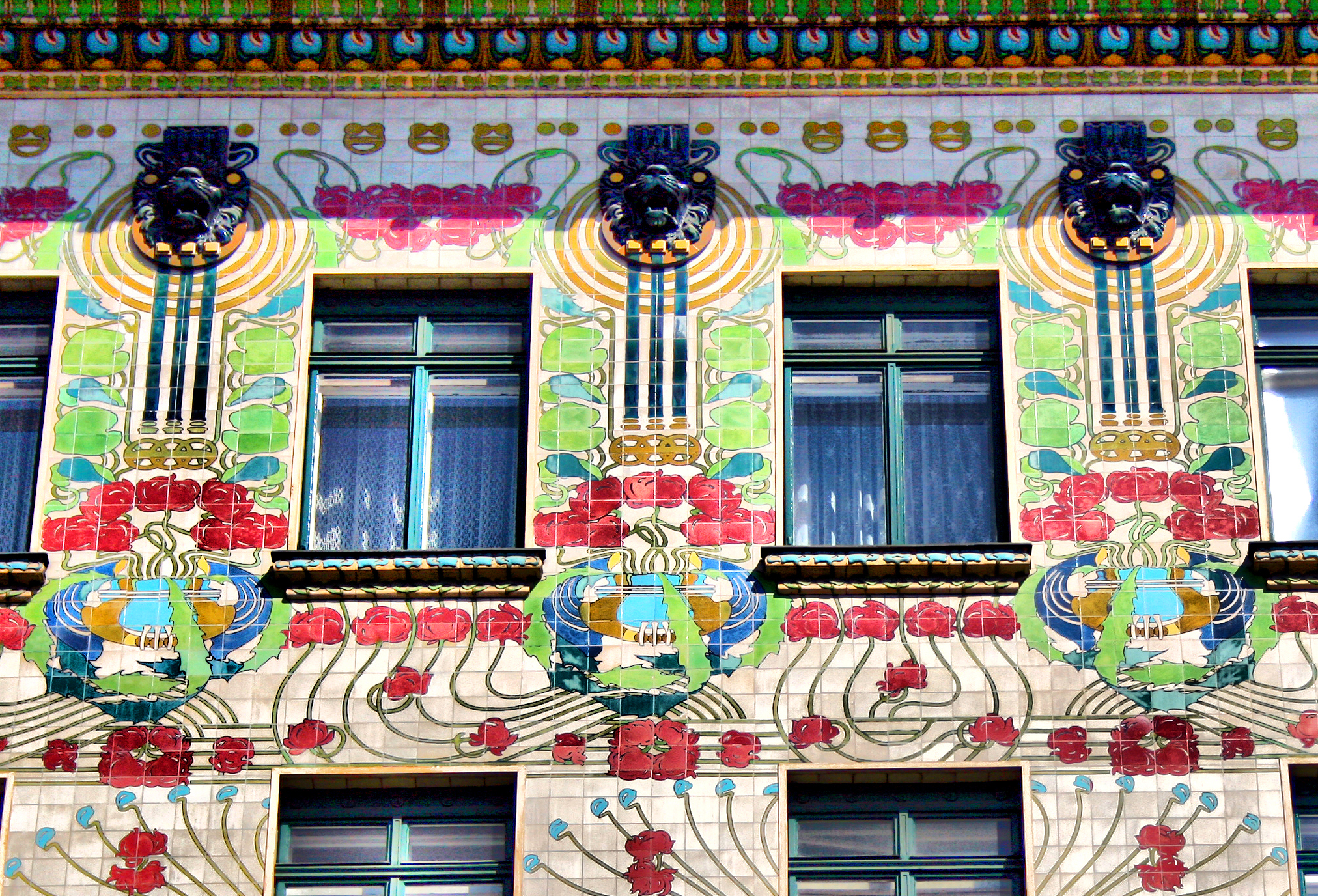
Designuri florale de Alois Ludwig pe fațada Casei Maiolica de Otto Wagner (1898)
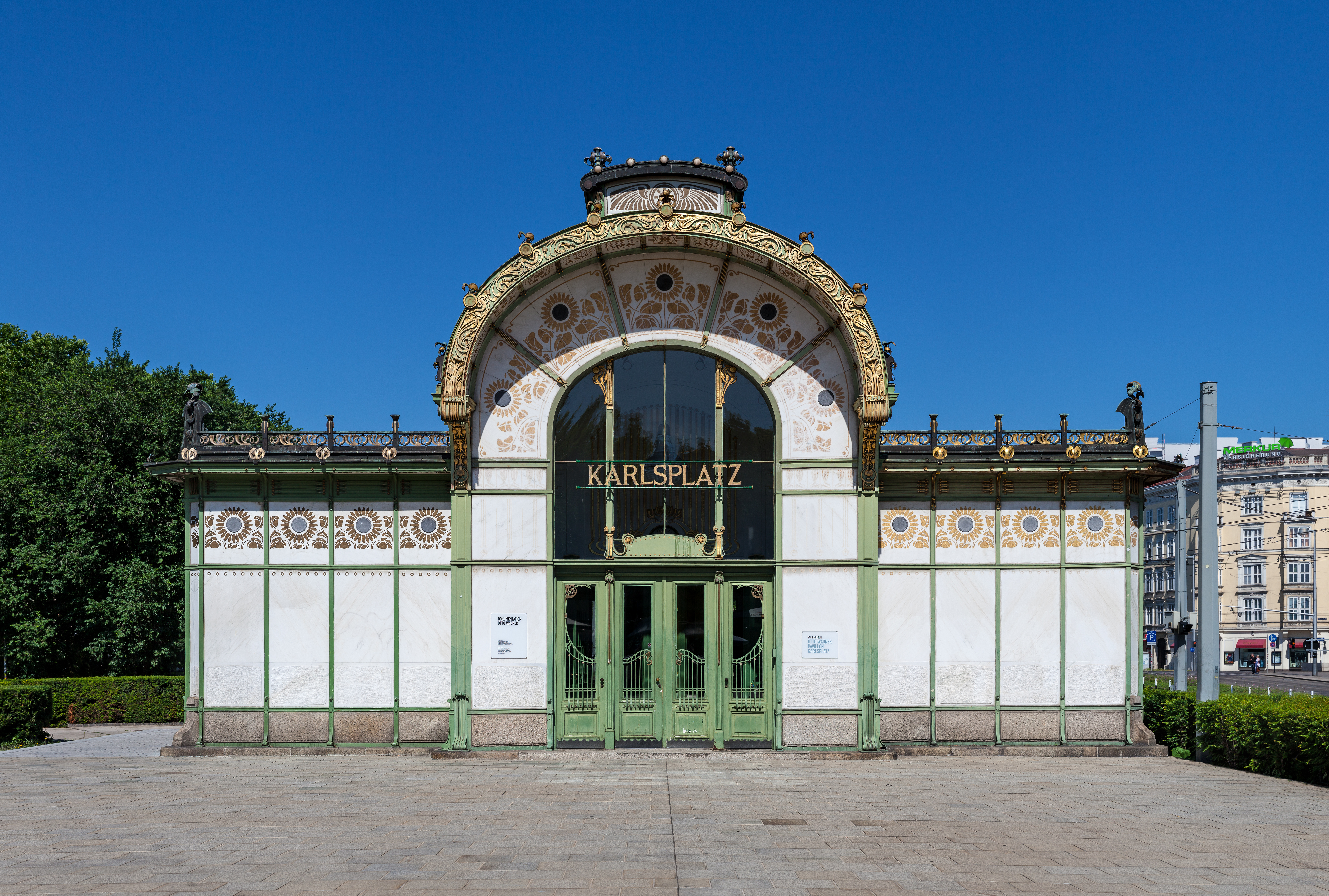
Stația Karlsplatz Stadtbahn de Otto Wagner (1899)
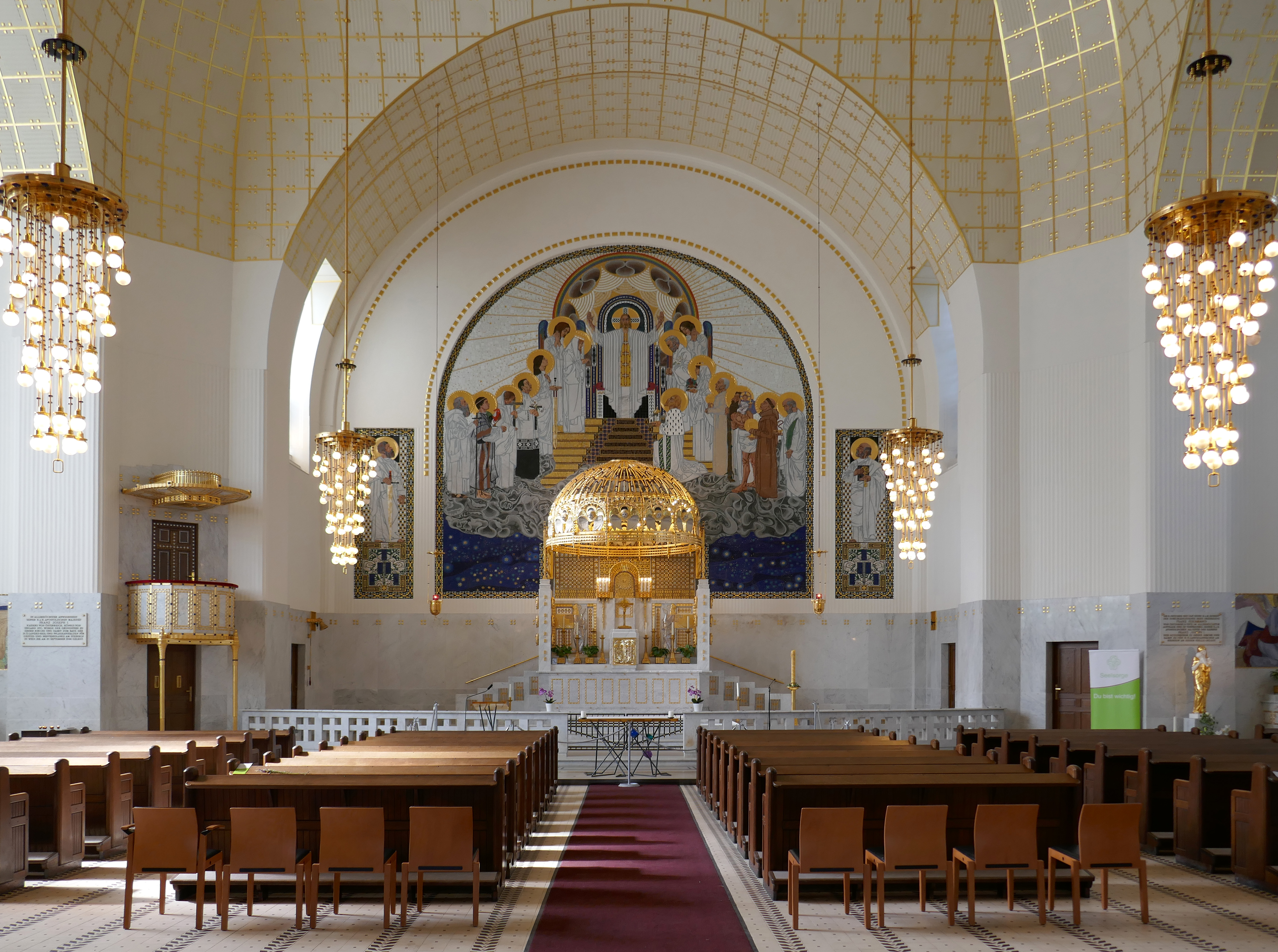
Interior din Kirche am Steinhof de Otto Wagner (1904–1907)
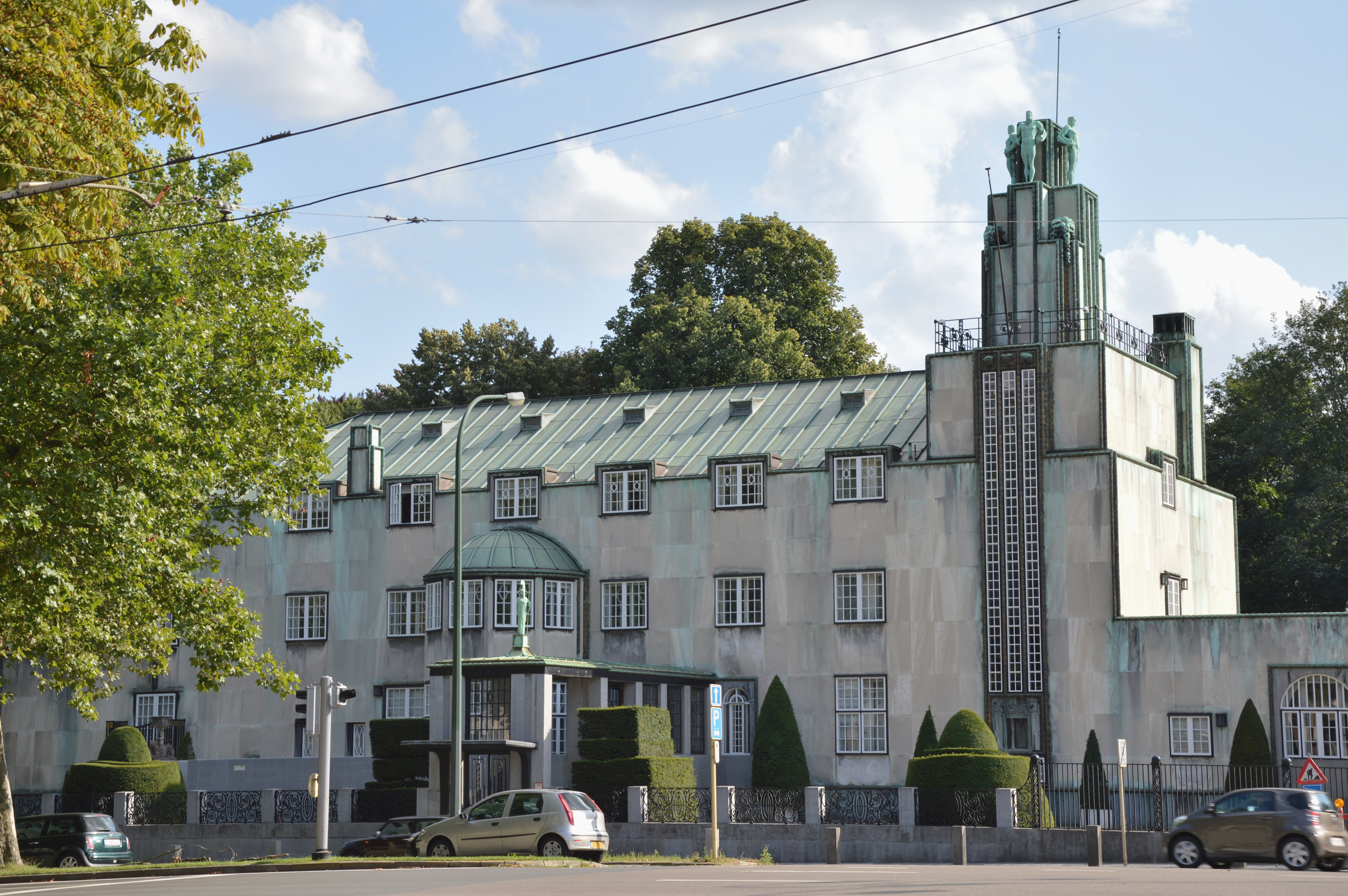
Palatul Stoclet din Bruxelles de Josef Hoffmann (1905–1911)

Cel mai important arhitect al secesiunii vienezs a fost Otto Wagner, care s-a alăturat mișcării la scurt timp după înființare ca să-i urmeze pe elevii săi Hoffmann și Olbrich.  Proiectele sale majore au inclus mai multe stații ale rețelei de căi ferate urbane (Stadtbahn), Clădirile Linke Wienzeile (constând în Casa Majolica, Casa Medalioanelor și casa din Köstlergasse). Stația Karlsplatz este acum o sală de expoziții a Muzeului din Viena. Kirche am Steinhof a Spitalul de Psihiatrie din Steinhof (1904–1907) este un exemplu unic și bine meșteșugit de arhitectură religioasă secesionistă, cu un exterior tradițional cu cupole, dar elegant, cun un interior luminat de abundența de vitralii moderne.
În 1899, Joseph Maria Olbrich s-a mutat în Colonia Artiștilor din Darmstadt, în 1903 Koloman Moser și Josef Hoffmann au fondat Wiener Werkstätte, o școală de pregătire și atelier pentru designeri și meșteri de mobilă, covoare, textile și obiecte decorative. În 1905, Koloman Moser și Gustav Klimt s-au separat de secesiune de la Viena, mai târziu, în 1907, Koloman Moser părăsind și Wiener Werkstätte, în timp ce celălalt fondator Josef Hoffmann s-a alăturat Deutscher Werkbund. Gustav Klimt și Josef Hoffmann au continuat să colaboreze, au organizat expoziția Kunstschau în 1908 la Viena și au construit Palatul Stoclet din Bruxelles (1905–1911) care anunța venirea arhitecturii moderniste. A fost desemnat drept patrimoniu mondial de către UNESCO în iunie 2009.

#### Szecesszió-ul maghiar

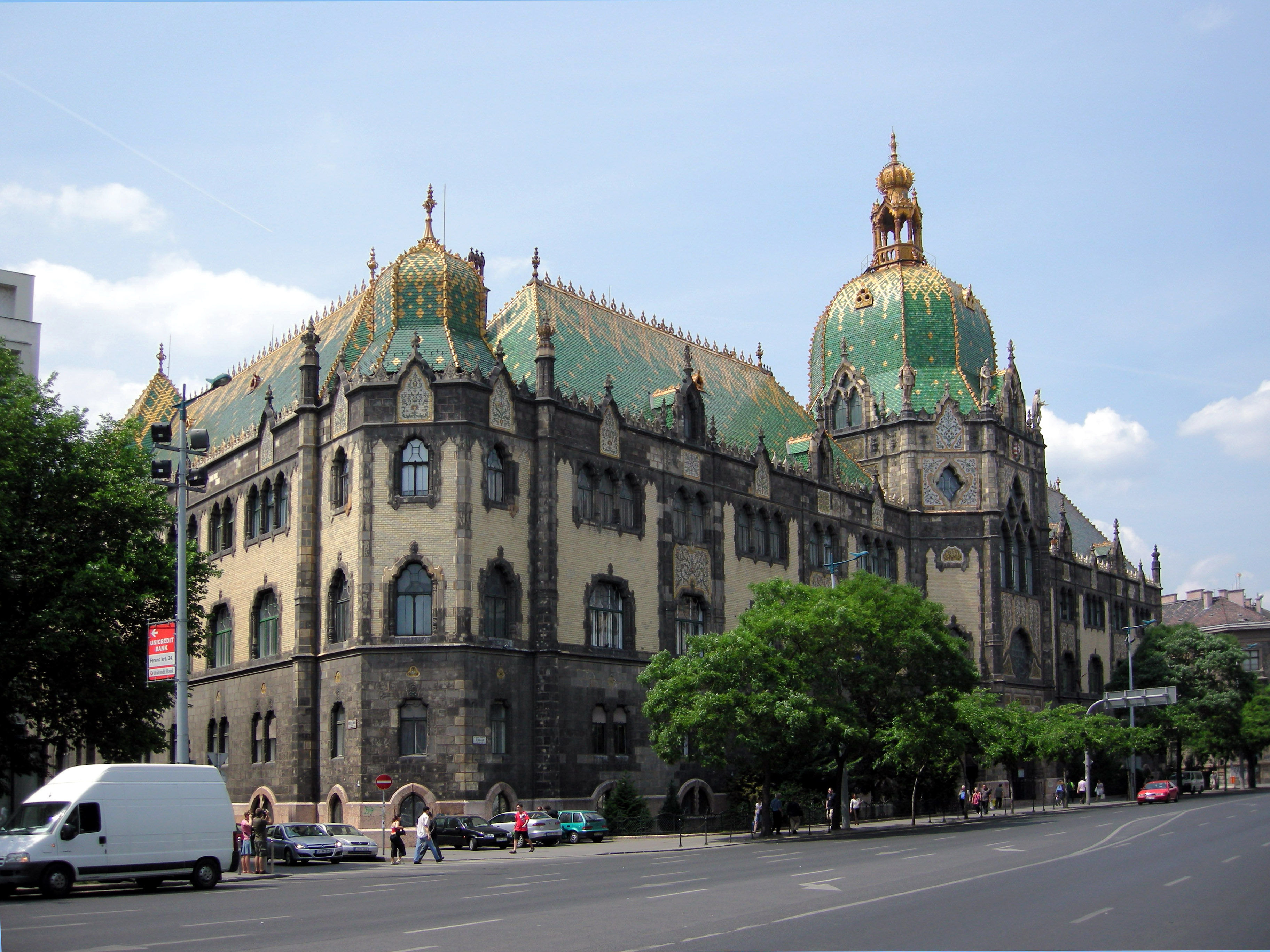
Muzeul de Arte Aplicate din Budapesta de Ödön Lechner (1893–1896)
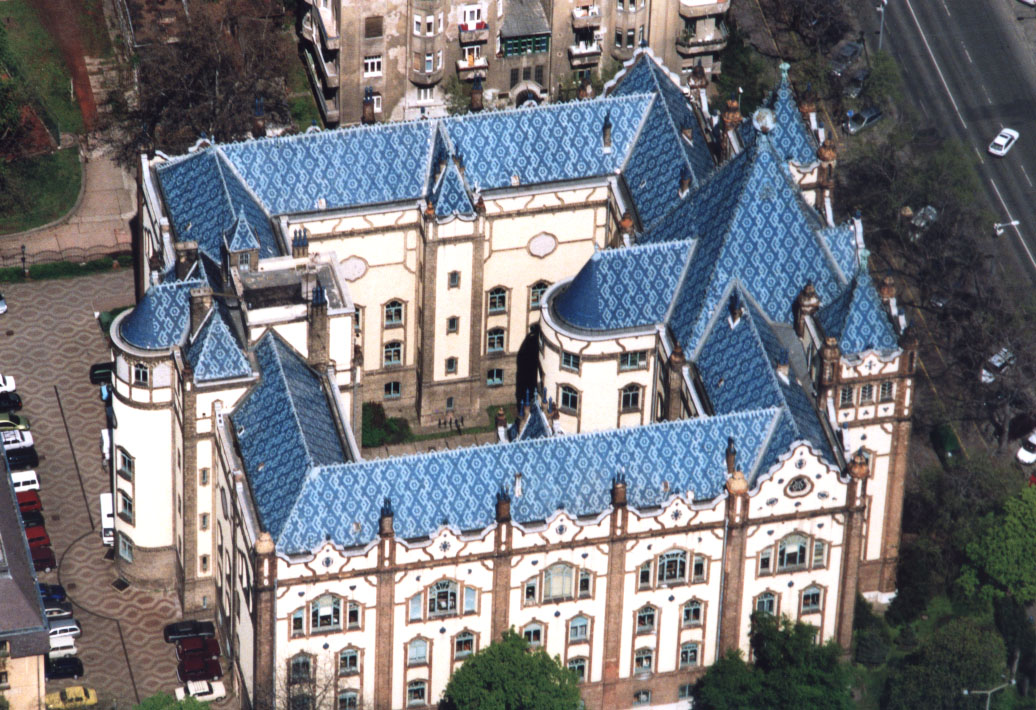
Muzeul Geologic din Budapesta de Ödön Lechner (1898–1899)
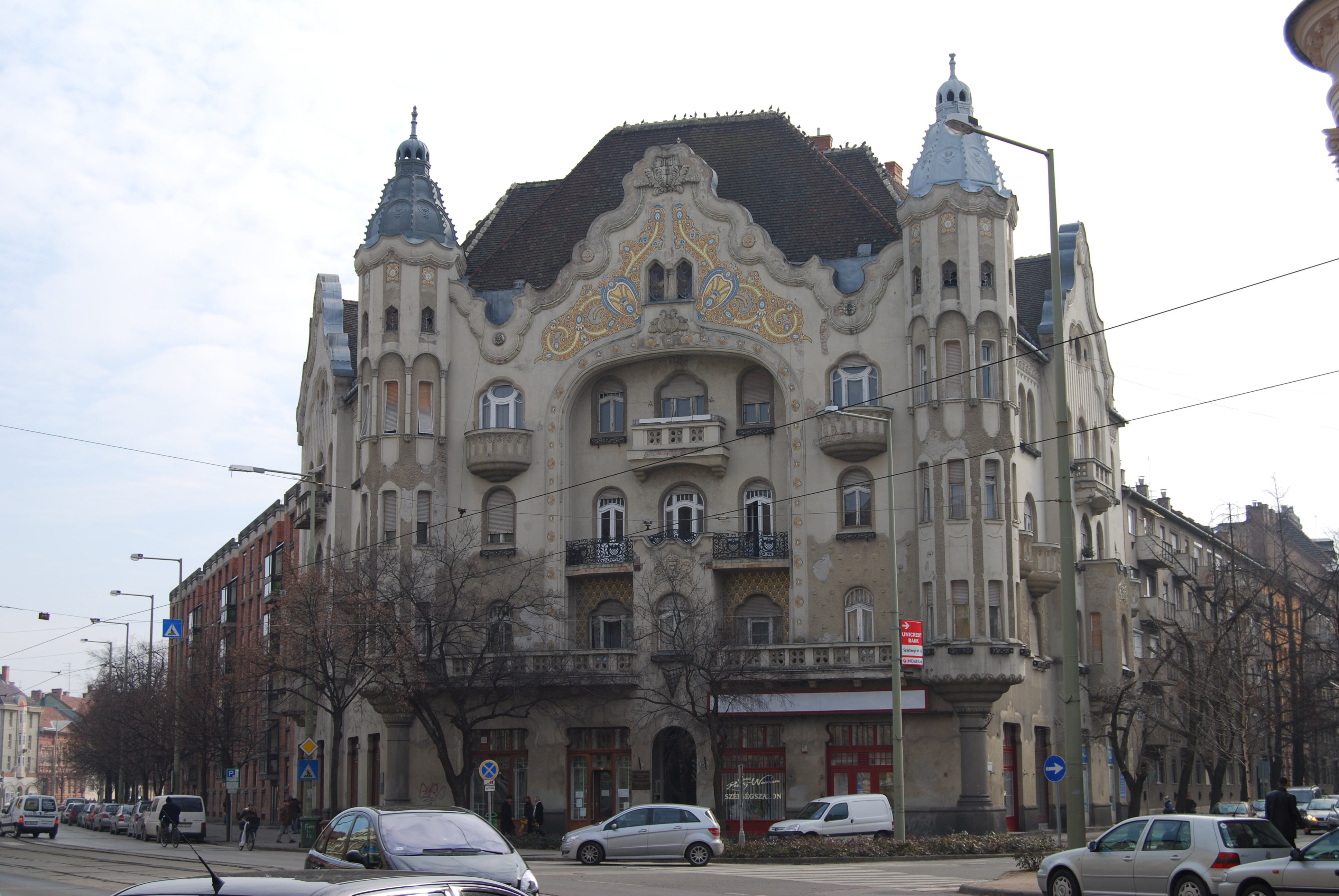
Palatul Gróf din Seghedin de Ferenc Raichle (1913)

Pionierul și profetul Szecesszió-ului (secesiunea în maghiară), arhitectul Ödön Lechner, a creat clădiri care au marcat o trecere de la istoricism la modernism pentru arhitectura maghiară. Ideea lui pentru un stil arhitectural maghiar a fost folosirea ceramicii arhitecturale și a motivelor orientale. Ceramica a fost folosită la construcția unor clădiri maghiare notabile în alte stiluri, de exemplu Clădirea Parlamentului Maghiar și Biserica Mátyás.
Lucrările lui Ödön Lechner  includ Muzeul de Arte Aplicate (1893-1896), alte clădiri cu trăsături distinctive similare fiind Muzeul Geologic (1896-1899) și Clădirea Băncii Poștale de Economii (1899–1902), toate în Budapesta. Cu toate astea, din cauza opoziției unității arhitecturale maghiare față de succesul lui Lechner, el a fost în scurt timp incapabil să obțină noi comisii comparabile cu clădirile sale anterioare. Dar Lechner a fost o inspirație și un maestru pentru generația următoare de arhitecți care au jucat rolul principal în popularizarea noului stil. În cadrul procesului de maghiarizare, numeroase clădiri au fost comandate discipolilor săi în periferia regatului: de exemplu Marcell Komor și Dezső Jakab au primit ordin să construiască Sinagoga (1901–190) și Primăria (1908–1910) din Szabadka (acum Subotica (Serbia)), Prefectura Județului (1905–1907) și Palatul Culturii (1911–  1913) din Marosvásárhely (acum Târgu Mureș (România)).  Ulterior, Lechner însuși a construit Biserica Albastră din Pozsony (actuala Bratislava (Slovacia)) în 1909–1913.
Un alt arhitect important a fost Károly Kós, care a fost adeptul lui John Ruskin și al lui William Morris. Kós a luat drept model mișcarea de romantism național finlandez, iar vernacularul transilvănean ca inspirație. Clădirile sale cele mai notabile sunt Biserica Romano-Catolică din Zebegény (1908–09), pavilioanele pentru grădina zoologică din Budapesta (1909–1912) și Muzeul Național Székely din Sepsiszentgyörgy (acum Sfântu Gheorghe (România), 1911–12).

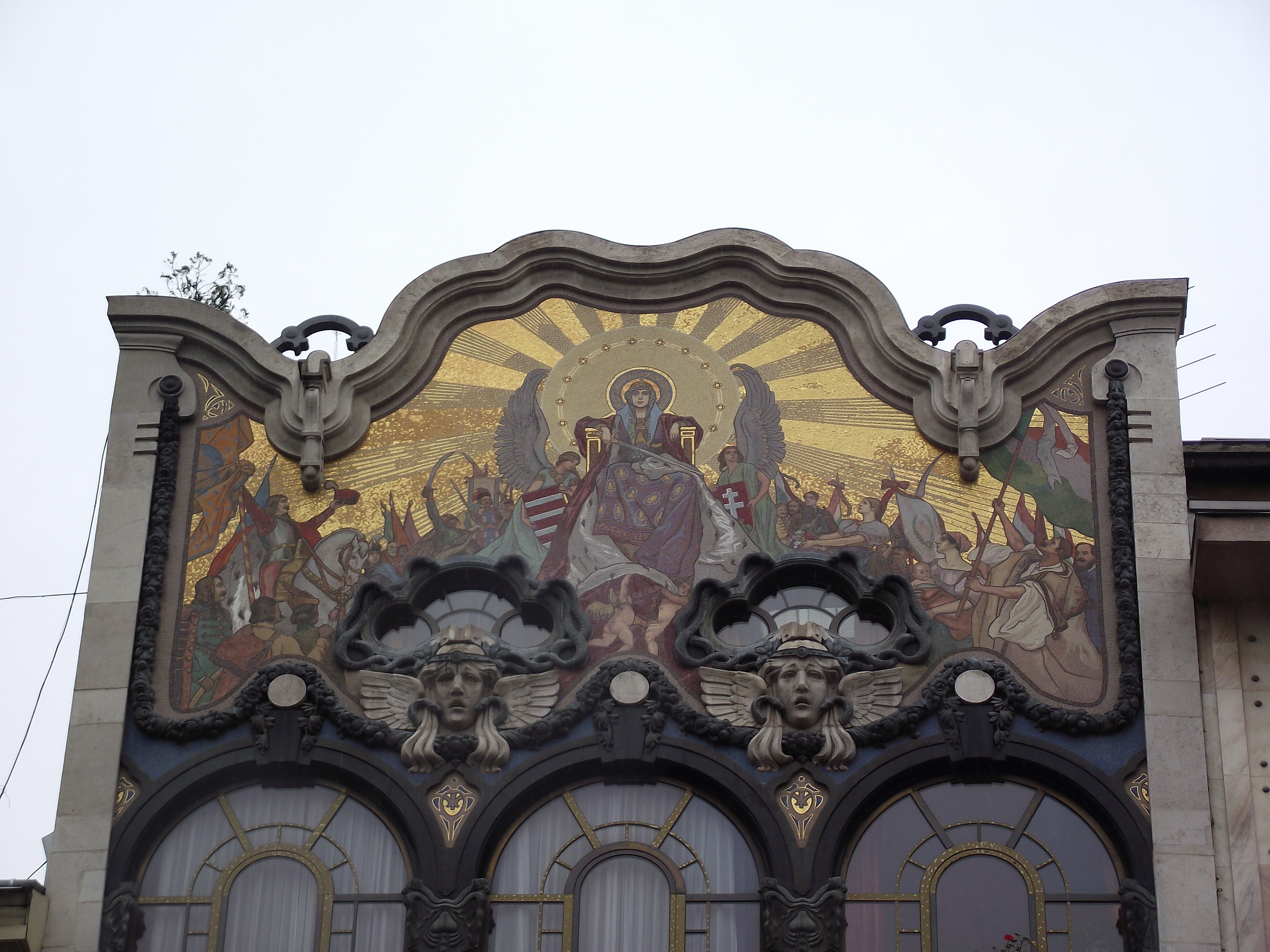
Mozaic de Miksa Róth pe clădirea Băncii Török din Budapesta (1906)
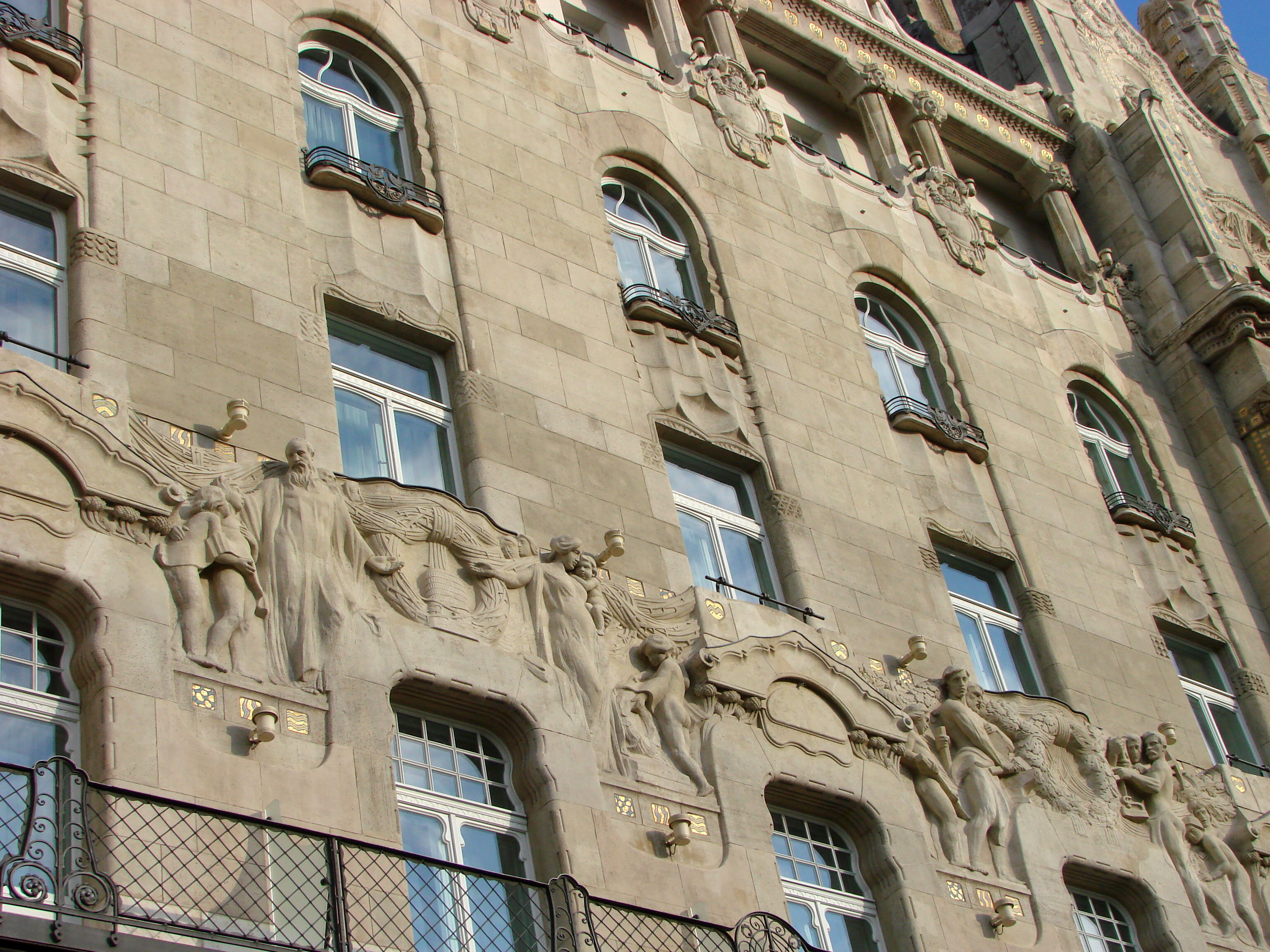
Relief pe fațada Palatului Gresham de Géza Maróti în Budapesta (1906)
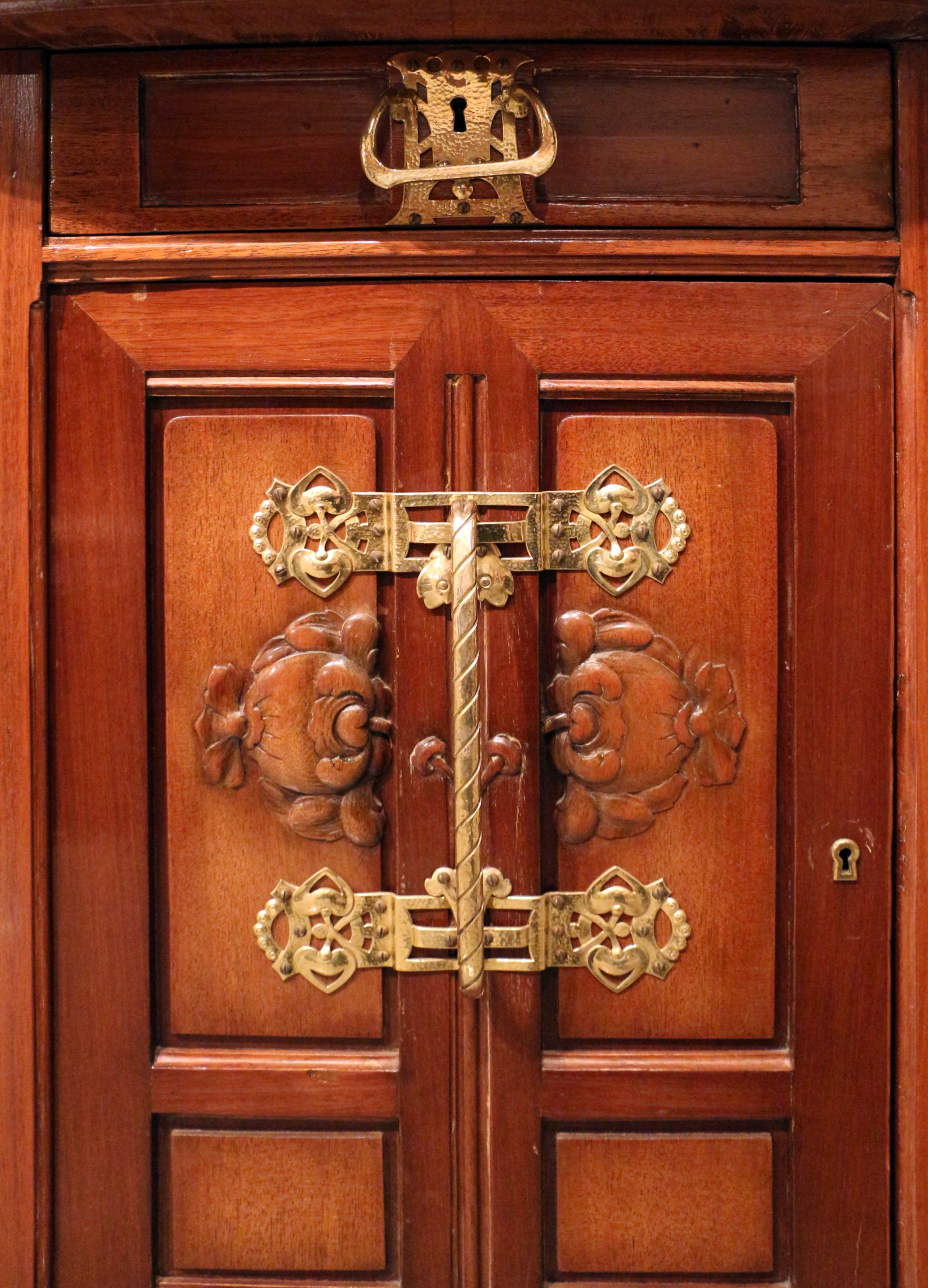
Dulap de Ödön Faragó, din Budapesta (1901)

Mișcarea care a promovat Szecesszió-ul în arte a fost Colonia de Artă din Gödöllő, fondată de Aladár Körösfői-Kriesch, adept al lui John Ruskin și William Morris și profesor la Școala Regală de Arte Aplicate din Budapesta în 1901. Artiștii săi au luat parte la multe proiecte, inclusiv la Academia de Muzică Franz Liszt din Budapesta.
Un asociat al Coloniei de Artă din Gödöllő, Miksa Róth a fost implicat și în câteva zeci de proiecte Szecesszió, inclusiv clădiri din Budapesta, printre care și Palatul Gresham (vitralii, 1906) și Banca Török (mozaicuri, 1906) și, de asemenea, a creat mozaicuri și vitralii pentru Palatul Culturii (1911–1913) din Târgu Mureș.
Un designer de mobilă notabil este Ödön Faragó, care a combinat arhitectura populară tradițională, cea orientală și Art Nouveau-ul internațional într-un stil extrem de pitoresc. Pál Horti, un alt designer maghiar, a avut un stil mult mai sobru și funcțional, folosind din stejar cu detalii delicate de abanos și alamă.

#### Alte variații

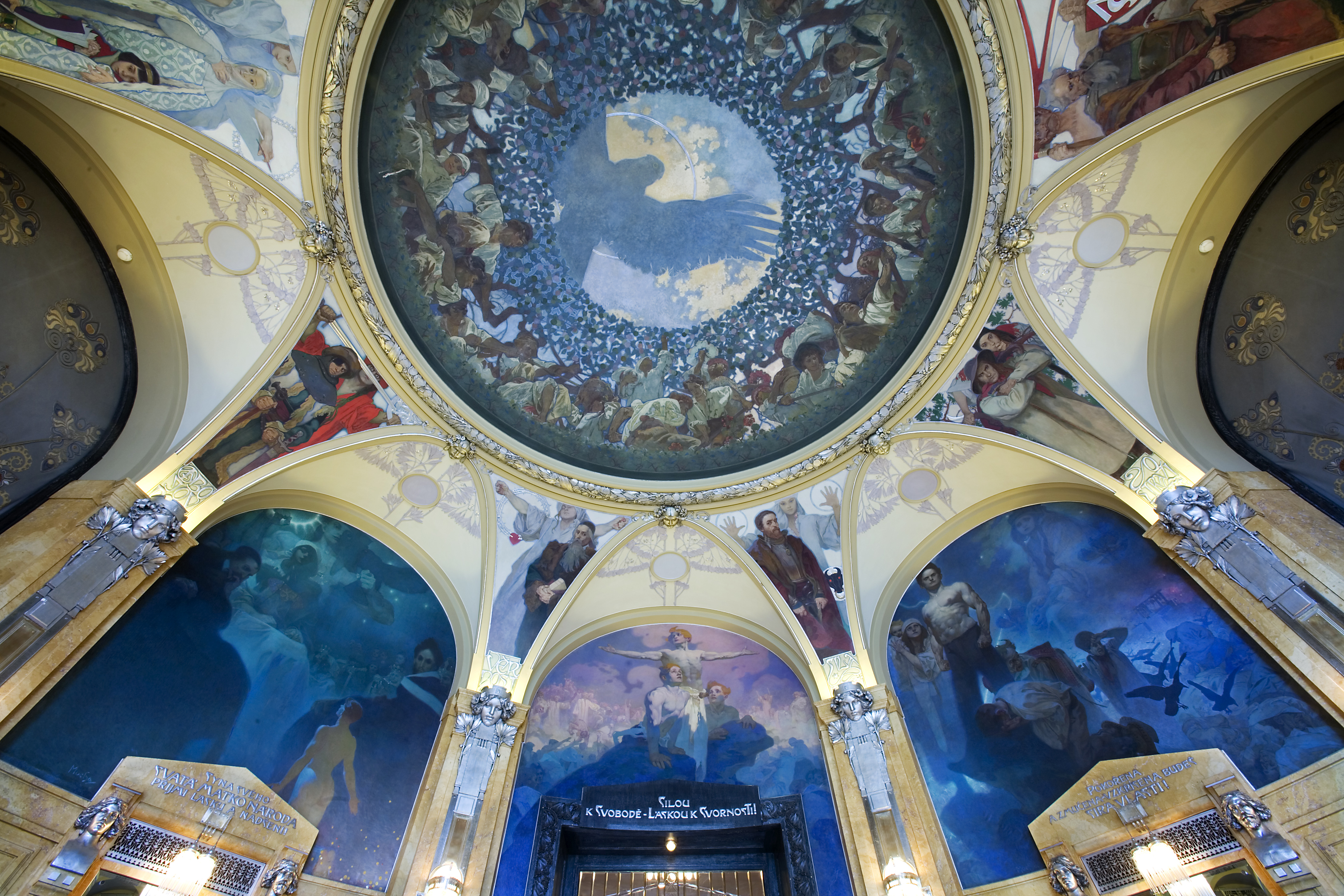
Fresce în Casa Municipală din Praga de Alfons Mucha
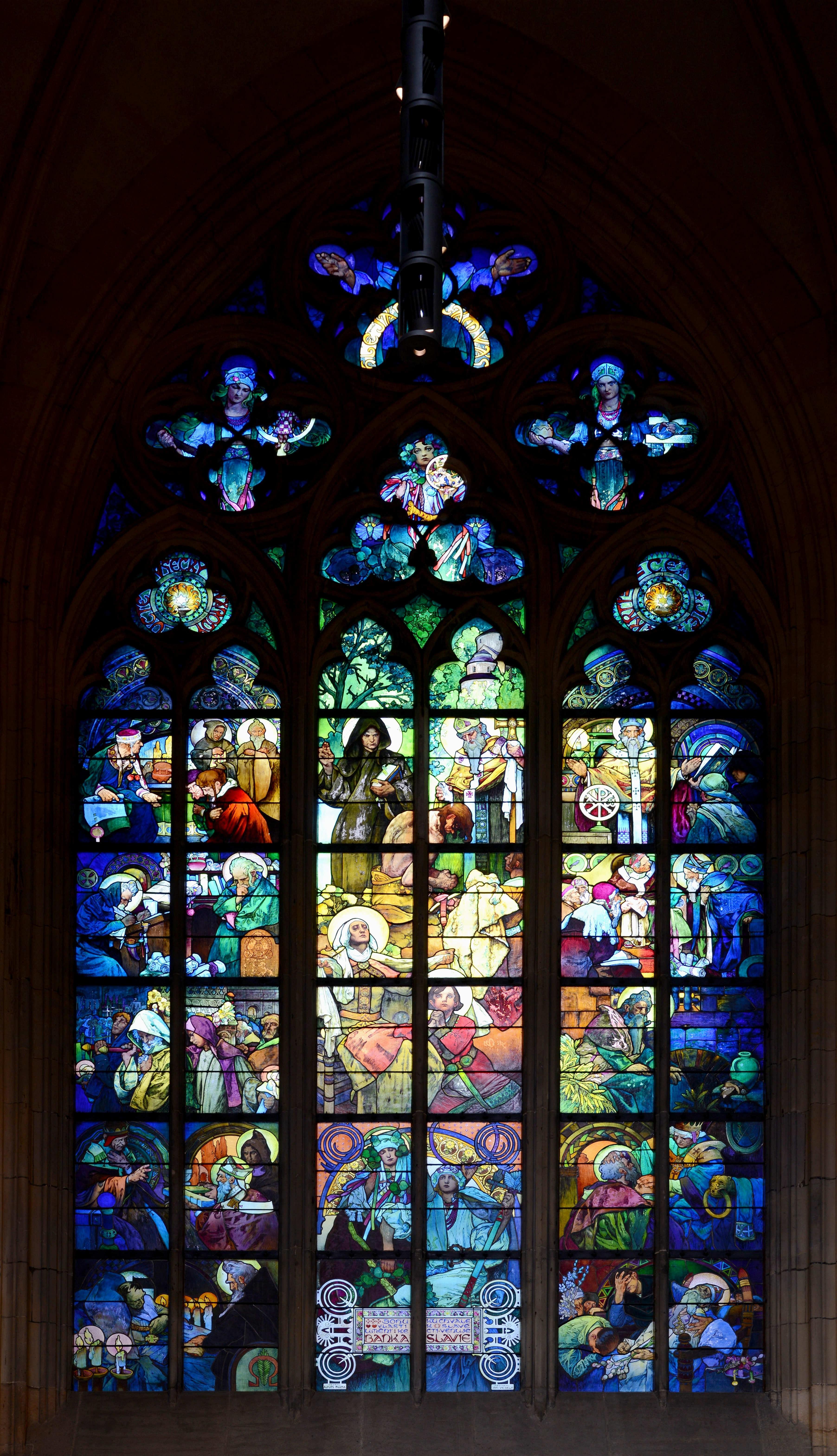
Vitraliu de Alfons Mucha din Catedrala Sfântul Vitus din Praga
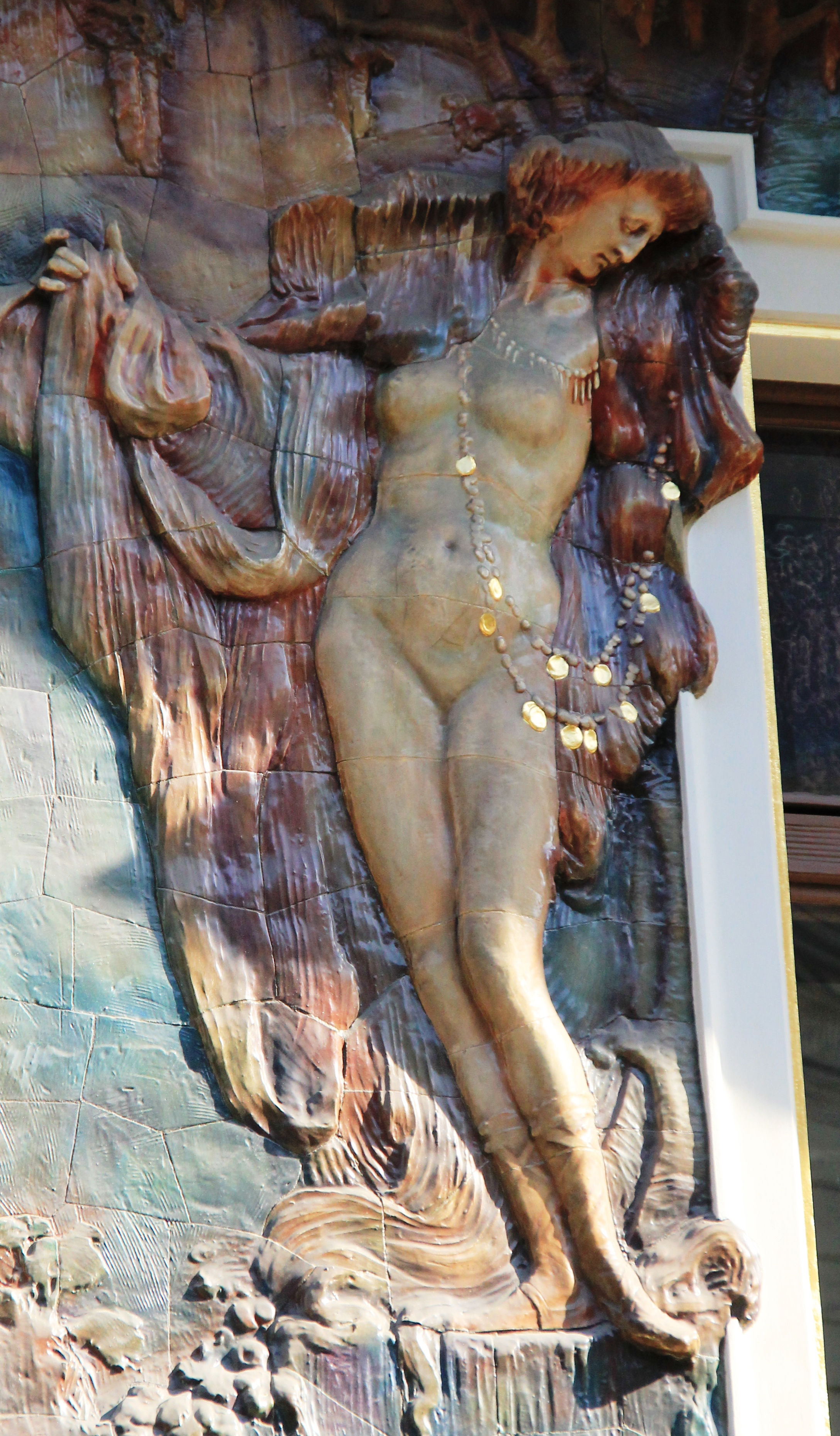
Relief de ceramică de pe Teatrul Viola din Praga de Ladislav Šaloun
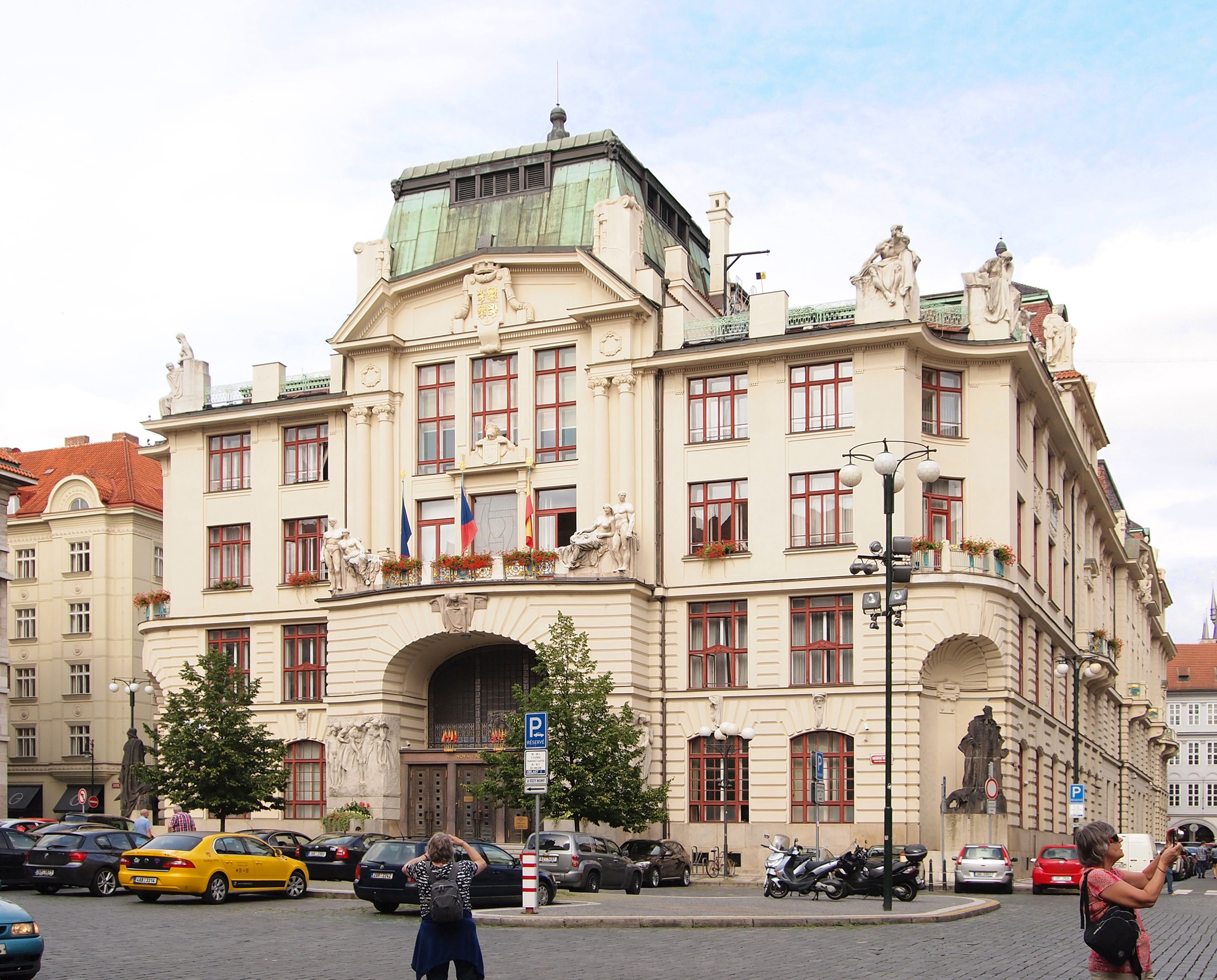
Noua Primărie din Praga (1908–1911)

Cel mai prolific arhitect slovac Art Nouveau e Ciril Metod Koch. A studiat la cursurile lui Otto Wagner din Viena și a lucrat în Consiliul Local Laybach (acum Ljubljana (Slovenia)) din 1894 până în 1923. După cutremurul din Laybach din 1895, a proiectat multe clădiri seculare în stilul secesionist pe care le-a adoptat din 1900 până în 1910: Casa Pogačnik (1901), Clădirea Čuden (1901), Banca de Împrumut pentru Fermieri (1906–07), și a renovat Dlădirea Hauptmann în stilul secesionist în 1904. Punctul culminant al carierei sale a fost Banca de Împrumut din Radmannsdorf (acum, Radovljica) din  1906.
Cele mai notabile clădiri secesioniste din Praga sunt exemple de artă totală cu arhitectură, sculptură și picturi distinctive. Gara Principală (1901–190) a fost proiectată de Josef Fanta și prezintă picturi ale lui Václav Jansa și sculpturi ale lui Ladislav Šaloun și Stanislav Sucharda împreună cu alți artiști. Casa Municipală (1904–1912) a fost proiectată de Osvald Polívka și Antonín Balšánek, pictată de celebrul pictor ceh Alfons Mucha și prezintă sculpturi ale lui Josef Mařatka și Ladislav Šaloun.  Polívka, Mařatka și Šaloun au cooperat simultan la construcția Noii Primăriei (1908–1911) împreună cu Stanislav Sucharda, iar Mucha a pictat ulterior vitraliile Catedralei Sfântul Vitus în stilul său distinctiv.
Stilul de combinare a Szecesszió-ului unguresc și a elementelor arhitecturale naționale a fost tipic pentru arhitectul slovac Dušan Jurkovič. Lucrările sale cele mai originale sunt Casa Culturală din Szakolca (acum Skalica în Slovacia, 1905), clădirile balneoclimaterice din Luhačovice (acum Cehia) în 1901–1903 și 35 de cimitire de război în apropiere de Nowy Żmigród în Galiția (acum Polonia), majoritatea lor fiind puternic influențate de arta populară locală Lemko (Rusyn) și de tâmplărie (1915–1917).

### Art Nouveau în România

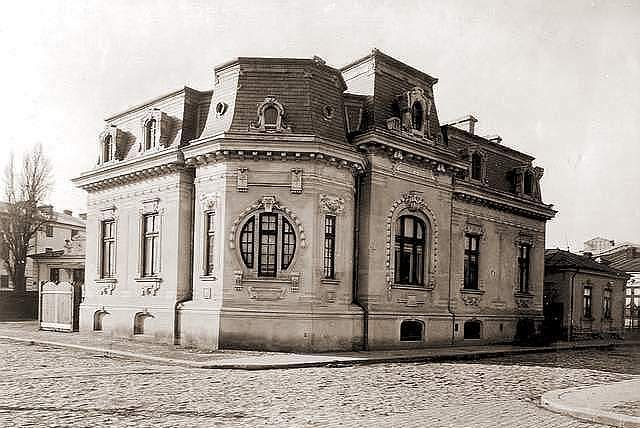
Mix de Beaux Arts și Art Nouveau - Casa Romulus Porescu de Dimitrie Maimarolu (1905)
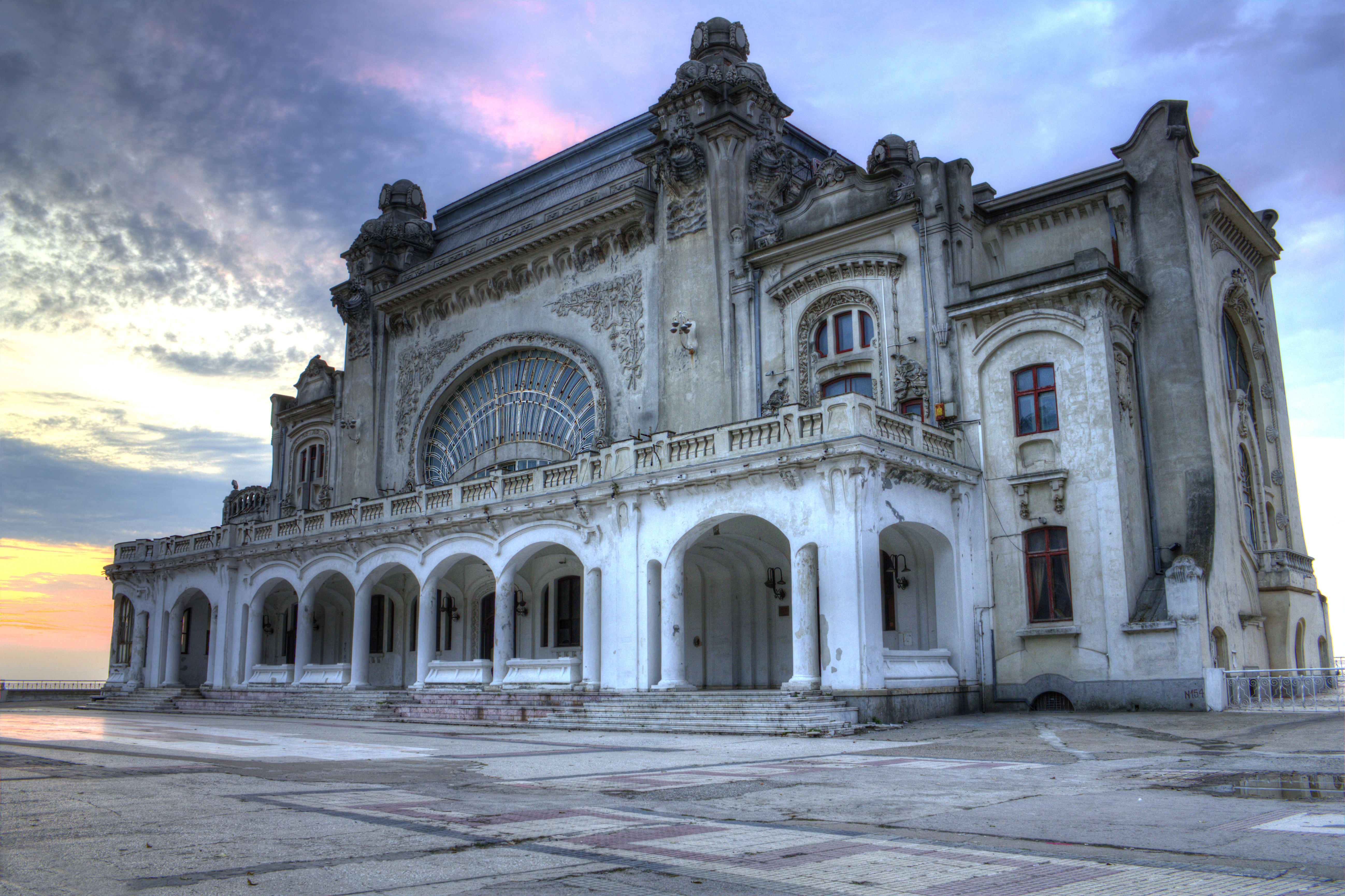
Mix de Beaux Arts și Art Nouveau - Cazinoul din Constanța de Daniel Renard și Petre Antonescu (1905-1910)
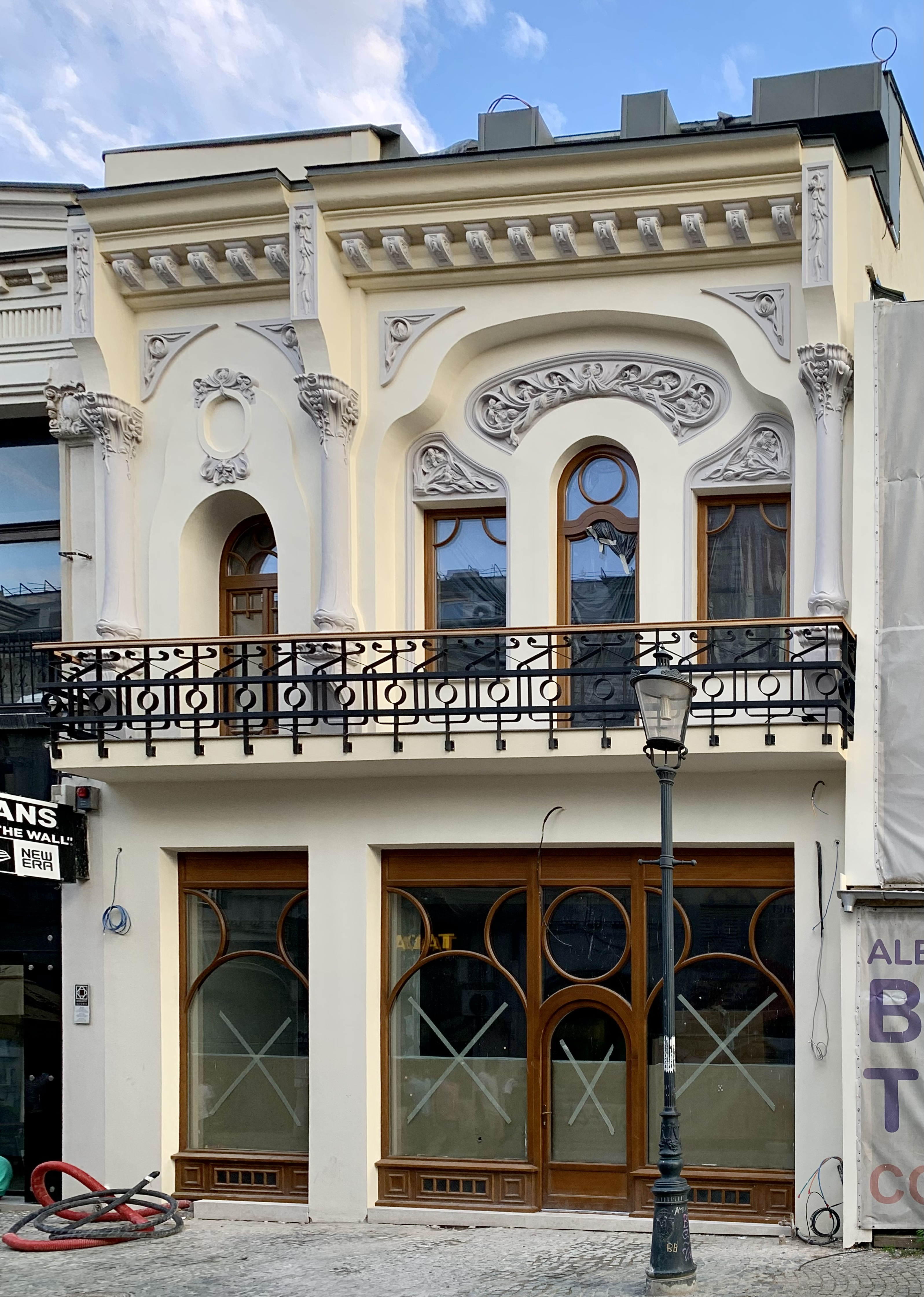
Fostul magazin Al. Assan de pe Strada Lipscani din București (înainte de 1906)
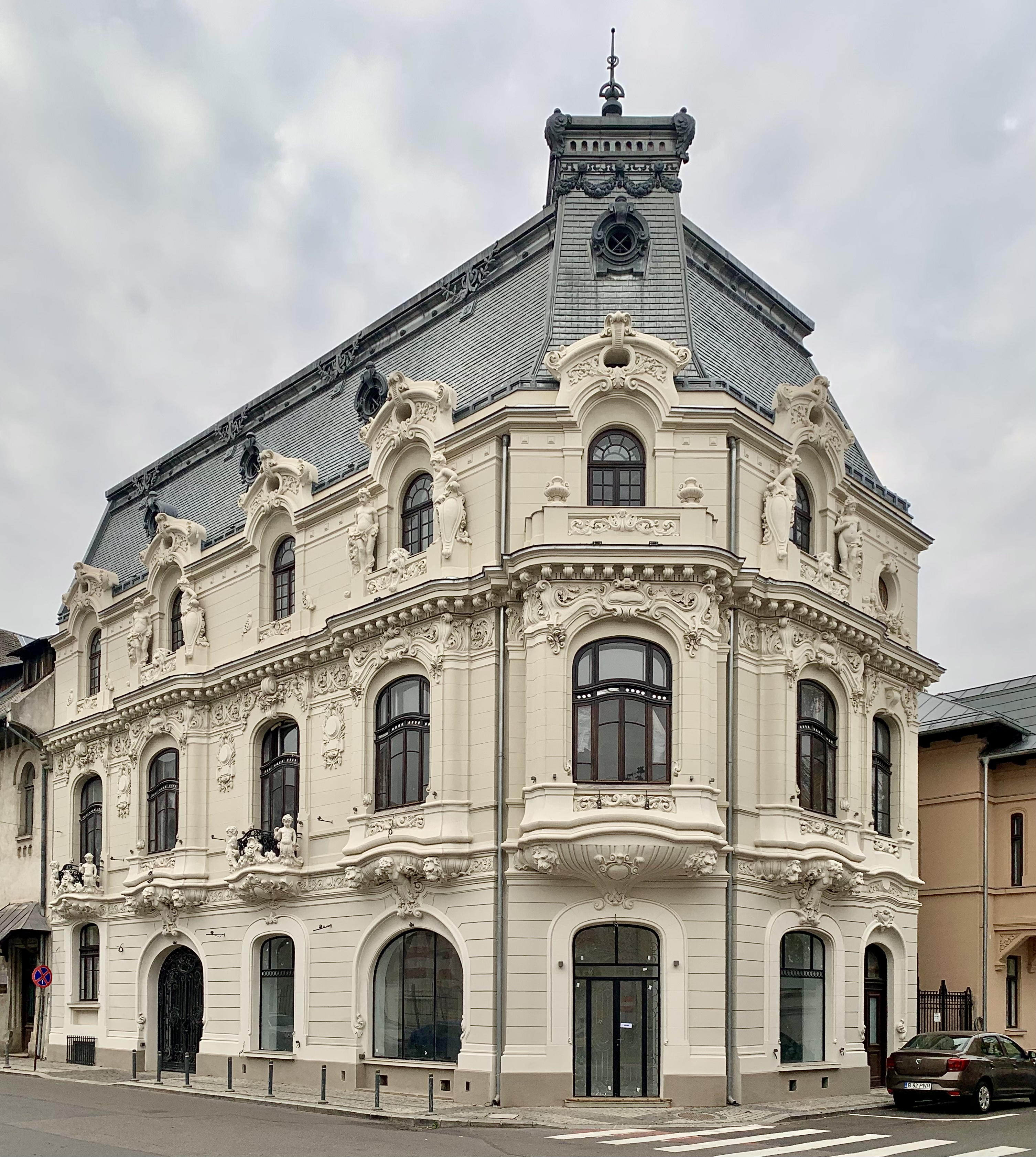
Mix de Beaux Arts și Art Nouveau - Casa Mița Biciclista de Nicolae C. Mihăescu (1908)
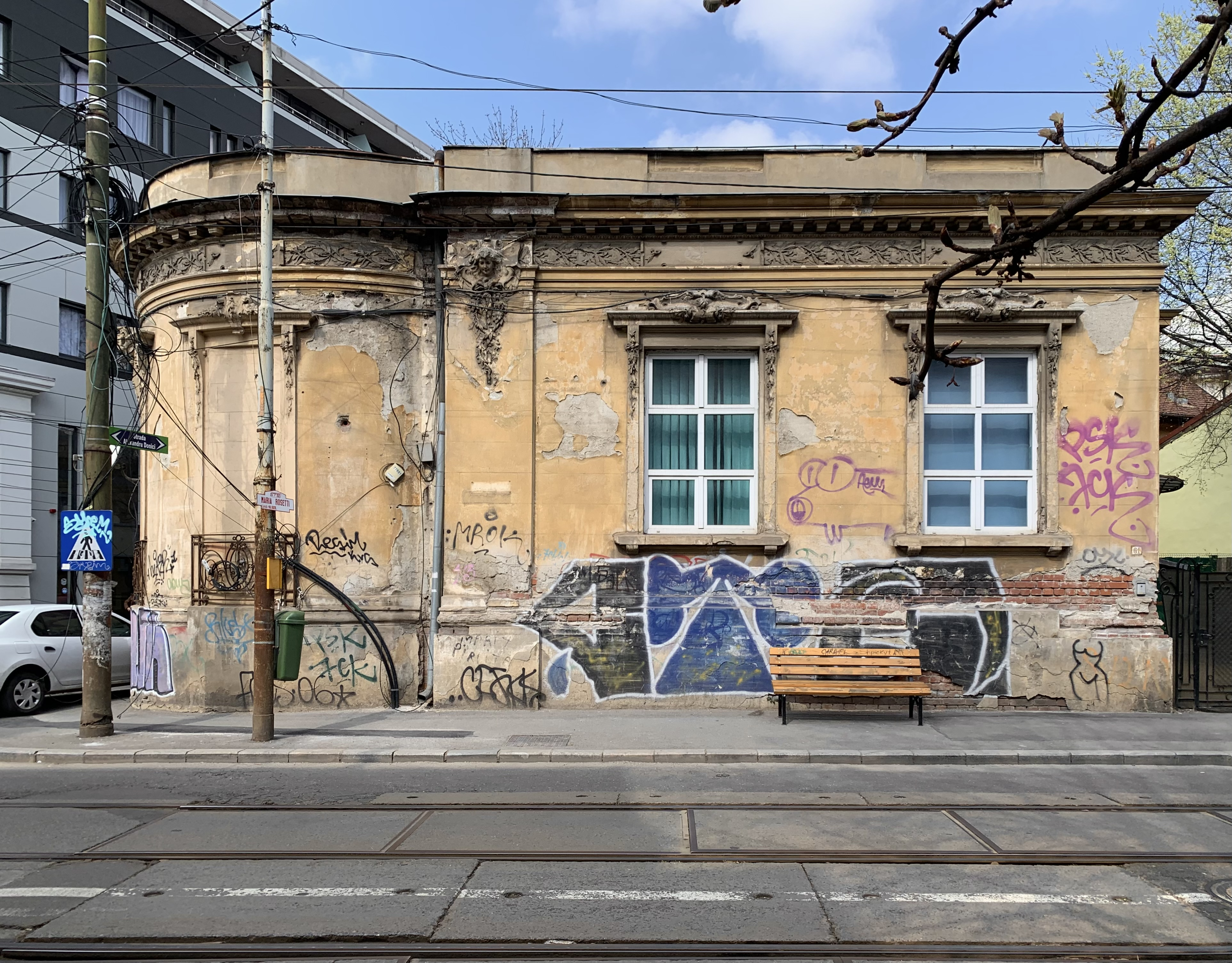
Mix de Beaux Arts și Art Nouveau - Strada Vasile Lascăr nr. 61 din Bucharest (dată necunoscută)
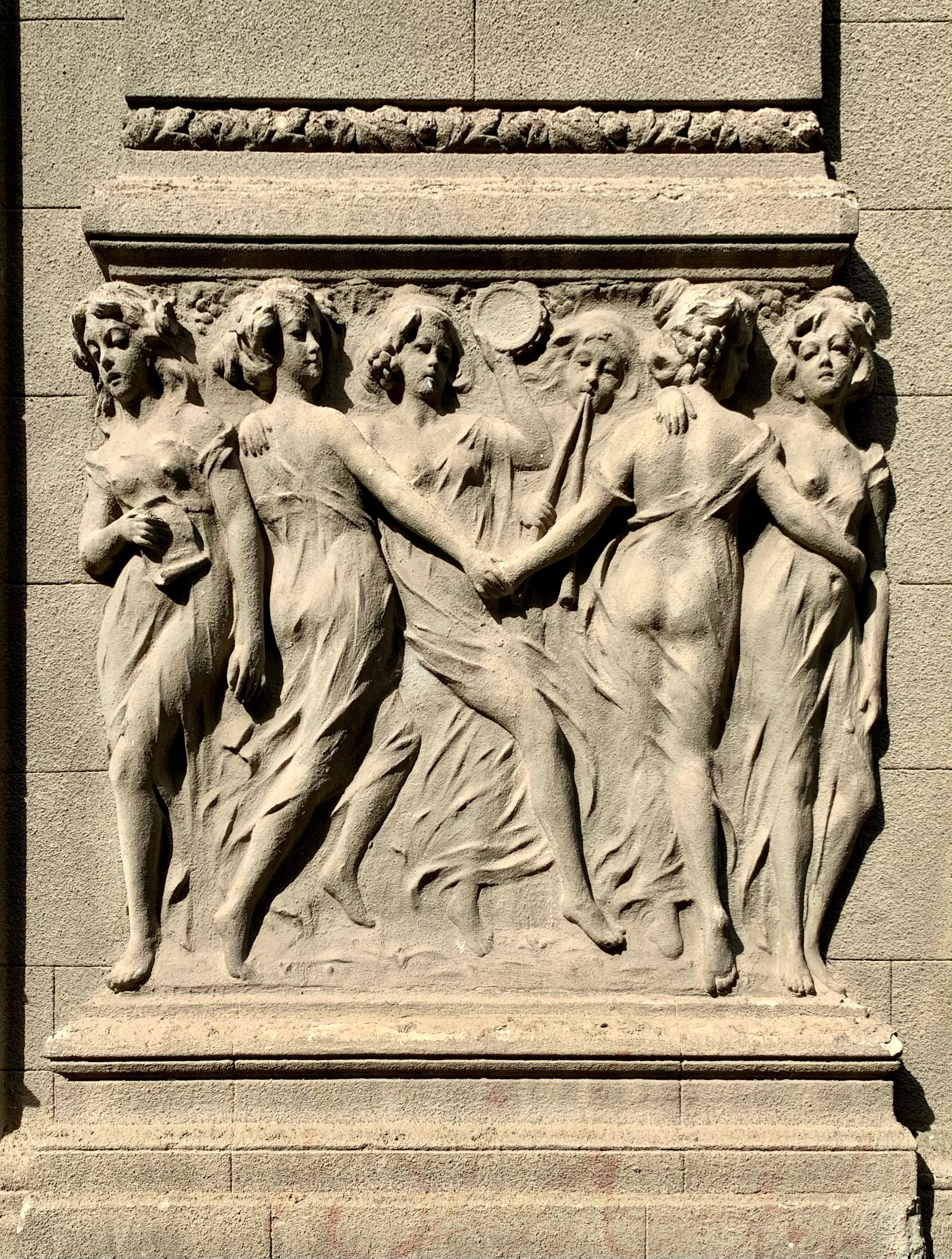
Relief de pe Casa Fanny și Isac Popper din Bucurrești de Alfred Popper (1914)
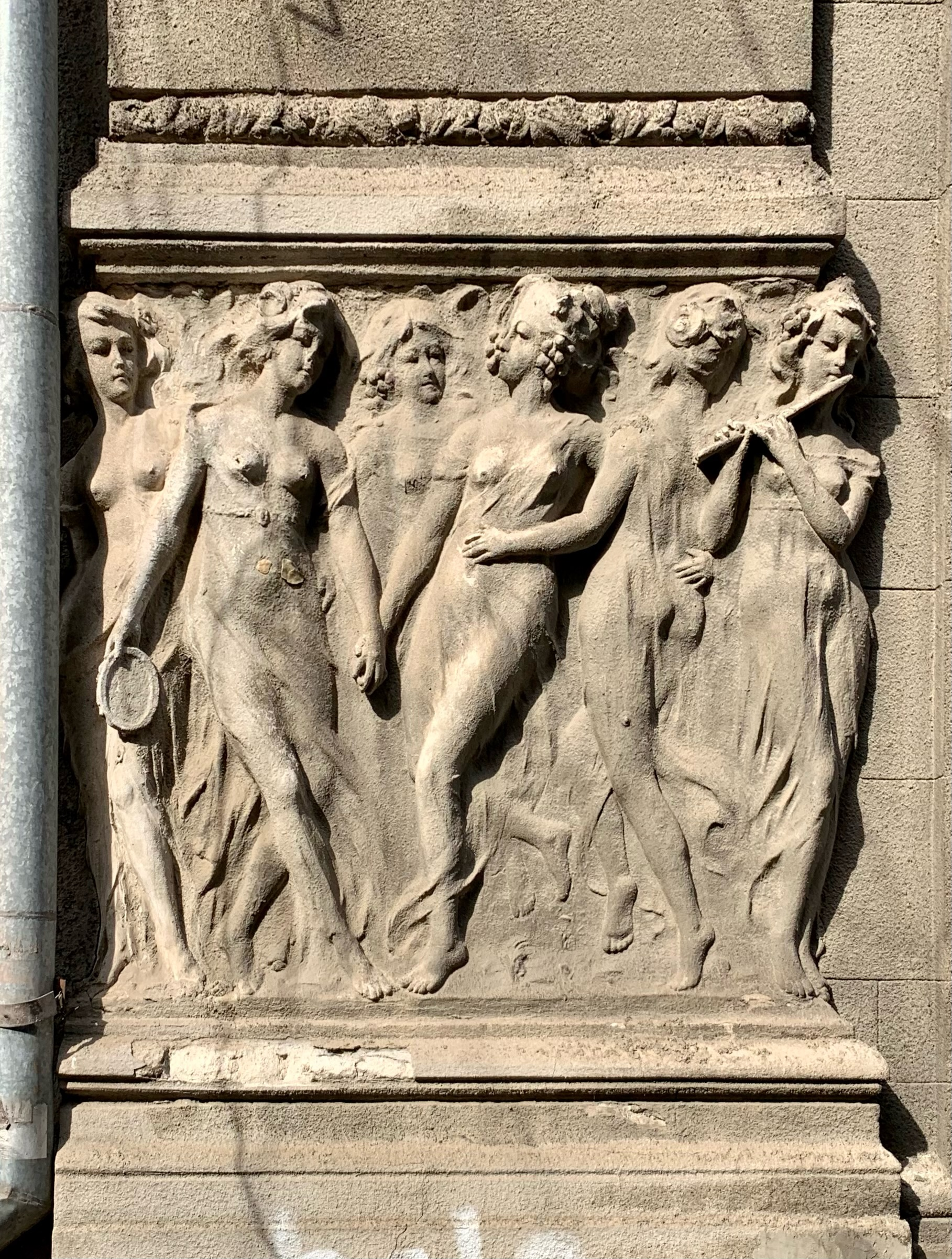
Relief de pe Casa Fanny și Isac Popper din Bucurrești de Alfred Popper (1914)
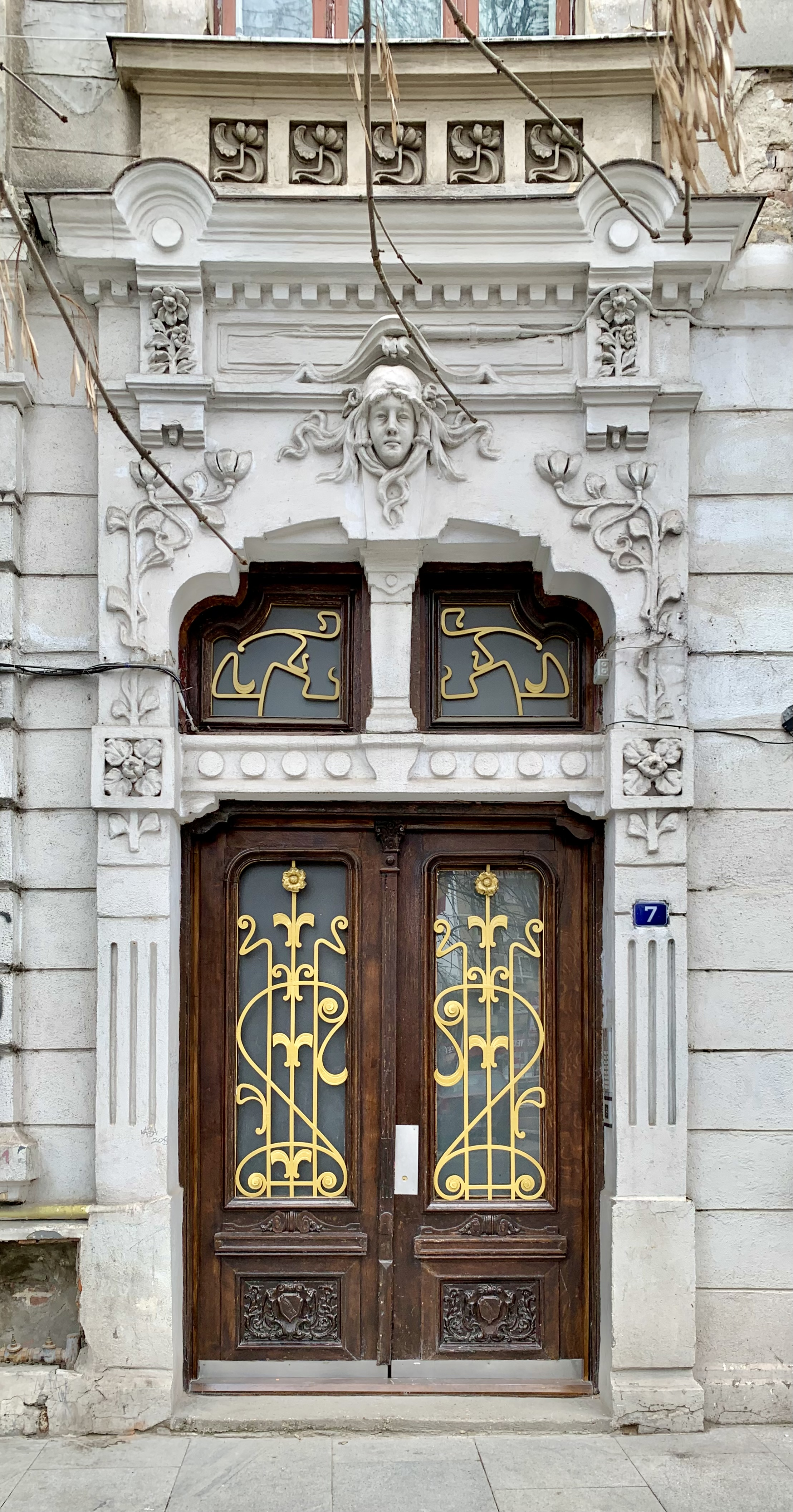
Piața Mihail Kogălniceanu nr. 7 din București (dată necunoscută)
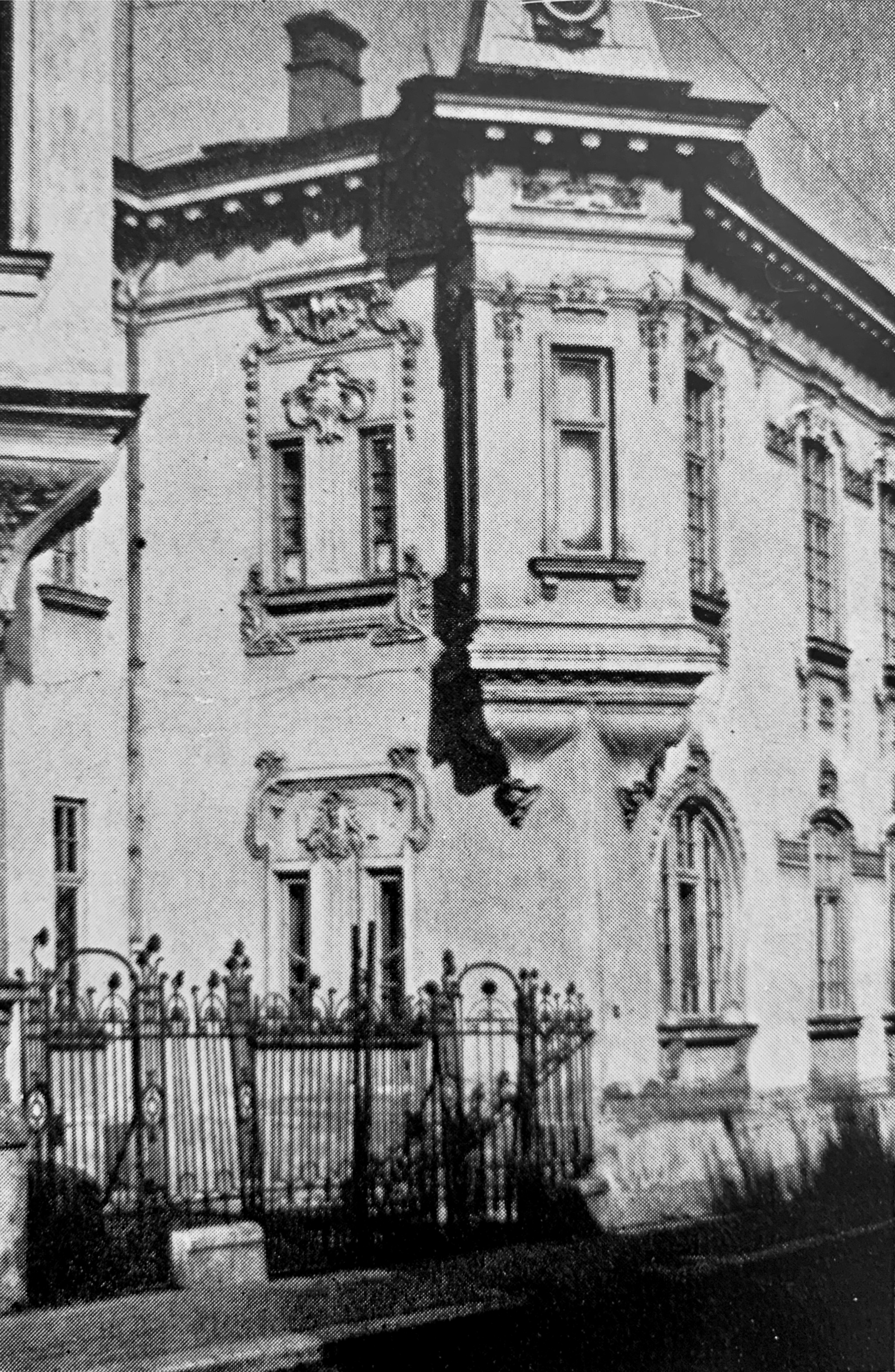
Mix de Beaux Arts și Art Nouveau - Strada Mircea Vodă nr. 48 din București, (dată necunoscută, demolată la sfârșitul anilor 1980)

Cazinoul din Constanța e probabil cel mai cunoscut exemplar de Art Nouveau din România. Tema de Casino, Kurhaus sau Kursaal e specifică perioadei Belle Époque. Autorul cazinoului, început în 1905 și terminat în 1910, e arhitectul Daniel Renard, care studiase la Paris între 1894 și 1900. El a semnat atât planurile arhitecturale cât și pe cele de decorare ale cazinoului. Specifică Art Nouveau-ului este ornamentația în relief a fațadelor, fie cu motive florale naturaliste, de tipuri celor Școlii din Nancy, fie motive inspirate de fauna marină (scoici, delfini, himere marine, corăbii, catarge, ...). Una dintre casele Art Nouveau ale Bucureștiului e Casa Dinu Lipatti (nr. 12, Bulevardul Lascăr Catargiu), de Petre Antonescu, motivul ei central fiind arcada intrării, dessupra căreia e un mascaron feminin în altorelief. Printre exemplarele de arhitectură Art Nouveau din București se numără și case de oraș, care au uneori doar ferestre în formă de potcoavă sau alte forme sau ornamente specifice Art Nouveau-ului. Un exemplu este Casa Romulus Porescu (nr. 12, Strada Doctor Paleologu), care are și vitralii neoegiptene la ferestrele de pe colț. Unele dintre construcțiile neobaroce bucureștene au influențe Art Nouveau sau neorocaille, printre ele numărându-se Observatorul Astronomic „Amiral Vasile Urseanu” (nr. 21, Bulevardul Lascăr Catargiu), casa nr. 58 de pe Strada Sfinții Voievozi, frumoasa Casă "Mița Biciclista" (nr. 9, Strada Biserica Amzei, Strada Christian Tell), Casa II de Arh. Alexandru Savulescu Monument Istoric inca din 1892 (Strada Biserica Amzei nr. 22, Strada Christian Tell) și Palatul "Cantacuzino" (nr. 141, Calea Victoriei).

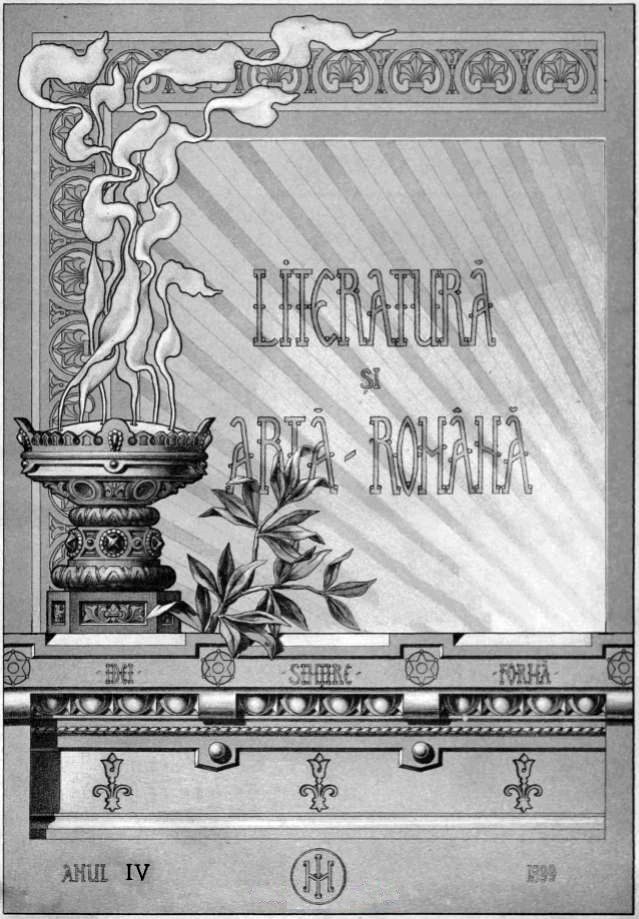
Copertă a unei ediții a revistei "Literatură și artă română" (1899)
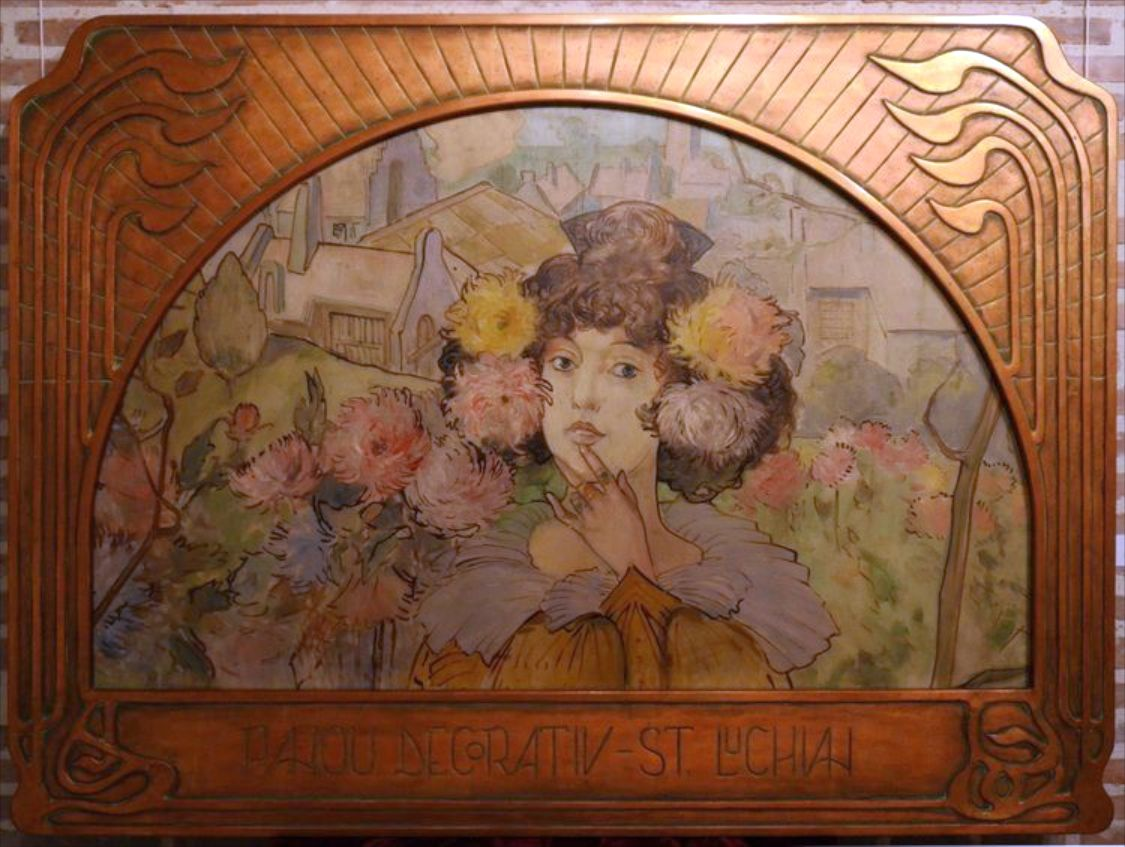
Panou decorativ de Ștefan Luchian (1900)
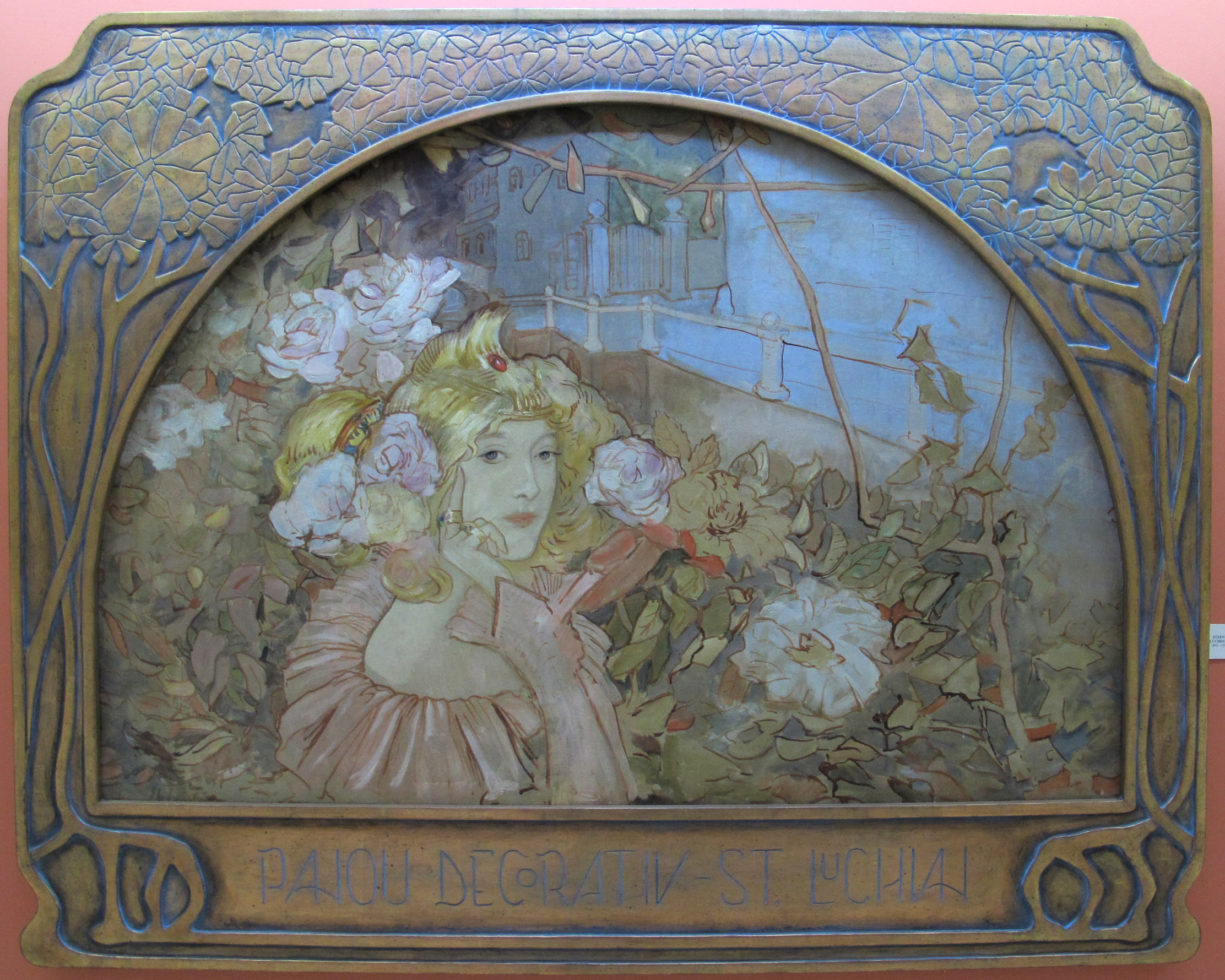
Primăvara, panou decorativ de Ștefan Luchian (1901)
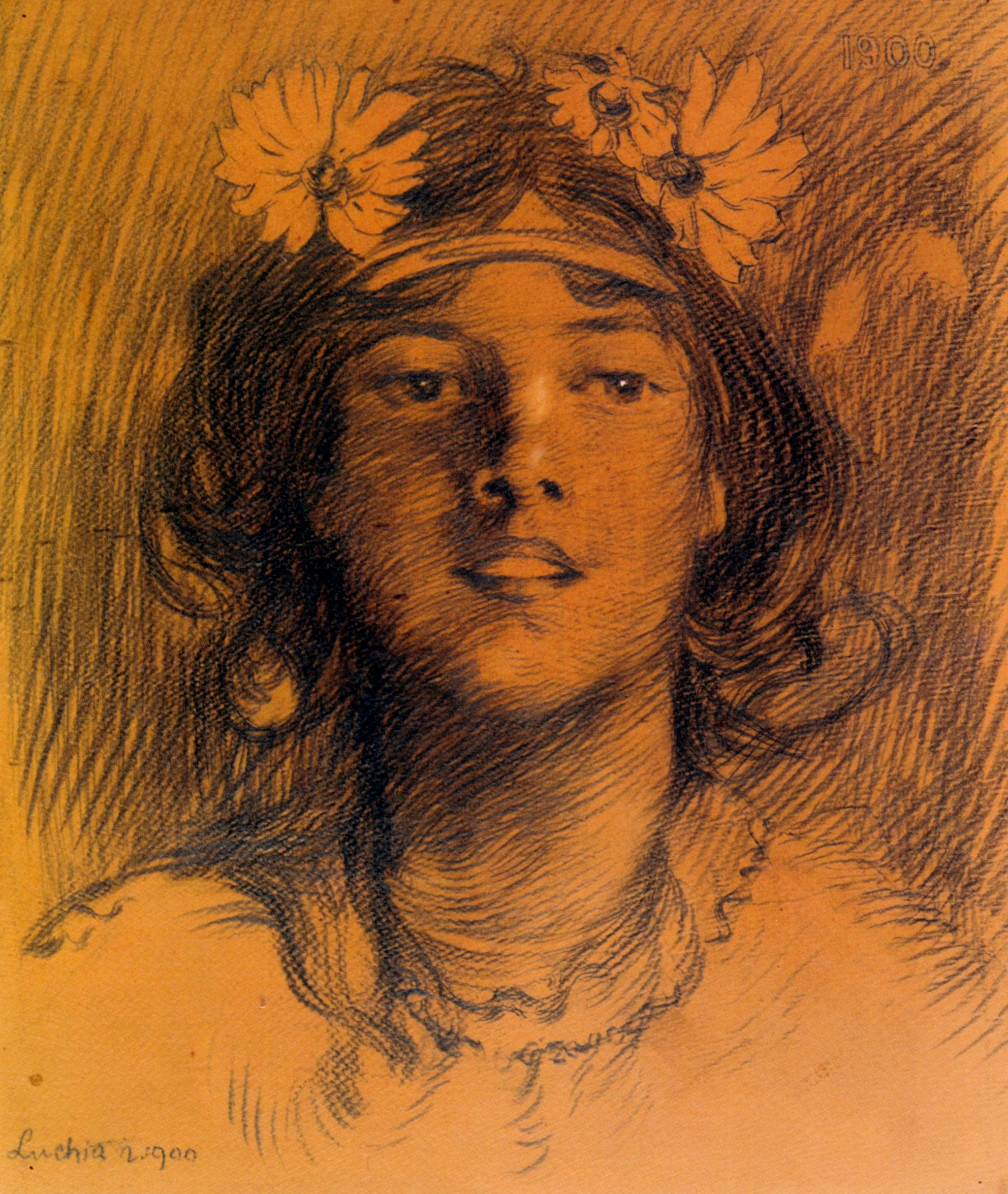
"Tânără", de Ștefan Luchian, desen pentru coperta Revistei Ileana
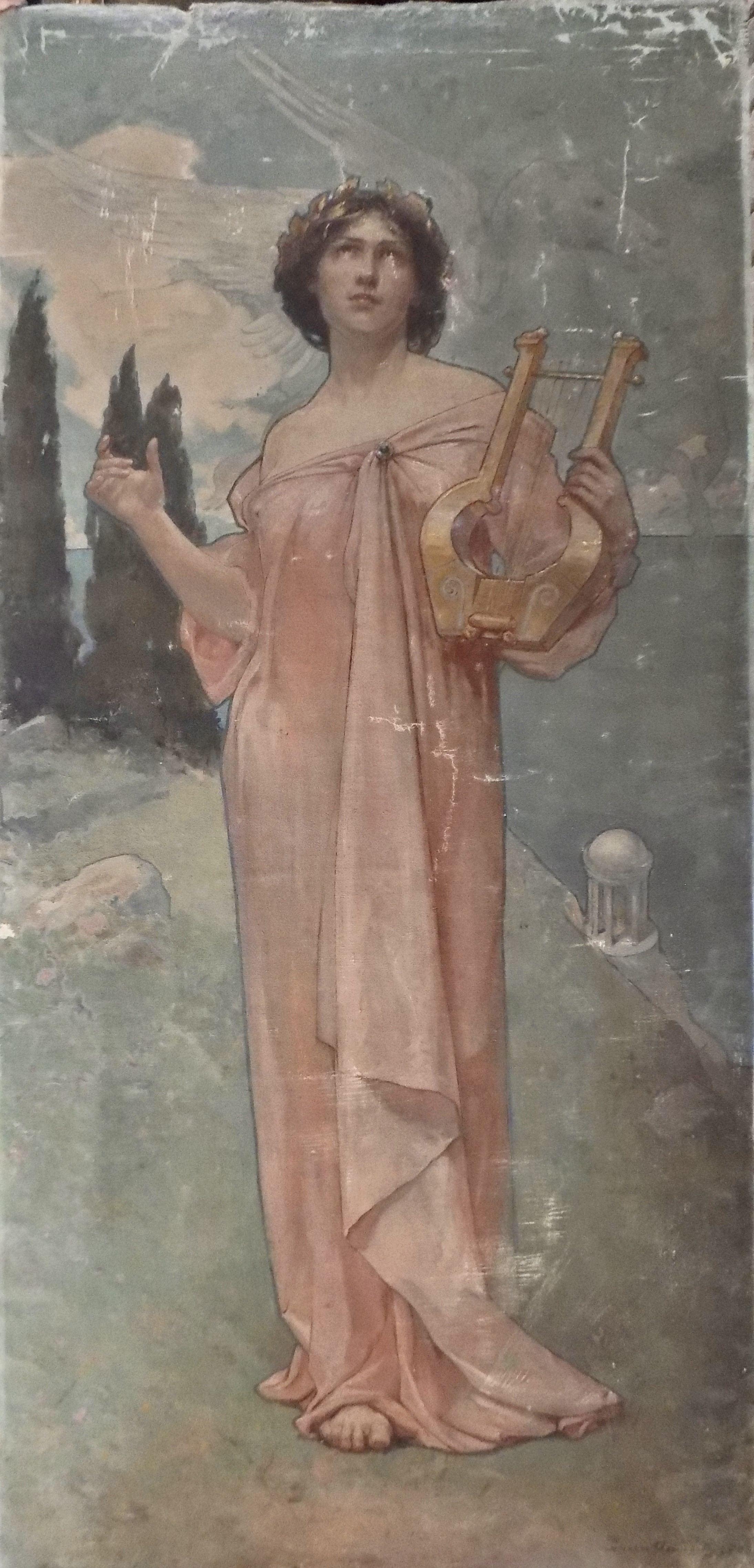
Scenă Alegorică (Femeie cu Liră - Alegorie a Muzicii) de Nicolae Vermont (1903)
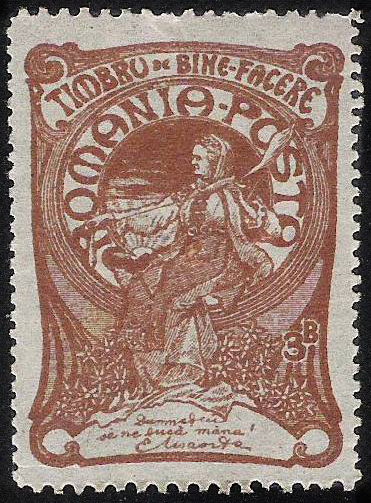
Timbru al Societății de Binefacere «Țesătoarea» (1906)
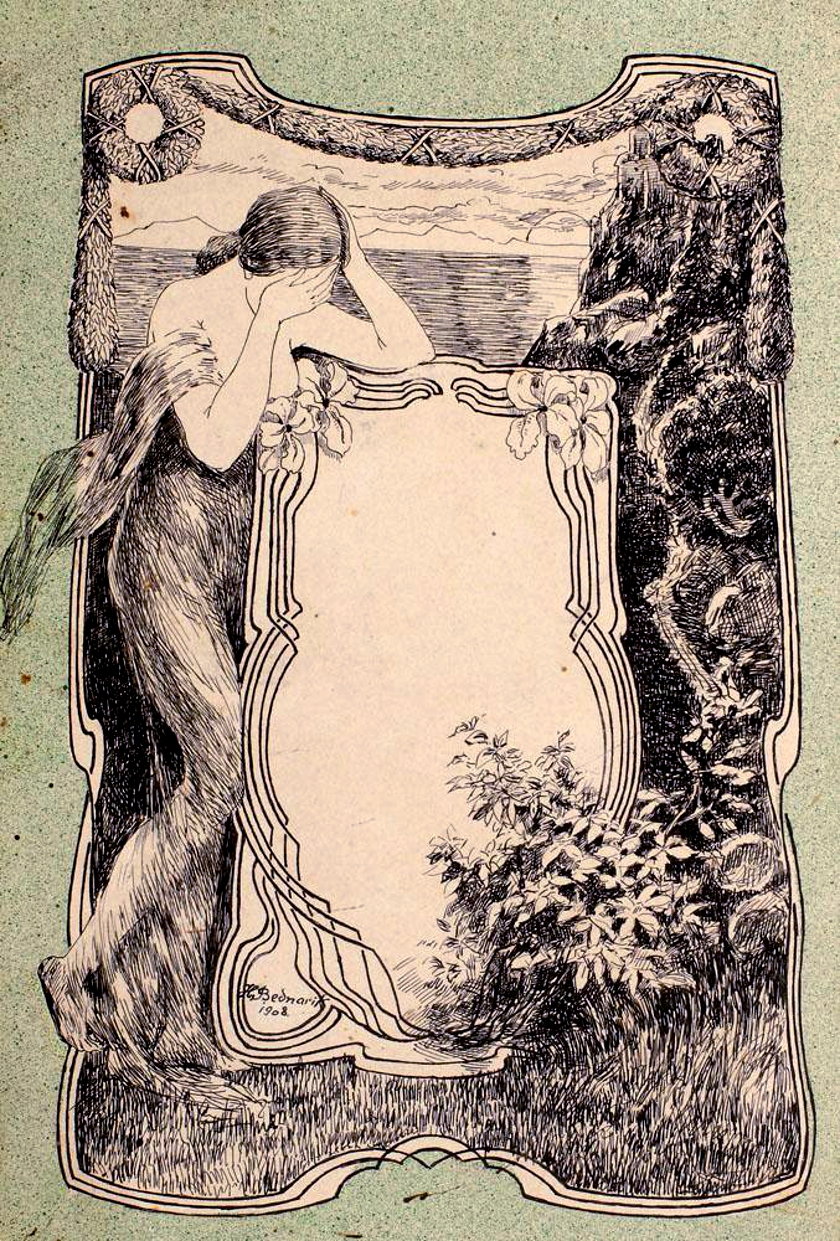
Zâna apelor, de Elena Alexandrina Bednarik (1908)
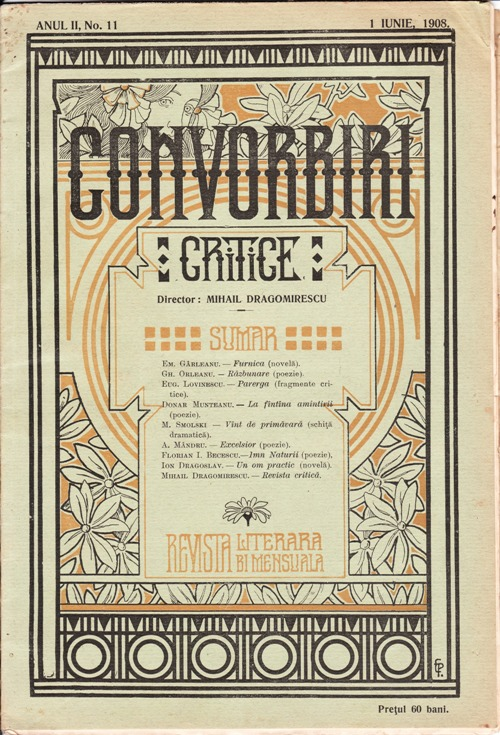
Copertă a revistei Convorbiri Critice (1908)

Unul dintre cei mai importanți pictori Art Nouveau din România este Ștefan Luchian, care a preluat rapid direcțiile novatoare și decorative ale Art Nouveau-ului pentru o perioadă scurtă de timp. Momentul s-a sincronizat cu înființarea Societății Ileana din anul 1897, al cărei membru fondator a fost, societate care a organizat o expoziție (1898) la Hotelul Union, intitulată Expoziția Artiștilor Independenți și a editat o revistă – Revista Ileana.
Grafica de carte pentru reproduceri tipografice a avut o dezvoltare importantă și în România. Ilustrații Art Nouveau de cărți au făcut: Octav Băncilă, pentru volumul lui A. Steuerman «Ele» (Iași, 1898) și pentru «Stihuri și epigrame» de Giordano (1925); Nicolae Vermont, pentru «L’éternel clavier» de A. A. Sturdza și pentru «Epigrame», de Quintus (apărute în București 1896); A. Baltazar, pentru volumul lui Emil Gârleanu «Cea dintâi durere» (București, 1907); Nicolae Tonitza, pentru «Însemnările unui prizonier» de G. Milian-Maximin (București, 1920), și așa mai departe. Coperte și frontispicii pentru reviste au creat și Ludovic Bassarab, D. Stoica, Nicolae Gropeanu, Th. Cornel, G. Sterian, Kimon Loghi și alții. În unele reviste și ziare ale perioadei apar desene publicitare. În primul număr al revistei «Arhitectura», din 1906, sunt reproduse proiectele lui N. Grant și V. Mantu pentru un concurs de timbre, care combină Art Nouveau-ul cu folclorul românesc.
În Transilvania se găsesc clădiri Art Nouveau din era austro-ungară, în orașe precum Cluj-Napoca, Oradea, Timișoara și Sibiu.

### Stile Libertyîn Italia

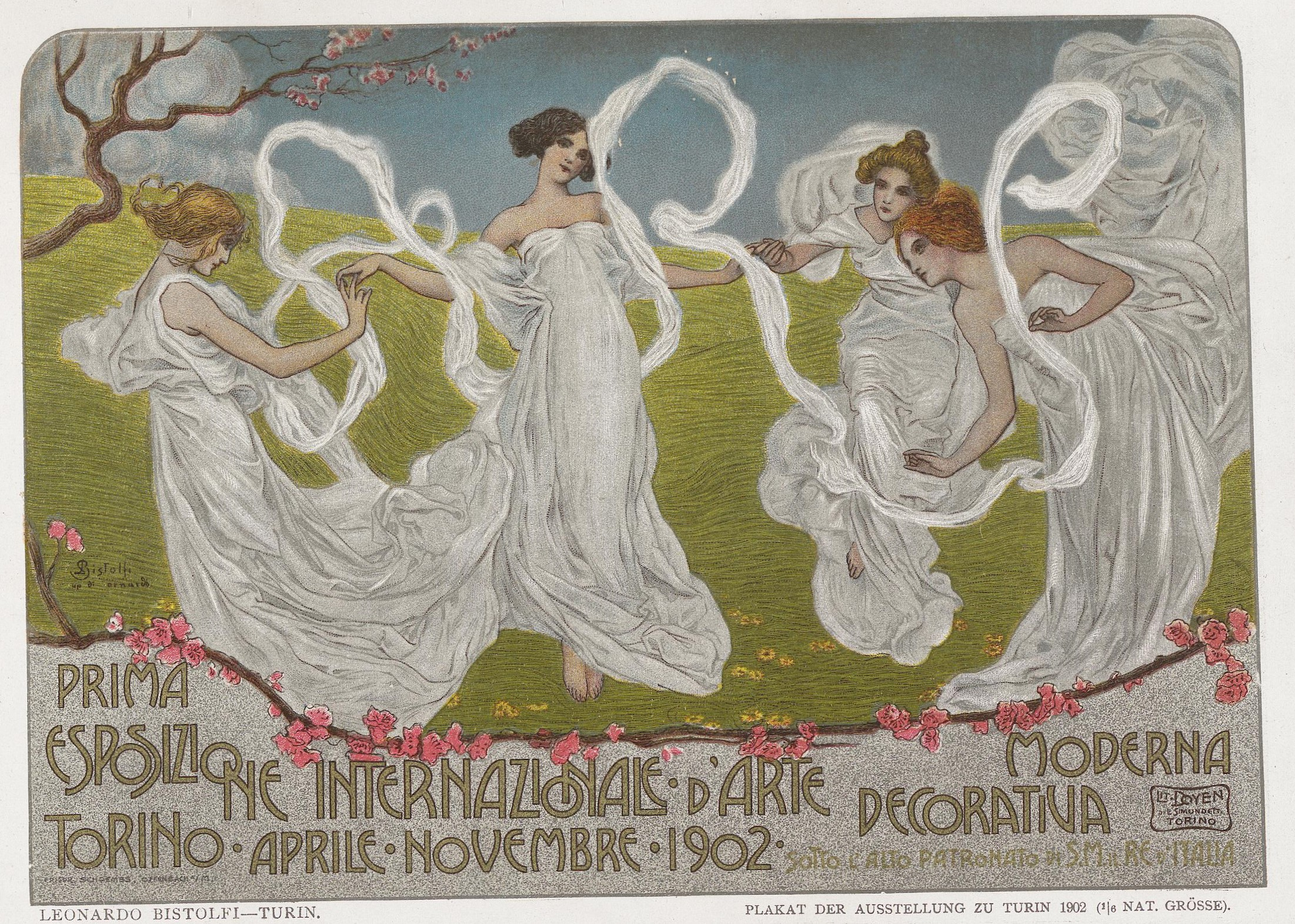
Poster pentru Expoziția din 1902 de la Torino
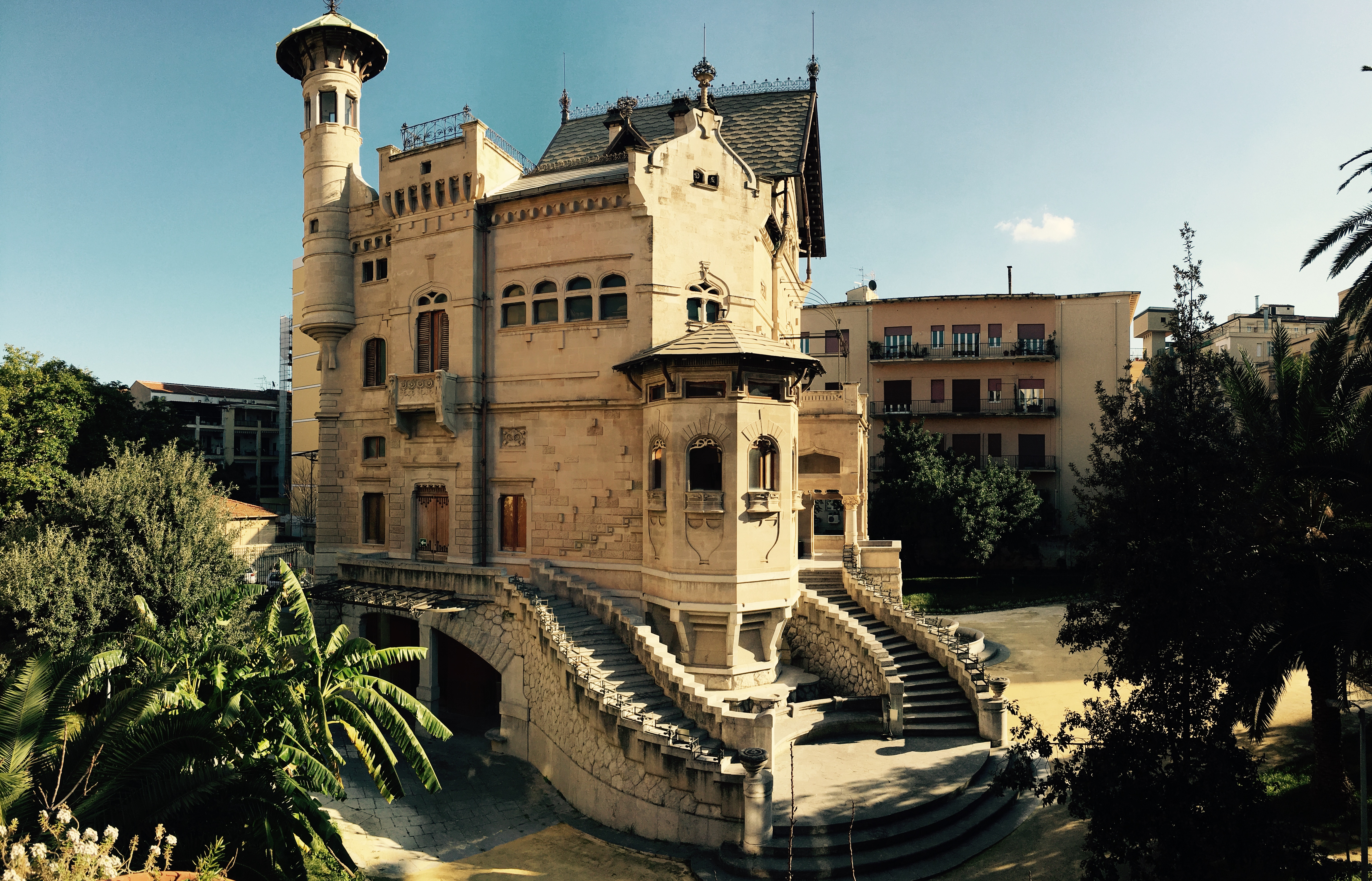
Villino Florio în Palermo de Ernesto Basile (1899–1902)
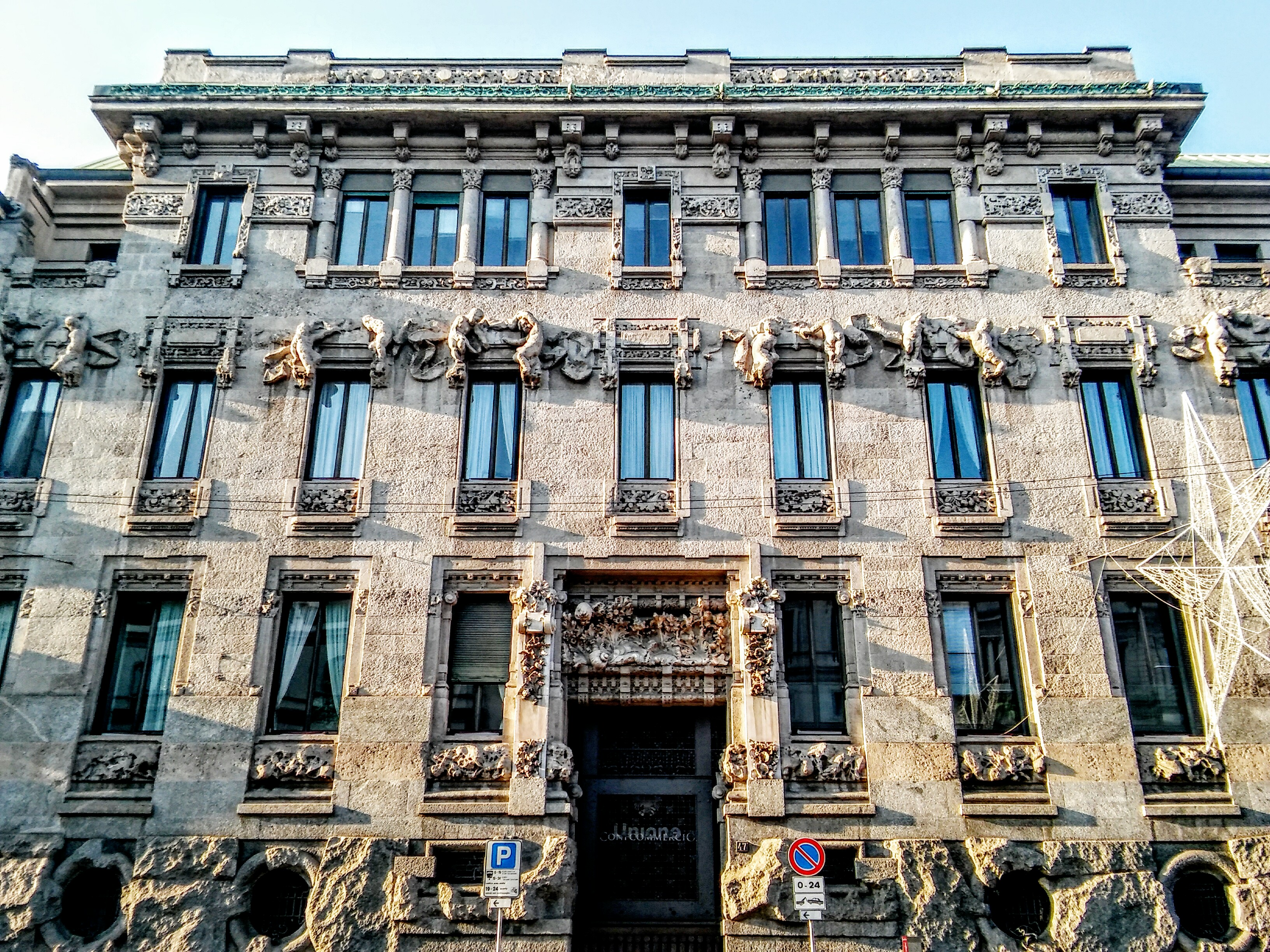
Palazzo Castiglioni în Milano de Giuseppe Sommaruga (1901–1903)
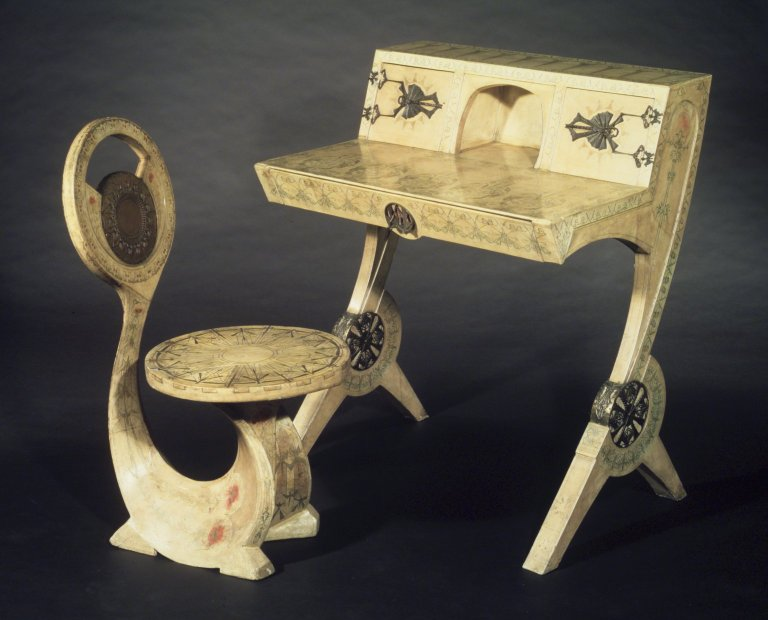
Scaun cobră și un birou, de Carlo Bugatti, (1902), în Muzeul Brooklyn
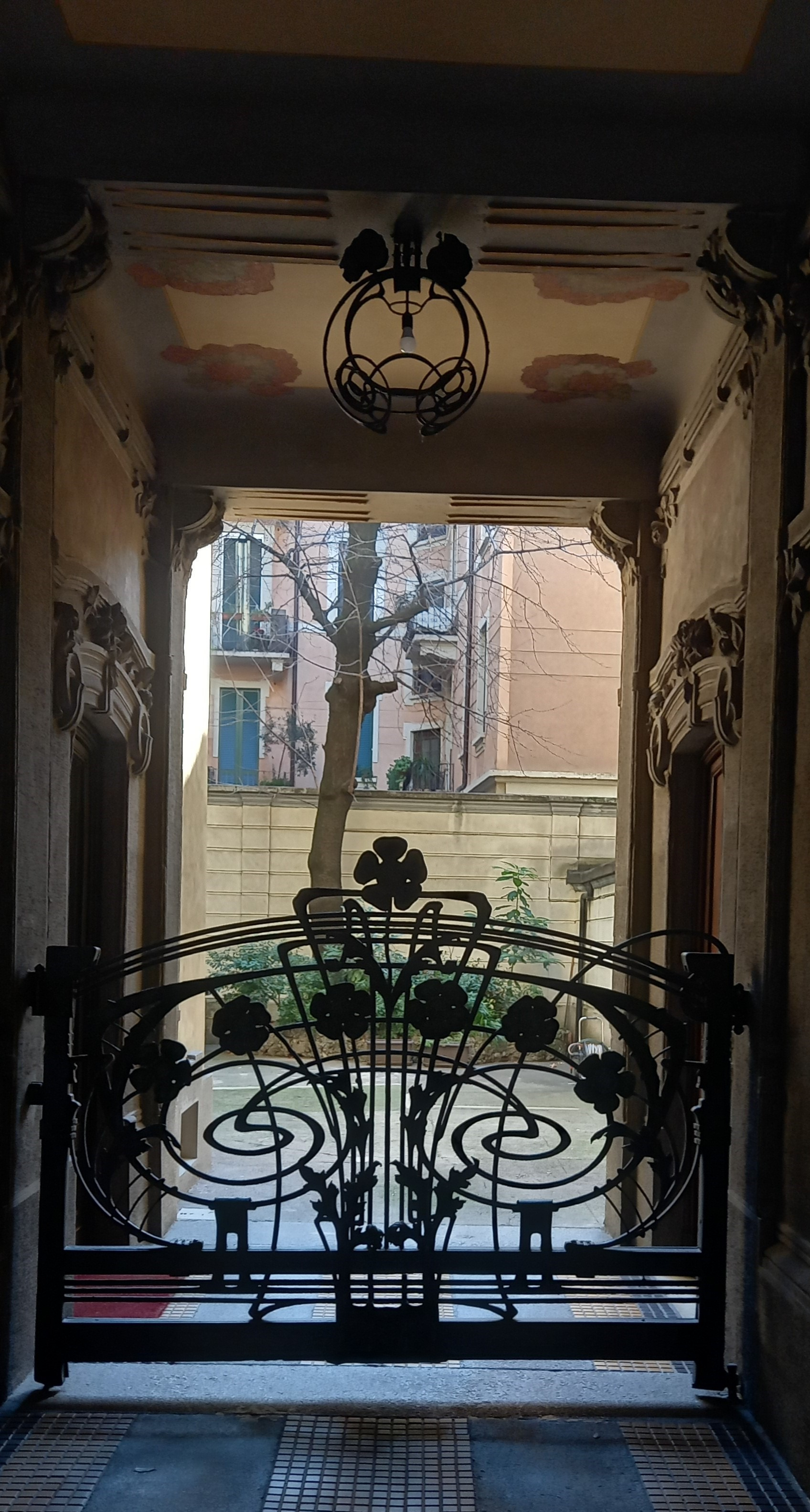
Intrarea Casei Guazzoni (1904–05) din Milao de Giovanni Battista Bossi (1904–1906)

Art Nouveau-ul în Italia era cunoscut ca „arte nuova”, „stile floreale”, „stile moderno” și în special „stile Liberty”.  Stilul Liberty și-a luat numele de la Arthur Lasenby Liberty și de la magazinul pe care l-a fondat în 1874 la Londra, Liberty Department Store, care s-a specializat în importarea de ornamente, textile și opere de artă din Japonia și Orientul Îndepărtat și ale căror textile colorate erau deosebit de populare în Italia. Printre designerii italieni notabili se numără Galileo Chini, a cărui ceramică a fost adesea inspirată de modelele de majolica. Ulterior a fost cunoscut ca pictor și scenograf teatral; a proiectat decorurile scenice pentru două opere celebre ale lui Puccini, Gianni Schicchi și Turandot.
Arhitectura stilului Liberty a variat mult și a urmat deseori stiluri istorice, în special barocul. Fațadele sunt adesea pline de ornamente și sculpturi. Exemple ale stilului Liberty includ Villino Florio (1899–190) de Ernesto Basile din Palermo; Palatul Castiglioni din Milano de Giuseppe Sommaruga (1901–1903); și Casa Guazzoni (1904–05) din Milano de Giovanni Battista Bossi (1904–06).
Fresce colorate, pictate, sculptate sau din ceramică, atât la interior cât și la exterior, au fost o caracteristică populară a stilului Liberty. S-au bazat pe teme clasice și florale, ca în băile Acque della Salute și în Casa Guazzoni din Milano.
Cea mai importantă figură în designul stilului Liberty e Carlo Bugatti, fiul unui arhitect și decorator, tatăl lui Rembrandt Bugatti, sculptor Liberty și. A studiat la Academia de Artă Brera, iar mai târziu la Académie des Beaux-Arts din Paris. Lucrarea sa s-a remarcat prin exotismul și excentricitatea sa, cu argintărie, textile, ceramică și instrumente muzicale, dar este cel mai bine amintit pentru designurile sale inovatoare de mobilă, arătate mai întâi în Târgul de Arte Frumoase din 1888 din Milano. Mobilele sale au des un design cu gaură de cheie și sunt acoperite cu materiale neobișnuite, inclusiv pergament și mătase, și incrustări de oase și fildeș. Au, de asemenea, uneori forme organice surprinzătoare, copiate după melci și cobre.

### Modernismoîn Spania

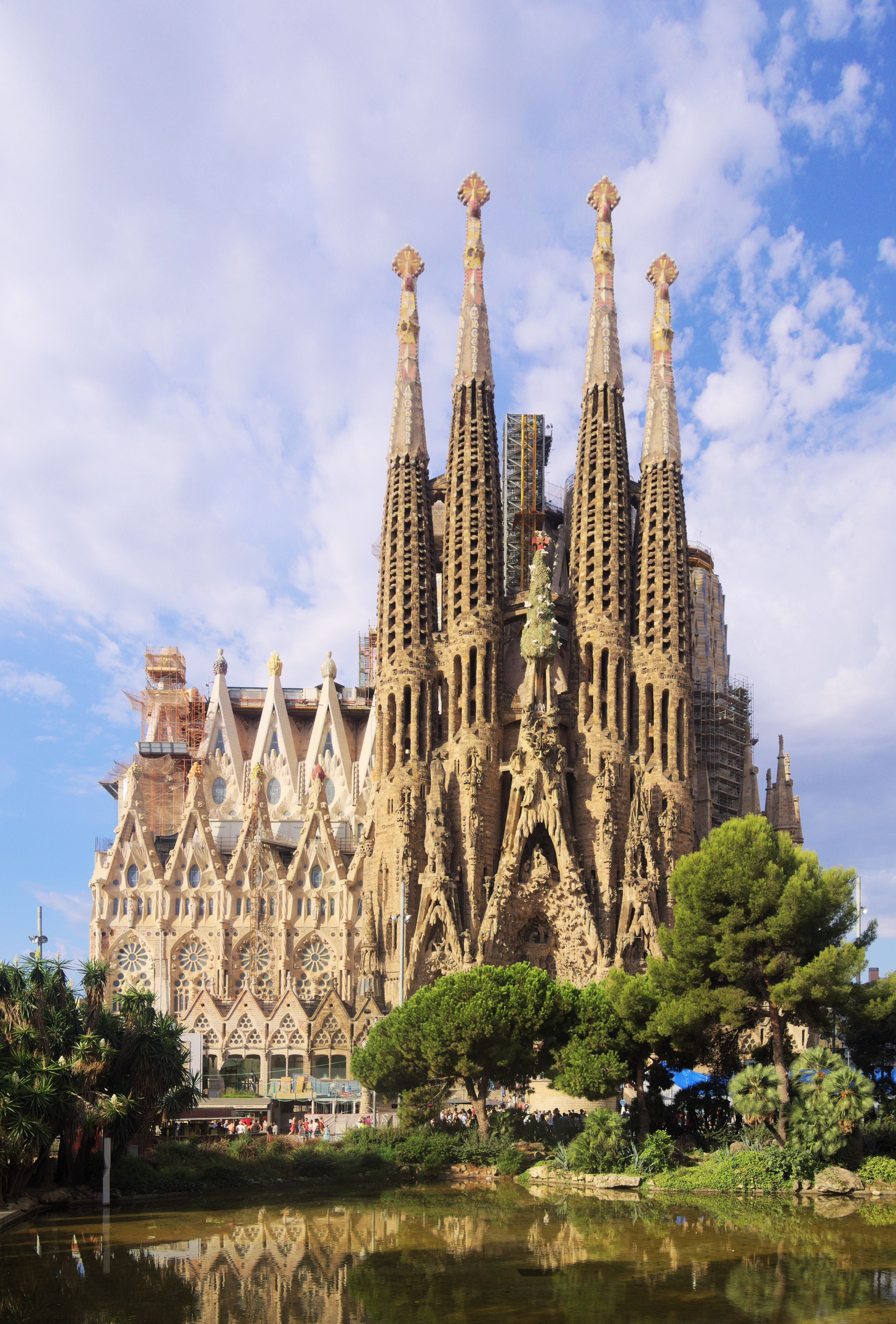
Bazilica Sagrada Família din Barcelona de Antoni Gaudí (1883–)
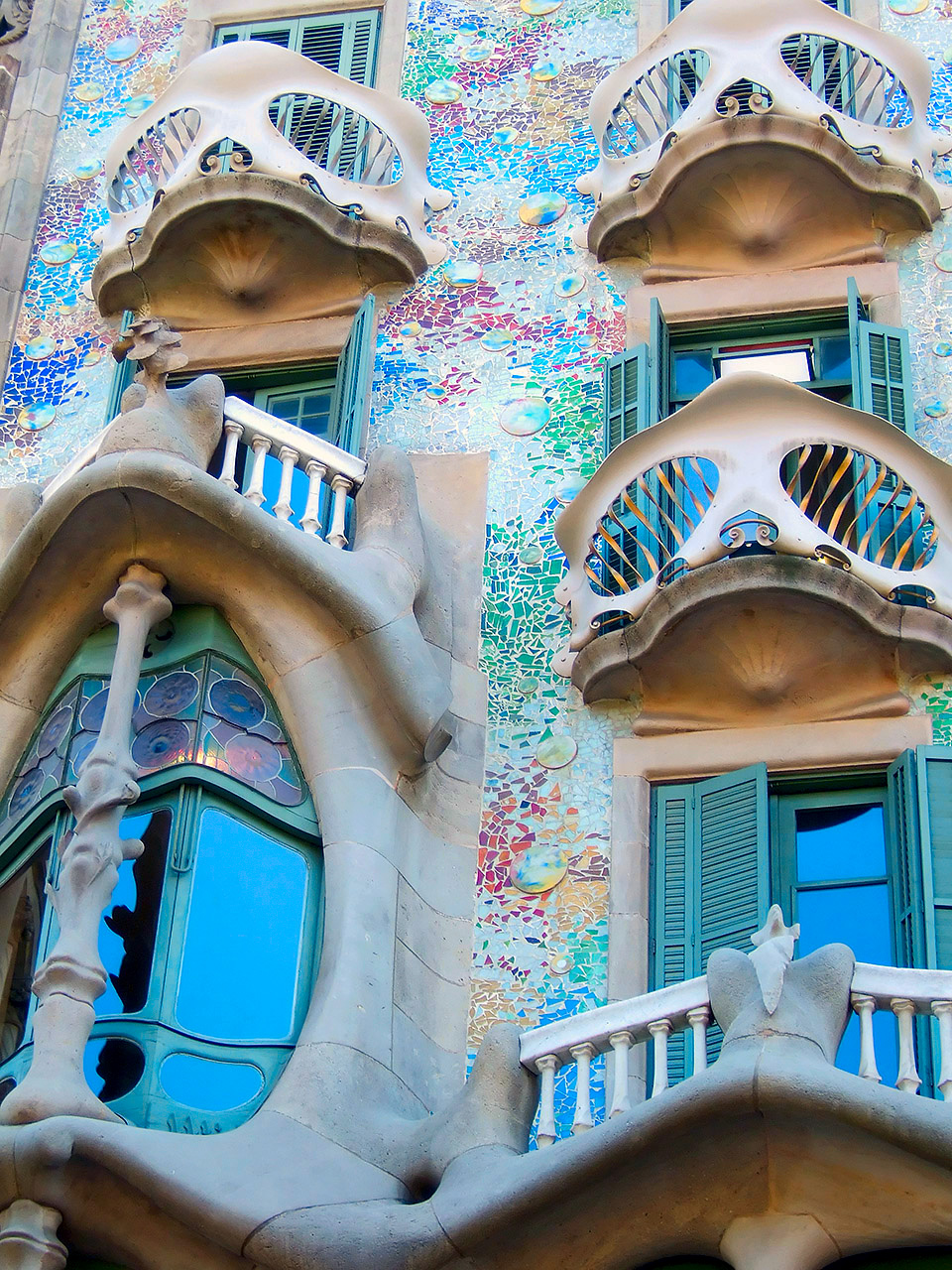
Fațada trencadís a Casei Batlló de Antoni Gaudí și Josep Maria Jujol (1904–06)
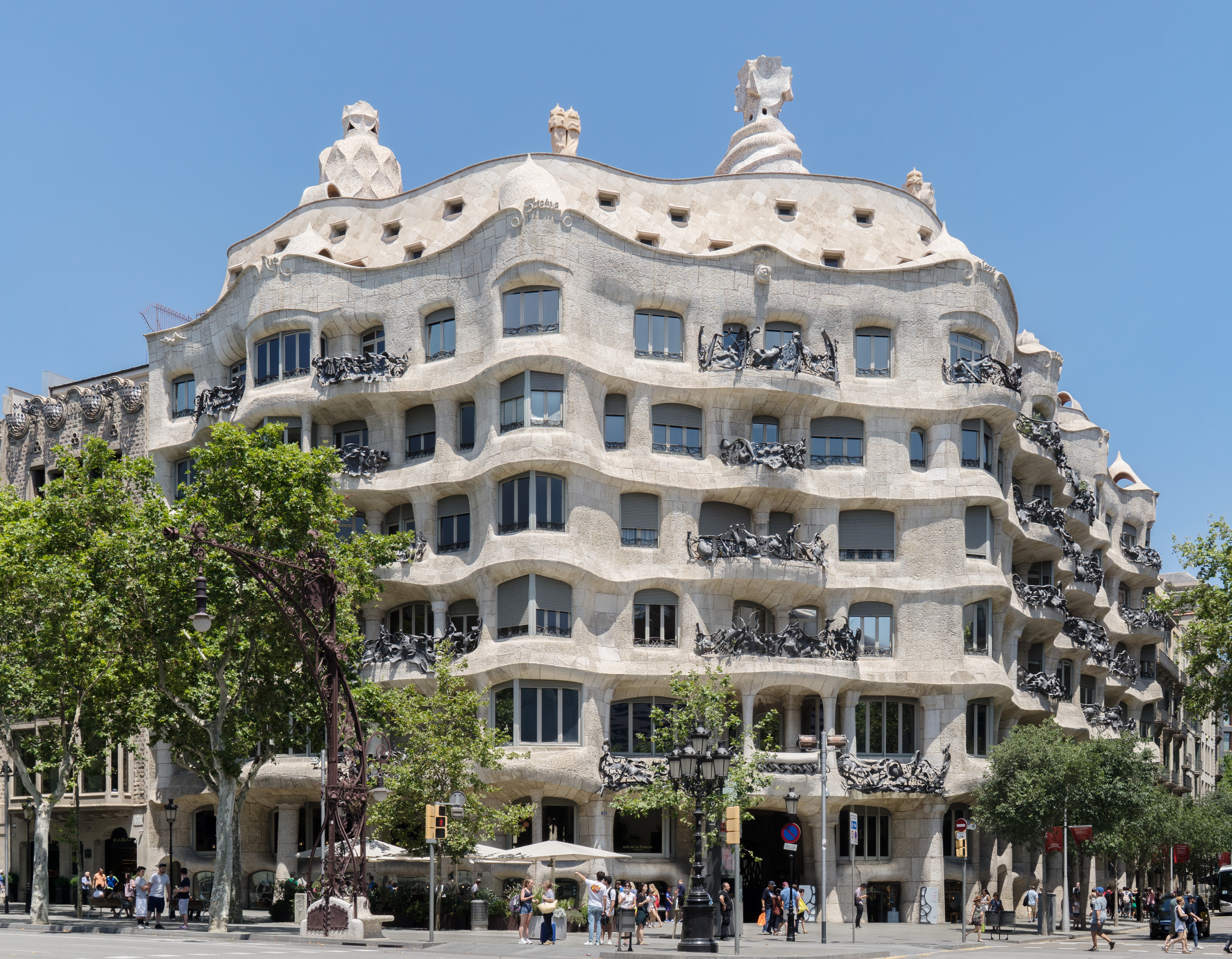
Casa Milà de Antoni Gaudí (1906–1912)
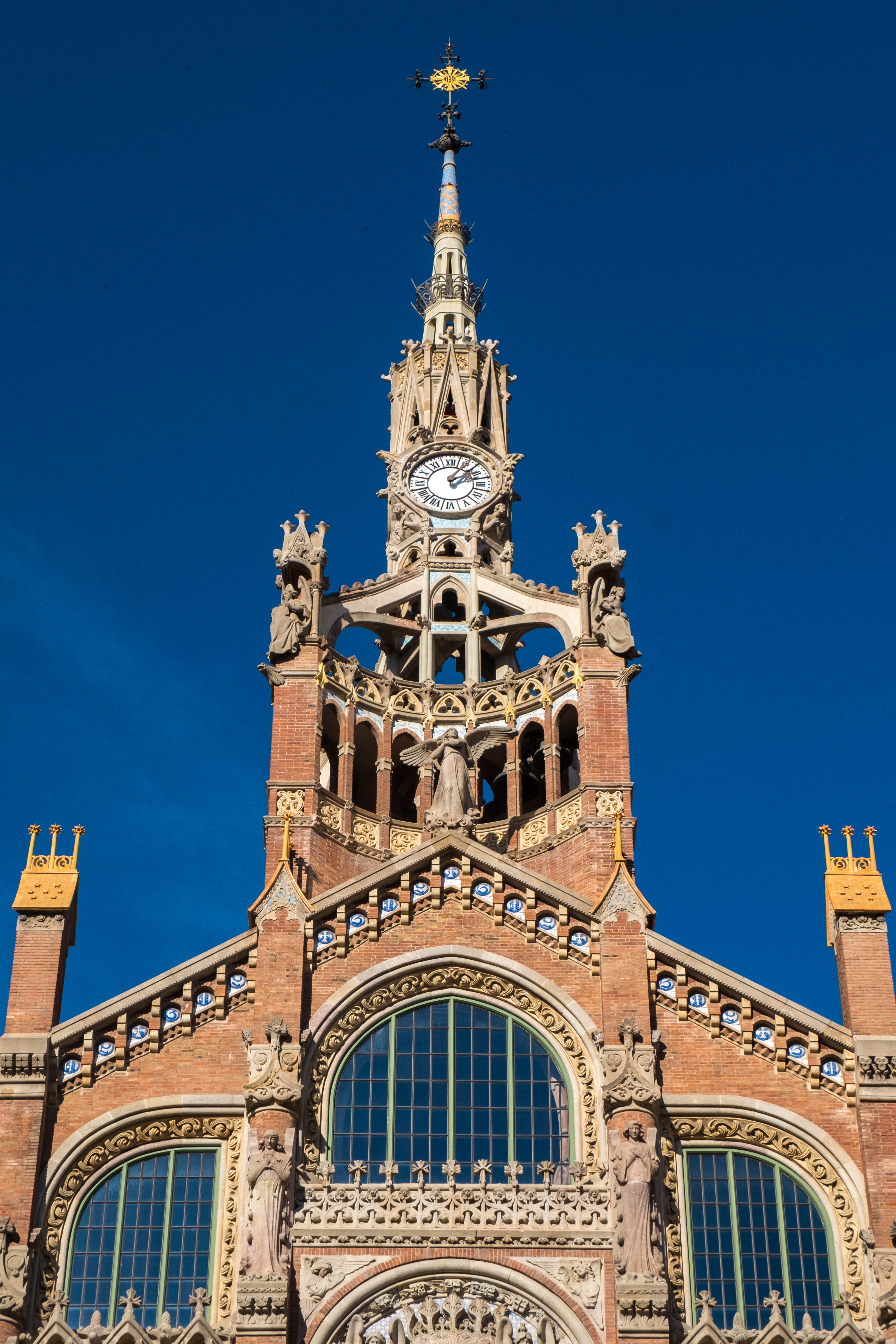
Hospital de Sant Pau de Lluis Domenech i Montaner (1901–30)
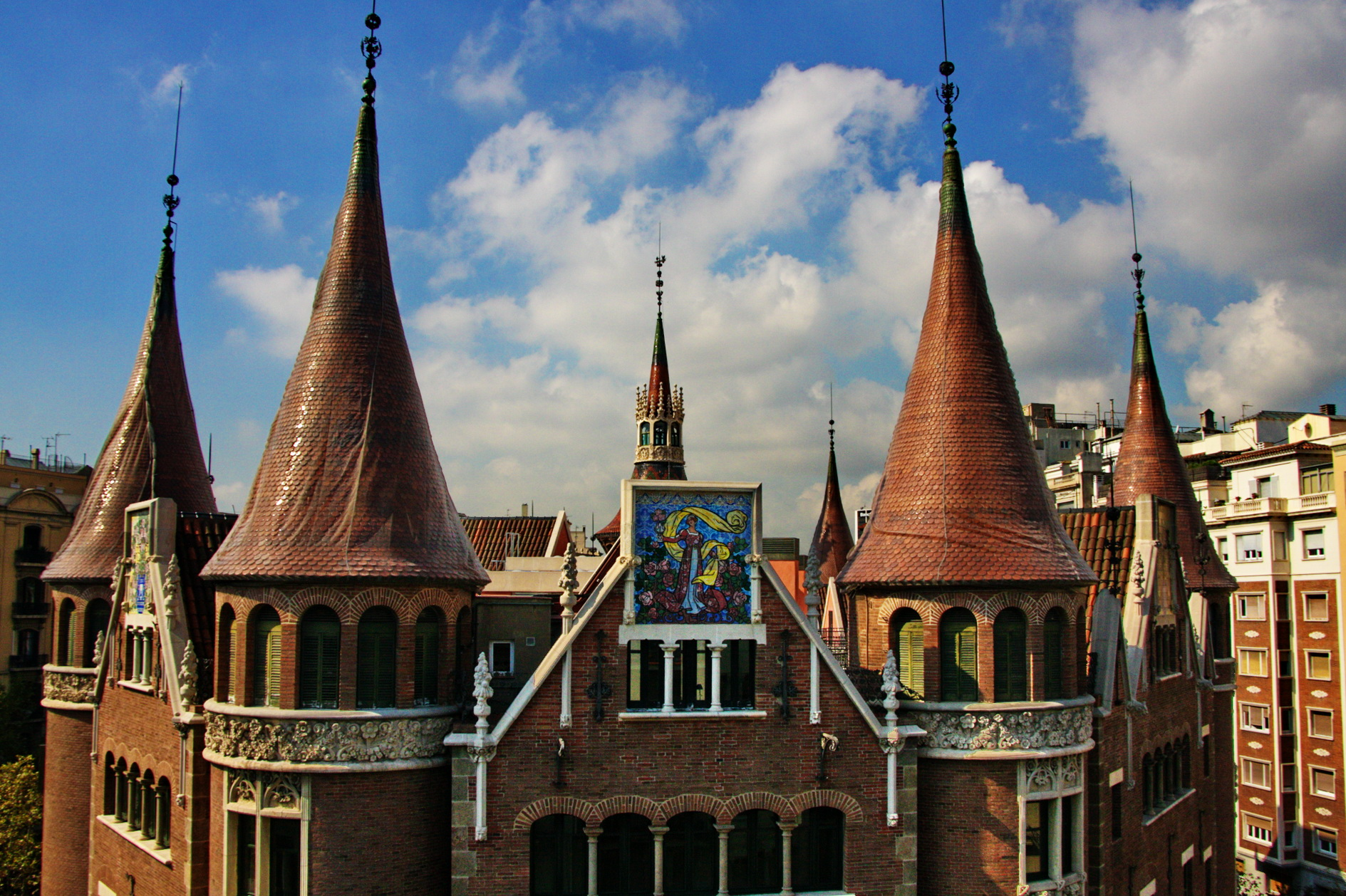
Casa de les Punxes de Josep Puig i Cadafalch (1905)
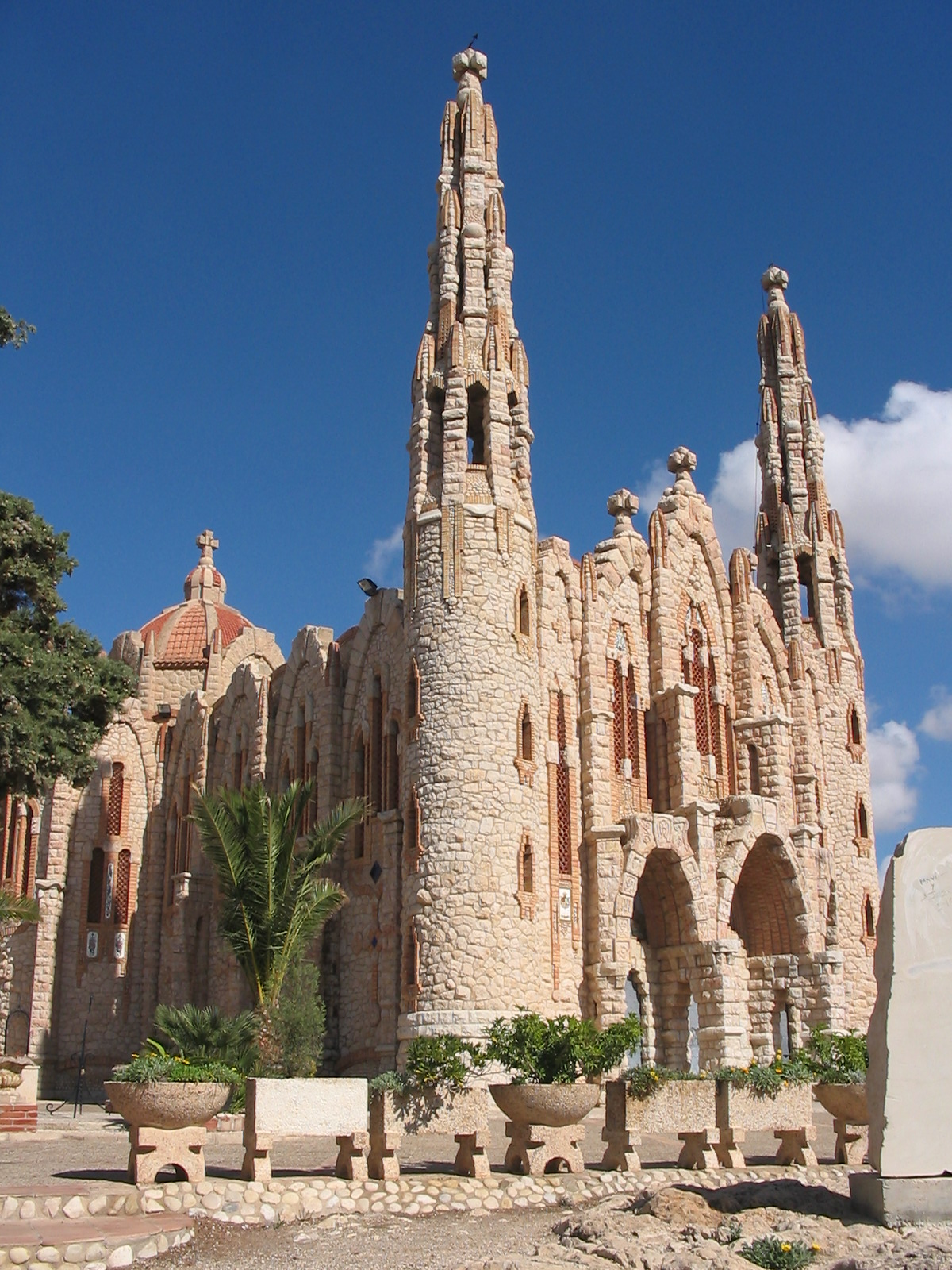
Santuari de Santa Maria Magdalena din Novelda (Comunitatea Valenciană)

O variantă extrem de originală a stilului a apărut în Barcelona, în Catalonia, cam în același timp în care Art Nouveau-ul apărea în Belgia și Franța. S-a chemat „Modernisme” în catalană și „Modernismo” în spaniolă. Cel mai cunoscut creator al său a fost Antoni Gaudí. Gaudí a folosit forme florale și organice într-un mod foarte inedit la Palatul Güell (1886-1890). Conform UNESCO, „arhitectura parcului a combinat elemente din mișcarea Arts and Crafts, simbolism, expresionism și raționalism, și a predicat și influențat multe forme și tehnici ale modernismului din secolul al XX-lea”. A integrat meșteșugurile ca ceramica, vitraliile, fierul forjat și tâmplăria în arhitectura sa. În pavilioanele sale Güell (1884-1887) și apoi la Parcul Güell (1900–1914) a folosit și o nouă tehnică numită „trencadís”, care folosește cioburi ceramice. Designurile sale din aproximativ 1903, Casa Batlló (1904–190) și Casa Milà (1906–1912), sunt cele mai strâns legate de elementele stilistice ale Art Nouveau-ului. Structurile ulterioare, cum ar fi Sagrada Família, au combinat elemente Art Nouveau cu unele neogotice. Casa Batlló, Casa Milà, Pavilioanele Güell și Parcul Güell au fost rezultatele colaborării sale cu Josep Maria Jujol, care el însuși a creat case în Sant Joan Despí (1913–1926), mai multe biserici din apropiere de Tarragona (1918 și 1926) și sinuasa Casă Planells  (1924) din Barcelona.
Pe lângă prezența dominantă a lui Gaudí, Lluís Domènech i Montaner a folosit și Art Nouveau-ul în Barcelona la clădiri precum Castell dels Tres Dragons (1888), Casa Lleó Morera, Palau de la Música Catalana (1905) și Hospital de Sant Pau (1901–1930). Cele două clădiri din urmă au fost catalogate de UNESCO ca patrimoniu cultural mondial.
Un alt modernista important e Josep Puig i Cadafalch, care a proiectat Casa Martí și cafeneaua sa „Els Quatre Gats”, fabrica de textile Casimir Casaramona (acum muzeul de artă CaixaFòrum), Casa Macaya, Casa Amatller, Palau del Baró de Quadras (care a adăpostit Casa Àsia timp de 10 ani până în 2013) și Casa de les Punxes („Casa Vârfurilor Ascuțite”).
O altă variantă remarcabilă este Art Nouveau madrilenian sau „Modernismo madrileño”, cu clădiri atât de notabile, ca Palatul Longoria, Casino de Madrid sau Cimenterio de la Almudena, printre altele. Renumiții modernistas din Madrid au fost arhitecții José López Sallaberry, Fernando Arbós y Tremanti și Francisco Andrés Octavio.

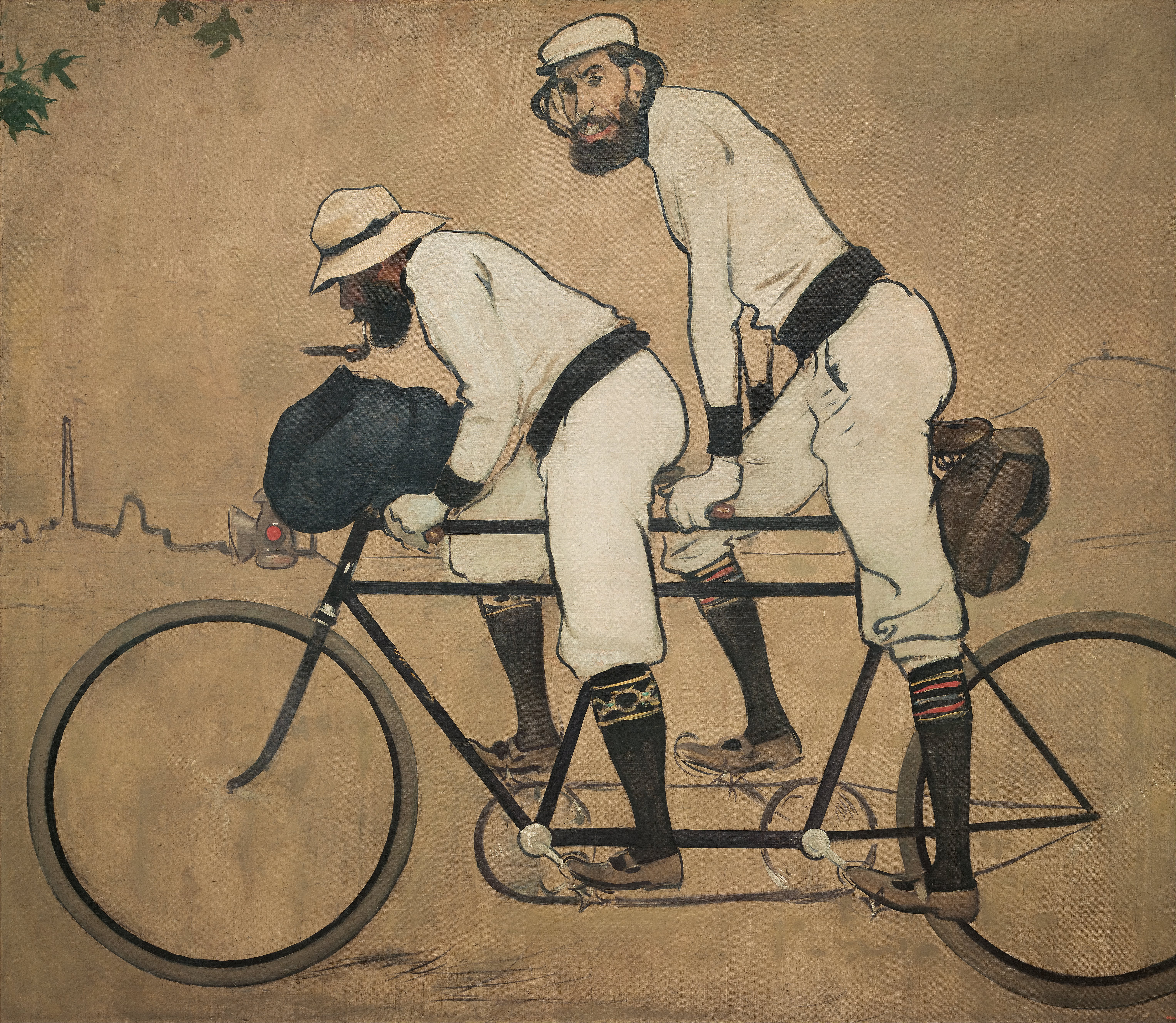
Ramon Casas și Pere Romeu pe un Tandem de Ramon Casas (1897)
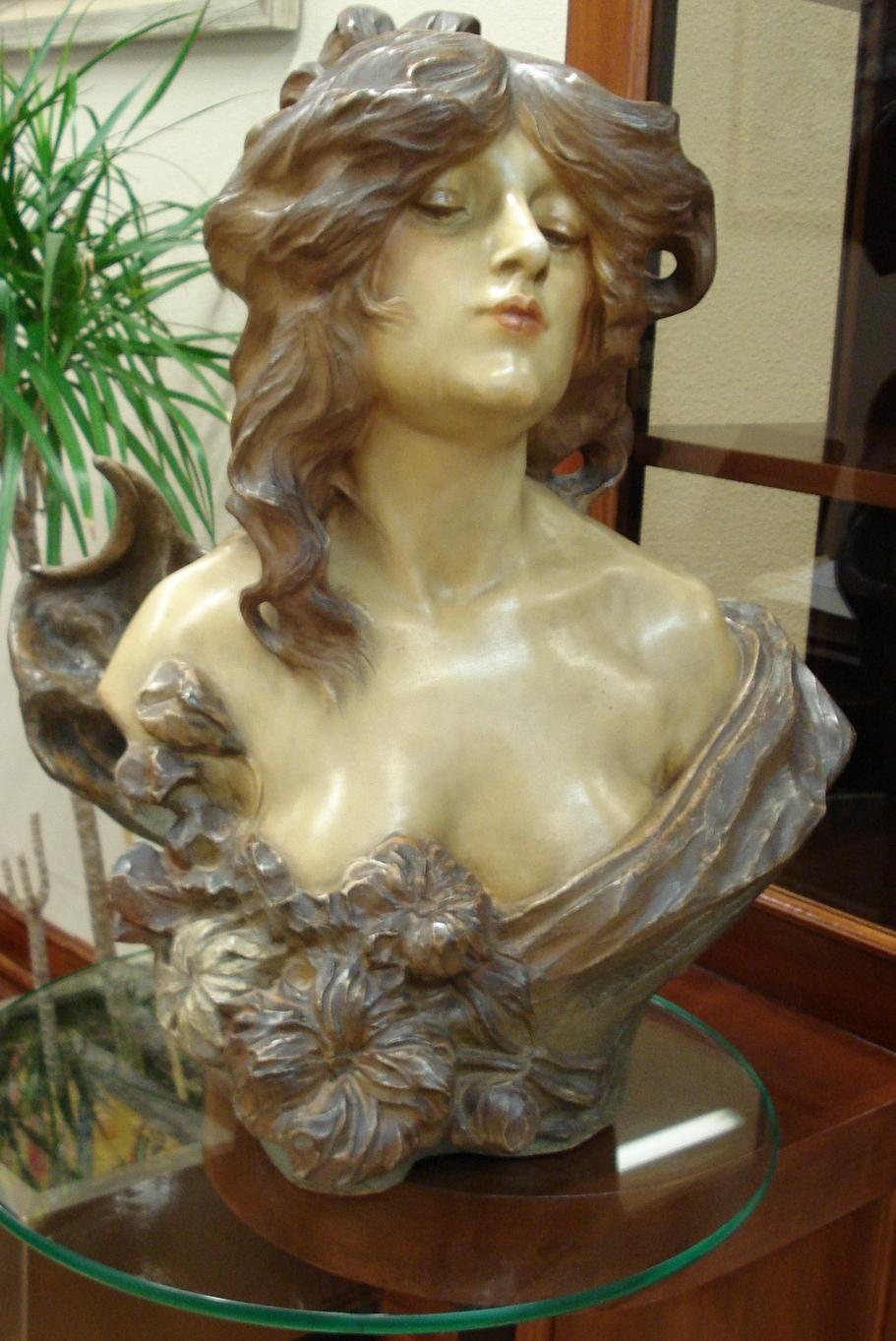
Sculptură de teracotă policromă de Lambert Escaler
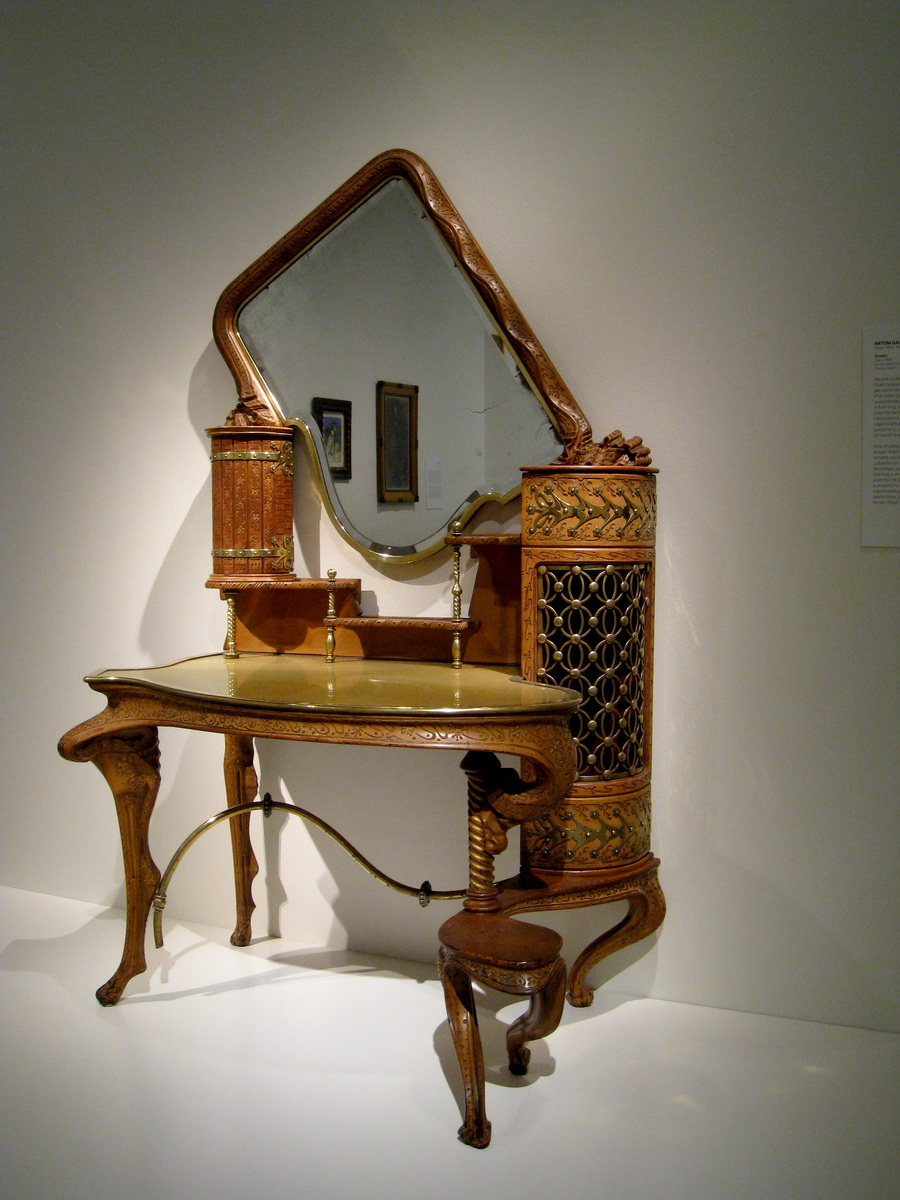
Birou de Antoni Gaudí (1889)
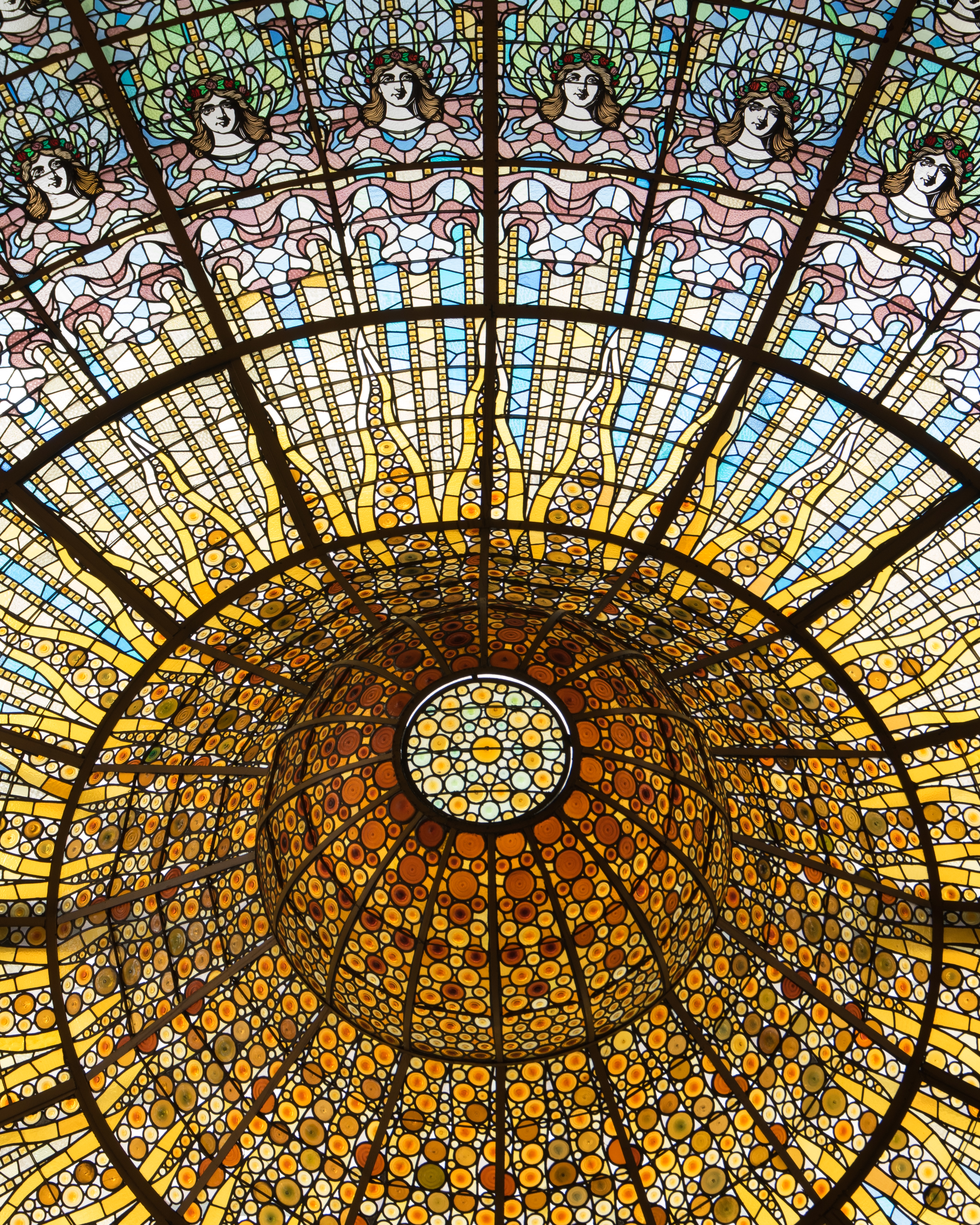
Tavan de vitralii din Palau de la Música Catalana de Antoni Rigalt (1905–1908)
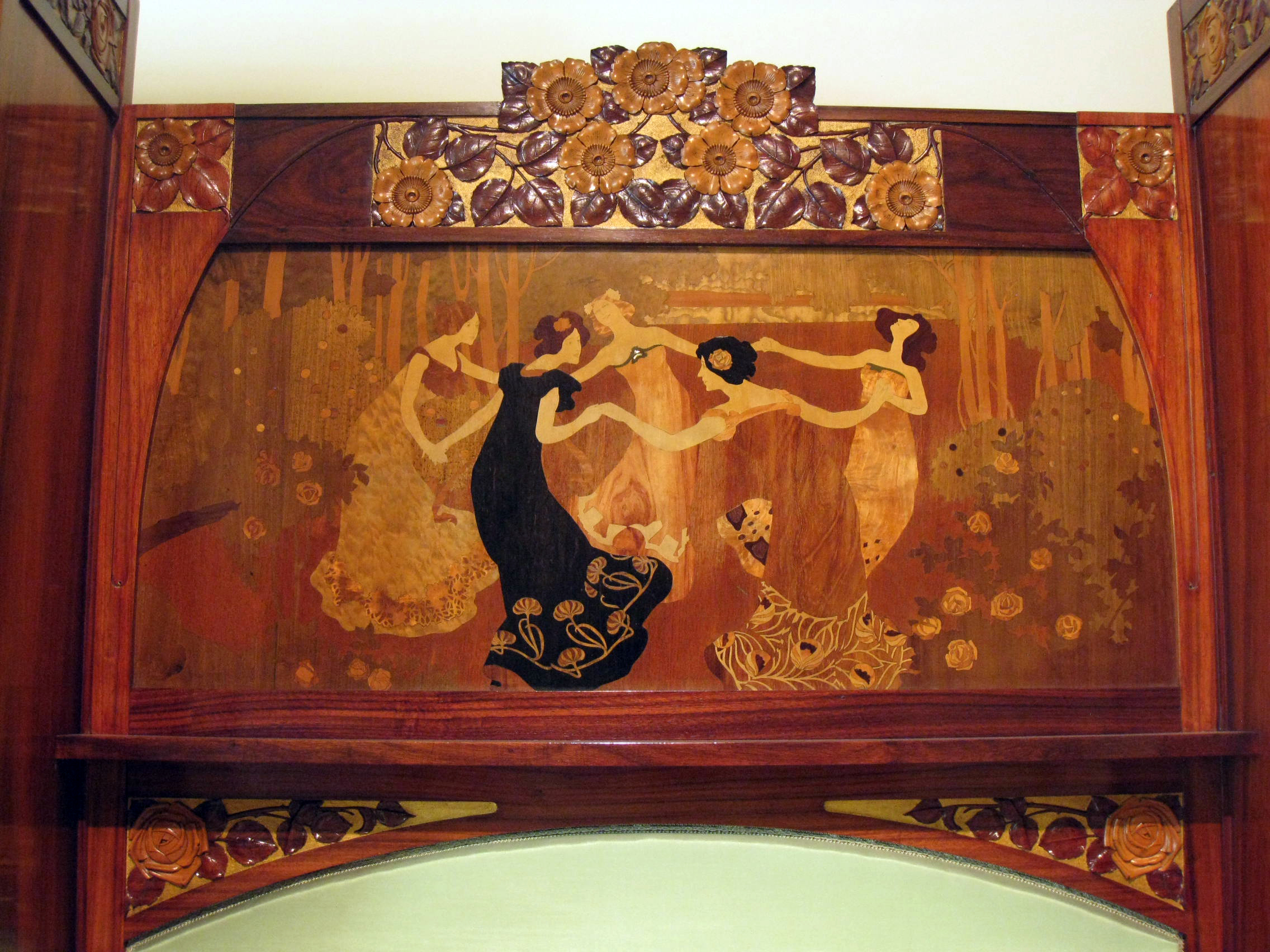
Mobilă de Gaspar Homar

Mișcarea Modernisme a lăsat un patrimoniu larg de artă, inclusiv desene, picturi, sculpturi, sticlărie, lucuri de metal, mozaicuri, ceramică și mobilă. O parte a lor poate fi găsită în Museu Nacional d'Art de Catalunya.
Inspirat de o cafenea din Paris numită Le Chat Noir, unde lucrase anterior, Pere Romeu i Borràs a decis să deschidă o cafenea în Barcelona, numită Els Quatre Gats (Patru Pisici în limba catalană). Cafeneaua a devenit un punct central de întâlnire pentru cele mai marcante figuri ale Modernisme-ului din Barcelona, ca Pablo Picasso și Ramon Casas i Carbó, care au ajutat la promovarea mișcării prin afișe și cărți poștale. Pentru cafenea a creat o pictură numită Ramon Casas și Pere Romeu pe un Tandem, care a fost înlocuită cu o altă compoziție intitulată Ramon Casas și Pere Romeu într-un Automobil în 1901, simbolizând noul secol.
Antoni Gaudí a proiectat mobilă pentru multe dintre casele pe care le-a construit. Tot el a influențat un alt designer de mobilă catalan, Gaspar Homar (1870–1953), care a combinat adesea marchetăria și mozaicurile cu mobila sa.

### Arte Novaîn Portugalia

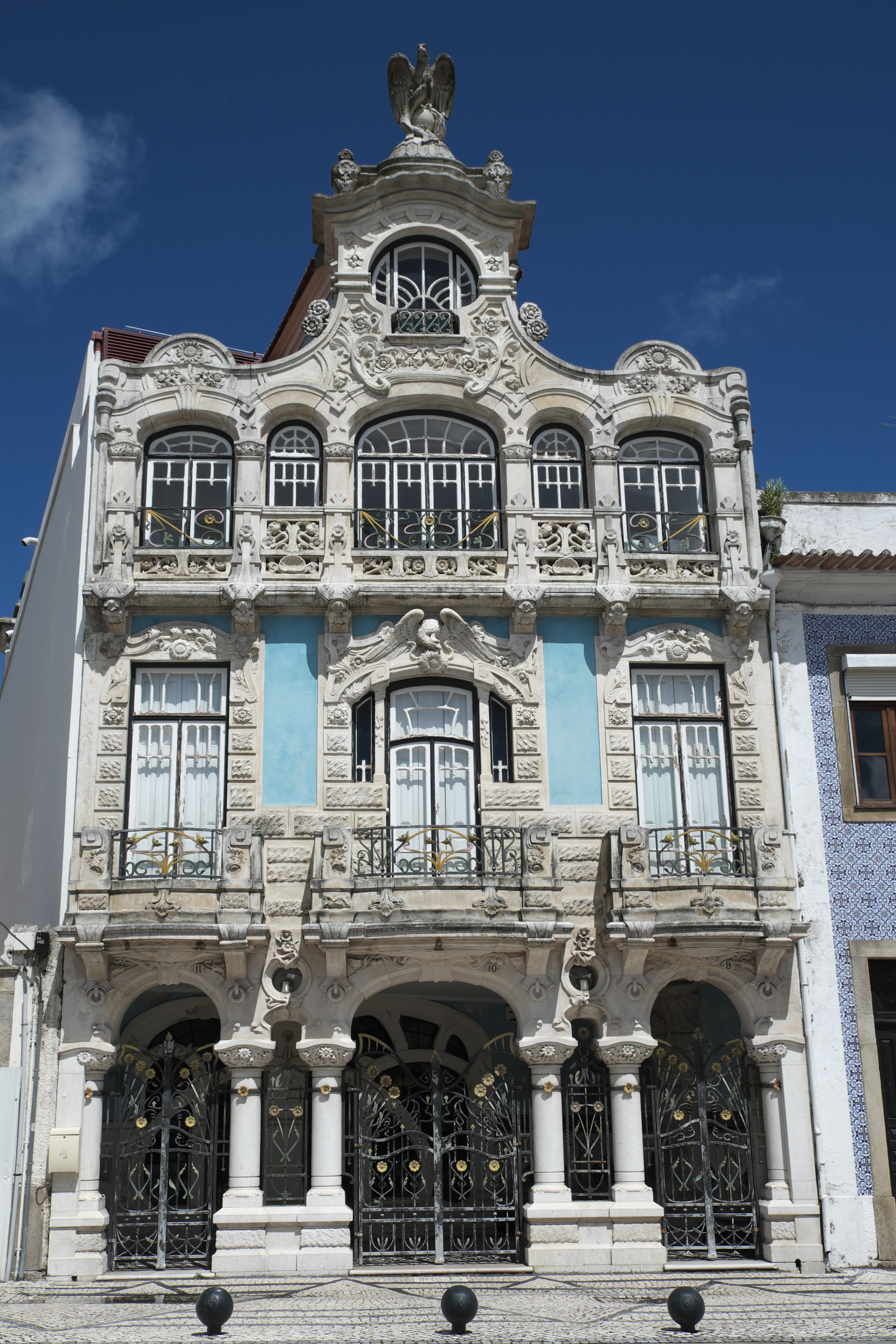
Fațada Reședinței Majore Pessoa din Aveiro (1907–1909)
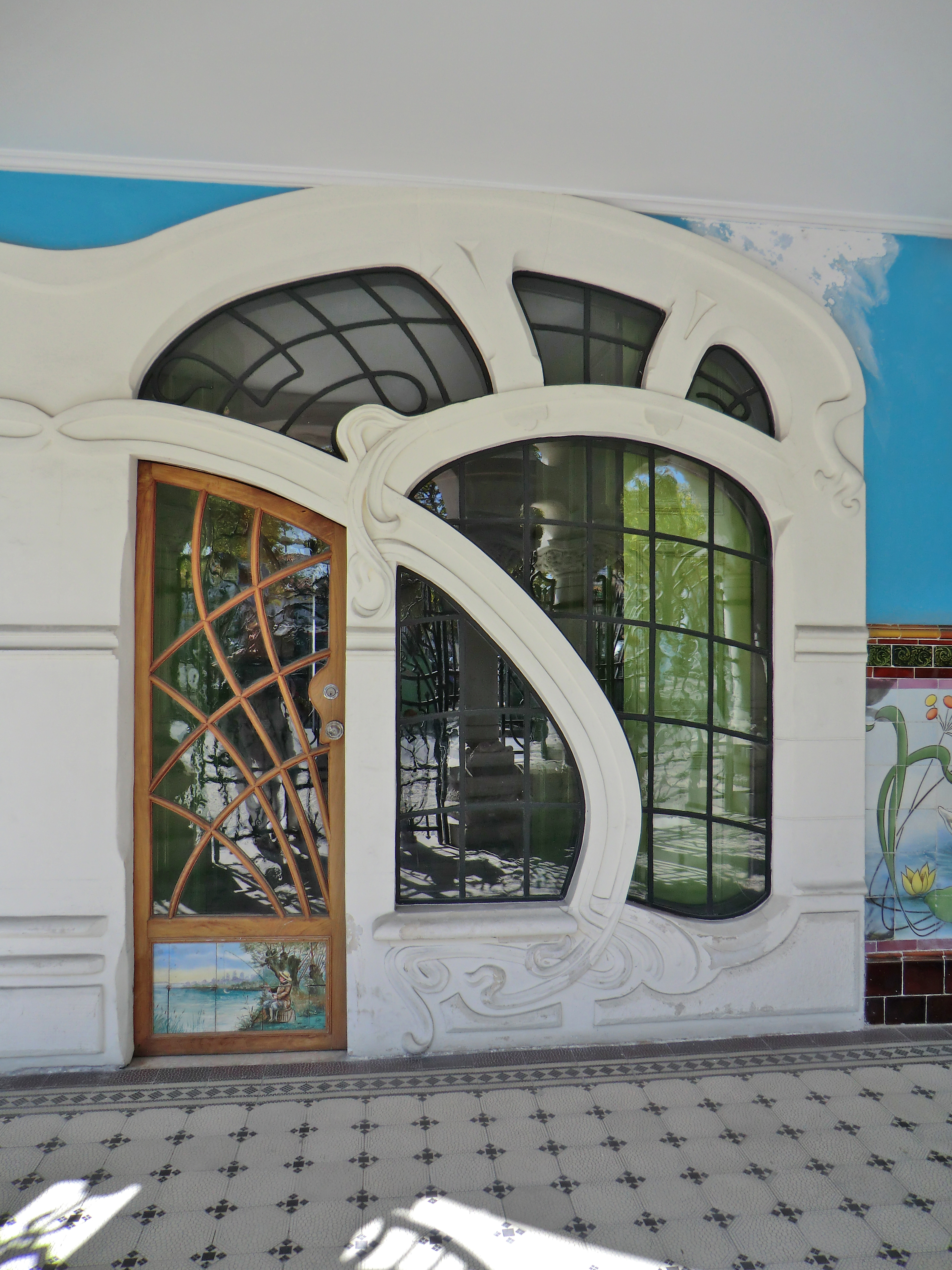
Atriumul Reședinței Majore Pessoa
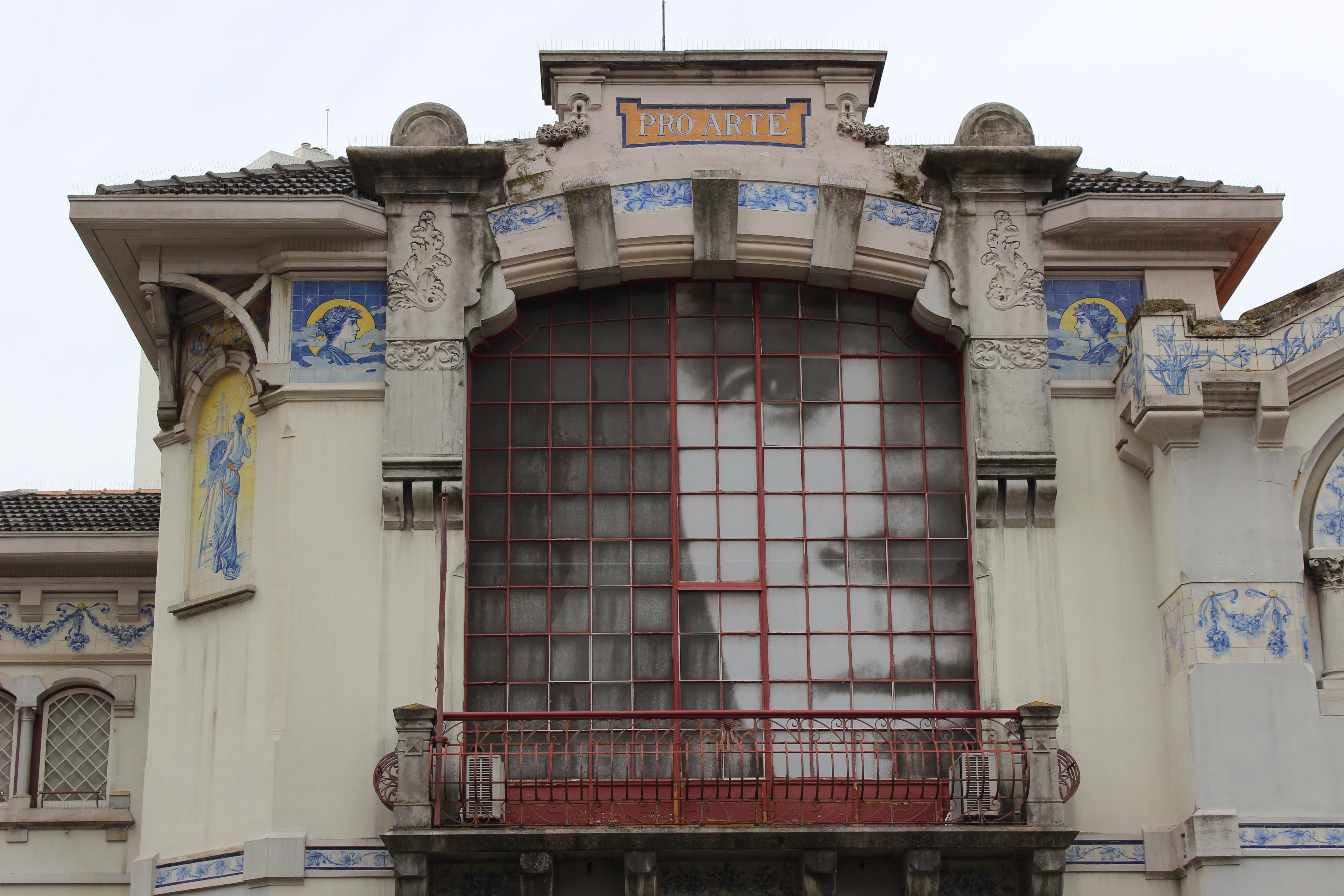
Casa-Muzeu Dr. Anastácio Gonçalves din Lisabona (1904–1905)
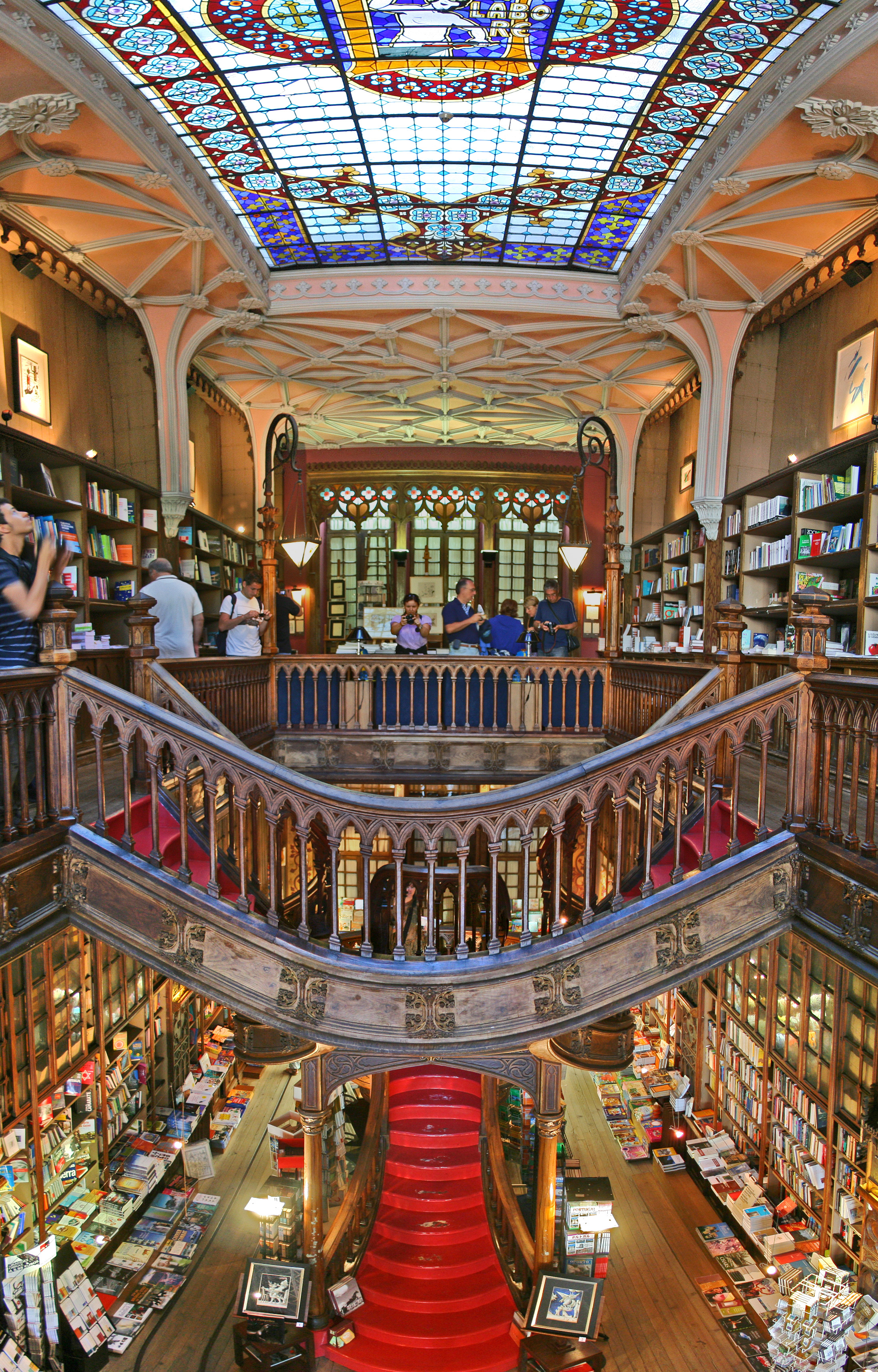
Livraria Lello din Porto (1906)
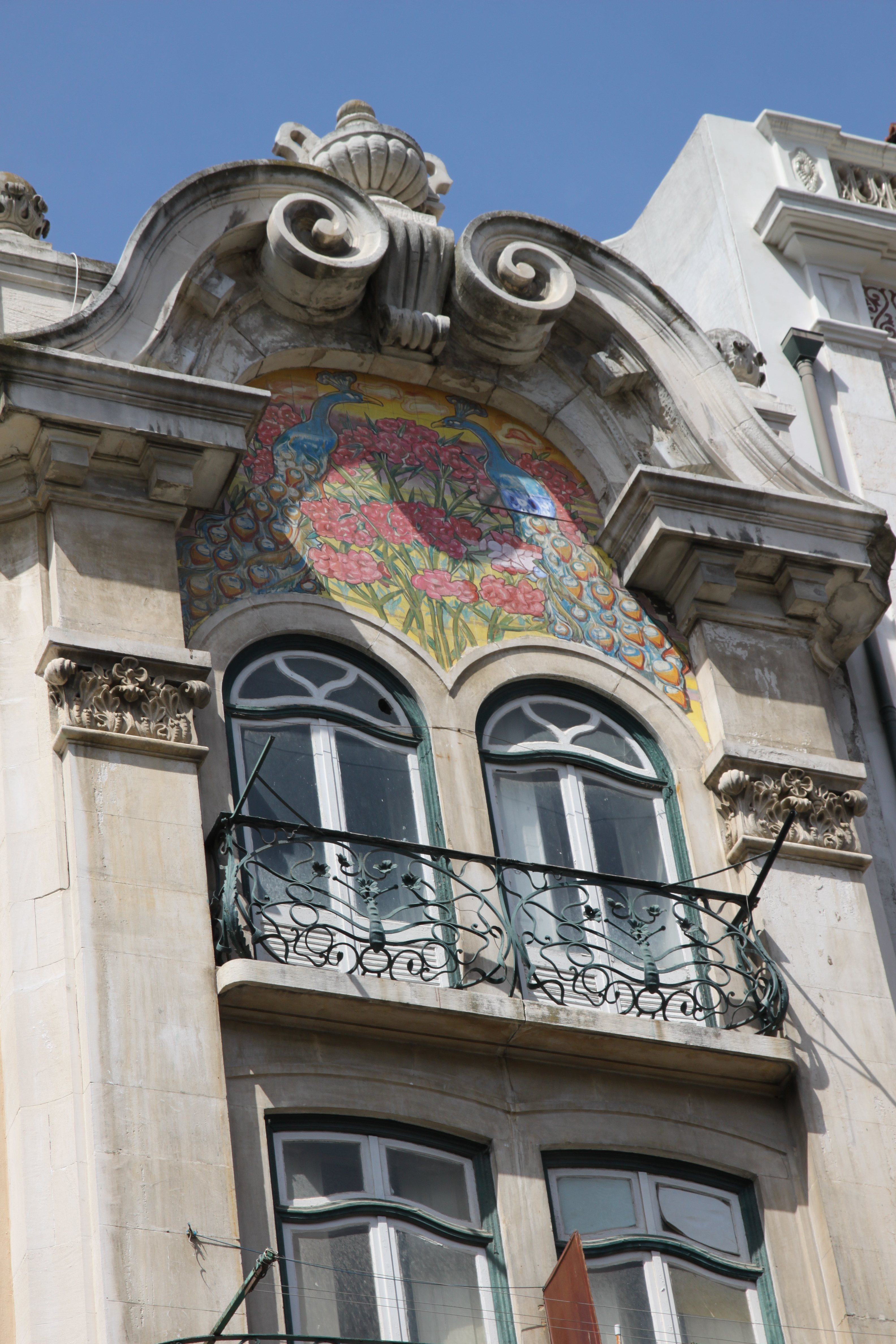
Detaliu al clădirii Almirante Reis, 2-2K din Lisabona (1908)
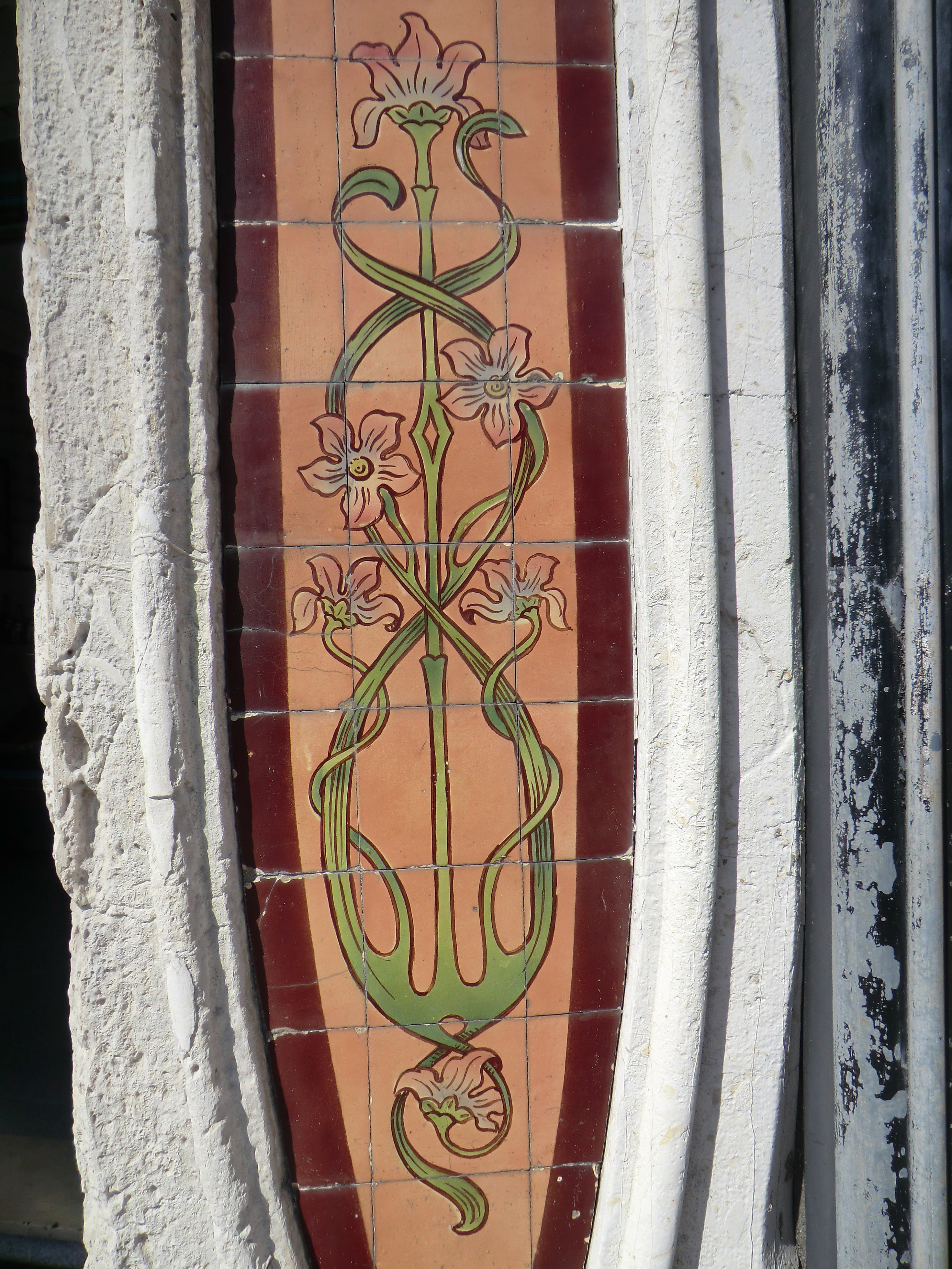
Plăci de ceramică de pe Cooperativa Agrícola din Aveiro (1913)

Varianta de Art Nouveau din Aveiro (Portugalia) a fost numită „Arte Nova”, iar caracteristica sa principală e ostentația: stilul a fost folosit de burghezia care voia să-și exprime bogăția pe fațade, lăsând interioarele conservatoare. O altă trăsătură distinctivă a Arte Nova-ului e folosirea plăcilor produse local cu motive Art Nouveau.
Cel mai influent artist Arte Nova a fost Francisco Augusto da Silva Rocha. Chiar dacă nu a fost instruit ca arhitect, a proiectat multe clădiri în Aveiro și în alte orașe din Portugalia. Una dintre ele, Reședința Major Pessoa, are fațadă și interiorul Art Nouveau, iar acum găzduiește Muzeul de Arte Nova.
Există și alte exemple de Arte Nova în alte orașe din Portugalia. Ele sunt Casa-Muzeu Dr. Anastácio Gonçalves de Manuel Joaquim Norte Júnior (1904–1905) din Lisabona, Café Majestic de João Queiroz (1921) și librăria Livraria Lello de Xavier Esteves (1906), ambele în Porto.

### Jugendstilîn Țările Nordice

#### Finlanda

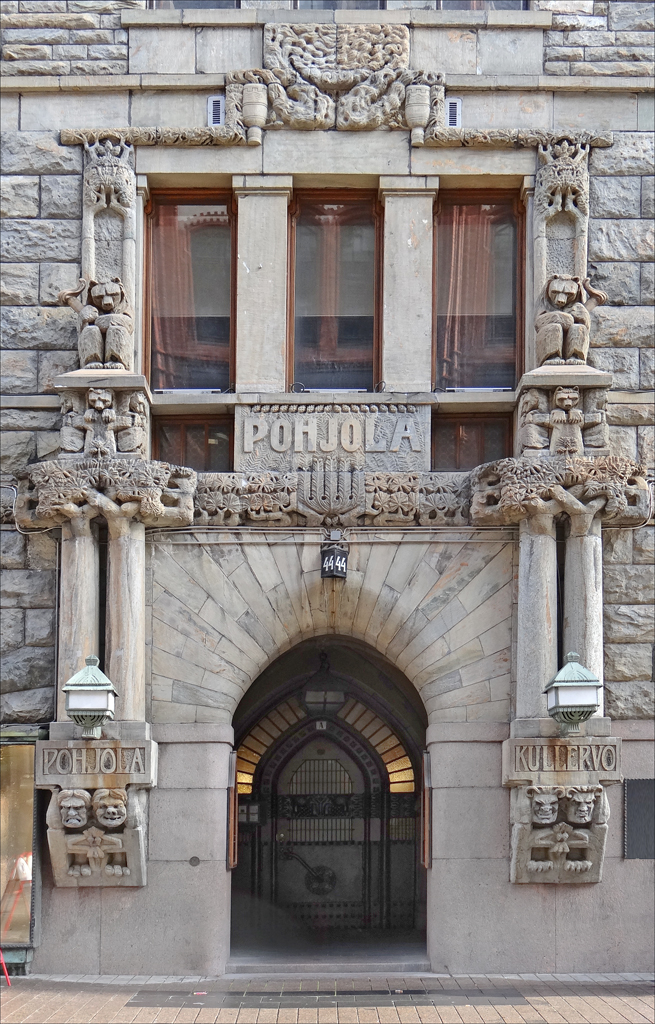
Intrarea principală a Clădirii de asigurări Pohjola (1899–1901), cu sculpturi de Hilda Flodin
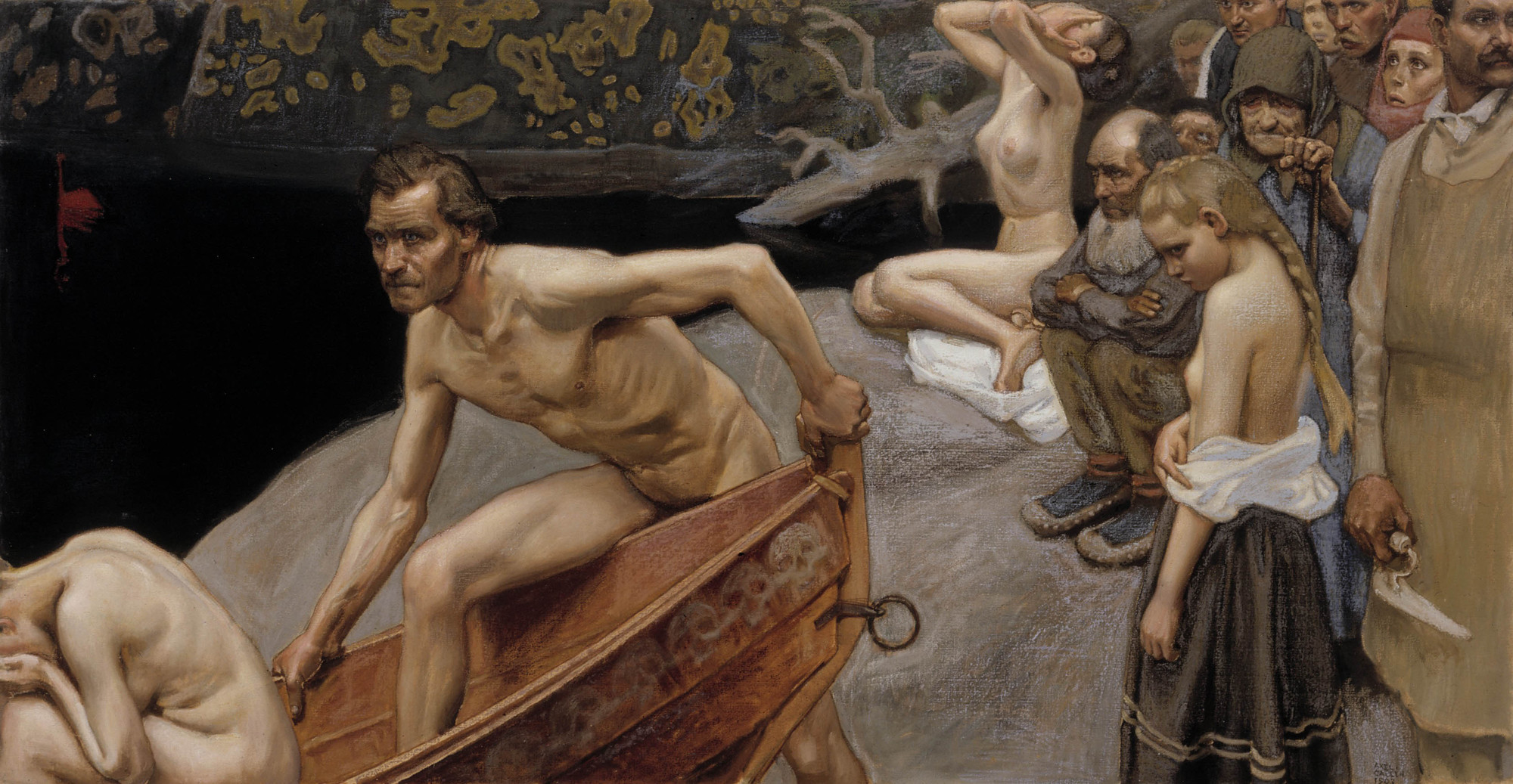
Pe lângă Râul Tuonela (1903) în stilul național romantic finlandez, de Akseli Gallen-Kallela
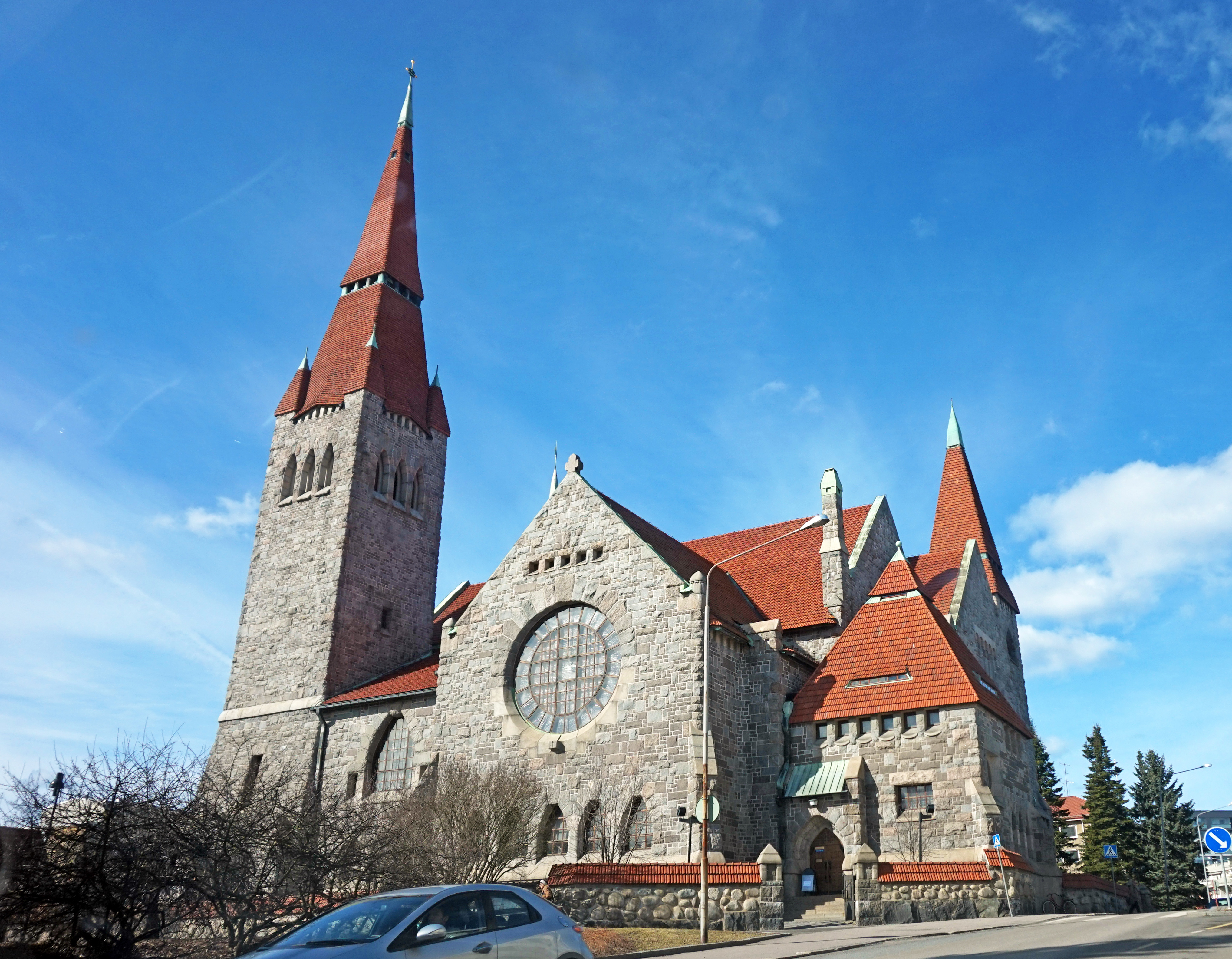
Catedrala din Tampere în stilul național romantic finlandez (1902–1907), de Lars Sonck
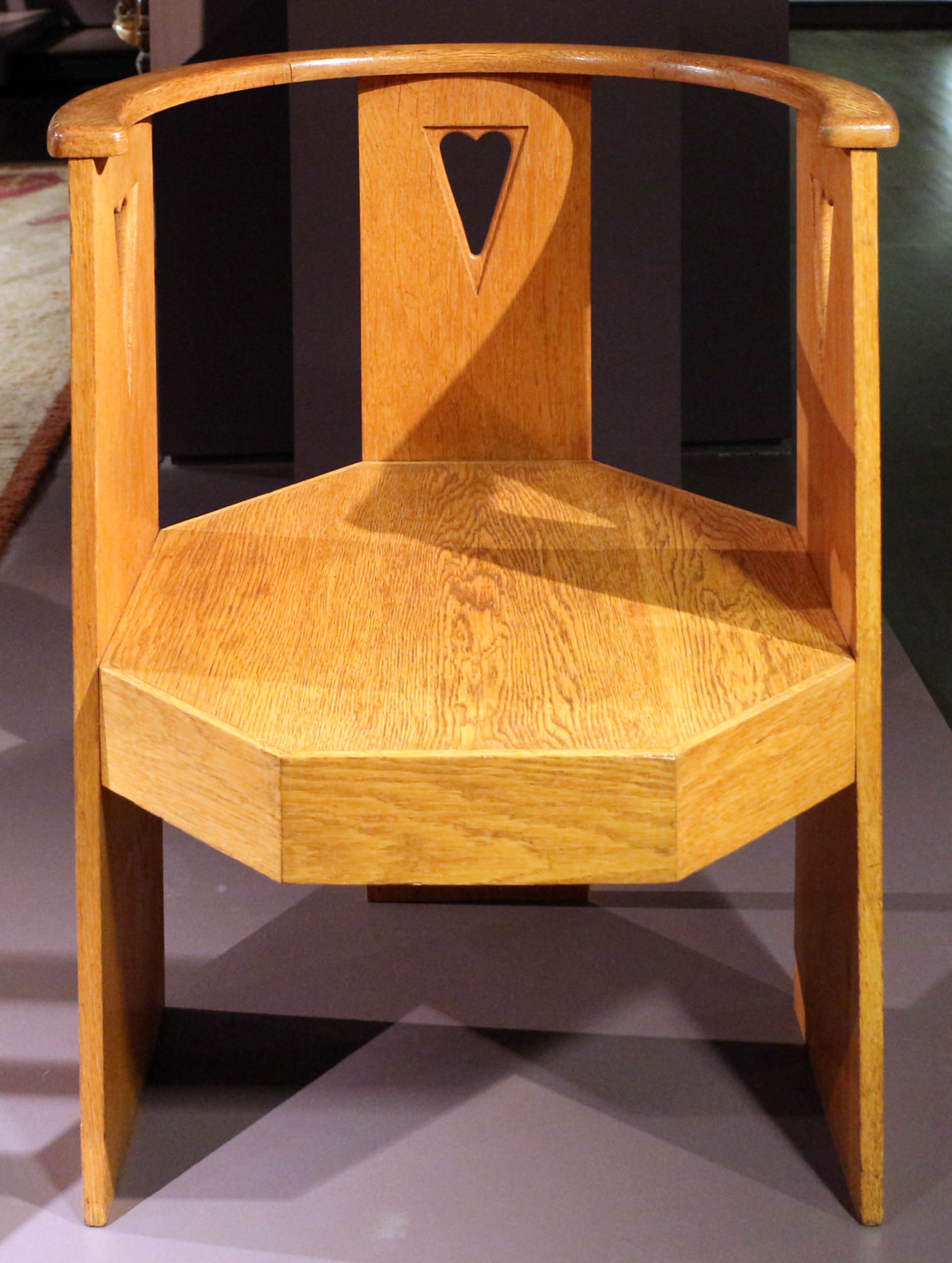
Scaun de Eliel Saarinen (1907–1908)
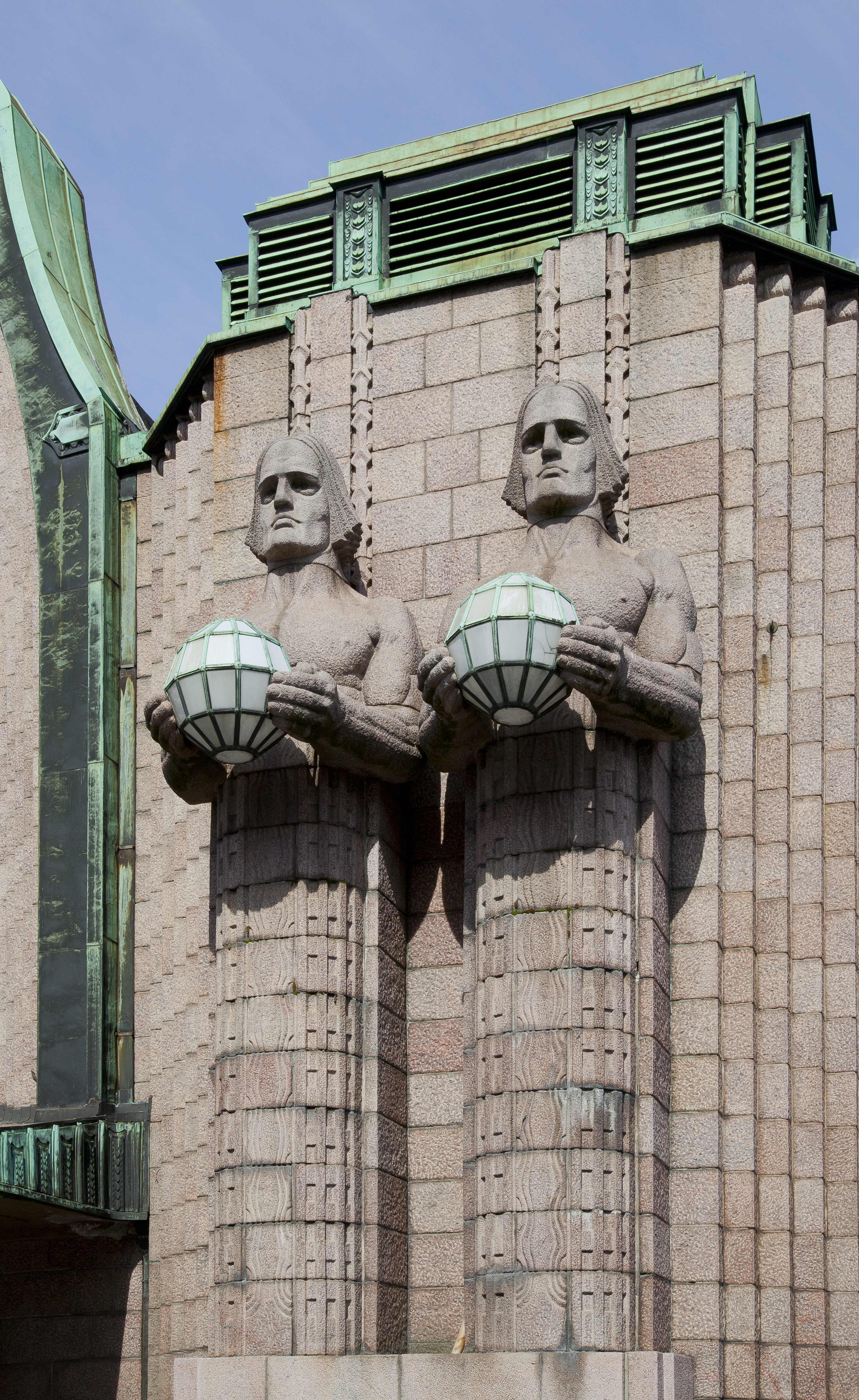
Statui la Gara Centrală din Helsinki, de Emil Wikström

Art Nouveau-ul a fost popular în țările nordice, unde a fost de obicei cunoscut sub numele de Jugendstil, și a fost combinat des cu stilul național romantic al fiecărei țări. Țara nordică cu cel mai mare număr de clădiri Jugendstil este Marele Principat al Finlandei, la vremea acea o parte din Imperiul Rus. Perioada Jugendstil a coincis cu Epoca de Aur a Artei Finlandeze și cu trezirea națională. După Expoziția de la Paris din 1900, artistul finlandez principal a fost Akseli Gallen-Kallela. Este cunoscut pentru ilustrațiile sale cu Kalevala, epopeea națională finlandeză, precum și pentru pictarea a numeroase clădiri Judendstil din Principat.
Arhitecții pavilionului finlandez la Expoziție au fost Herman Gesellius, Armas Lindgren și Eliel Saarinen. Au lucrat împreună din 1896 până în 1905 și au creat numeroase clădiri notabile în Helsinki, inclusiv Clădirea de Asigurări Pohjola (1899–1901) și Muzeul Național al Finlandei (1905–1910), precum și reședința lor comună: Hvitträsk din Kirkkonummi (1902). Arhitecții s-au inspirat din legende și din natura nordice, fațada de granit dur devenind astfel un simbol pentru apartenența la națiunea finlandeză. După dizolvarea firmei, Saarinen a proiectat Gara Centrală din Helsinki (1905–1914) în forme mai clare, influențate de arhitectura americană. Sculptorul care a lucrat cu Saarinen la construcția Muzeului Național al Finlandei și Gării Centrale din Helsinki e Emil Wikström.
Un alt arhitect care a creat mai multe lucrări notabile în Finlanda e Lars Sonck. Printre principalele sale lucrări Jugendstil se numără Catedrala din Tampere (1902–1907), Ainola, casa lui Jean Sibelius (1903), Sediul Asociației de Telefonie din Helsinki (1903–1907) și Biserica Kallio din Helsinki (1908–1912). De asemenea, Magnus Schjerfbeck, fratele lui Helene Schjerfbeck, a făcut din 1903 sanatoriul pentru tuberculoză cunoscut sub numele de Nummela Sanatorium folosind stilul Jugendstil.

#### Norvegia

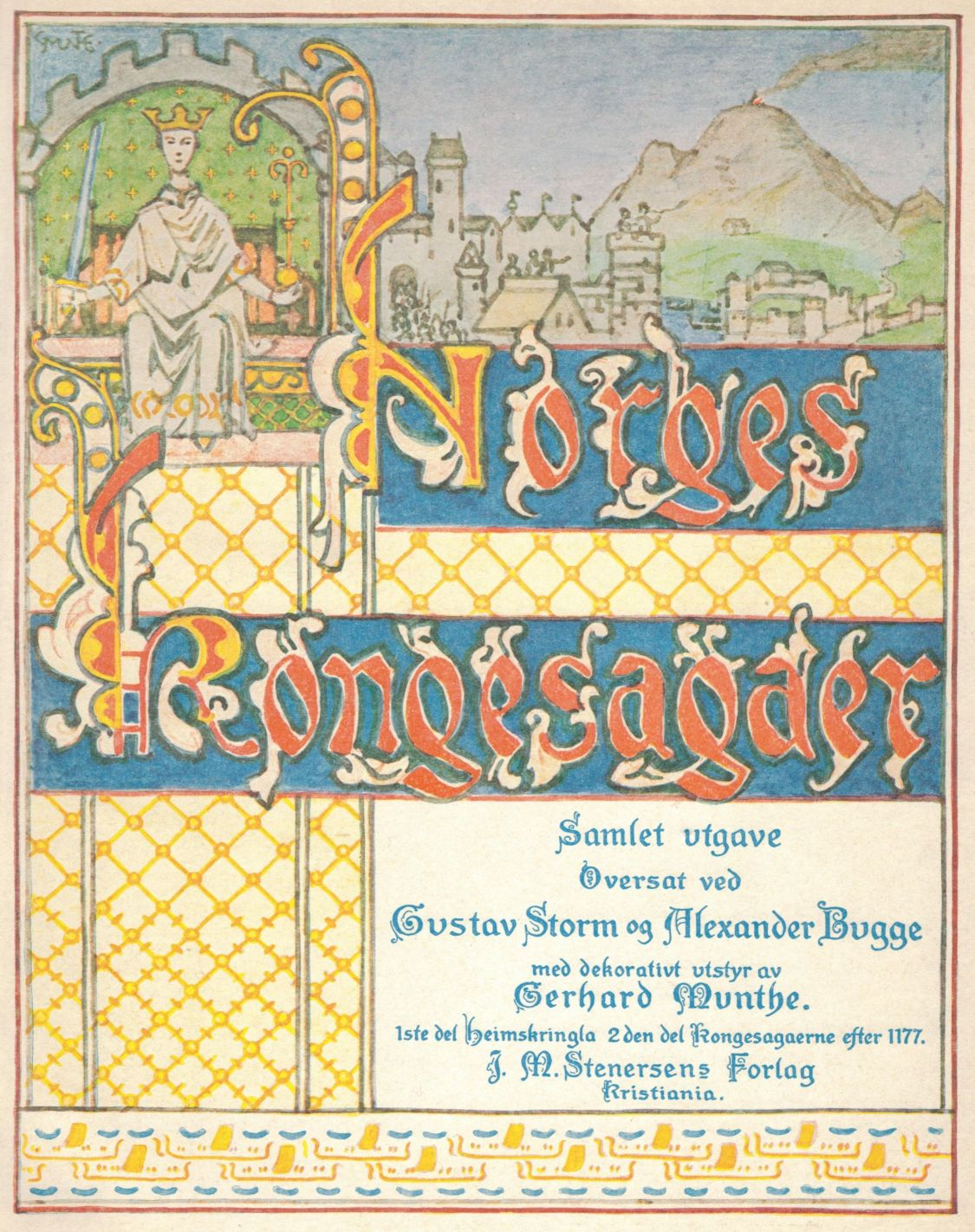
Design grafic de Gerhard Munthe (1914)
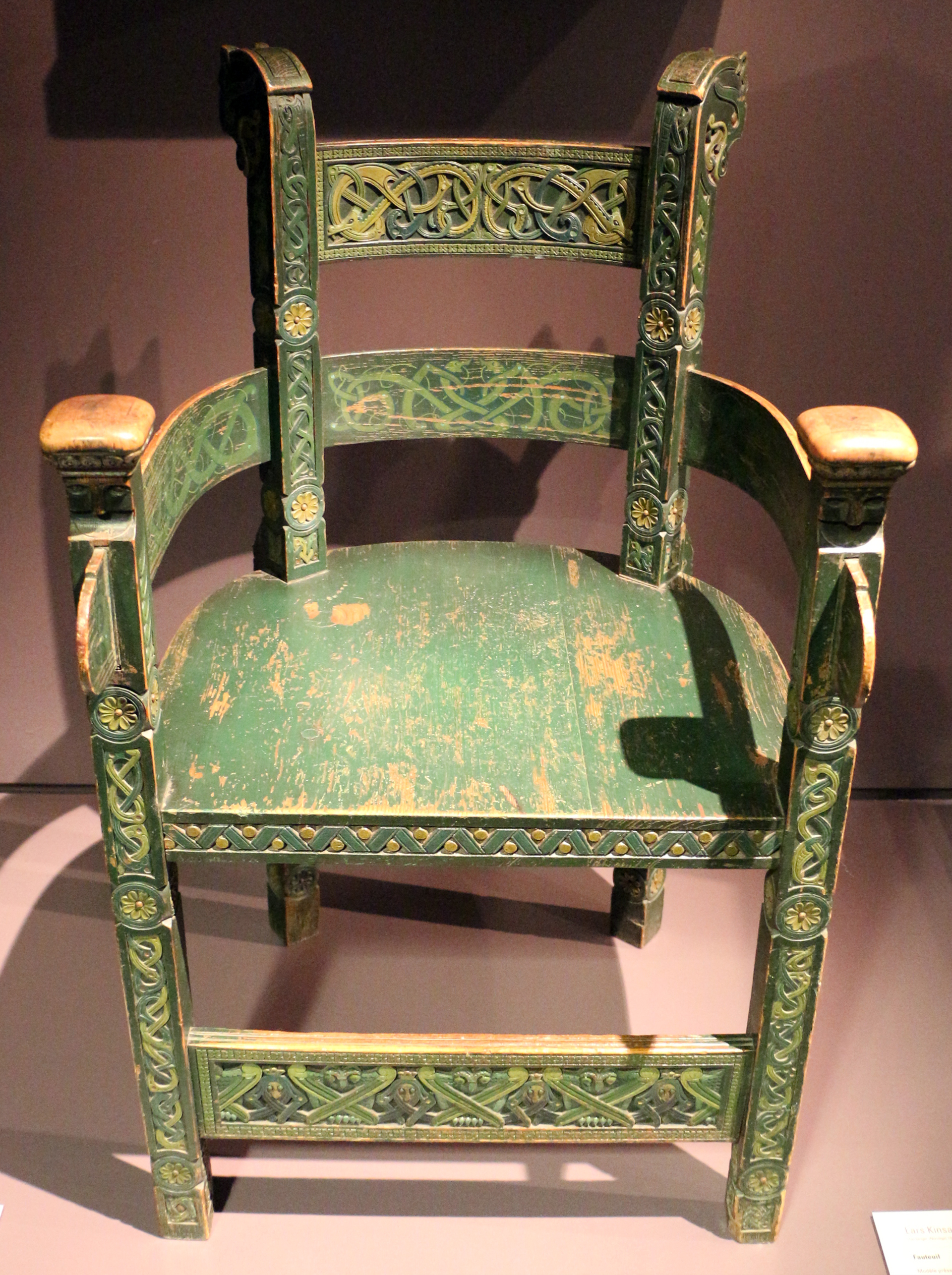
Scaun viking-Art Nouveau de designerul norvegian Lars Kinsarvik (1900)
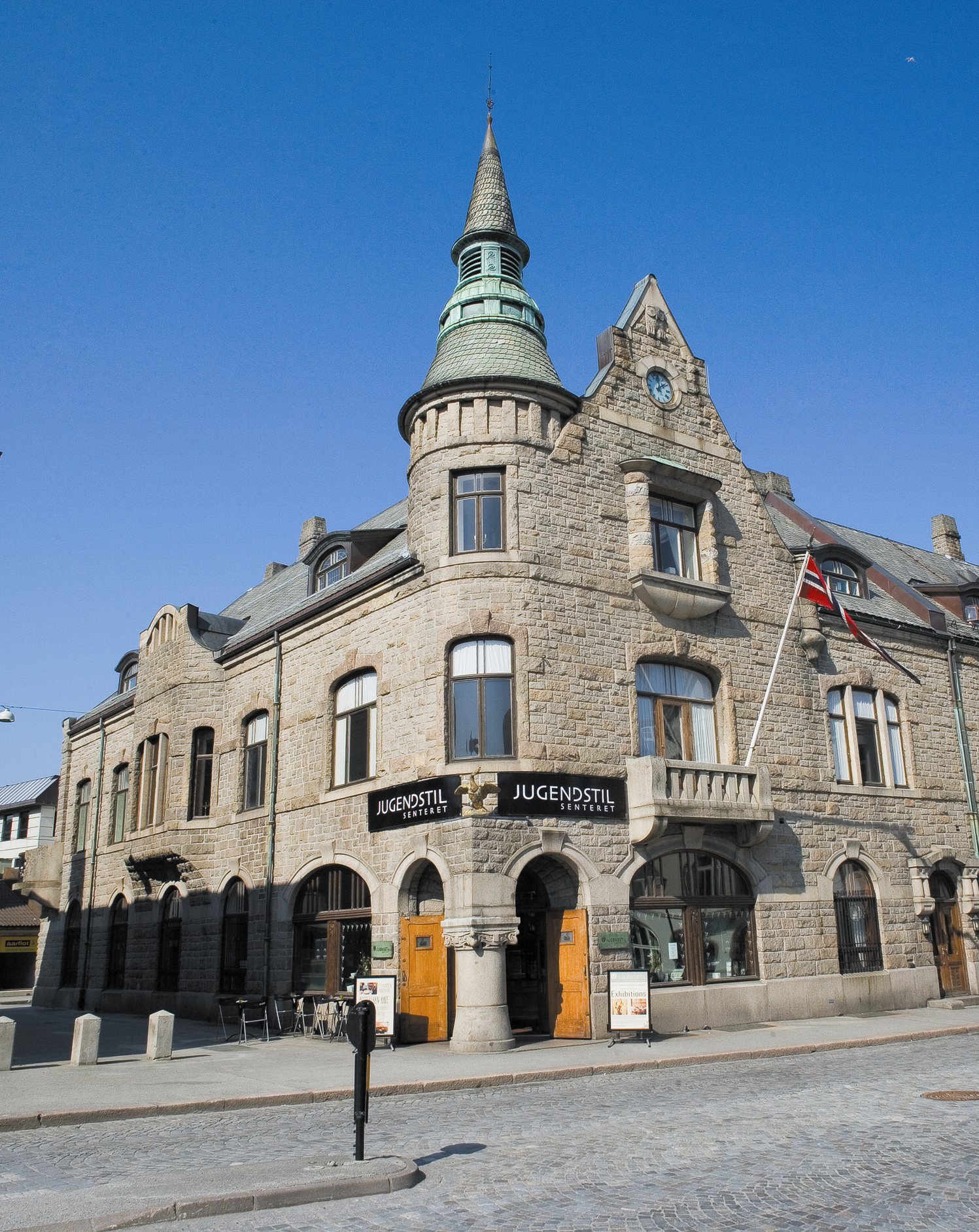
Centrul Art Nouveau din Ålesund (1905–1907)
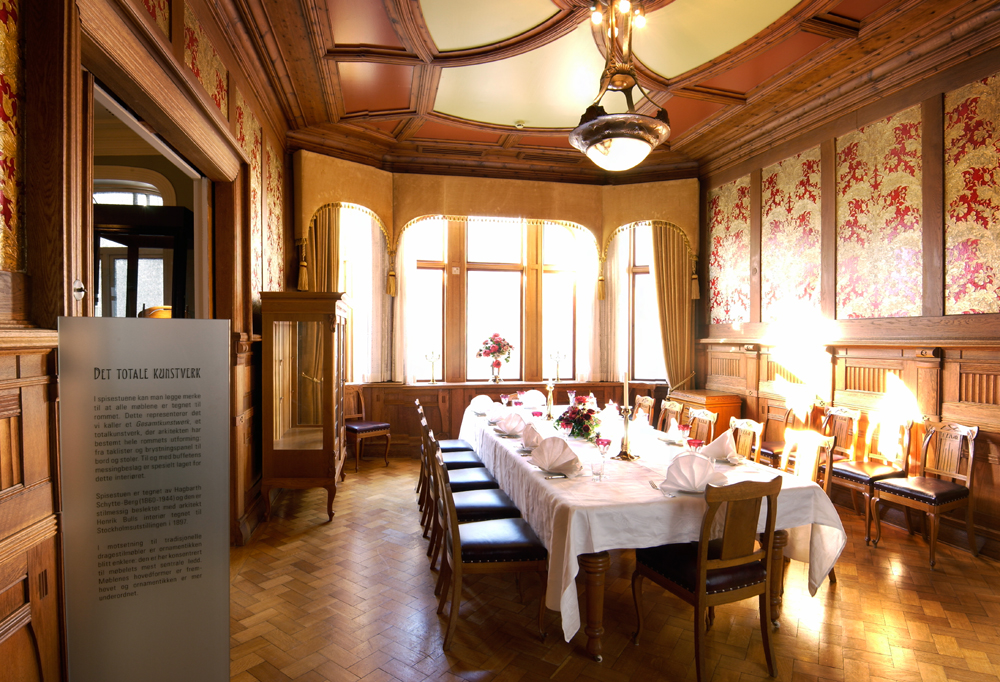
Interiorul Centrului Art Nouveau din Ålesund
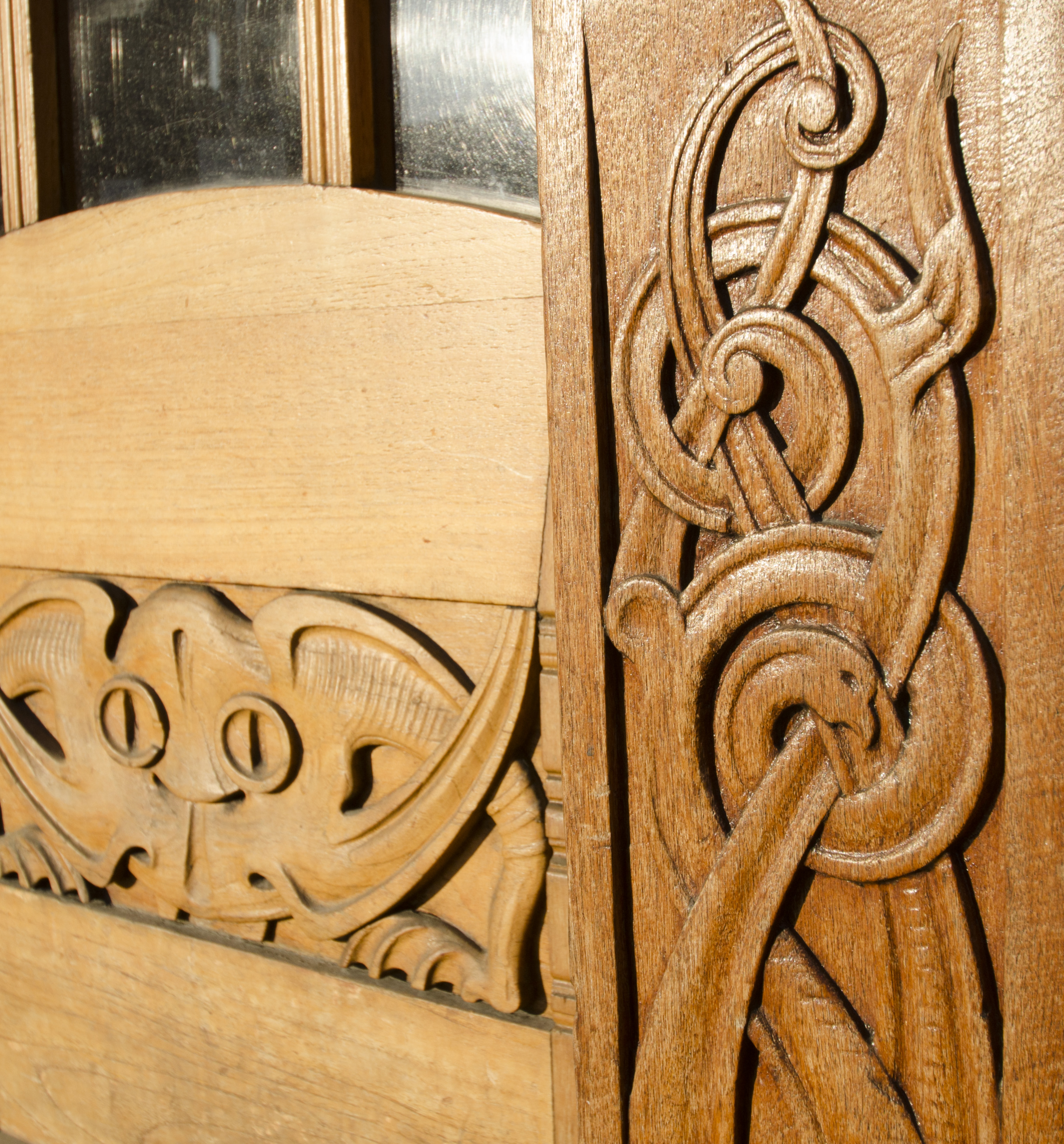
Ornamente ale unei uși din Centrul Art Nouveau din Ålesund

Norvegia aspira, de asemenea, la independență (de Suedia), iar Art Nouveau-ul local a fost legat de o renaștere inspirată de arta și meșteșugurile populare vikinge. Printre designeri notabili se numără Lars Kisarvik, care a conceput scaune cu modele tradiționale vikinge și celtice, și Gerhard Munthe, care a proiectat un scaun cu o emblemă stilizată înformă de cap de dragon de la navele vechi vikinge, precum și o mare varietate de afișe, tablouri și grafică.
Orașul norvegian Ålesund este considerat principalul centru al Art Nouveau-ului în Scandinavia, pentru că a fost reconstruit complet după un incendiu din 23 ianuarie 1904. Aproximativ 350 de clădiri au fost construite între 1904 și 1907 în baza unui plan urbanistic proiectat de inginerul Frederik Næsser. Fuziunea unității și varietății a dat naștere unui stil cunoscut sub numele de „Ål Stil”. Clădirile în stilul ăsta au decorul liniar și ecouri atât ale elementelor Jugendstil, cât și ale celor vernaculare, un exemplu fiind turnurile de stavkirke cu rafturi sau acoperișuri crustificate. Una dintre clădiri, Farmacia Lebădă, găzduiește acum Centrul Art Nouveau.

#### Suedia și Danemarca

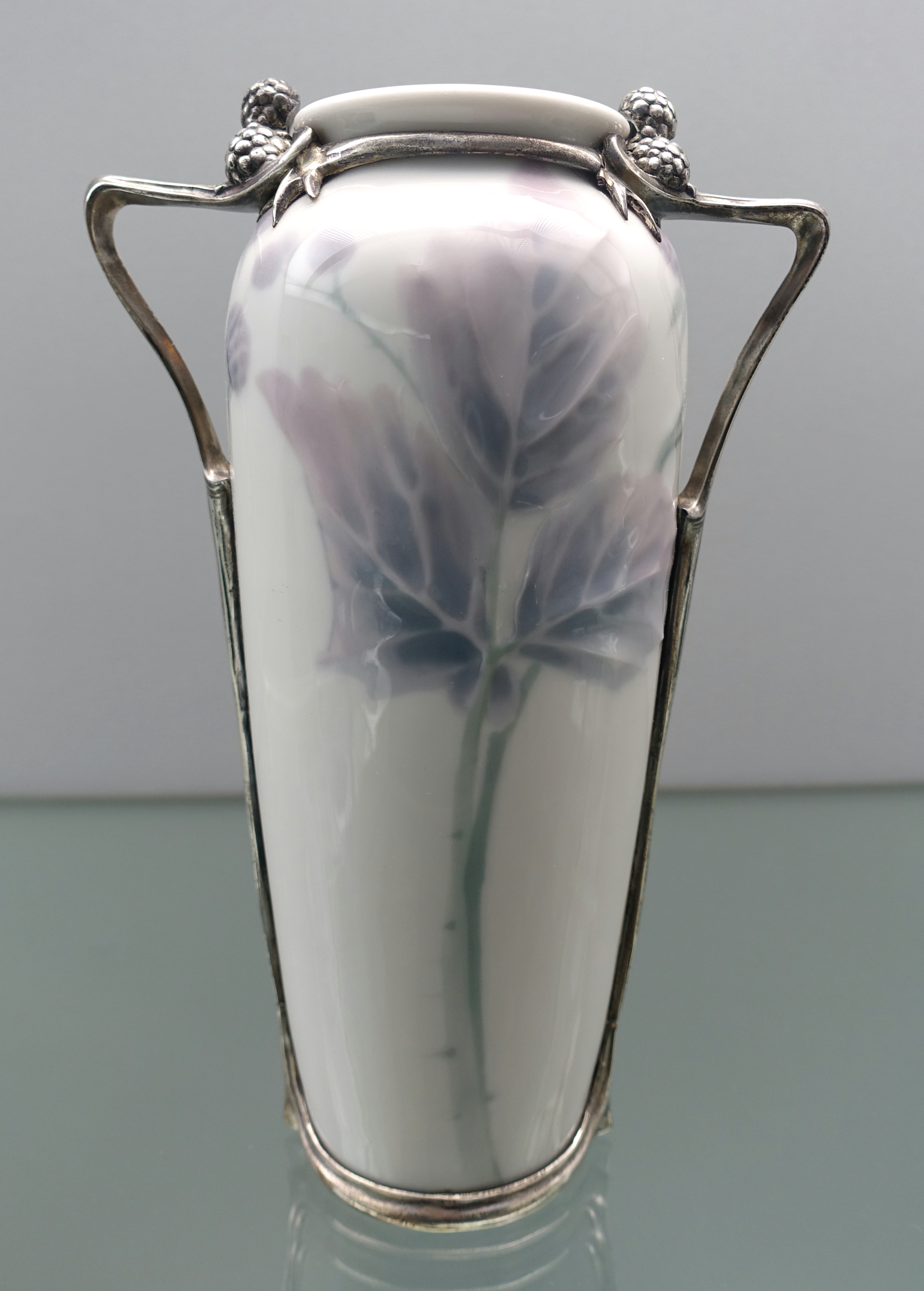
Vas cu mure, pictat de Per Algot Eriksson, iar partea de argint de E. Lefebvre, în Muzeul Bröhan (Berlin)
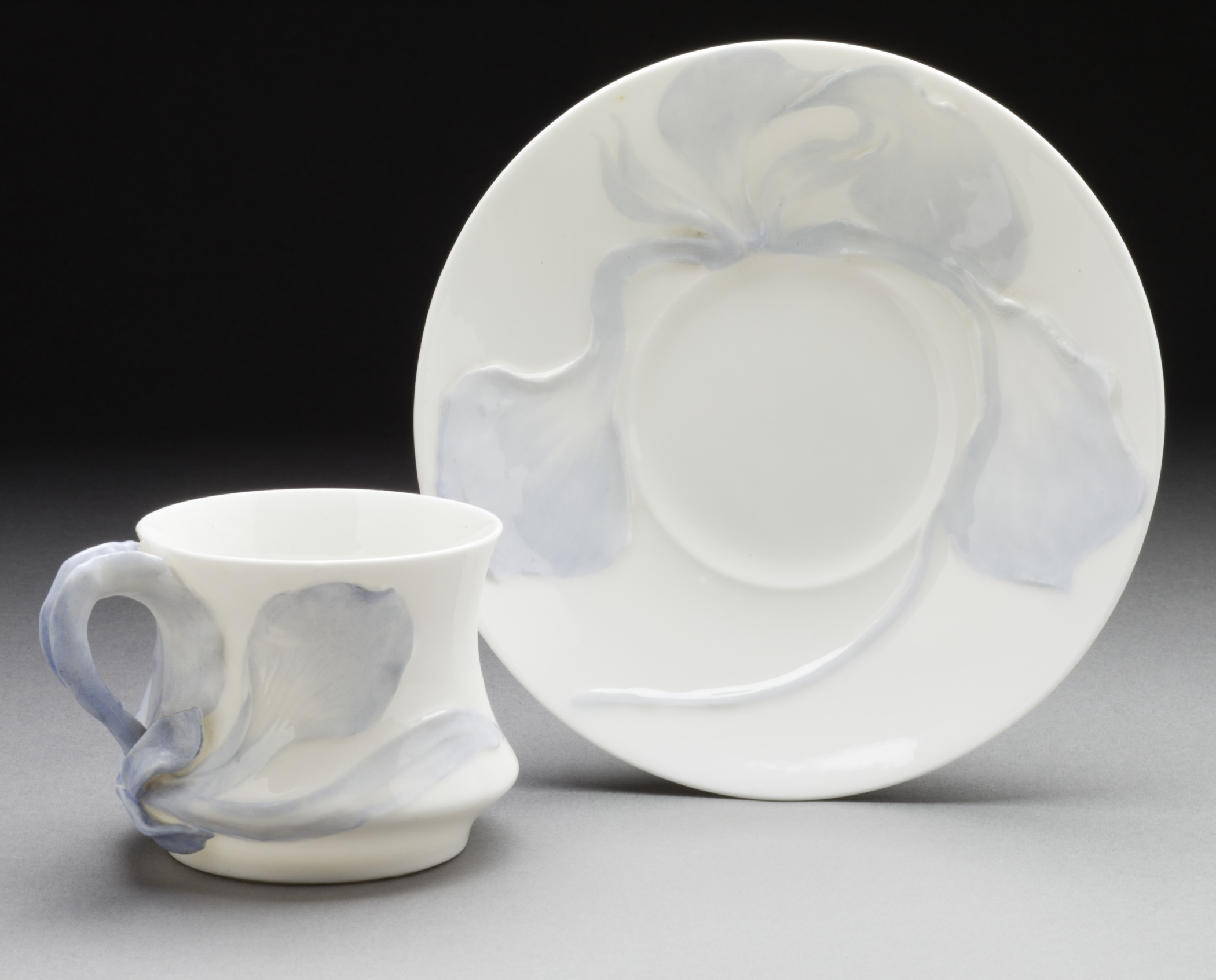
Cană și farfuie din setul iris (1897), în Muzeul de Artă al Comitatului Los Angeles
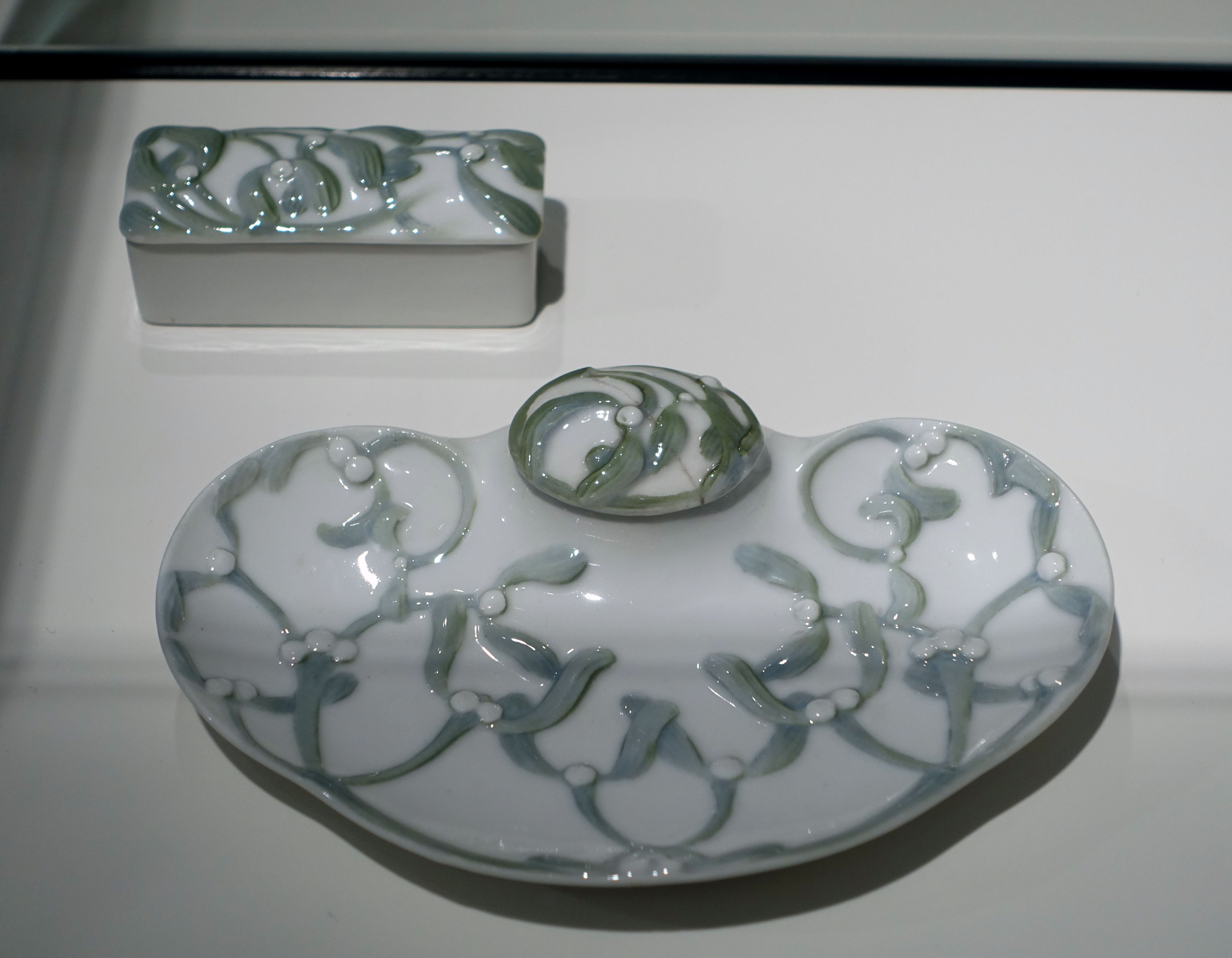
Călimară cu o cutie de timbre, de Jens Dahl-Jensen (circa 1900), în Hessisches Landesmuseum Darmstadt (Darmstadt, Germania)
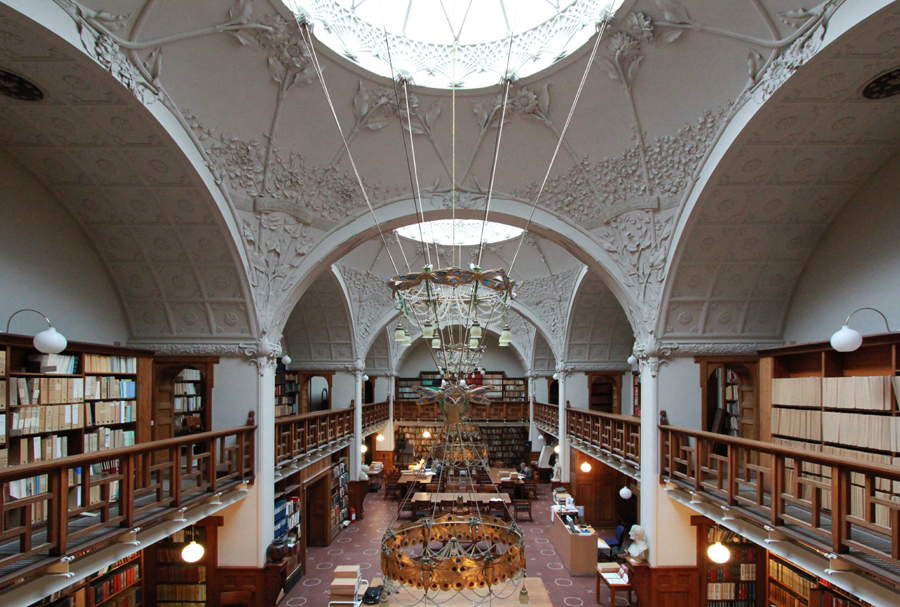
Sala Mare a Bibliotecii din Aarhus de Karl Hansen Reistrup
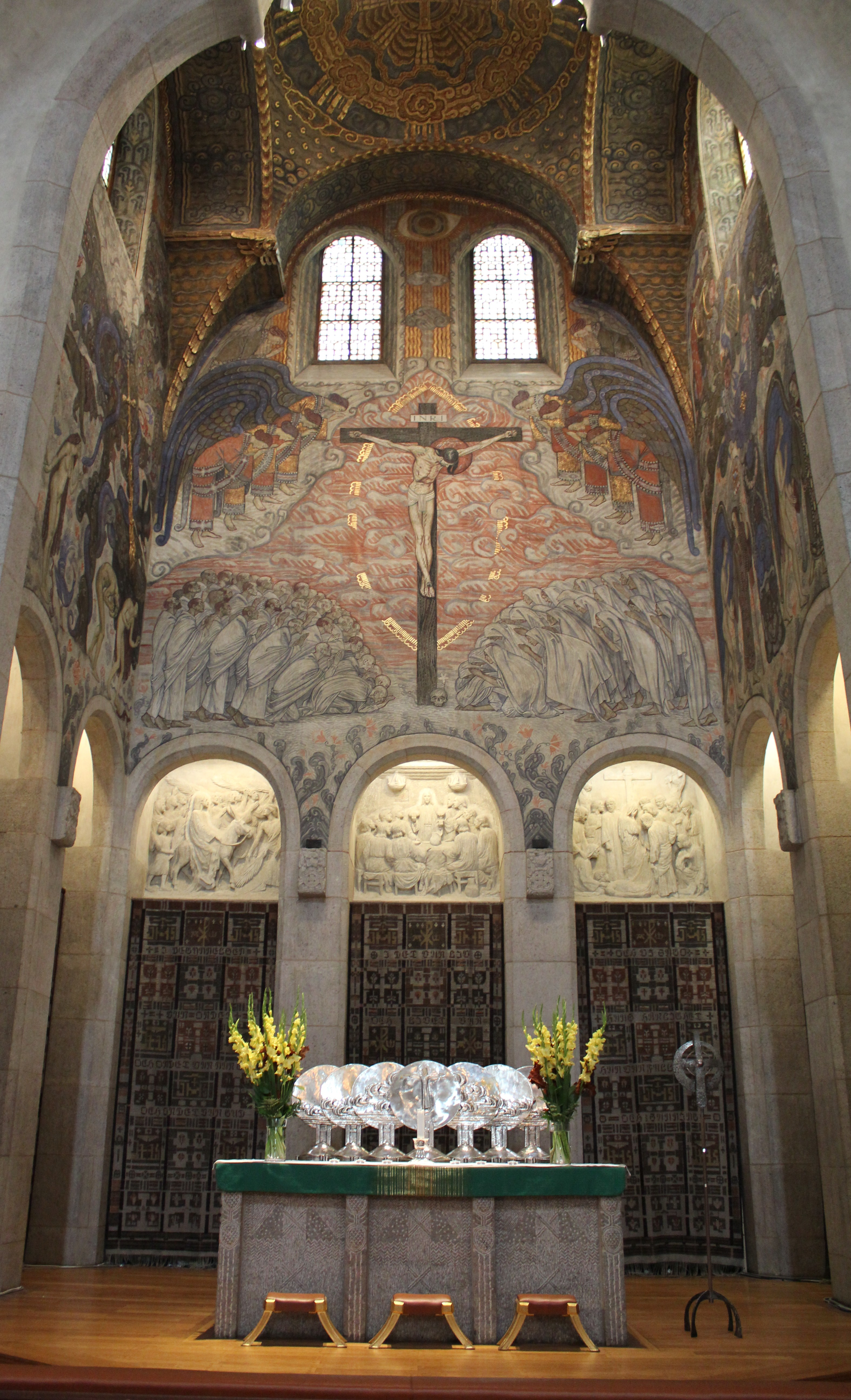
Altarul din Engelbrektskyrkan în Stockholm (1914)

Capodoperele Jugendstilului din alte țări nordice includ Engelbrektskyrkan (1914) și Teatrul Dramatic Regal (1901–1908) din Stockholm (Suedia) și fosta Bibliotecă a Orașului (acum Arhiva Națională a Afacerilor Naționale din Danemarca) din Aarhus (Danemarca) (1898–1901). Arhitectul celei din urmă este Hack Kampmann, mai târziu un susținător al stilului național romantic, care a creat, de asemenea, Aarhus și Vila Kampen în Aarhus. Cel mai notabil designer de Art Nouveau din Danemarca e argintarul Georg Jensen.

### Modernîn Rusia

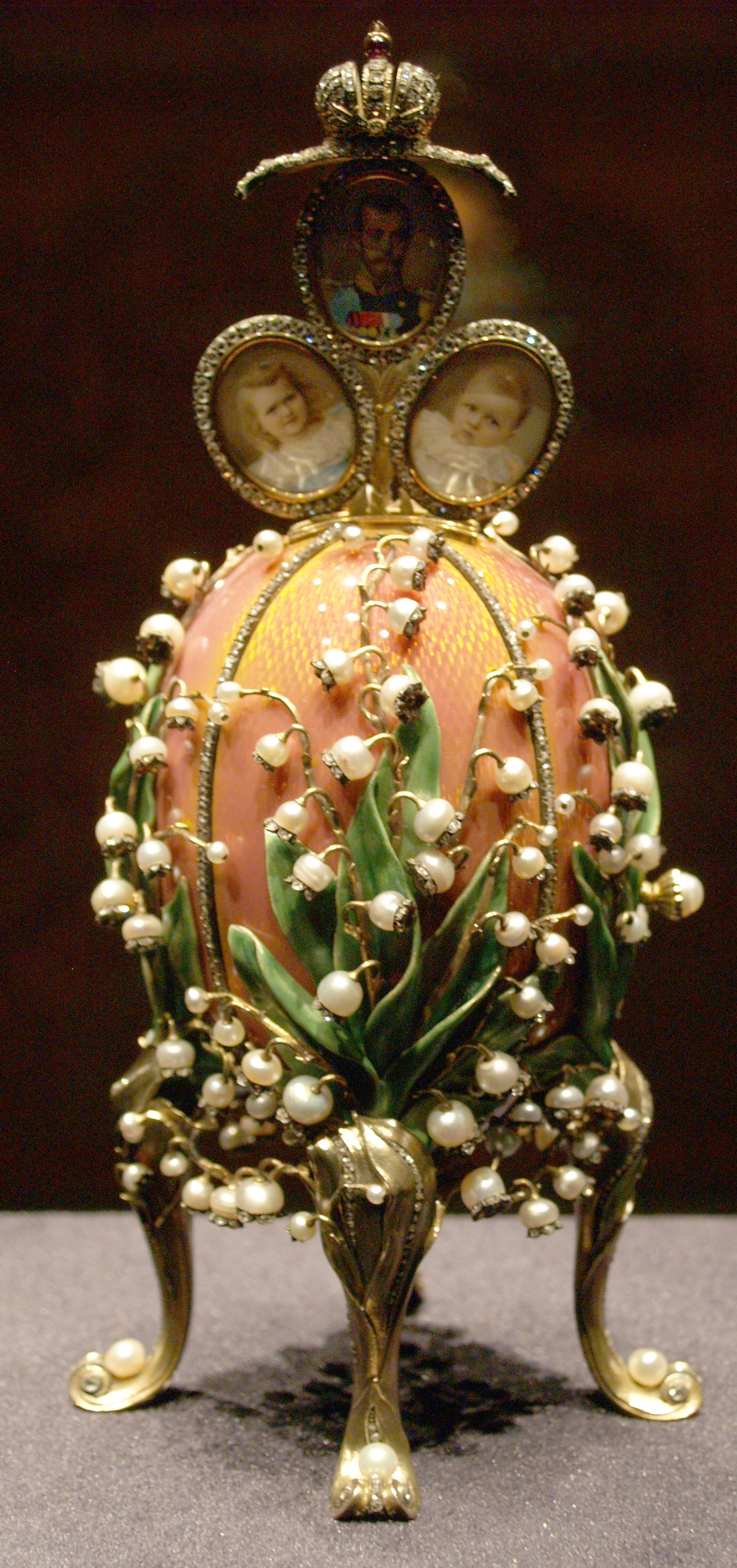
Un ou Fabergé Art Nouveau (1898)
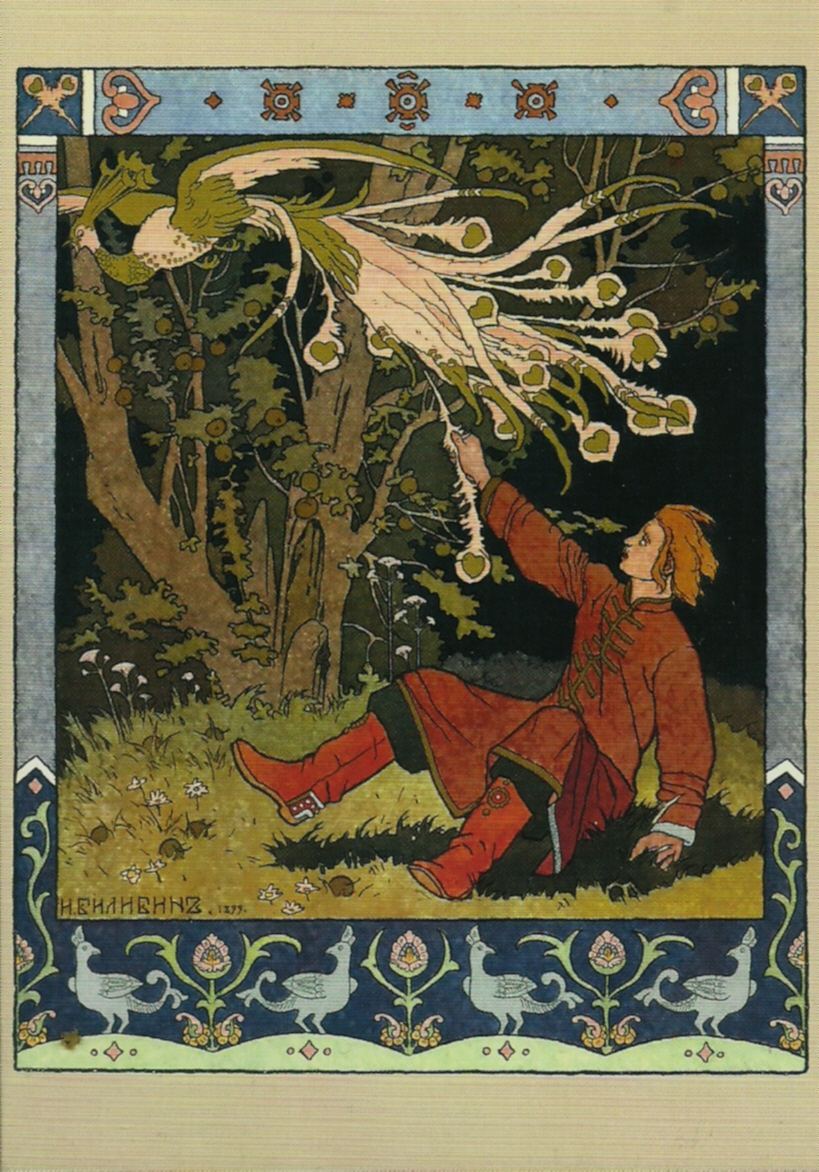
Ilustrație pentru Pasărea de Foc de Ivan Bilibin (1899)
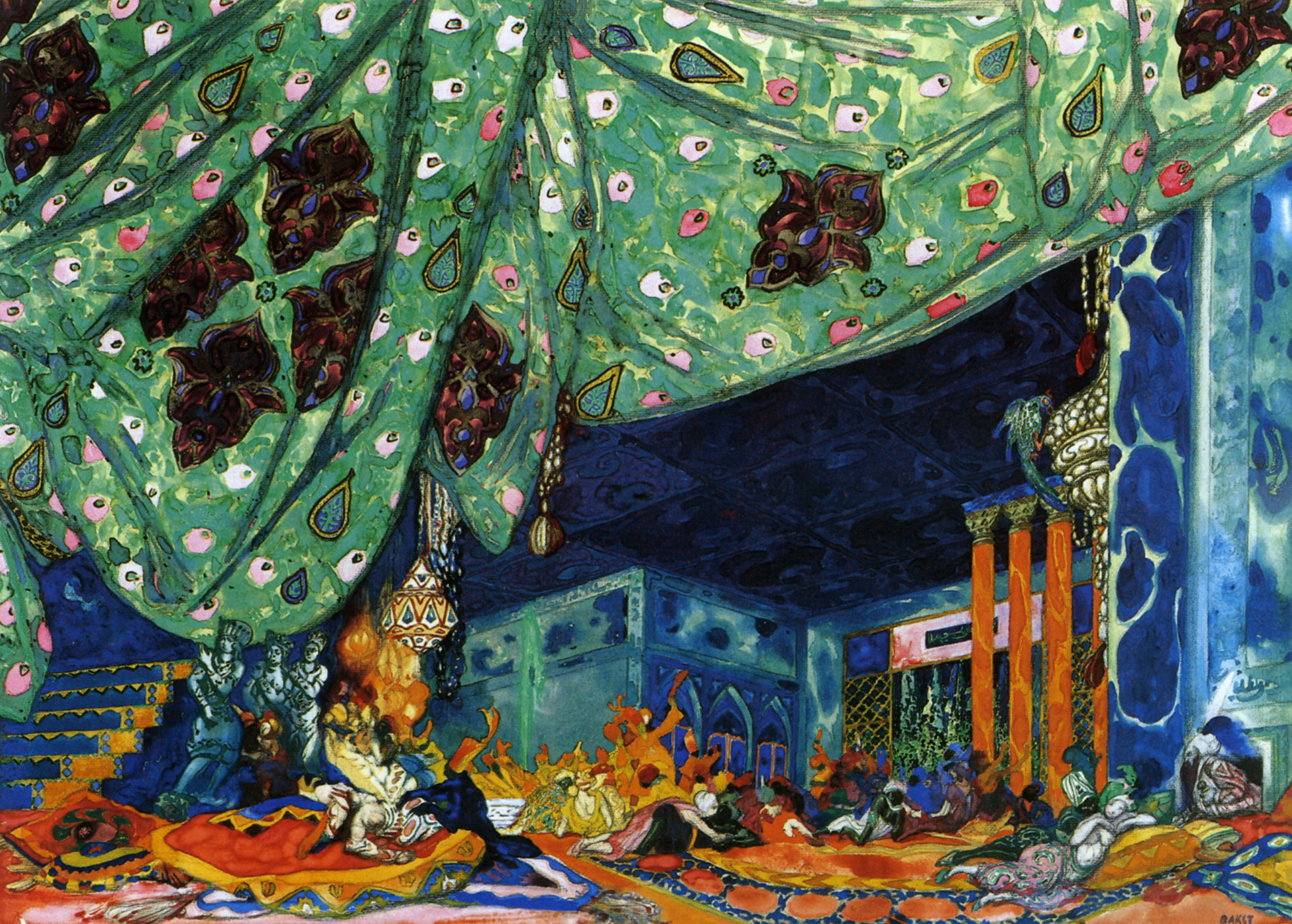
Decor scenic pentru baletul Scheherazade al lui Nikolai Andreevici Rimski-Korsakov, de Léon Bakst (1910)
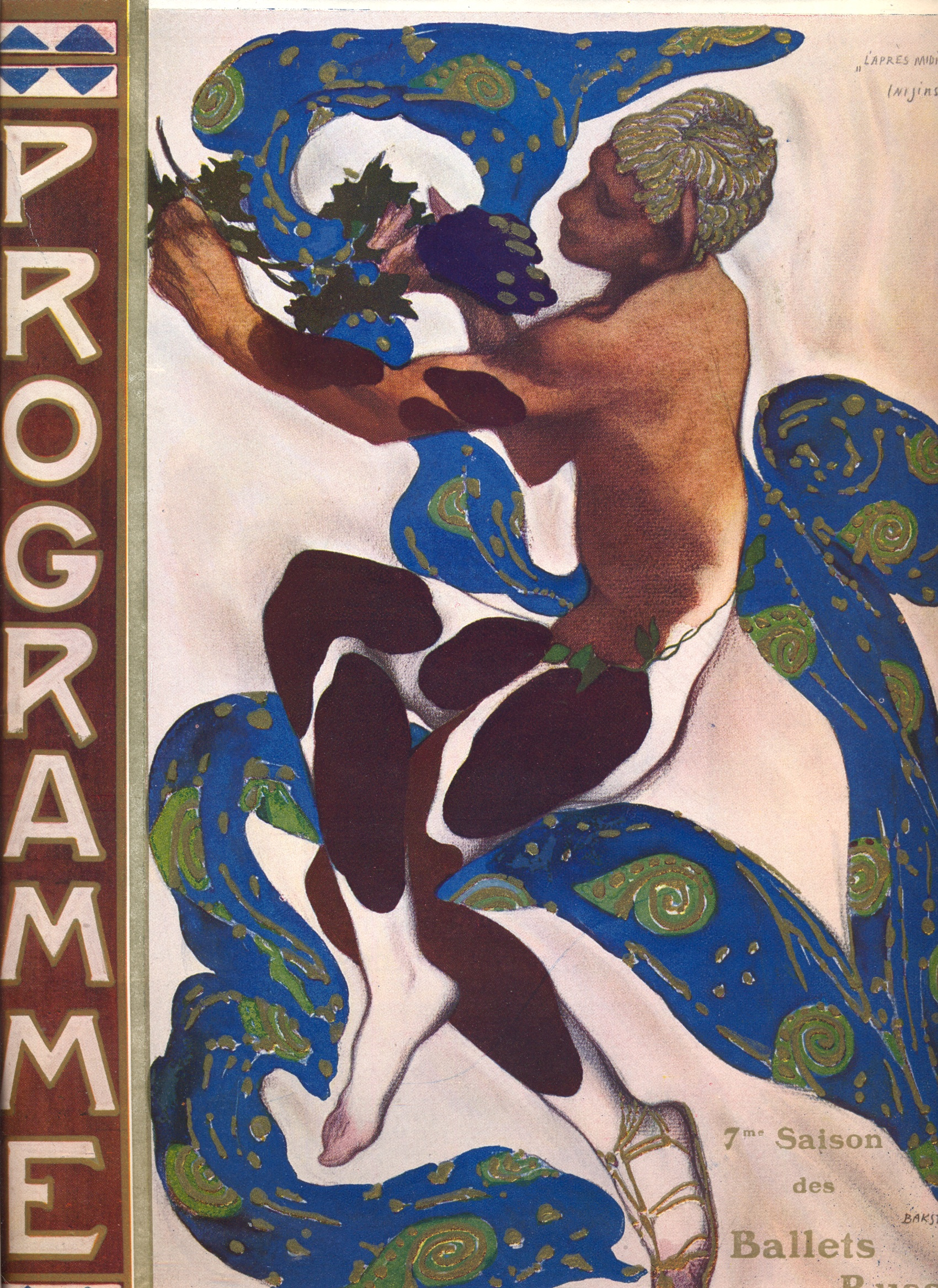
Design pentru „După-amiaza unui Faun” de Léon Bakst pentru Ballets russes, (1912)
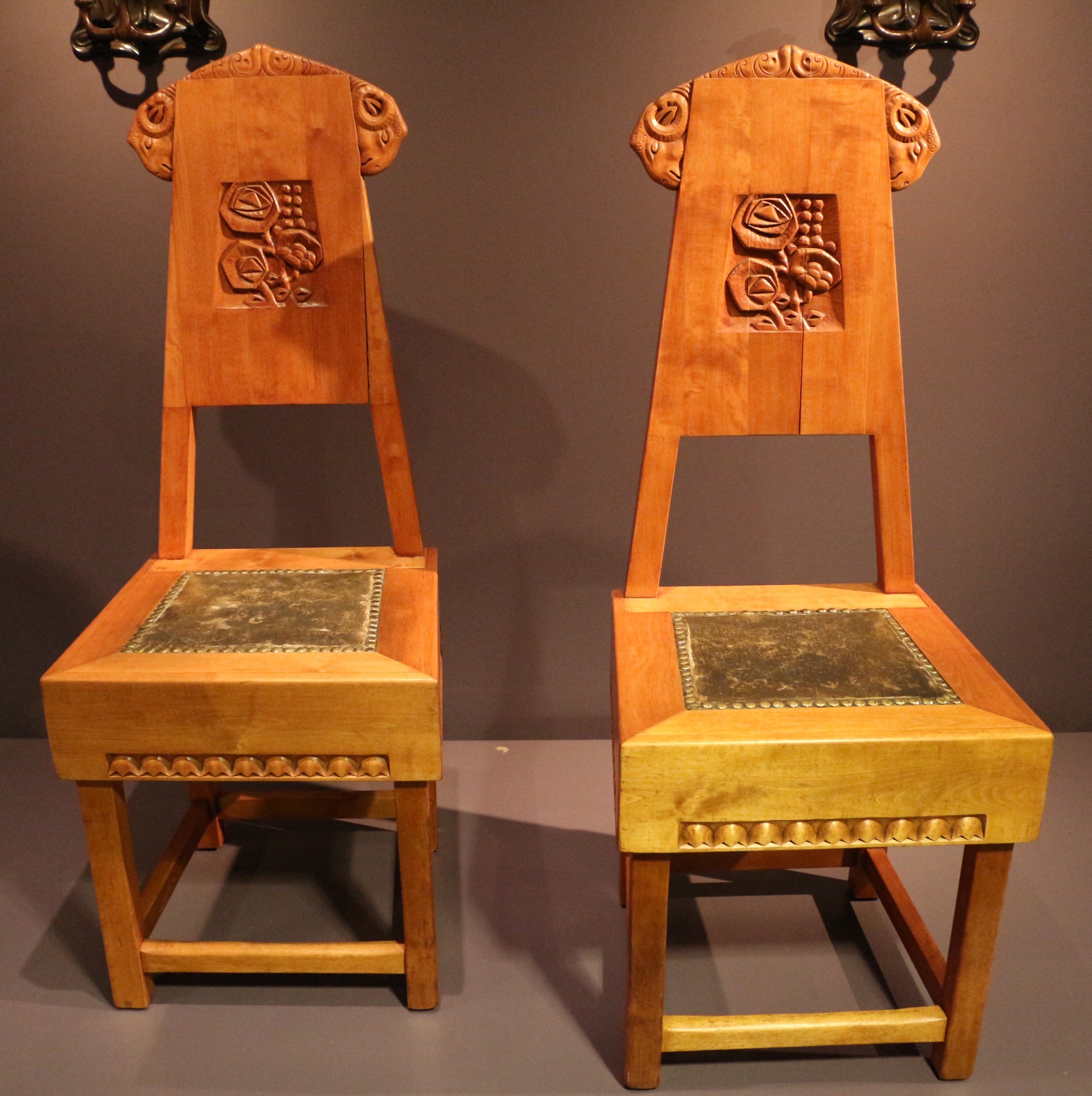
Scaune de Sergey Malyutin
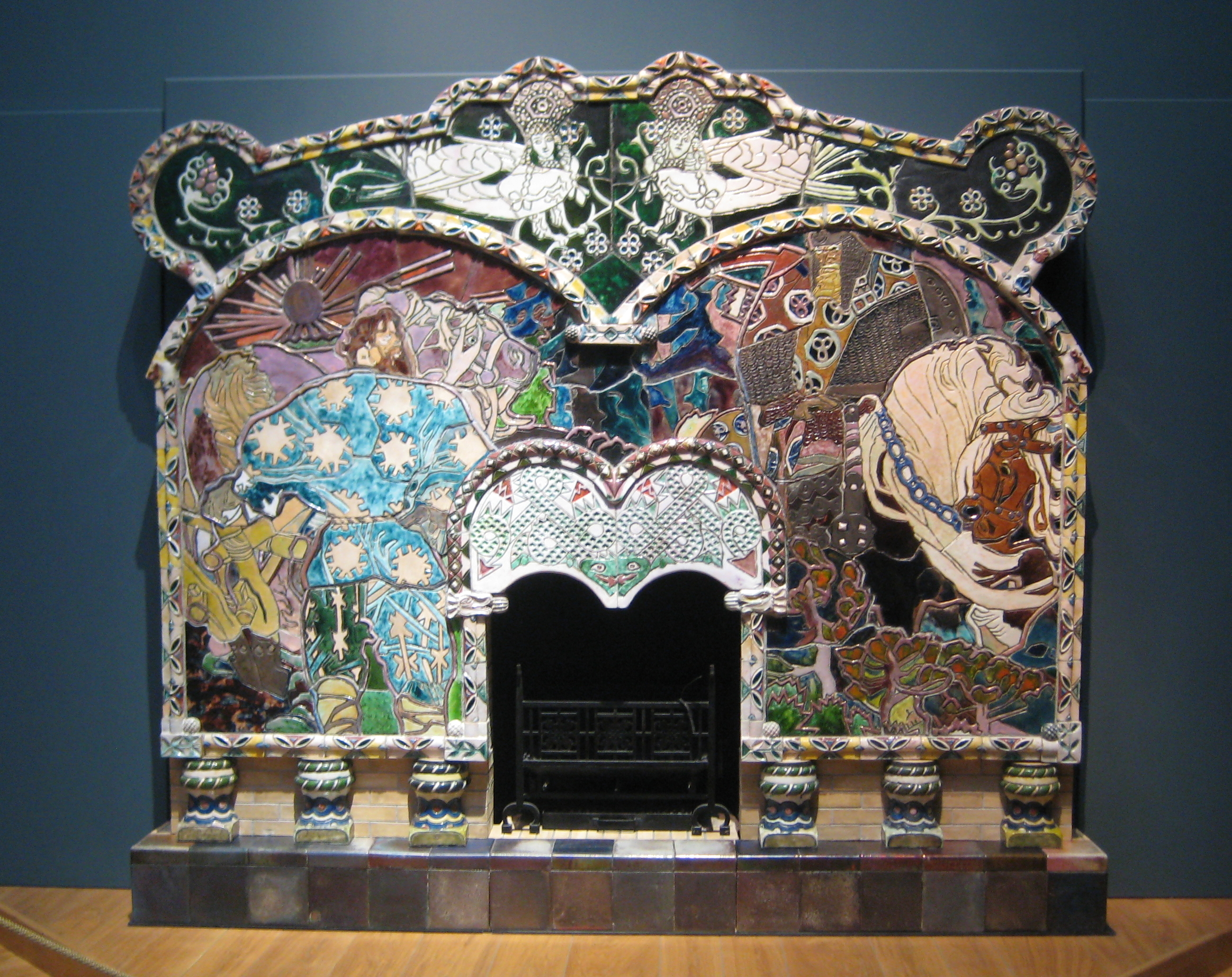
Șemineu de ceramică cu teme folclorice rusești, de Mihail Vrubel (1908)

Модерн („Modern”) e variantă rusă foarte colorată a Art Nouveau-ului care a apărut în 1898 la Moscova și la Sankt Petersburg cu publicarea unei noi reviste de artă, „Мир искусства” (transliterare: Mir Iskusstva) (în traducere „Lumea artei”), de artiștii ruși Alexandre Benois și Léon Bakst, cu redactorul șef Sergei Diaghilev. Revista a organizat expoziții ale artiștilor de frunte din Rusia, printre care Mihail Vrubel, Konstantin Somov, Isaac Levitan și ilustratorul de carte Ivan Bilibin. Stilul Lumii Artei a folosit mai puțin formele vegetale și florale ale Art Nouveau-ului francez; se bazează foarte mult pe culorile strălucitoare și pe desenele exotice ale folclorului și basmelor rusești. Cea mai influentă contribuție a „Lumii Artei” a fost crearea unei noi companii de balet, Ballets russes, în frunte cu Diaghilev, cu costume și decoruri scenice proiectate de Bakst și Benois. Noua companie de balet a avut premiera la Paris în 1909 și a jucat acolo în fiecare an până în 1913. Decorurile scenice exotice și colorate proiectate de Benois și Bakst au avut un impact major asupra artei și designului francez. Costumele și scenografiile au fost reproduse în principalele reviste din Paris, L'Illustration, La Vie parisienne și Gazette du bon ton, iar stilul rus a devenit cunoscut la Paris sub numele de „à la Bakst”. Compania a fost blocată în Paris mai întâi de izbucnirea Primului Război Mondial, și apoi de Revoluția Rusă din 1917 și, în mod ironic, nu a avut niciodată spectacole în Rusia.
Dintre arhitecții ruși, cel mai proeminent al Art Nouveau-ului pur e Fyodor Schechtel. Cea mai cunoscută creație a lui e Casa Ryabushinsky din Moscova. A fost construită de un om de afaceri rus și proprietar de ziare, apoi, după Revoluția Rusă, a devenit reședința scriitorului Maxim Gorki, iar acum este Muzeul Gorki. Scara sa principală, realizată dintr-un agregat șlefuit din beton, marmură și granit, are linii curgătoare, asemănătoare cu valurile mării și este luminată de o lampă în formă de meduză plutitoare. Interiorul are uși, ferestre și tavan decorate cu fresce colorate de mozaicuri. Schechtel, care este considerată, de asemenea, o figură majoră în simbolismul rus, a proiectat mai multe alte clădiri reprezentative în Moscova, inclusiv reconstruirea Gării Yaroslavsky, într-un stil mai tradițional neorus.

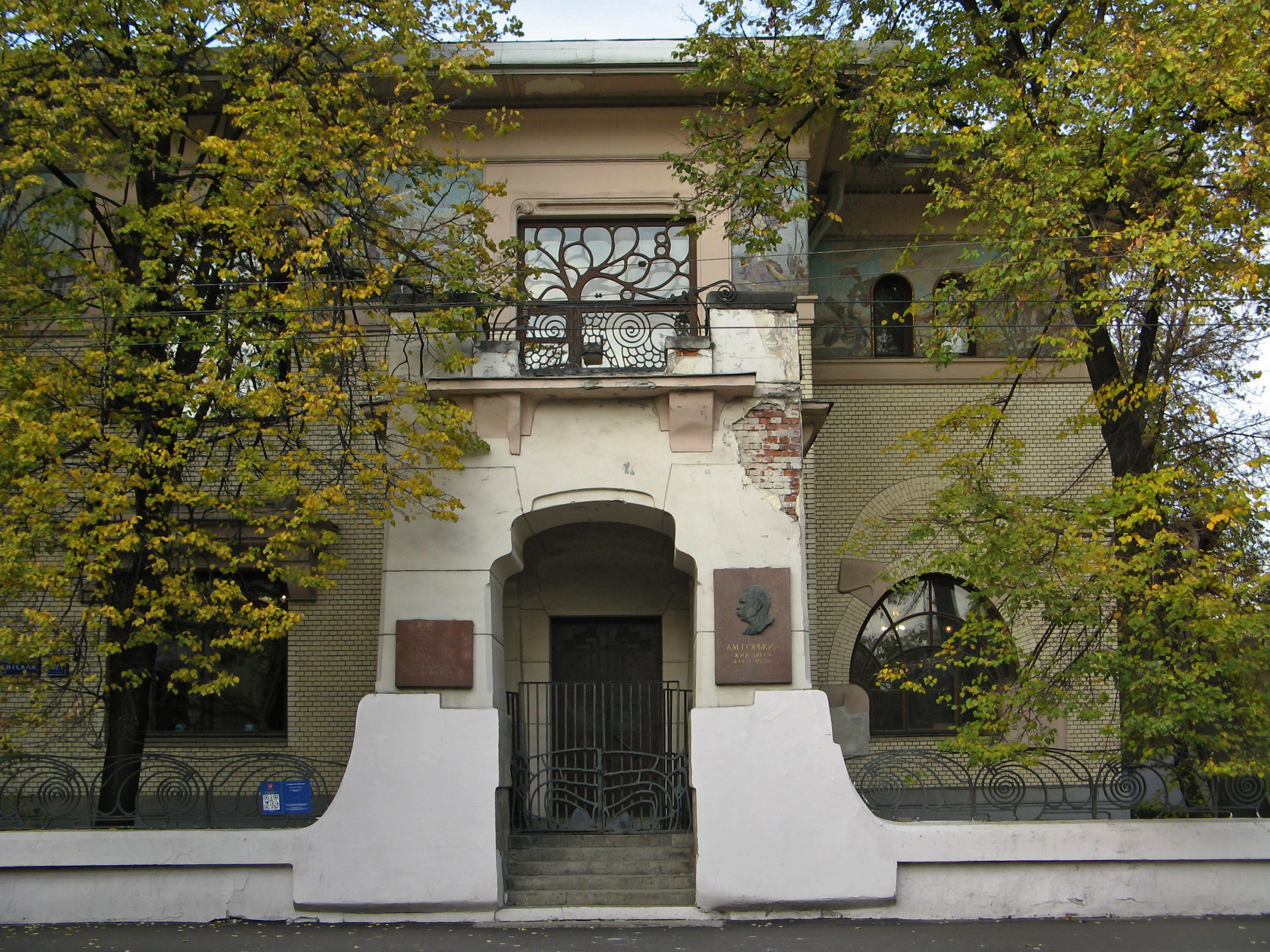
Casa Ryabushinsky din Moscova de Fyodor Schechtel (1900)
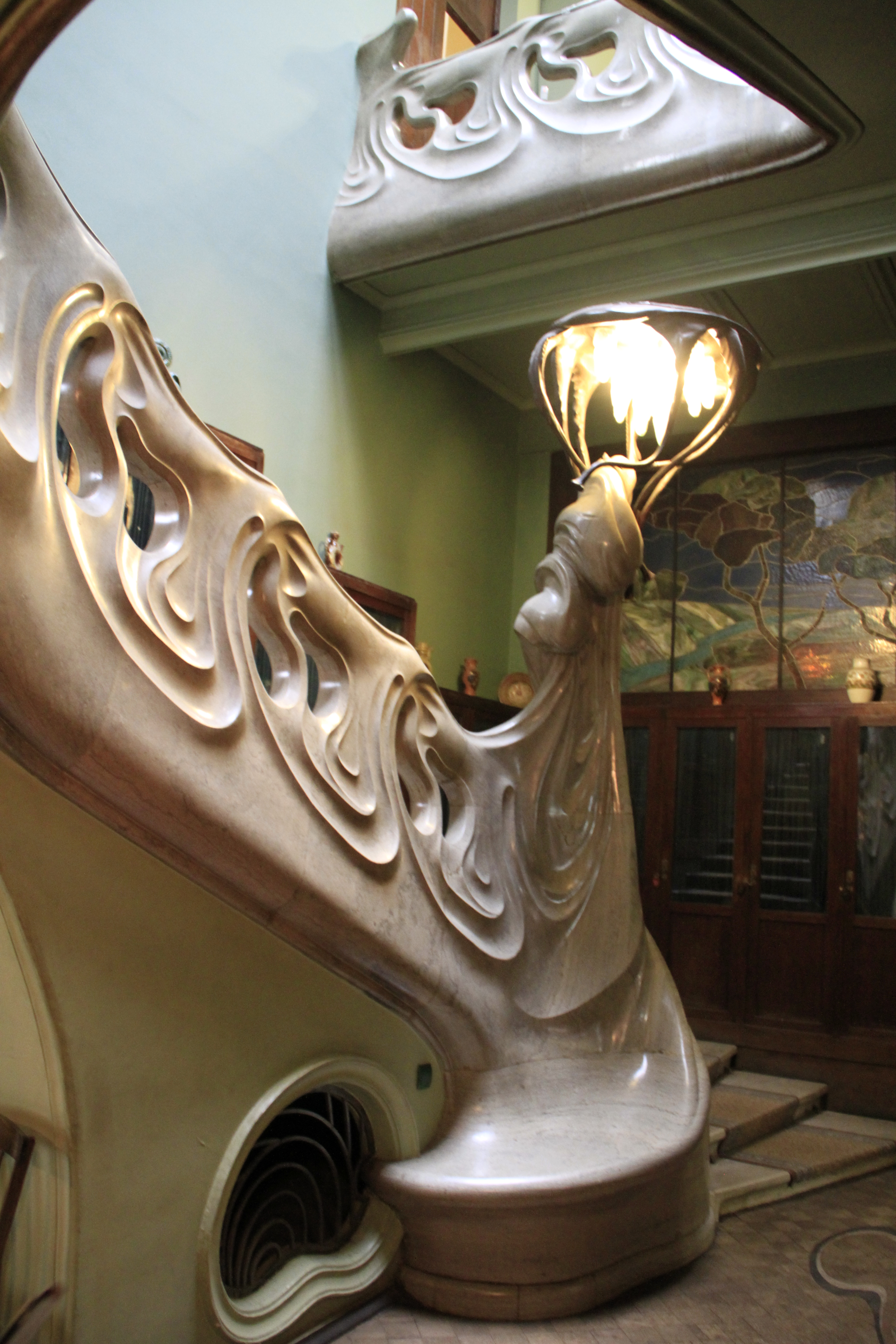
Scara principală a Casei Ryabushinsky de Fyodor Schechtel (1900)
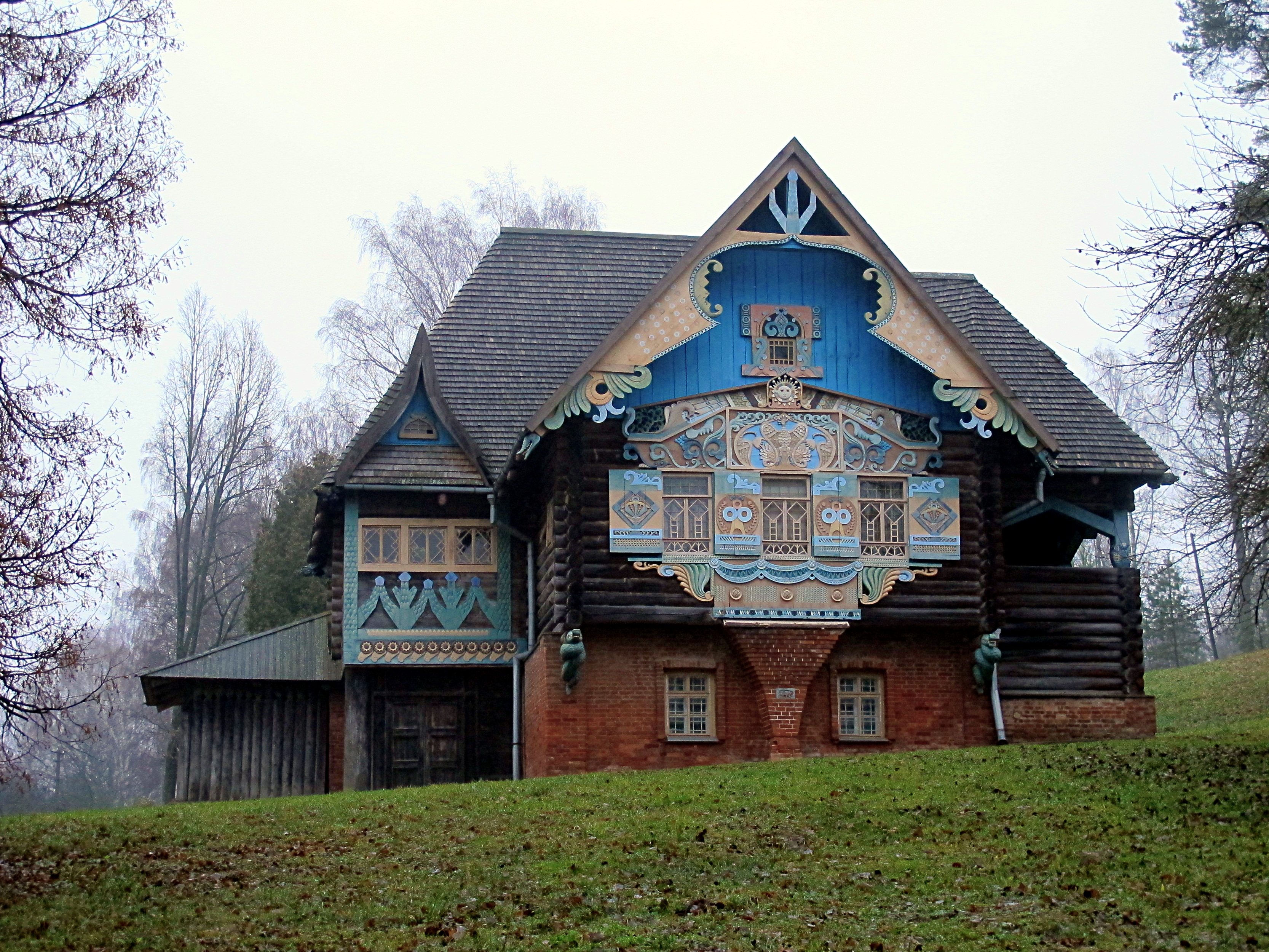
Casa Teremok din Talashkino, o operă neorusă de Sergey Malyutin (1901–1902)
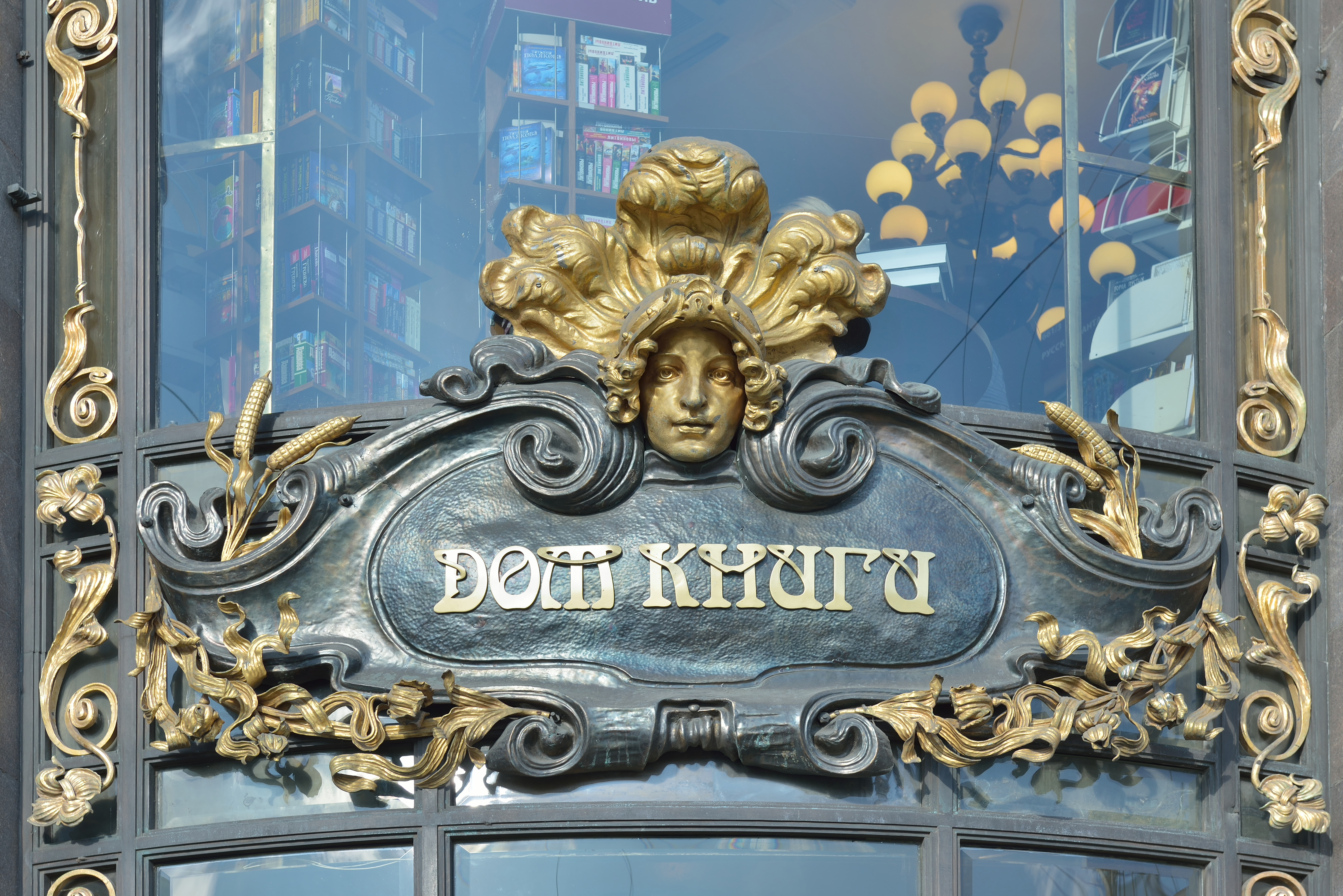
Cartuș cu un mascaron, pe fațada Casei Singer, de Pavel Suzor (1904)
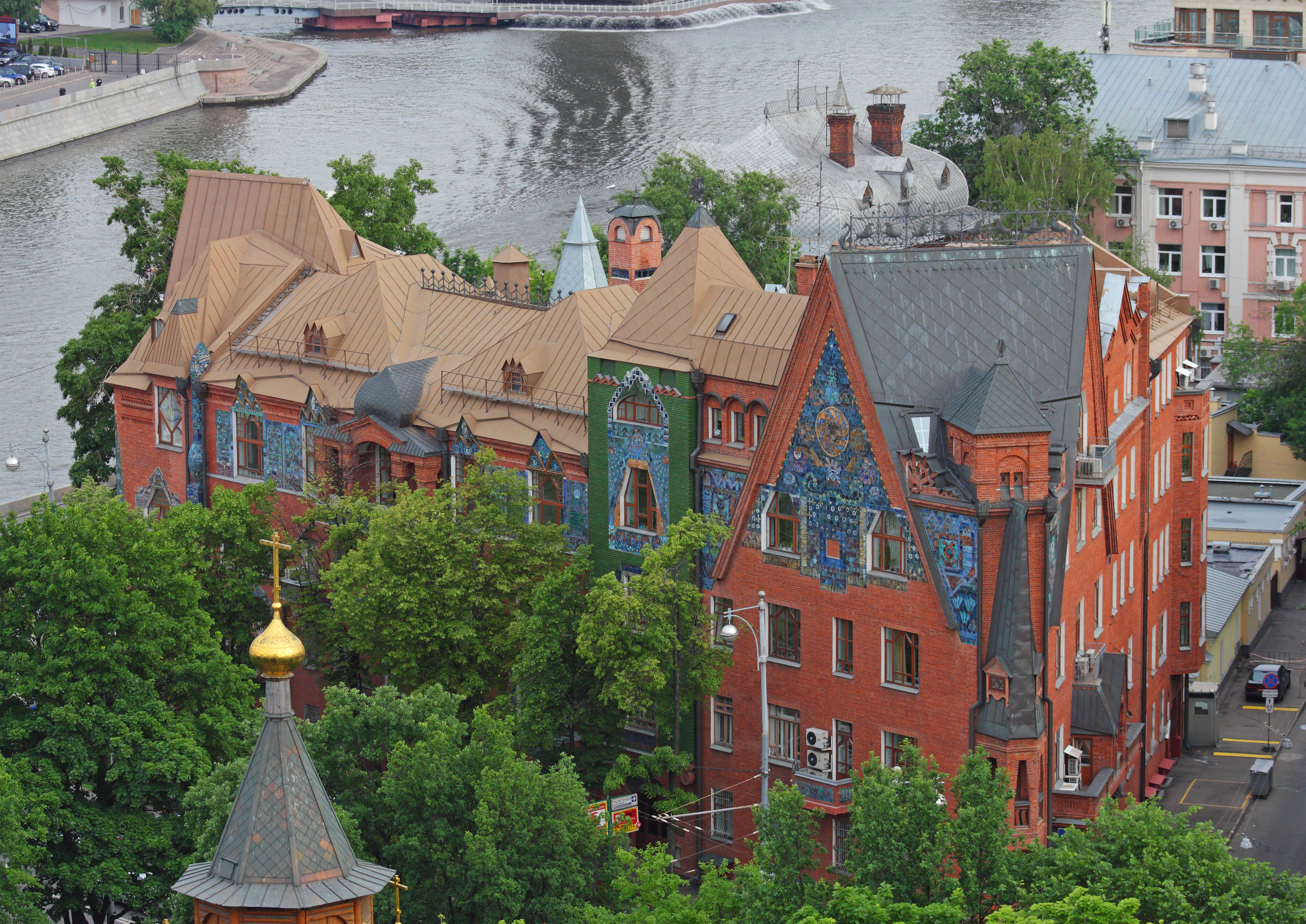
Casa Pertsova de Sergey Malyutin din Moscova (1905–1907)
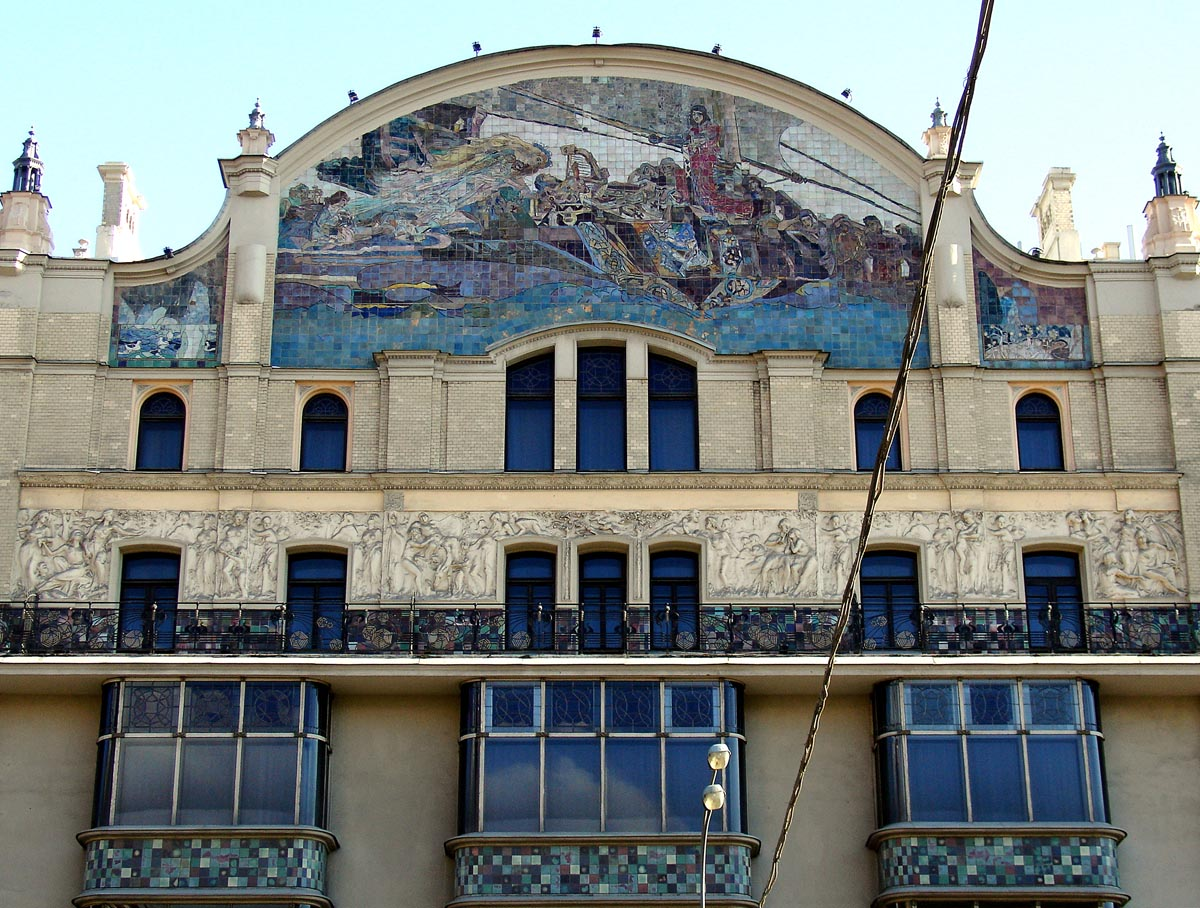
Fațada Hotelului Metropol din Moscova, cu mozaicuri de Mihail Vrubel (1899–1907)
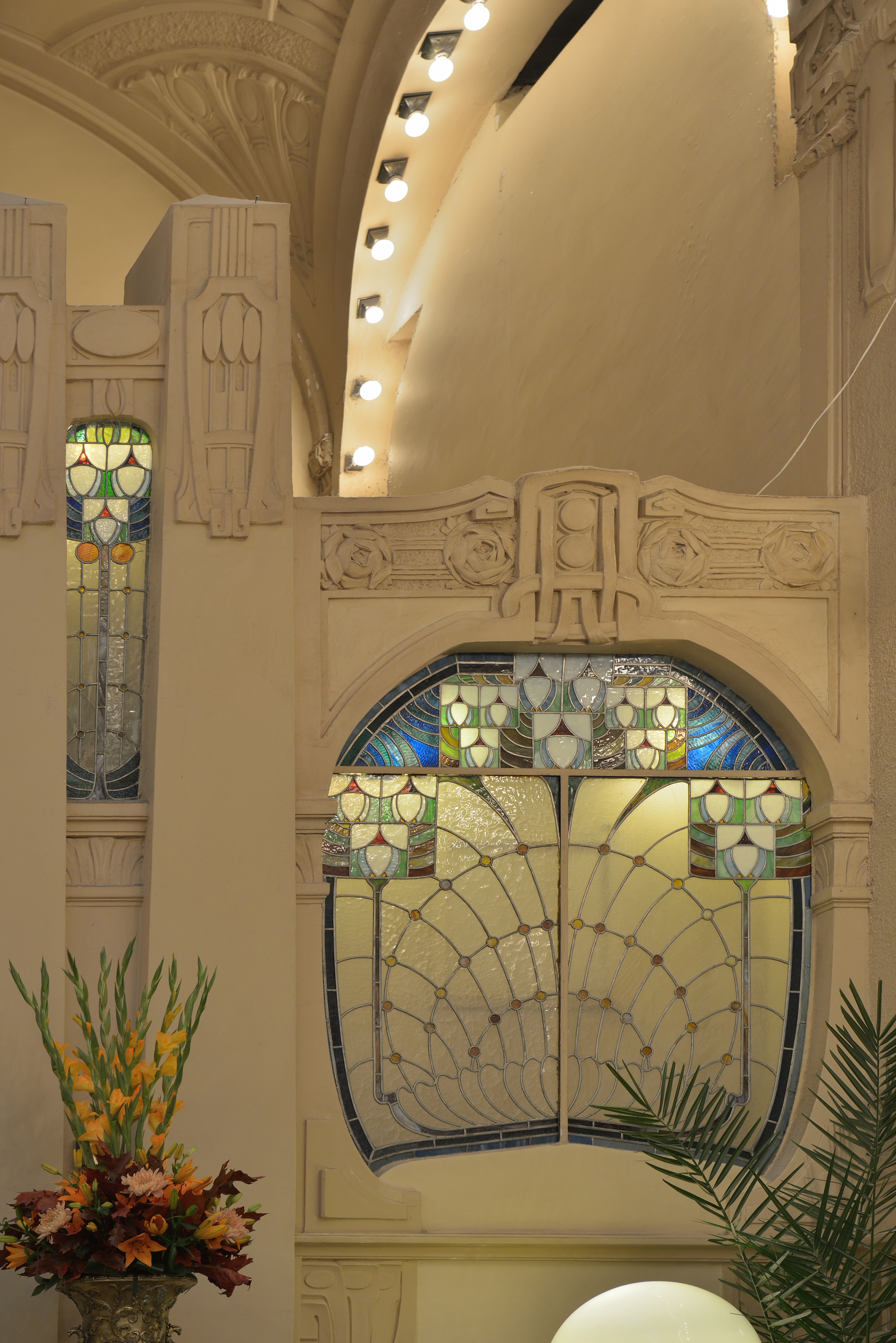
Sala de mese din Grand Hotel Europe, din Sankt Petersburg (1910)
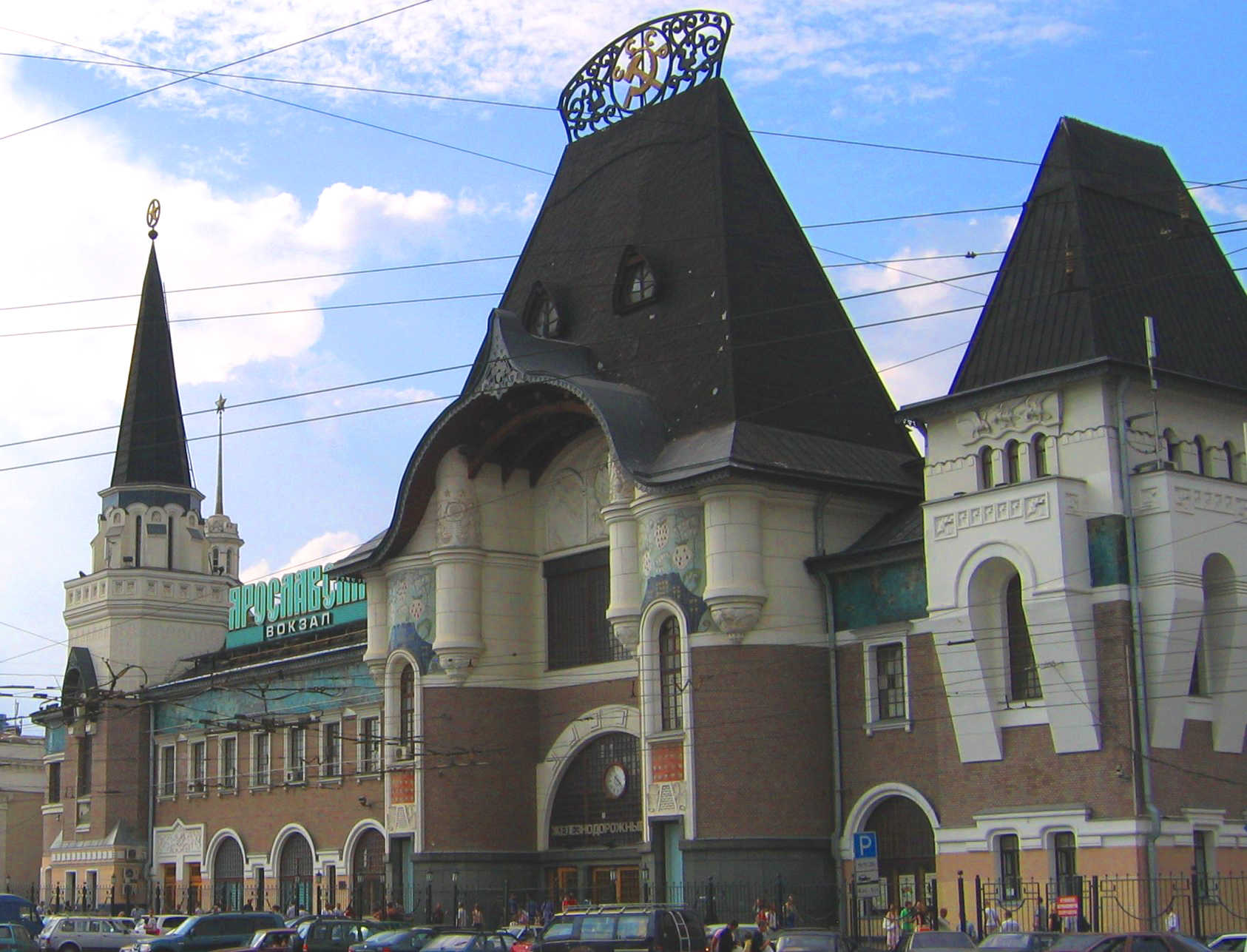
Exteriorul neorusă al Gării Iaroslav de Fyodor Schechtel din Moscova (1902–1904)
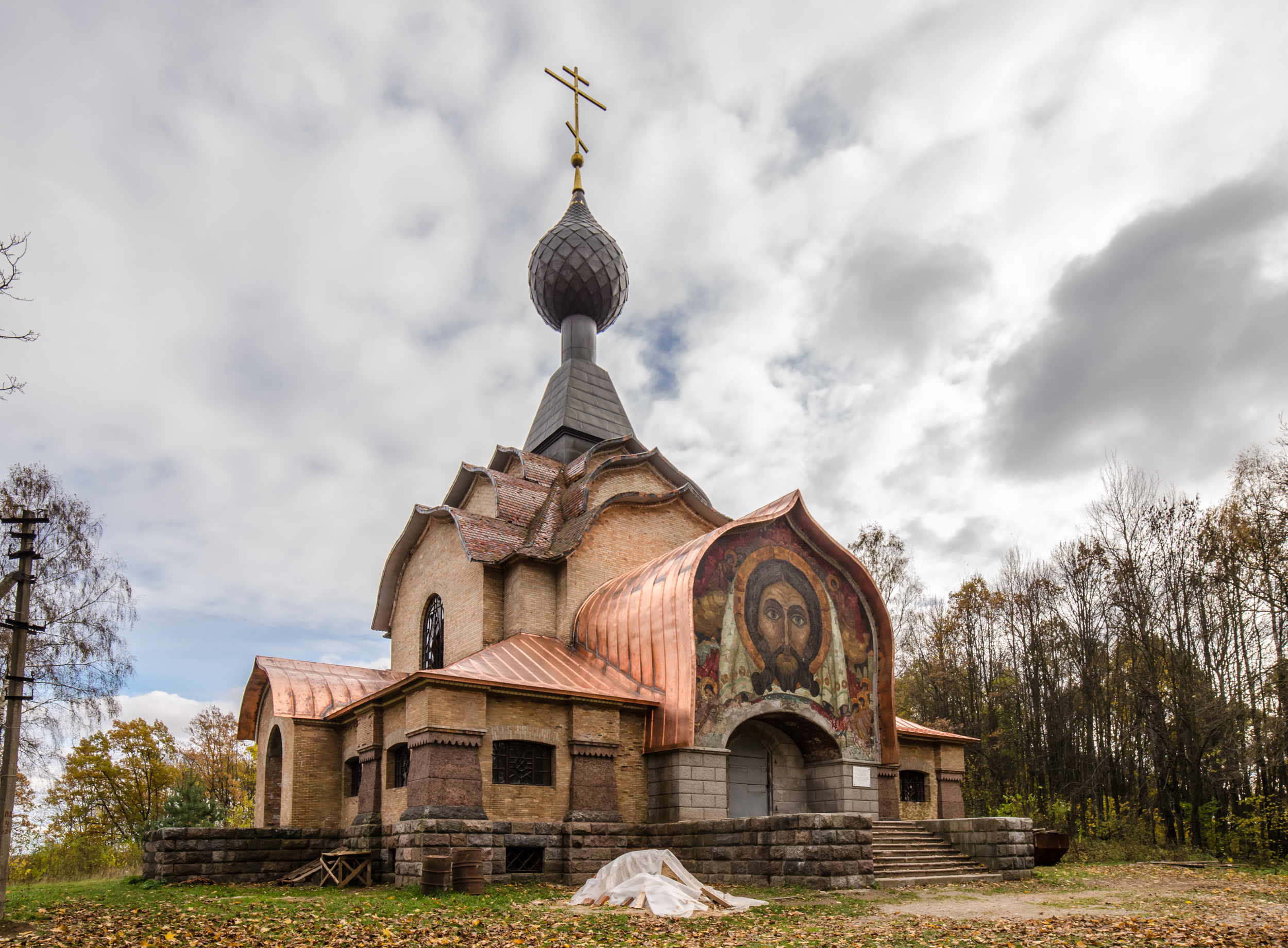
Biserica Sfântului Duh din Talașkino, de Sergey Malyutin

Alți arhitecți ruși ai perioadei au creat arhitectura neorusă, care își are originea în arhitectura istorică rusă. Clădirile astea sunt în cea mai mare parte din lemn și fac referire la Arhitectura Rusiei Kievene. Un exemplu este Casa Teremok din Talașkino (1901–190) de Sergey Malyutin și Casa Pertsova (cunoscută și sub numele de Casa Pertsov) din Moscova (1905–1907). El a fost, de asemenea, un membru al mișcării Mir iskusstva. Arhitectul din Sankt Petersburg, Nikolai Vasilyev, a construit într-o serie de stiluri înainte de a emigra în 1923 în Statele Unite. Această clădire este remarcabilă pentru sculpturile din piatră realizate de Serghei Vâskov, inspirate de sculpturile Catedralei Sfântul Dumitru din Vladimir și Catedrala Sfântul Gheorghe din Yuriev-Polsky din secolele al XII-lea și al XIII-lea. Conventul Marfo-Mariinsky (1908-1912) de Alexei Șciusev este o versiune actualizată a unei biserici ortodoxe clasice ruse. Șciusev a proiectat mai târziu Mausoleul lui Lenin (1924) din Moscova.
Mai multe colonii de artă din Rusia în această perioadă au fost construite în stilul neorus. Cele două cele mai cunoscute colonii sunt situate în Abramtsevo, finanțate de Savva Mamontov, și Talașkino, Gubernia Smolensk, finanțate de prințesa Maria Tenișeva. Un exemplu al arhitecturii neoruse este Conventul Marfo-Mariinsky (1908-1912), o biserică ortodoxă rusă actualizată de Alexei Șciusev, care mai târziu, ironic, a proiectat Mausoleul lui Lenin din Moscova.

### Jūgendstils(Art Nouveau în Riga)

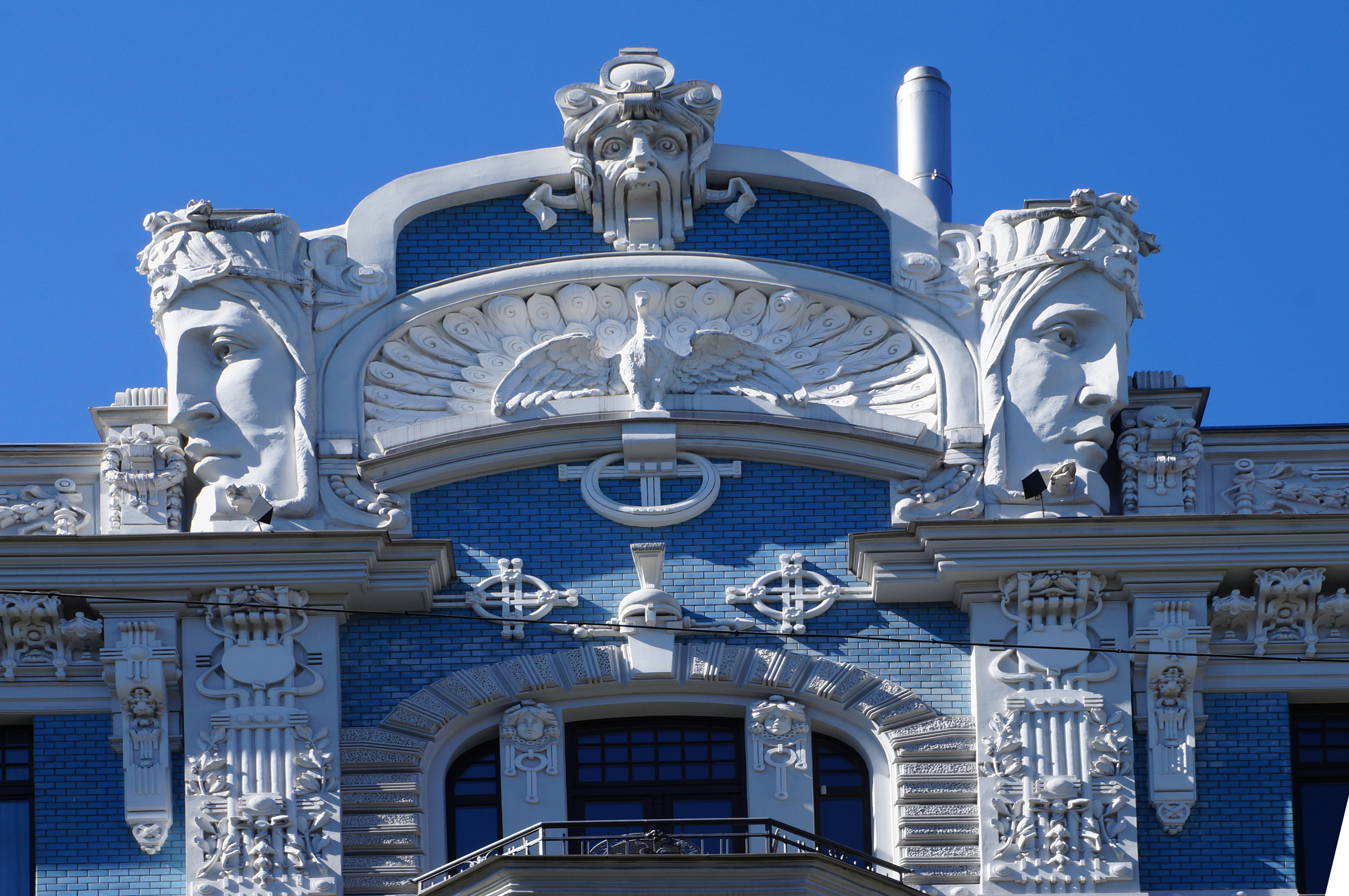
Fațada casei de pe Elizabetes ielā, 10b, de Mihail Eisenstein (1903)
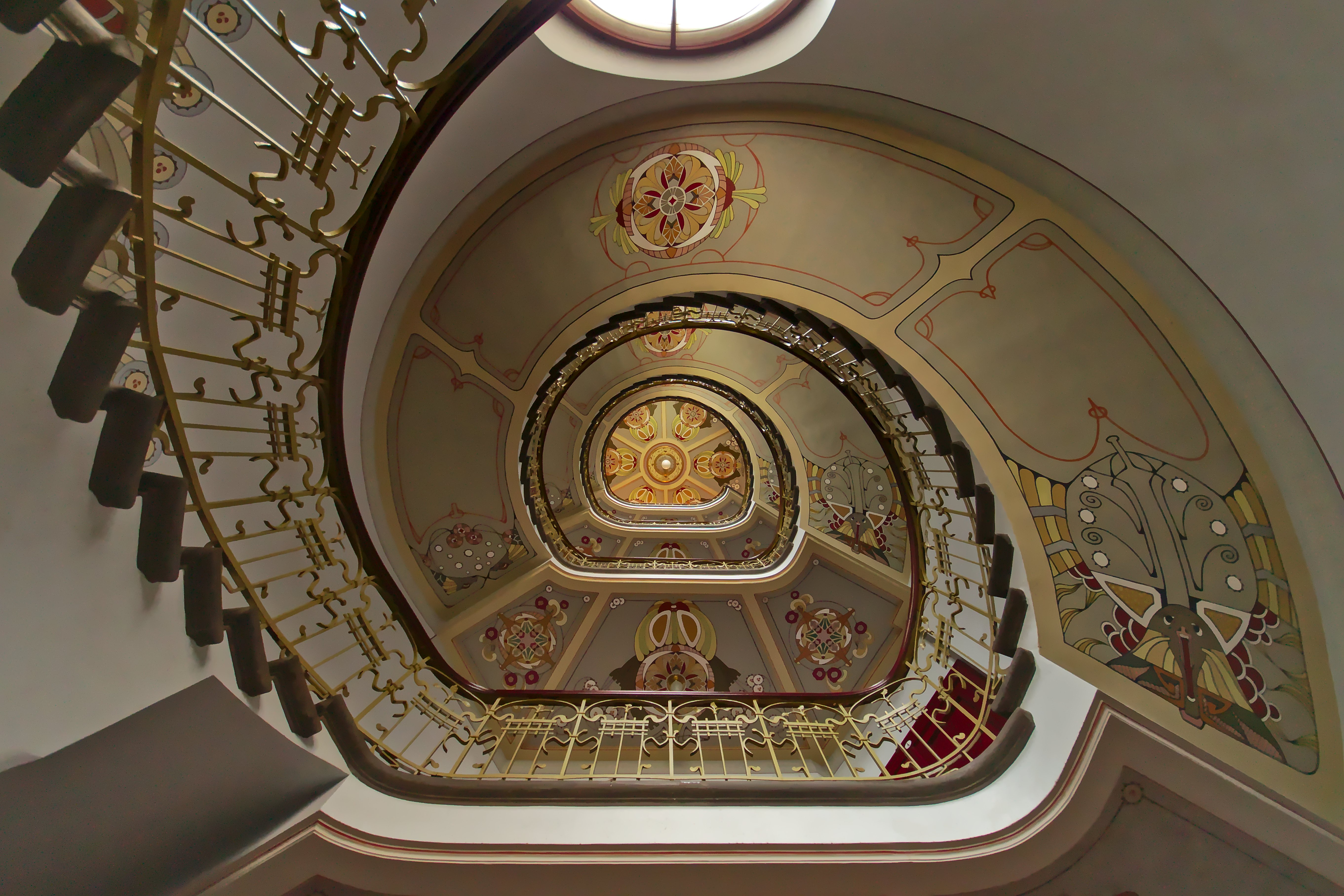
Scară din Casa Pēkšēns de Konstantins Pekšens (1903), care acum găzduiește Muzeul Riga Jūgendstils
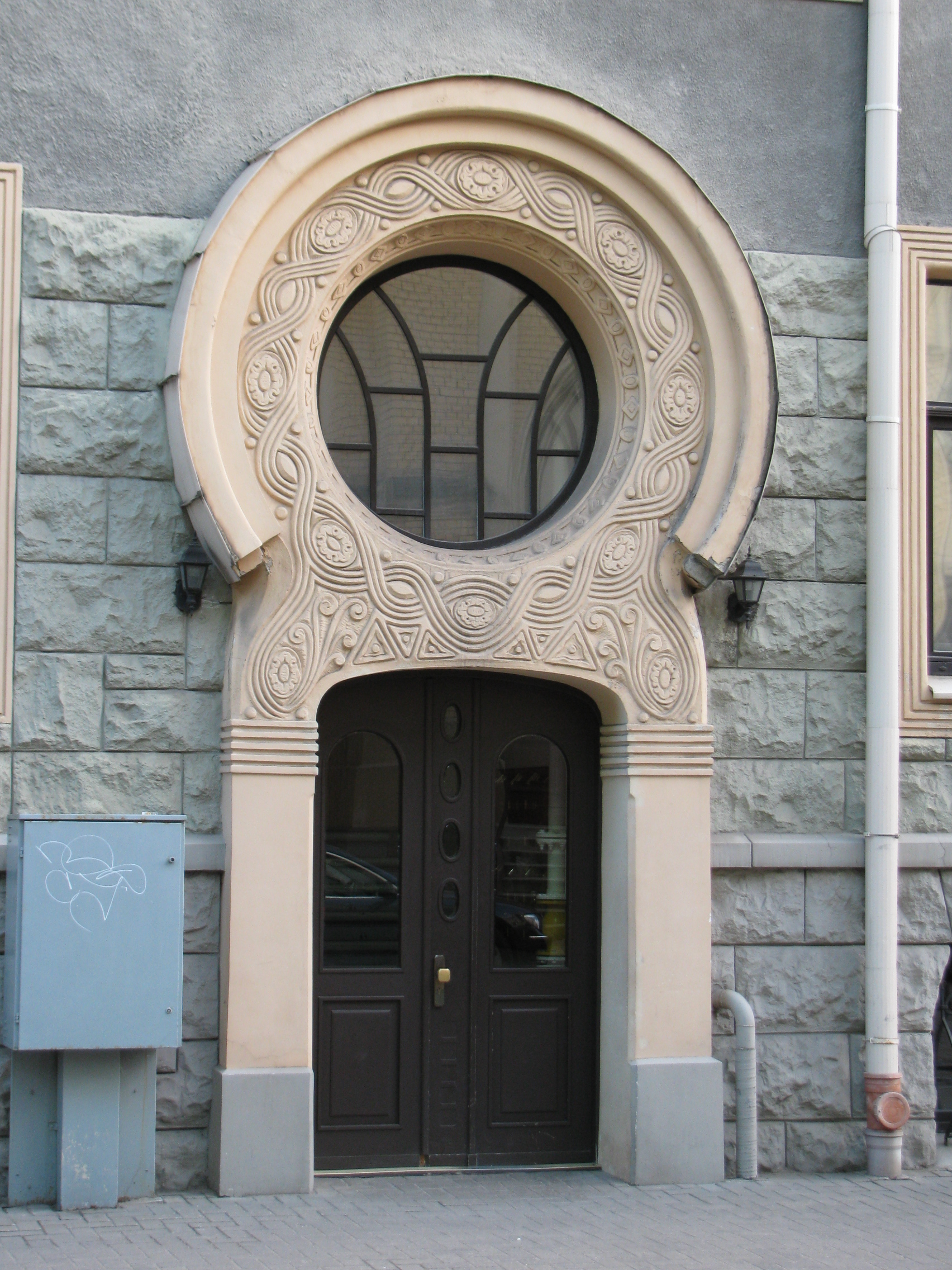
Ornamentație național romantică pe o casă construită de Konstantins Pekšens (1908)
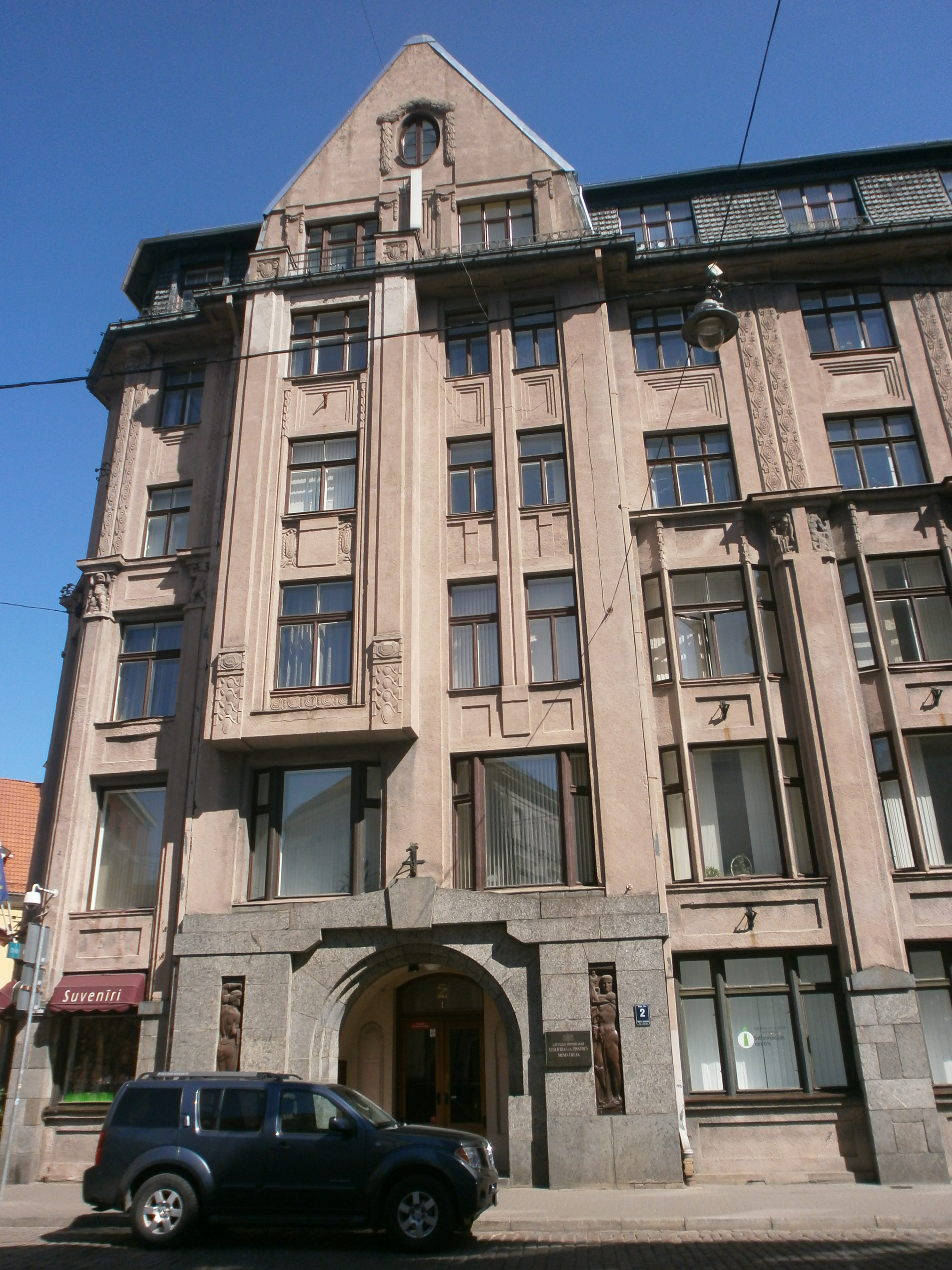
Ministerul educației, construit de Edgar Friesendorf (1911)

Riga, actuala capitală a Letoniei, era la acea vreme unul dintre marile orașe ale Imperiului Rus. Arhitectura Art Nouveau din Riga s-a dezvoltat totuși după propria sa dinamică, iar stilul a devenit copleșitor de popular în oraș. La scurt timp după Expoziția Etnografică din Letonia în 1896 și Expoziția Industrială și de Artizanat din 1901, Art Nouveau-ul a devenit stilul dominant în oraș. Astfel, arhitectura Art Nouveau reprezintă o treime din toate clădirile centrului Rigăi, ceea ce o face orașul cu cea mai mare concentrare a acestor clădiri oriunde în lume. Cantitatea și calitatea arhitecturii Art Nouveau au fost printre criteriile pentru includerea Riga în patrimoniul cultural mondial UNESCO.
În Riga există diferite variante de arhitectură Art Nouveau:
- în Art Nouveau-ul eclectic, florile și alte elemente de decor inspirate din natură sunt cele mai populare. Exemple ale variantei ăsteia sunt lucrările lui Mihail Eisenstein;
- în Art Nouveau-ul perpendicular, ornamentele geometrice sunt integrate în compozițiile verticale ale fațadelor. Câteva magazine mari au fost construite în stilul ăsta, iar uneori este denumit și „stil de magazine” sau „Warenhausstil” în germană;
- Art Nouveau-ul romantic național e inspirat de arta populară locală, de volumele monumentale și de folosirea materialelor naturale de construcție.

Unele clădiri neoclasice de mai târziu au și detalii Art Nouveau.

### Style Sapinîn La Chaux-de-Fond (Elveția)

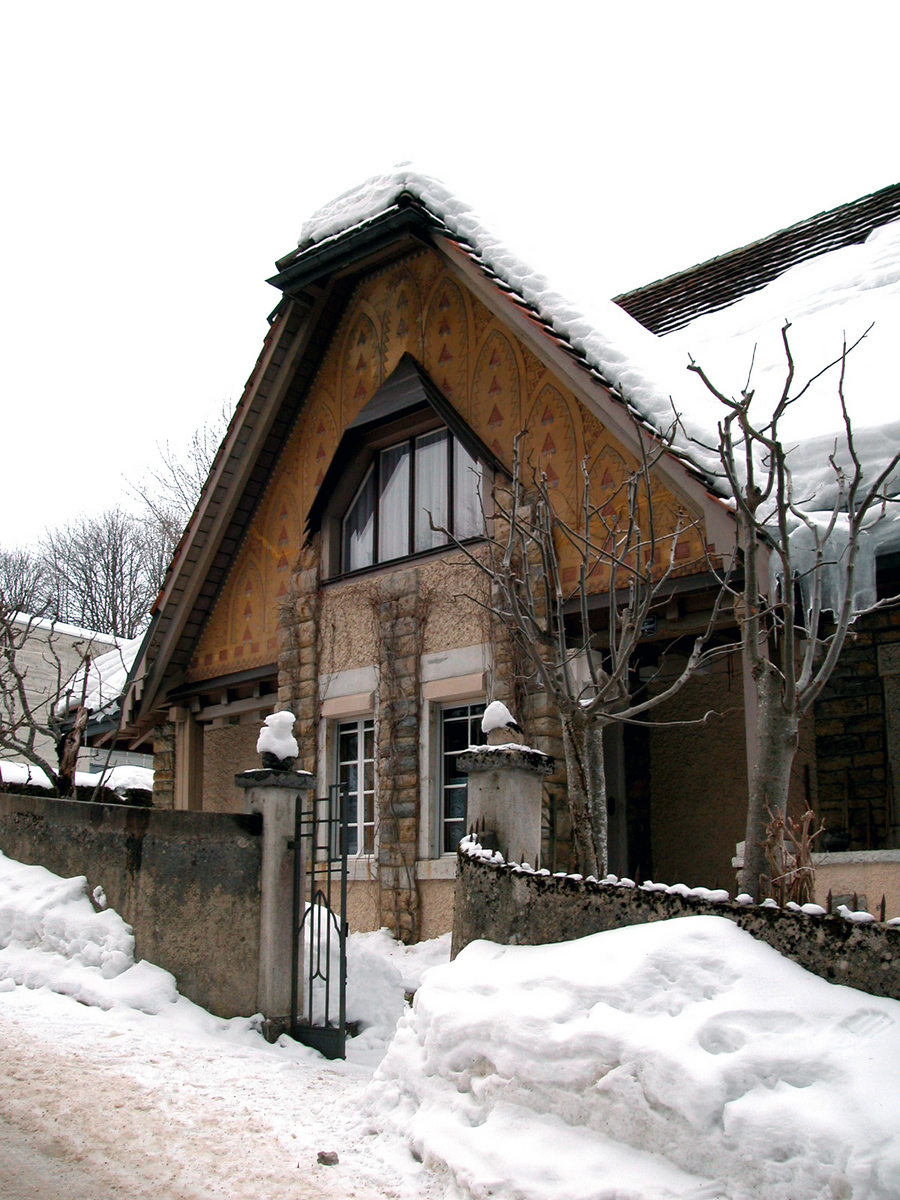
Vila Fallet cu ornamentația inspirată de brazi (1906), de Eduard Jeanneret (Le Corbusier) (1905)
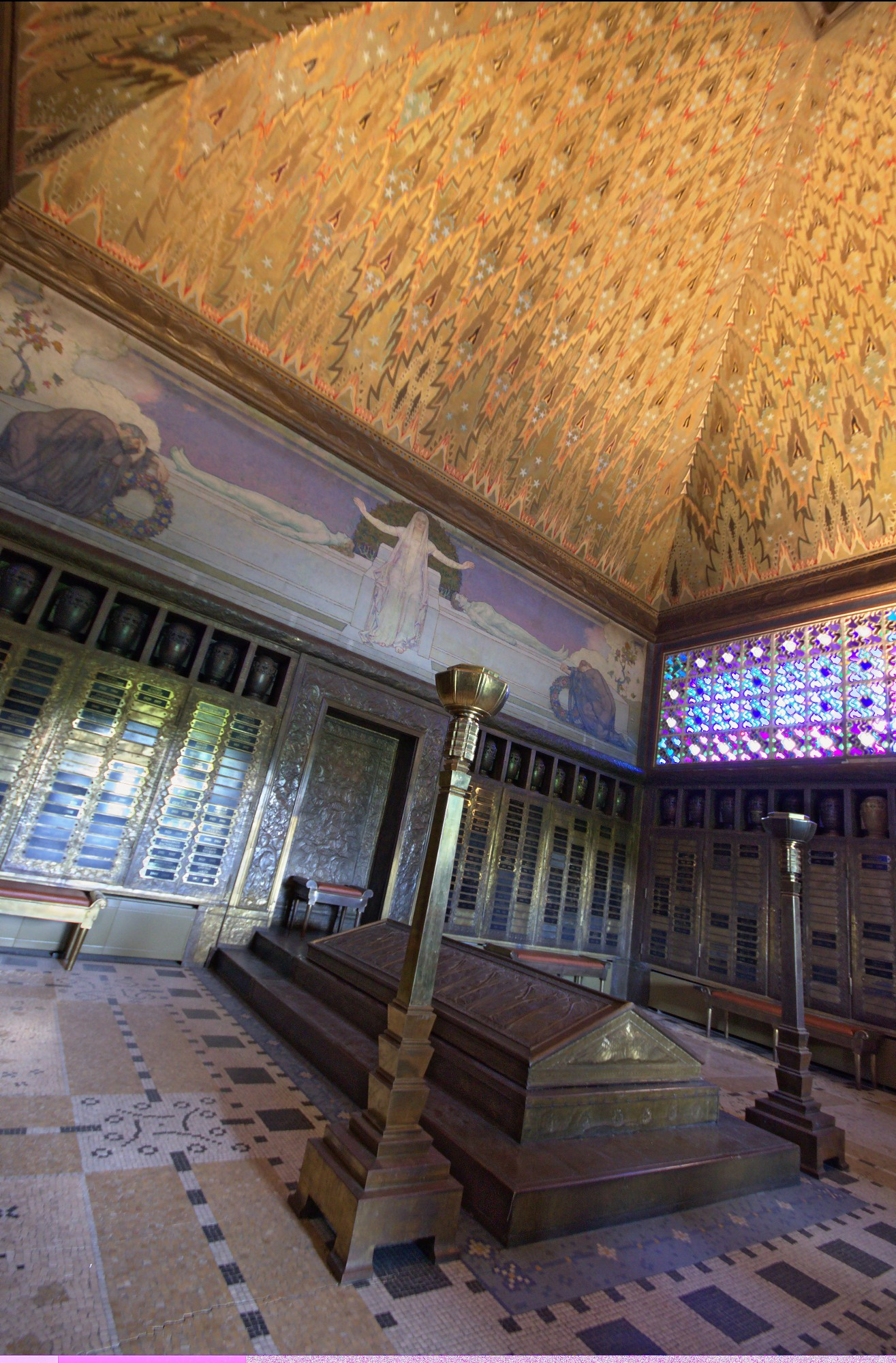
Crematoriu (1908–10), interior, cu un design stilizat de brad pe tavan.  Mai târziu au fost adăugate picturile simboliste de L’Epplattenier.
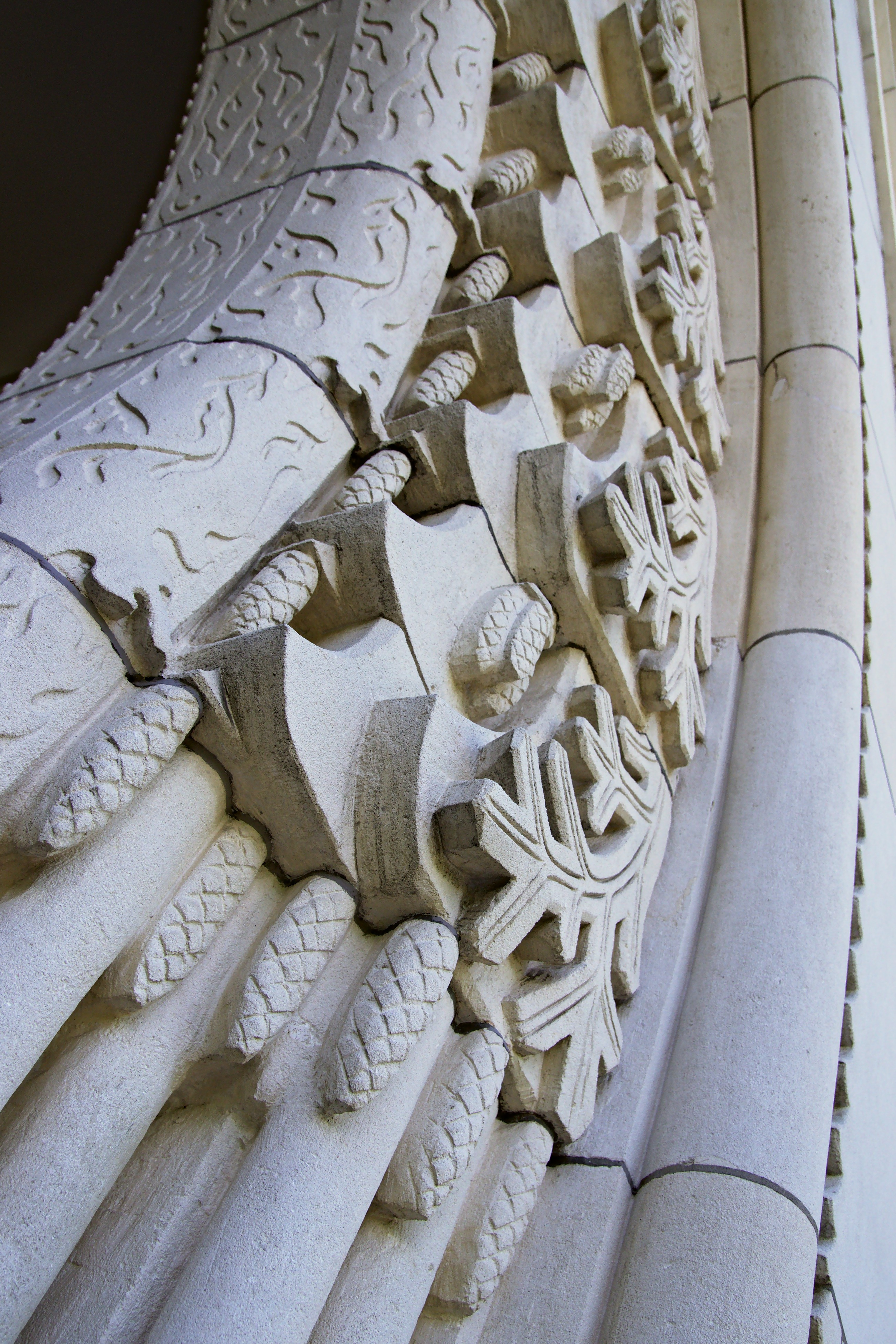
Crematoriu (1908–10), cu detalii stilizate „sapin” sau con de brad
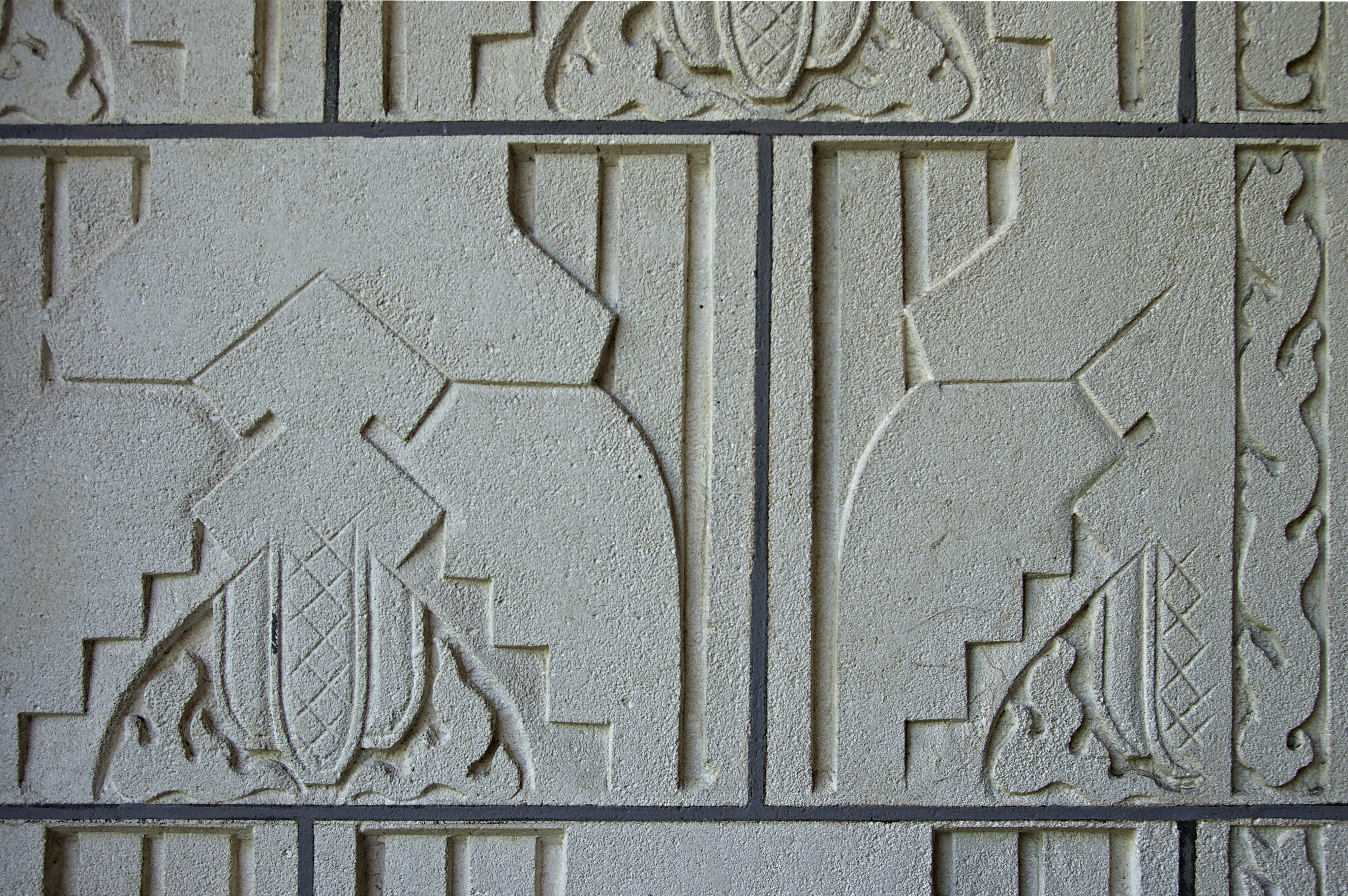
Crematoriu (1908–10), cu detalii inspirate de conurile de brad

O variantă numită „Style Sapin” („Stilul brad”) a apărut în La Chaux-de-Fonds, în Cantonul Neuchâtel din Elveția.  Stilul a fost lansat de pictorul și artistul Charles l'Eplattenier și e inspirat în special de brazi, dar și de alte plante, și animale sălbatice din Munții Jura. Una dintre lucrările sale cele mai importante e Crematoriul din oraș, care a prezentat forme triunghiulare inspirate de copaci, conuri de pin și alte teme naturale din regiune. Stilul s-a îmbinat și cu elementele stilistice mai geometrice ale Jugendstilului și cele ale secesiunii vieneze.
O altă clădire notabilă în stilul ăsta e Vila Fallet din La Chaux-de-Fonds, o cabană proiectată și construită în 1905 de un student al L'Epplattenier, Charles-Édouard Jeanneret, în vârstă de optsprezece ani, care a devenit ulterior mai bine cunoscut sub numele de „Le Corbusier”, Forma casei e una de cabană elvețiană tradițională, dar ornamentația fațadei include copaci triunghiulari și alte caracteristici naturale. Jeanneret a construit încă două cabane în zonă, inclusiv Vila Stotzer, într-un stil mai tradițional de chalet.
.

### Tiffany Styleși Louis Sullivan în Statele Unite

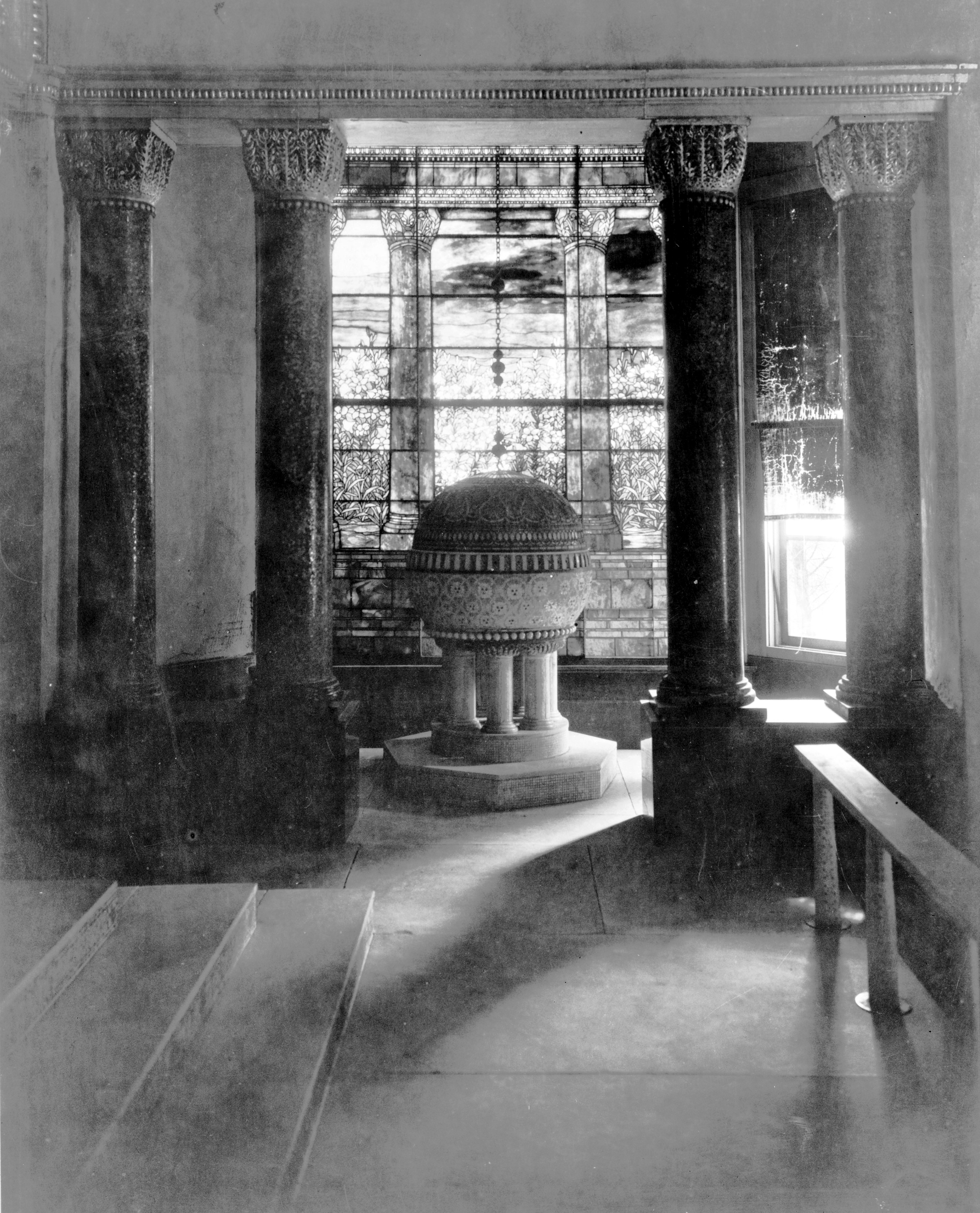
Capela Tiffany din 1893 Word's Columbian Exposition, acum în Muzeul de Artă Americană Charles Hosmer Morse din Winter Park (Florida)
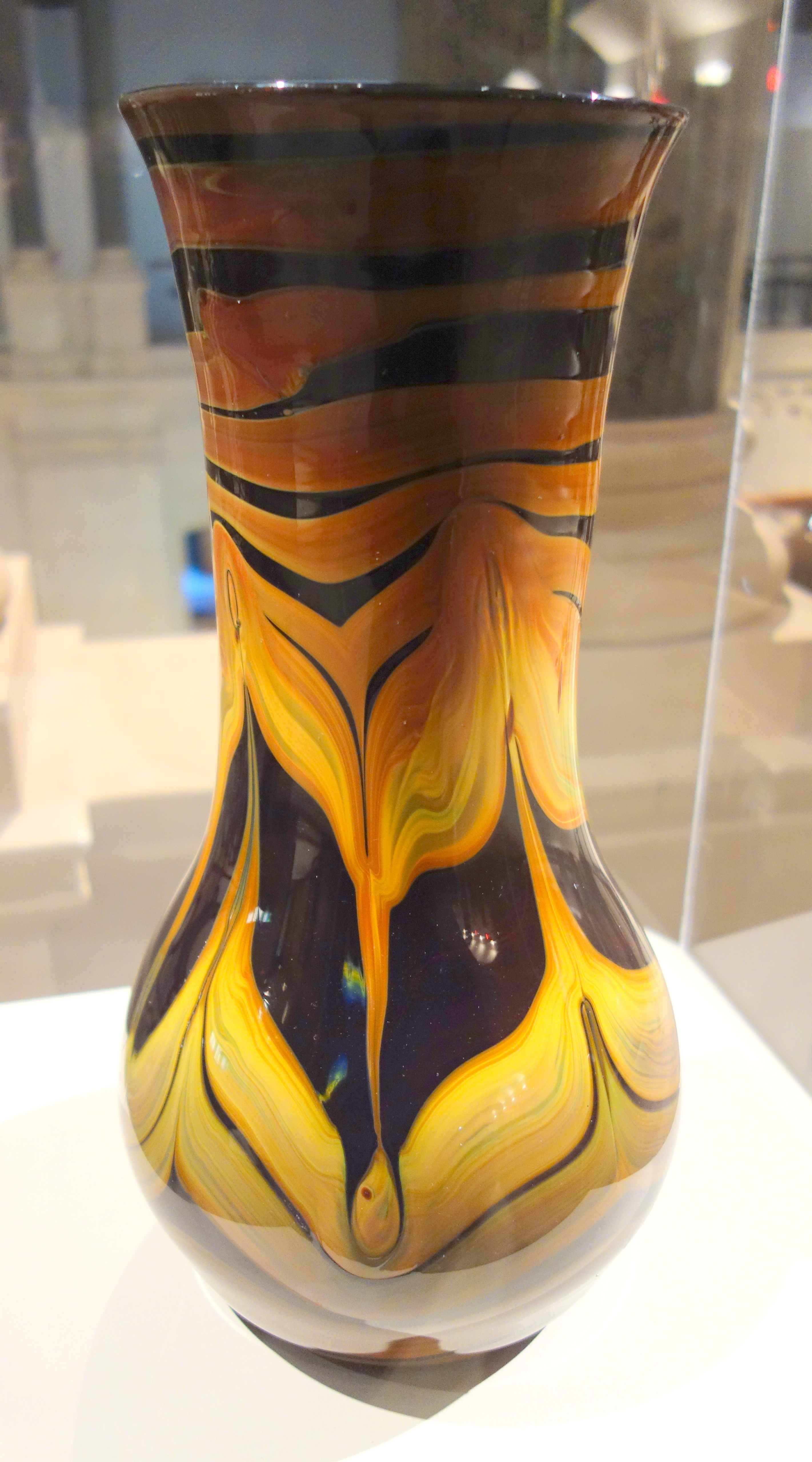
Vază de sticlă de Louis Comfort Tiffany, acum în Muzeul de Artă din Cincinnati (1893–1896)
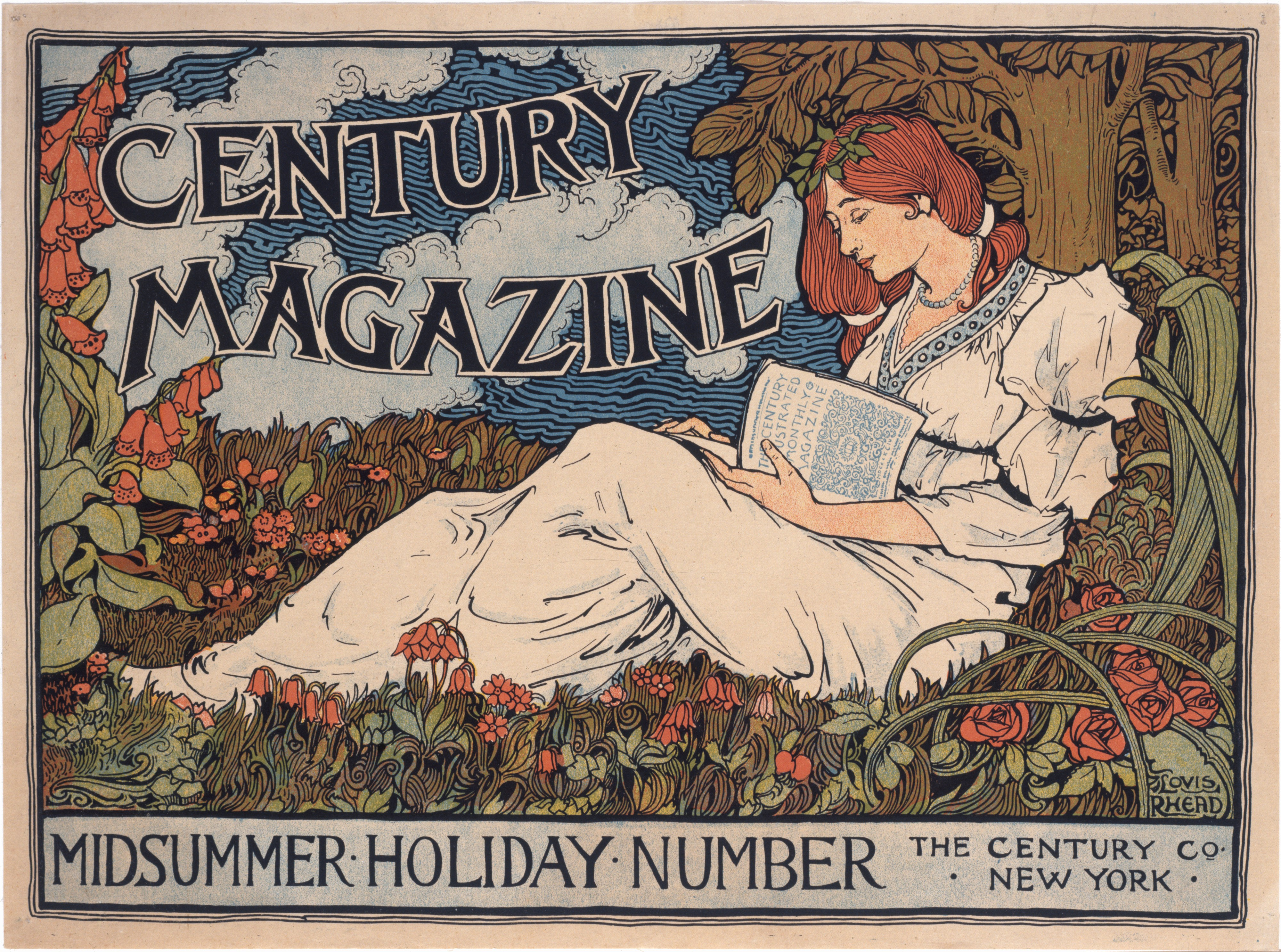
Posterul Century de Louis John Rhead (1894)
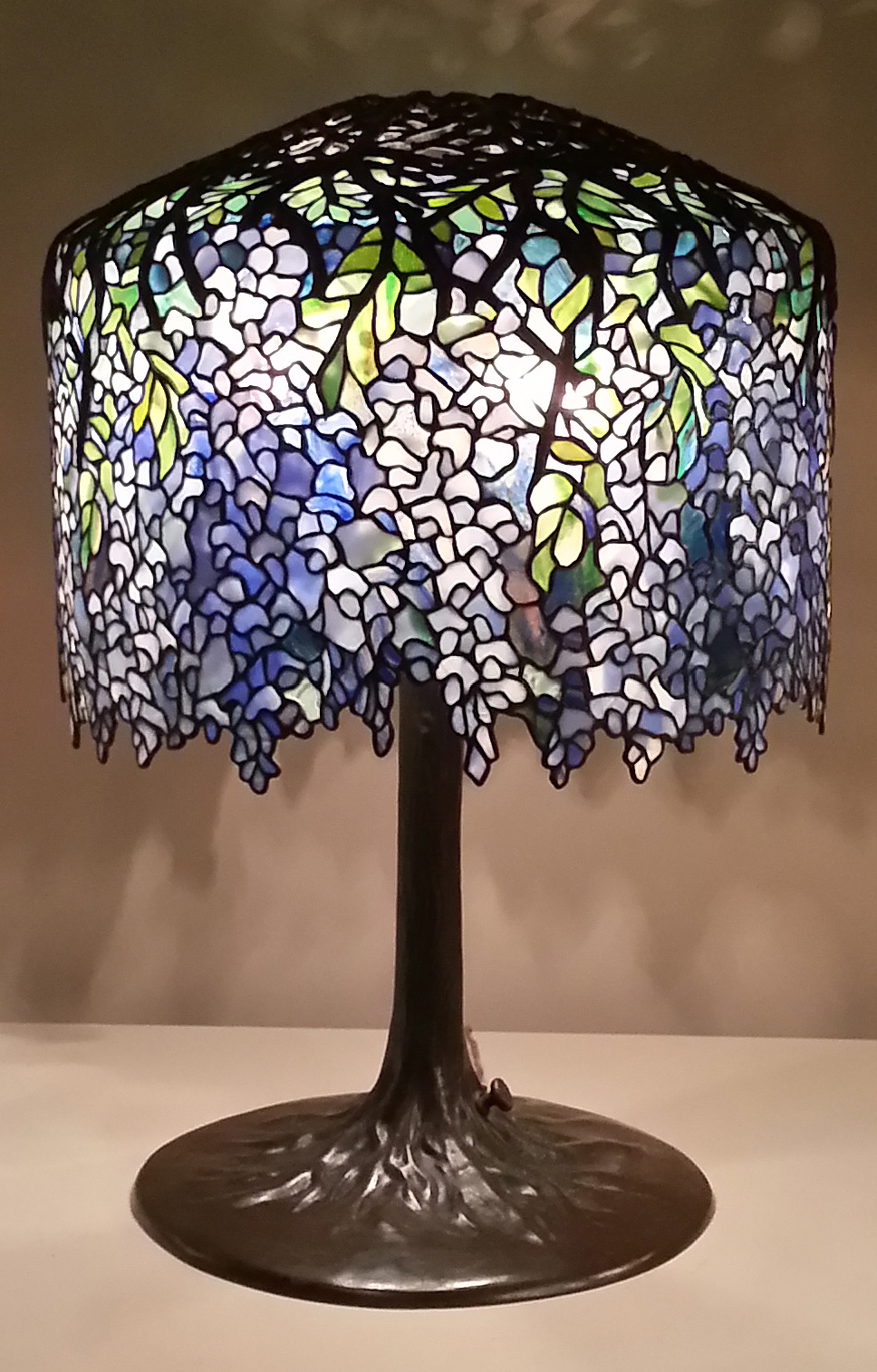
Lampă wisteria de Louis Comfort Tiffany (circa 1902), în Muzeul de Arte Frumoase din Virginia
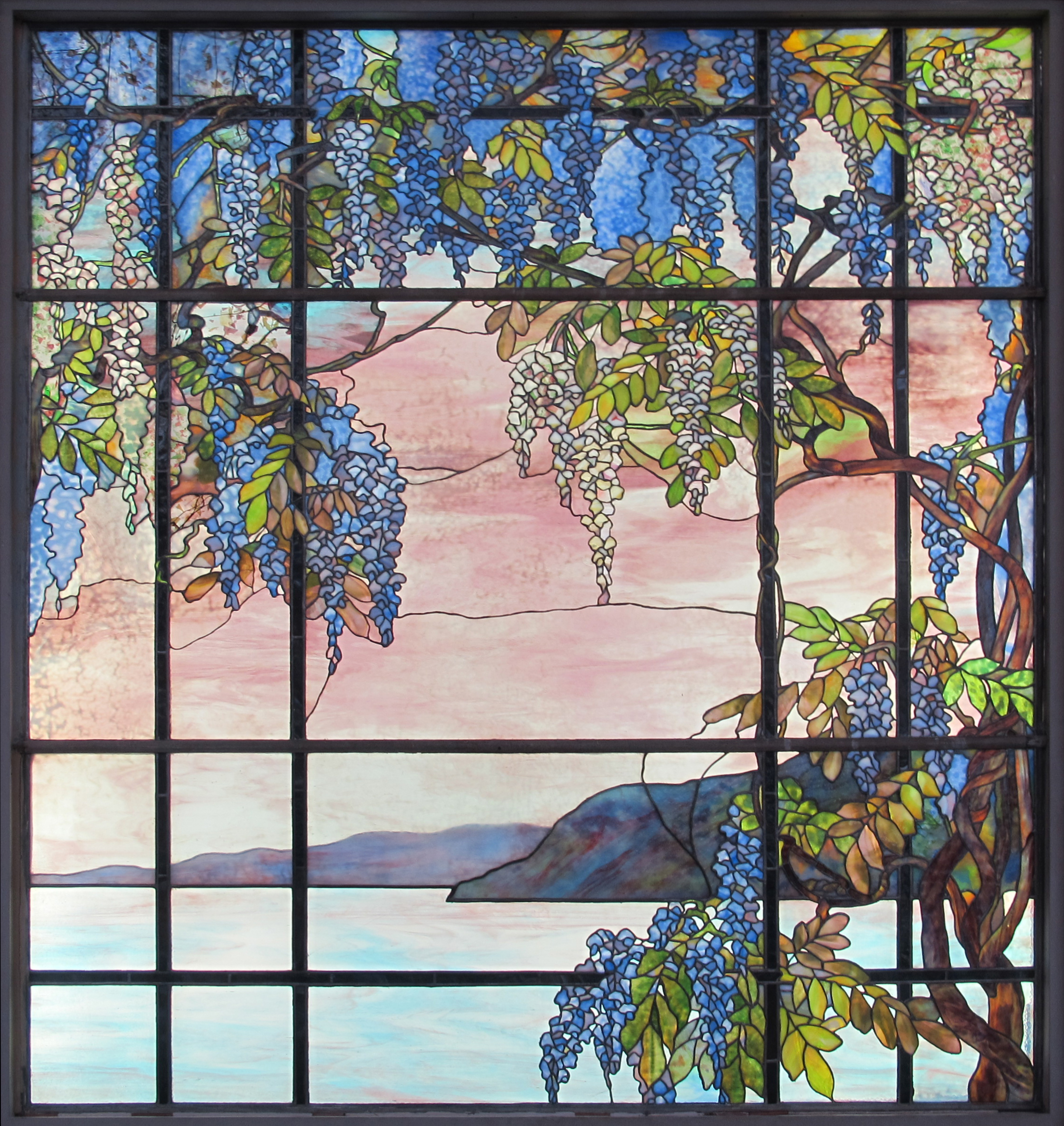
Fereastră Tiffany în casa lui din Oyster Bay (New York)
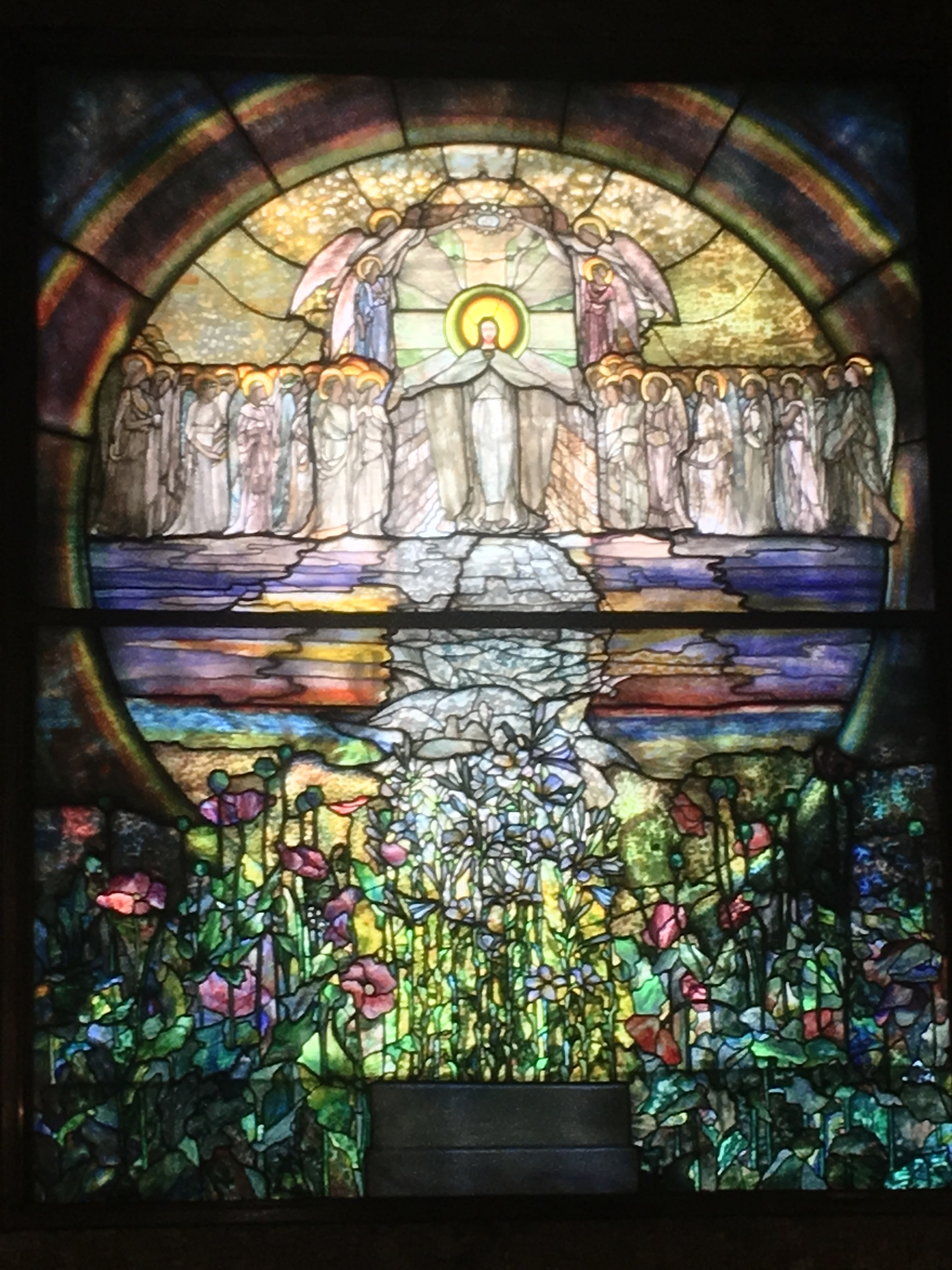
Fereastra Zborul Sufletelor de Louis Comfort Tiffany, care a câștigat o medalie de aur la Expoziția Universală de la Paris din 1900
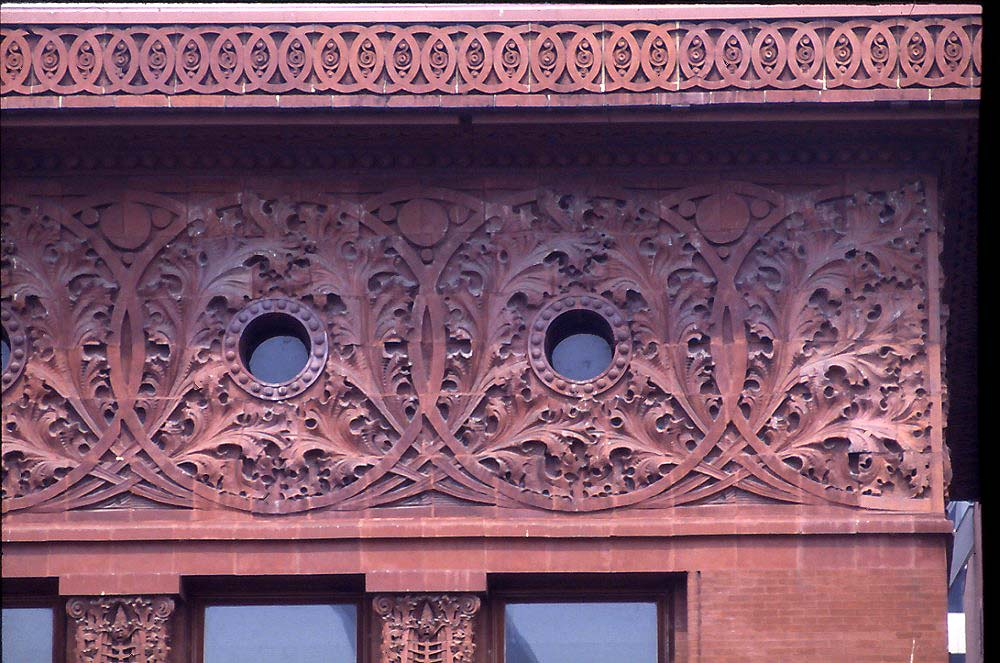
Ferestre ale Clădirii Wainwright de Louis Sullivan (1891)
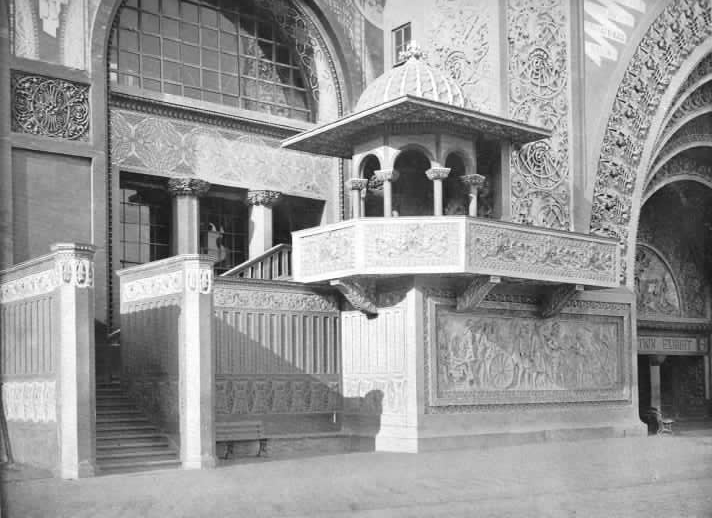
Ornamente ale Clădirii de Transport din Chicago, de Louis Sullivan (1893)
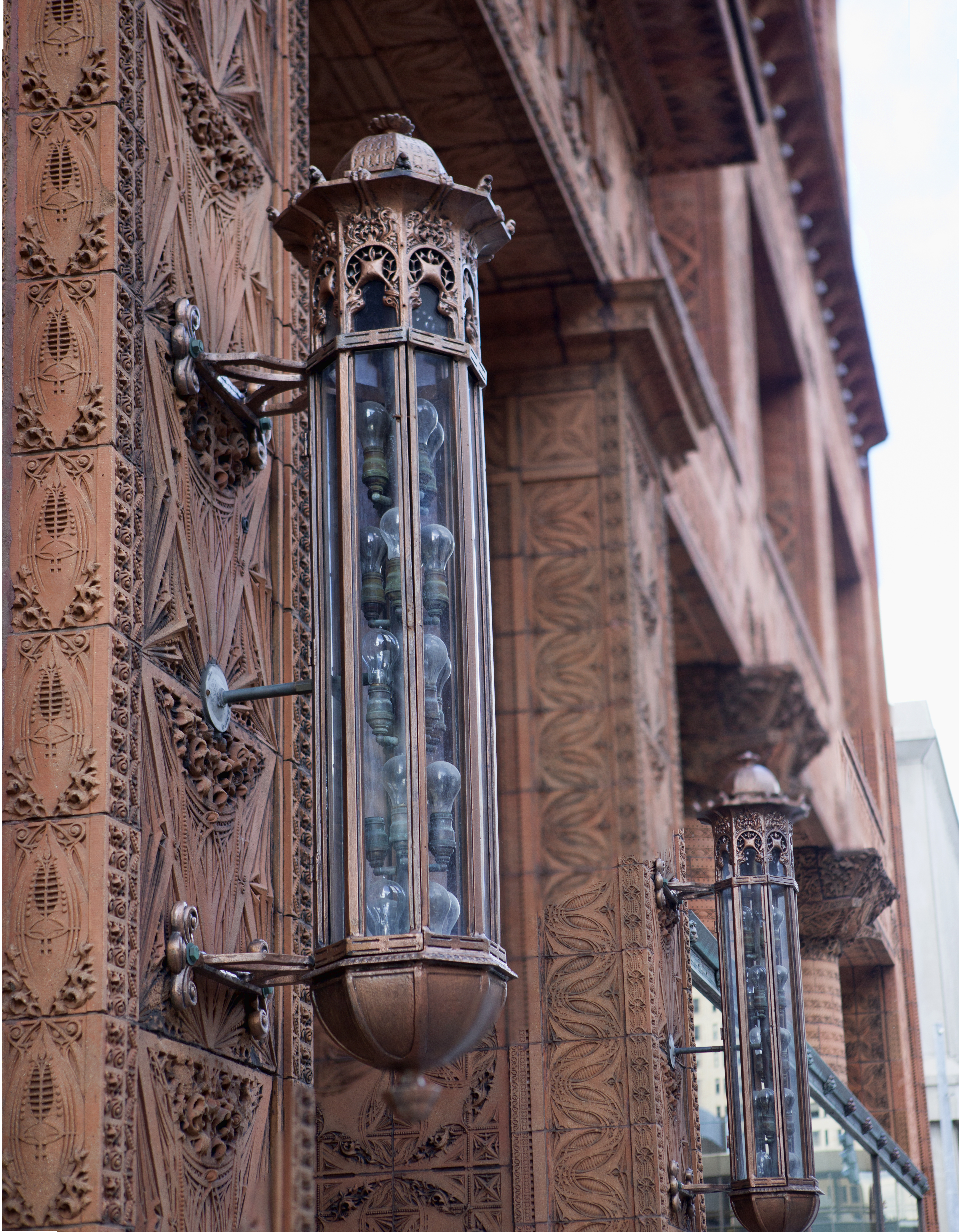
Detaliu al Clădirii Guaranty din New York, de Louis Sullivan (1896)
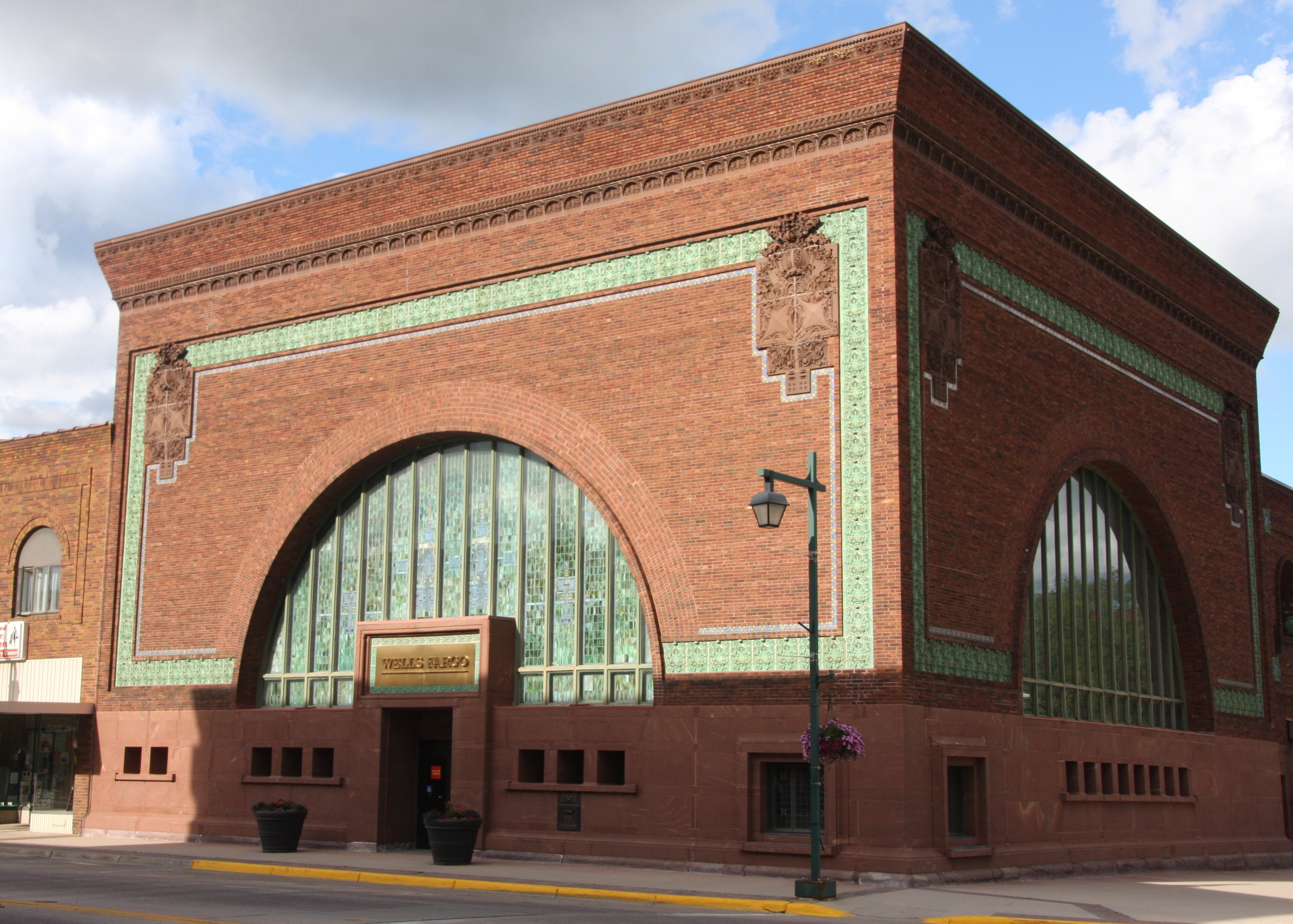
Banca Națională a Agricultorilor din Owatonna de Louis Sullivan (1907–1908)

În Statele Unite, firma lui Louis Comfort Tiffany a jucat un rol central în Art Nouveau-ul american. Născut în 1848, a studiat la Academia Națională de Design din New York, a început să lucreze cu sticla la 24 de ani, a intrat în afacerea familială începută de tatăl său, iar în 1885 și-a înființat propria întreprindere dedicată sticlei fine și a dezvoltat noi  tehnici pentru colorarea ei. În 1893, a început să realizeze vase și boluri de sticlă, dezvoltând din nou tehnici noi care permit forme și colorare mai originale și a început să experimenteze cu geamuri decorative. Straturile de sticlă erau tipărite, marmurizate și suprapuse, conferind o bogăție excepțională și o varietate de culori. În 1895, noile sale lucrări au fost prezentate în galeria Art Nouveau a lui Siegfried Bing, oferindu-i o nouă clientelă europeană. După moartea tatălui său în 1902, a preluat întreaga întreprindere Tiffany, dar tot a dedicat mare parte din timp proiectării și fabricării operelor de artă din sticlă. La îndemnul lui Thomas Edison, a început să producă lămpi electrice cu nuanțe de sticlă multicolore în structuri din bronz și fier, sau decorate cu mozaicuri, produse în numeroase serii și ediții, realizate fiecare cu o grijă de o bijuterie. O echipă de designeri și meșteri au lucrat la fiecare produs. Lampa Tiffany a devenit, în special, reprezentativă pentru Art Nouveau, dar meșterii (și femeile meștere) ai lui Tiffany au proiectat și confecționat ferestre, vaze și alte artă din sticlă extraordinare. Sticla lui Tiffany a avut și un mare succes la Expoziția Universală de la Paris din 1900, vitraliul său numit Zborul Sufletelor câștigând o medalie de aur. Expoziția columbiană a fost un loc important pentru Tiffany; o capelă pe care a proiectat-o a fost arătată la Pavilionul de Artă și Industrie. Capela Tiffany, împreună cu una dintre ferestrele casei ale din New York, sunt acum expuse în Muzeul de Artă Americană Charles Hosmer Morse din Winter Park (Florida).
O altă figură importantă a Art Nouveau-ului american e arhitectul Louis Sullivan. Sullivan a fost un pionier principal al arhitecturii moderne americane. E fondatorul Școlii de la Chicago, arhitectul unora dintre primii zgârie-nori și profesorul lui Frank Lloyd Wright. Cea mai cunoscută zicală a sa a e „Forma urmărește funcția”. În timp ce forma clădirilor sale era modelată de funcția lor, decorarea sa e un exemplu de Art Nouveau american. La 1893 World's Columbian Exposition din Chicago, cel mai bine cunoscut pentru arhitectura neoclasică a renumitului său oraș alb, a proiectat o intrare spectaculoasă Art Nouveau pentru Clădirea de Transport.

### Art Nouveau în Argentina

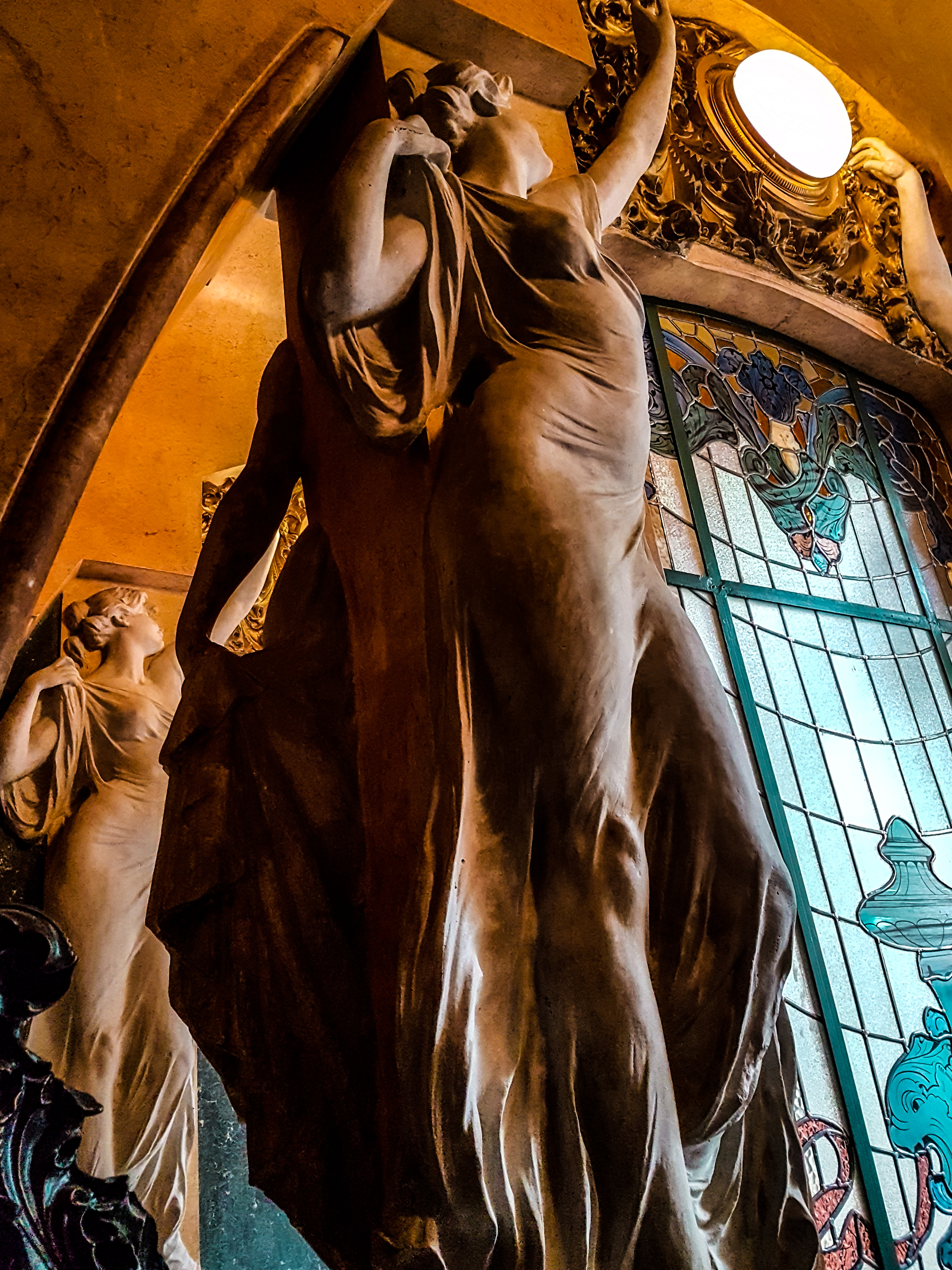
Vitraliu și sculpturi de Ercole Pasina în Casa Calise din Buenos Aires (1911)
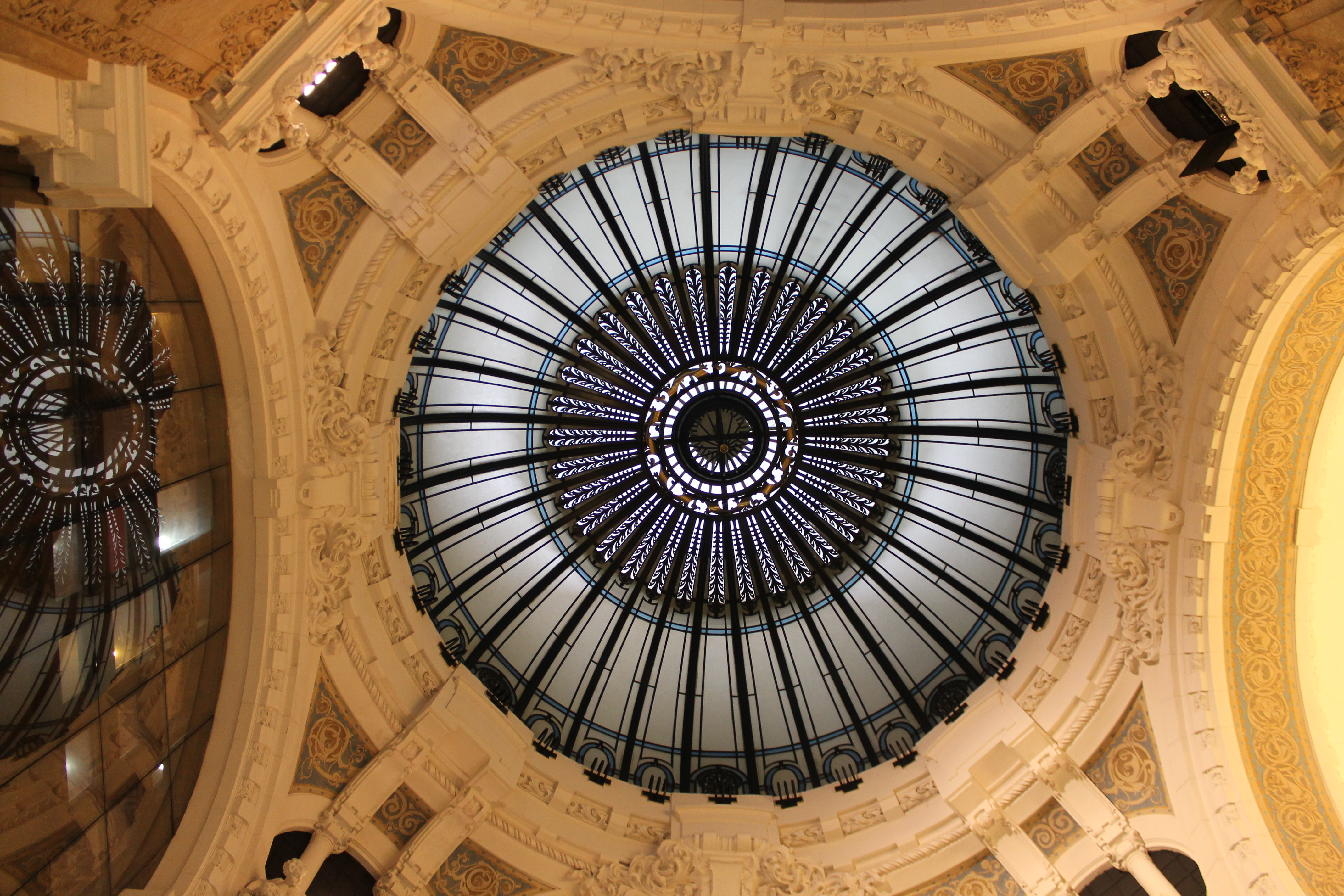
Interior din Galería Güemes (Buenos Aires) de Francisco Gianotti (1913)
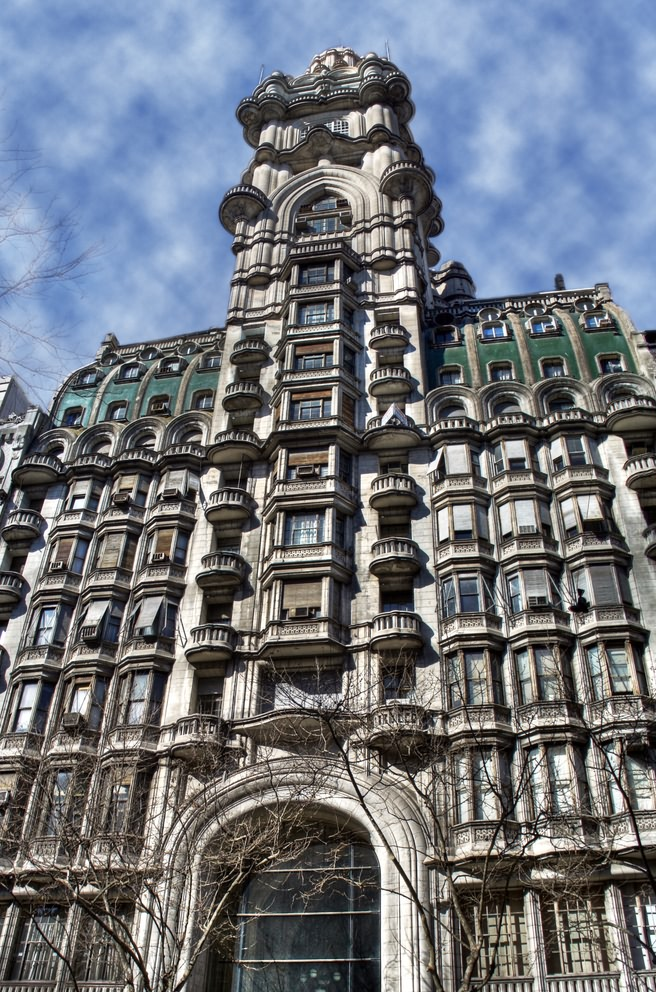
Palacio Barolo din Buenos Aires de Mario Palanti (1919-1923)
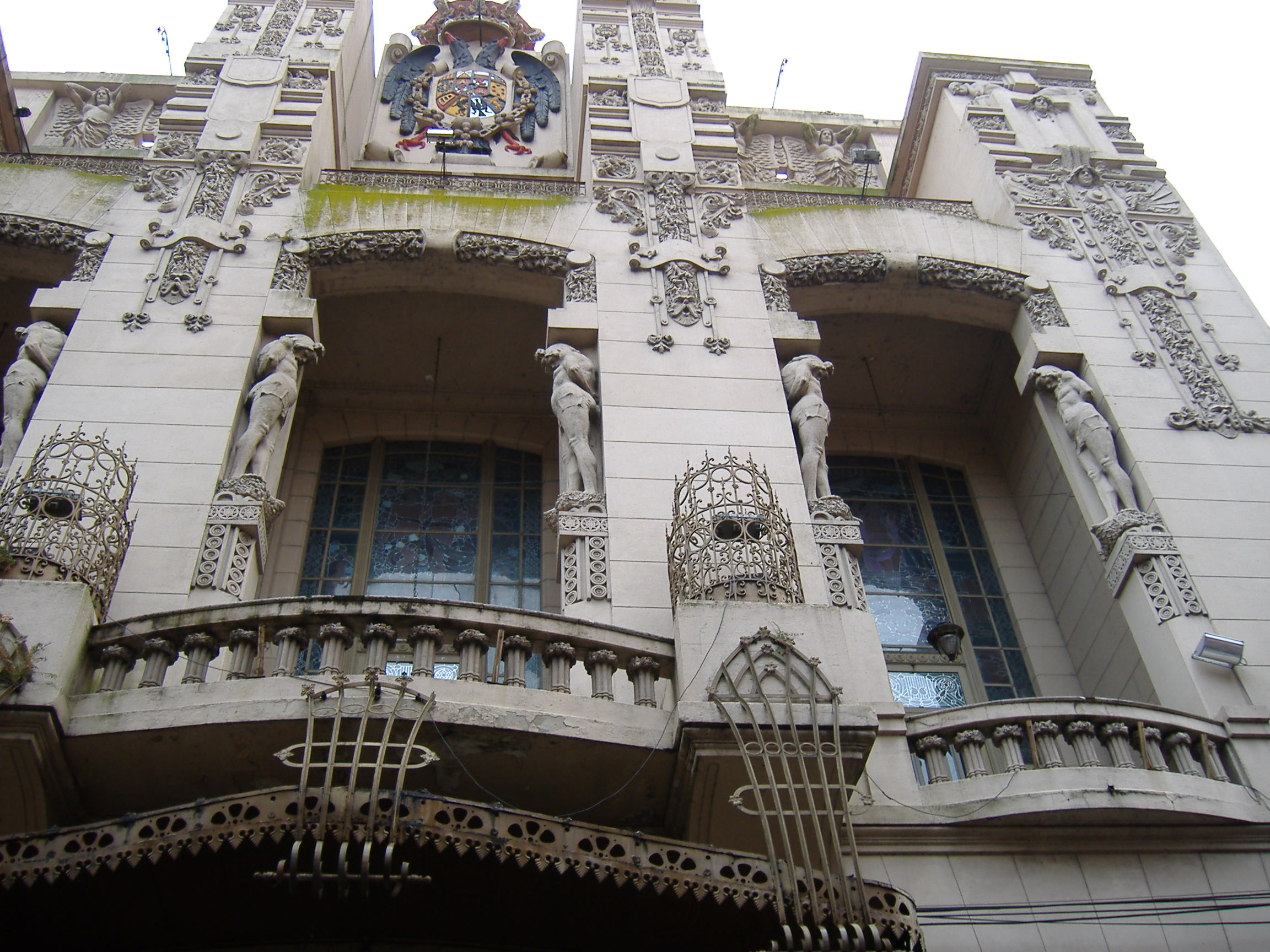
Lucrătură de metal, ceramică și statui pe fațada Clădirii Club Español, din Rosario (1912)
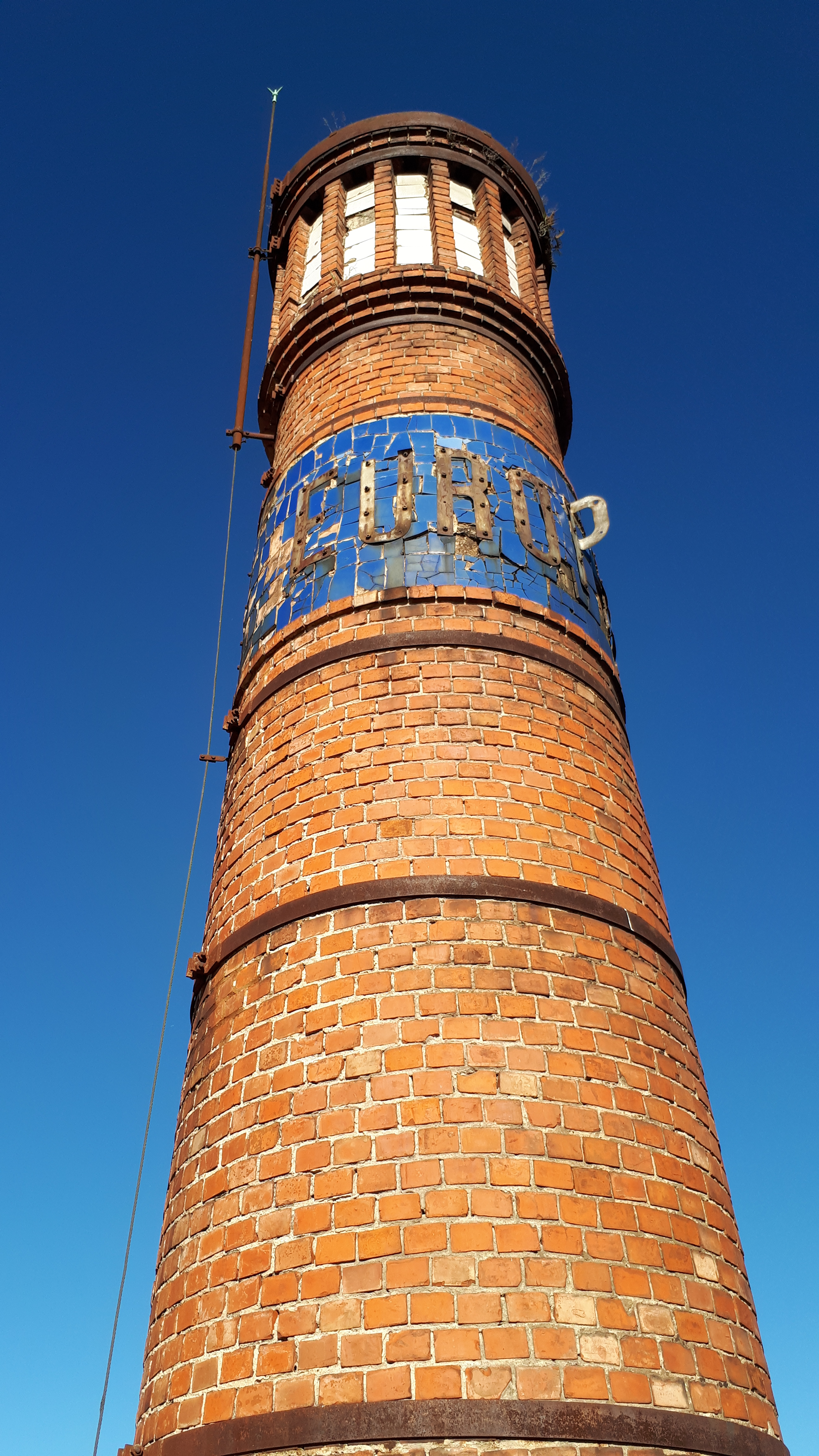
Horn de ceramică de la Confitería La Europea, din Rosario (1916)

Inundată cu imigranți europeni, Argentina a primit toate stilurile artistice și arhitecturale europene, inclusiv Art Nouveau-ul. Orașele cu cele mai notabile patrimonii Art Nouveau din Argentina sunt Buenos Aires, Rosario și Mar del Plata.
Parisul a fost un prototip pentru Buenos Aires cu construcția de bulevarde mari în secolul al XIX-lea. Stilul local, alături de influența franceză, urma și Liberty-ul italienesc, pentru că mulți arhitecți (Virginio Colombo, Francisco Gianotti, Mario Palanti) erau italieni. În lucrările lui Julián García Núñez se remară influența catalană, deoarece și-a încheiat studiile la Barcelona în 1900. Influența secesiunii vieneze se găsește la clădirea Paso y Viamonte.
Introducerea Art Nouveau-ului în Rosario este legată de Francisco Roca Simó care s-a antrenat la Barcelona. Clădirea sa Club Español (1912) prezintă unul dintre cele mai mari vitralii din America Latină produse (precum și gresie și ceramică) de firma locală Buxadera, Fornells y Cía. Sculptorul clădirii este Diego Masana din Barcelona.
Influența belgiană asupra Art Nouveau-ului argentinian este reprezentată de Vila Ortiz Basualdo, care găzduiește acum Muzeul Municipal de Artă Juan Carlos Castagnino din Mar del Plata, unde mobila, interioarele și iluminatul sunt de Gustave Serrurier-Bovy.

### Art Nouveau în restul lumii

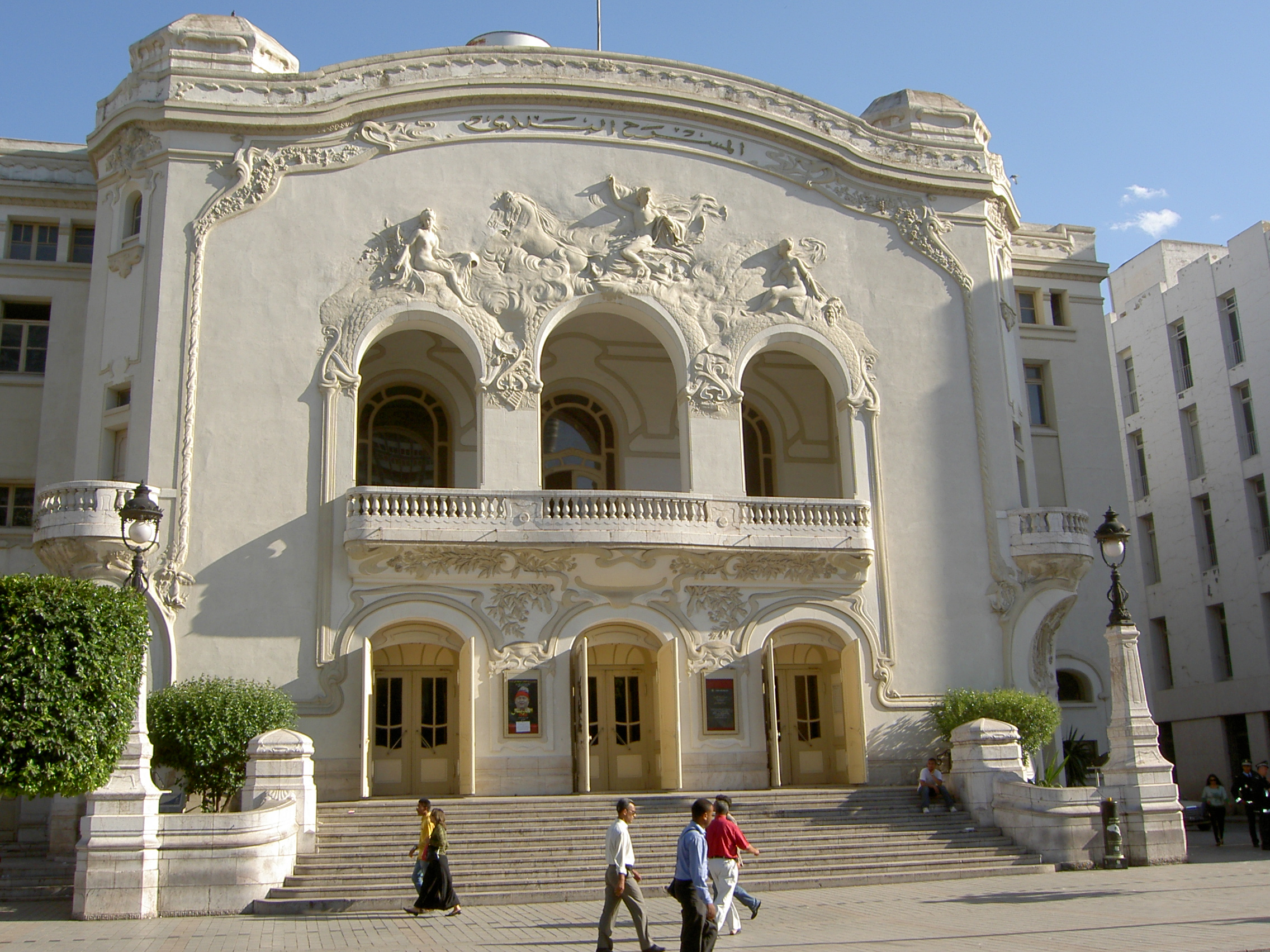
Théâtre municipal din Tunis (1902)
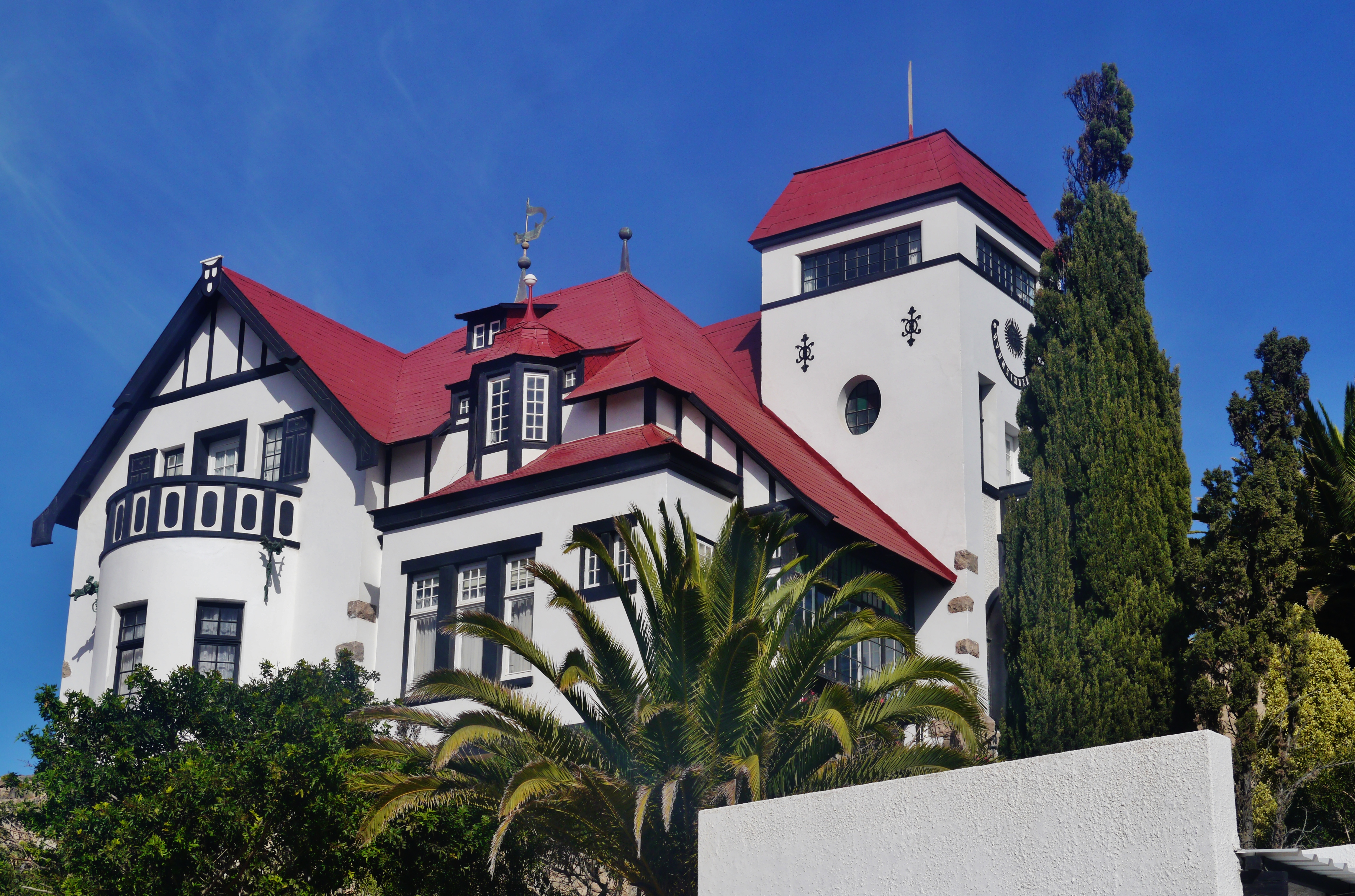
Goerke-Haus din Lüderitz (Namibia) (1909–1910)
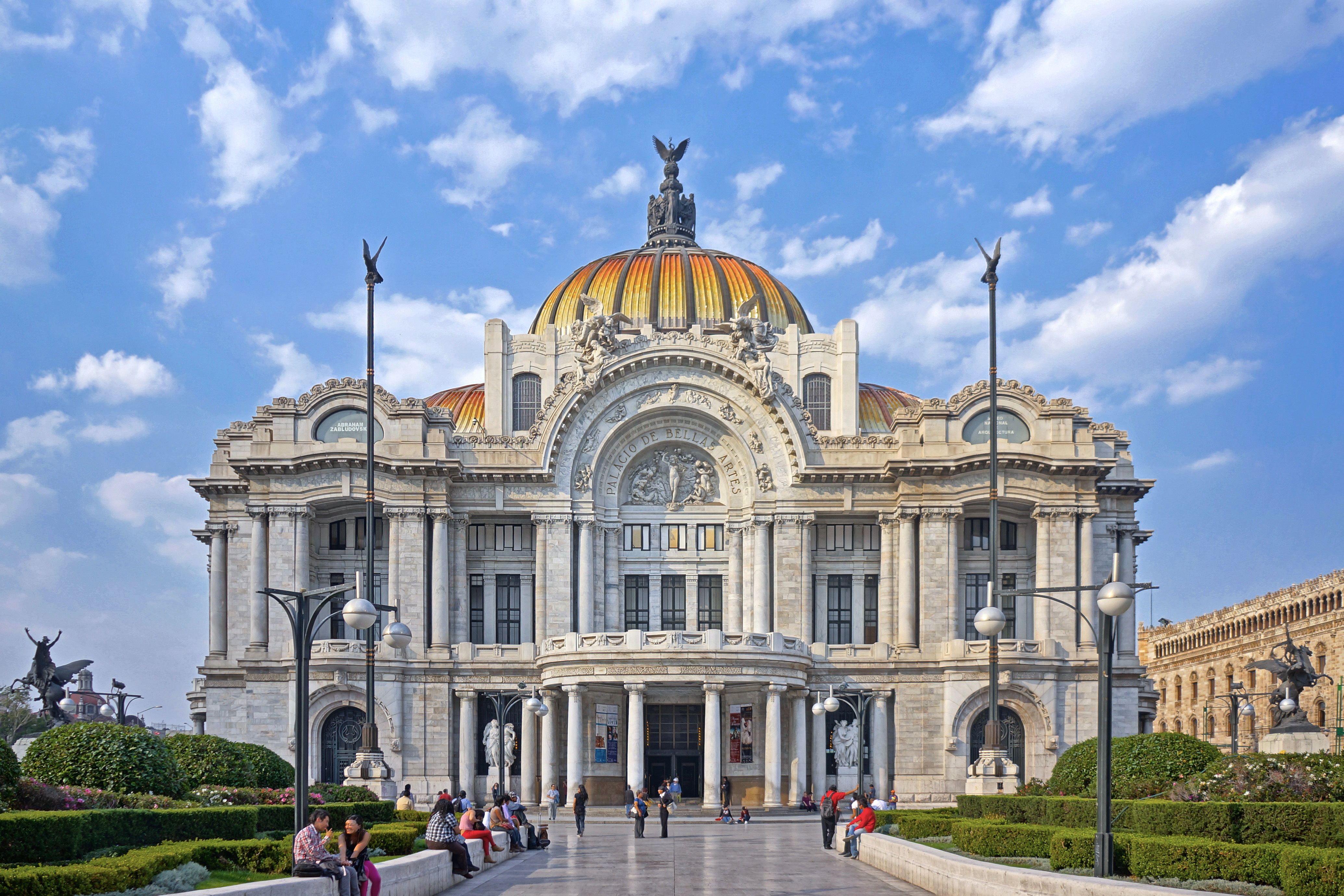
Palacio de Bellas Artes din Ciudad de México (1904–1934), combinație de Beaux Arts cu Art Nouveau
Statuie de Pegași din Ciudad de México
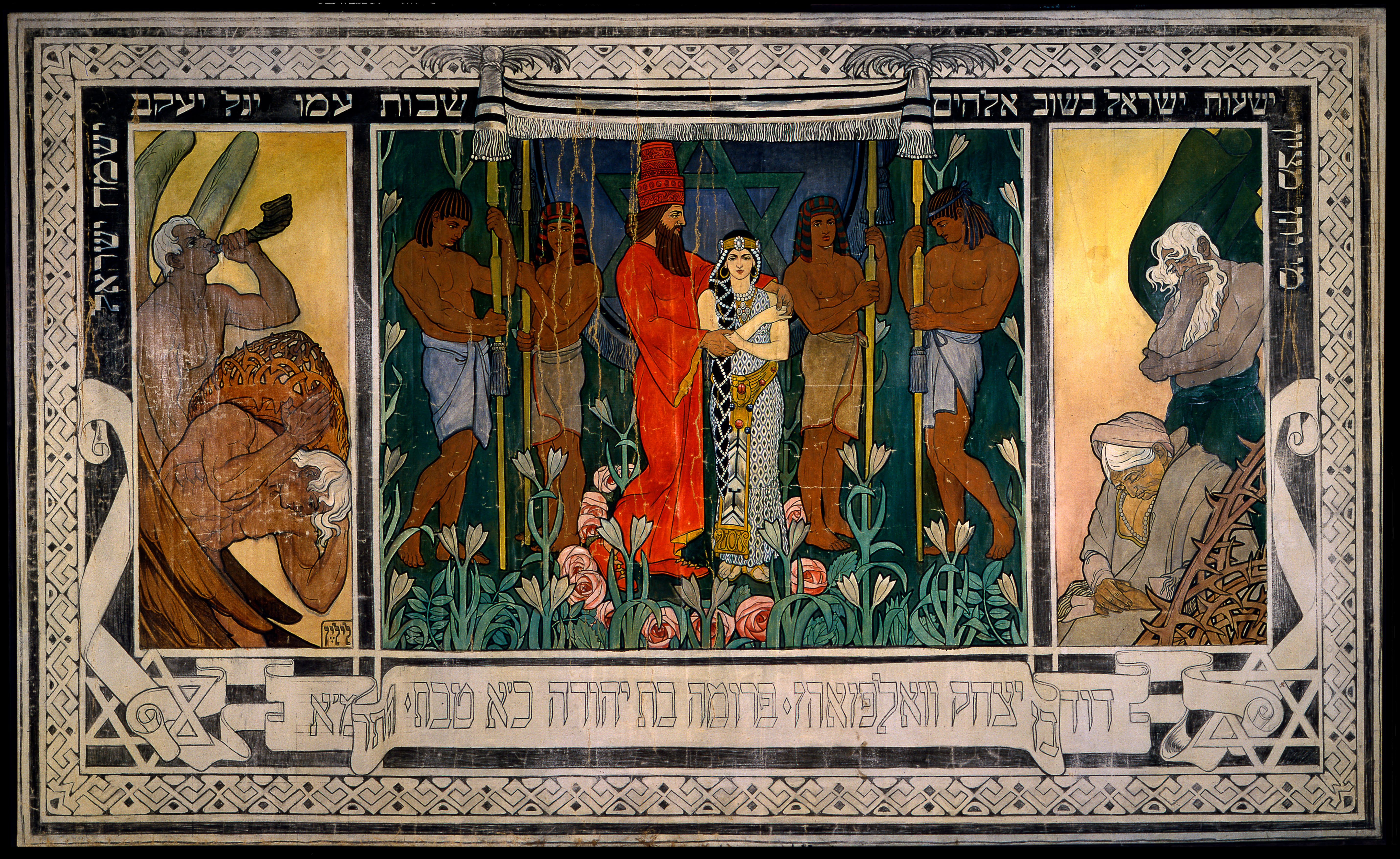
O Nuntă Alegorică: Schiță pentru un covor (triptic de la dreapta la stânga): Exil, Căsătoria, Răscumpărare; de Ephraim Moses Lilien (1906)

La fel ca în Argentina, Art Nouveau-ul din alte țări a fost influențat în cea mai mare parte de artiști străini:
- Catalanii sunt în spatele proiectelor Art Nouveau în Havana (Cuba) ba chiar nu erau suficient de calificați încât să fie numiți arhitecți.[124] Catalanii nu au fost implicați direct în lucrările din Ponce (Puerto Rico), dar au fost o inspirație și un subiect de studiu pentru arhitecții locali din Ponce;[125]
- Francezii sunt în spatele Art Nouveau-ului din Tunisia (la vremea acea era un protectorat francez);
- Germanii sunt în spatele patrimoniului Jugendstil din Lüderitz (Namibia)[126]  și din Tsingtao (China);
- Italianii sunt în spatele Art Nouveau-ului din Valparaíso (Chile),[127] din Montevideo (Uruguay), și din Rio de Janeiro (Brazilia);[128]
- Rușii sunt în spatele patrimoniului Art Nouveau din Harbin (China)[129]
- Patrimoniul Art Nouveau din Lima constă în opera fraților italieni Masperi, a arhitectului francez Claude Sahut și a maeștrilor britanici ai vitraliilor[130]
- Palacio de Bellas Artes din Mexic e rezultatul cooperării italienilor (arhitectul Adamo Boari și sculptorul Leonardo Bistolfi), a arhitectului local Federico Mariscal, a artiștilor maghiari Aladár Körösfői-Kriesch, Géza Maróti și Miksa Róth, a sculptorului catalan Agustí Querol Subirats și a maestrul francez Edgar Brandt.[131]

O mișcare de artă notabilă, numită Școala de la Bezalel, a apărut în regiunea Palestinei, datând din perioada otomană și din cea a mandatului britanic. A fost descrisă drept „o fuziune a artei orientale și a Jugendstilului.” Câțiva artiști asociați cu Școala de la Bezalel au fost remarcați pentru stilul lor Art Nouveau, inclusiv Ze'ev Raban, Ephraim Moses Lilien și Abel Pann.

## Caracteristici

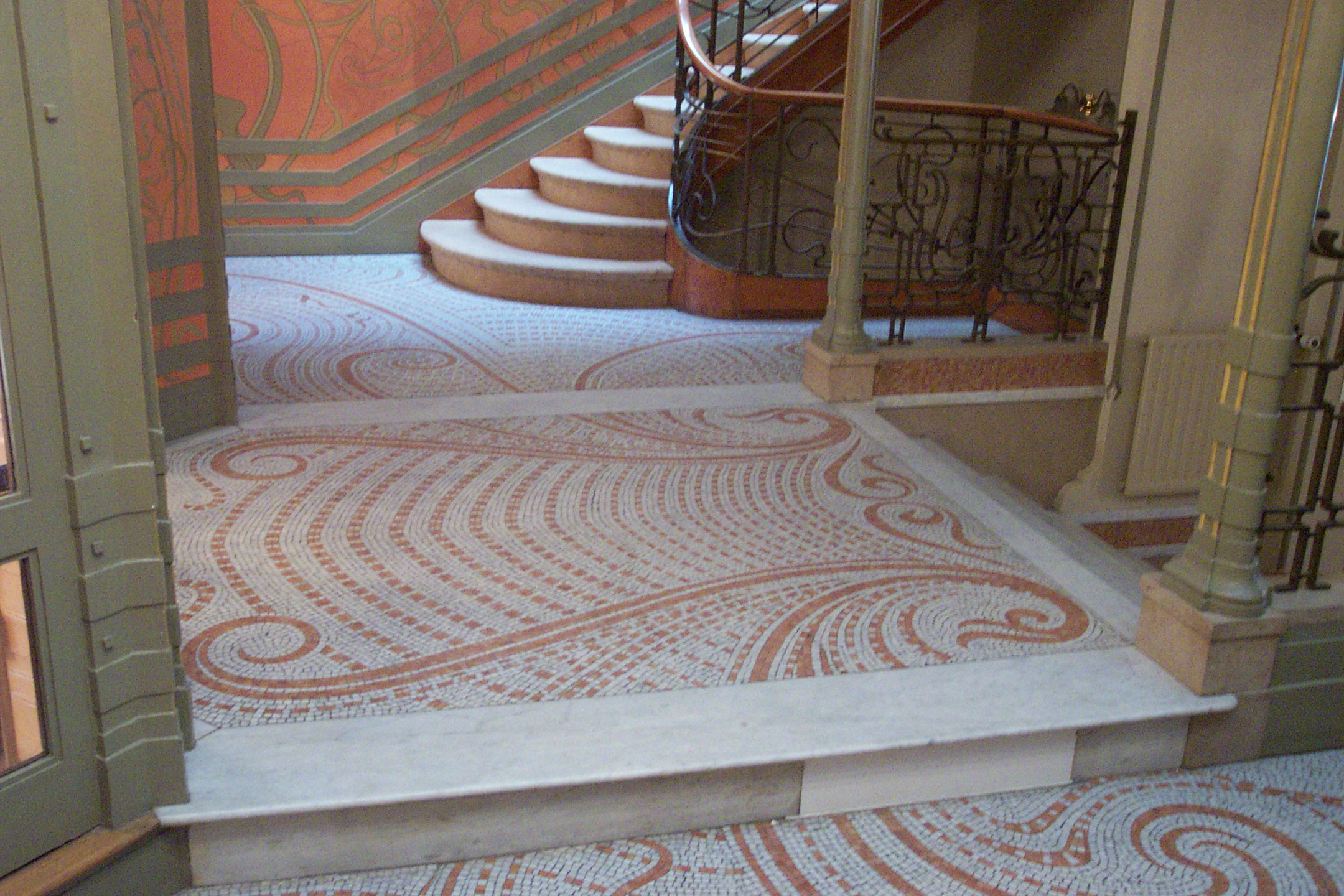
Podea din Hôtel Tassel, de Victor Horta, cu un motiv vegetal de tipul whiplash (1893)
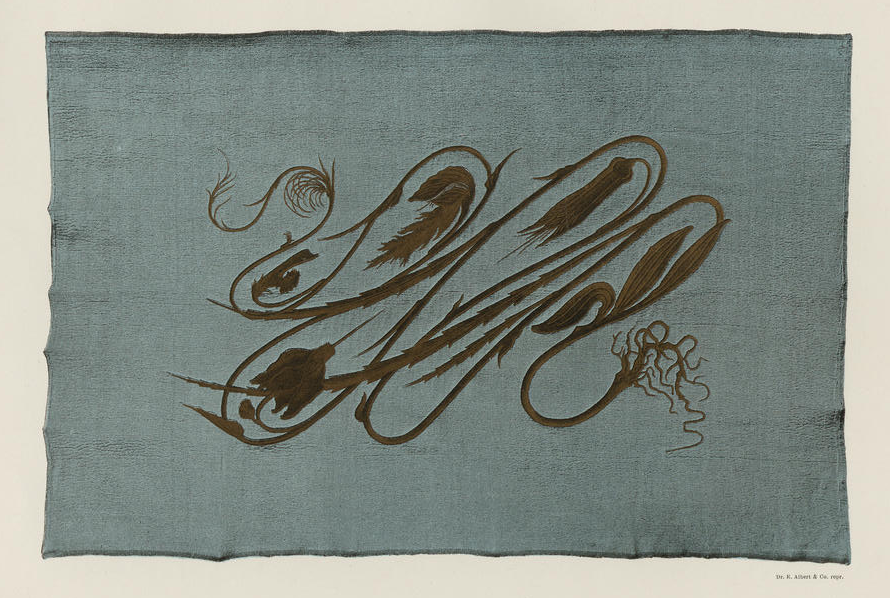
„Coup de Fouet” sau whiplash, care înfățișează tulpini de ciclamen, de Hermann Obrist (1895)
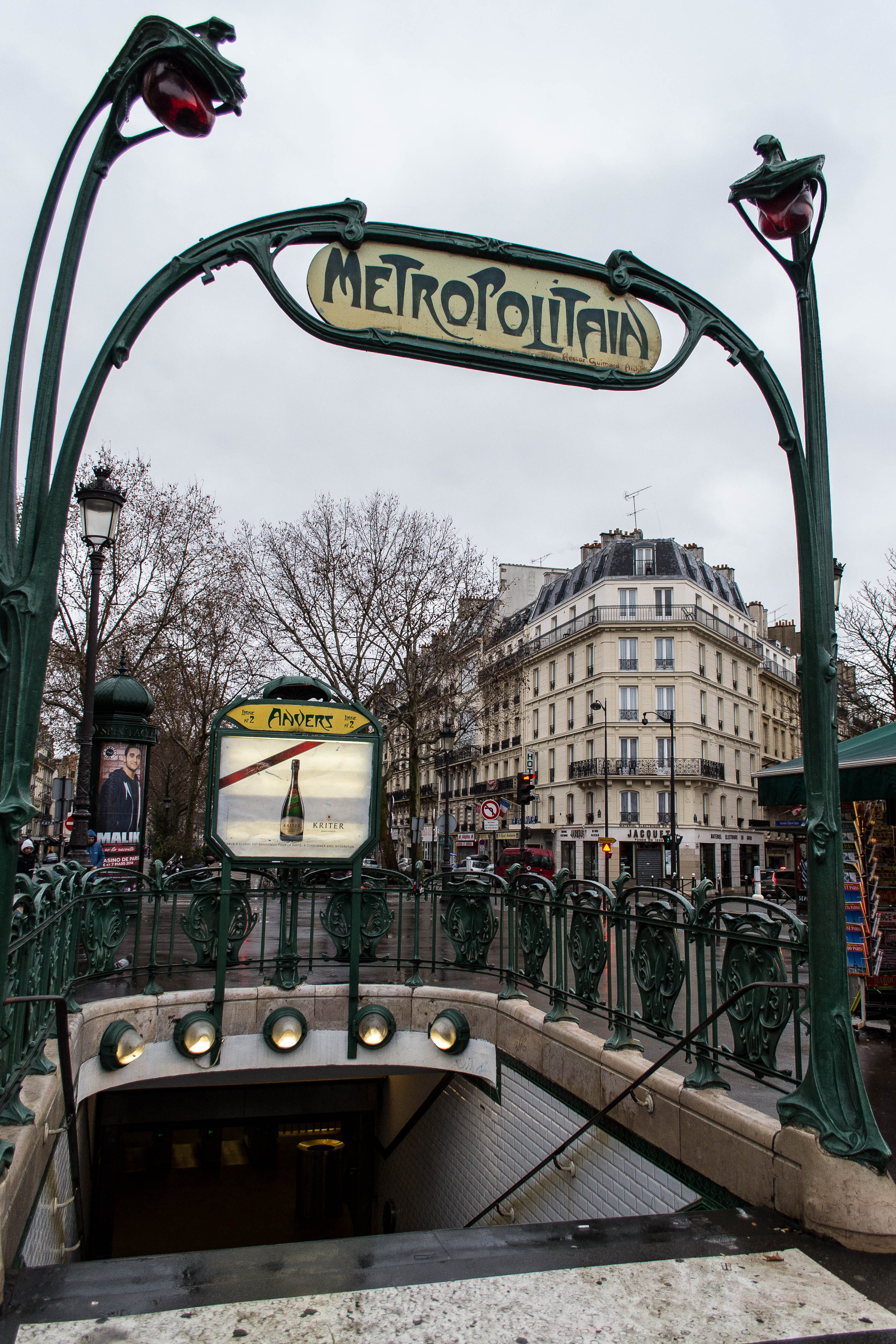
Forme vegetale stilizate cu care e decorată gura stației de metrou Abbesses din Paris, de Hector Guimard (1900)
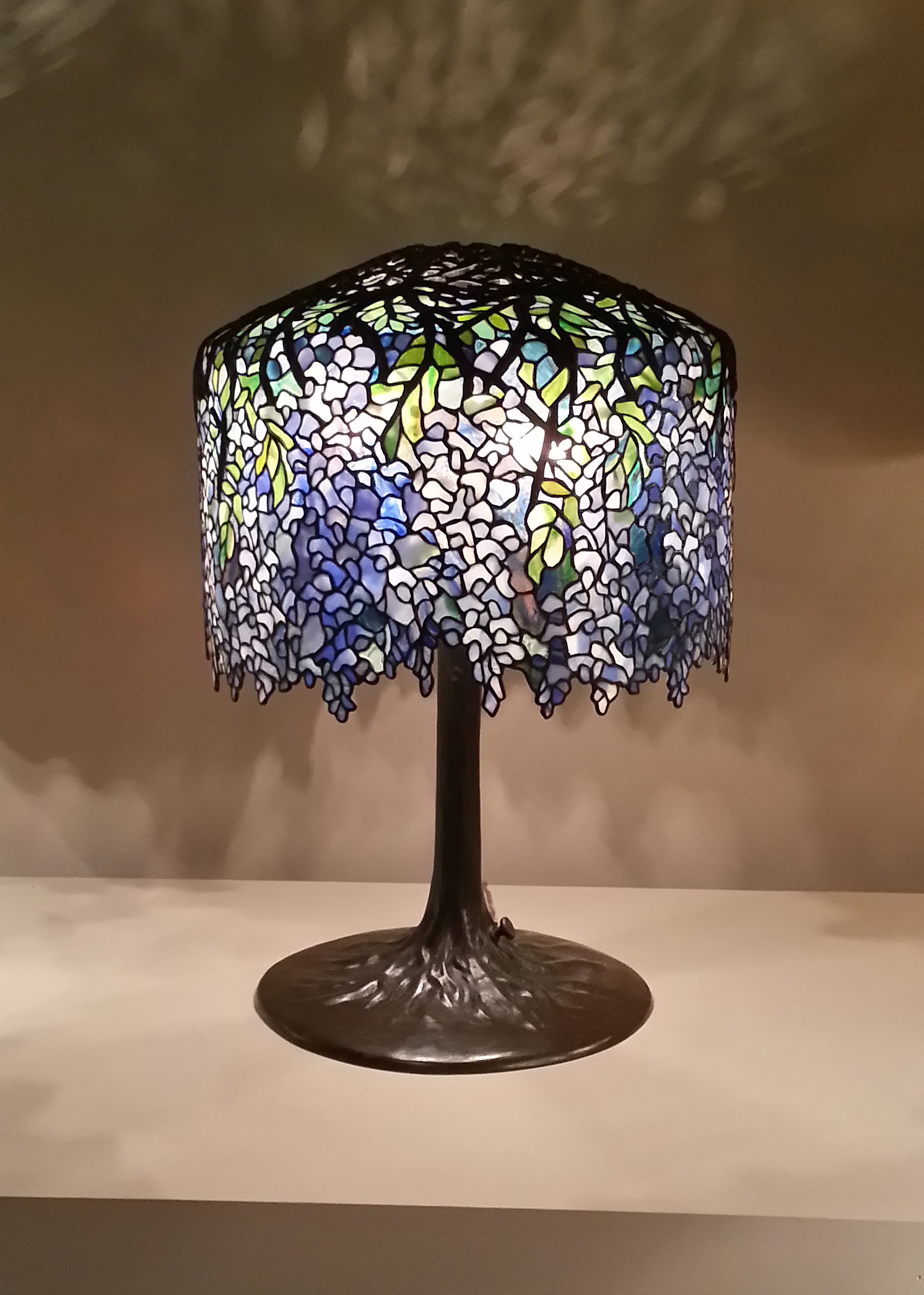
Modele florale pe o lampă cu un design de wisterie, de Louis Comfort Tiffany (1899-1900)
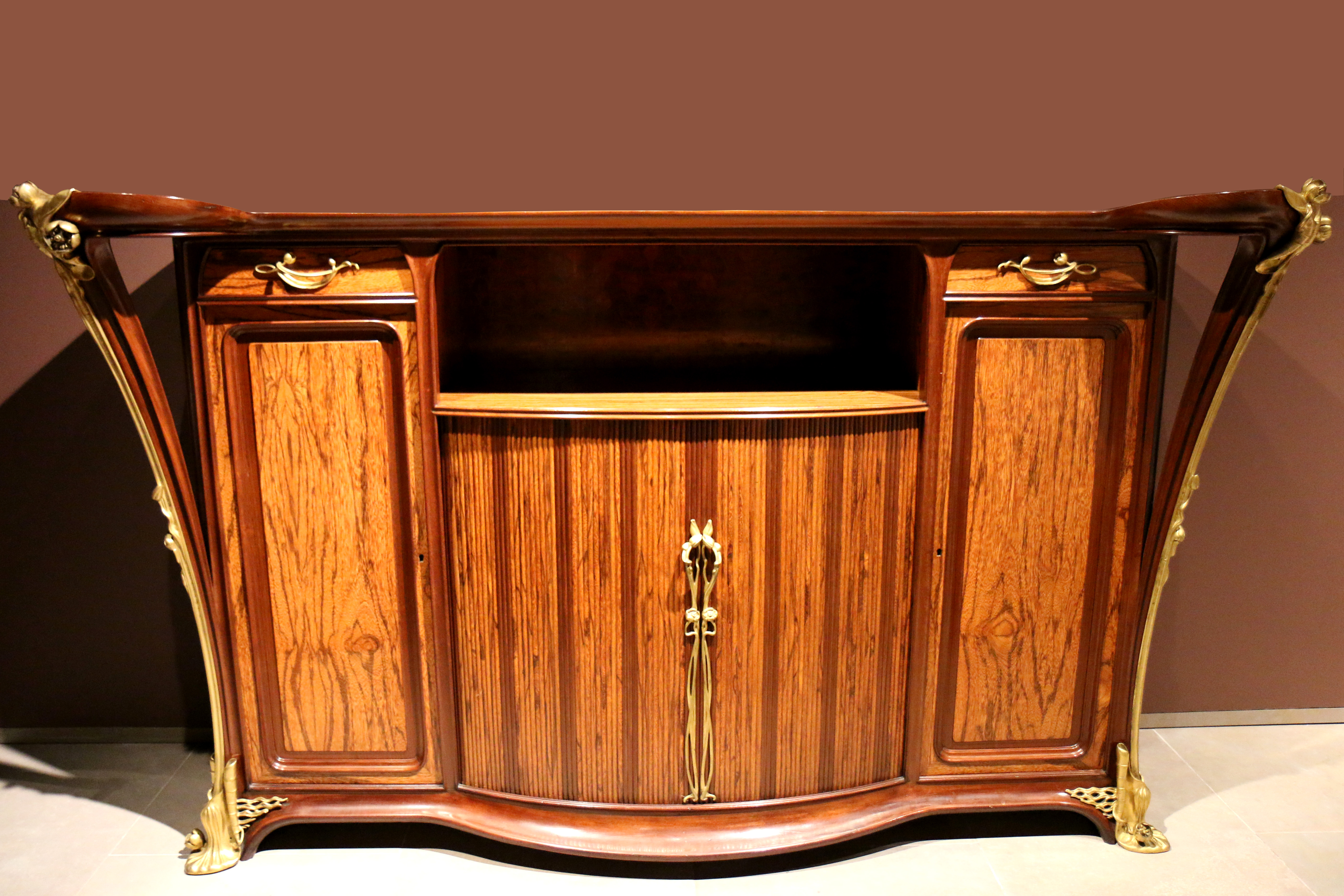
Materiale exotice și ornamente: dulap din lemn de mahon și amourette, decorat cu nuferi de bronz aurit, de Louis Majorelle (1905–1908)
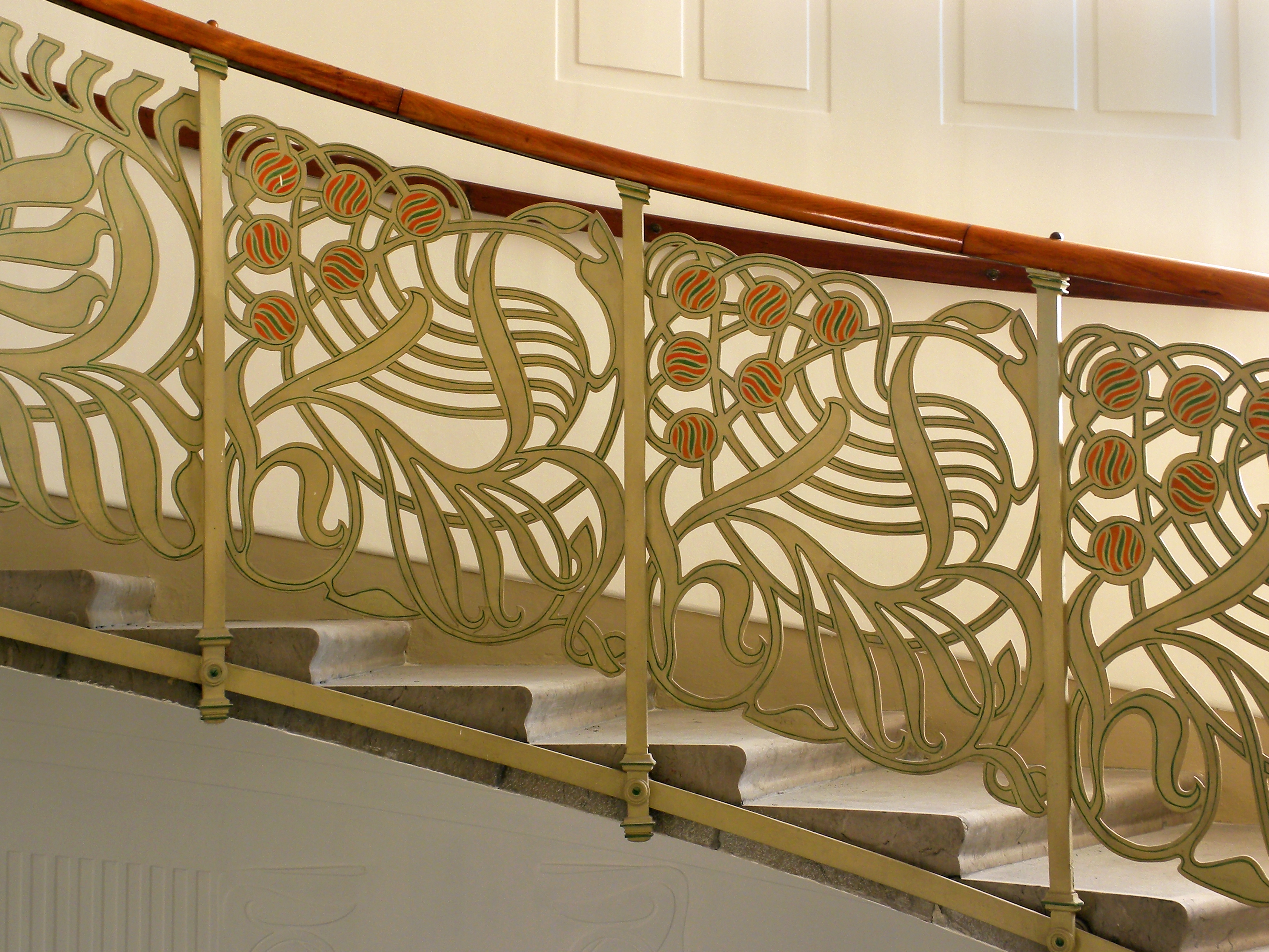
Designuri florale foarte stilizate ale unei balustrade, de Otto Wagner, în Casa Majolica din Viena (1898)
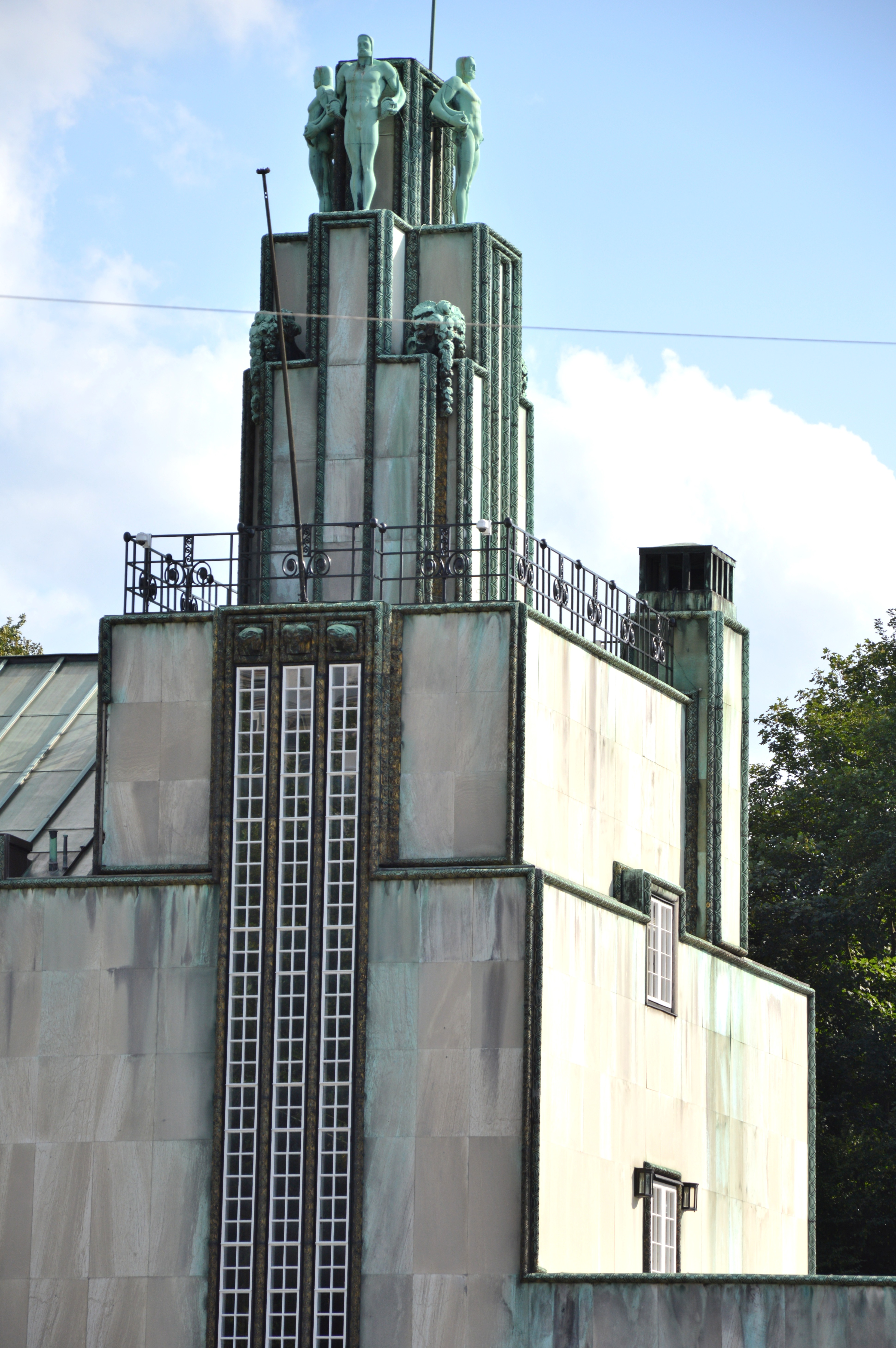
Linii geometrice ale secesiunii vieneze de pe Palatul Stoclet, de Josef Hoffmann (1905–1911)

Art Nouveau-ul timpuriu, în special în Belgia și Franța, s-a caracterizat prin forme ondulate, curbate, inspirate de crini, viță de vie, tulpini de flori și alte forme naturale, folosite în special la interiorele lui Victor Horta și la decotprârile făcute de Louis Majorelle și Émile Gallé. De asemenea, se bazează și pe modele inspirate de fluturi și libelule, împrumutate din arta japoneză, care erau populare în Europa la acea vreme.
De asemenea, Art Nouveau-ul timpuriu a prezentat adesea forme mai stilizate care exprimă mișcare, cum ar fi „coup de fouet” sau linia „whiplash”, înfățișată la plantele de ciclamen desenate de designerul Hermann Obrist în 1894. Termenul „whiplash”, deși a fost folosit inițial pentru ridiculizarea stilului, este frecvent aplicat curbelor caracteristice folosite de artiștii Art Nouveau. Astfel de linii decorative ondulate și curgătoare, într-un ritm sincopat și cu o formă asimetrică, se găsesc deseori în arhitectură, pictură, sculptură și alte forme ale designului Art Nouveau.
Și alte forme florale sunt populare, inspirate de la nuferi, glicină și alte flori, folosite în special la lămpile lui Louis Comfort Tiffany și la obiectele din sticlă realizate de artiștii Școlii de la Nancy și de Émile Gallé. Alte forme curbate și ondulate împrumutate din natură includ fluturi, păuni, lebede și nuferi. Multe modele înfățișează părul femeilor împletit cu tulpini de crini, iriși și alte flori. Formele florale stilizate au fost folosite în special de Victor Horta la covoare, balustrade, ferestre și mobilă. De asemenea, au fost folosite pe scară largă de către Hector Guimard pentru balustrade și, cel mai faimos, pentru lămpile și balustradele de la intrările metroului din Paris. Guimard a explicat: „Ceea ce trebuie evitat cu orice preț este ... paralela și simetria. Natura este cel mai mare constructor dintre toate, iar natura nu face nimic care să fie paralel și nimic care să fie simetric.”
Mobila Art Nouveau timpurie, cum e cea făcută de Louis Majorelle și Henry van de Velde, e caracterizată de folosirea de materiale scumpe și exotice, inclusiv mahon cu incrustări de lemn prețios și ornamente de bronz aurit (cunoscut și ca „bronz doré” sau „ormolu”), și de forme curbe fără unghiuri drepte, care dau o senzație de ușurință.
În a doua fază a Art Nouveau-ului, după 1900, ornamentarea a devenit mai pură, iar liniile mai stilizate. Liniile și formele curbe au evoluat în poligoane și apoi în cuburi și alte forme geometrice. Formele astea geometrice au fost folosite cu un efect deosebit în arhitectura și mobila lui Joseph Maria Olbrich, Otto Wagner, Koloman Moser și Josef Hoffmann, în special la Palatul Stoclet din Bruxelles, care a anunțat sosirea Art Decoului și a modernismului.
O altă caracteristică a arhitecturii Art Nouveau e folosirea luminii, prin deschiderea spațiilor interioare, îndepărtarea pereților și folosirea extensivă a luminatoarelor pentru a aduce o cantitate maximă de lumină în interior. Reședința-studio a arhitectului și al altor case construite de Victor Horta au luminatoare extinse, sprijinite pe cadre de fier curbate.  În Hôtel Tassel a îndepărtat pereții tradiționali din jurul scării, astfel încât ca scările să devină un element central al designului interior.

## Relația cu stilurile și curentele contemporane
Ca stil artistic, Art Nouveau-ul are afinități cu stilurile prerafaelit și simbolist, iar artiști ca Aubrey Beardsley, Alfonse Mucha, Edward Burne-Jones, Gustav Klimt sa Jan Toorop pot să fie clasificați în mai multe dintre stilurile astea. Spre deosebire de pictura simbolistă, Art Nouveau-ul are un aspect distinctiv; și, spre deosebire de mișcarea Arts and Crafts care e orientată pe artizanat, artiștii Art Nouveau au folosit cu ușurință materiale noi, suprafețe prelucrate și abstractizarea pentru designul pur.
Art Nouveau-ul nu a renunțat la folosirea mașinilor, așa cum a făcut mișcarea Arts and Crafts. Pentru sculptură, principalele materiale folosite sumt sticla și fierul forjat, rezultând calități sculpturale chiar și în arhitectură.  Ceramica e de asemenea folosită la crearea de sculpturi de artiști ca Auguste Rodin, chiar dacă sculpturile sale nu sunt considerate ca fiind Art Nouveau.
Arhitectura Art Nouveau folosește numeroase inovații tehnologice de la sfârșitul secolului al XIX-lea, în special fierul expus și unele părți mari de sticlă în forme neregulate.
Tendințele Art Nouveau au fost de asemenea absorbite în stilurile locale. În Danemarca, de exemplu, a fost unul dintre aspectele Skønvirke-ului („opera estetică”), care în sine se raportează mai strâns la mișcarea Arts and Crafts. De asemenea, artiștii au adoptat multe dintre motivele florale și organice ale Art Nouveau în stilul Młoda Polska („Polonia tânără”) din Polonia.  Cu toate astea, Młoda Polska a inclus și alte stiluri artistice și a cuprins o abordare mai largă a artei, literaturii și stilului de viață.

## Genuri
Art Nouveau-ul este reprezentat în pictură și sculptură, dar cel mai proeminent în arhitectură și în artele decorative. S-a potrivit foarte bine cu artele grafice (în special cu posterele), designul interior, arta din metal sau sticlă, bijuteriile, designul pentru mobilă, ceramica și textilele.

### Posterele și arta grafică

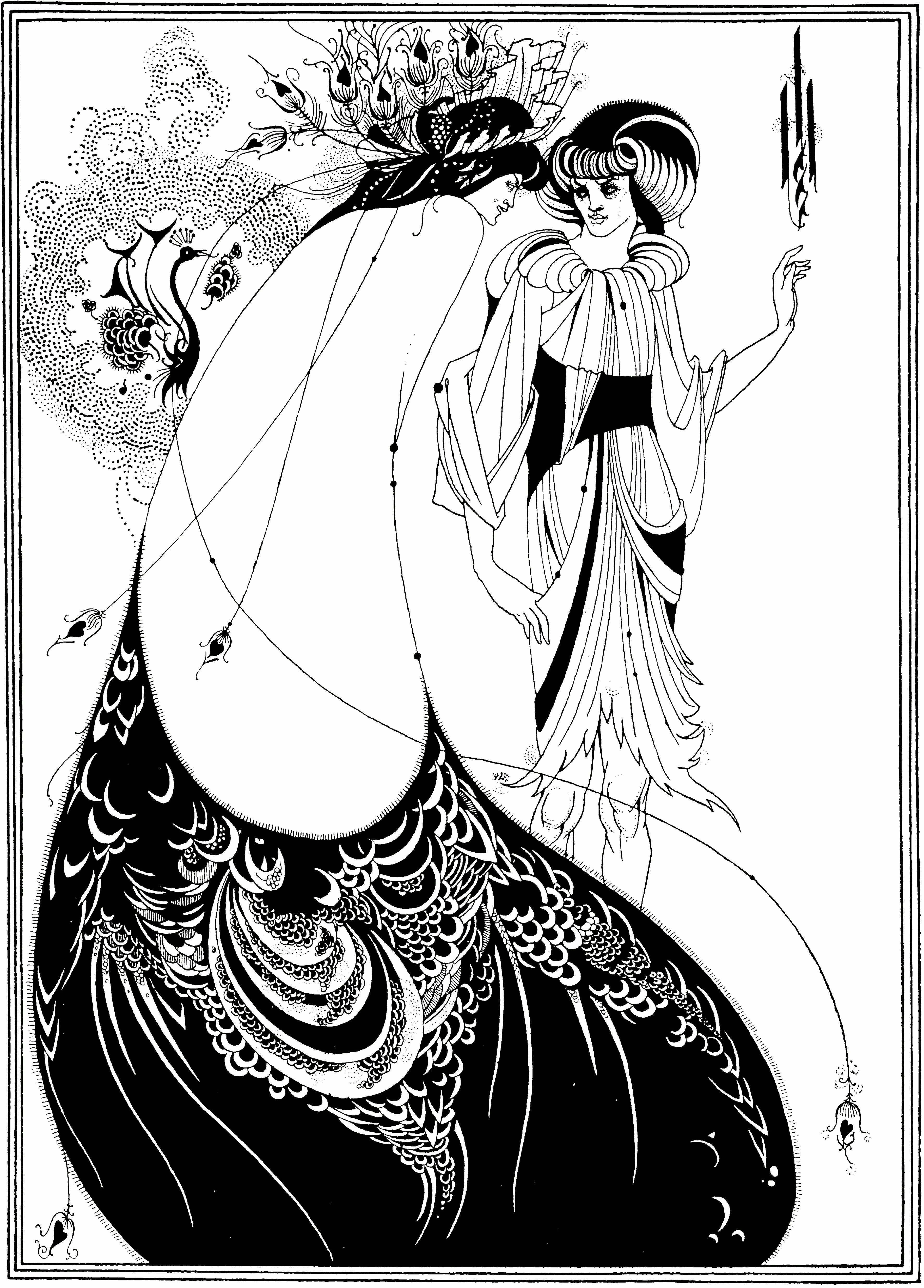
Fusta Păun, de Aubrey Beardsley, (1892)
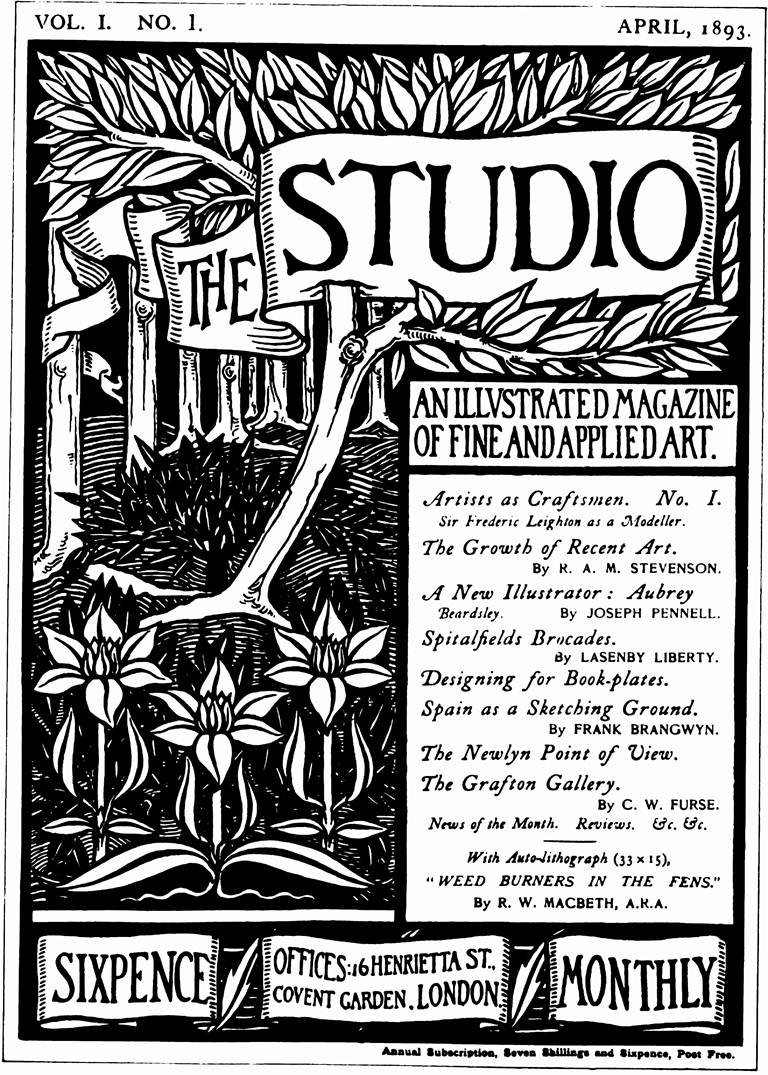
Primul număr din The Studio, cu coperta de Aubrey Beardsley (1893)
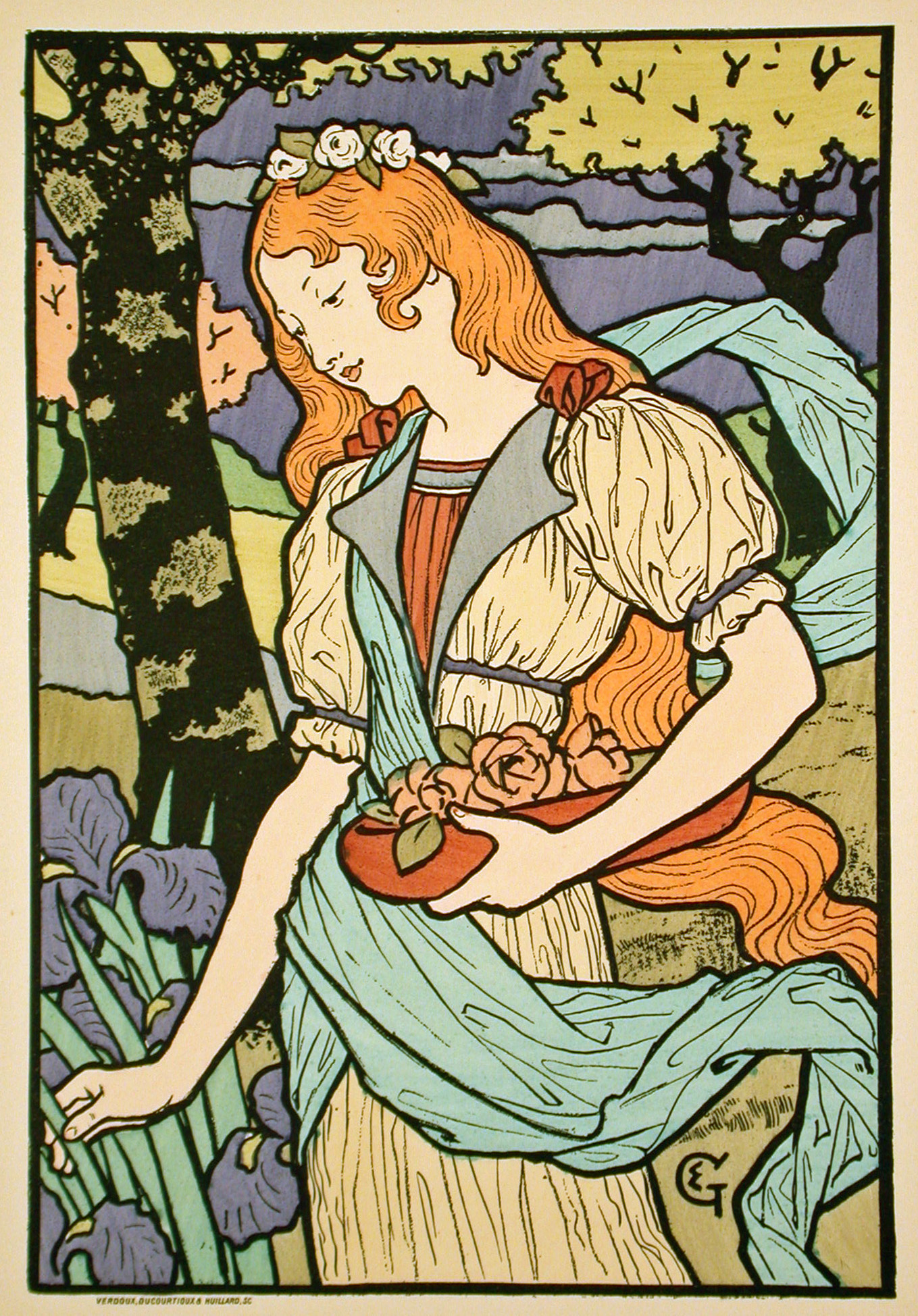
Poster pentru Galeriile Grafton de Eugène Grasset (1893)
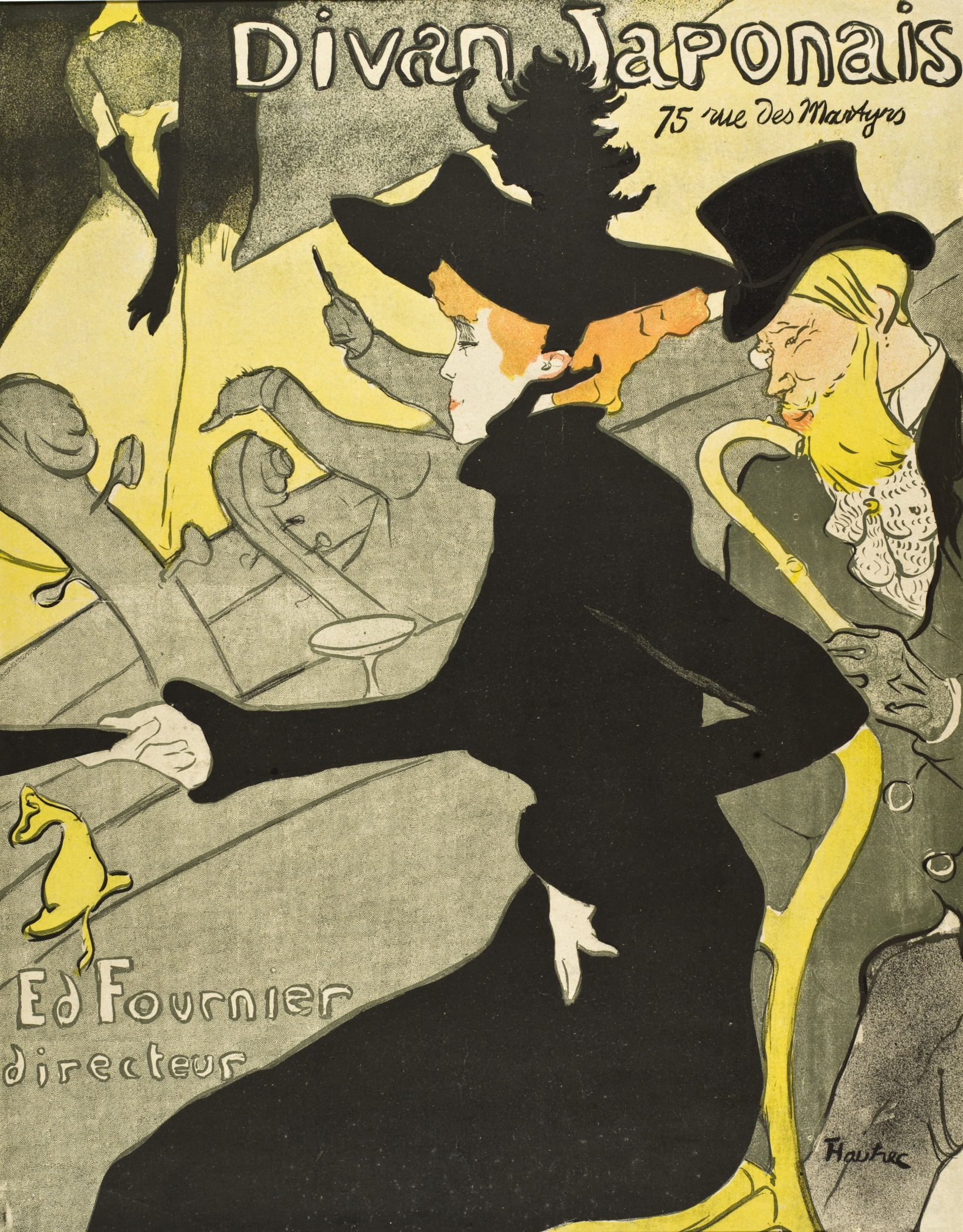
Litografia Divan Japonais de Henri de Toulouse-Lautrec (1892–93)
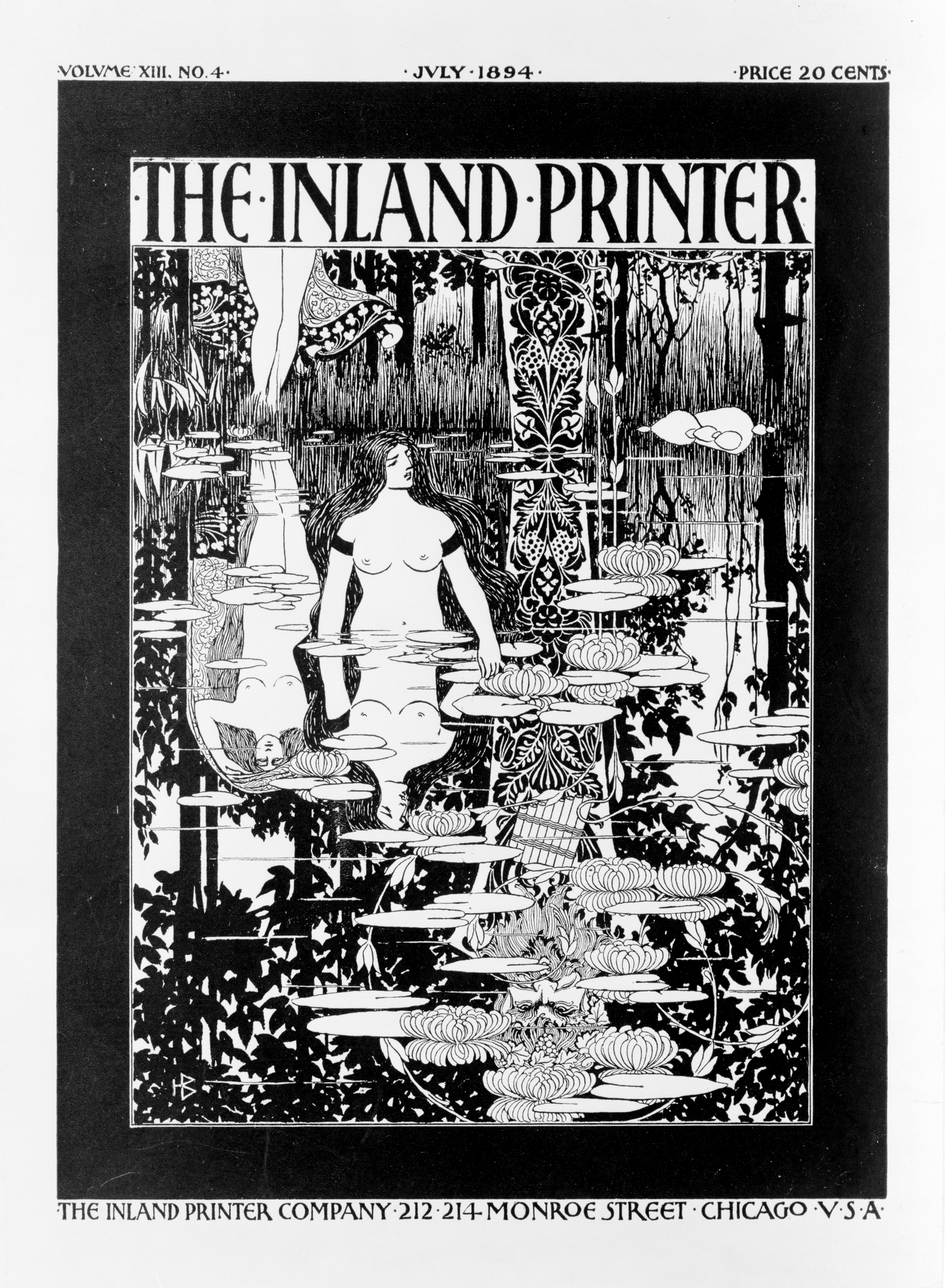
Copertă de revistă pentru The Inland Printer de Will H. Bradley (1894)
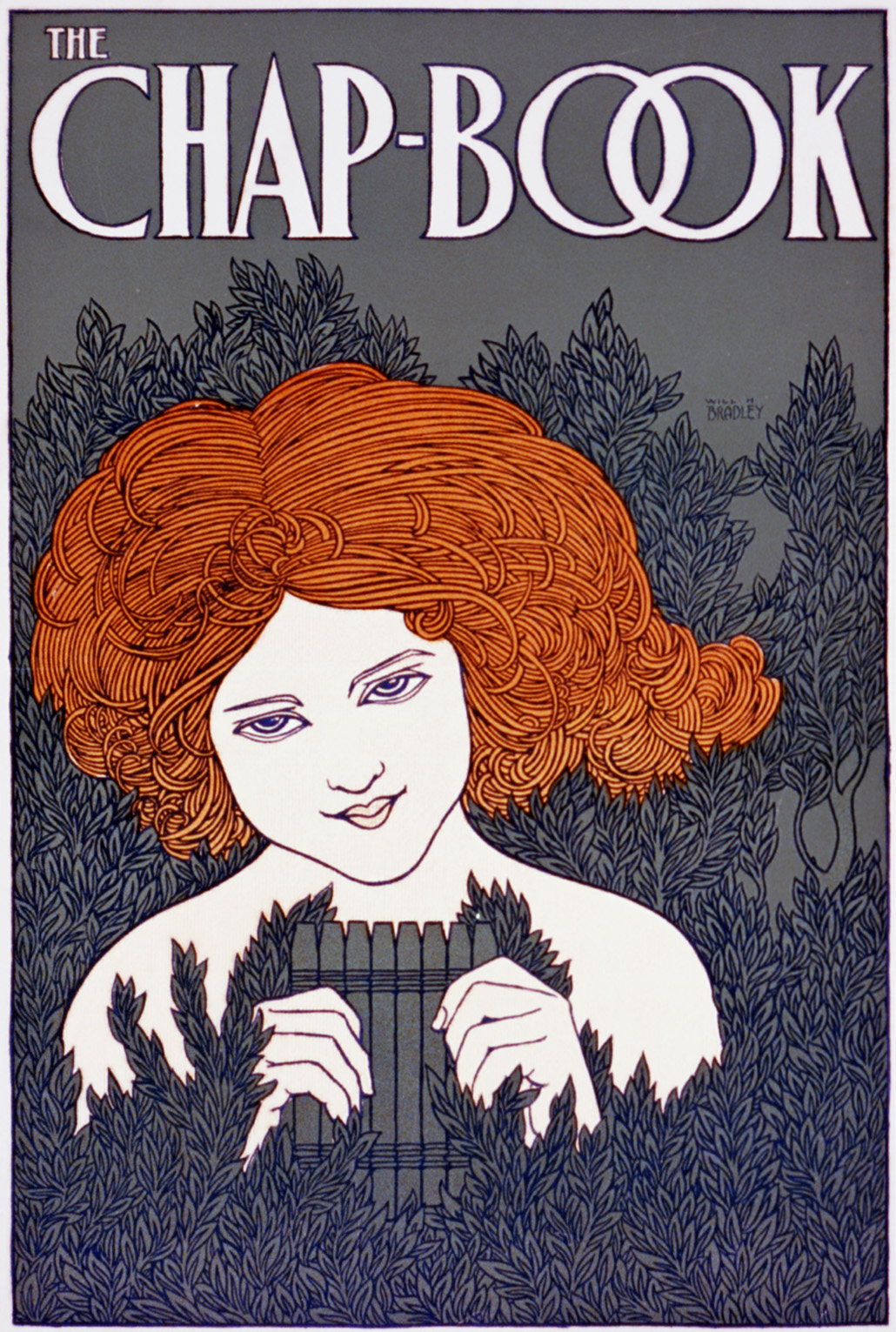
Poster pentru The Chap-Book de Will H. Bradley (1895)
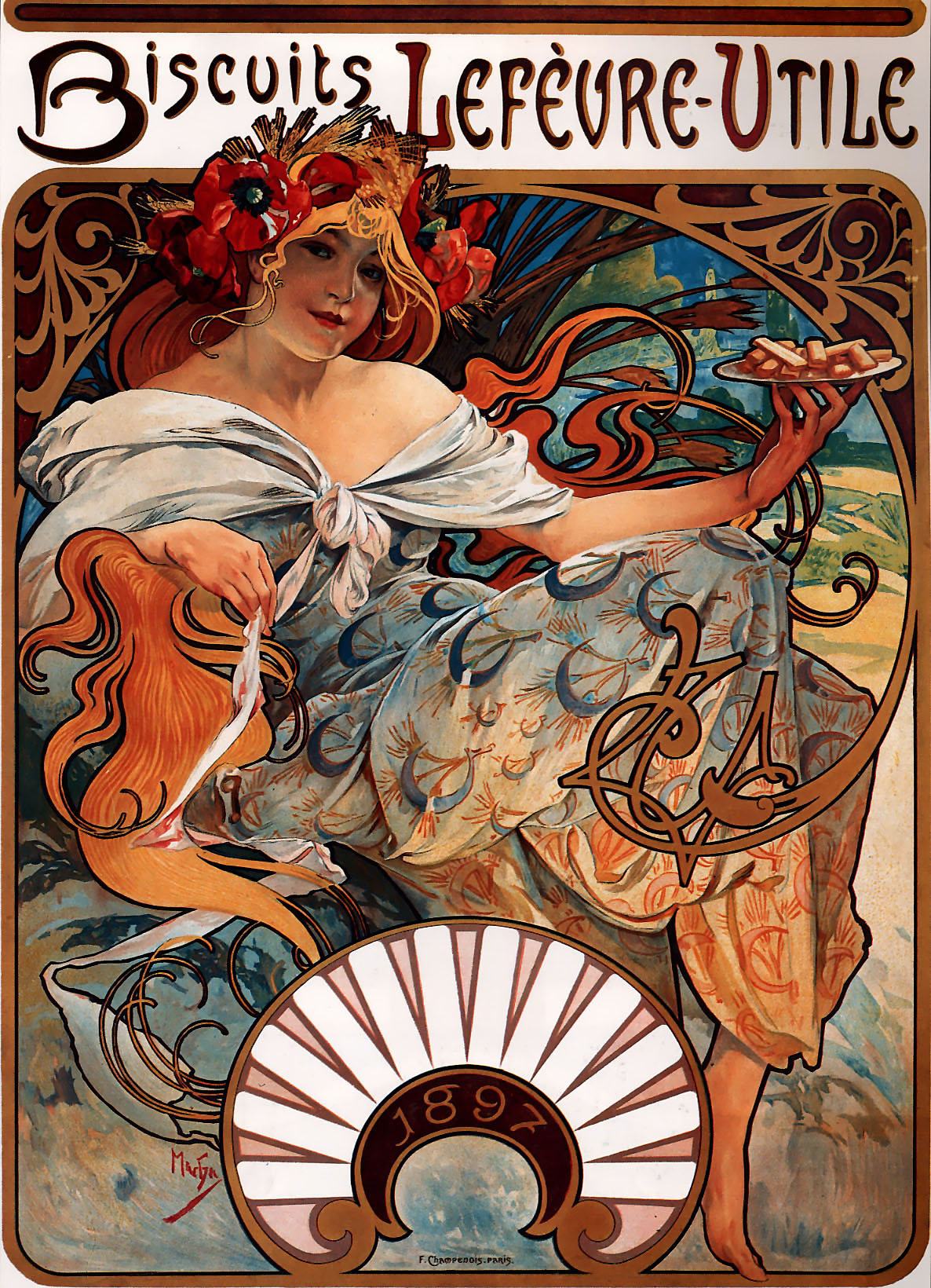
Biscuits Lefèvre-Utile se Alfons Mucha (1896)
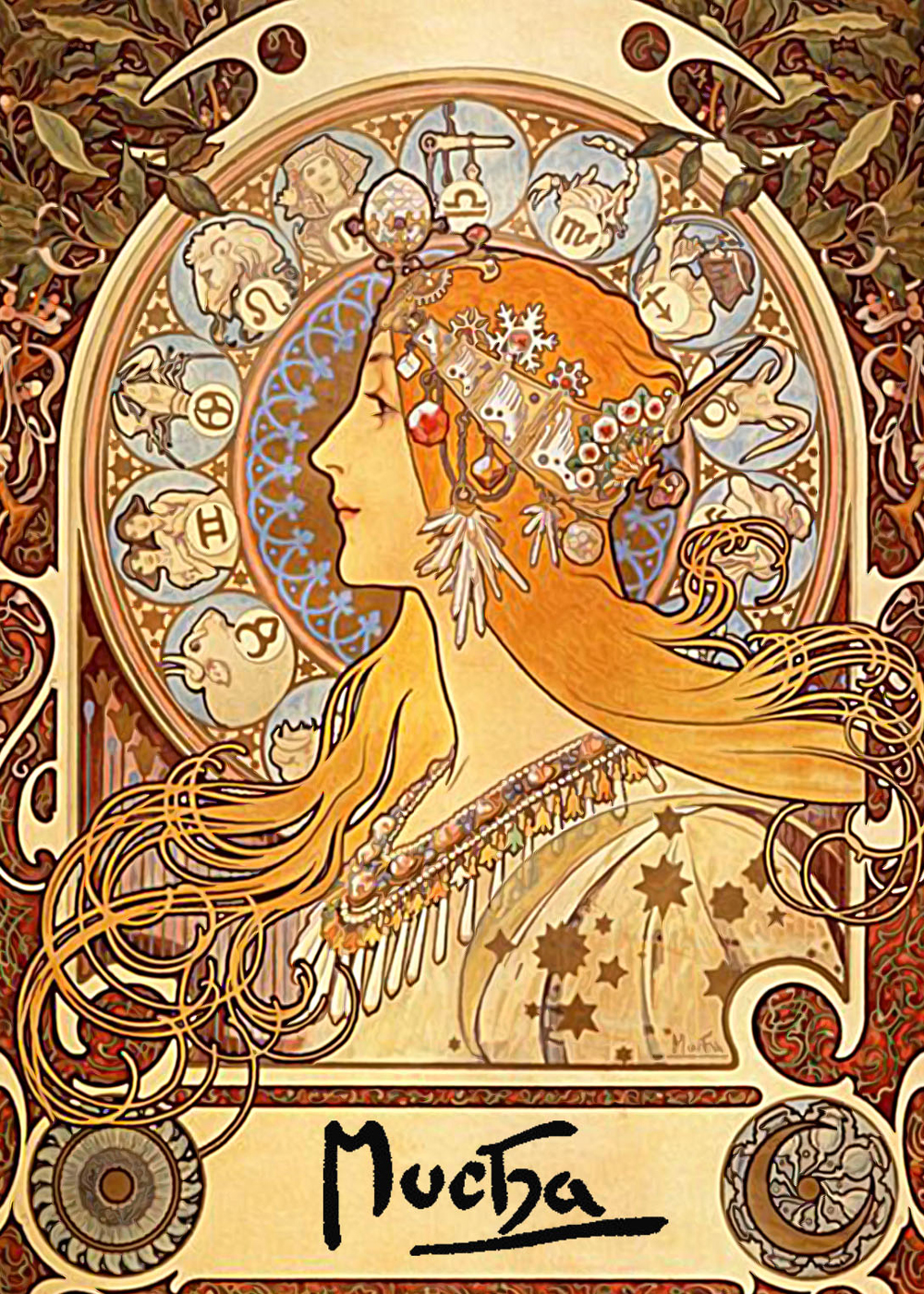
Calendar zodiacal de Alfonse Mucha (1896)
Absinthe Robette de Henri Privat-Livemont (1896)
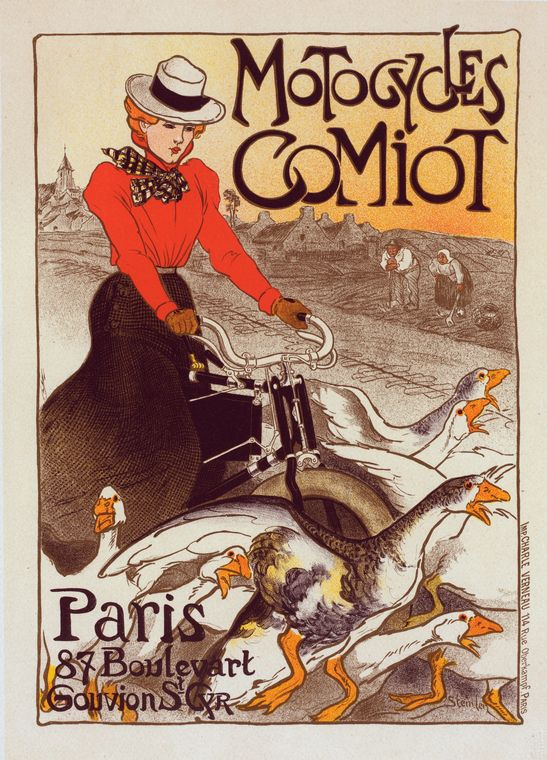
Motocycles Comiot de Théophile-Alexandre Steinlen din Les Maîtres de l'affiche (1899)
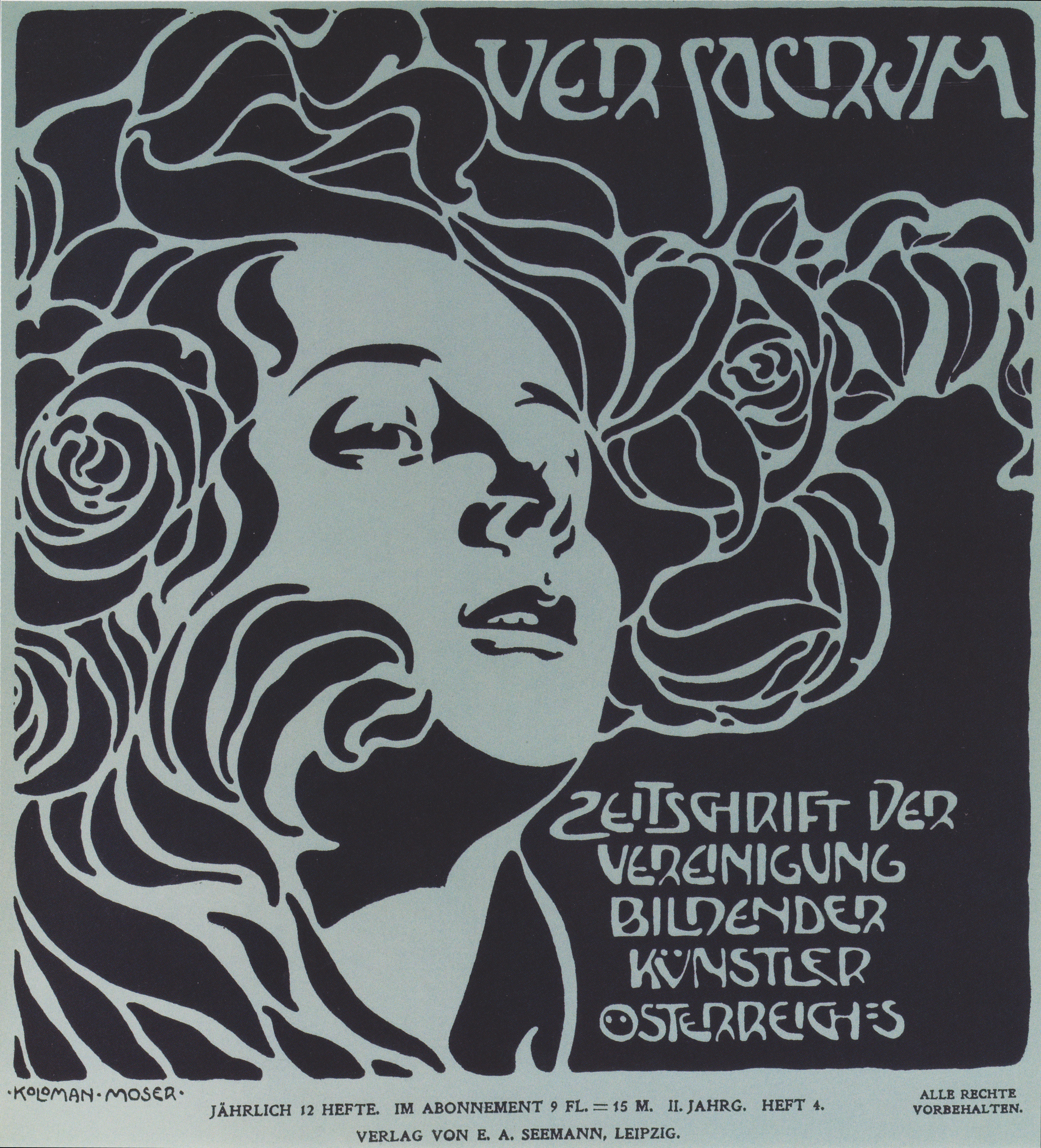
Ilustrație pentru Ver Sacrum de Koloman Moser (1899)
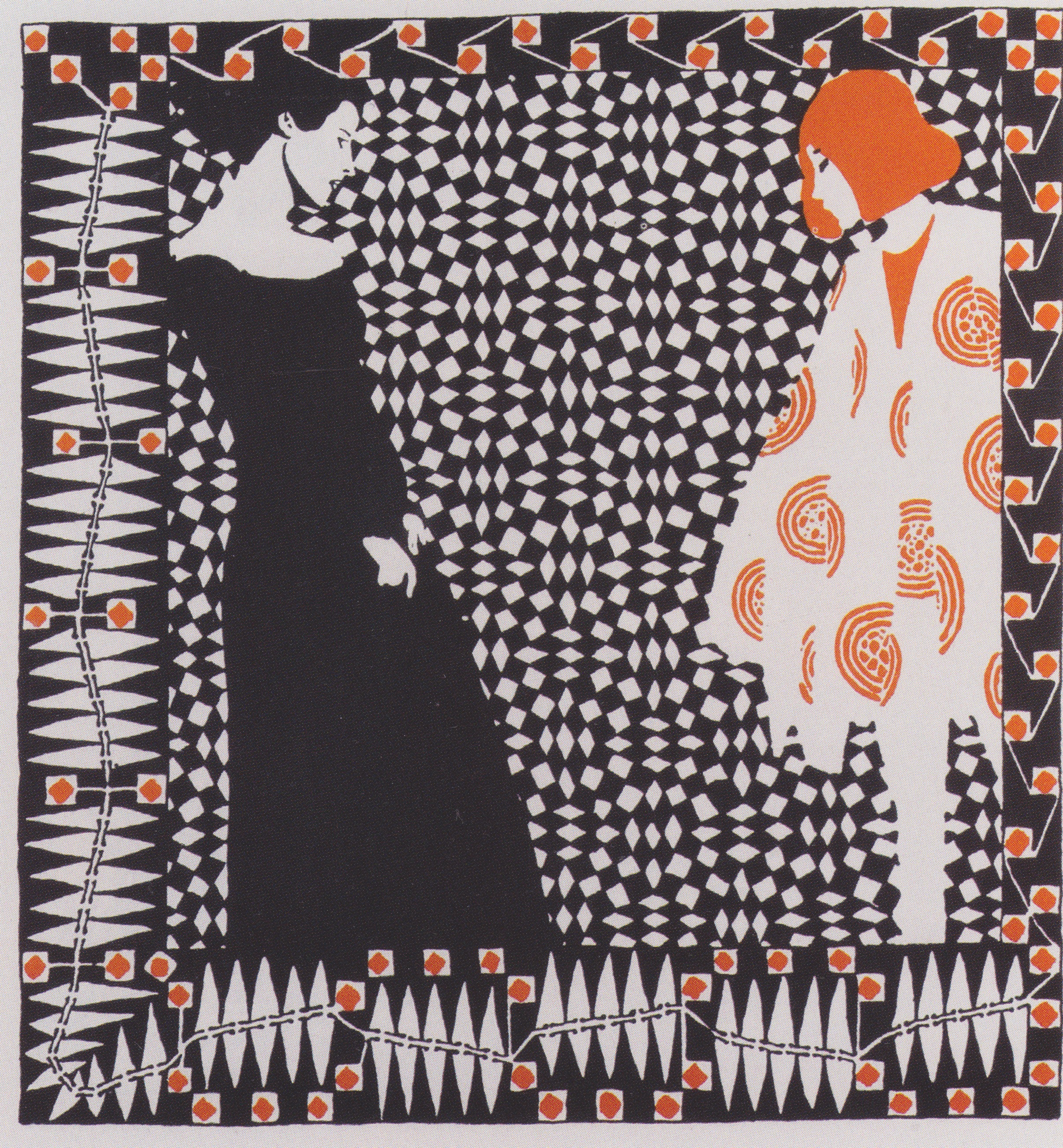
Ilustrație din Ver Sacrum de Koloman Moser (1900)
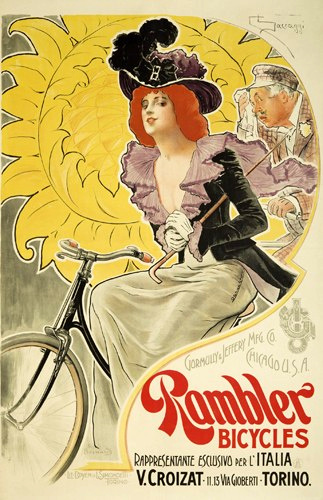
Afiș publicitar al pictorului tortonez Cesare Saccaggi

Artele grafice au înflorit în perioada Art Nouveau, datorită noilor tehnologii de imprimare, în special litografia color, care au permis producerea în masă a afișelor color. Arta nu se mai limita doar la galerii, muzee și saloane; ea poate să fie găsită pe pereții din Paris și în revistele de artă ilustrate, care au circulat în toată Europa și în Statele Unite.  Cea mai populară temă a posterelor Art Nouveau a fost femeile; femei fermecătoare care simbolizează modernitate și frumusețe, adesea înconjurate de flori.
În Marea Britanie, artistul grafic de top al Art Nouveau-ului a fost Aubrey Beardsley (1872-1898). A început cu ilustrații de cărți gravate pentru Le Morte d’Arthur, apoi ilustrații alb-negru pentru Salome de Oscar Wilde (1893), care i-au adus faima. În același an, a început gravarea ilustrațiilor și afișelor pentru revista de artă The Studio, care a ajutat la promovarea artiștilor europeni ca Fernand Khnopff în Marea Britanie. Liniile curbe și modelele florale complexe au atras atenția la fel de mult ca textul.
Artistul elvețiano-francez Eugène Grasset (1845–1917) a fost unul dintre primii creatori ai posterelor Art Nouveau franțuzești. El a ajutat la decorarea celebrului cabaret Le Chat Noir în 1885 și a realizat primele postere pentru Fêtes de Paris. El a realizat un poster celebru cu Sarah Bernhardt în 1890 și o mare varietate de ilustrații de carte. Artiștii designeri Jules Chéret, Georges de Feure și pictorul Henri de Toulouse-Lautrec au realizat toate postere pentru teatrele, cafenelele, și cabaretele sălilor de dans din Paris. Artistul ceh Alfons Mucha (1860-1939) a ajuns la Paris în 1888, iar în 1895 a realizat un poster pentru actrița Sarah Bernhardt în piesa Gismonda de Victorien Sardou. Succesul afișului ăstuia a dus la un contract de producere de afișe pentru încă șase piese ale Sarei Bernhardt. În următorii patru ani, a conceput și decoruri scenice, costume și chiar bijuterii pentru actriță. Pe baza succesului afișelor sale de teatru, Mucha a realizat afișe pentru o varietate de produse, de la țigări și săpun până la biscuiți, toate prezentând o figură ideală feminină cu o formă de clepsidră. El a continuat să proiecteze produse, de la bijuterii la cutii de biscuiți, în stilul său specific.
La Viena, cel mai prolific designer de grafică și afișe a fost Koloman Moser (1868–1918), care a participat activ la mișcarea secesionistă alături de Gustav Klimt și Josef Hoffmann, și a realizat ilustrații și coperți pentru revista mișcării, Ver Sacrum, și tablouri, mobilă și decorațiuni.

### Pictura

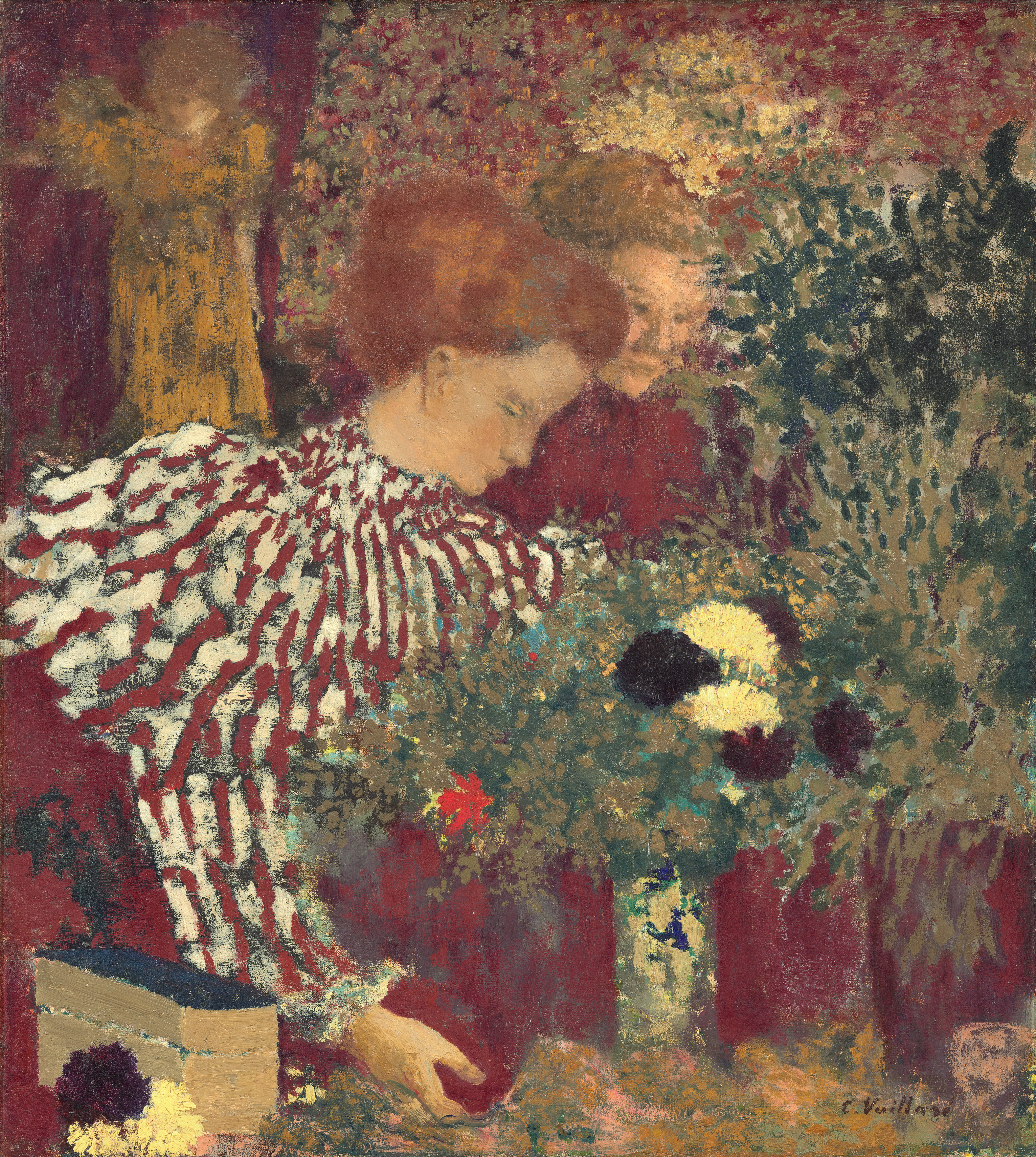
Le Corsage rayé, de Édouard Vuillard (1895), în National Gallery of Art din Washington, D.C.
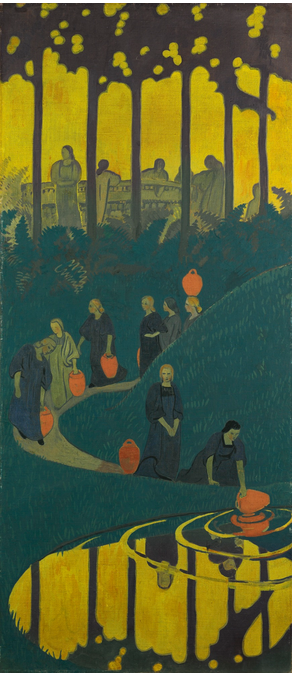
Femei la izvor, de Paul Sérusier (1898), în Musée d'Orsay din Paris
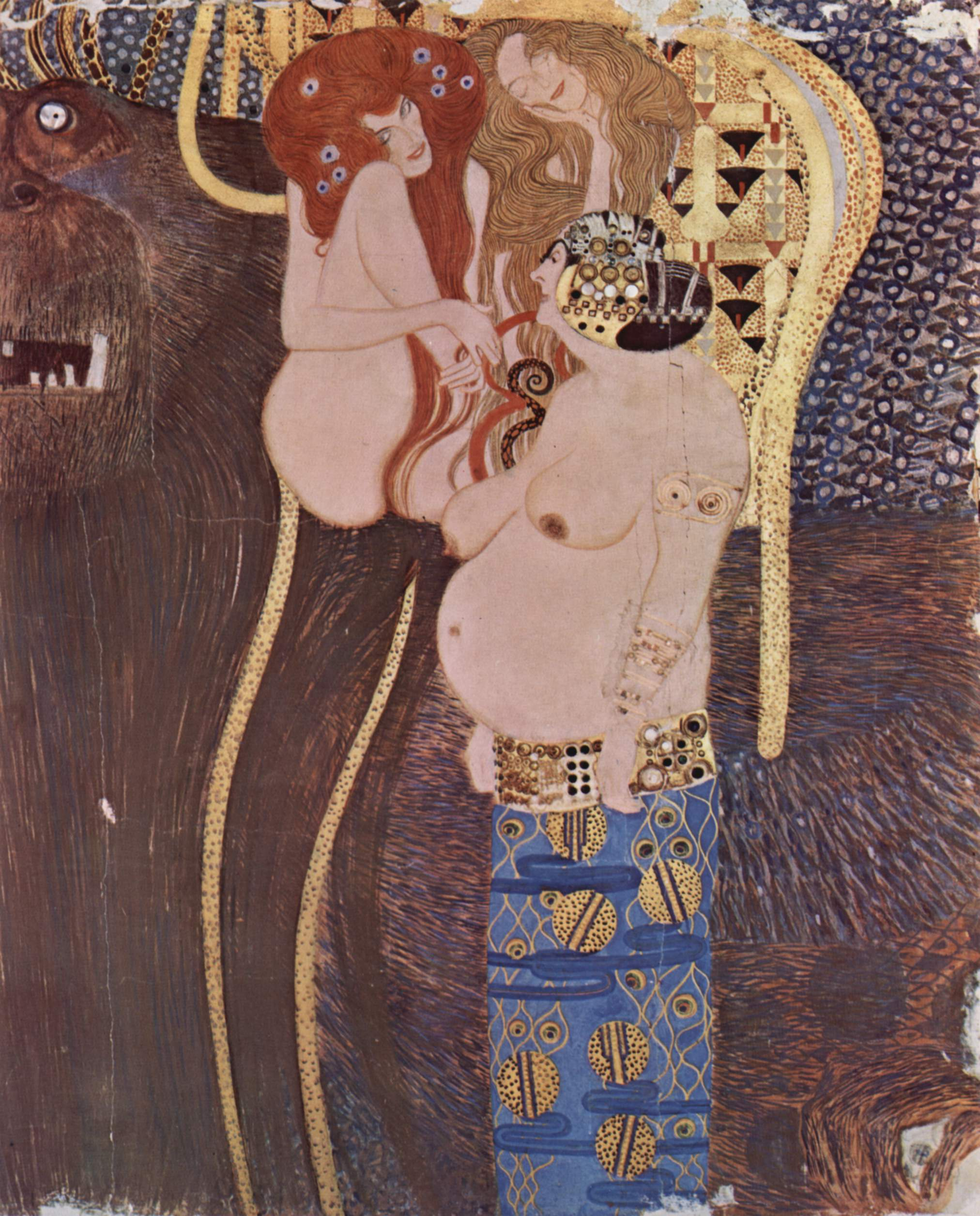
Friza lui Beethoven, de Gustav Klimt (1902), în Clădirea Secesiunii din Viena
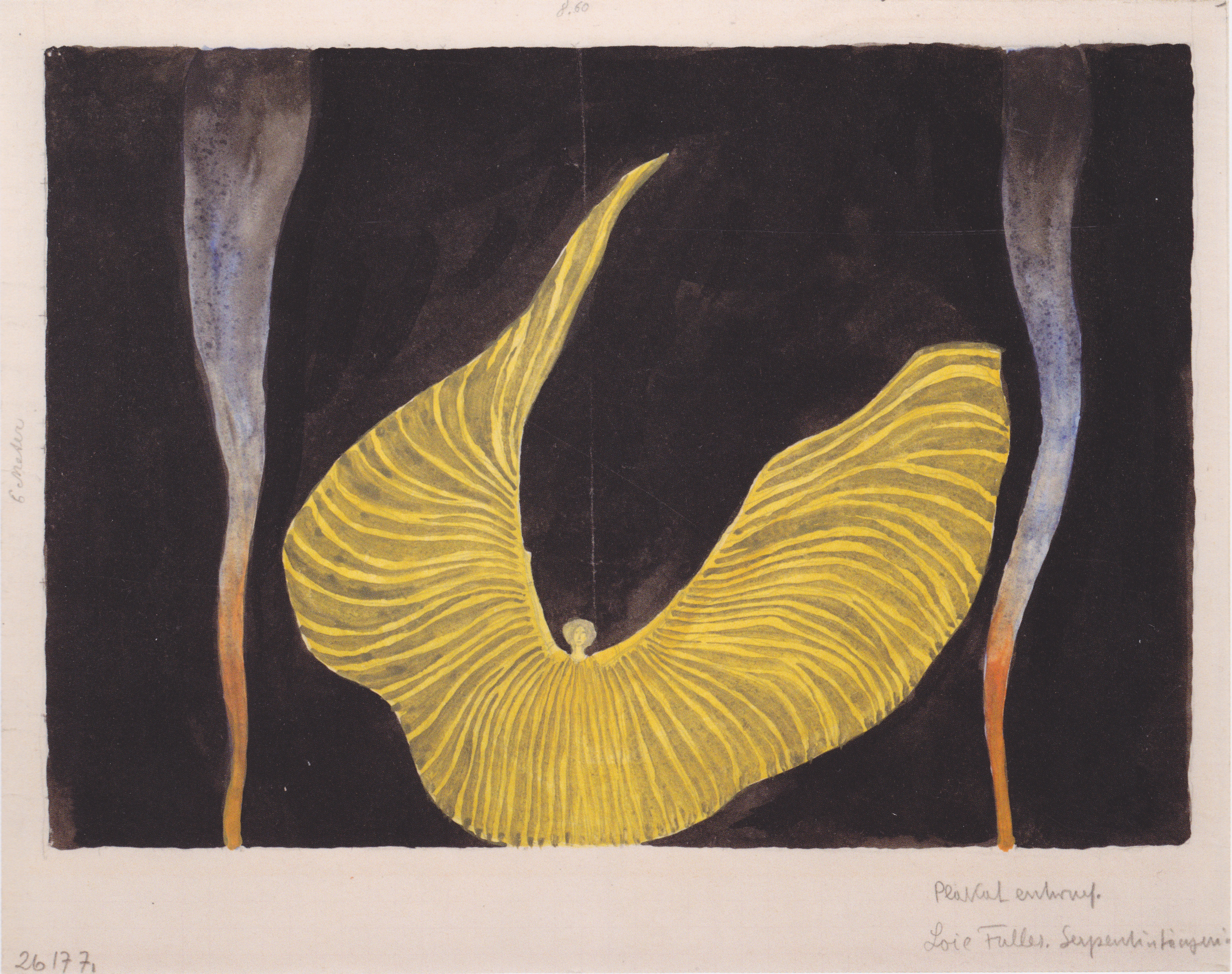
Pictură în acuarelă și cerneală care o înfățișează pe Loïe Fuller dansând, de Koloman Moser (1902)
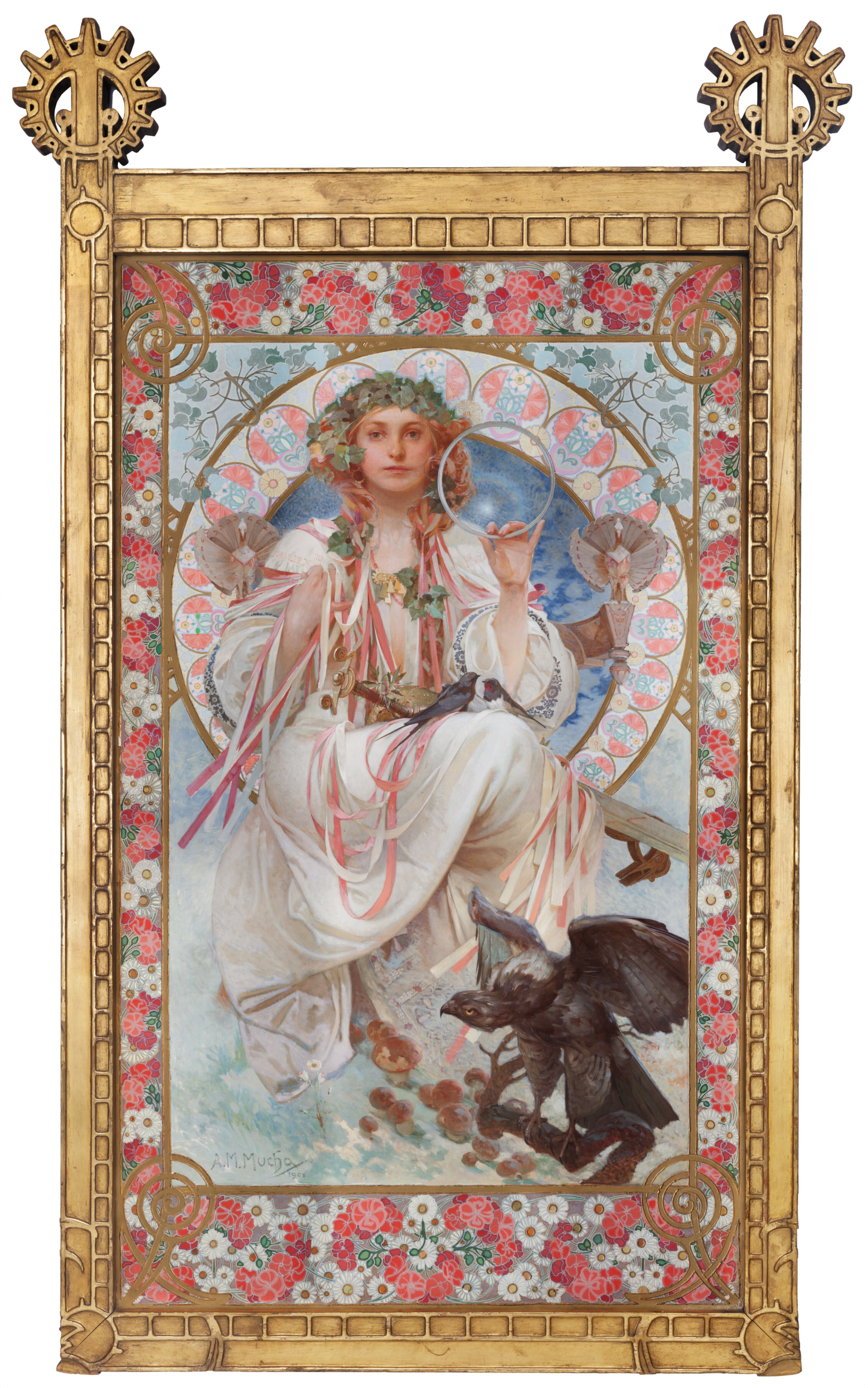
Slavia de Alfons Mucha (1908)
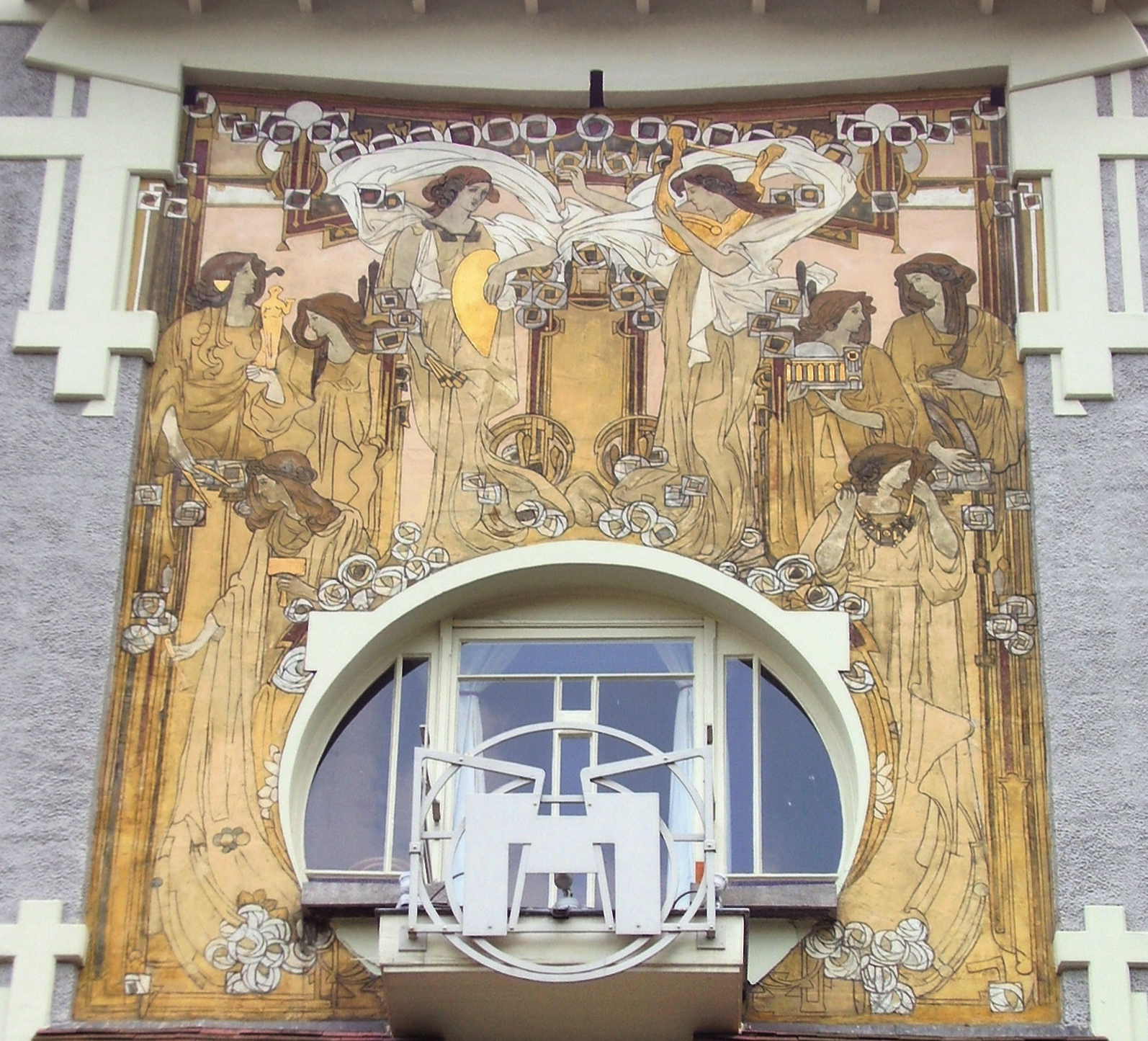
Sgraffito de Paul Cauchie pe casa lui studio din Bruxelles (1905)
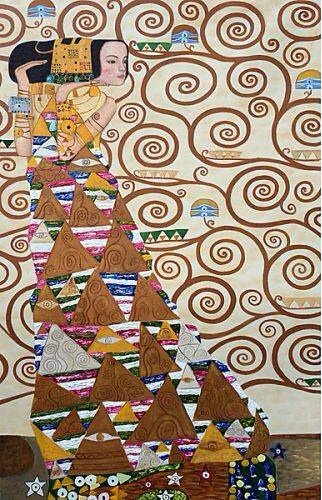
Detaliu al Frizei Stoclet, de Gustav Klimt (1905–1911), în Palatul Stoclet din Bruxelles
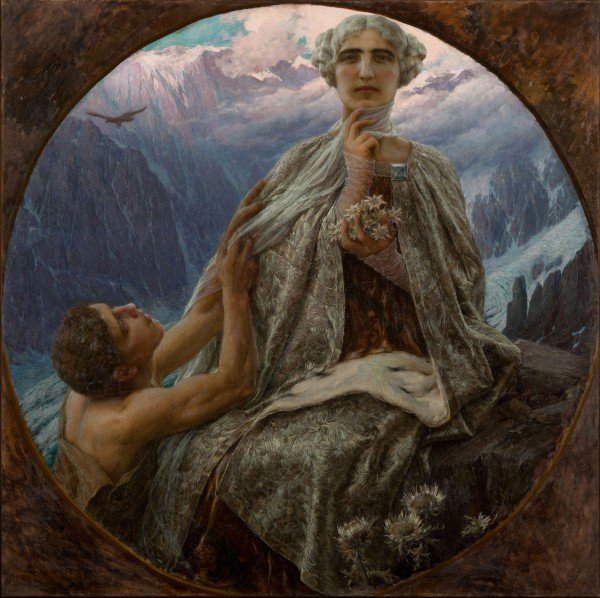
Summit-ul, o operă art nouveau a pictorului tortonez Cesare Saccaggi

Pictura a fost un alt domeniu al Art Nouveauului, chiar dacă majoritatea pictorilor asociați cu Art Nouveauul sunt descriși în primul rând ca membri ai altor mișcări, în special cu postimpresionismul și simbolismul. Alfons Mucha e faimos pentru afișele sale Art Nouveau, care l-au frustrat. Potrivit fiului și biografului său, Jiří Mucha, el nu s-a gândit prea mult la Art Nouveau. „Ce este, „Art Nouveauul”? a întrebat el. ...Arta nu poate să fie niciodată nouă”. Tabloul său de inspirație Art Nouveau, „Slavia”, un portret al fiicei patronului său în costum slav, care a fost modelată după afișele sale teatrale.
Pictorii cei mai strâns asociați cu Art Nouveauul au fost Les Nabis, artiști postimpresioniști care erau activi în Paris din 1888 până în 1900. Unul dintre obiectivele declarate a fost acela de a descompune bariera dintre artele frumoase și cele decorative. Au pictat nu numai pe pânză, ci și pe ecrane și panouri decorative. Multe dintre lucrările lor sunt influențate de estetica artei japoneze. Membrii includ Pierre Bonnard, Maurice Denis, Paul Ranson, Édouard Vuillard, Ker-Xavier Roussel, Félix Vallotton și Paul Sérusier.
În Belgia, Fernand Khnopff a lucrat atât în pictură, cât și în design grafic. Frize de Gustav Klimt au fost integrate în schema decorativă a lui Josef Hoffmann pentru Palatul Stoclet. Friza lui Klimt pentru sala de mese din Palatul Stoclet (1905–1911) este o capodoperă a Art Nouveauului târziu.
Un subiect a apărut atât în pictura tradițională, cât și în Art Nouveau; dansatoarea americană Loie Fuller, care a fost înfățișat de pictori și artiști de afișe francezi și austrieci.
Un stil particular care a devenit popular în perioada Art Nouveau, în special la Bruxelles, a fost sgraffito-ul, o tehnică inventată în Renaștere de a aplica straturi de tencuială vopsită pentru a realiza picturi murale pe fațadele caselor.  Aceasta a fost folosită în special de arhitectul belgian Paul Hankar pentru casele pe care le-a construit pentru doi prieteni artiști, Paul Cauchie și Albert Ciamberlani.
Un anumit stil care a devenit popular în perioada Art Nouveau, în special în Bruxelles, și anume sgraffitoul, o tehnică inventată în timpul Renașterii care constă în a aplica straturi de tencuială vopsită pentru realizarea de picturi murale pe fațadele caselor. A fost folosită în special de arhitectul belgian Paul Hankar pentru casele pe care le-a construit pentru doi prieteni artiști, Paul Cauchie și Albert Ciamberlani.

### Sticla

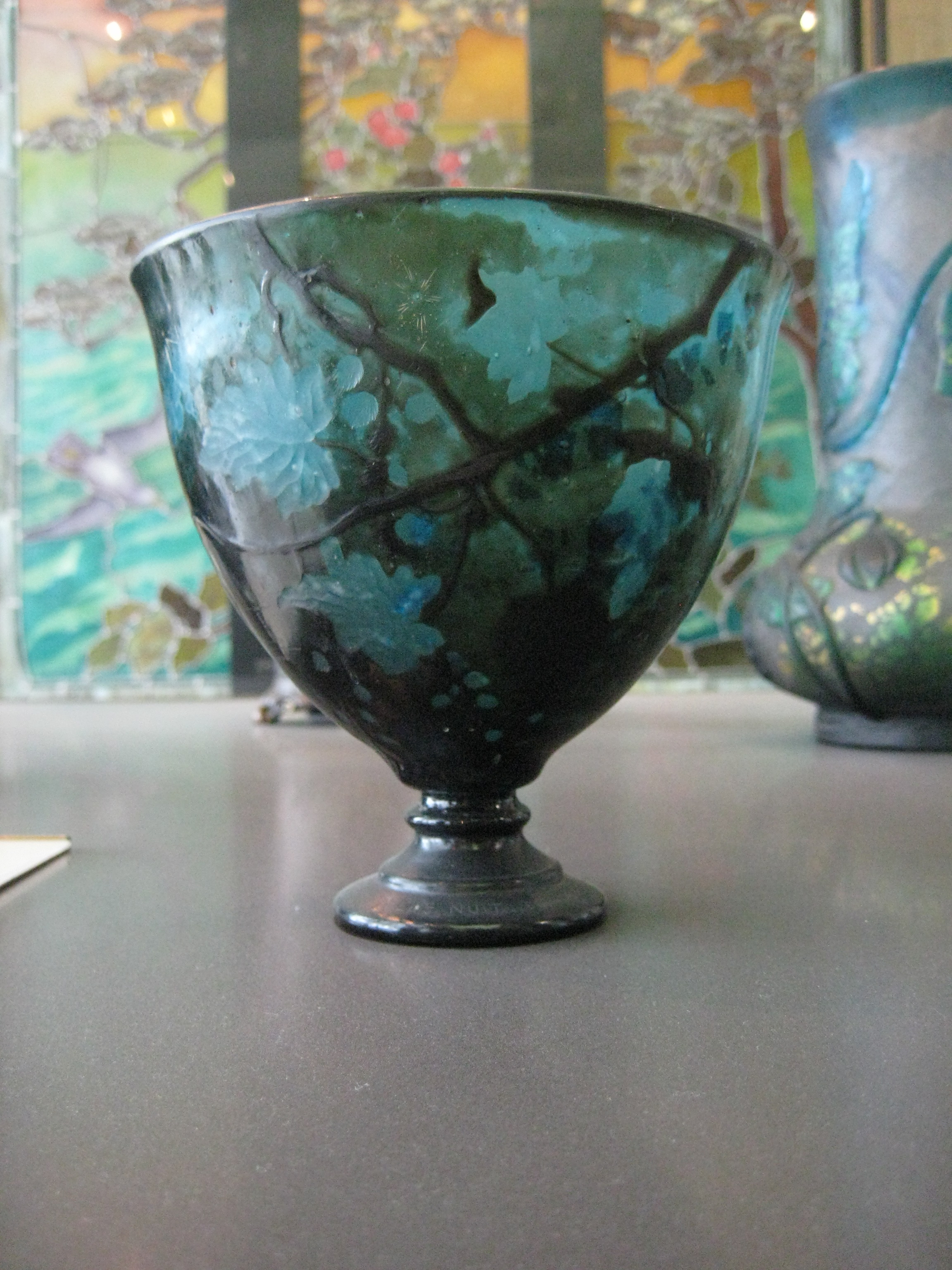
Vasul Par une telle nuit de Émile Gallé, din Franța (1894)
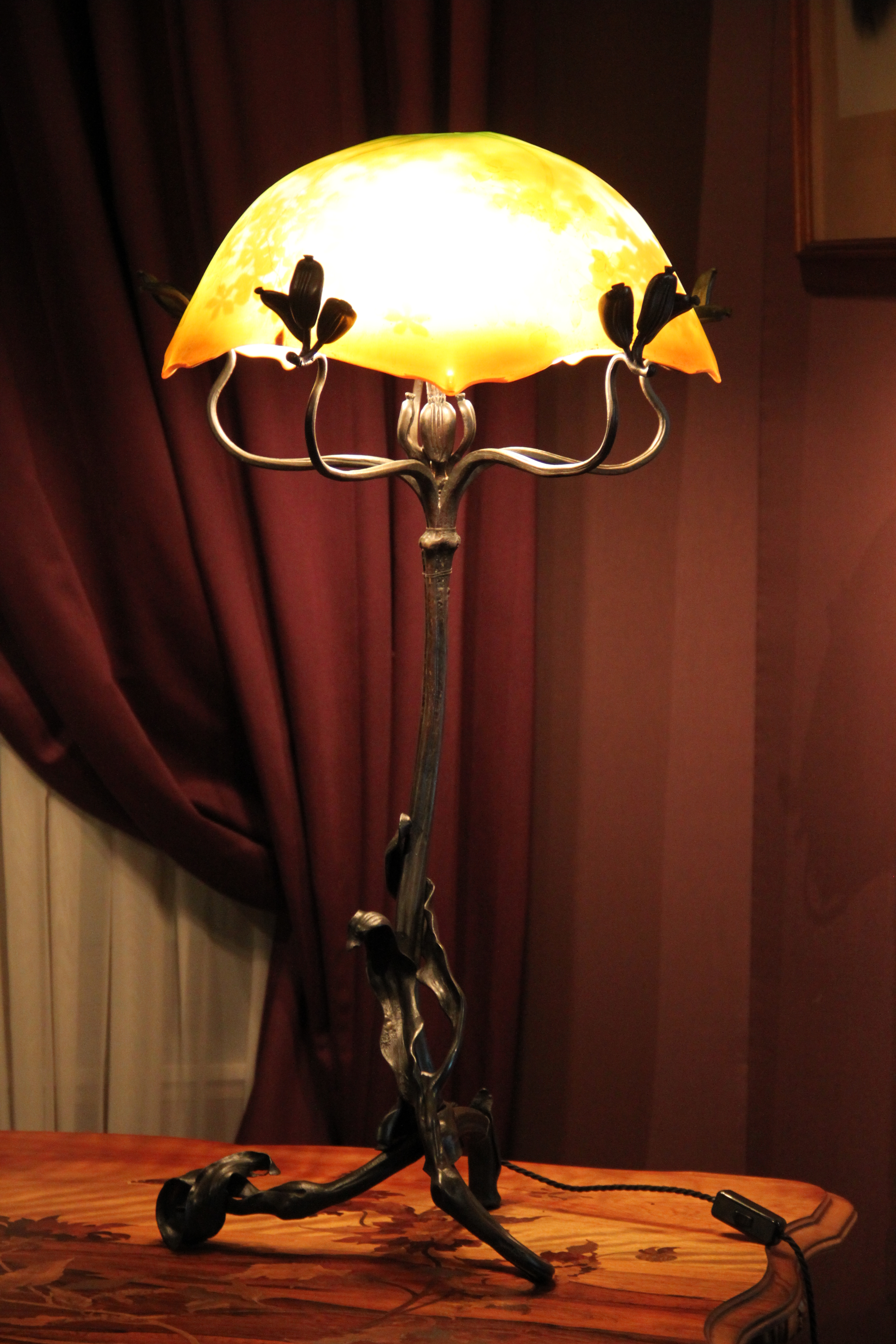
Lampe aux ombelles de Émile Gallé, din Franța (aproximativ 1902)
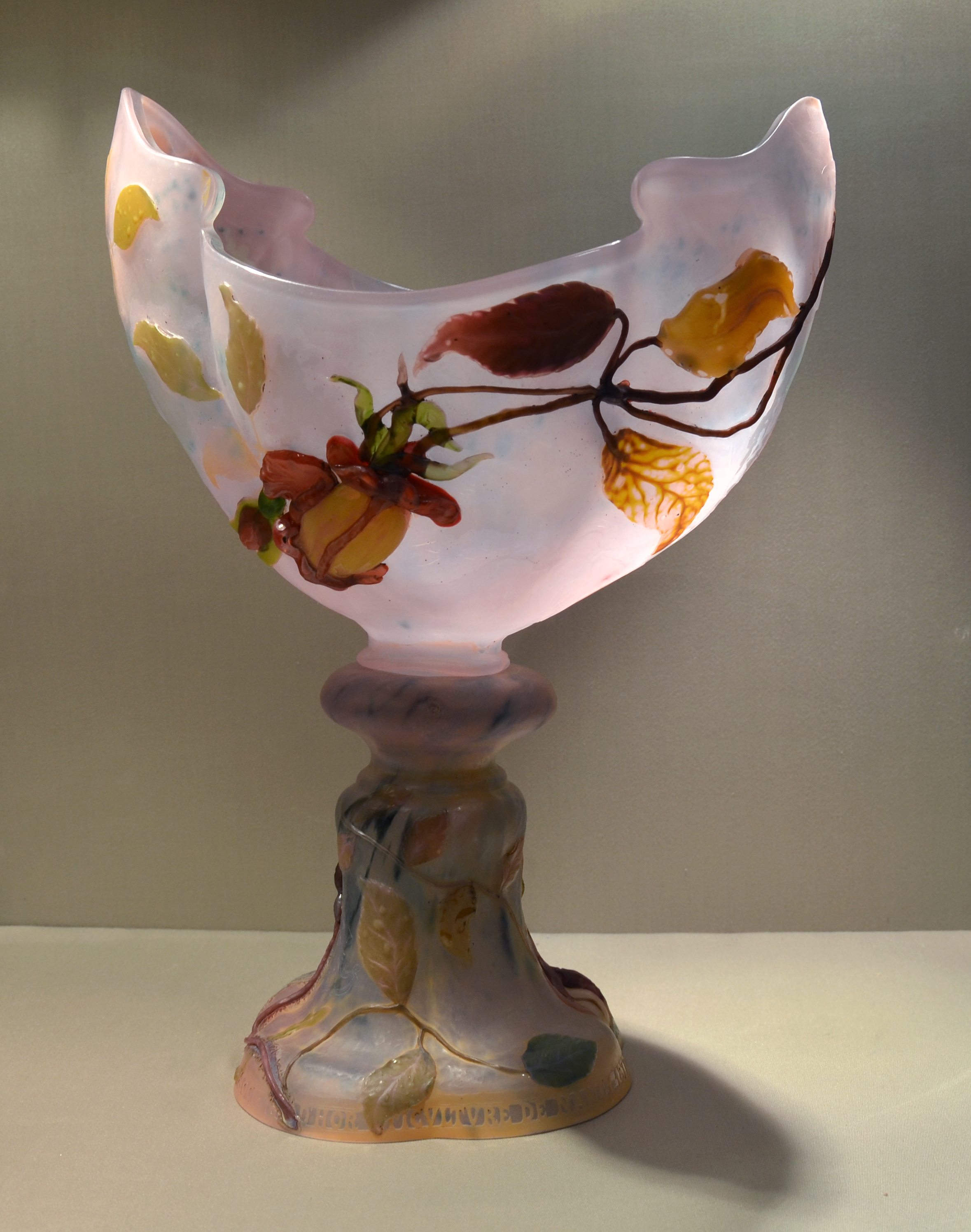
Vasul Rose de France de Émile Gallé (1901)
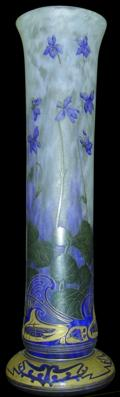
Vază de Daum, din Franța, (1900)
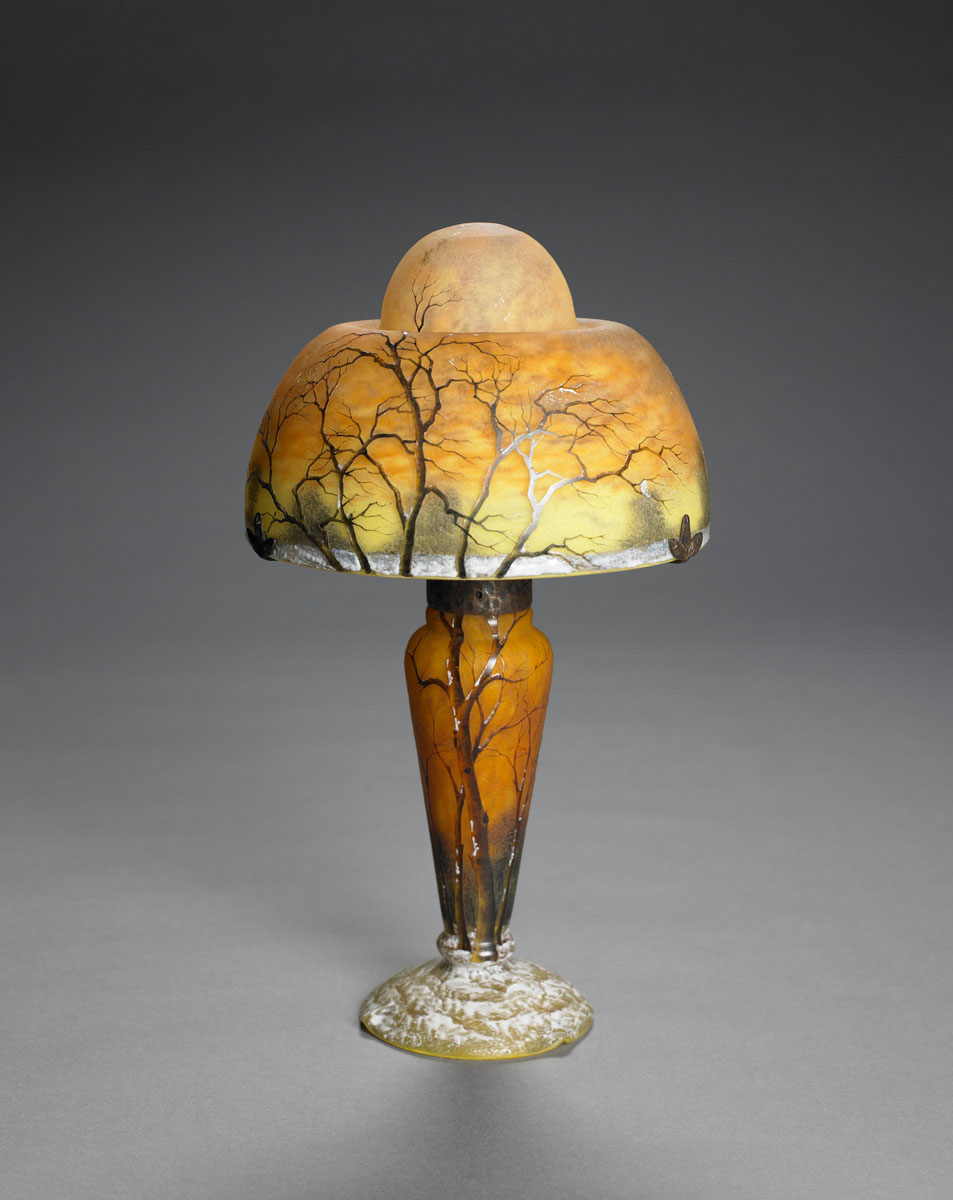
Lampă de Daum, din Franța (1900)
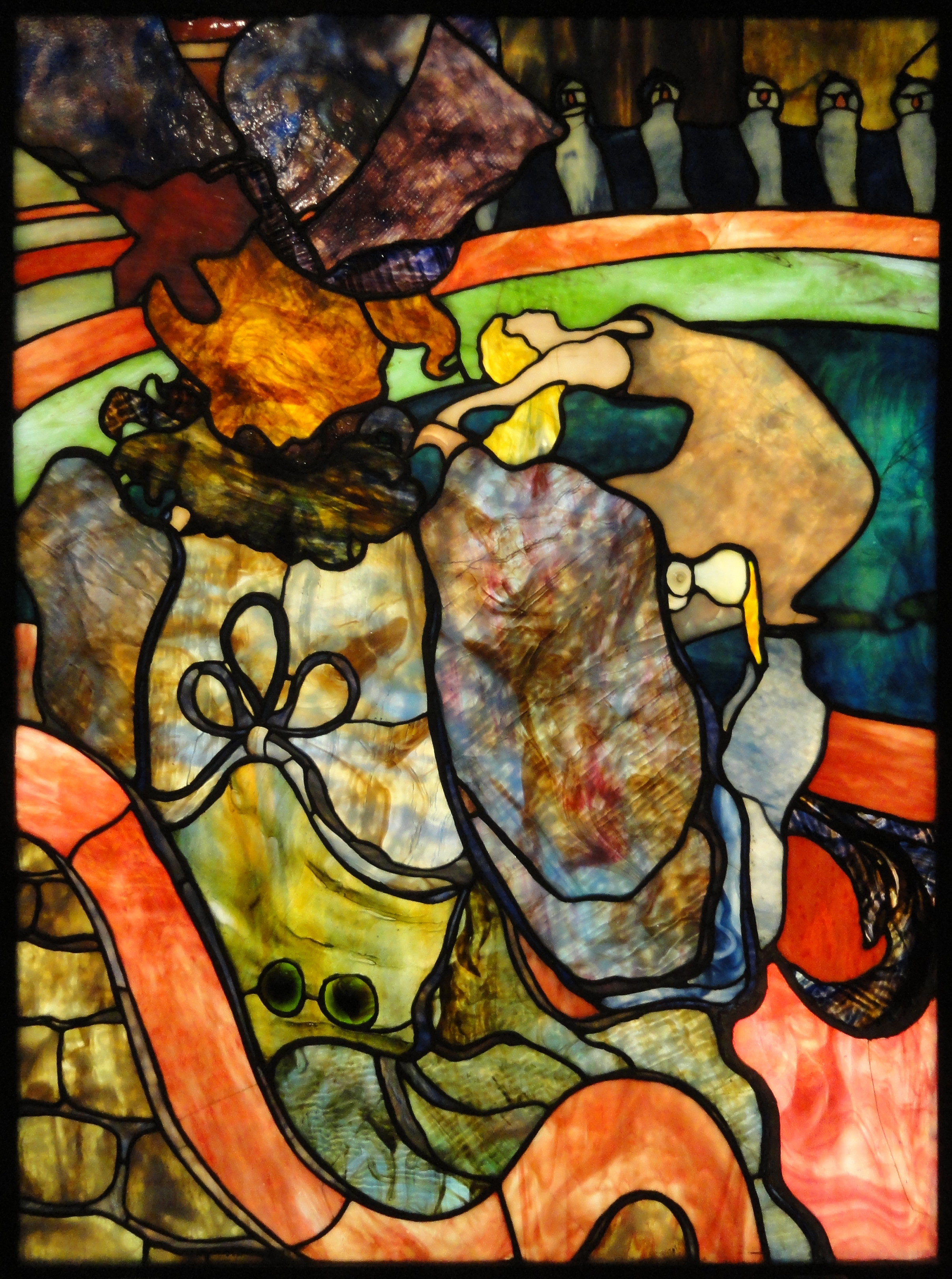
Vitraliul Au Nouveau Cirque, Papa Chrysanthème, de Henri de Toulouse-Lautrec și Louis Comfort Tiffany, circa 1894, în Musée d'Orsay din Paris
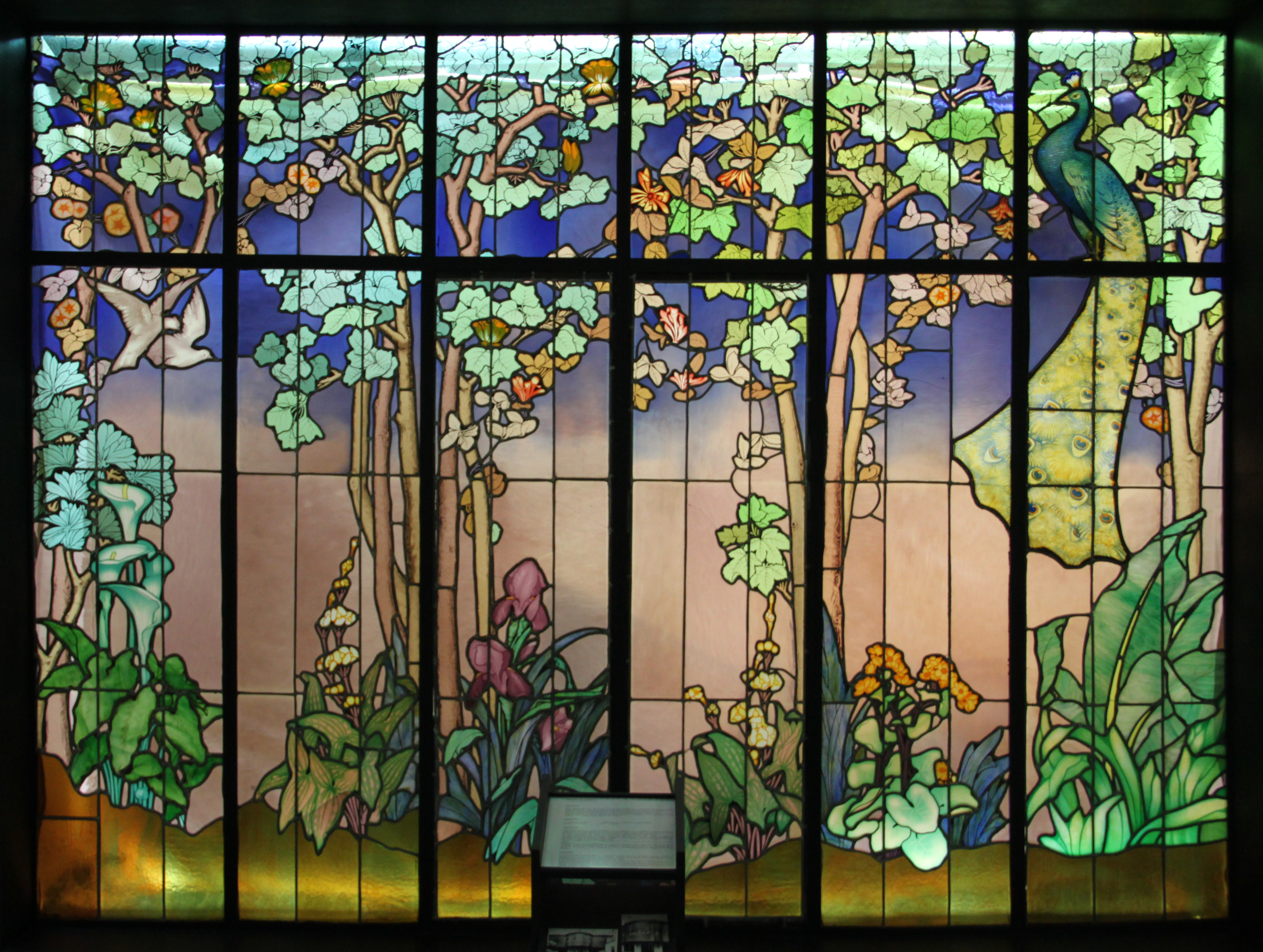
Vitraliul Veranda de la Salle, de Jacques Grüber, în Nancy (Franța) (1904)
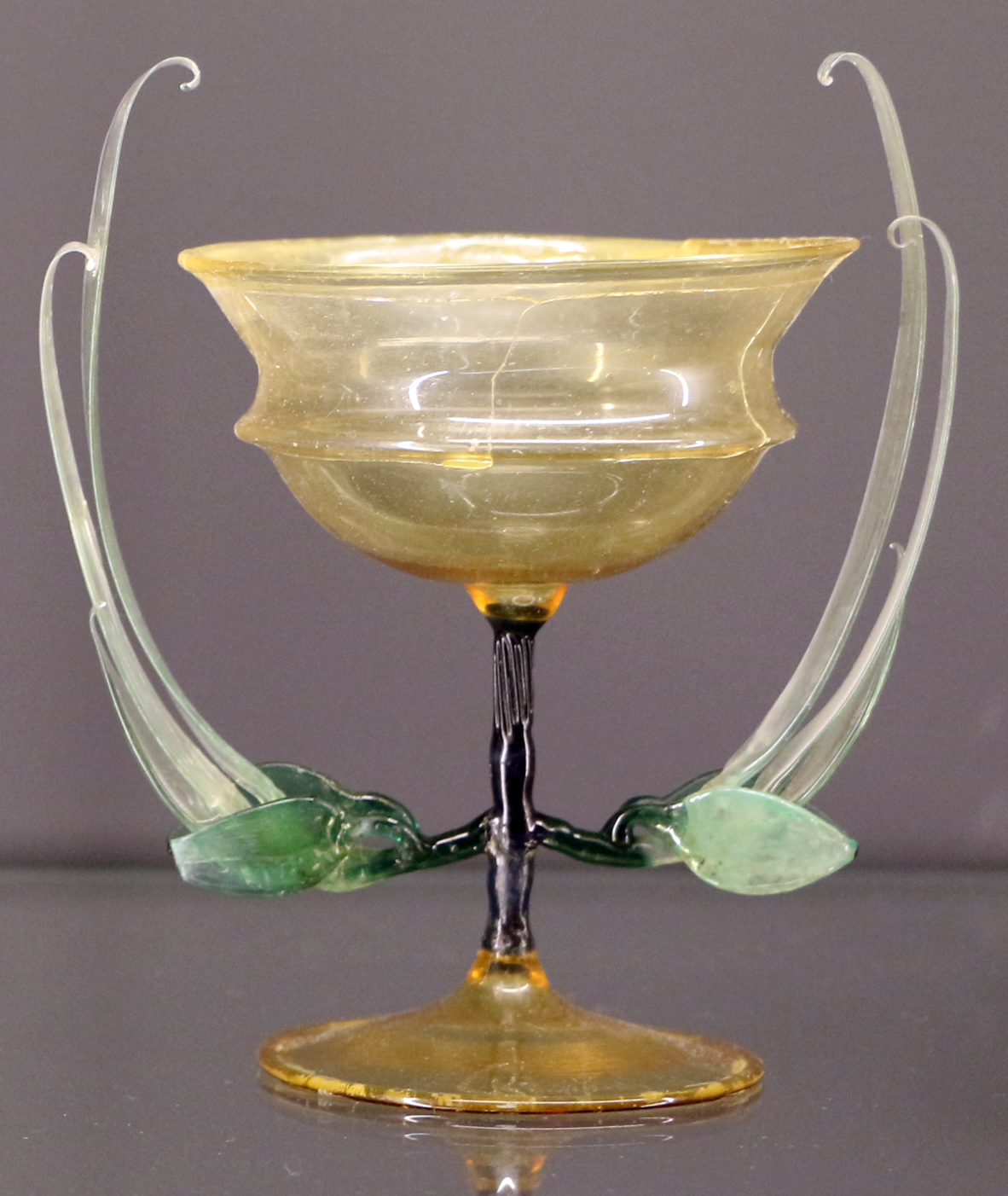
Sticlă suflată cu un design floral, de Karl Koepping, din Germania (1896)
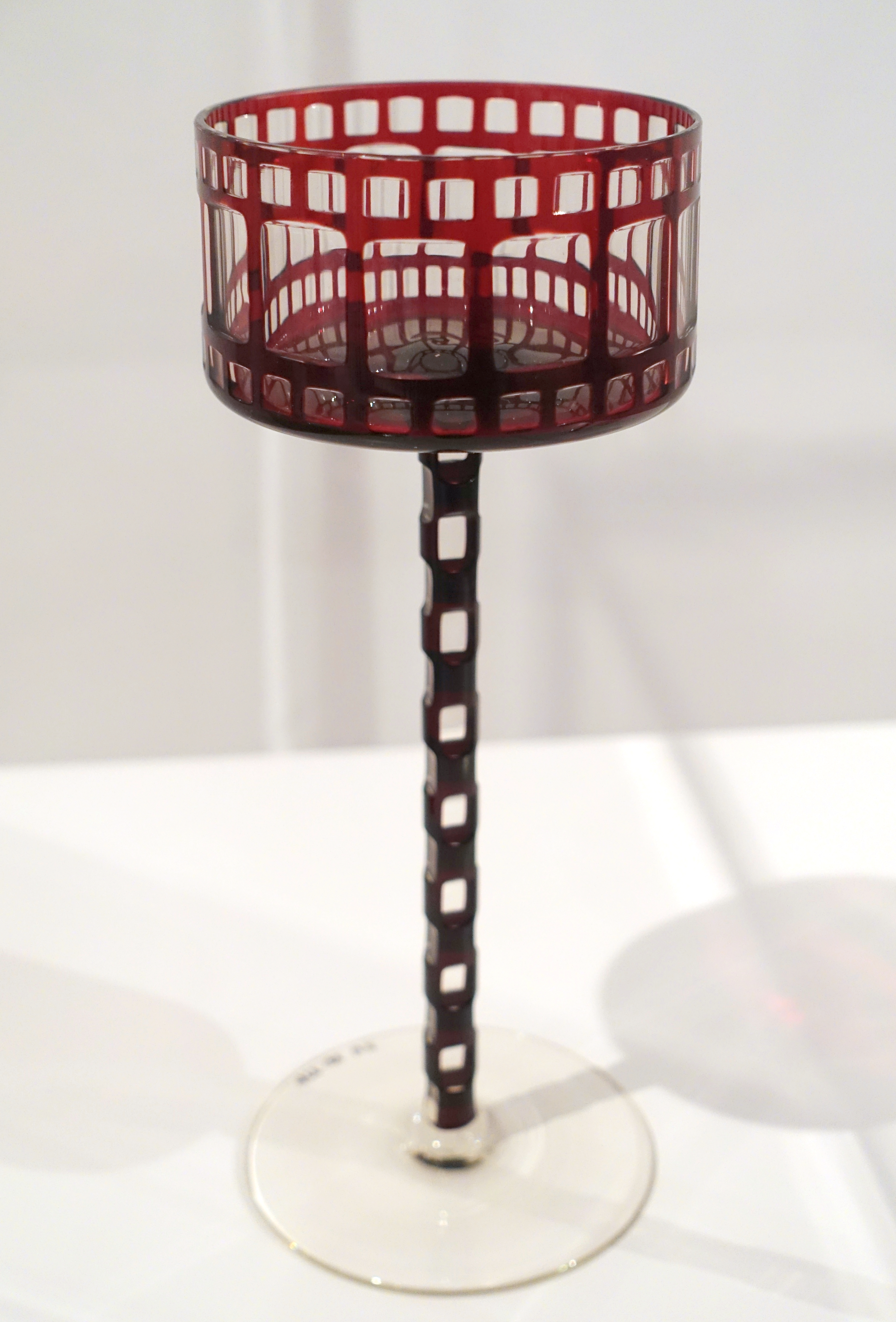
Pahar proiectat de Otto Prutscher, din Austria (1909)
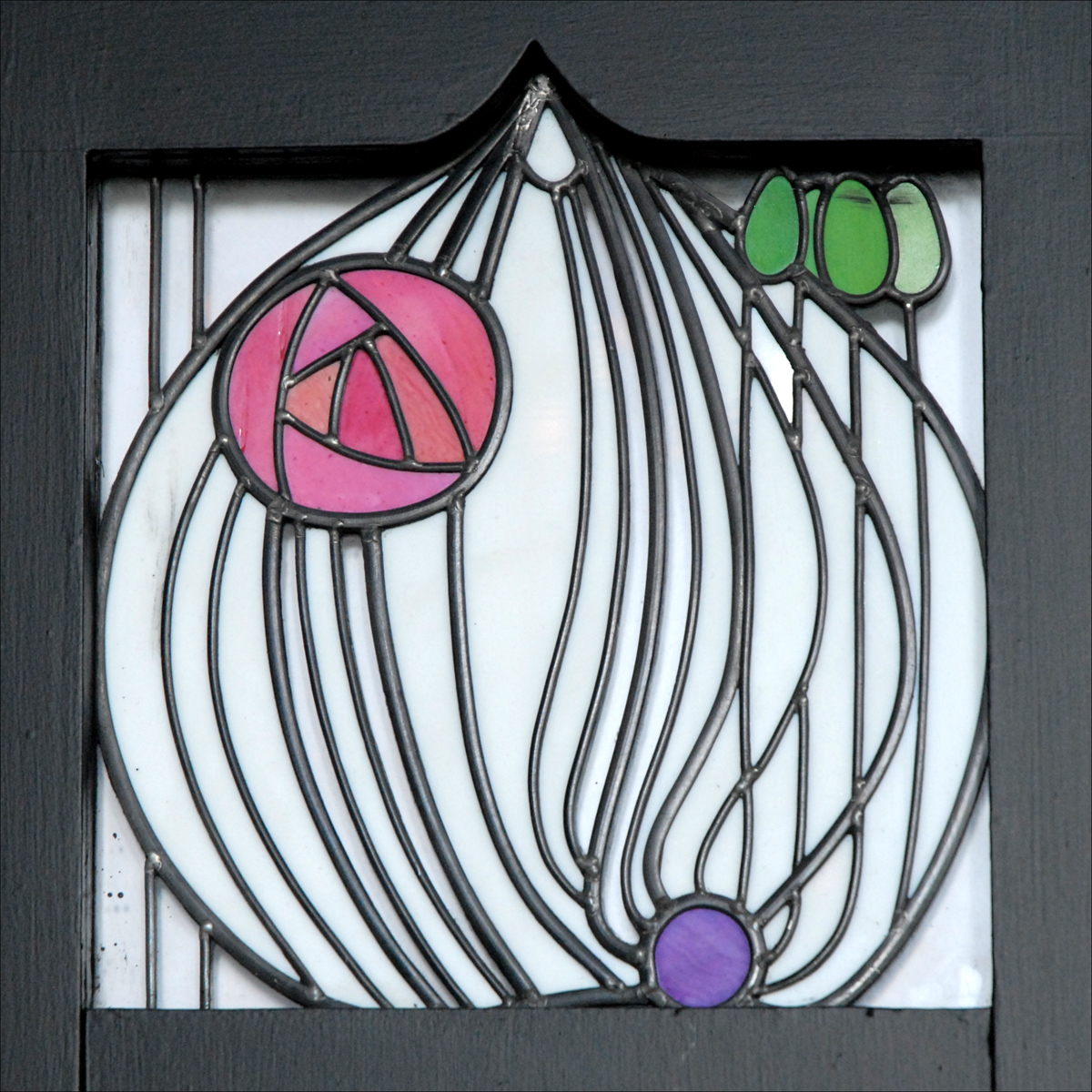
Geam pentru Casa unui Iubitor de Artă, de Margaret Macdonald Mackintosh (1901)
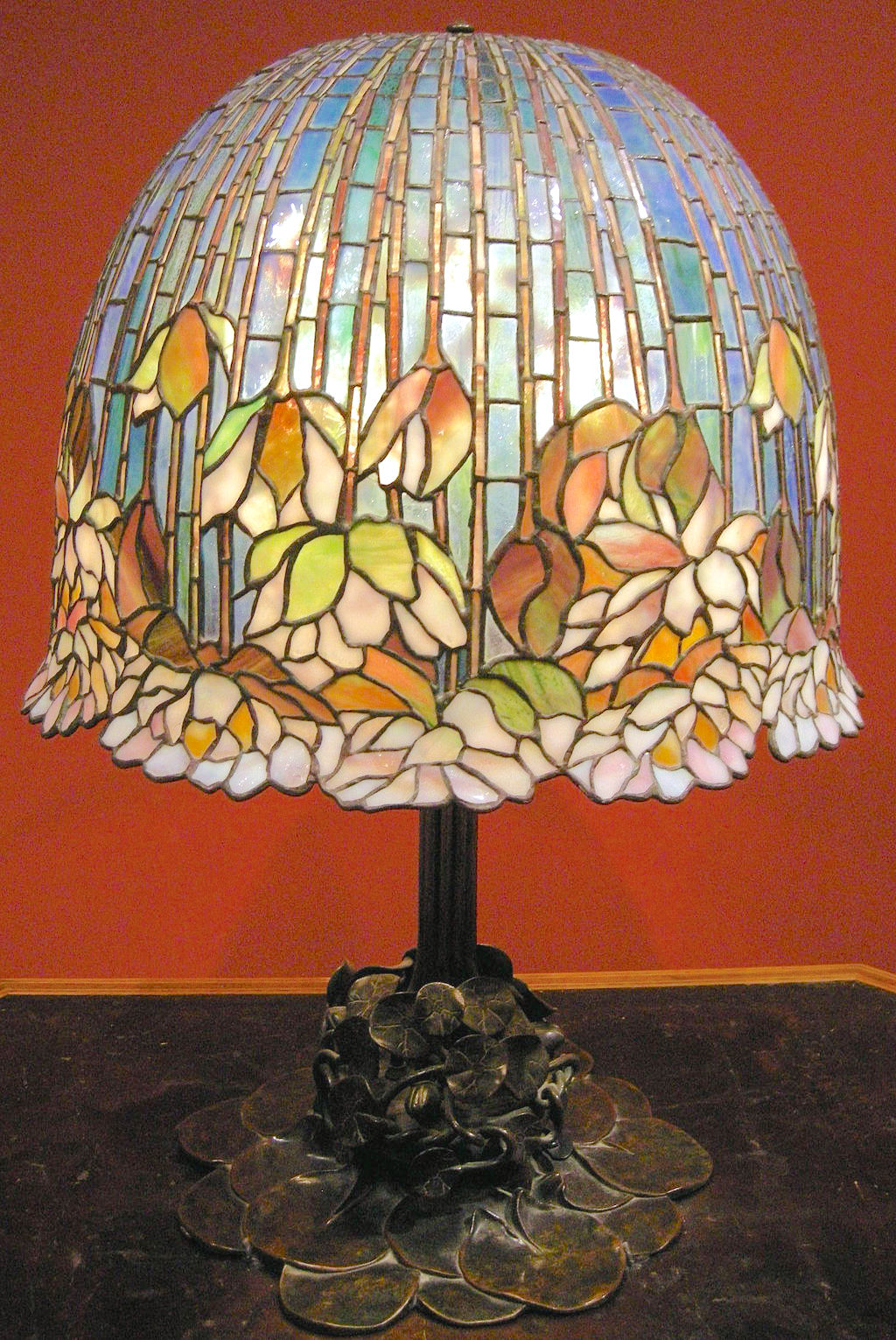
Lampa crin, de Louis Comfort Tiffany (1900–1910)
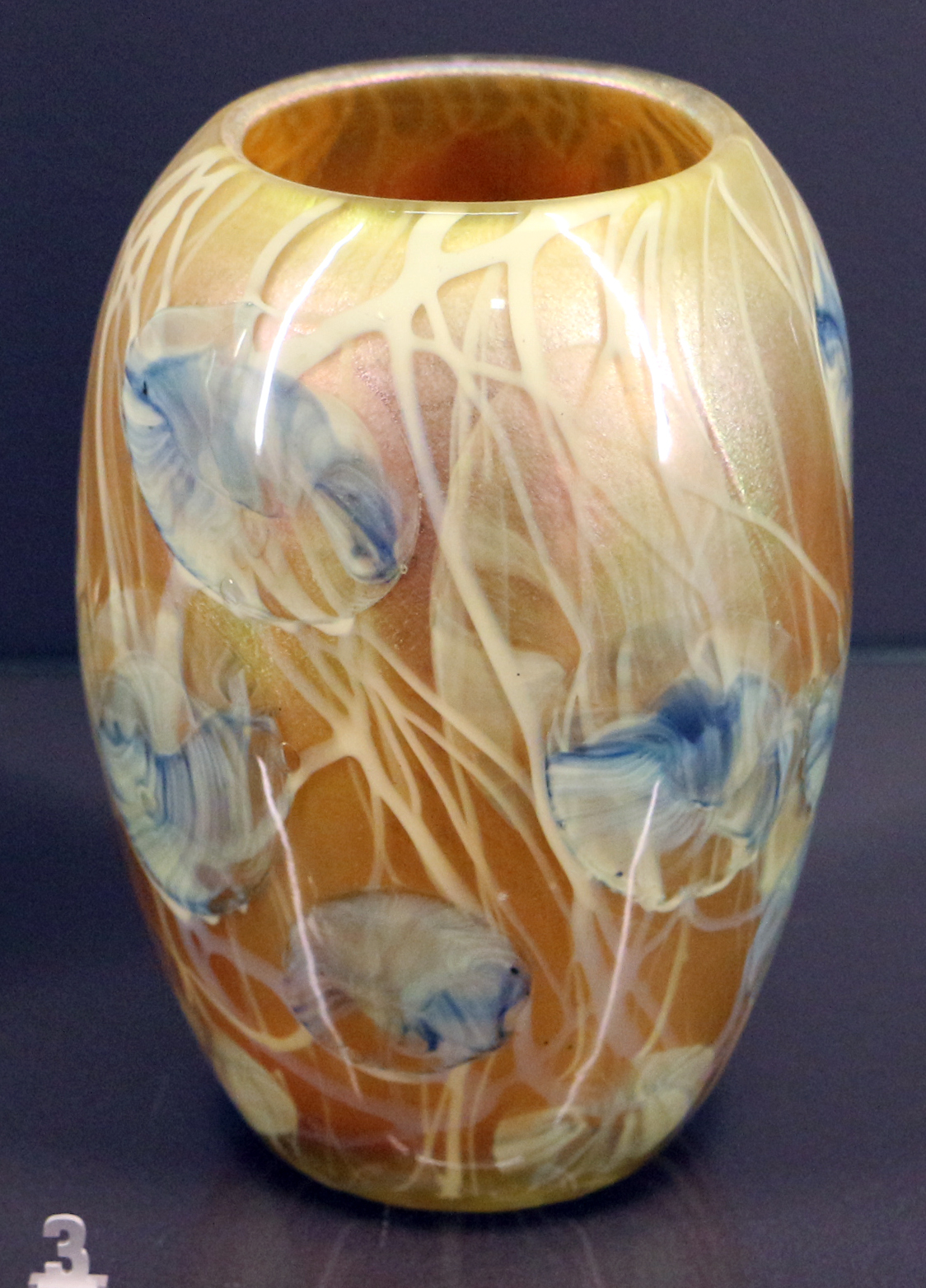
Vază iridescentă de Louis Comfort Tiffany (1904)
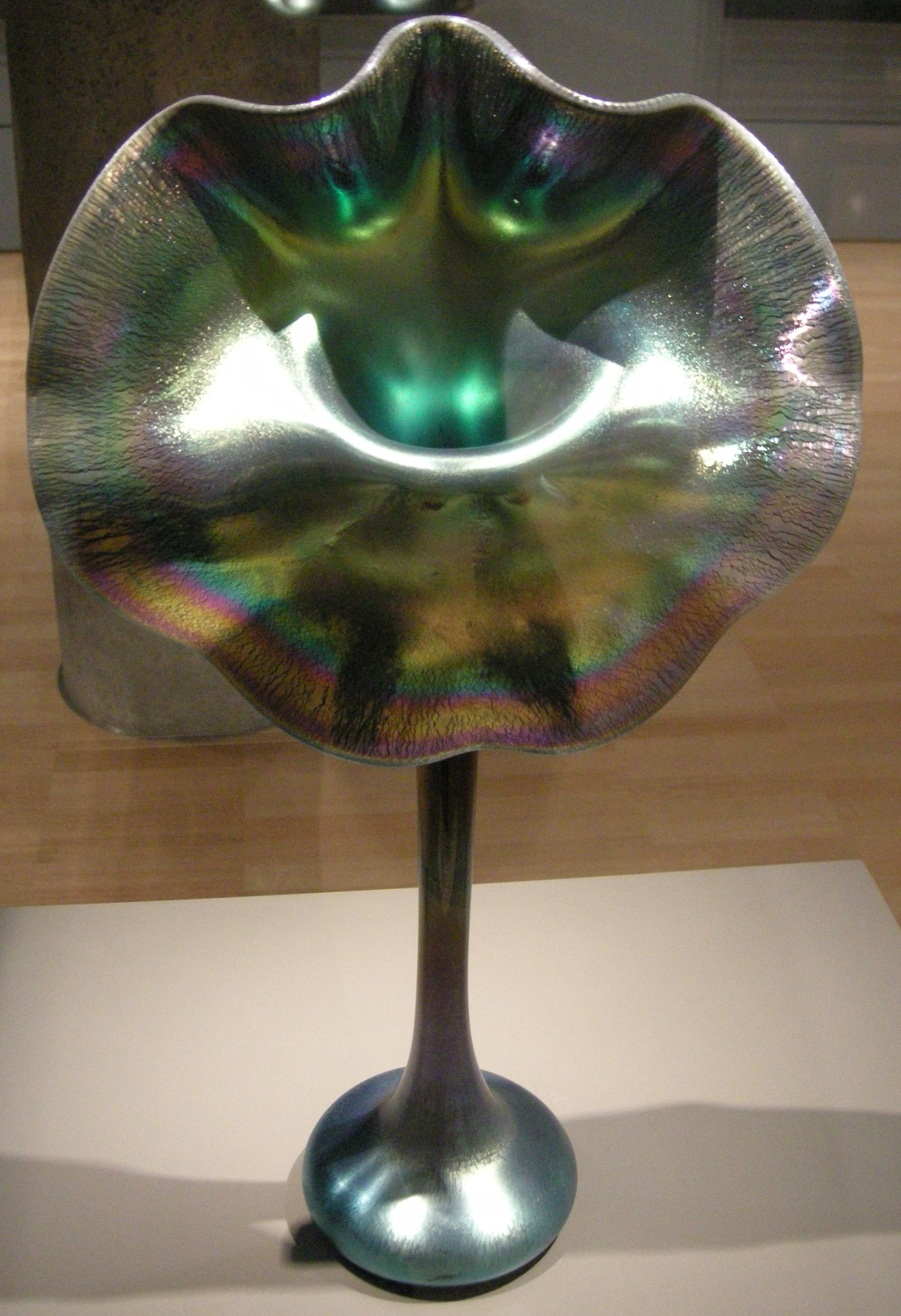
Vază în formă de arisaema triphyllum, de Louis Comfort Tiffany (1910)
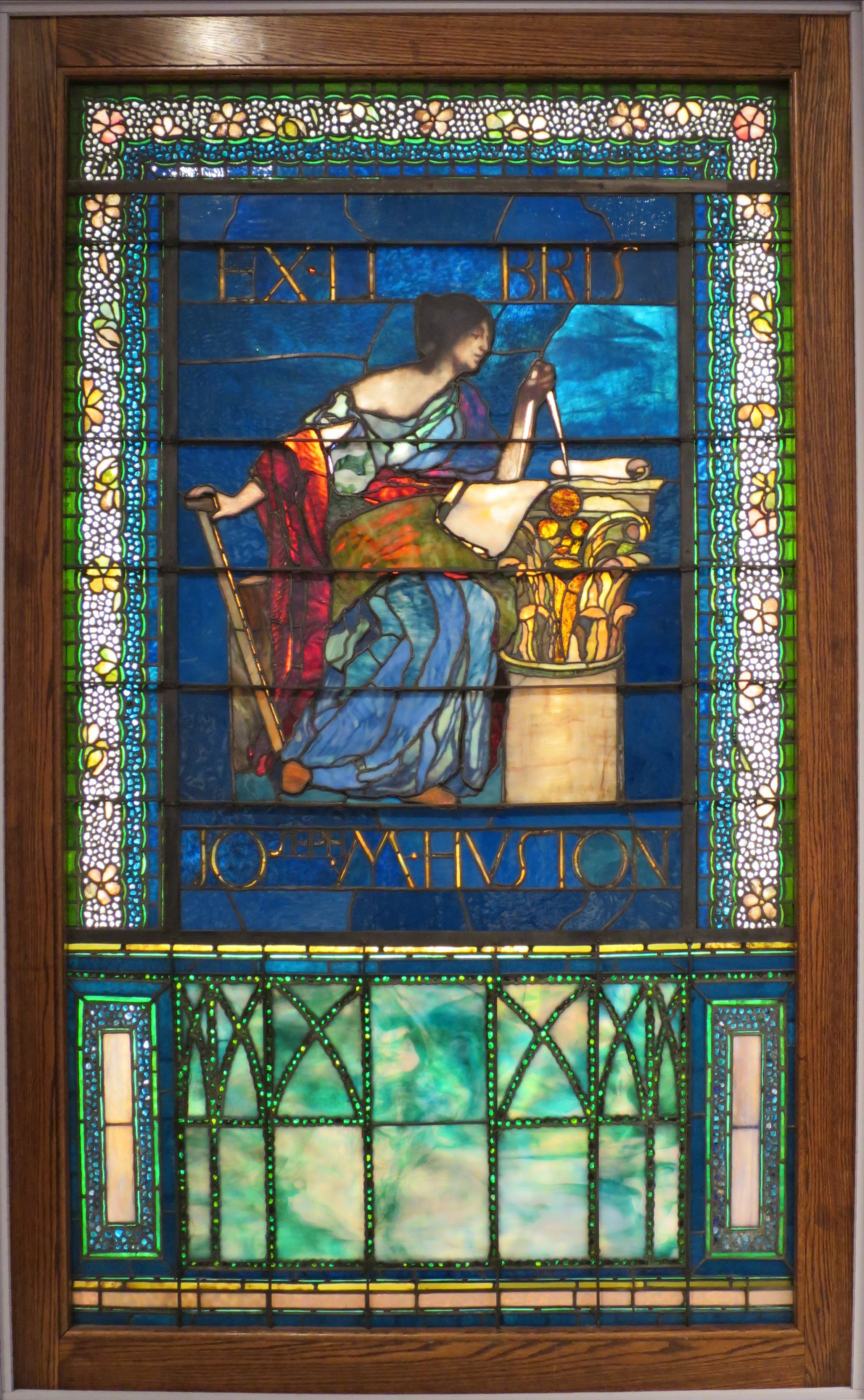
Vitraliul Arhitectura, de John La Farge, din Statele Unite (1903)
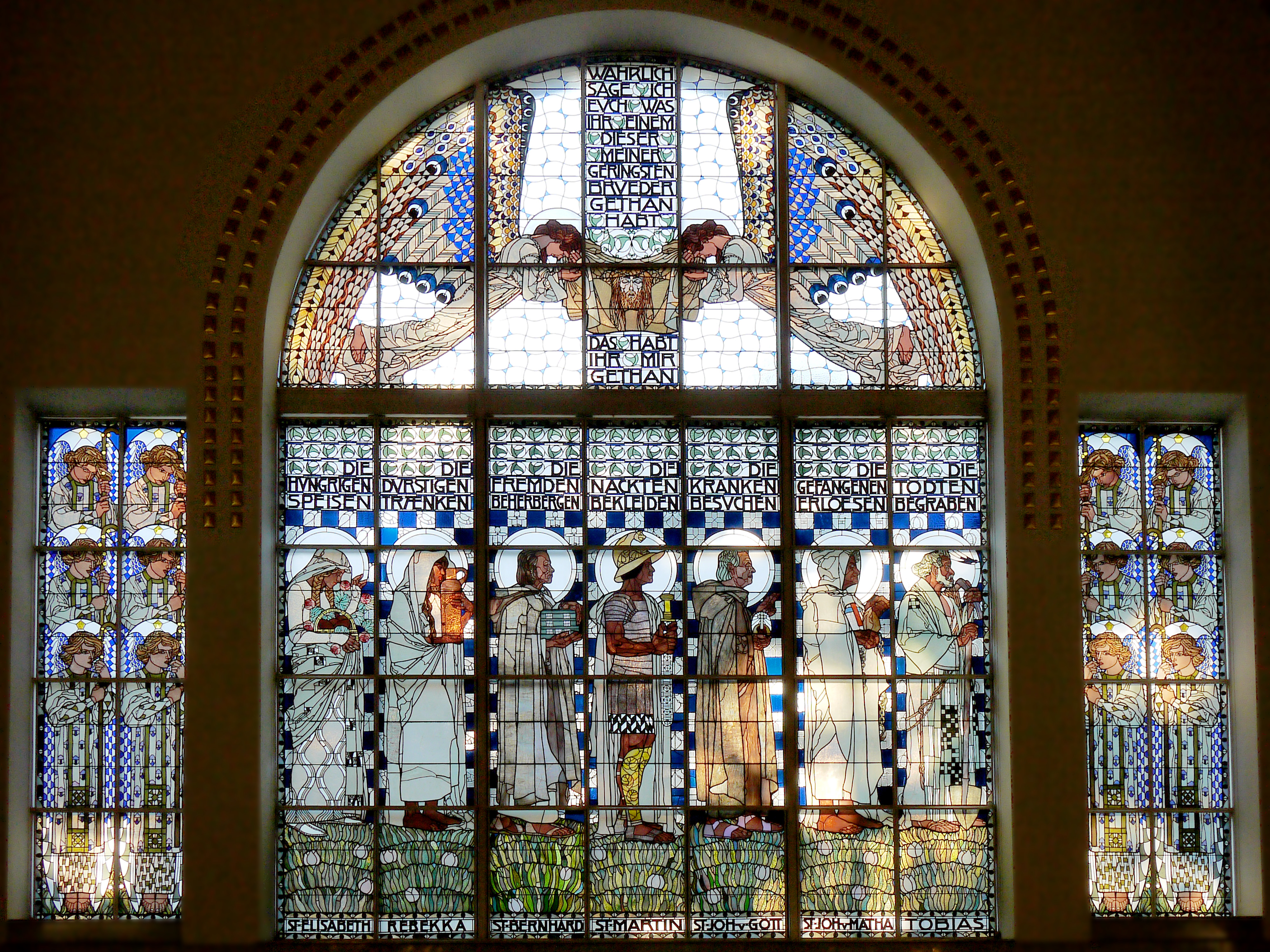
Vitraliu de Koloman Moser pentru Biserica Sfântul Leopold, din Viena (1902–1907)

Arta de sticlă e un mediu în care Art Nouveauul a găsit modalități noi și variate de exprimare. O mare cantitate de experimentare a continuat, în special în Franța, pentru găsirea de noi efecte de transparență și opacitate. Orașul Nancy a devenit un centru important pentru industria sticlei franceze, iar atelierele lui Émile Gallé și studioul Daum, conduse de Auguste și Antonin Daum, erau amplasate acolo. Ei au lucrat cu mulți designeri notabili, printre care Ernest Bussière, Henri Bergé și Amalric Walter. Au dezvoltat o nouă metodă de încrustare a sticlei prin presarea unor fragmente de sticlă colorate diferit în piesa neterminată. De multe ori au colaborat cu designerul de mobilă Louis Majorelle, a cărui casă și ateliere erau în Nancy. O altă caracteristică a Art Nouveauului e folosirea vitraliilor cu teme florale în camerele caselor, în special în casele Art Nouveau din Nancy. Multe dintre ele sunt opere ale lui Jacques Grüber, care a făcut ferestre pentru Vila Majorelle și alte case.
În Belgia, firma principală a fost manufactura de sticlă Val Saint Lambert, care a creat vaze în forme organice și florale, multe dintre ele proiectate de Philippe Wolfers. Wolfers a fost remarcat în special pentru realizarea de lucrări simboliste din sticlă, adesea cu decorațiuni metalice atașate. În Boemia, pe atunci o regiune a Imperiului Austro-Ungar, remarcată pentru fabricarea cristalelor, companiile J. & L. Lobmeyr și Joh. Loetz Witwe au experimentat cu noi tehnici de colorare, producând culori mai vii și bogate. În Germania, experimentarea a fost condusă de Karl Köpping, care a folosit sticla suflată pentru crearea de pahare extrem de delicate în formă de flori; atât de delicat încât puține supraviețuiesc astăzi.
La Viena, modelele de sticlă ale mișcării secesioniste sunt mult mai geometrice decât cele din Franța sau Belgia; Otto Prutscher a fost cel mai riguros designer de sticlă al mișcării. În Marea Britanie, o serie de designuri de vitralii florale au fost create de Margaret Macdonald Mackintosh pentru expoziția arhitecturală numită „Casa unui Iubitor de Artă”.
În Statele Unite, Louis Comfort Tiffany și designerii săi au devenit deosebit de faimoși pentru lămpile lor, ale căror nuanțe de sticlă au folosit teme florale comune complexe. Lămpile Tiffany au câștigat popularitate după Expoziția Columbiană Universală de la Chicago din 1893, unde Tiffany și-a afișat lămpile într-o capelă de tip bizantin. Tiffany a experimentat pe larg procesele de colorare a sticlei, patentând în 1894 procesul de sticlă Favrile, care a folosit oxizi metalici pentru colorarea interiorul sticlei topite, conferindu-i un efect iridescent. Atelierele sale au produs mai multe serii diferite ale lămpii Tiffany în diferite modele florale, alături de vitralii, ecrane, vaze și o serie de obiecte decorative. Lucrările sale au fost importate mai întâi în Germania, apoi în Franța de către Siegfried Bing, iar apoi au devenit una dintre senzațiile decorative ale Expoziției din 1900. O rivală americană pentru Tiffany, Steuben Glass, a fost fondată în 1903 în Corning (New York), de Frederick Carder, care, la fel ca Tiffany, folosea procesul Fevrile ca să creeze suprafețe cu culori iridescente. Un alt artist american din sticlă notabil s John La Farge, care a creat vitralii complexe și colorate atât pe teme religioase, cât și pur decorative.
Exemple de vitralii în biserici pot fi găsite în articolul despre clădirile religioase Art Nouveau.

### Lucrurile de metal

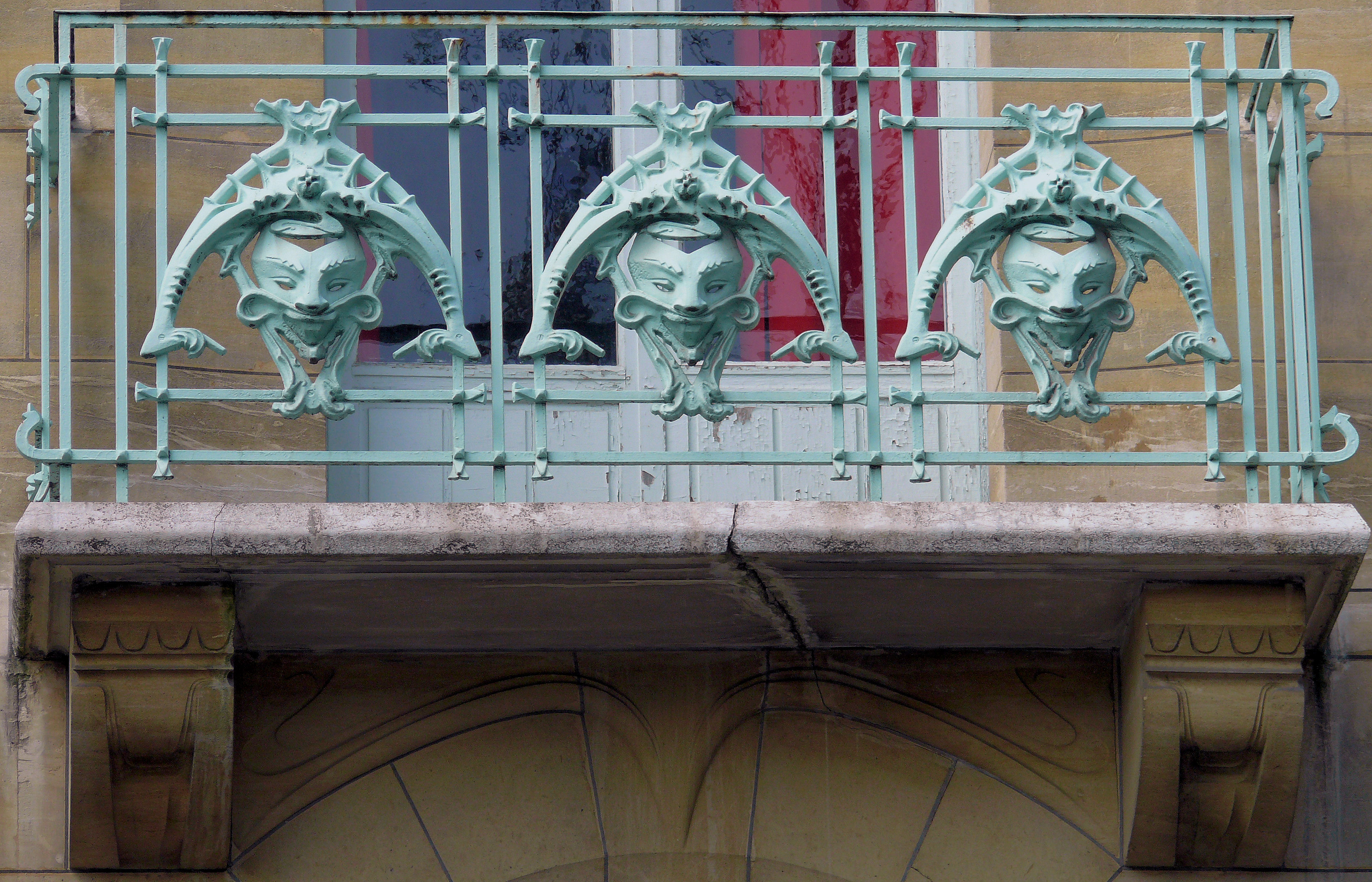
Balcon de la Castel Béranger din Paris, de Hector Guimard (1897–1898)
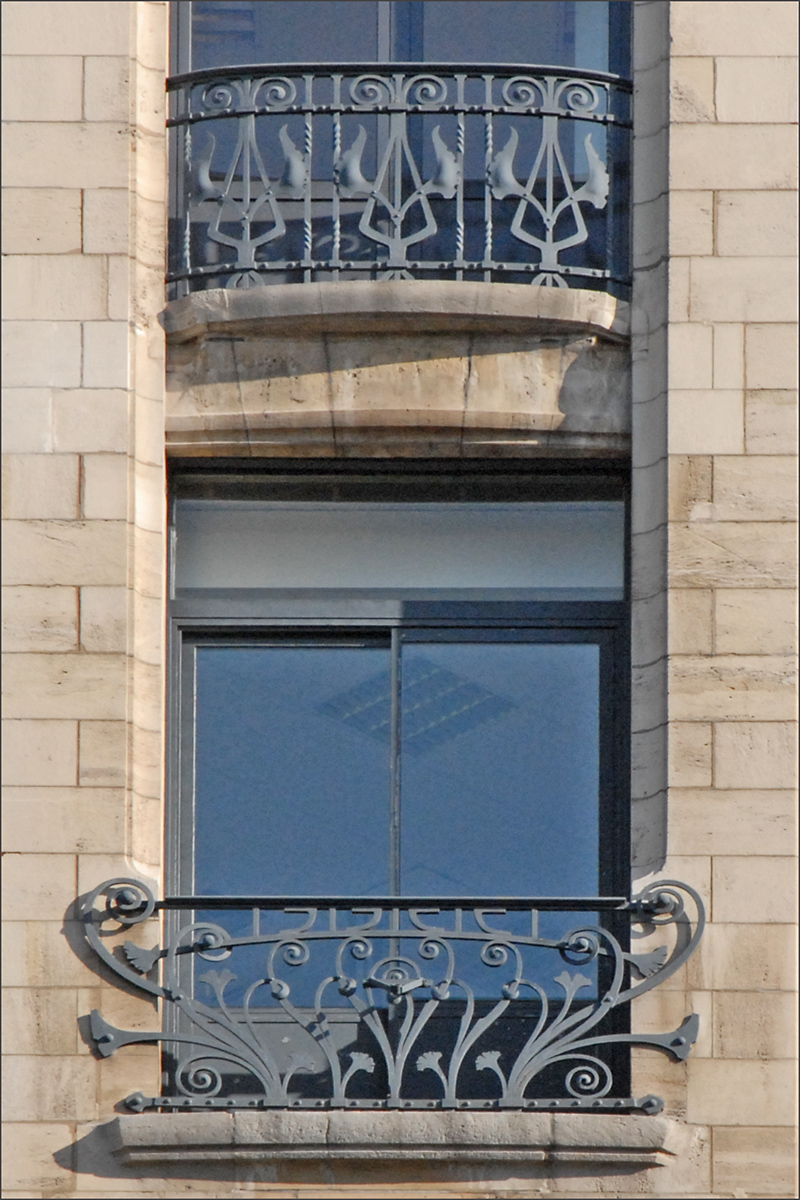
Balcoane de Louis Majorelle pentru Banca Renauld din Nancy
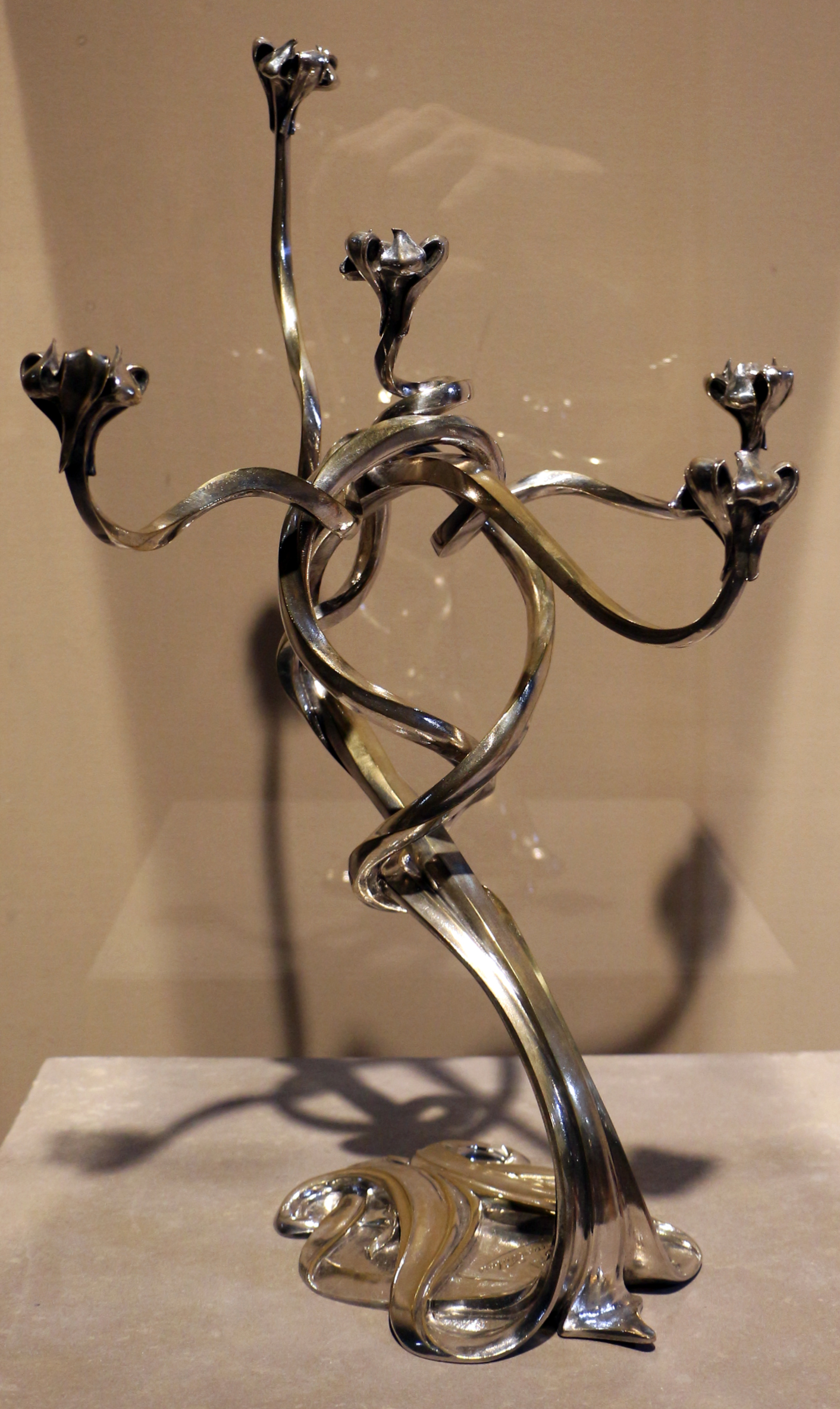
Sfeșnic lalea, de Fernand Dubois (1899)
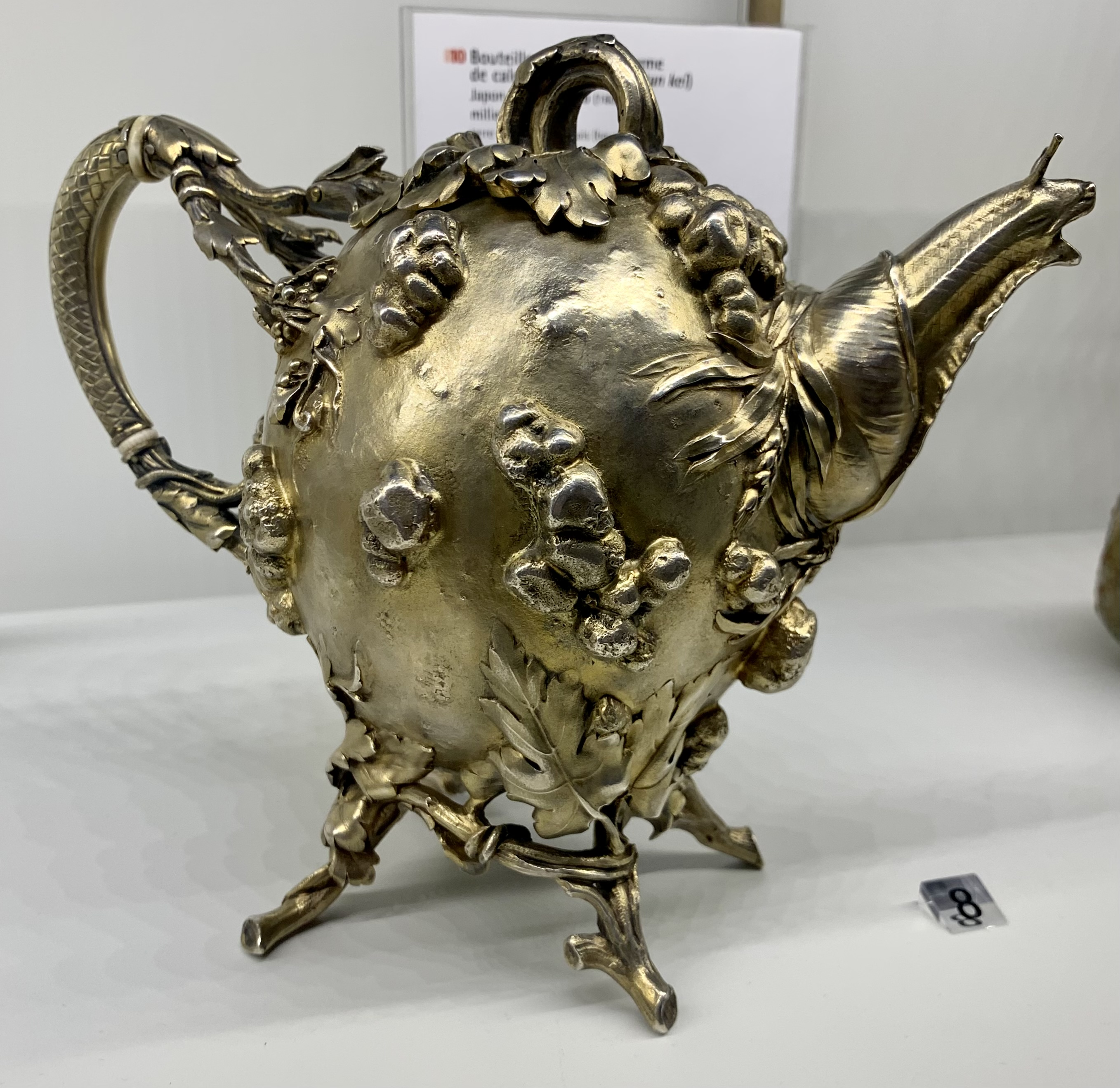
Ceainic de Alphonse Debain făcut din argint aurit și fildeș (1900)
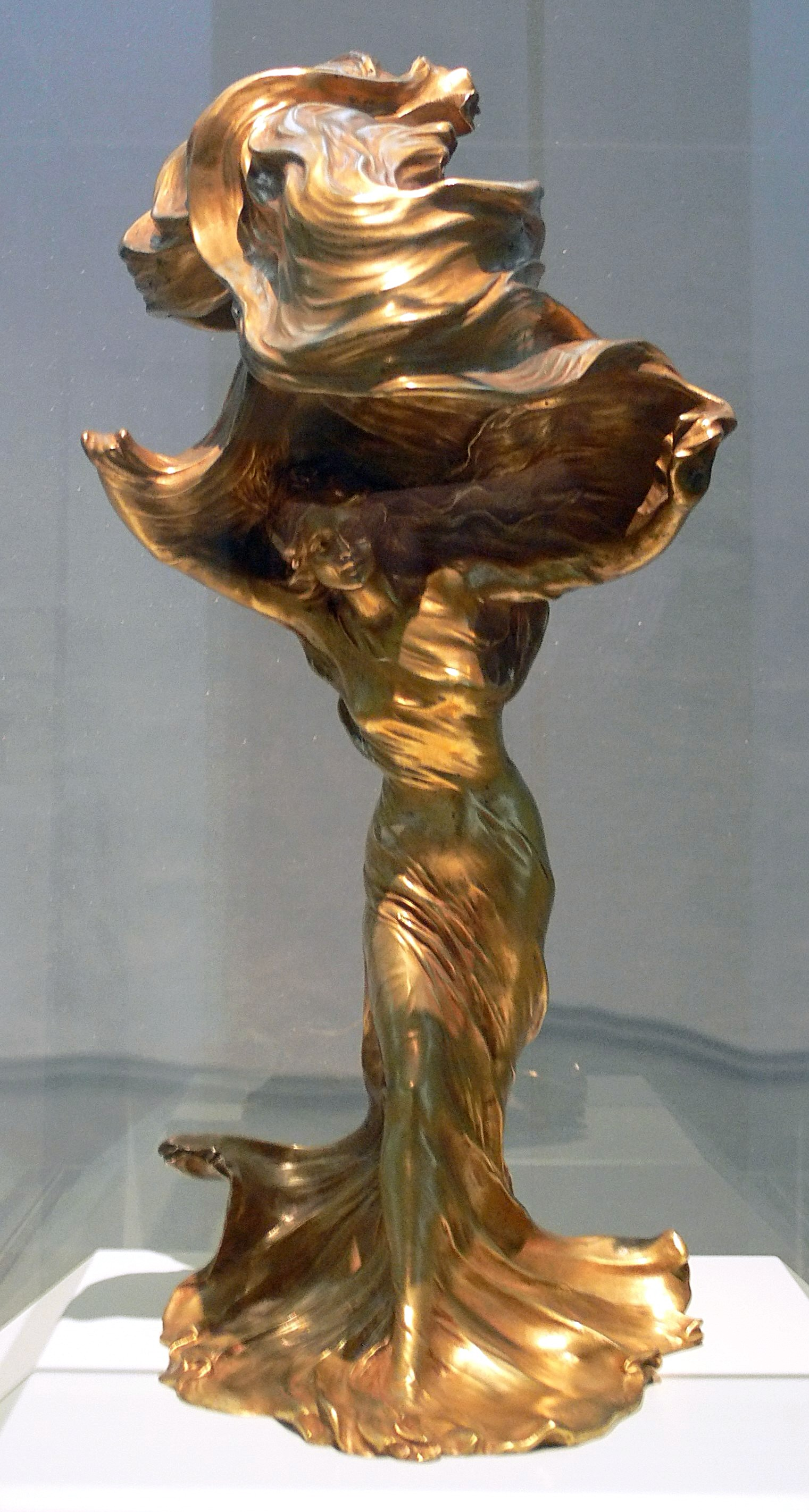
Lampă de masă, de François-Raoul Larche, de bronz aurit, care o înfățișează pe dansatoarea Loïe Fuller ca model (1901)
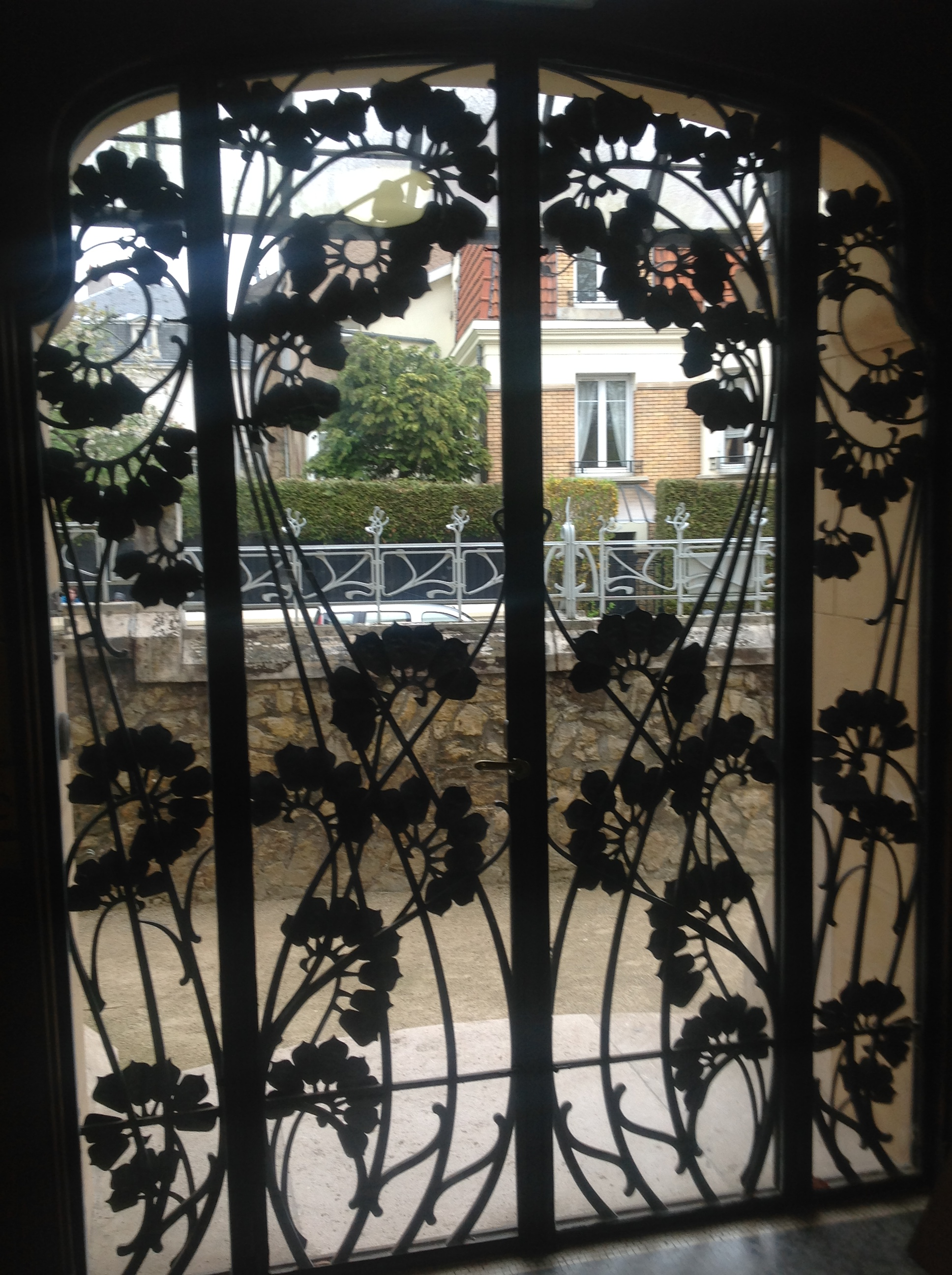
Grilaj de sticlă și fier forjat al ușii din față a Vilei Majorelle din Nancy (1901–1902)
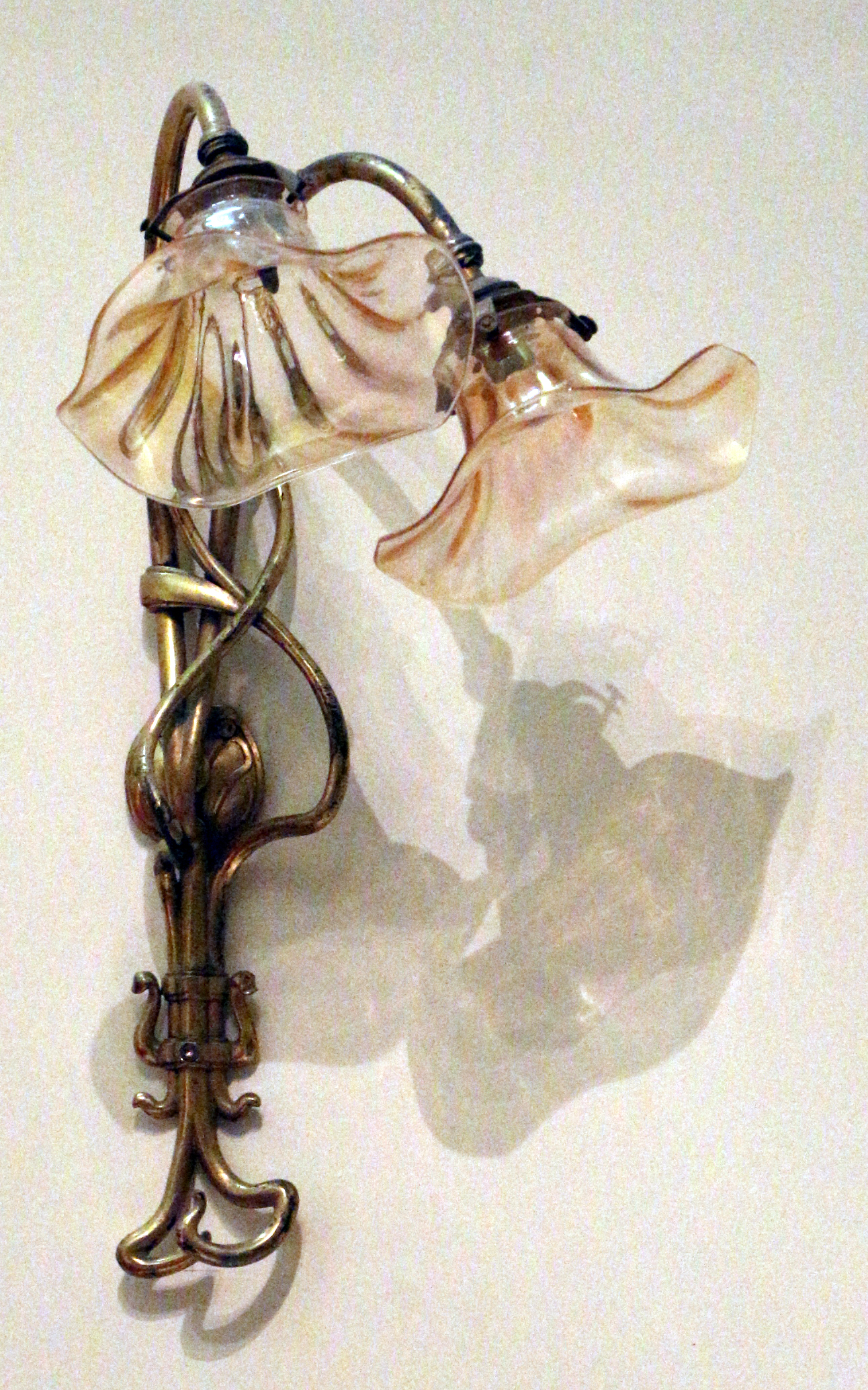
Corp de iluminat de Victor Horta (1903)
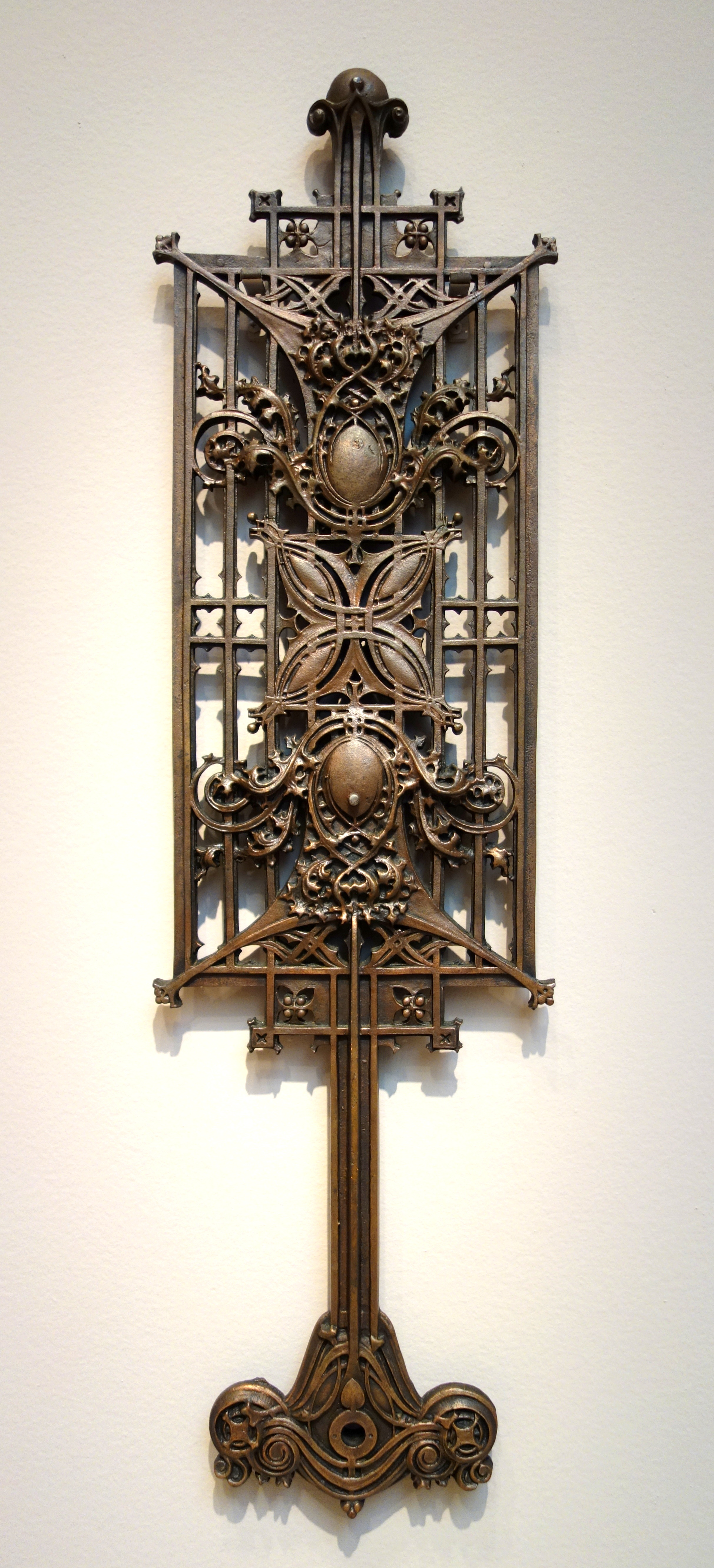
Balustradă de fontă, de George Grant Elmslie (1899-1904)
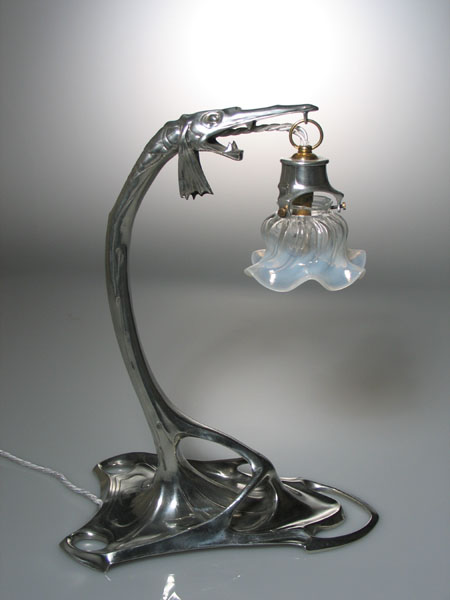
Lampă de arhitectul german Friedrich Adler (1903–04)
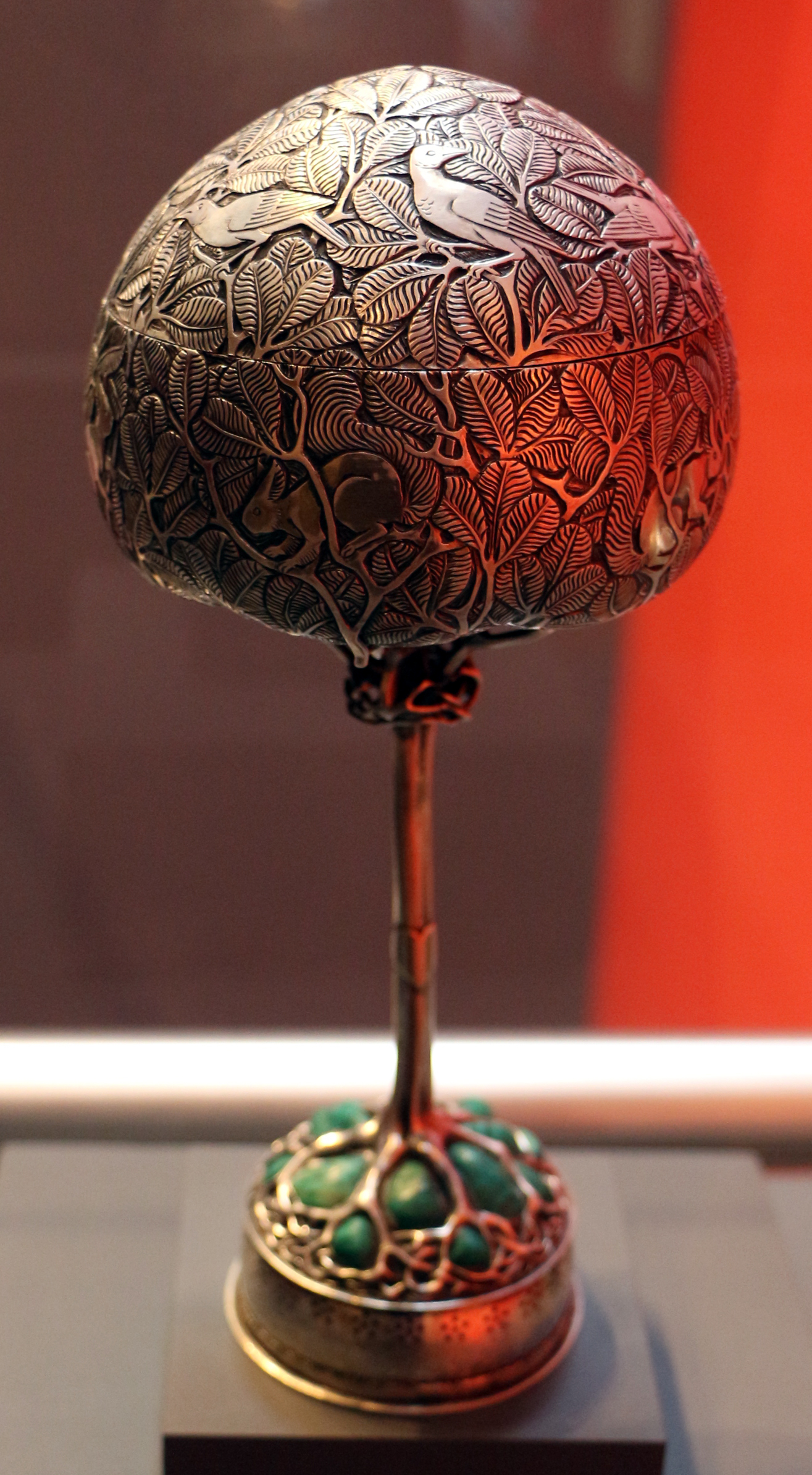
Lampă de Ernst Riegel, făcută din arhint și malachit (1905)
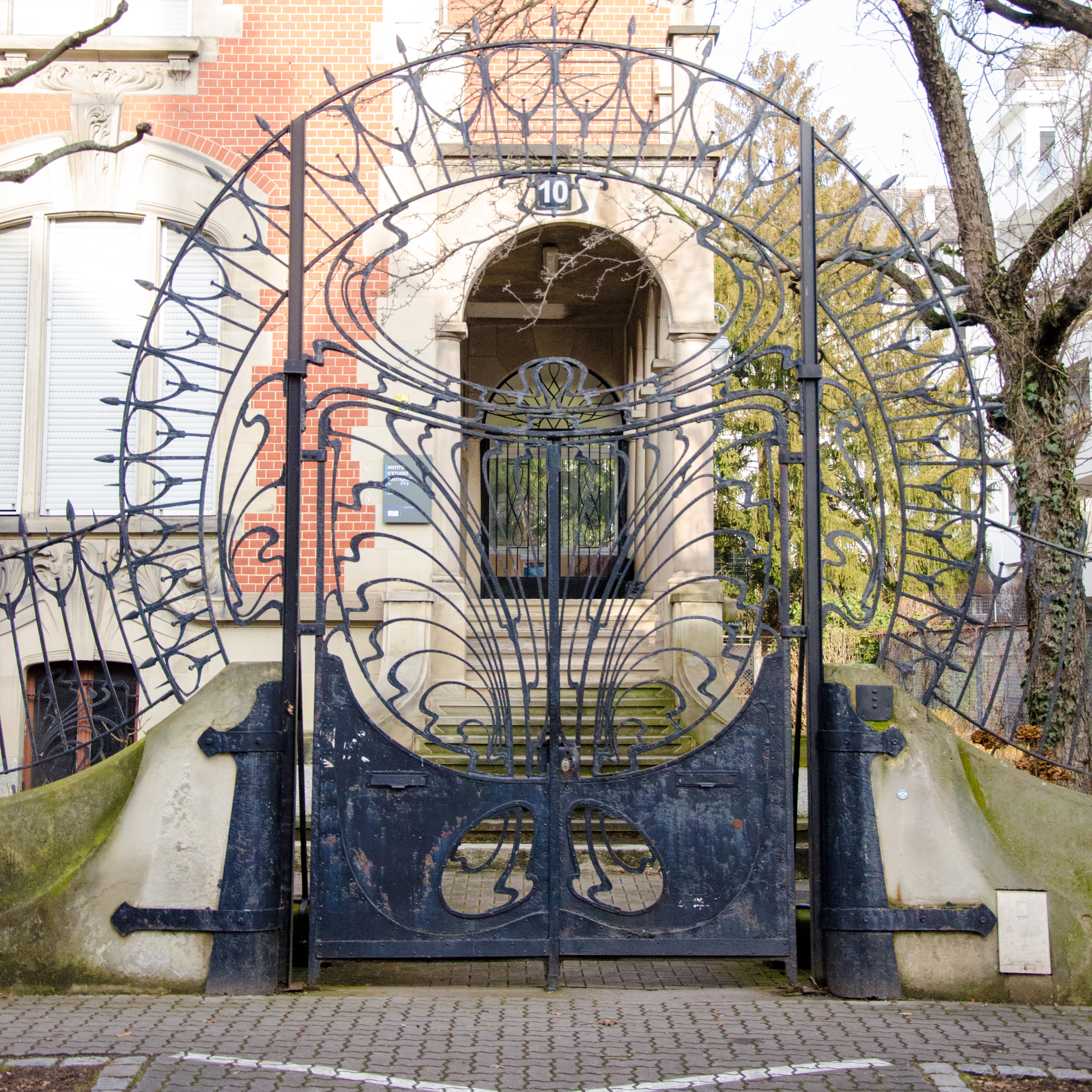
Poarta Vilei Knopf din Strasbourg (1905)
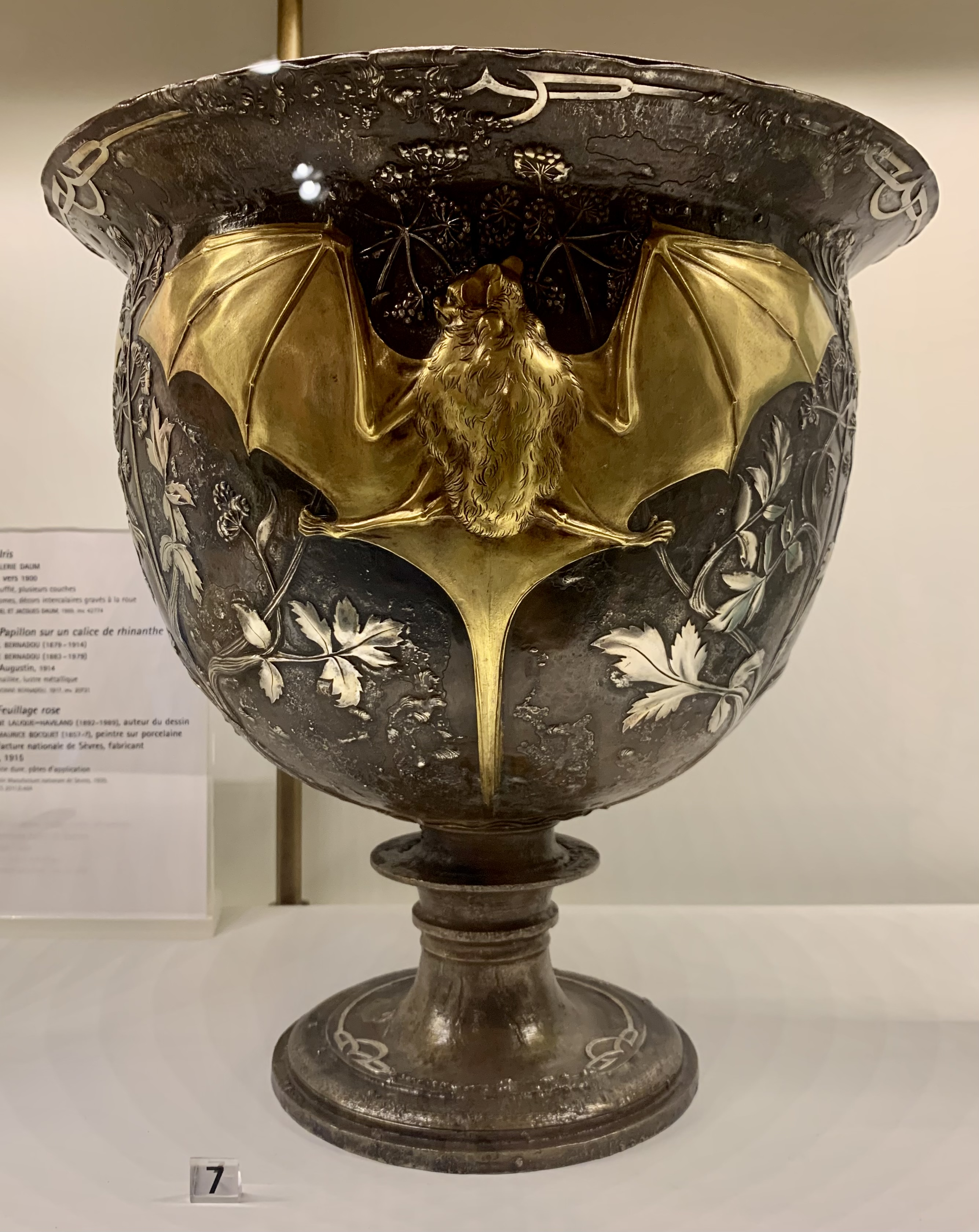
Vas cu liliac de Henri Husson făcut din cupru cu aplicări de argint și aur (circa 1909)

Teoreticianul arhitectural din secolul al XIX-lea, Viollet-le-Duc, susținea lăsarea la vederea, mai degrabă decât ascunderea, părților de fier ale clădirilor, însă arhitecții Art Nouveau Victor Horta și Hector Guimard au făcut un pas mai departe: au adăugat decorațiuni de fier în formă de curbe inspirate de flori și vegetație, care se formează atât în interiorul cât și în exteriorul clădirilor lor. Au luat forma de balustrade pentru scări în interior, corpuri de iluminat și alte detalii în interior, balcoane sau alte ornamente exterioare. Ele au devenit una dintre cele mai distinctive caracteristici ale arhitecturii Art Nouveau. Folosirea ornamentelor metalice în forme vegetale a apărut curând și în argintărie, lămpi și alte obiecte decorative.
În Statele Unite, designerul George Grant Elmslie a realizat modele extrem de complexe din fontă pentru balustrade și alte elemente interioare ale clădirilor arhitectului din Chicago Louis Sullivan.
În timp ce designerii francezi și americani foloseau forme florale și vegetale, Joseph Maria Olbrich și ceilalți artiști secesioniști au creat ceainice și alte obiecte metalice într-un stil mai geometric și mai sobru.

### Bijuteriile

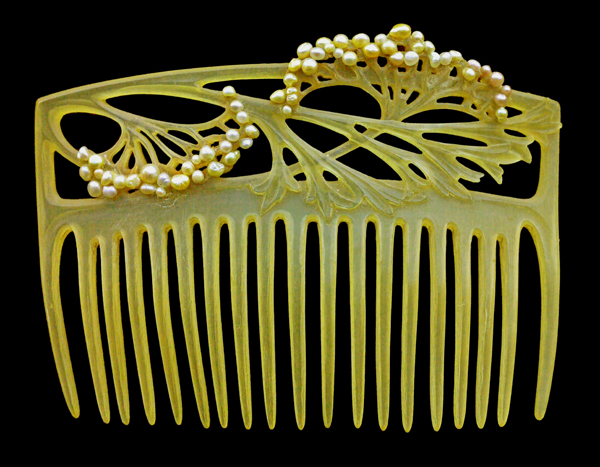
Pieptăne sculptat și decorat cu perle, de Louis Aucoc (circa 1900)
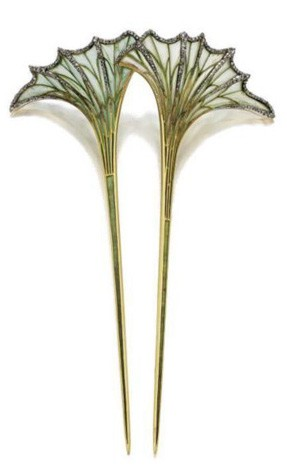
Flori de email translucid cu mici diamante, de Louis Aucoc (circa 1900)
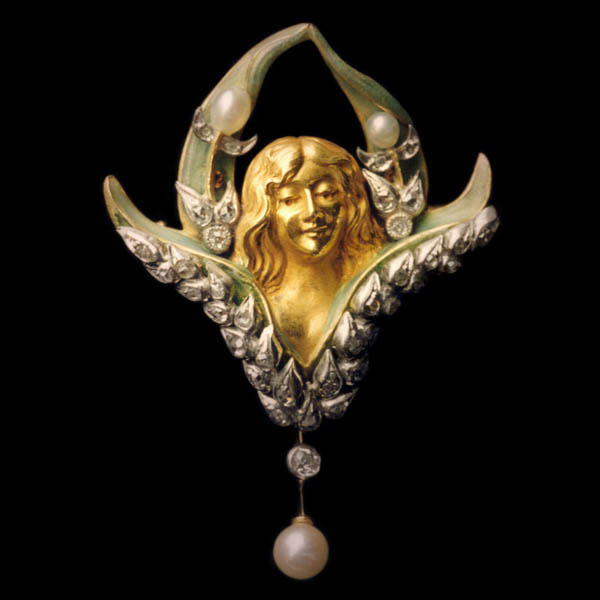
Broșa „Flora”, de Louis Aucoc (circa 1900)
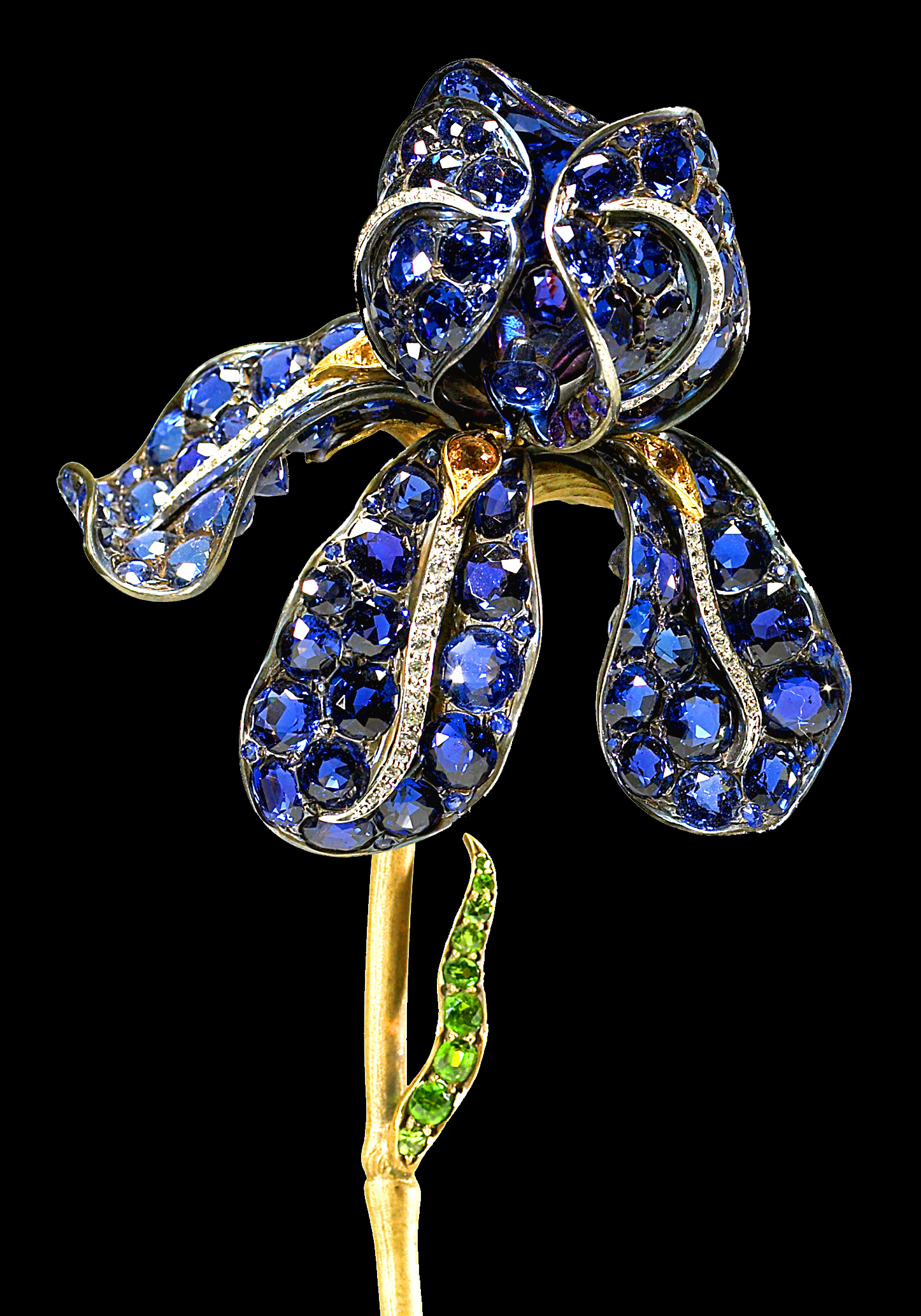
Ornament de corsaj, de Louis Tiffany (1900)
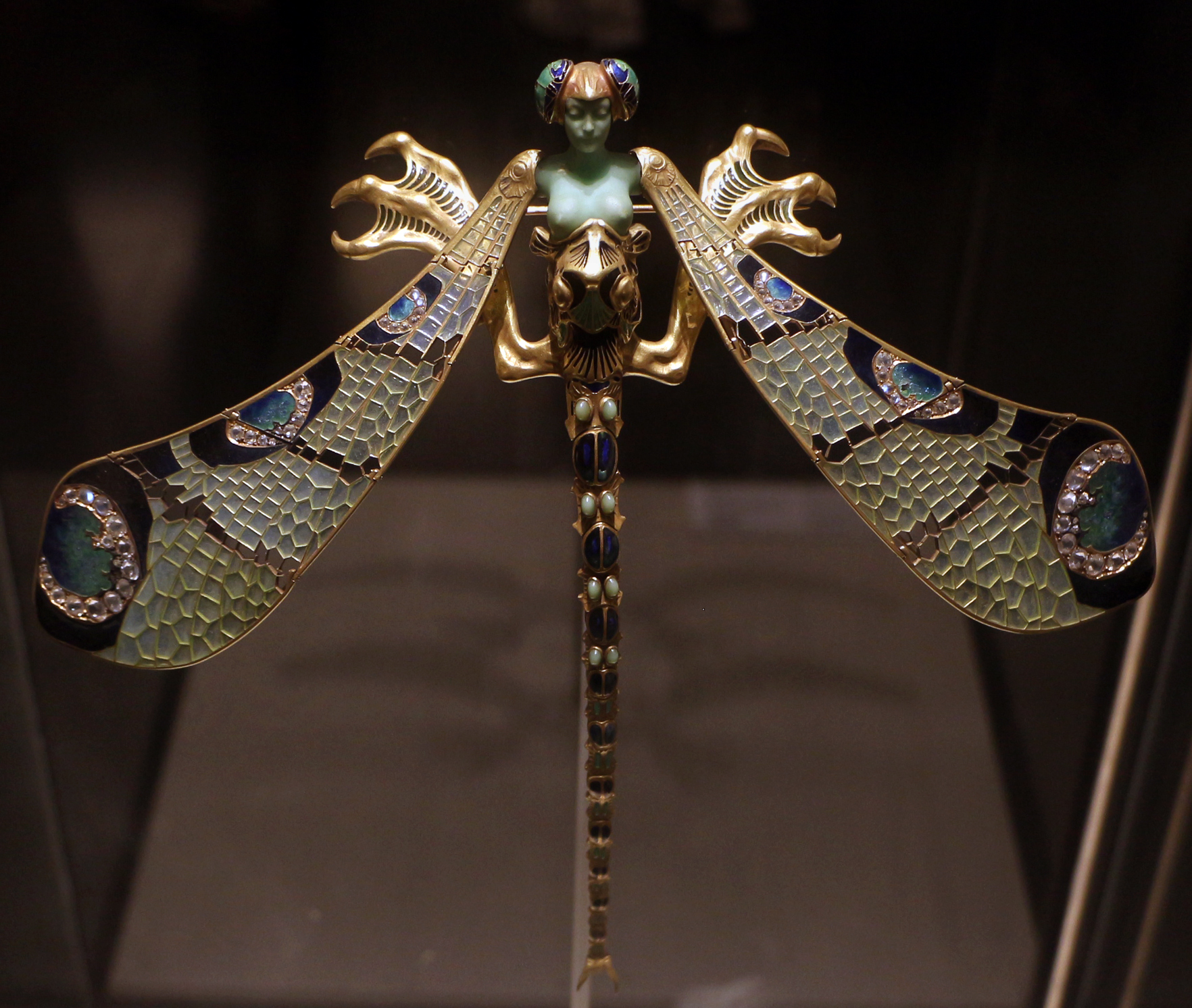
Broșa Doamna Libelulă, de René Lalique, făcută din aur, email, crisopraz, piatra lunii, și diamante (1897-1898)
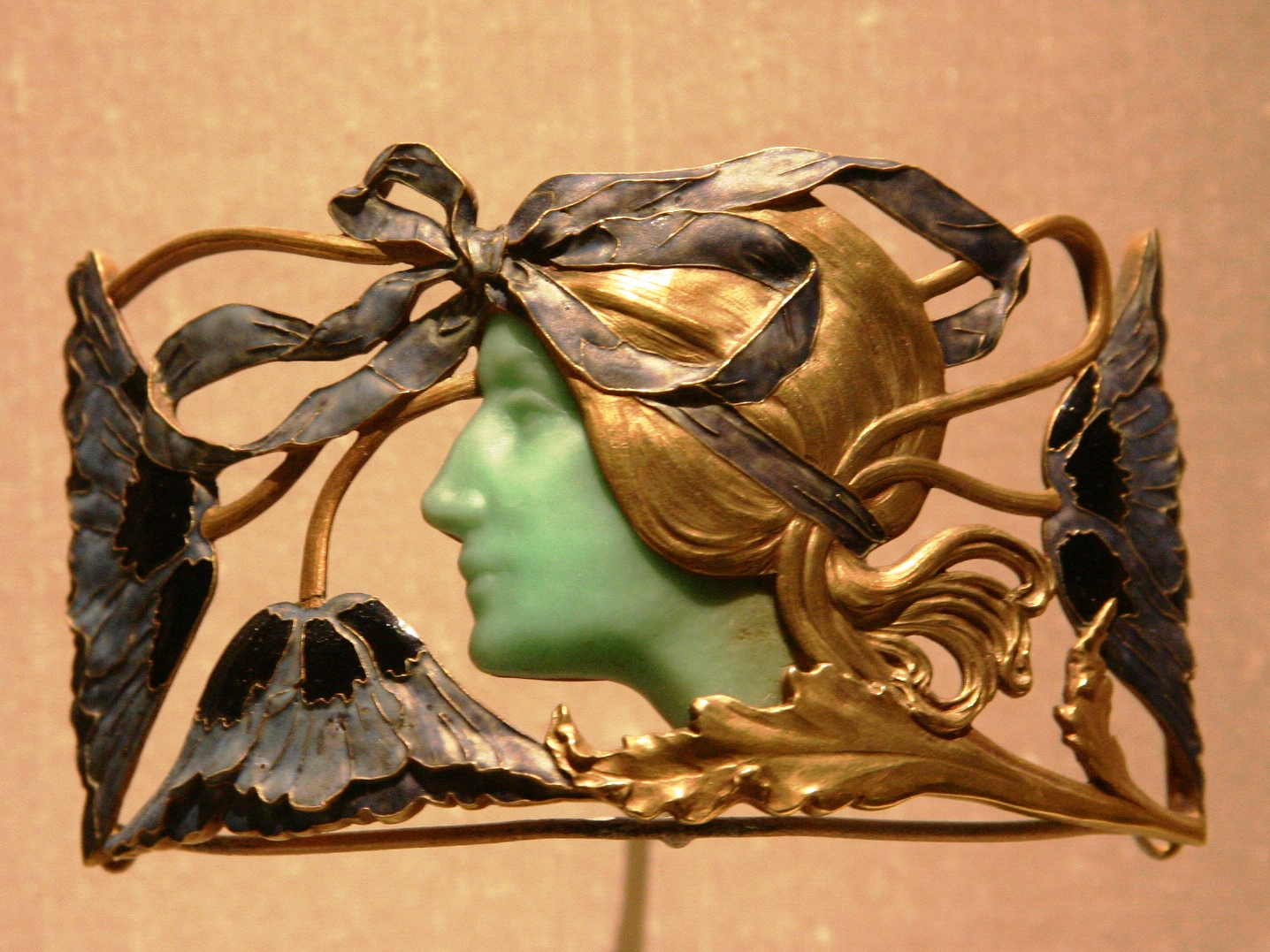
Broșă cu o fată, de René Lalique
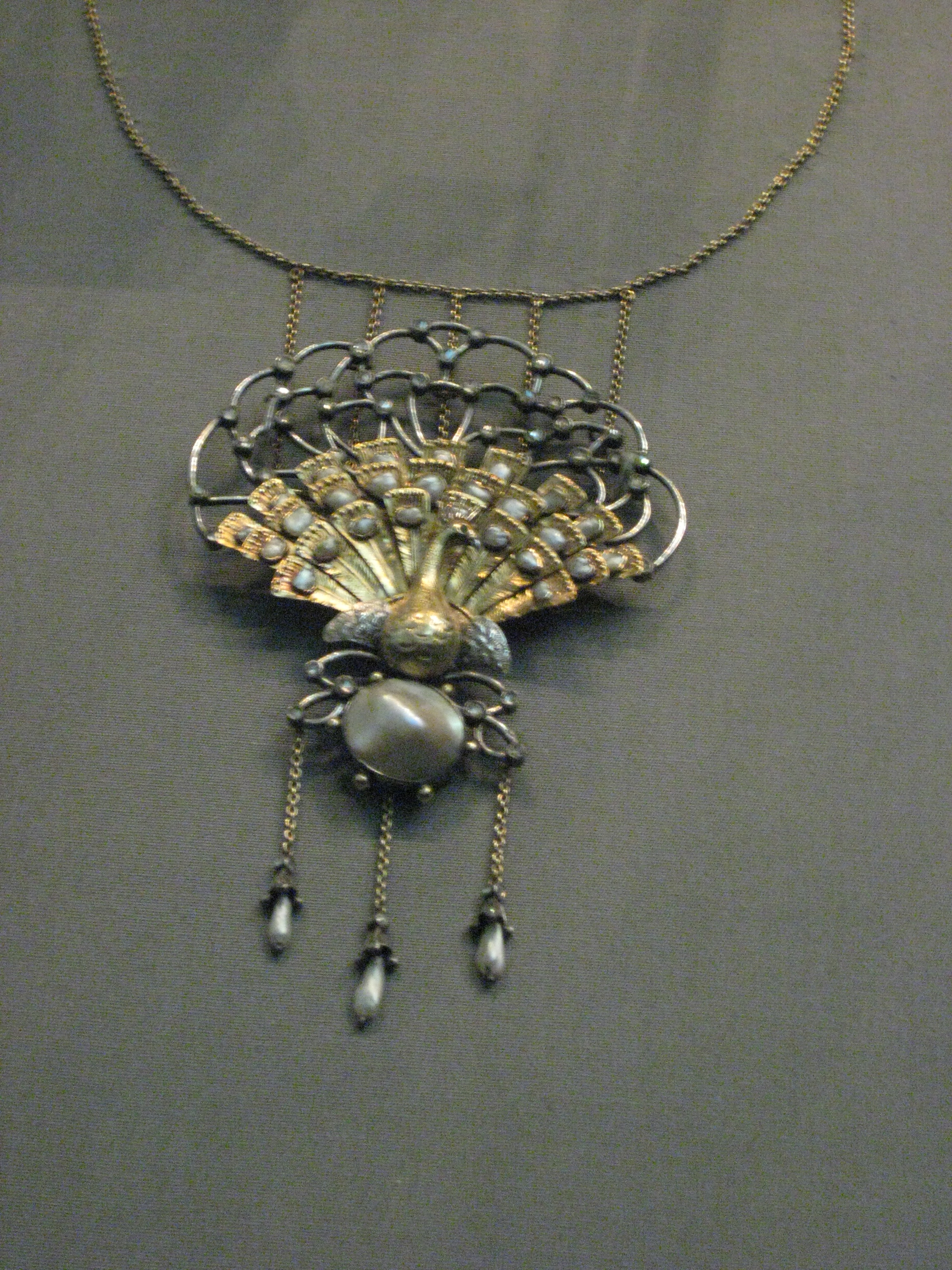
Colier de Charles Robert Ashbee (1901)
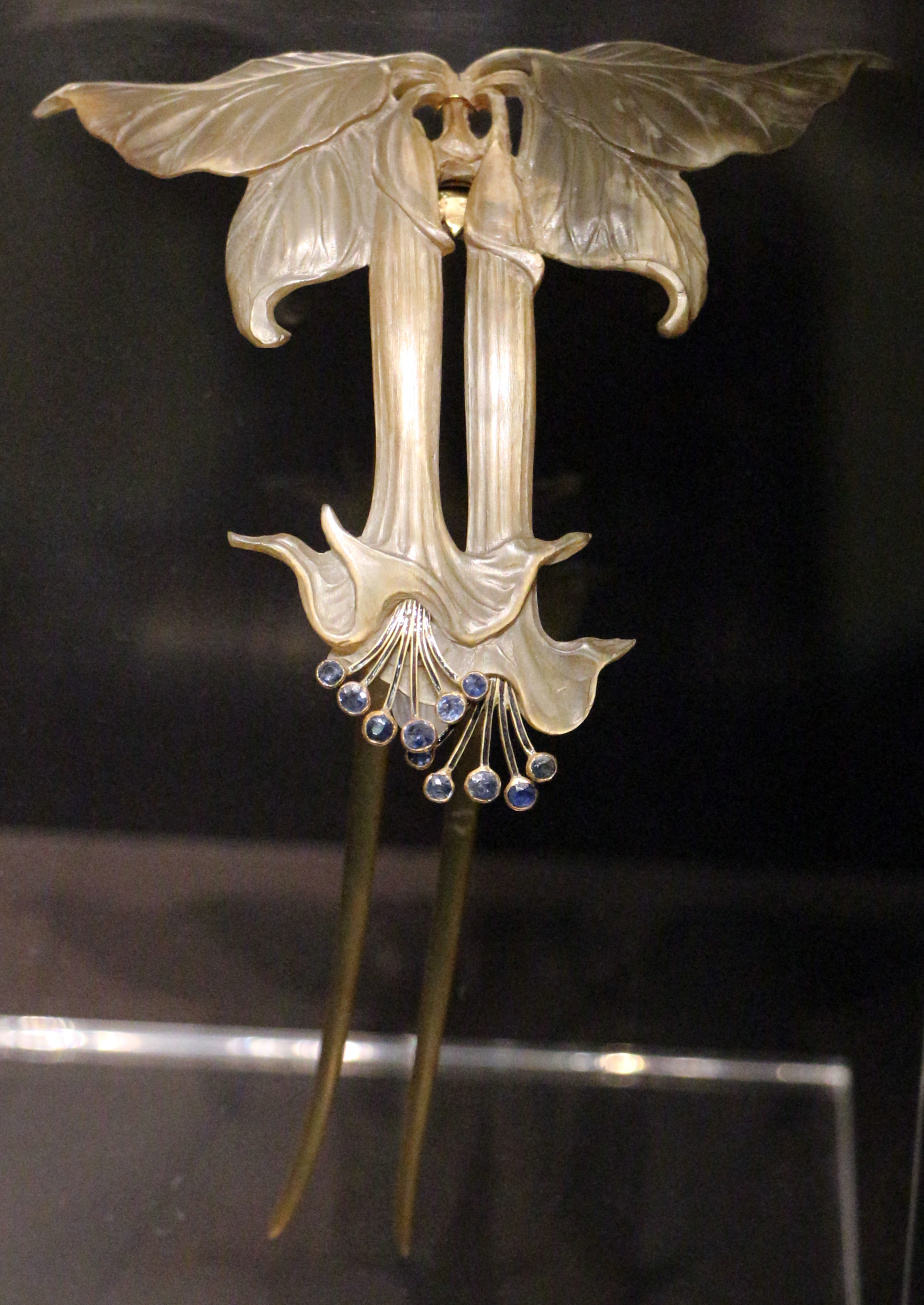
Broșă de email, aur și acvamarin, de Paul Follot (1904–09)
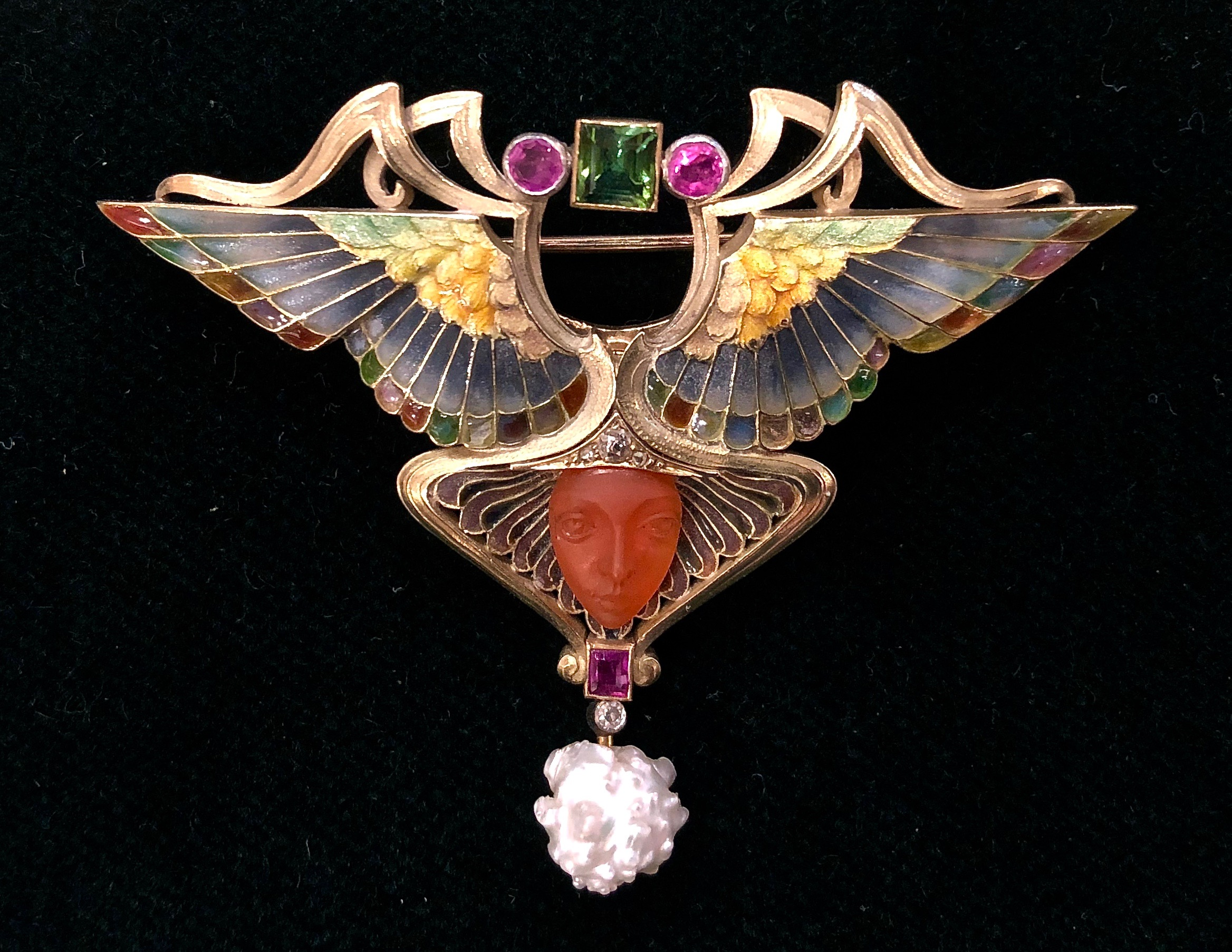
Broșa Niké, de Philippe Wolfers (1902), în colecția Fundația King Baudouin, depot: KMKG-MRAH

Caracteristicile bijuteriilor Art Nouveau includ curbe și linii subtile. Designurile lor prezintă adesea lucruri naturale, inclusiv flori, animale sau păsări. Corpul feminin este popular, și apare adesea pe camee.
Perioada Art Nouveau a adus o revoluție stilistică notabilă în industria bijuteriilor, condusă în mare parte de marile firme din Paris. În timpul perioadei Art Nouveau, diamantele au jucat de obicei un rol de sprijin. Bijutierii au experimentat cu o mare varietate de alte pietre, inclusiv agat, granat, opal, piatra lunii, acvamarin și alte pietre semiprețioase, și cu o mare varietate de tehnici noi, printre care emailarea, și folosirea de materiale noi, inclusiv corn, sticlă turnată, și fildeș.
Printre principalii bijutieri Art Nouveau din Paris, se numără Louis Aucoc, a cărui firmă de bijuterii de familie datează din 1821. Cel mai cunoscut designer al perioadei Art Nouveau, René Lalique, și-a servit ucenicia în studioul Aucoc din 1874 până în 1876. Lalique a devenit o figură centrală a bijuteriilor și sticlei Art Nouveau, folosind natura, de la libelule la ierburi, ca modele ale sale. Artiști din afara lumii tradiționale a bijuteriilor, cum ar fi Paul Follot, cunoscut ca designer de mobilă, au experimentat cu modele de bijuterii. Alți designeri francezi de bijuterii Art Nouveau notabili includ Jules Brateau și Georges Henry. În Statele Unite, cel mai cunoscut designer e Louis Comfort Tiffany, a cărui operă a fost arătată în magazinul lui Siegfried Bing și, de asemenea, la Expoziția Univerală de la Paris din 1900.
În Marea Britanie, cea mai proeminentă figură a fost designerul Liberty & Co., Archibald Knox, care a realizat o varietate de piese Art Nouveau, inclusiv catarame de argint pentru curele. C. R. Ashbee a proiectat pandantive în formă de păuni. Versatilul designer din Glasgow, Charles Rennie Mackintosh, a realizat și bijuterii, folosind simboluri tradiționale celtice. În Germania, centrul bijuteriilor Jugendstil a fost orașul Pforzheim, unde se aflau majoritatea firmelor germane, inclusiv Theodor Fahrner. Au produs rapid lucrări pentru a satisface cererea pentru noul stil.

### Arhitectura și ornamentarea

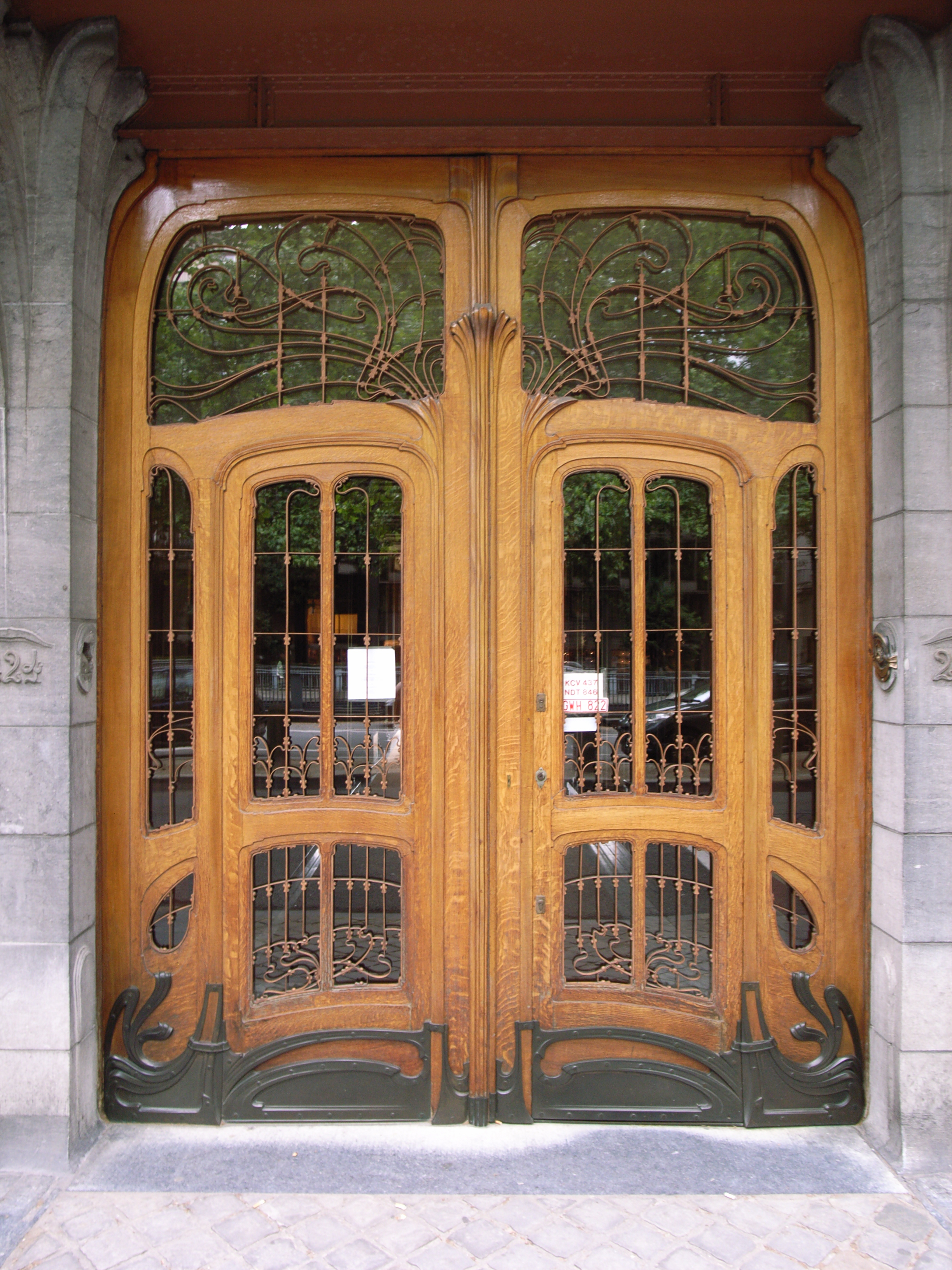
Intrarea Hôtelului Solvay din Bruxelles, de Victor Horta (1898)
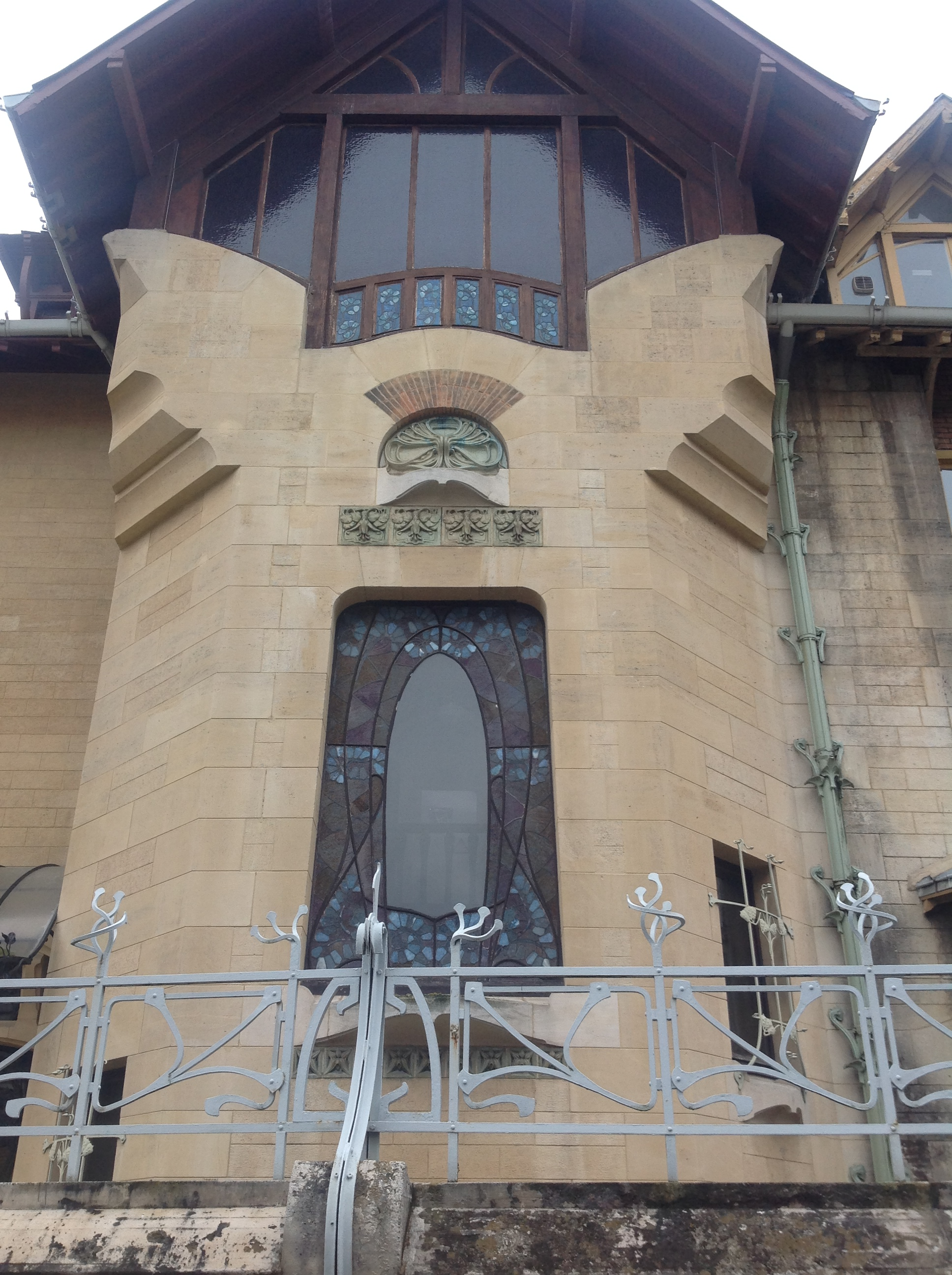
Detaliu al fațadei Vilei Majorelle by Henri Sauvage din Nancy (1901–1902)
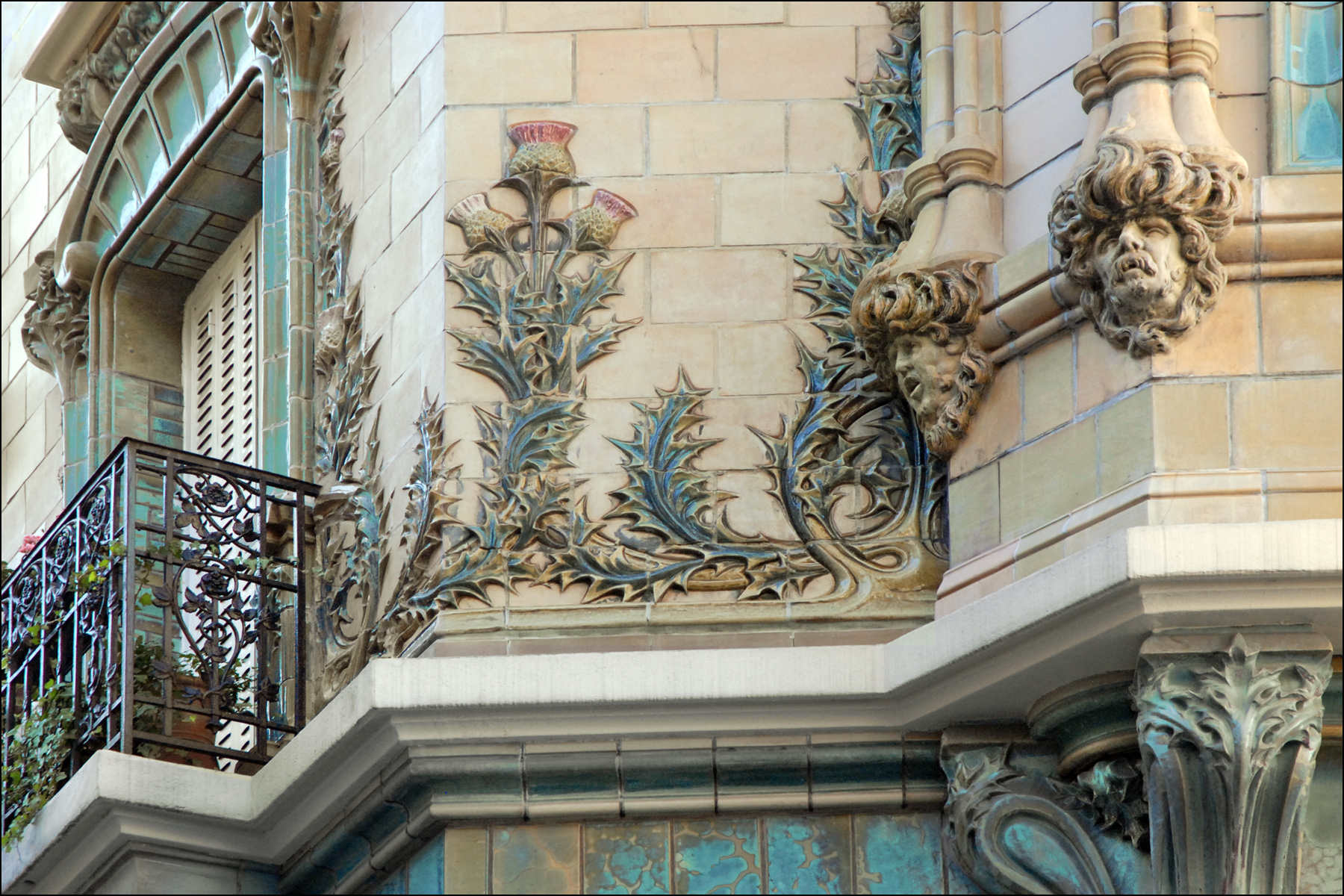
Ciulini și mascaroane pe clădirea Les Chardons building, de Charles Klein, din Paris (1903)
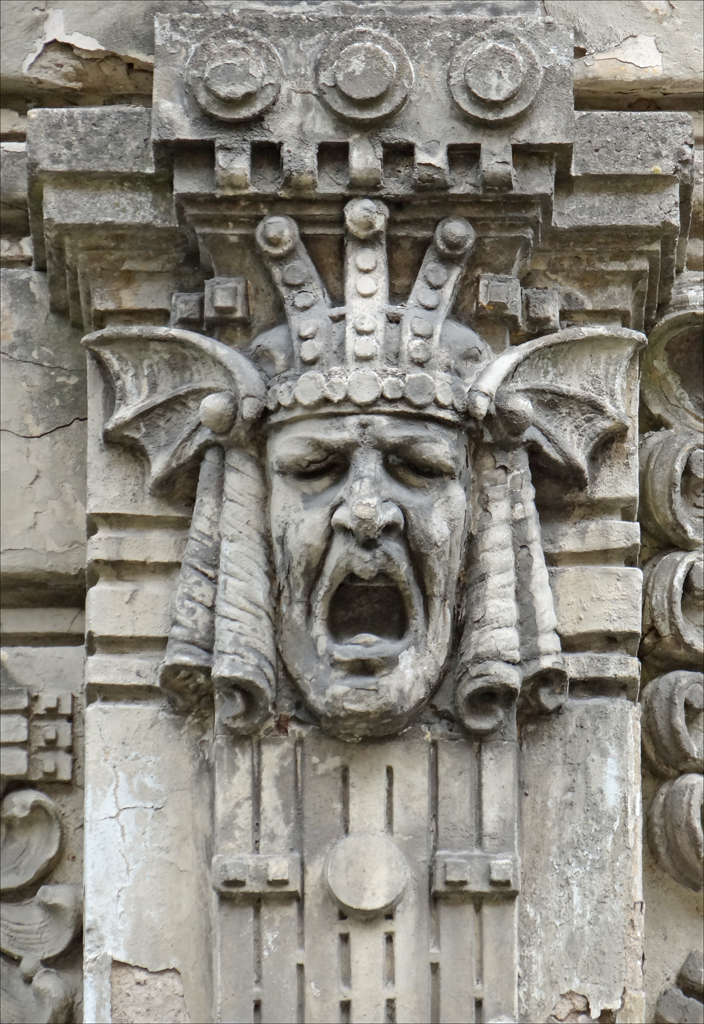
Mascaron Jugendstil făcut din linii drepte, în Riga (Letonia) (1906)
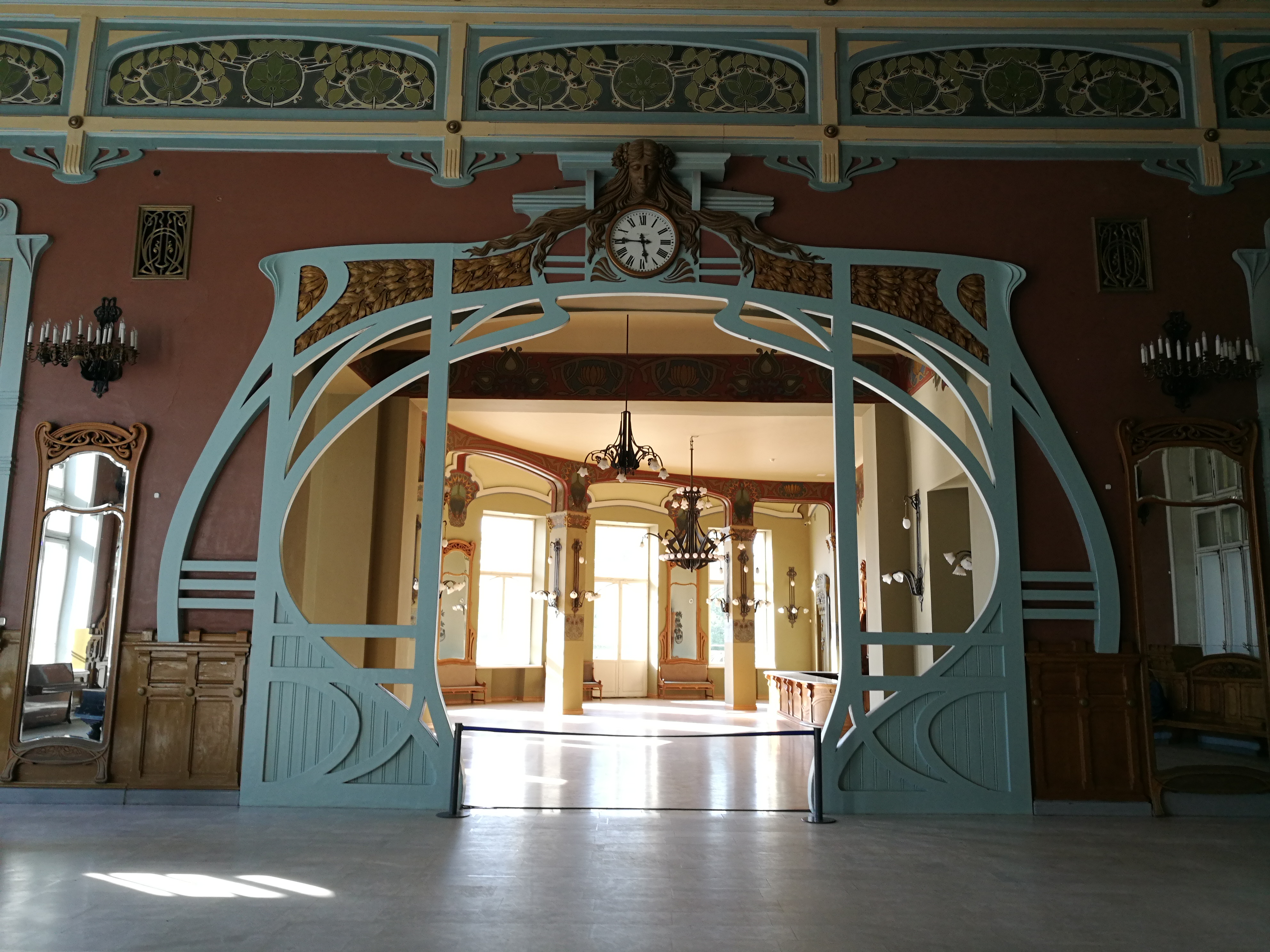
Interior din Gara Vitebsky, de Sima Mihaș și Stanislav Brzozowski, în Sankt Petersburg (1904)
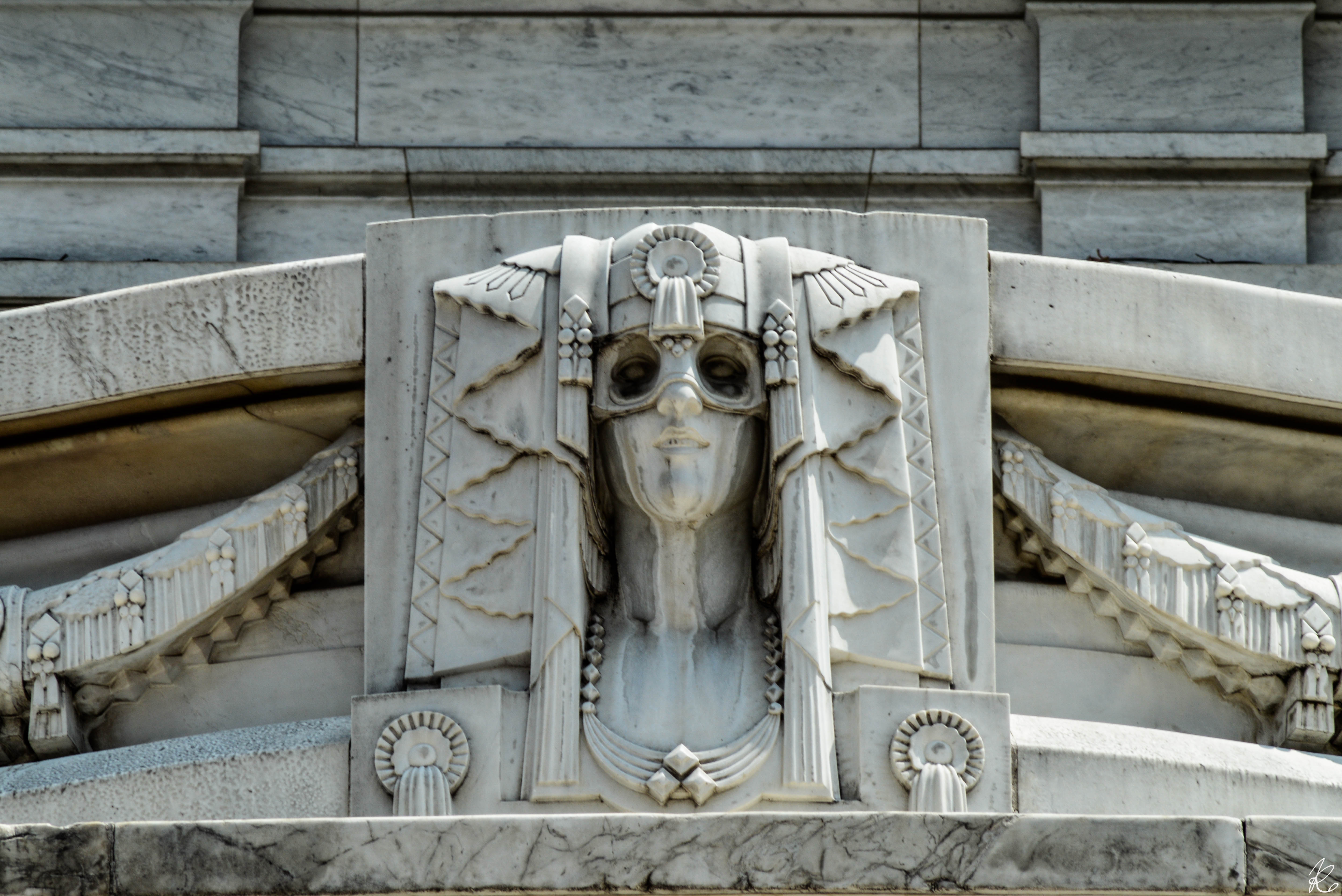
Unul dintre mascaroanele făcute de Adamo Boari pe fațada Palatul Artelor Frumoase din Ciudad de Mexico (1904–1934)
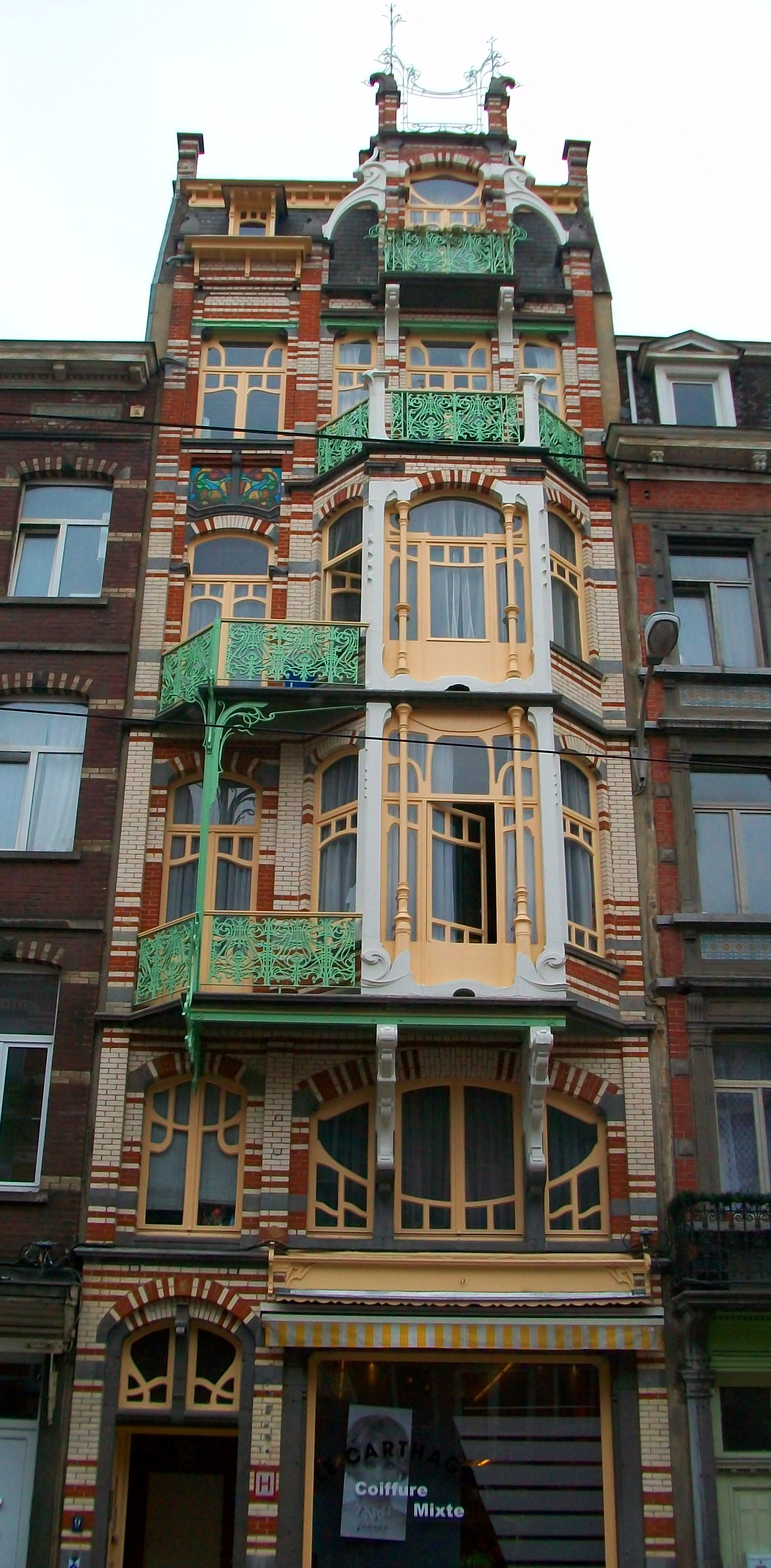
Fațada asimetrică cu linii curbe a clădirii De Beck, de Gustave Strauven, din Bruxelles (1905)
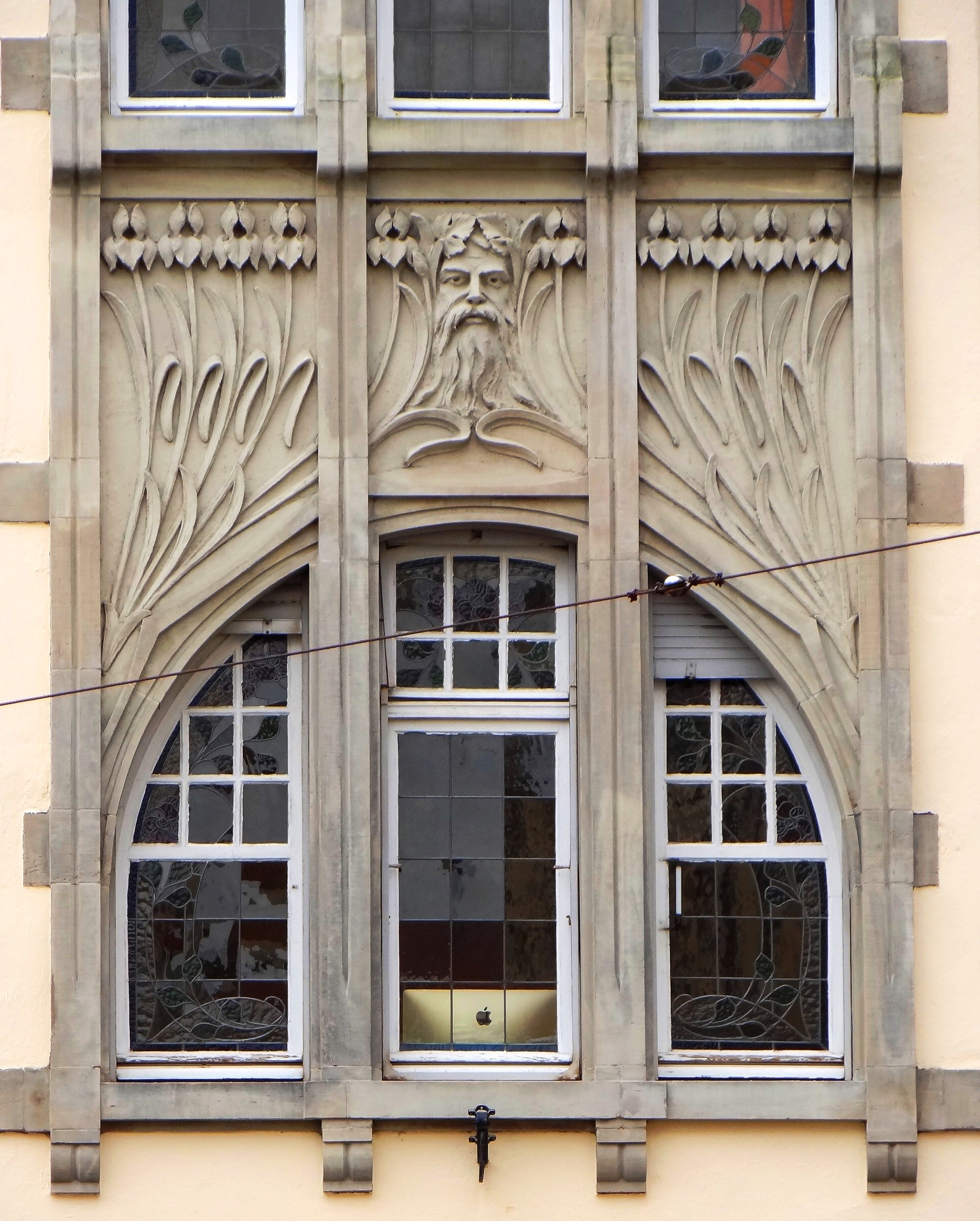
Iriși și un mascaron pe fațada clădirii Schichtel, de Aloys Walter, în Strasbourg (Franța) (1905–06)

Arhitectura Art Nouveau a fost o reacție împotriva stilurilor eclectice care au dominat arhitectura europeană în a doua jumătate a secolului al XIX-lea. S-a exprimat prin decorare, fiind fie ornamentală (bazată pe flori și plante, de exemplu, ciulini, iriși, lalele, orhidee, nuferi, etc.), fie sculpturală (vezi secțiunea respectivă de mai jos). În timp ce fețele de oameni (cunoscute ca mascaroane) sunt intră la categoria de ornamente, folosirea oamenilor în diverse forme de sculptură (statui și reliefuri: a se vedea secțiunea respectivă de mai jos) e de asemenea comună în unele forme de Art Nouveau. Înainte de secesiunea vieneză, Jugendstil și stilurile naționale romantice, fațadele erau asimetrice și deseori decorate cu plăci ceramice policrome. Decrarea sugera de obicei mișcare; nu a existat nicio distincție între structură și ornament. Motivul „whiplash”, bazat pe formele plantelor și florilor, a fost folosit pe scară largă în Art Nouveauul timpuriu, dar decorarea a devenit mai abstractă și simetrică la secesiunea vieneză și în alte versiuni ulterioare ale stilului, cum e de exemplu la Palatul Stoclet din  Bruxelles (1905–1911).
Stilul a apărut pentru prima dată la Casa Hankar din Bruxelles de Paul Hankar (1893) și la Hôtelul Tassel (1892–93) de Victor Horta. Hôtelul Tassel a fost vizitat de Hector Guimard, care a folosit același stil în prima sa lucrare importantă, Castelul Béranger (1897–1898). De asemenea, Horta și Guimard au conceput mobila și decorațiunile interioare, până la clanțe și mochete. În 1899, pe baza faimei Castelului Béranger, Guimard a primit o comisie pentru proiectarea intrărilor stațiilor noului Metrou Parizian, care s-a deschis în 1900. Chiar dacă puține dintre originale au supraviețuit, au devenit un simbol al Art Nouveauului în Paris.
În Paris, stilul arhitectural a fost și o reacție la reglementările stricte ale fațadelor clădirilor, impuse pe de Georges-Eugène Haussmann, prefectul Parisului sub Napoleon al III-lea. Bovindou-urile au fost în sfârșit permise în 1903, iar arhitecții Art Nouveau au mers la extrema opusă, în special în casele lui Jules Lavirotte, care erau în esență mari opere de sculptură, complet acoperite cu ornamente. Un cartier important de case Art Nouveau a apărut în orașul francez Nancy, în jurul Vilei Majorelle (1901–1902), reședința designerului de mobilă Louis Majorelle. A fost proiectată de Henri Sauvage ca loc pentru expunerea designului mobiliei lui Majorelle.

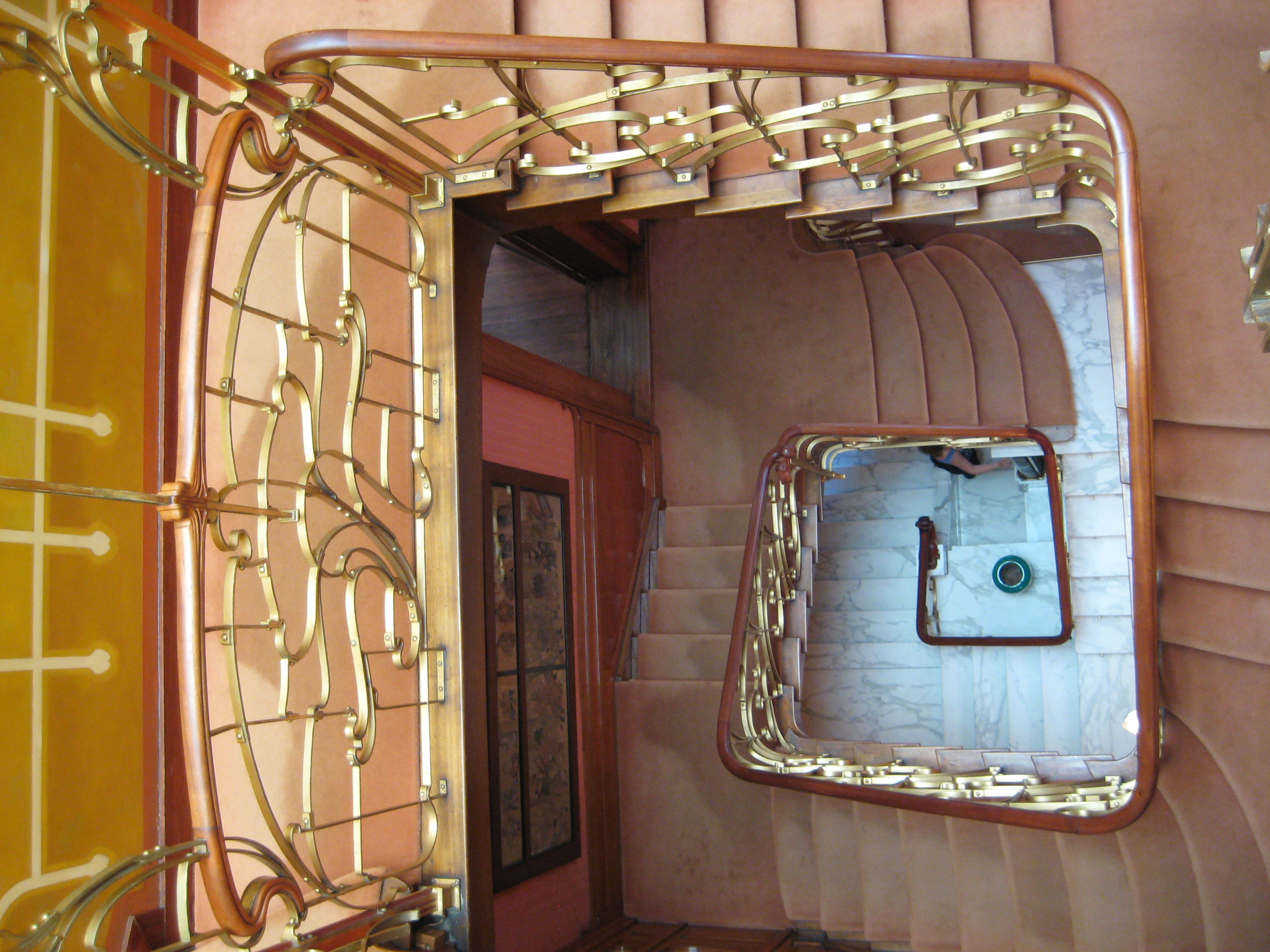
Scară spiralată în Casa și Atelierul lui Victor Horta, făcute de el, în Bruxelles (1898–1901)
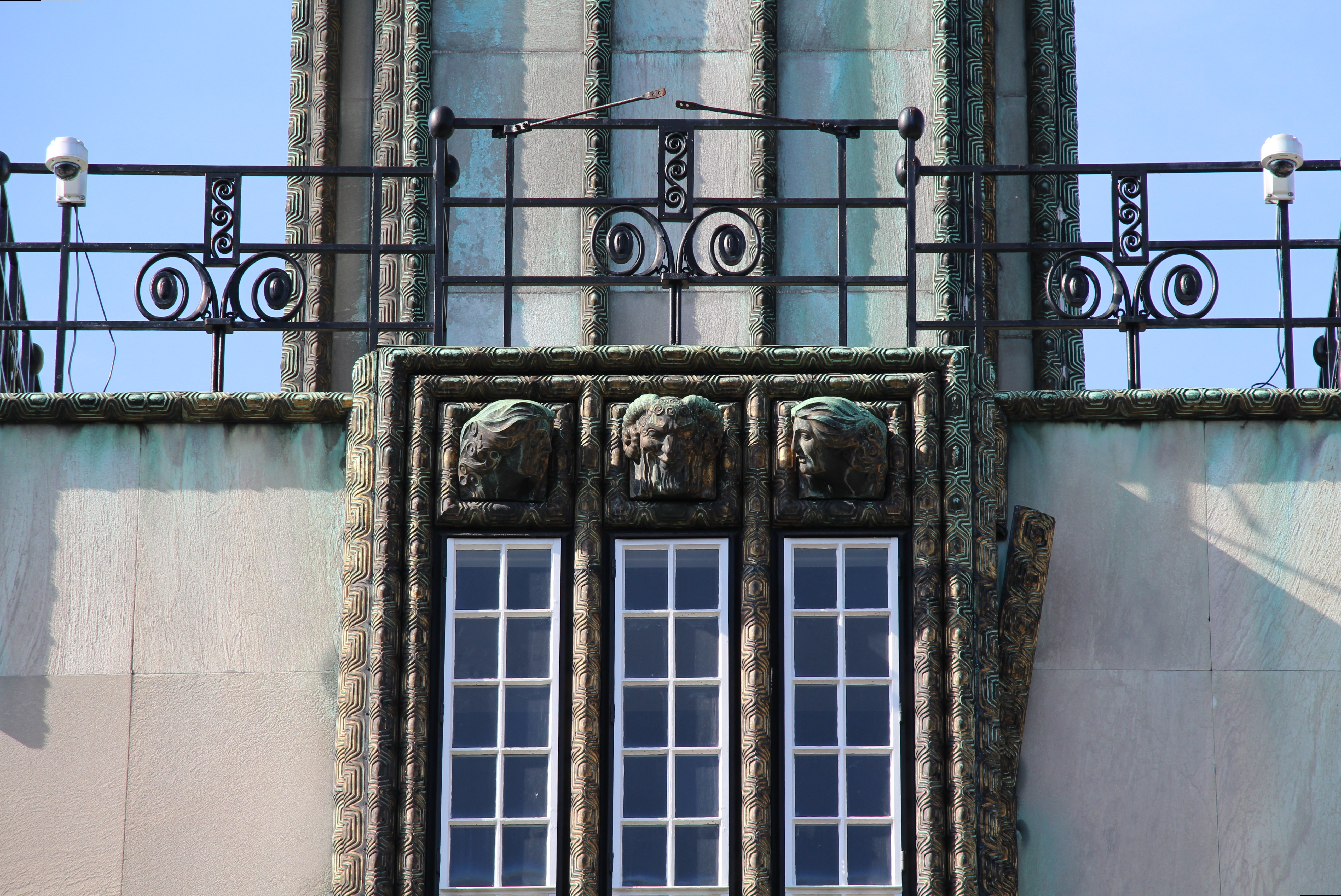
Detaliu al Palatului Stoclet din Bruxelles (1905–1911)
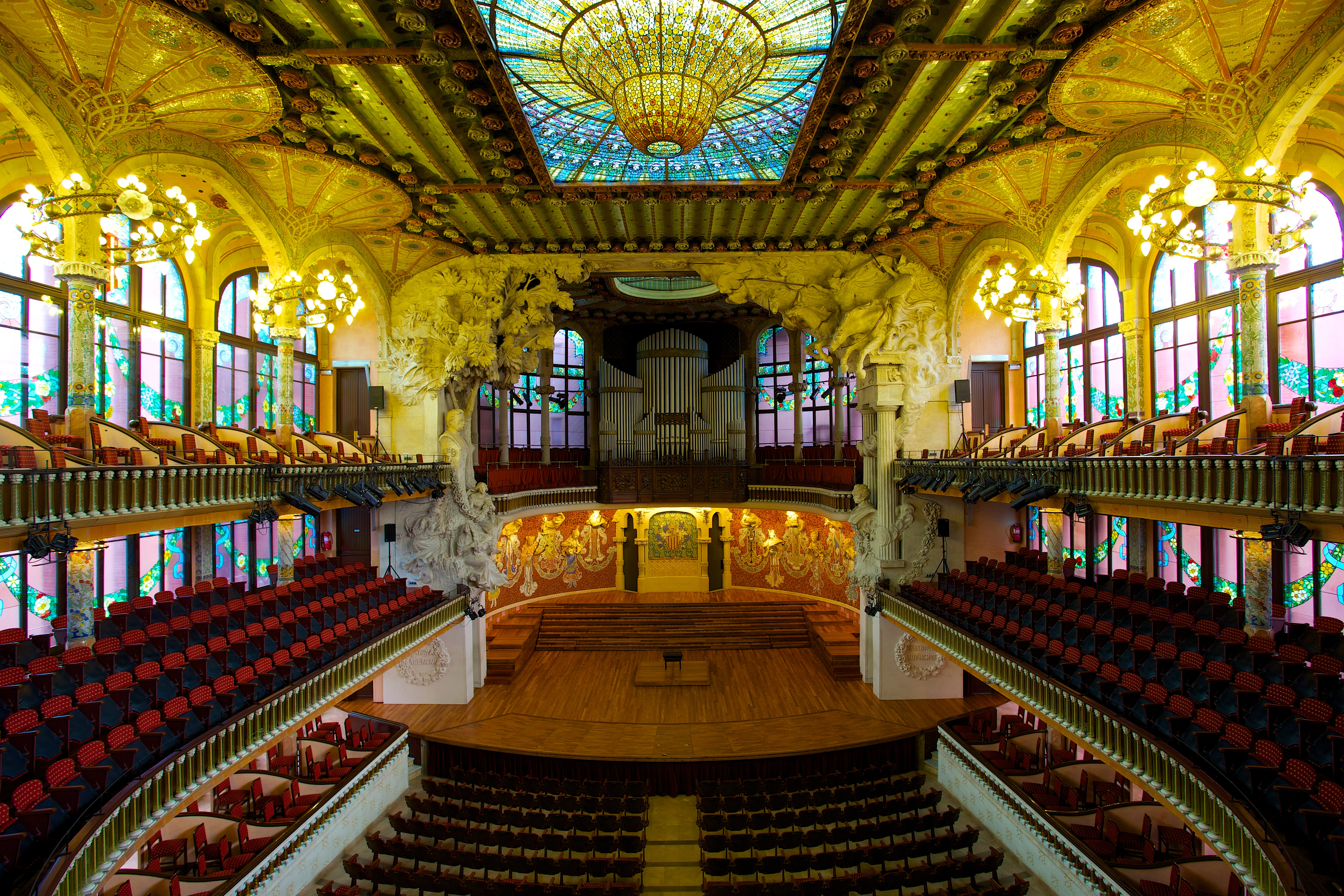
Interior al Palau de la Música Catalana din Barcelona (1905–1909)
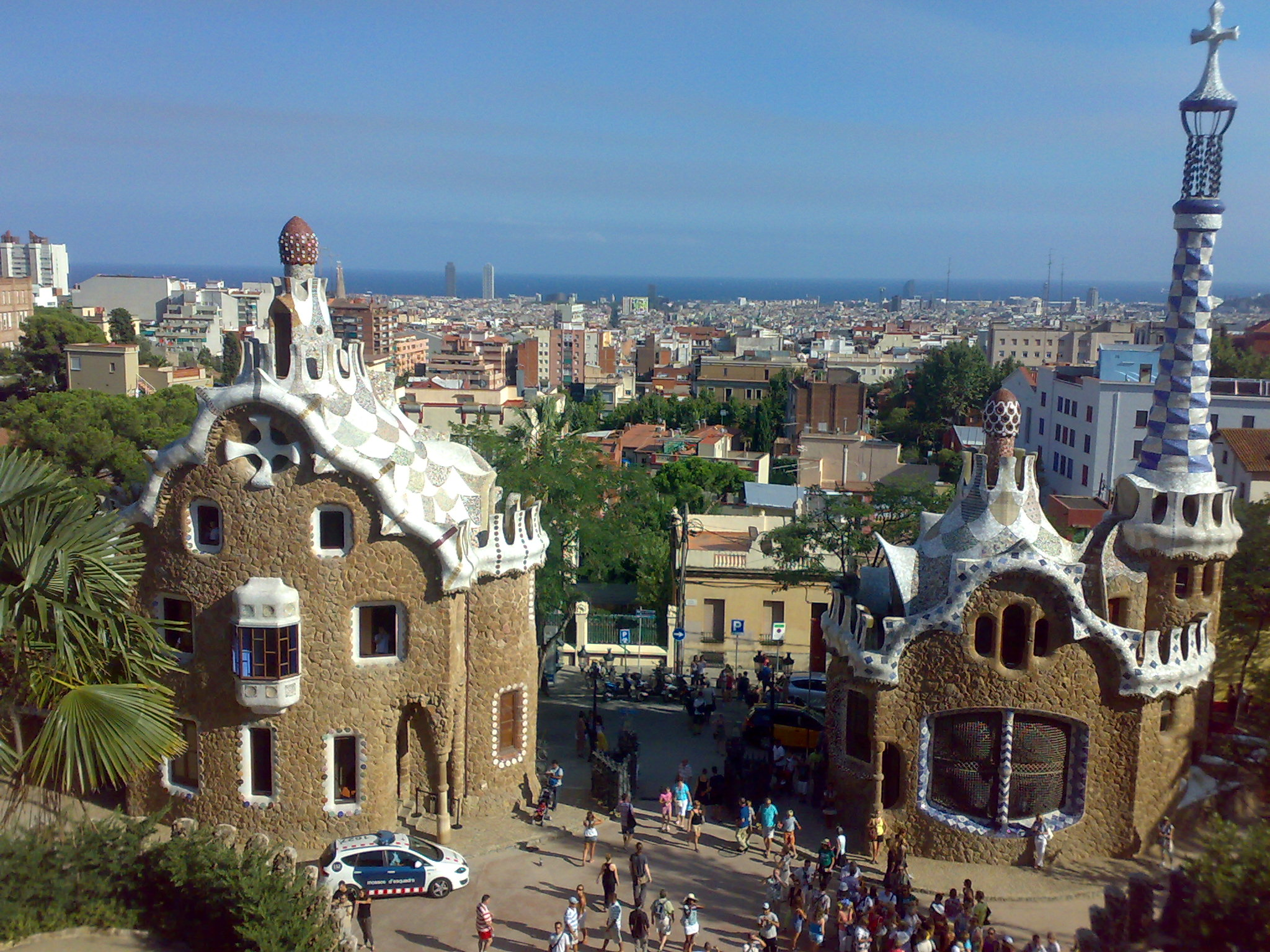
Clădirile de la intrarea Parcului Güell, de Antoni Gaudí, în Barcelona (1900–1914)

Multe clădiri Art Nouveau au fost incluse în lista patrimoniului cultural mondial UNESCO ca parte a centrelor lor (în Berna, Budapesta, Liov, Paris, Porto, Praga, Riga, Sankt Petersburg, Strasbourg (Neustadt), Viena). Alături de ele, există clădiri care au fost incluse în listă ca obiecte separate:
- Belgia: operele lui Victor Horta (Hôtel Tassel, Hôtel Solvay, Hôtel van Eetvelde și Muzeul Horta), și Palatul Stoclet de Josef Hoffmann, din Bruxelles;
- Spania: operele lui Lluís Domènech i Montaner (Palau de la Música Catalana și Hospital de Sant Pau din Barcelona), și operele lui Antoni Gaudí[151] (Parcul Güell, Palatul Güell, Sagrada Família, Casa Batlló, Casa Milà și Casa Vicens din Barcelona; și Colònia Güell din Santa Coloma de Cervelló).

### Sculptura

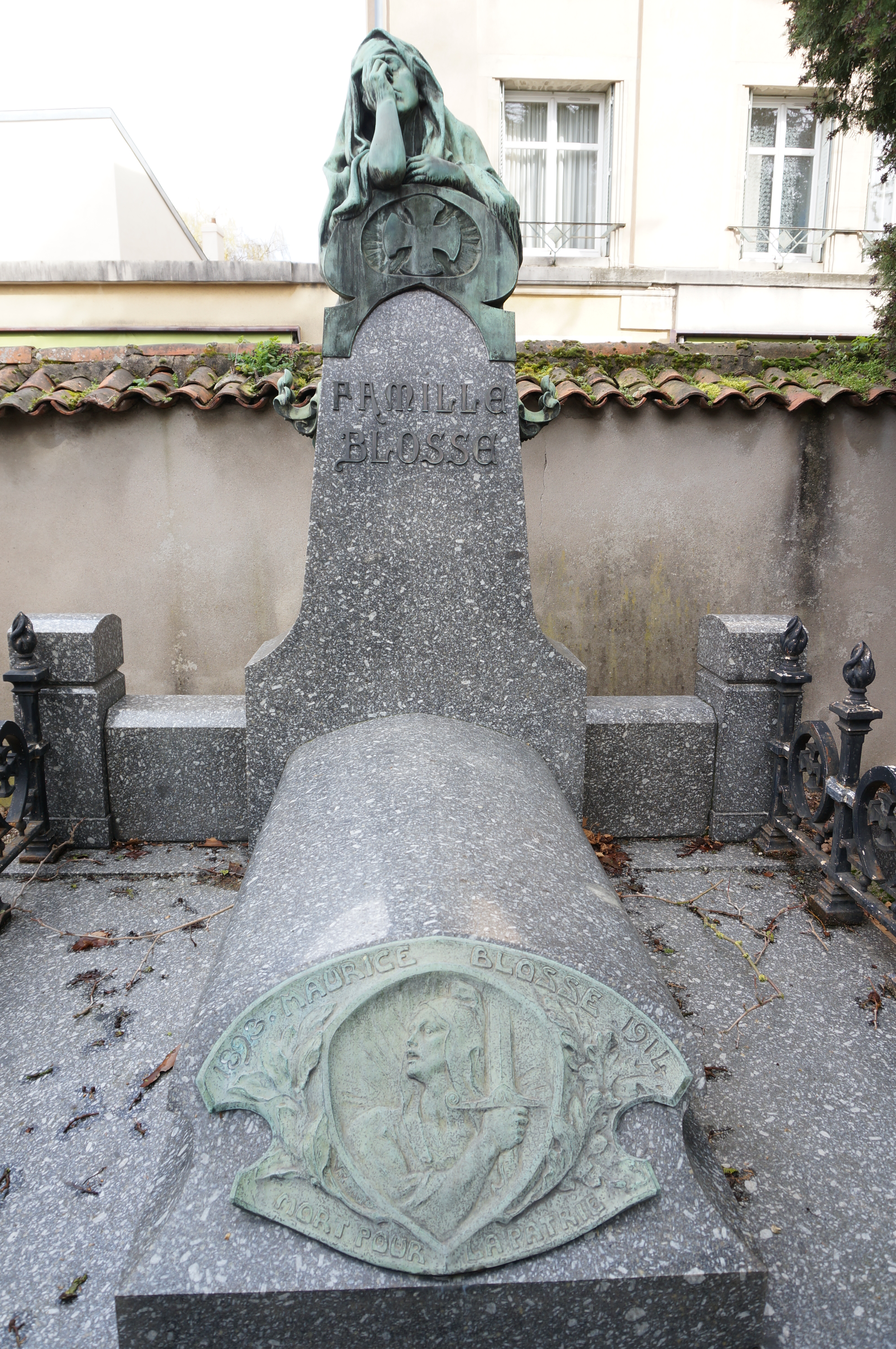
Sculptură de Ernest Bussière, în Nancy (Franța)
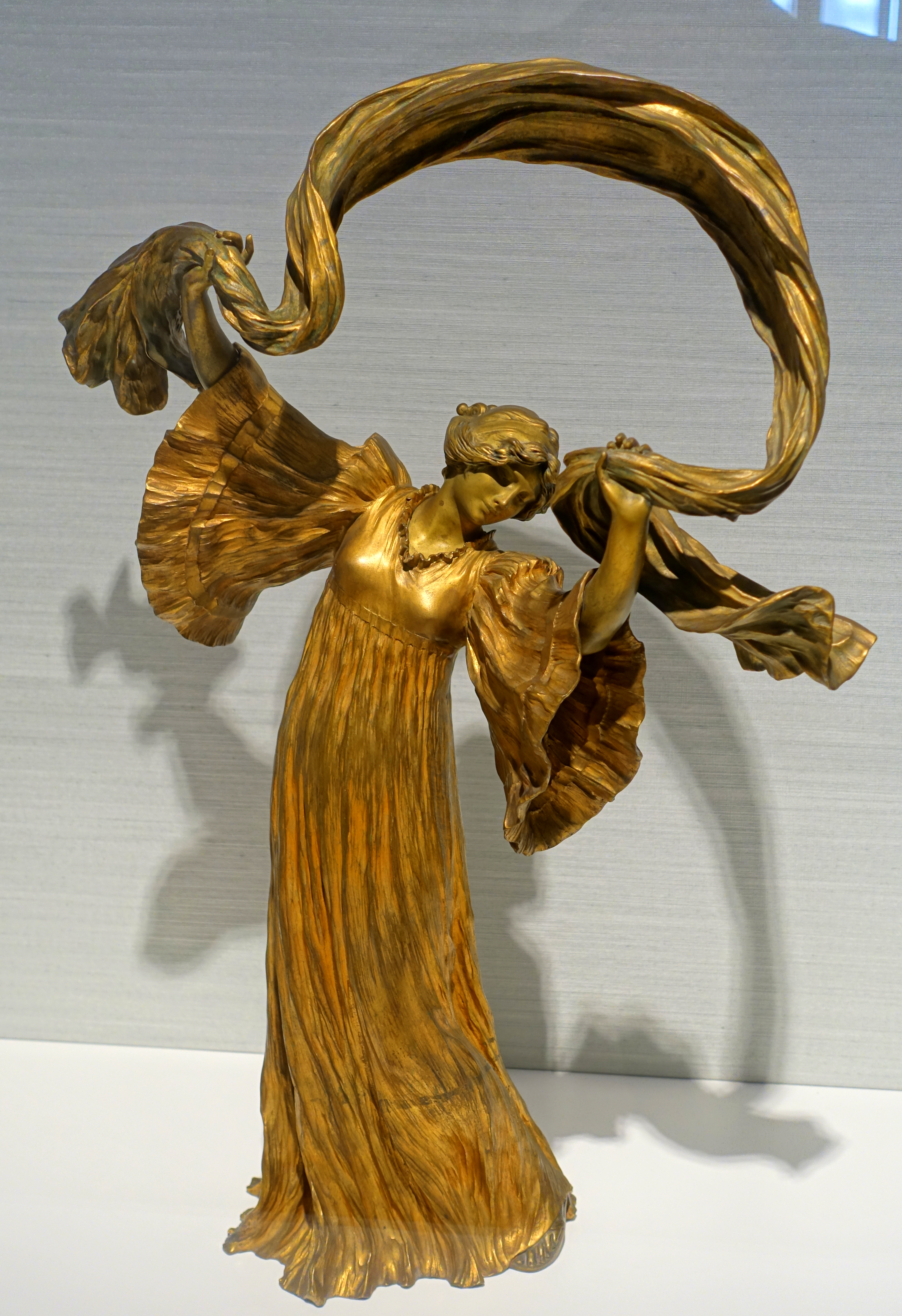
Dansatoare cu o Eșarfă, de Agathon Léonard, făcută pentru Manufacture nationale de Sèvres, din Franța (1898)
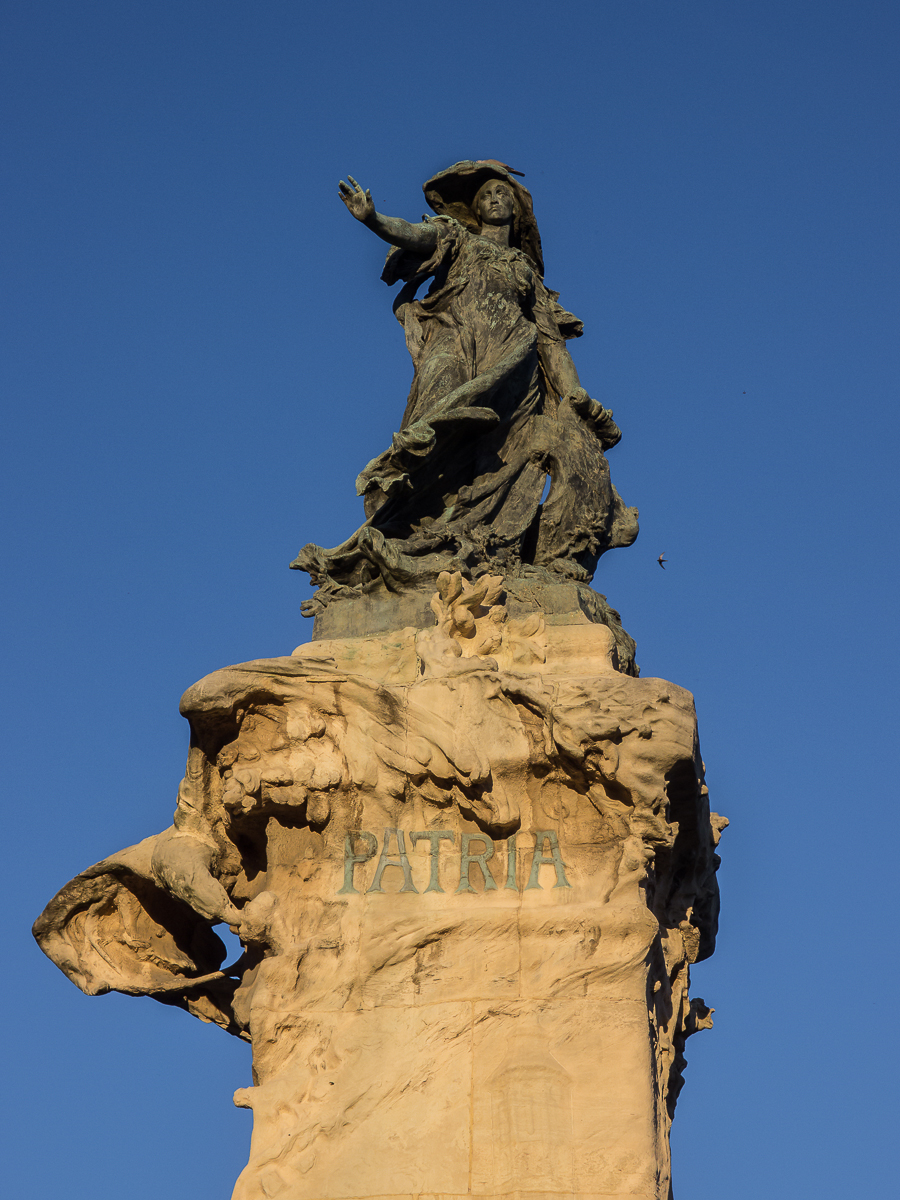
Monument dedicat Primului Asediu al Zaragozei, de Agustí Querol Subirats (1908)
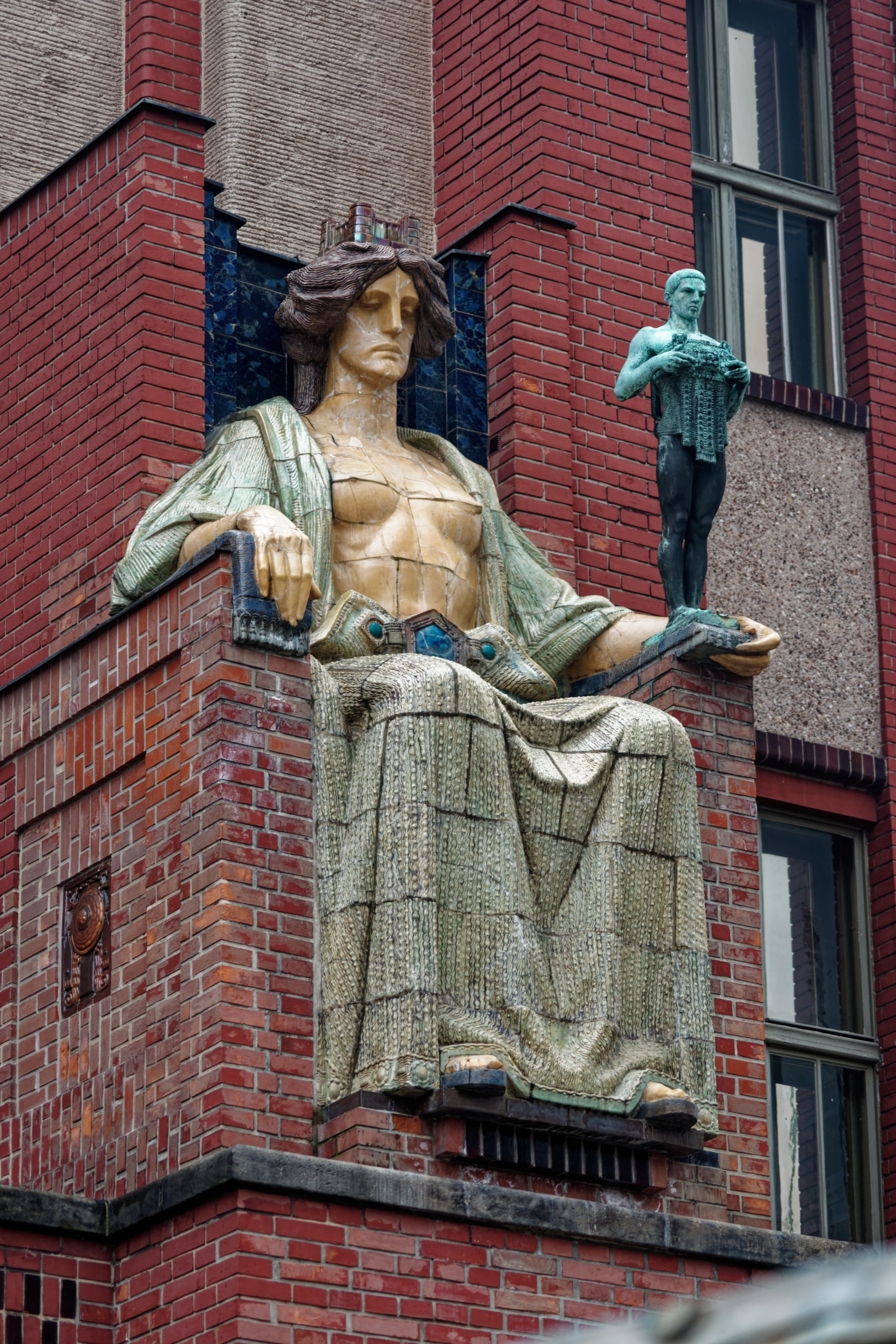
Statuie de ceramică de Stanislav Sucharda, în Hradec Kralove (Republica Cehă) (1909–1912)
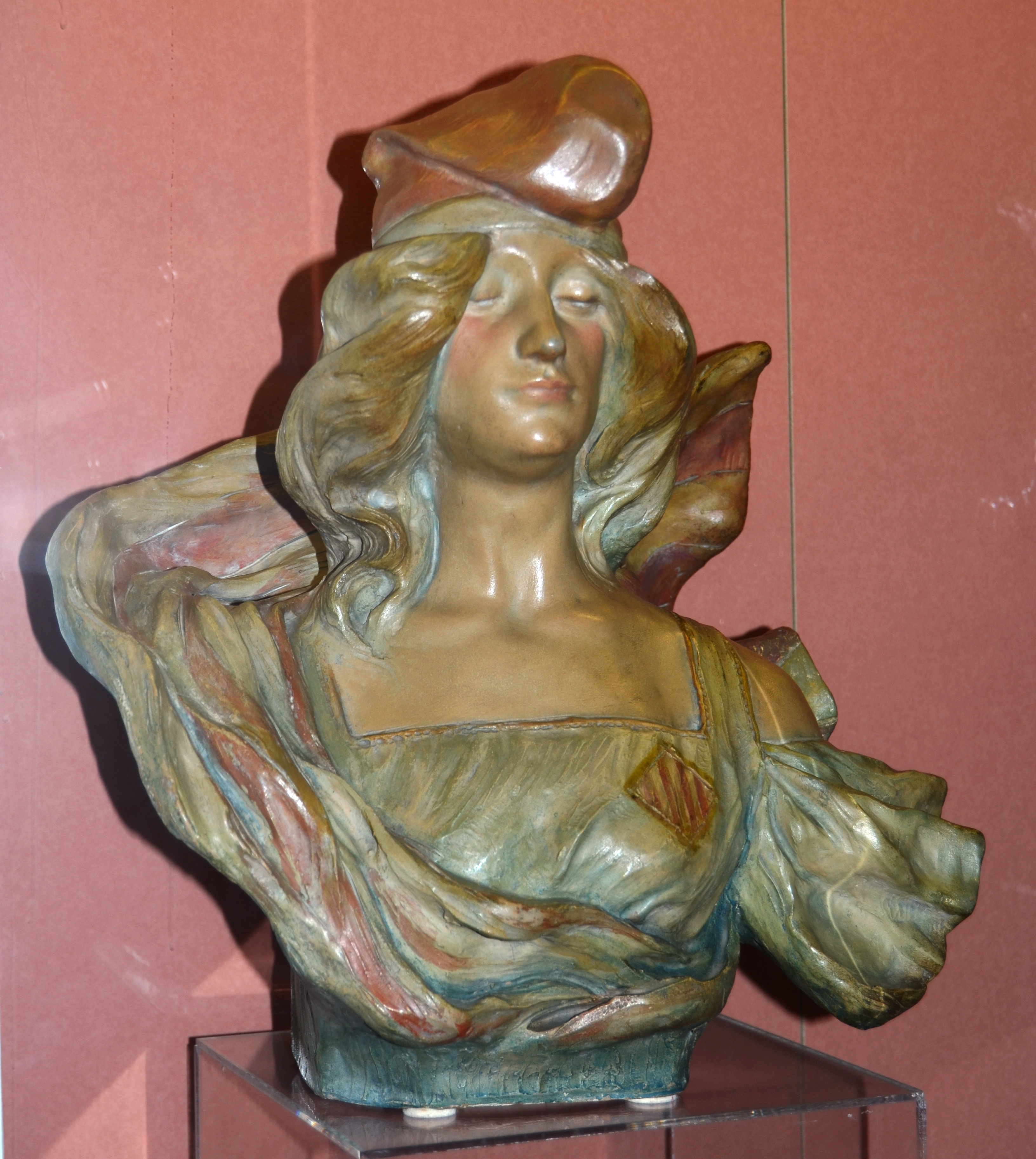
Statuie de teracotă policromă, de Lambert Escaler i Milà în Barcelona (1901)
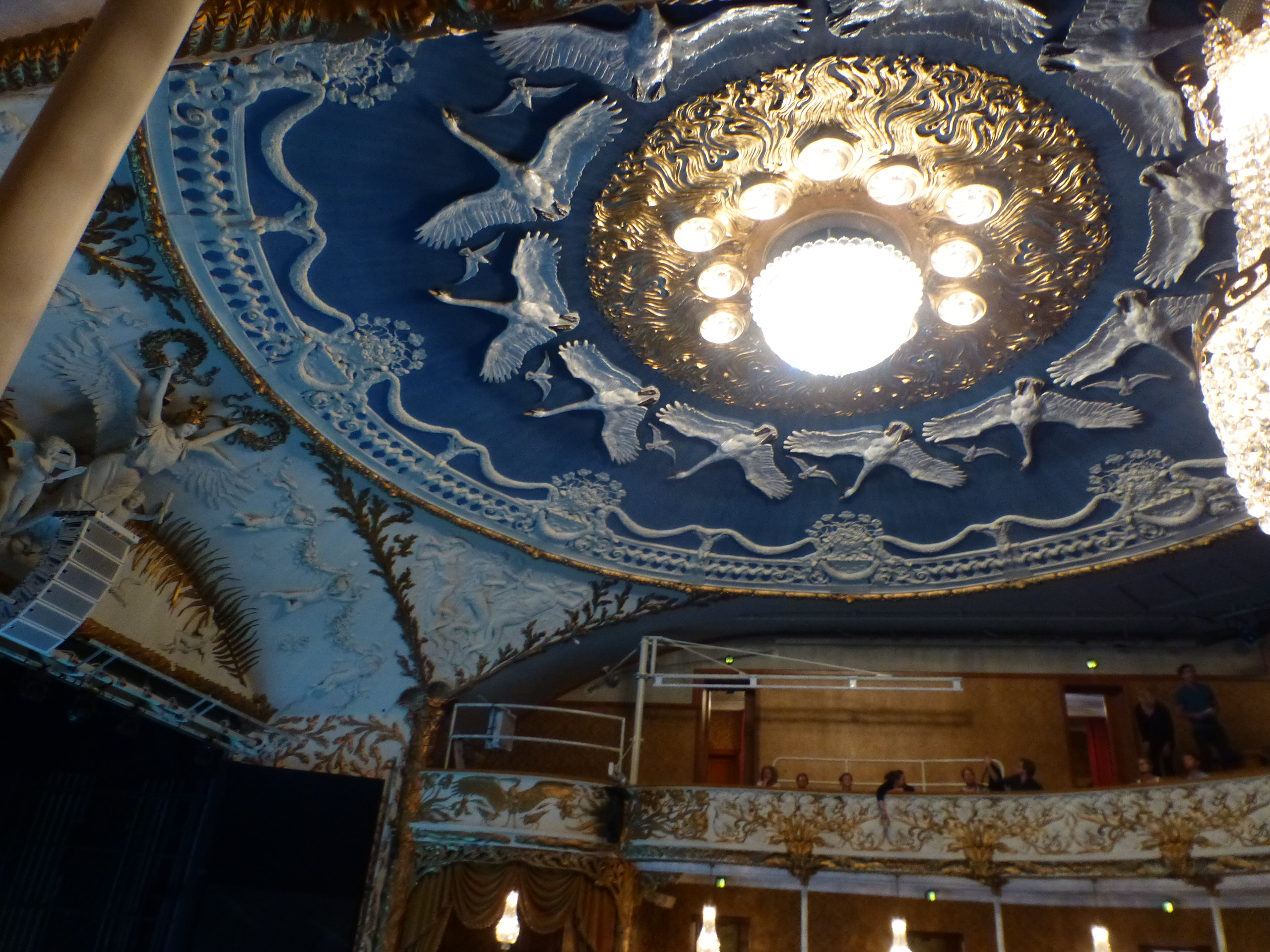
Altorelief cu lebede și statui în interiorul Teatrului Aarhus,  de Karl Hansen Reistrup, din Aarhus (Danemarca) (1897–1900)
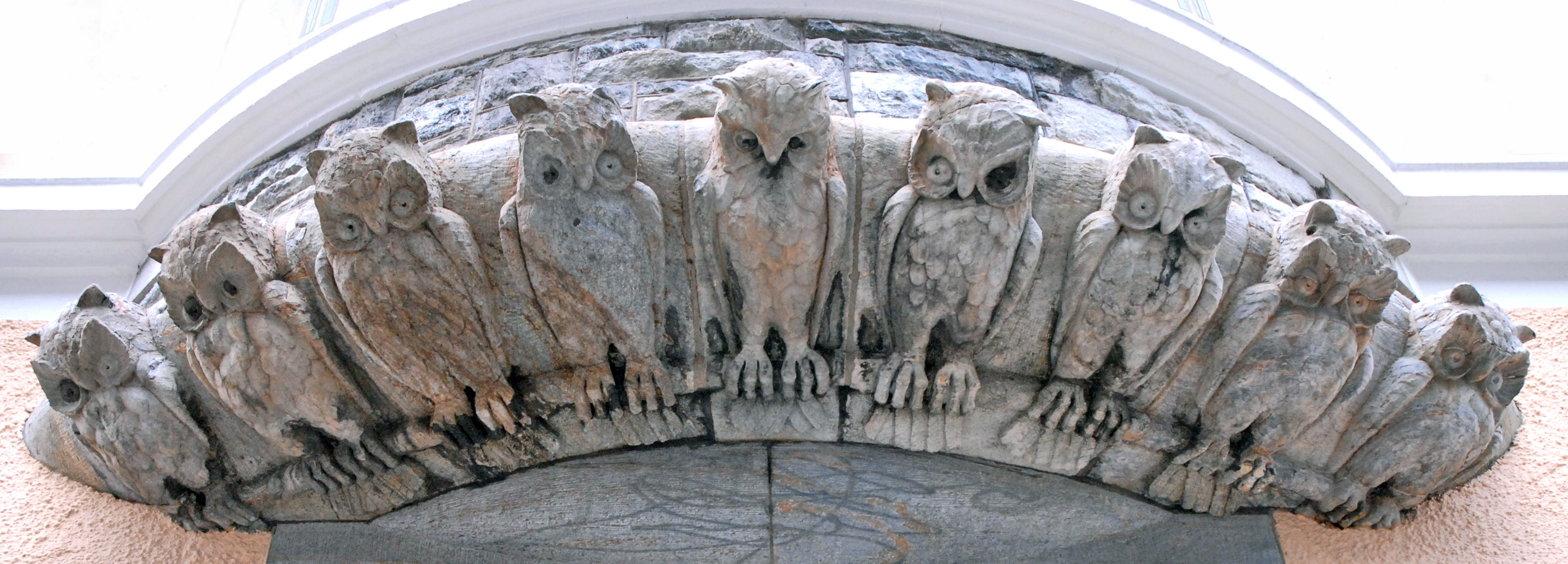
Altorelief cu bufnițe în Katajanokka, de Georg Wasastjerna, în Helsinki (1903)
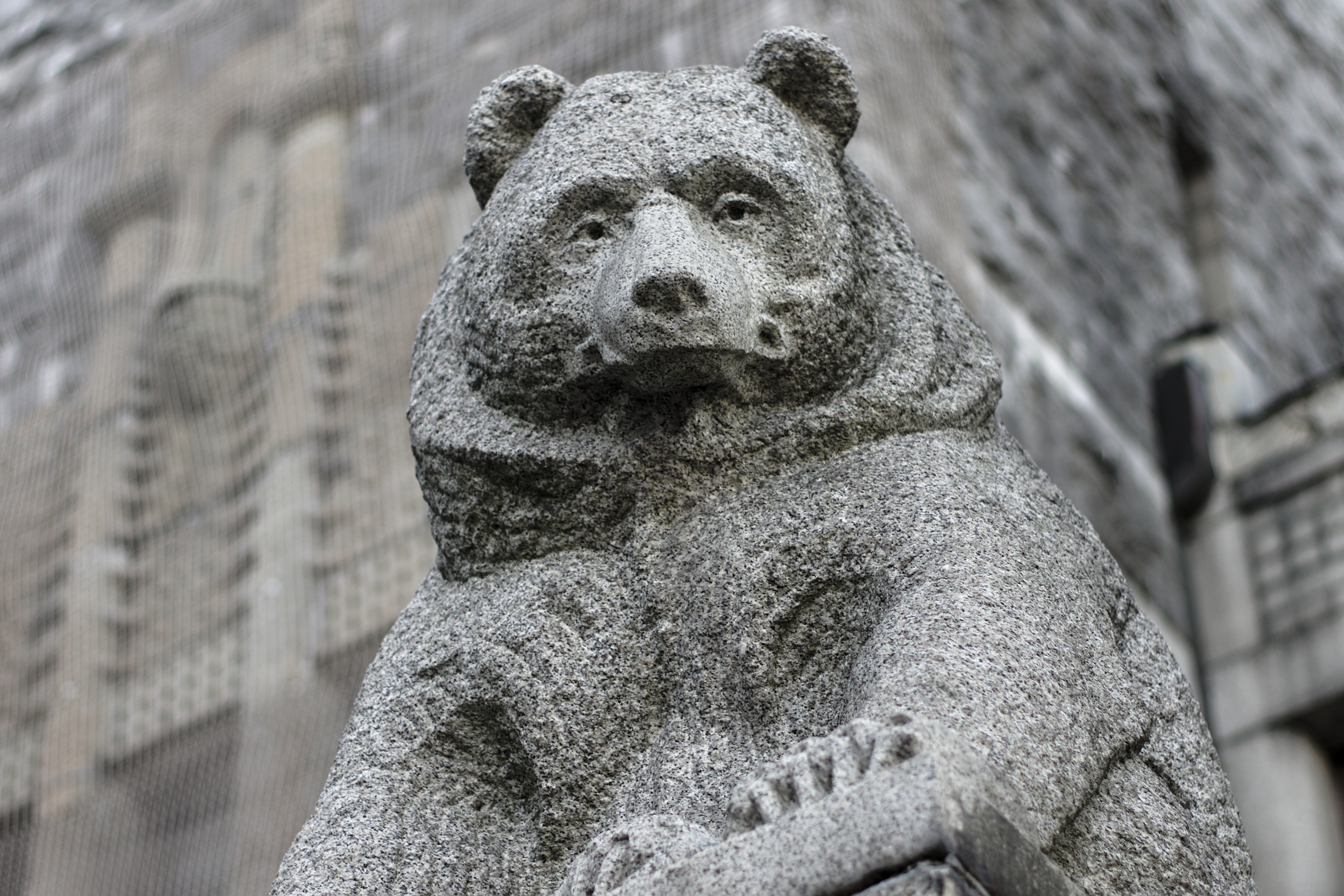
Statuia unui urs, de Emil Wikström, la Muzeul Național al Finlandei (1905–1910)
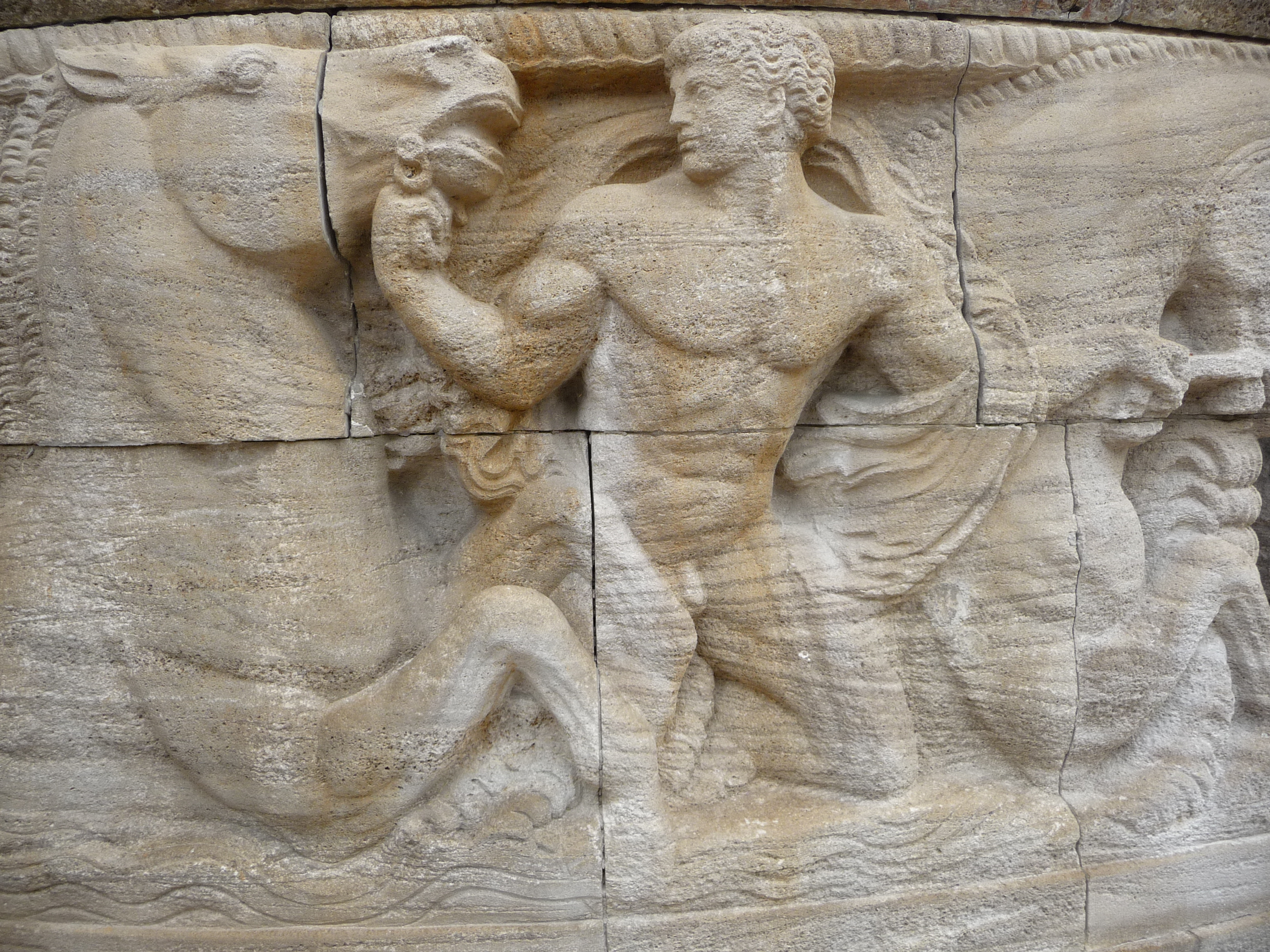
Basorelief în Sprudelhof, de Heinrich Jobst în Bad Nauheim (Germania) (1905–1911)
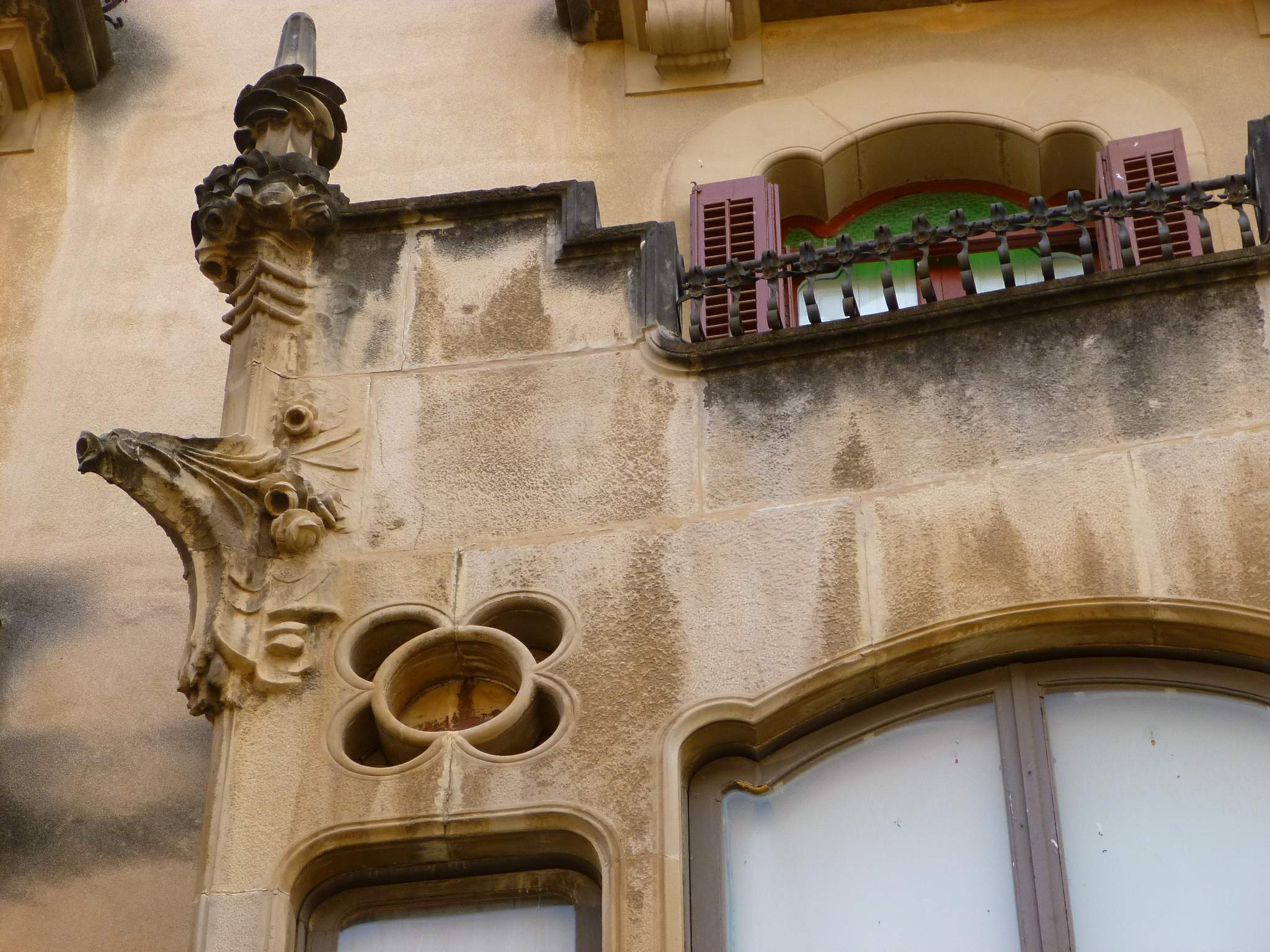
Gargui de Josep Plantada i Artiga, în Tortosa (Catalonia, Spania) (1915)
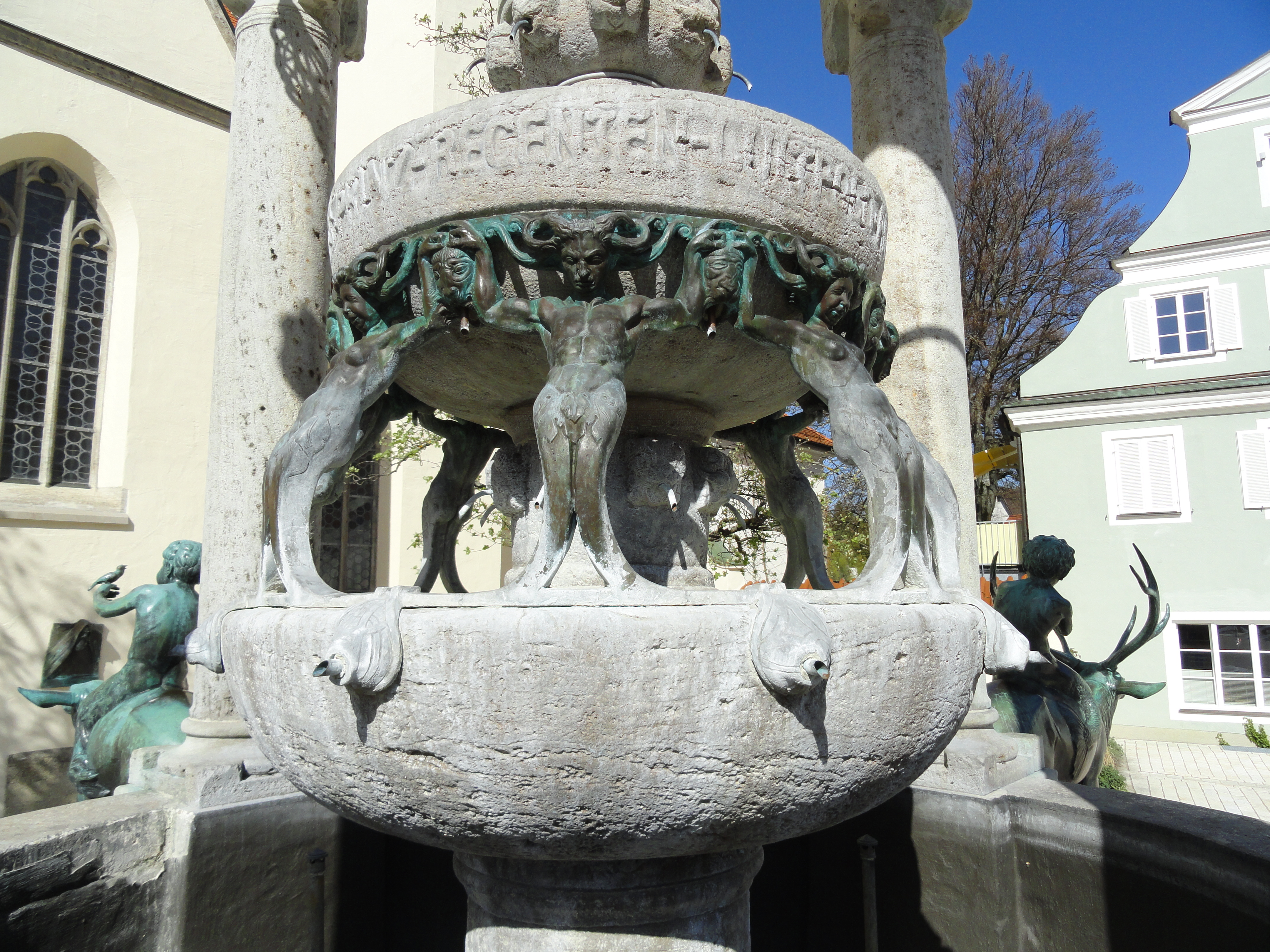
Atlanți sau cariatide la Sankt-Mang-Brunnen, de Georg Wrba, în Kempten (Germania’ (1905)
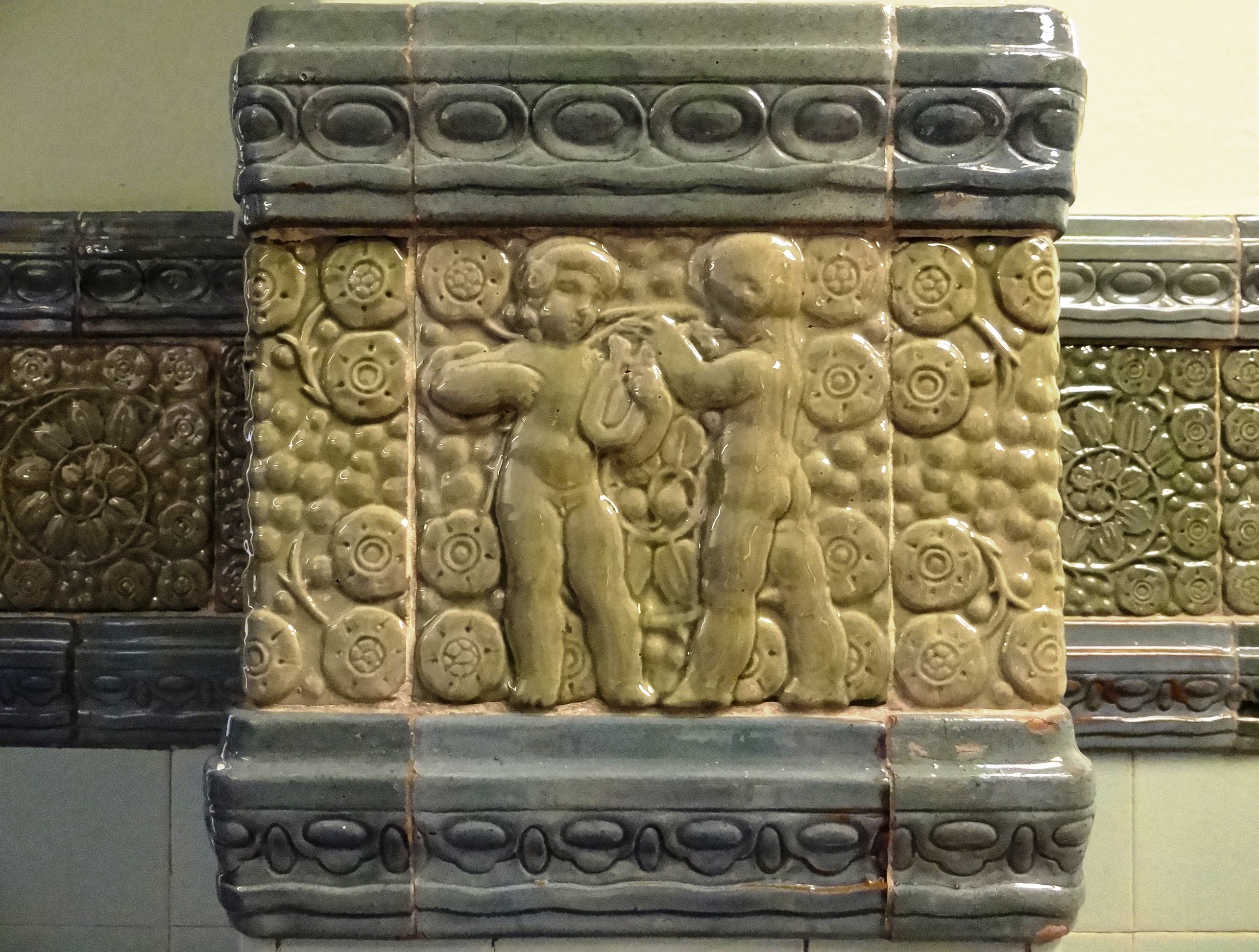
Putti de ceramică in Conservatorul de Muxică din Barcelona, de Eusebi Arnau (1916–1928)

Sculptura e o altă formă de expresie pentru artiștii Art Nouveau, încrucișându-se uneori cu ceramică. Figurina Dansatoare cu o Eșarfă de Agathon Léonard a obținut recunoașterea atât în ceramică, cât și în sculptură la Expoziția de la Paris din 1900. Sculptorii din alte țări au creat și sculpturi ceramice: Stanislav Sucharda și Ladislav Šaloun din Boemia, Charles Van der Stappen din Belgia și Lambert Escaler din Spania, ultimul creând statui din teracotă policromă. Un alt sculptor remarcabil din acea vreme a fost Agustí Querol Subirats din Catalonia, care a creat statui în Spania, Mexic, Argentina și Cuba.
În sculptura arhitecturală nu au fost folosite doar statui, dar și reliefuri. Arhitecții și sculptorii Art Nouveau și-au găsit inspirația în motive animale (fluturi, păuni, lebede, bufnițe, lilieci, dragoni, și urși bears). Au fost, de asemenea, folosiți atlanți, cariatide, putti, și gargui.

### Mobila

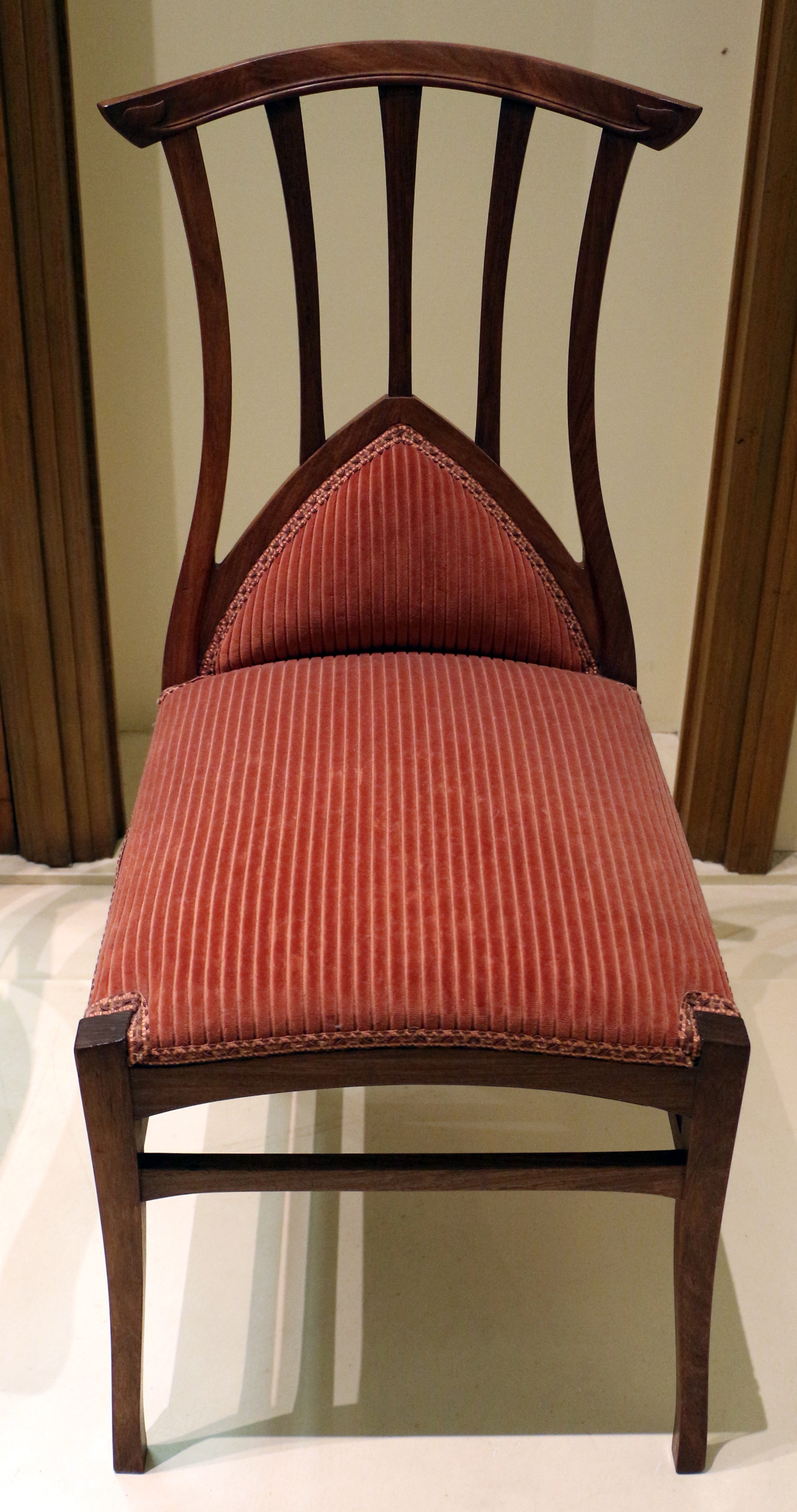
Scaun de Henry van de Velde, din Belgia (1896)
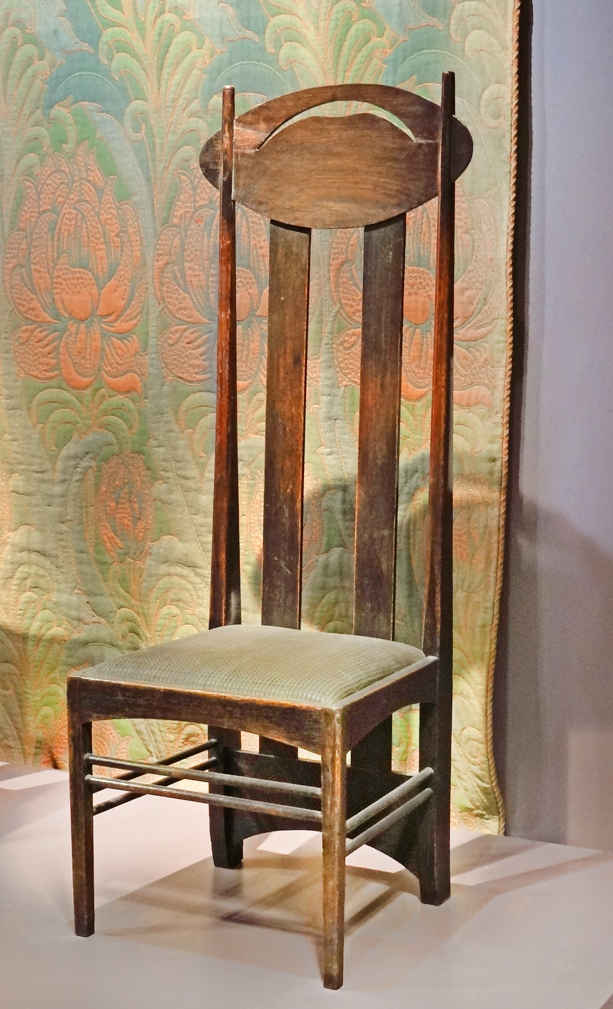
Scaun de Charles Rennie Mackintosh, din Regatul Unit (1897–1900)
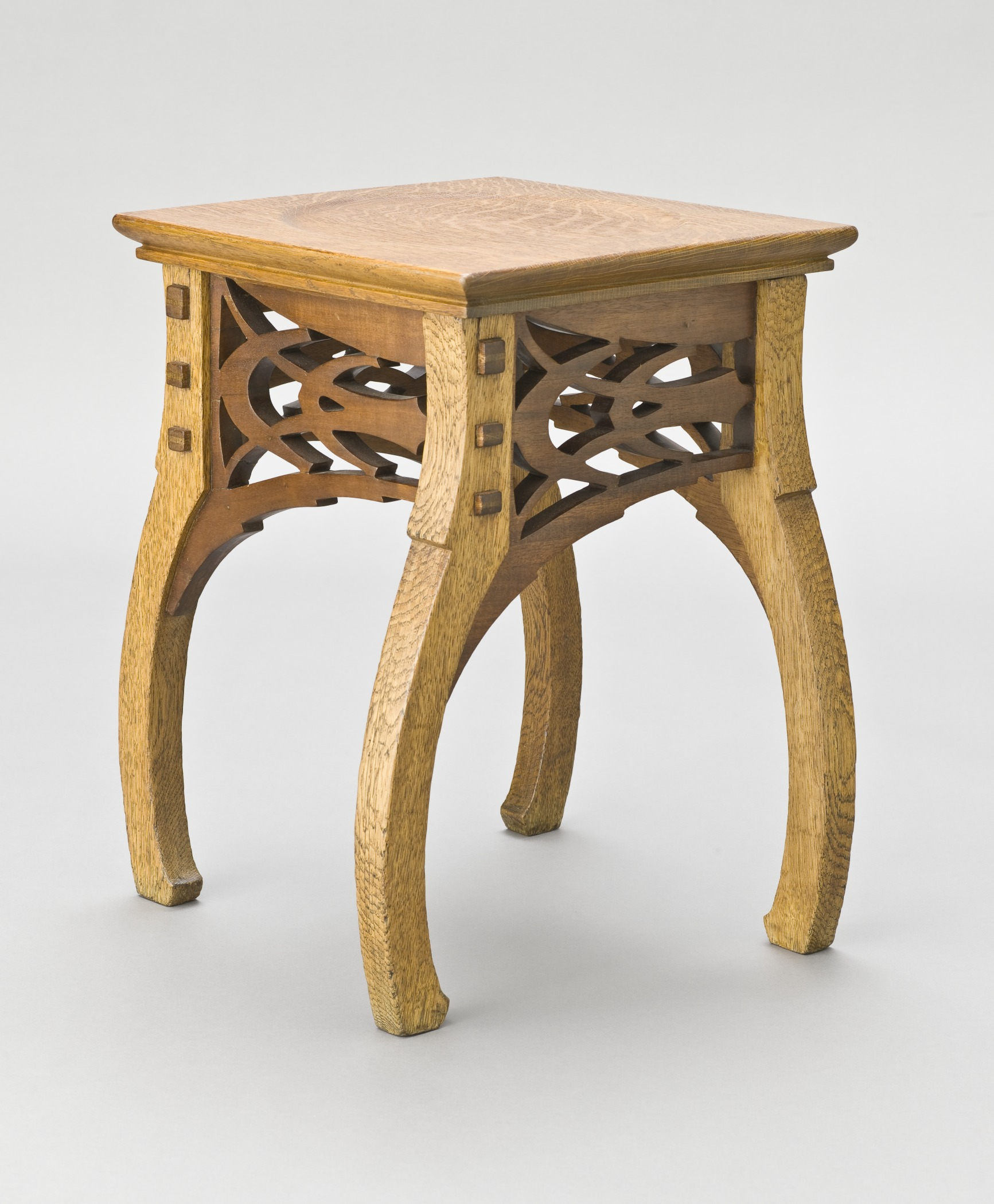
Taburet de Paul Hankar, din Belgia (1898)
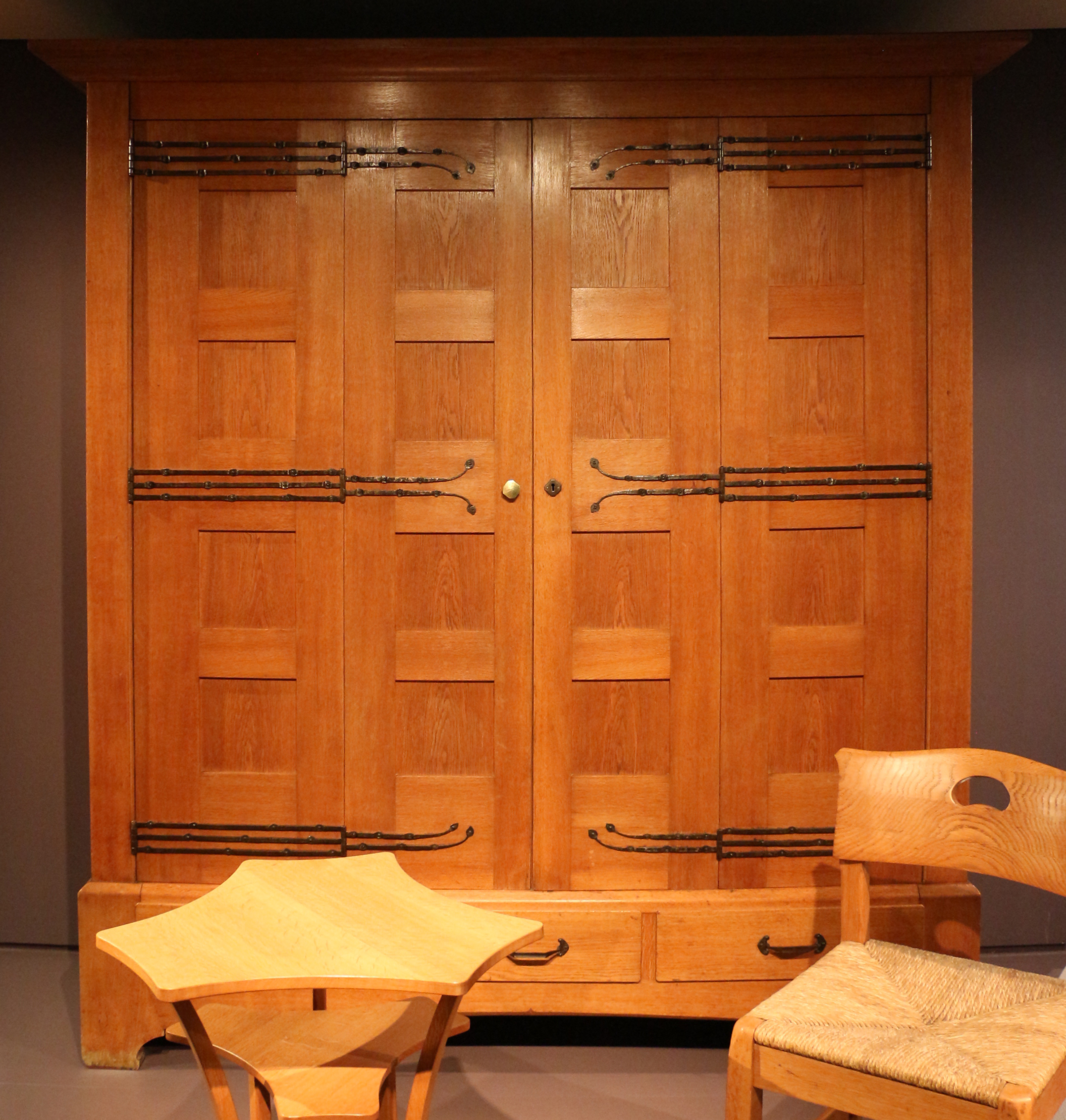
Dulap de Richard Riemerschmid, din Germania (1902)
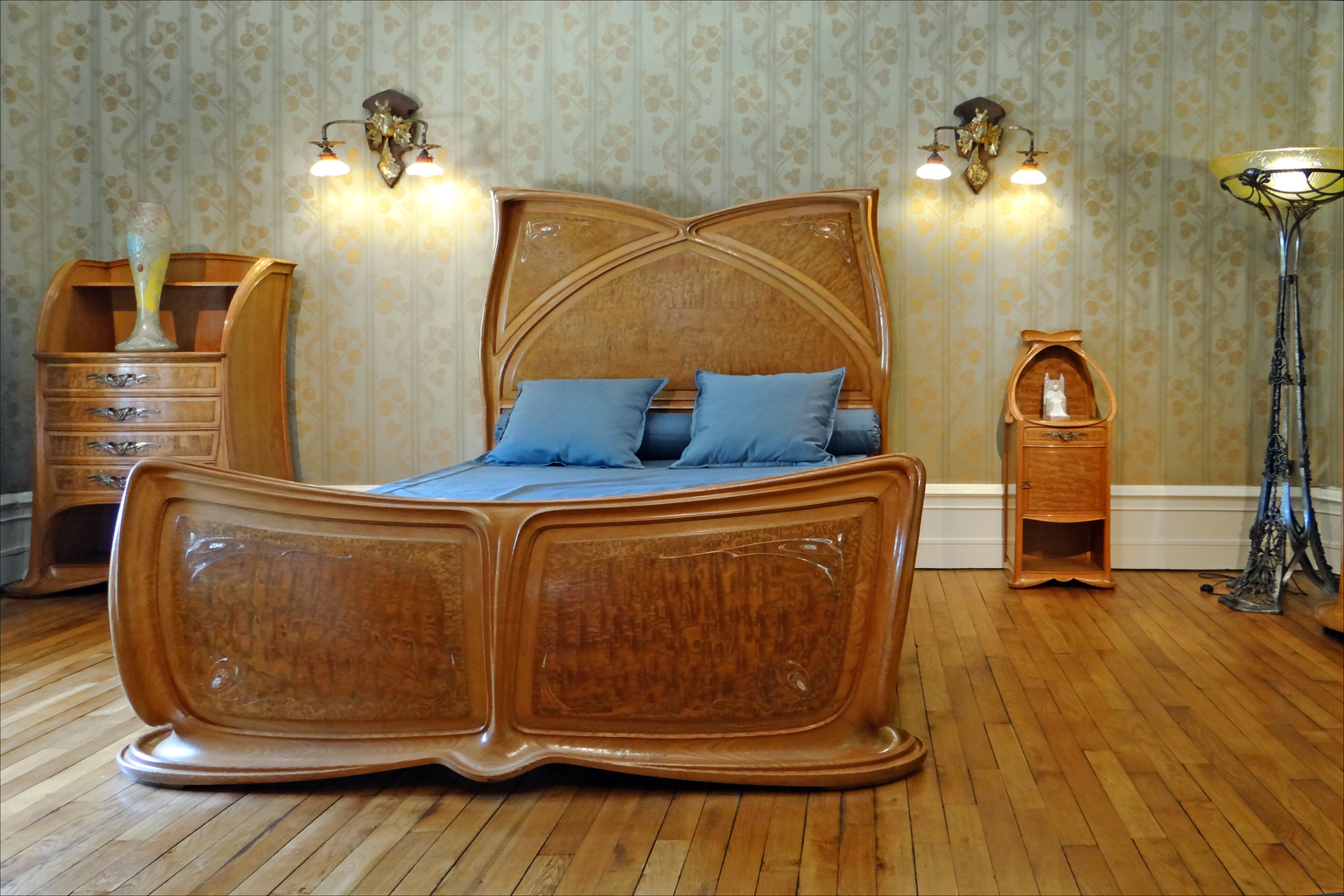
Dormitor de Louis Majorelle (1903–1904)
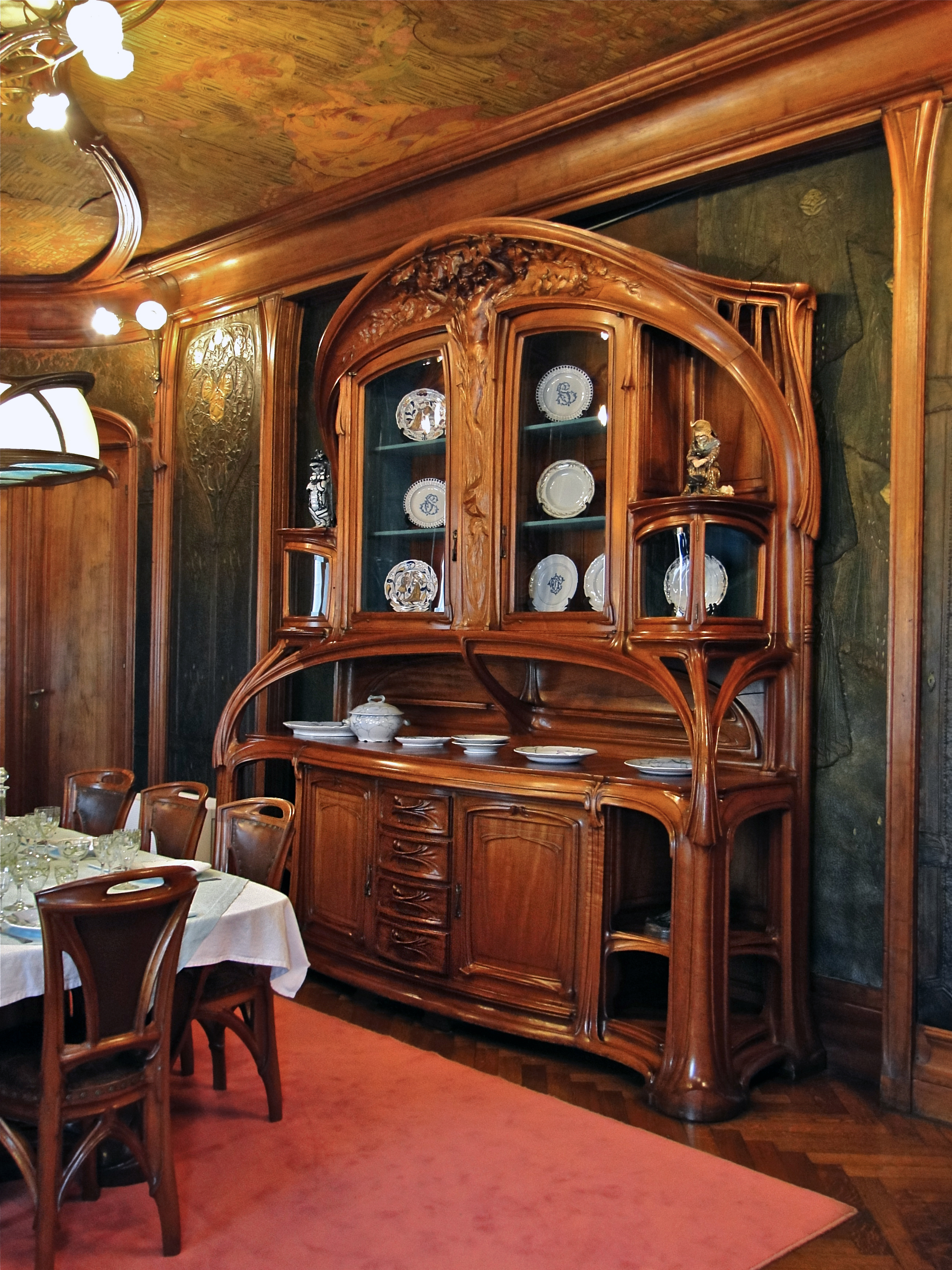
Sală de mese de Eugène Vallin, din Franța (1903)
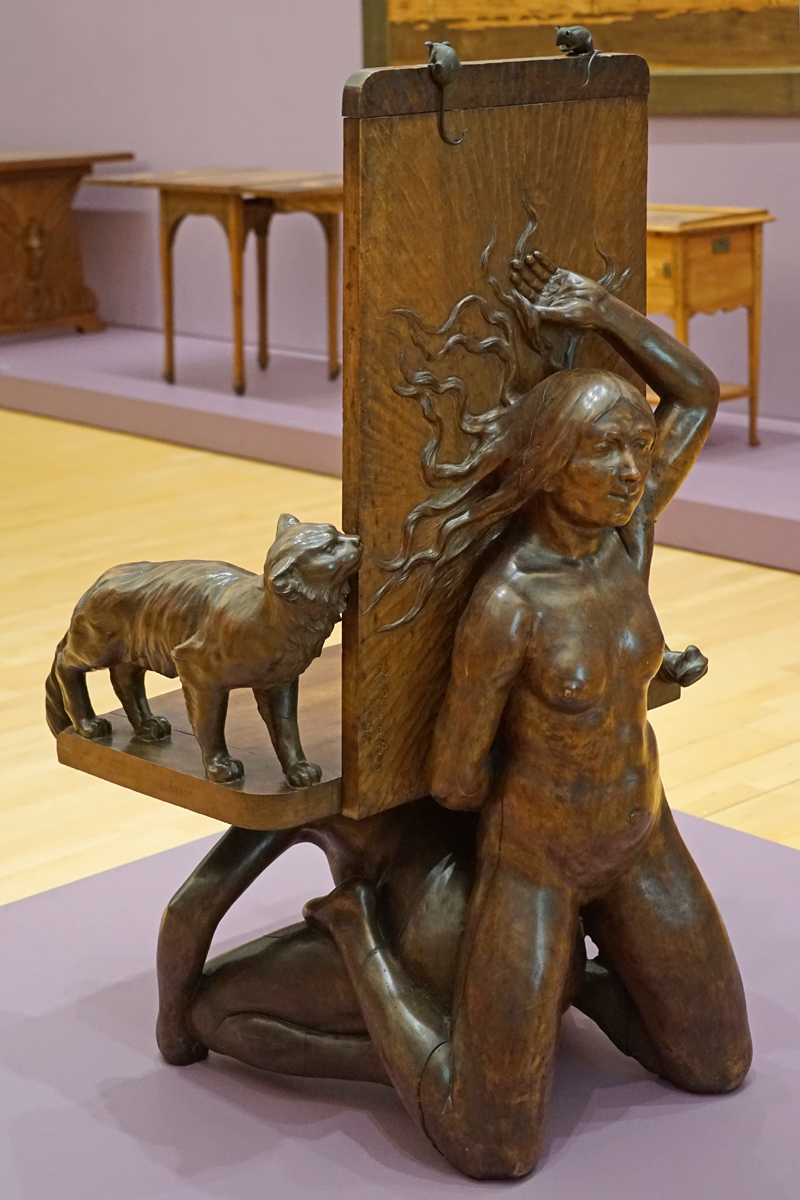
Scaun de Rupert Carabin, din Franța (1895)
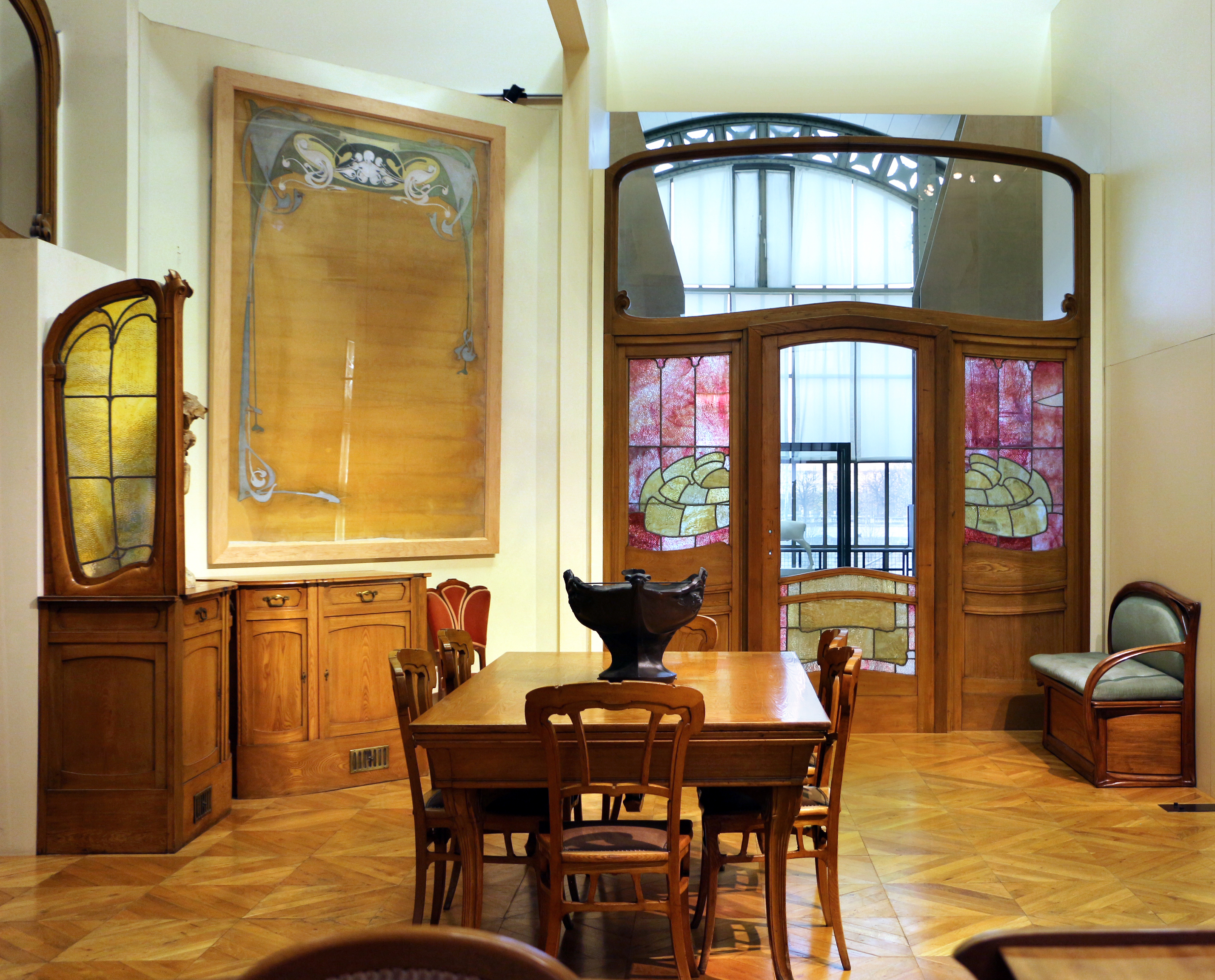
Det de mobilă de Victor Horta, în Hôtelul Aubeque din Bruxelles (1902–1904)
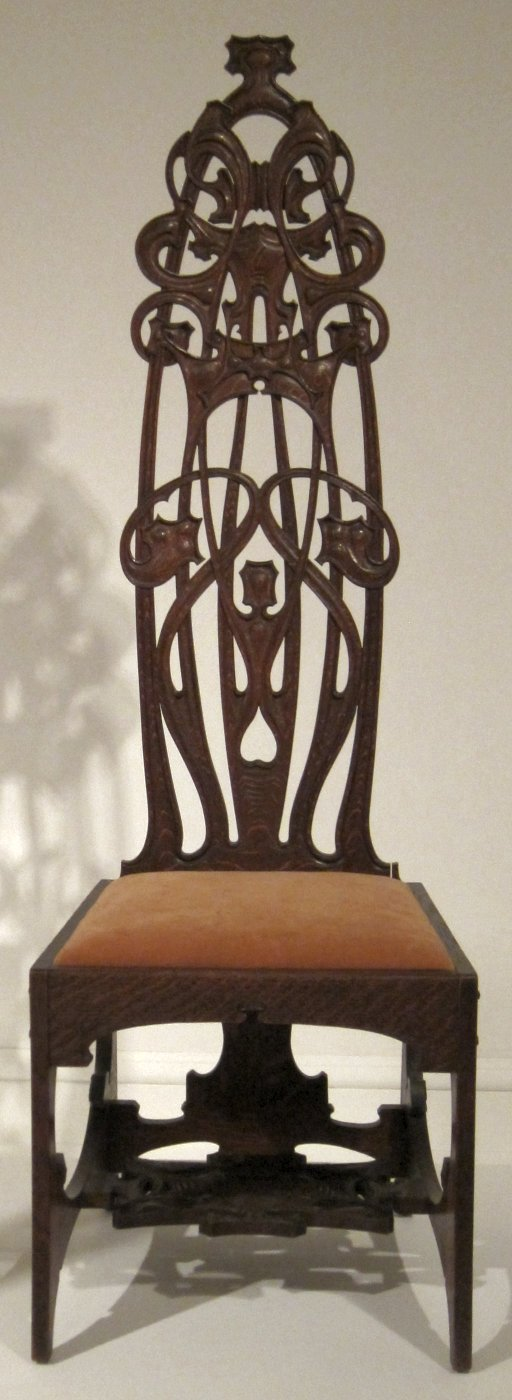
Scaun de Charles Rohlfs, din SUA (1898–1899)
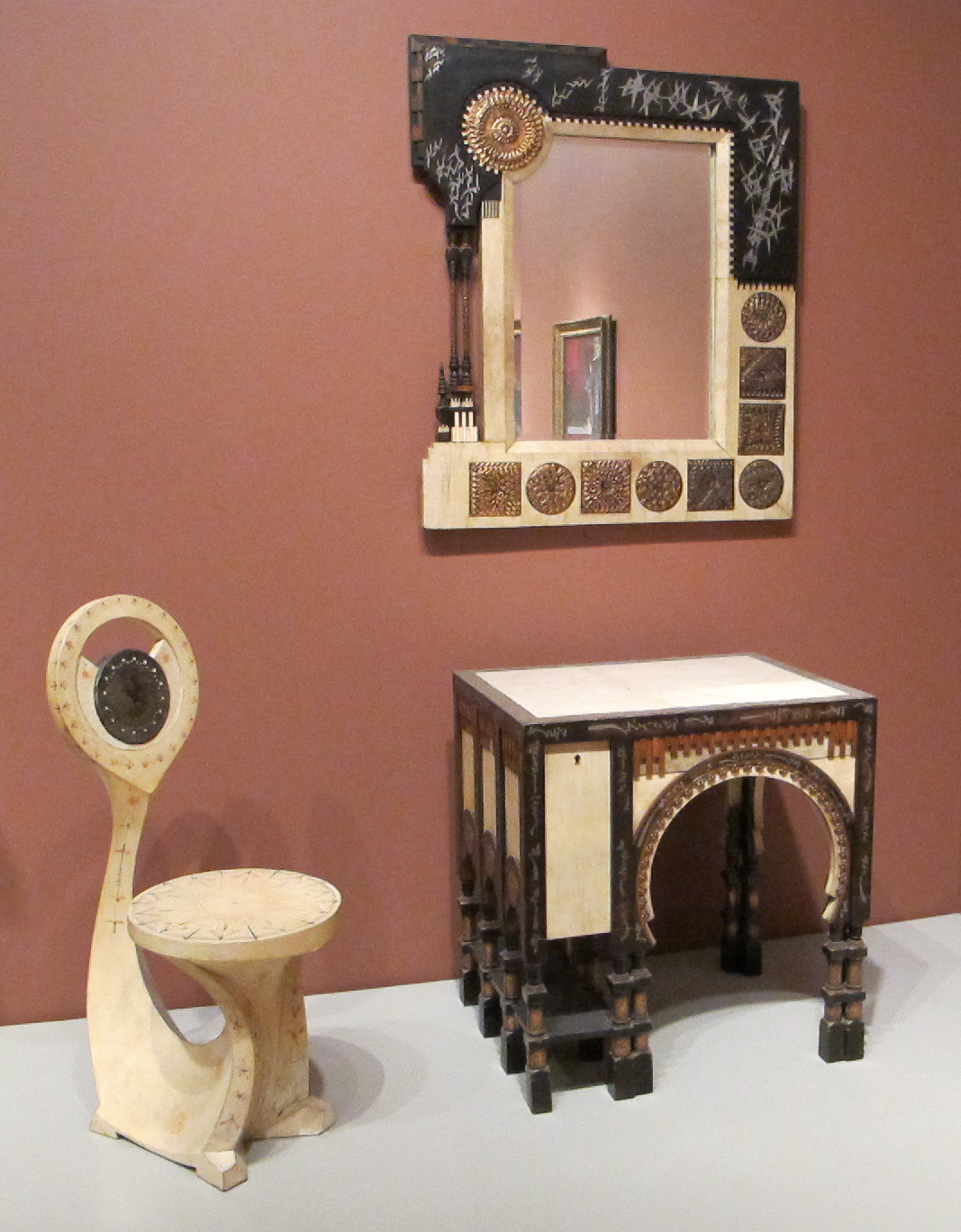
„Scaunul melc” și alte mobile de Carlo Bugatti, din Italia (1902)
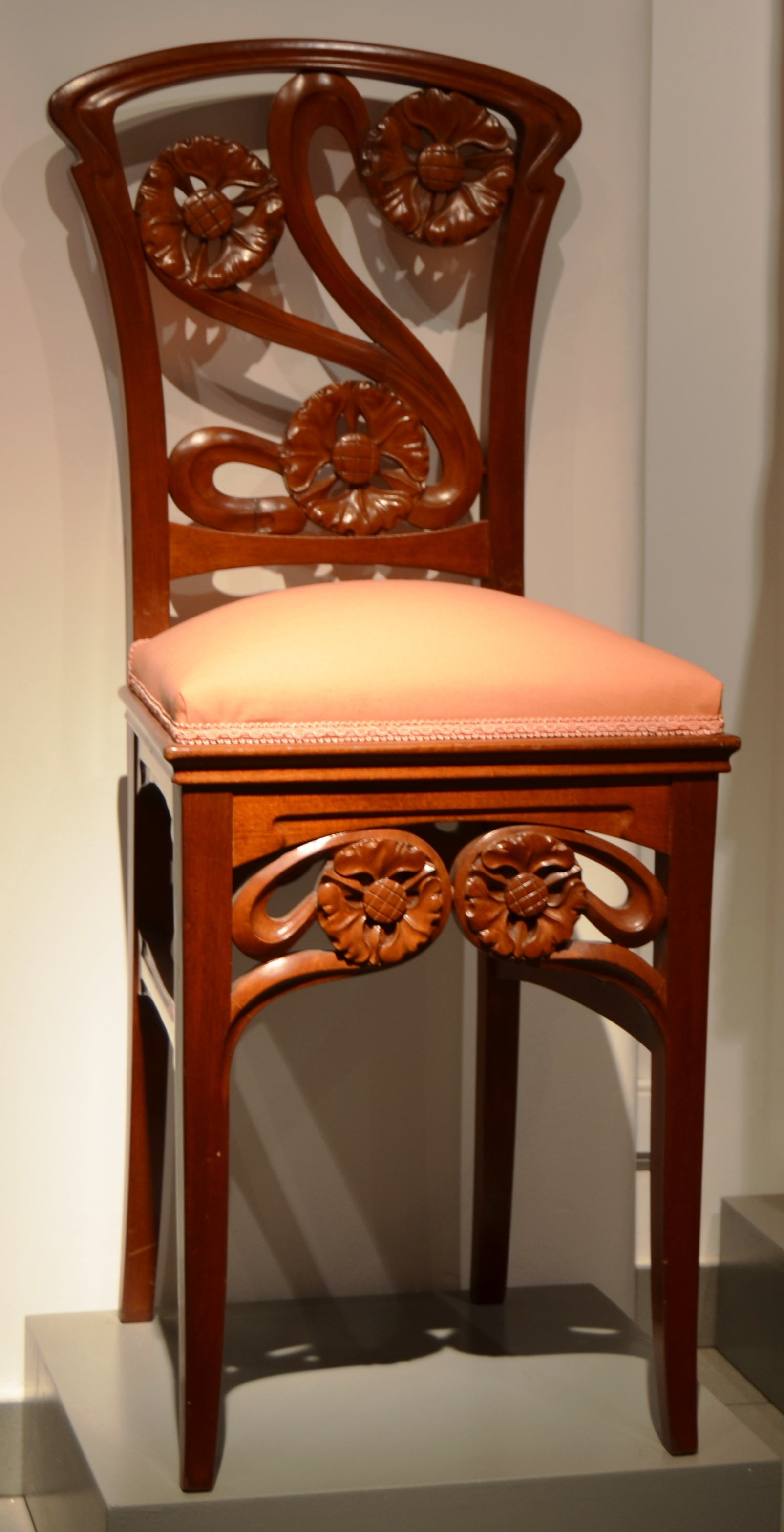
Scaun de Gaspar Homar, din Spania (1903)
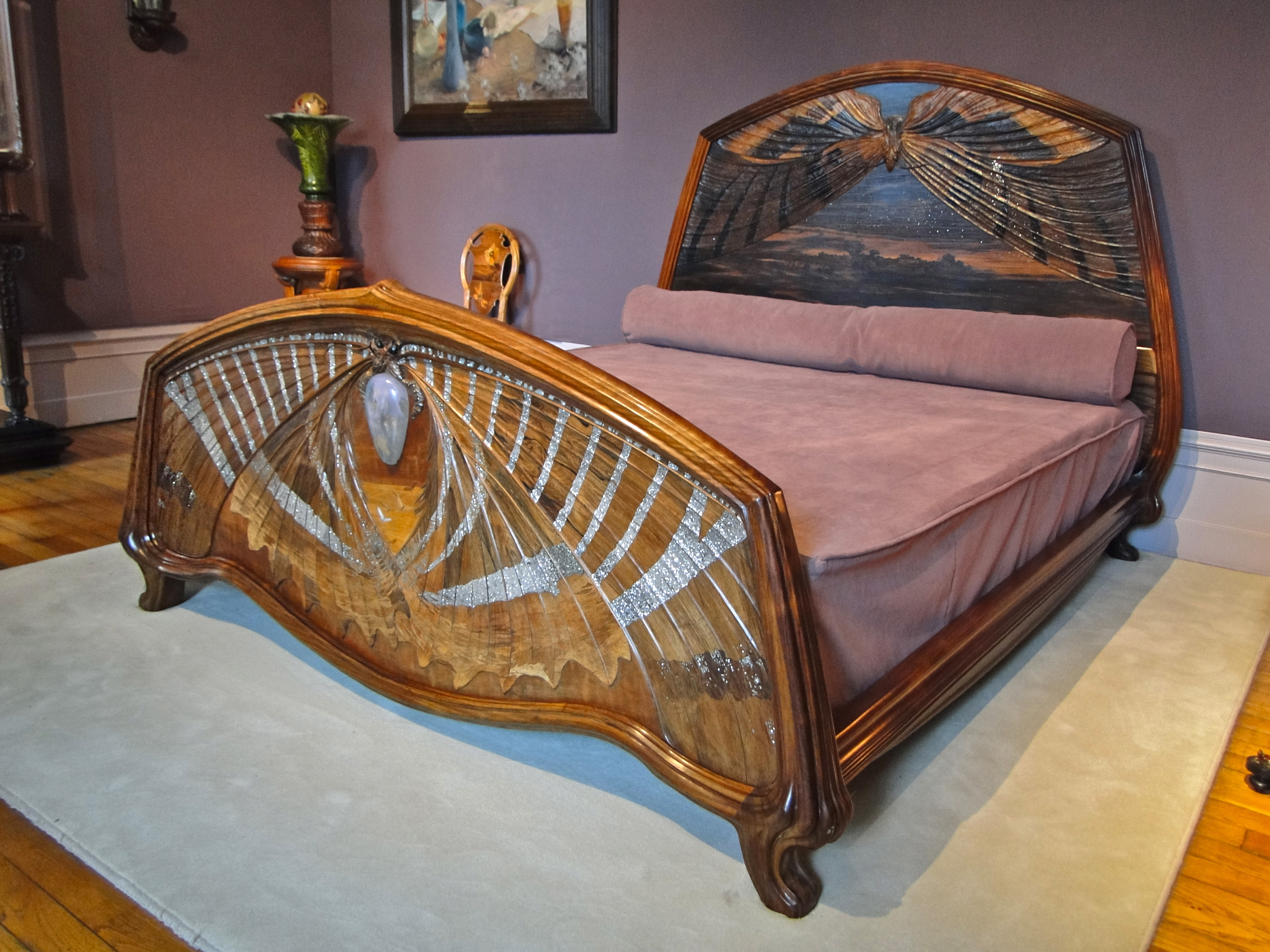
Patul „Răsărit și apus”, de Émile Gallé, din Franța (1904)
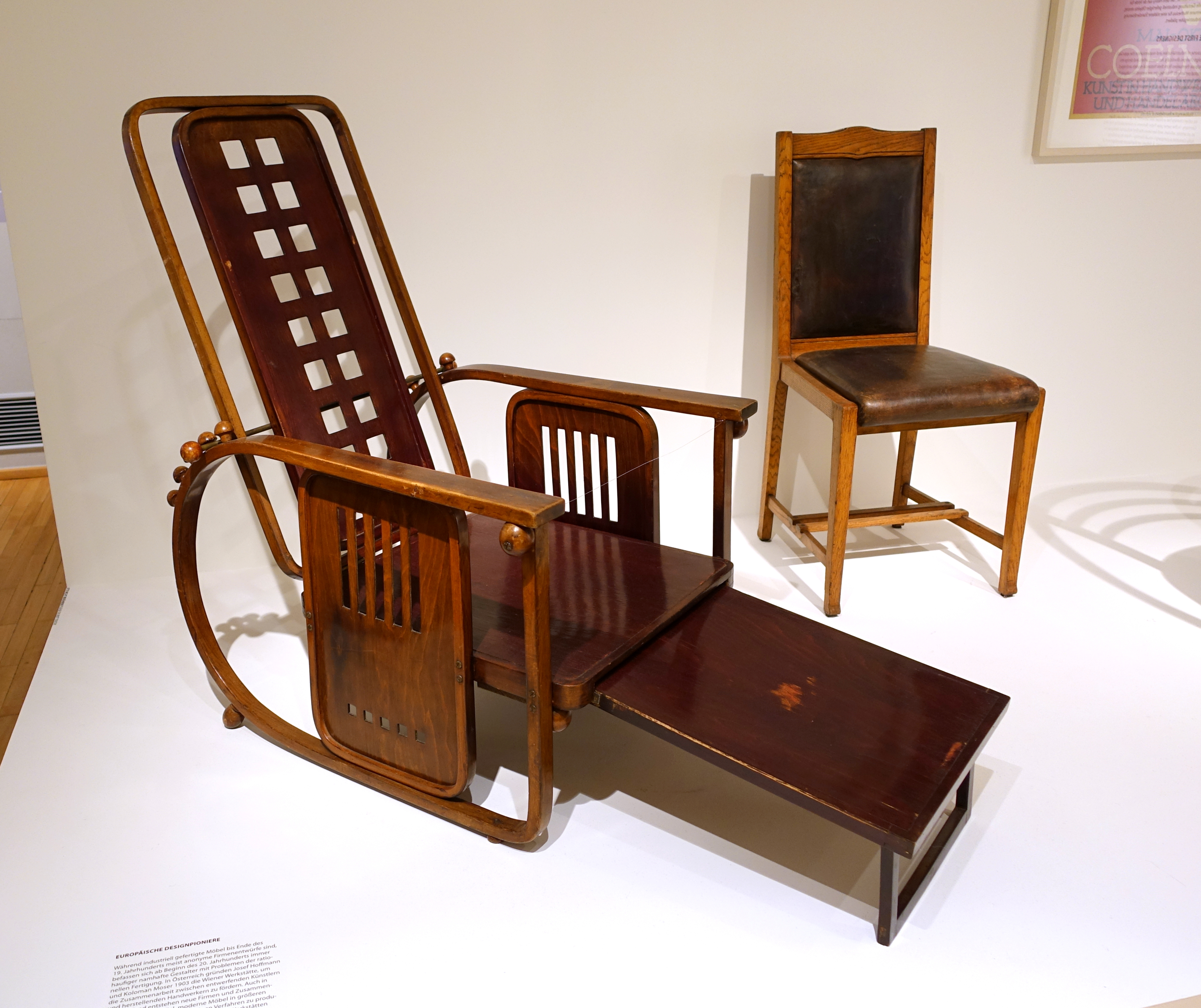
Scaun ajustabil Model 670 „Mașinărie de stat”, proiectat de Josef Hoffmann, din Austria (1904–1906)
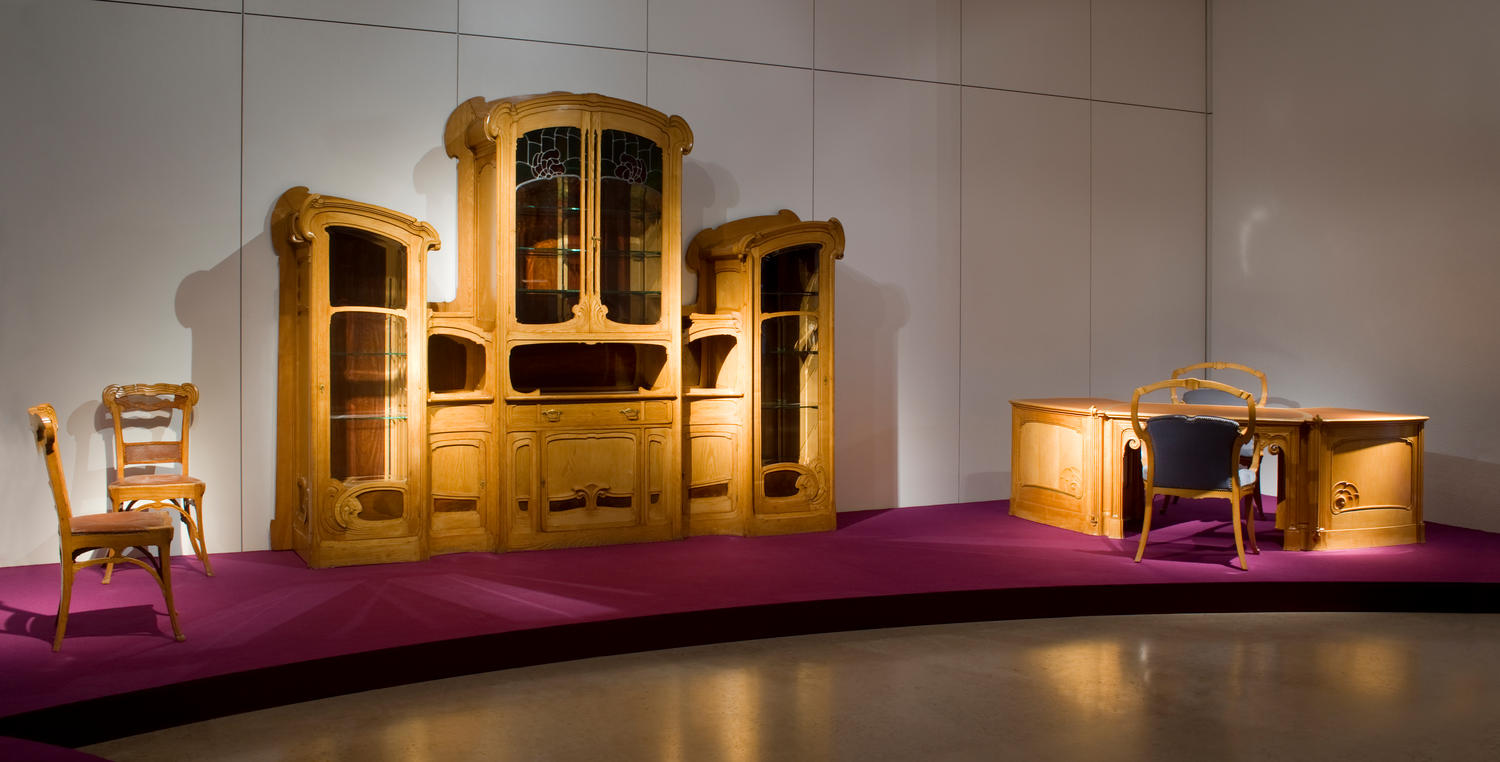
„Mobilă din Torino”, de Victor Horta (1902), în colecția Fundației King Baudouin

Designul de mobilă din perioada Art Nouveau a fost strâns asociat cu arhitectura clădirilor; arhitecții au conceput adesea mobila, covoarele, corpurile de iluminat, clanțele și alte detalii decorative. Mobila era adesea complexă și scumpă; un finisaj fin, de obicei lustruit sau lăcuit, era considerat esențial, iar designurile continentale sunt de obicei foarte complexe, cu forme curbe care sunt costisitoar de realizat. De asemenea, a avut dezavantajul că proprietarul casei nu a putut să schimbe mobila sau să adăuga piese într-un stil diferit fără să perturbe întregul efect al camerei. Din motivul ăsta, când arhitectura Art Nouveau a ieșit din stil, stilul mobilei a dispărut și el în mare parte.
În Franța, centrul pentru proiectarea și fabricația de mobilă s-a aflat la Nancy, unde doi designeri importanți, Émile Gallé și Louis Majorelle au avut studiourile și atelierele lor, și locul unde a fost fondată în 1901 Alliance des industries d’art (denumită mai târziu Școala de la Nancy). Ambii designeri și-au bazat structura și ornamentația pe forme luate din natură, inclusiv flori și insecte, cum ar fi libelulele, un motiv popular în designul Art Nouveau. Gallé a fost cunoscut în special pentru folosirea marchetăriei în relief, sub formă de peisaje sau teme poetice. Majorelle e cunoscut pentru folosirea lemnului exotic și scump, și pentru atașarea bronzului sculptat cu teme vegetale pe mobila sa. Ambii designeri au folosit utilaje pentru primele faze de fabricație, dar toate piesele au fost finisate manual. Alți designeri de mobilă notabili ai Școlii de la Nancy includ Eugène Vallin și Émile André; amândoi au fost arhitecți prin instruire și amândoi au proiectat mobilă care semăna cu cea a designerilor belgieni Victor Horta și Henry Van de Velde, care sunt mai puțin decorate și au urmat mai îndeaproape formele curbe ale plantele și florilor. Alți designeri francezi notabili includ Henri Bellery-Desfontaines, care și-a luat inspirația din stilurile neogotice ale lui Viollet-le-Duc; și Georges de Feure, Eugène Gaillard și Édouard Colonna, care au lucrat împreună cu dealerul de artă Siegfried Bing, ca să revitalizeze industria mobilei franceze cu noi teme. Munca lor era cunoscută pentru „naturalismul abstract”, unitatea sa de linii drepte și curbe și influența sa rococo. Mobila lui de Feure din pavilionul Bing a obținut o medalie de aur la Expoziția de la Paris din 1900. Cel mai neobișnuit și pitoresc designer francez a fost François-Rupert Carabin, un sculptor a cărui mobilă prezintă forme feminine nud sculptate și animale simbolice, în special pisici, care au combinat elemente Art Nouveau cu simbolismul. Alți designeri de mobilă din Paris influenți sunt Charles Plumet și Alexandre Charpentier. În multe feluri, vocabularul și tehnicile vechi ale mobilei rococo din secolul al XVIII-lea au fost reinterpretate într-un stil nou.
În Belgia, arhitecții pionieri ai mișcării Art Nouveau, Victor Horta și Henry van de Velde, au conceput mobilă pentru casele lor, folosind linii curbe viguroase și o decorare minimă. Designerul belgian Gustave Serrurier-Bovy a adăugat mai mult decor, aplicând benzi de alamă în forme curbe. În Olanda, unde stilul se chema „Nieuwe Kunst” sau Art Nouă, H. P. Berlag, Lion Cachet și Theodor Nieuwenhuis au urmat un curs diferit, cel al mișcării engleze Arts and Crafts, cu forme raționale mai geometrice.
În Marea Britanie, mobila lui Charles Rennie Mackintosh era Arts and Crafts pur, austeră și geometrică, cu linii drepte, lungi, unghiuri drepte și un decor minimal. Modelele continentale sunt mult mai elaborate, folosind adesea forme curbate atât în formele de bază ale piesei, cât și în motive decorative aplicate.  În Germania, mobila lui Peter Behrens și Jugendstilul sunt fost în mare măsură raționaliste, cu linii drepte geometrice și o anumită decorație atașată la suprafață. Scopul lor era exact opusul Art Nouveauului francez; simplitatea structurii și cea a materialelor, astfel încât ca mobila să poată să fie ieftină și ușor de produs. Același lucru era se aplica și designerilor de la Wiener Werkstätte din Viena, condus de Otto Wagner, Josef Hoffmann, Josef Maria Olbrich și Koloman Moser.
Designul italian și spaniol de mobilă a plecat în direcția lor. Carlo Bugatti din Italia a proiectat neobișnuitul Scaun Melc, din lemn acoperit cu pergament pictat și cupru, pentru Expoziția Internațională de la Torino din 1902. În Spania, după conducerea lui Antoni Gaudí și mișcarea Modernismo, designerul de mobilă Gaspar Homar a proiectat lucrări care sunt inspirate de forme naturale cu atingeri ale stilurilor istorice catalane.
În Statele Unite, designul de mobilă a fost mai des inspirat de mișcarea Arts and Crafts, sau de modelele istorice americane, decât de Art Nouveau. Unul dintre cei care au introdus teme Art Nouveau a fost Charles Rohlfs din Buffalo (New York), ale cărui designuri de mobilă din stejar alb american au fost influențate de motive din arta celtică și gotică, cu atingeri Art Nouveau în ornamentele metalice aplicate pieselor.

### Ceramica

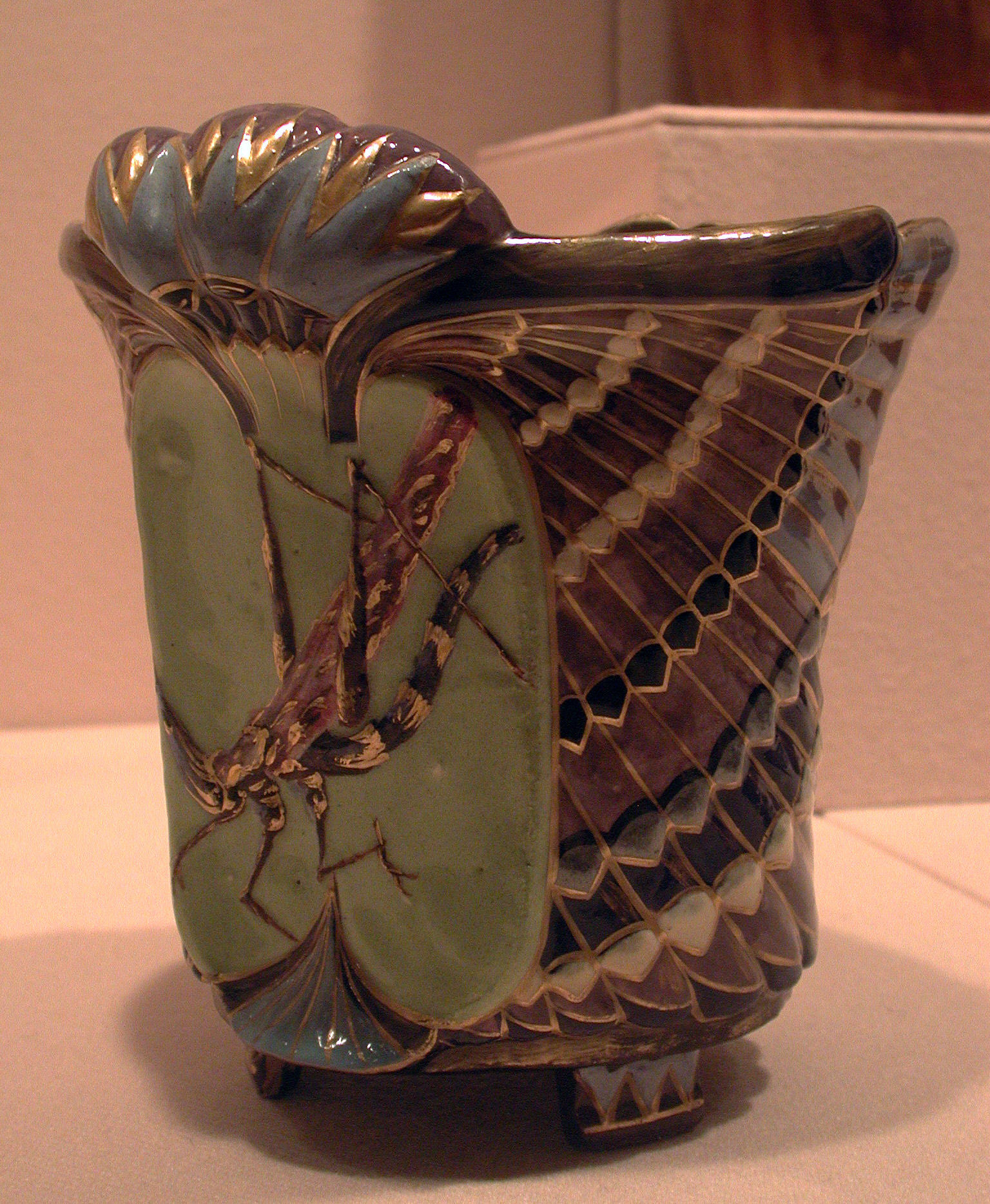
Ceramică glazurată de Émile Gallé (1880–1885), în Muzeul Metropolitan de Artă din New York City
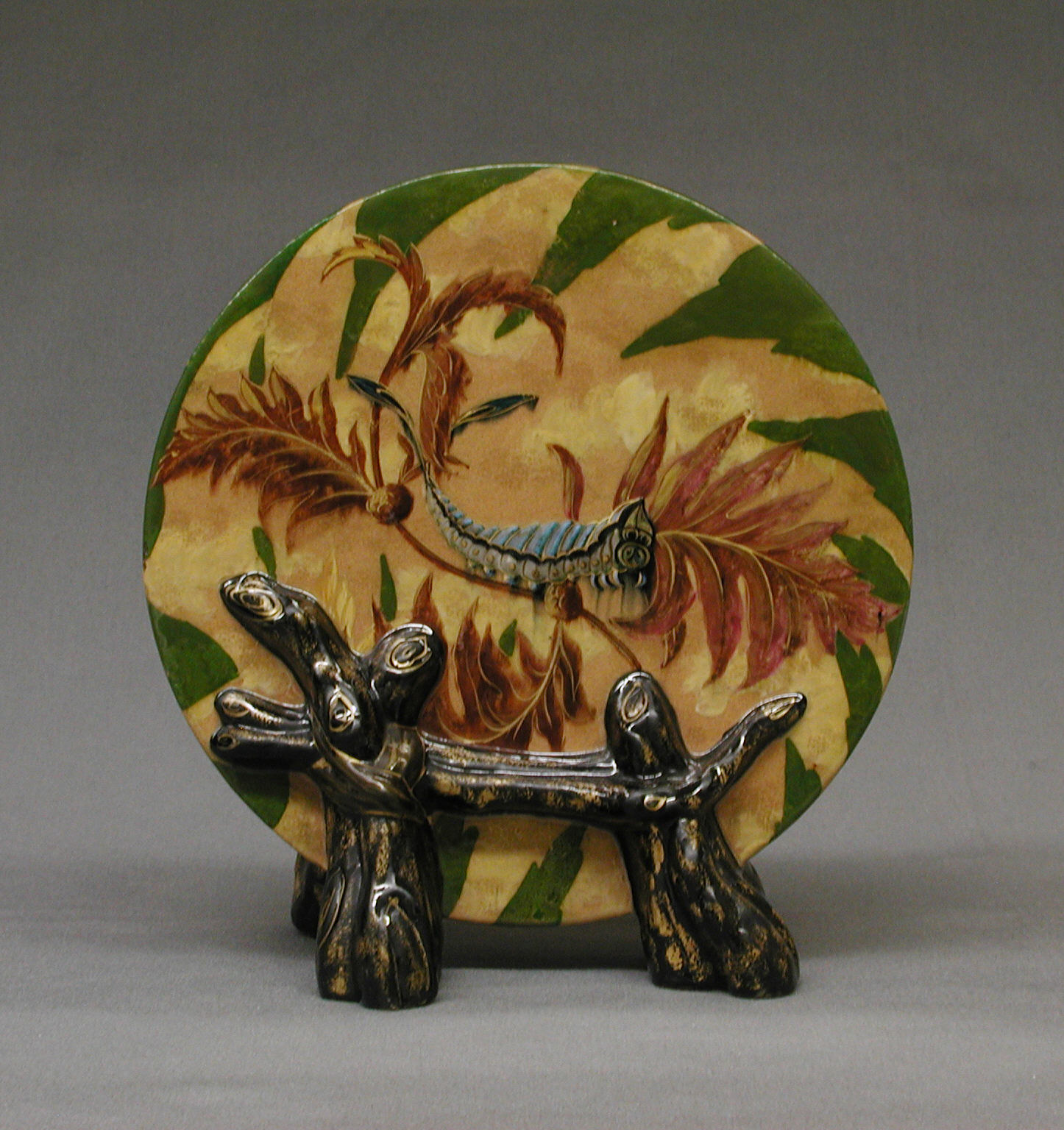
Farfurie de ceramică pe un suport sculptat (1884) de Émile Gallé, în Muzeul Metropolitan de Artă
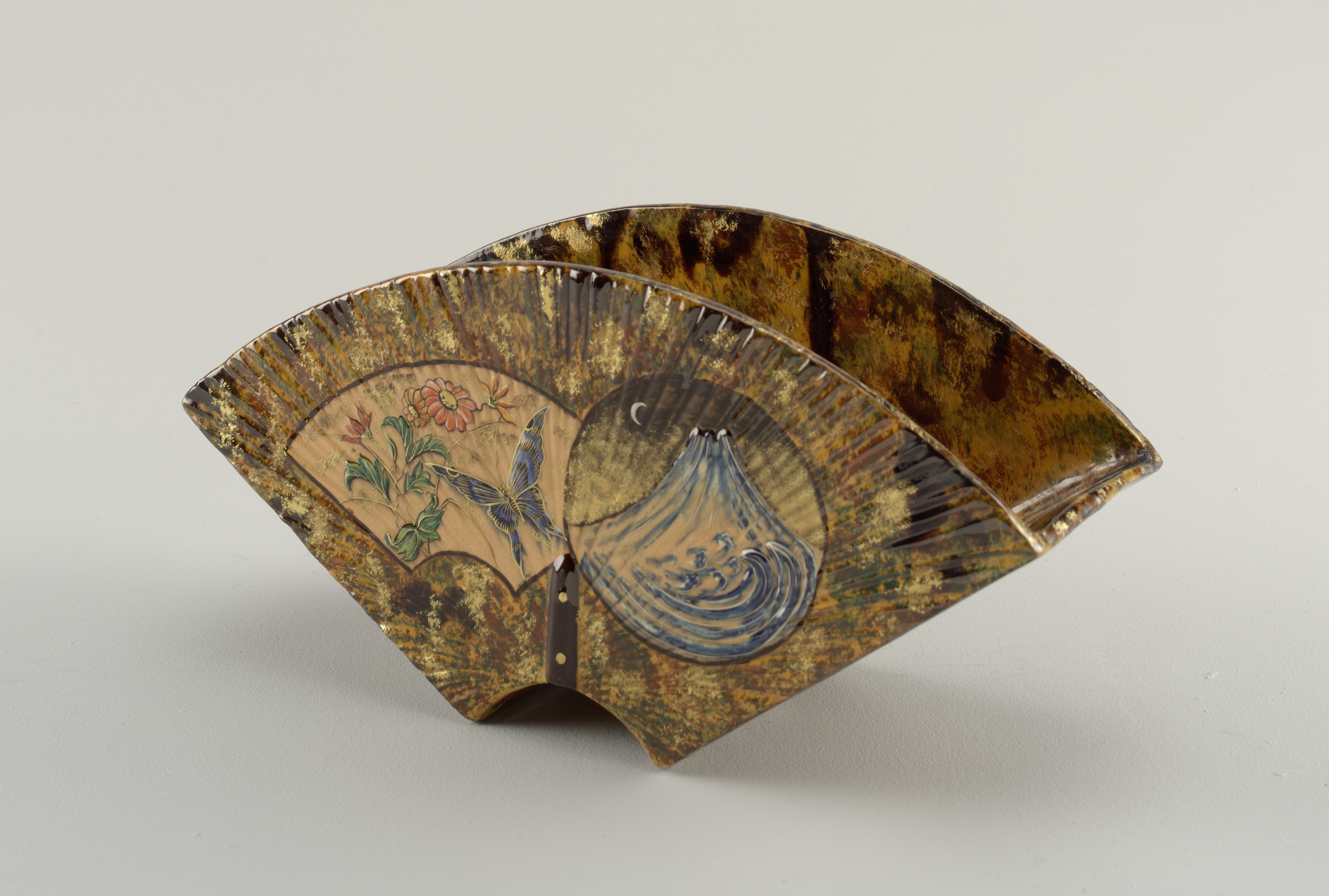
Vază de ceramică sau faianță, cu două picioare, cu o scenă montană nocturnă pe spate și una florală diurnă cu flutri pe față, de Émile Gallé (1884–1885)
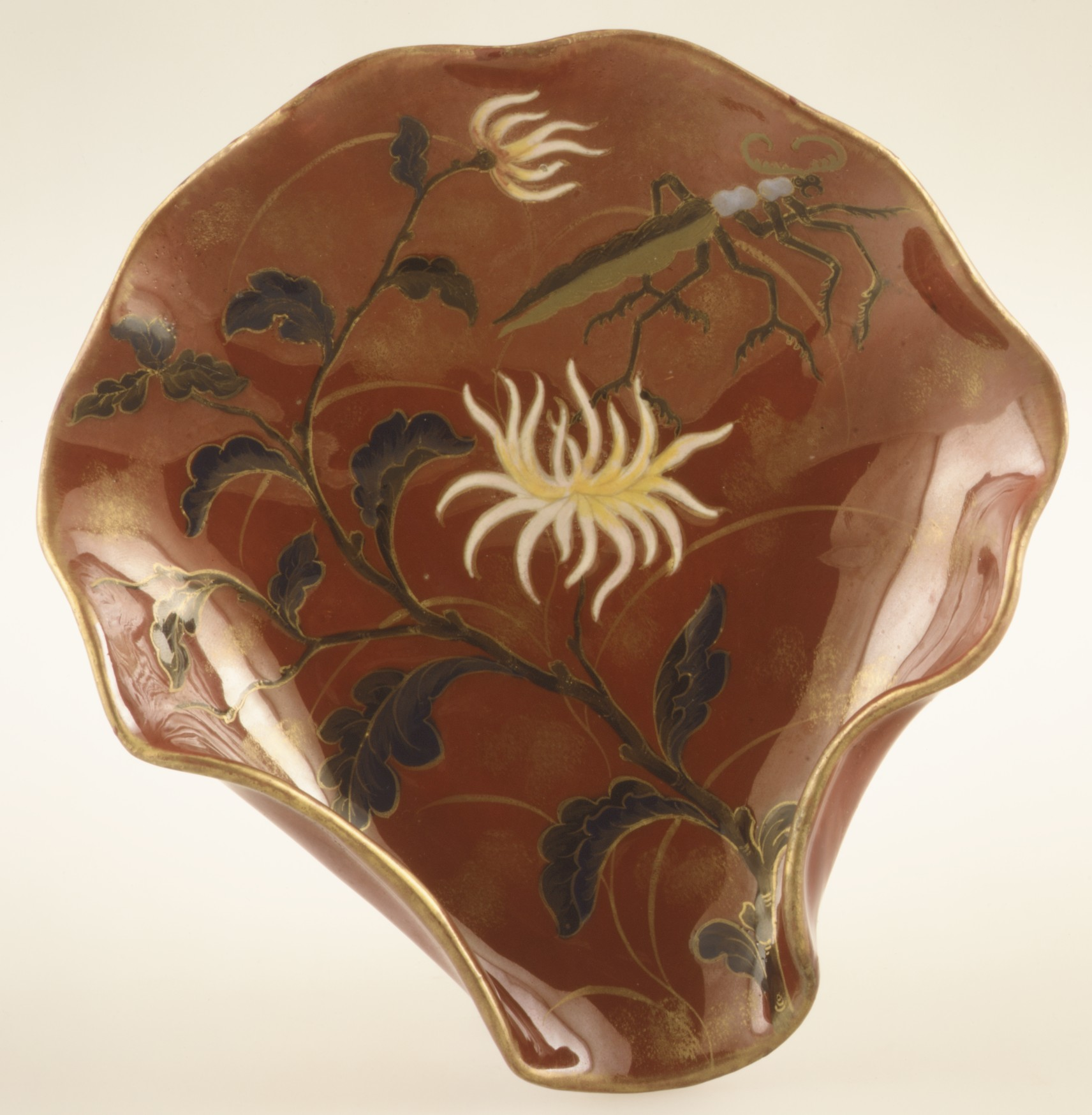
Vază de Maurice Dufrêne, din Franța (1900)
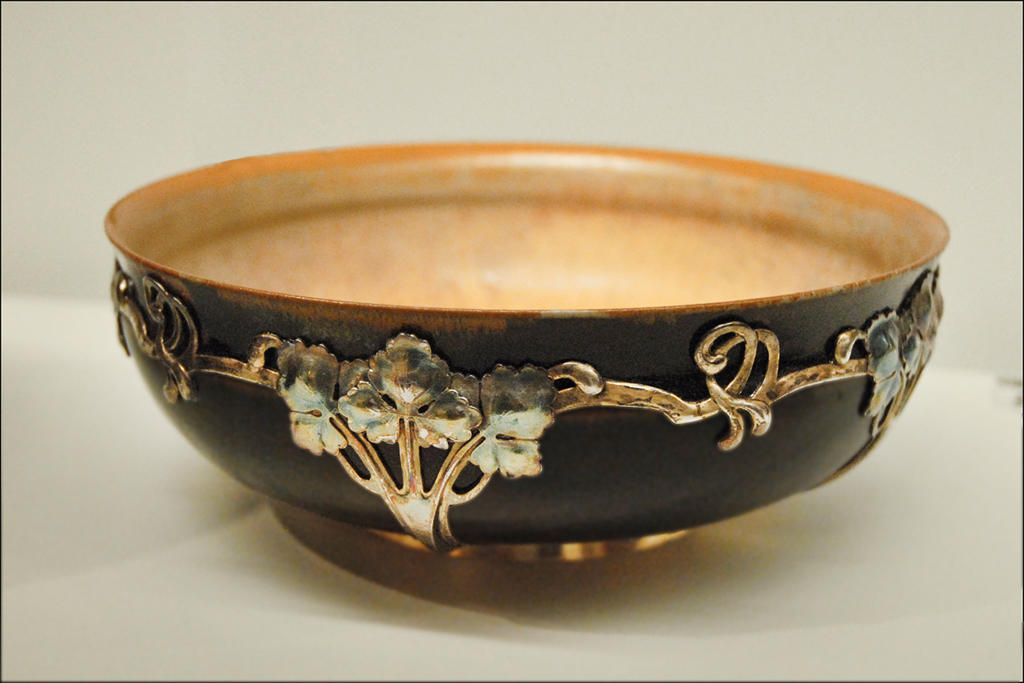
Bol de Auguste Delaherche, din Paris (1901)
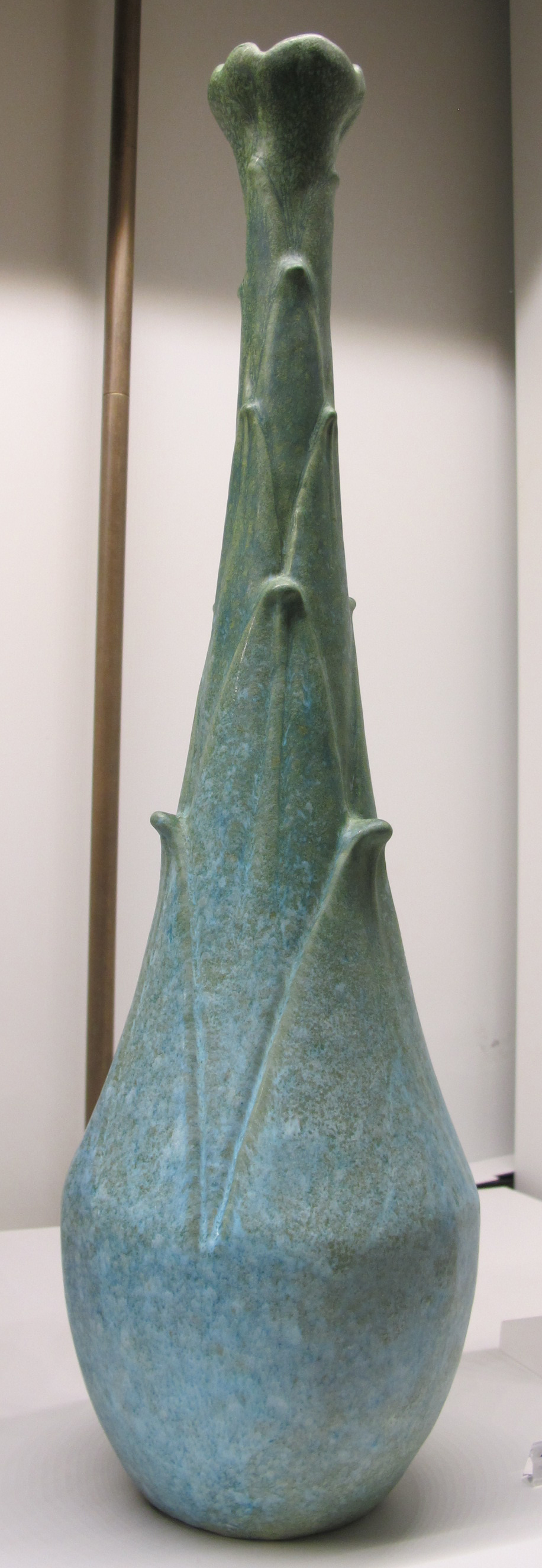
Vază de Edmond Lachenal, din Franța (1902)
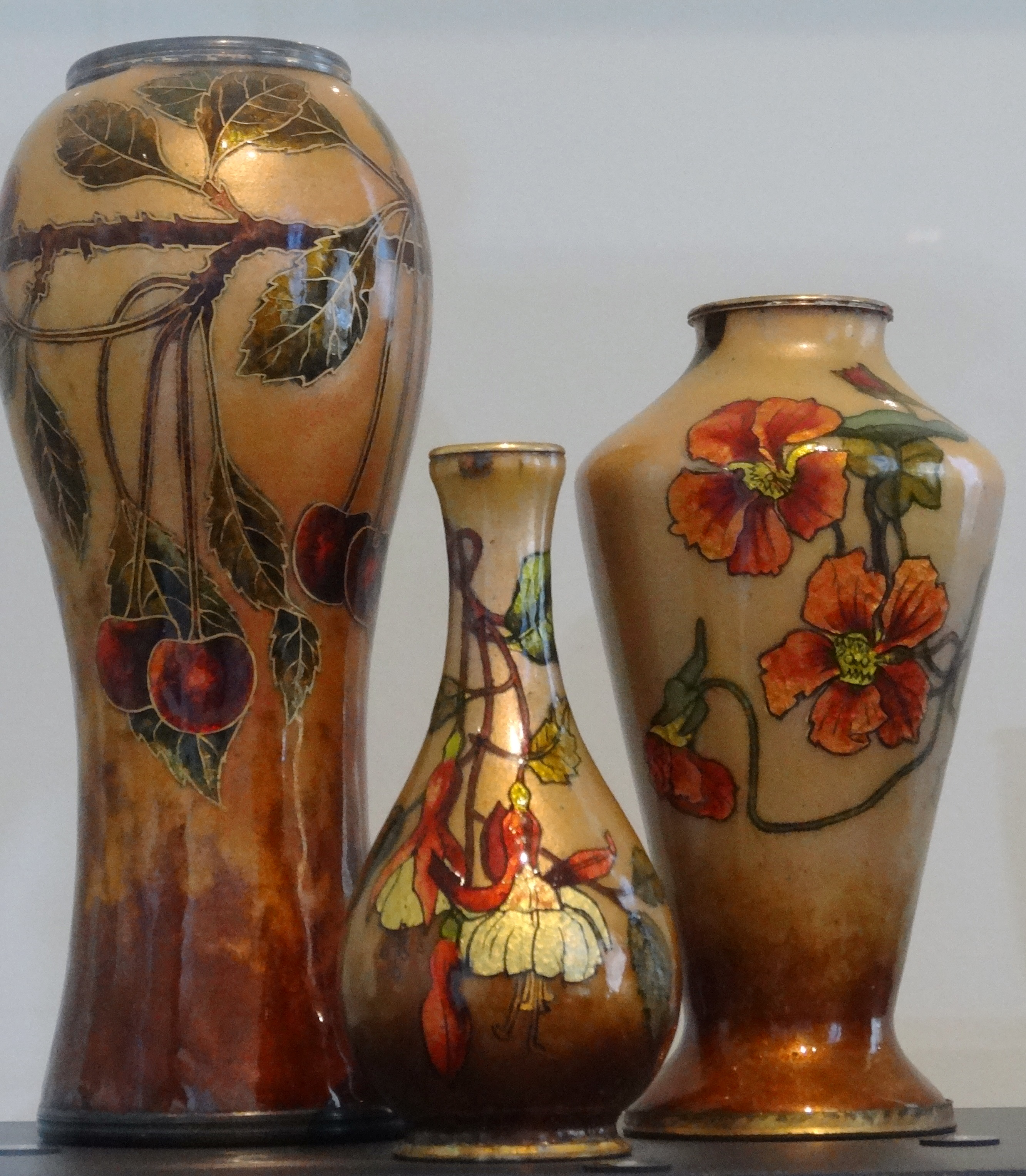
Vaze de Paul Bonnaud, din Franța (1903)
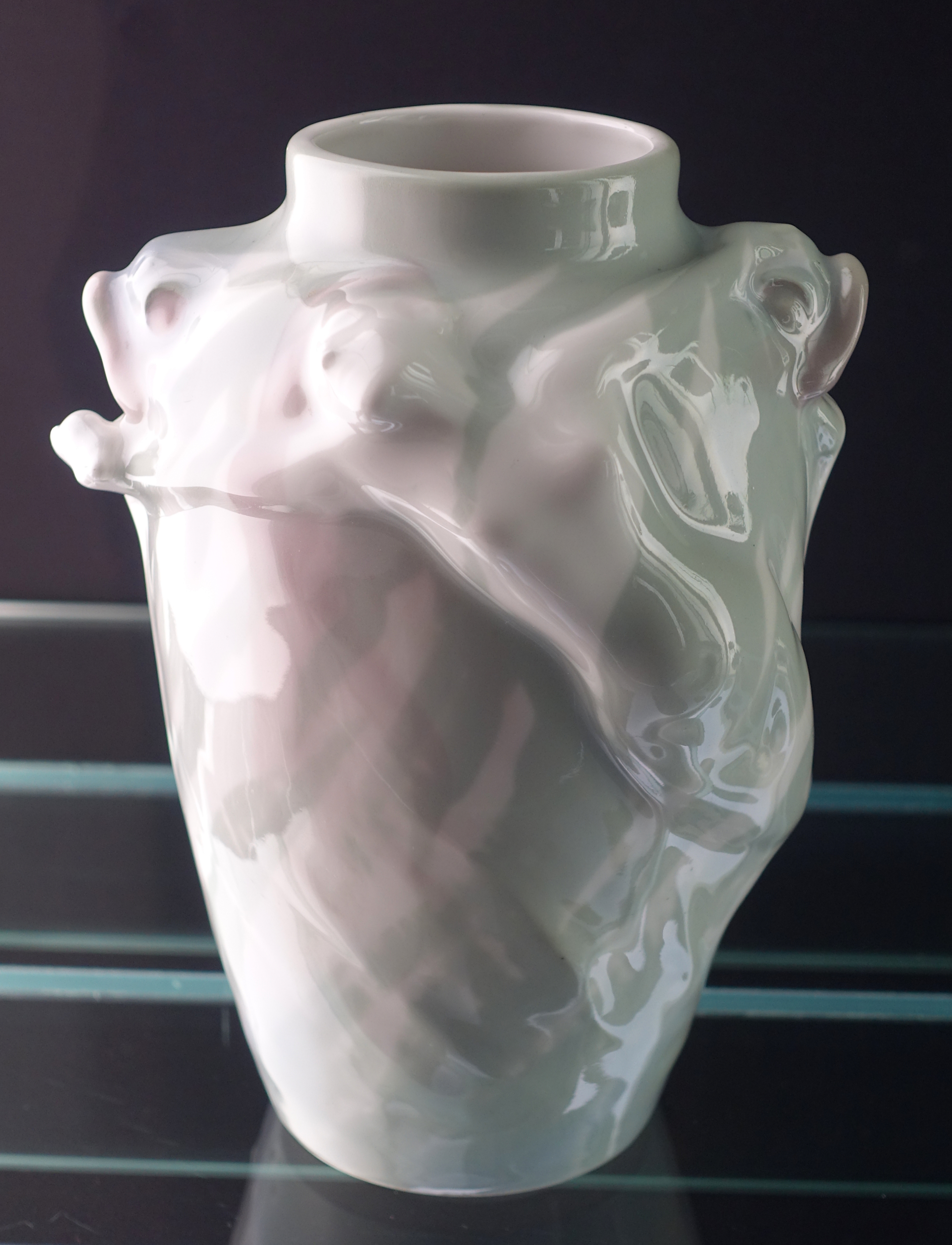
Vază de Alf Wallander, din Suedia (1897)
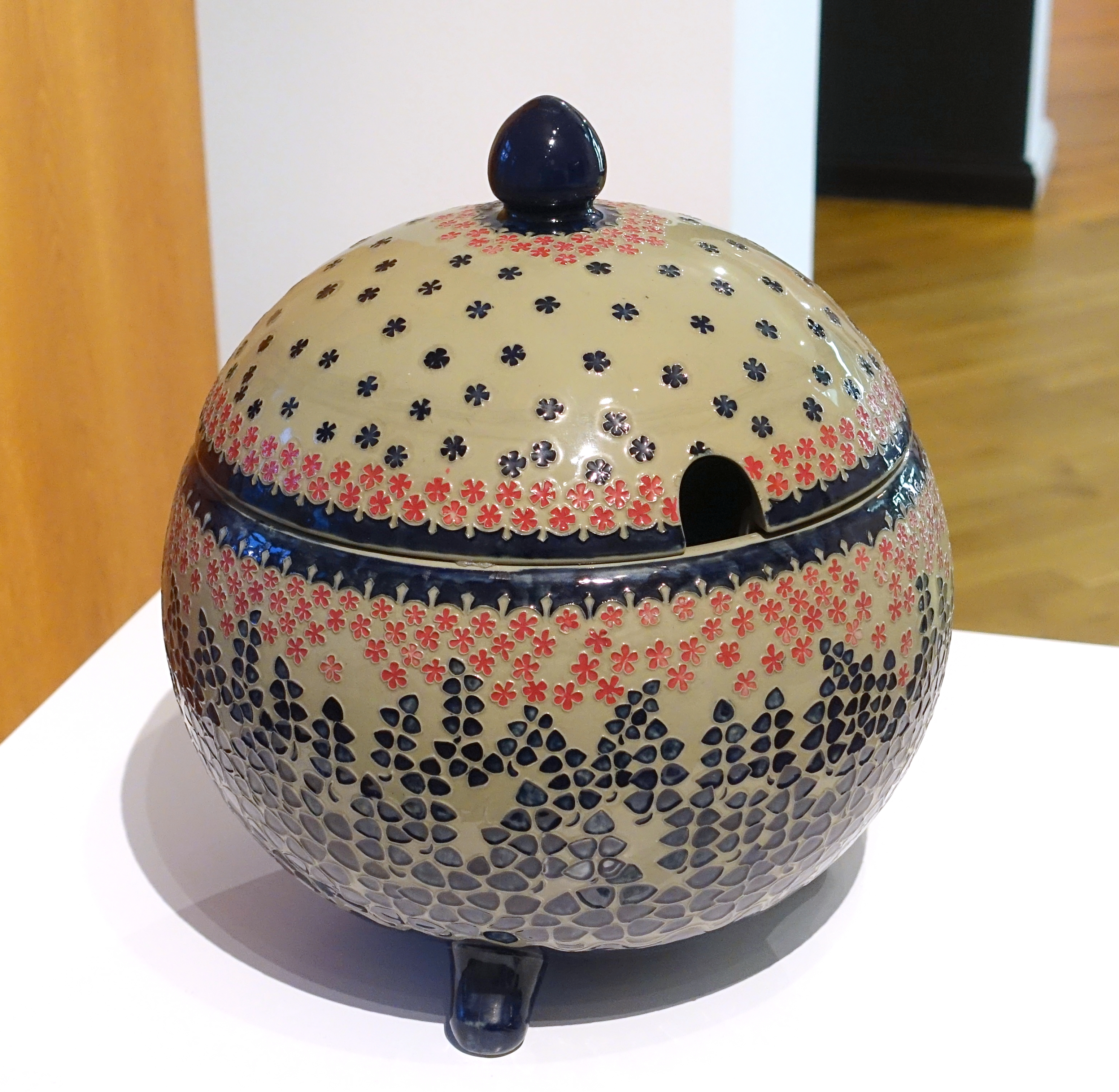
Bol de punci de porțelan, de Richard Riemerschmid, din Germania (1902)
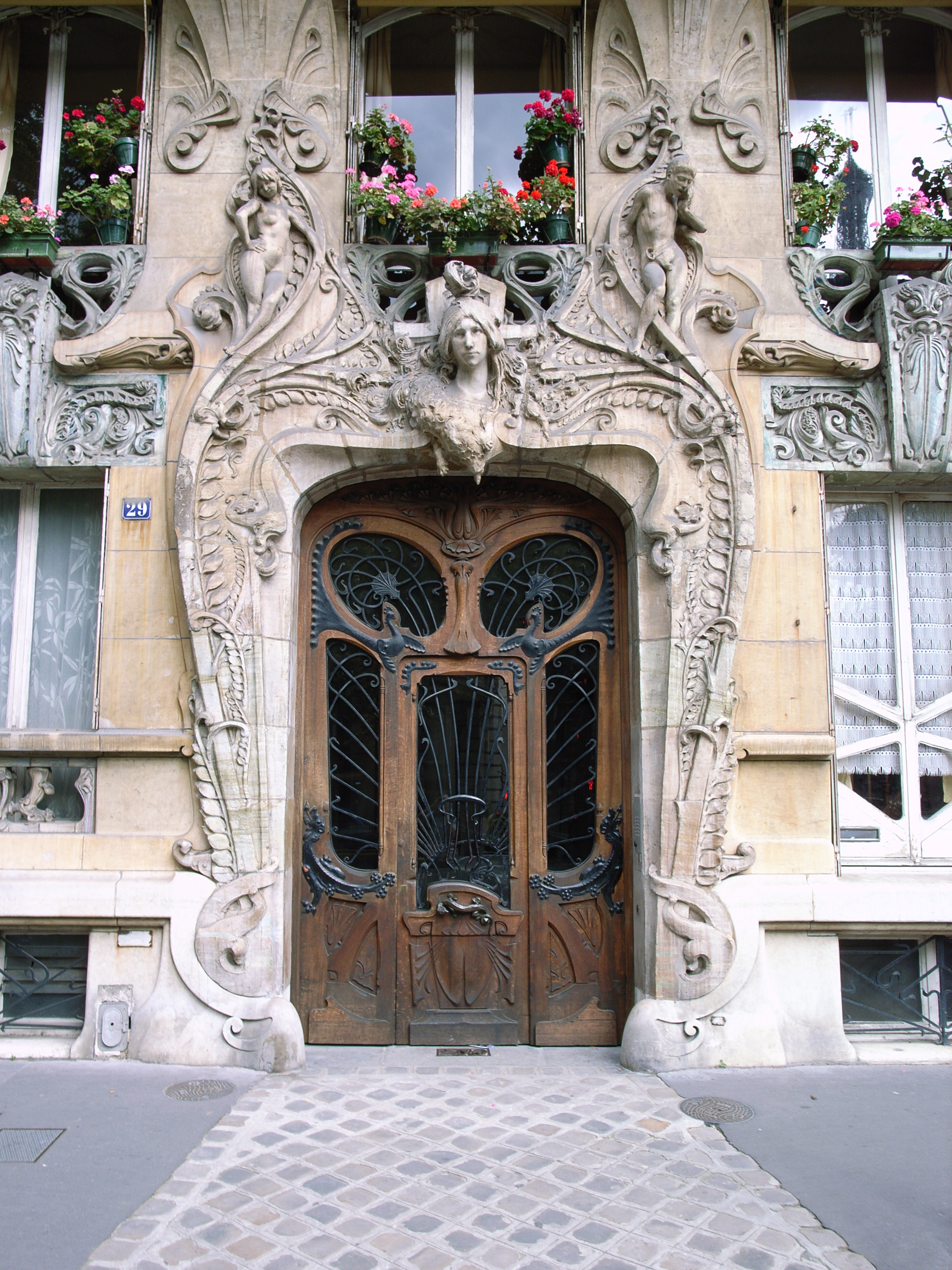
Ornamentare ceramică a fațadei Clădirii Lavirotte, de Alexandre Bigot, din Paris (1901)
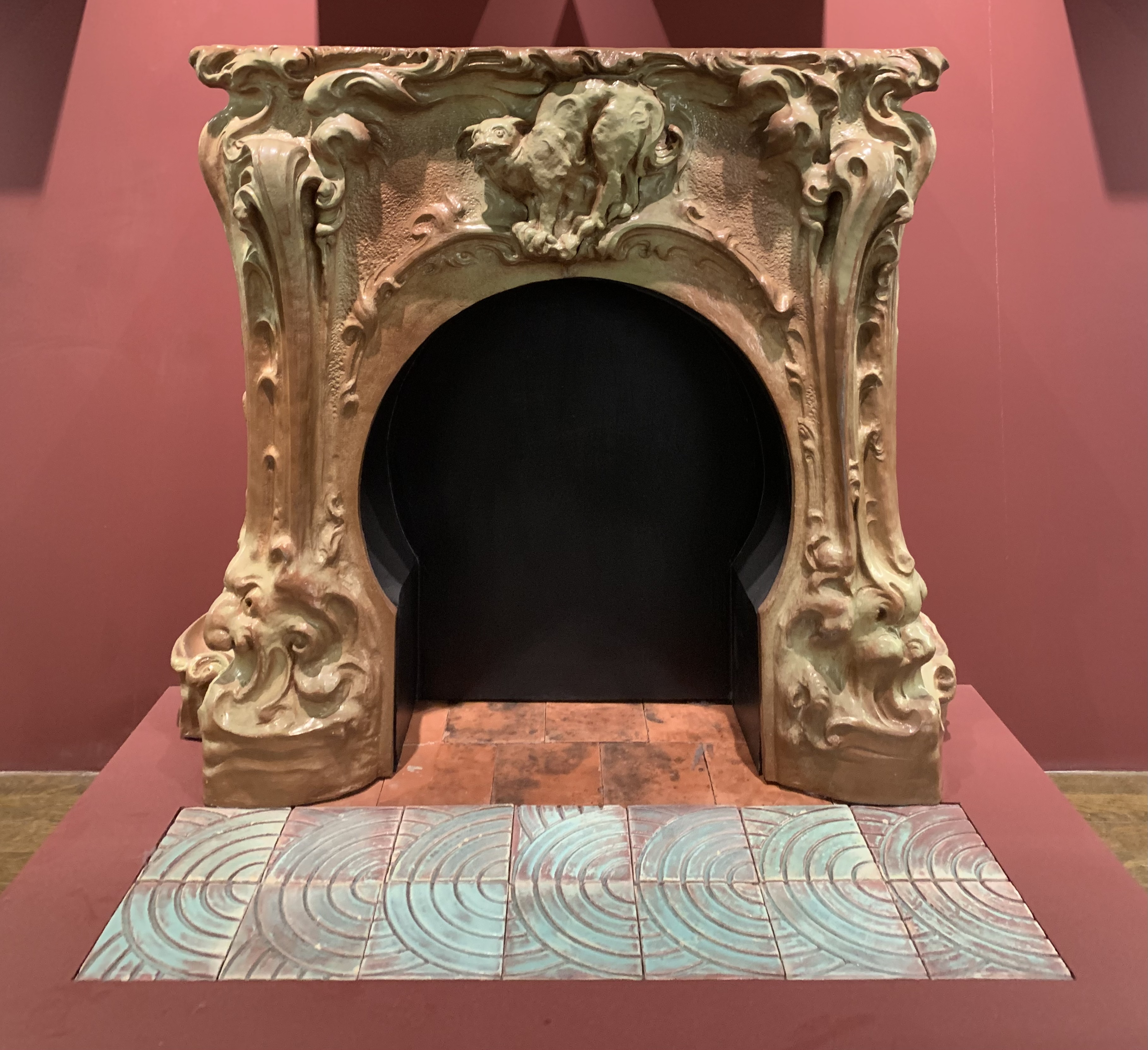
Șemineu atribuit lui Émile Müller (circa 1904)
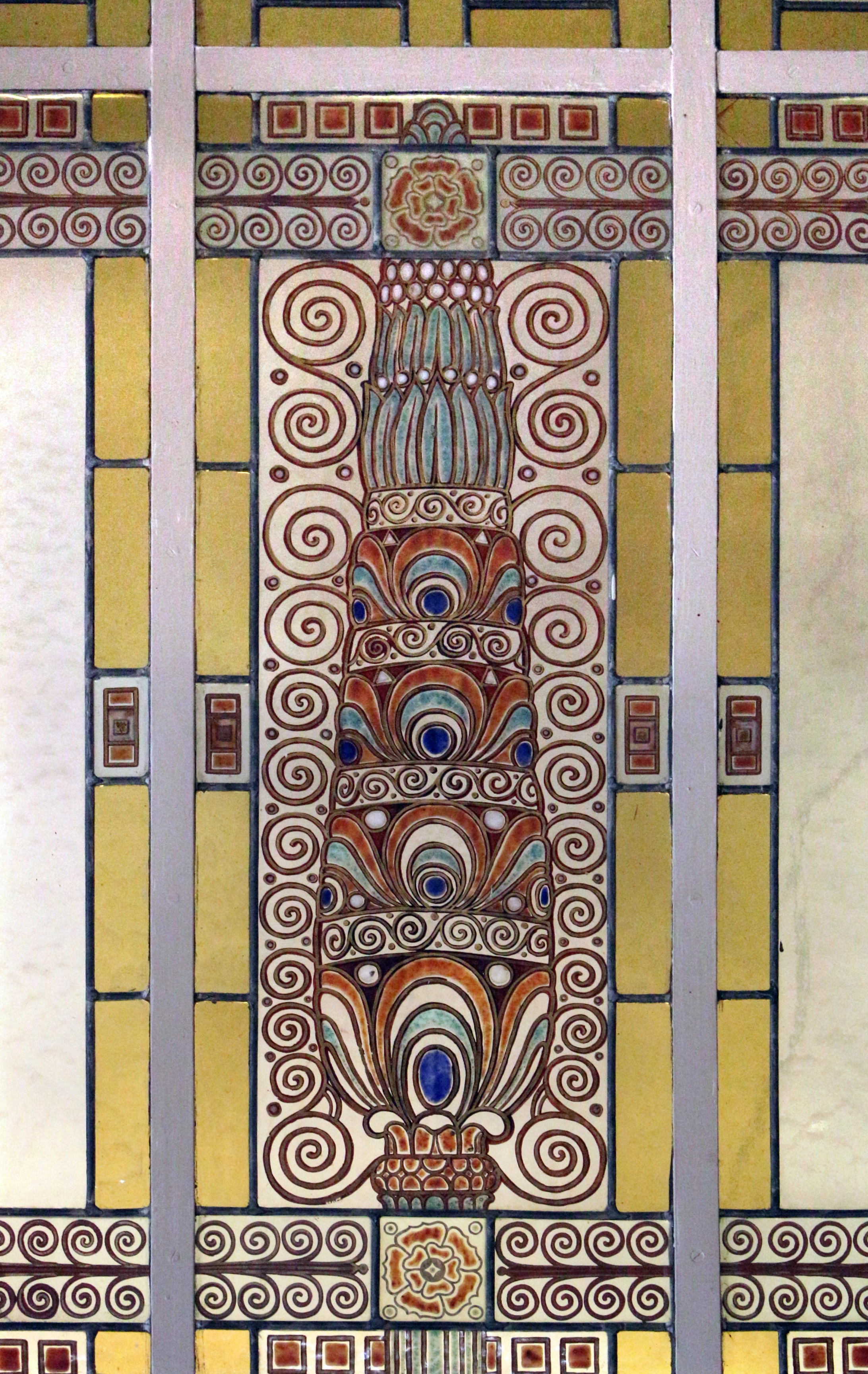
Fațadă decorată cu plăci de ceramică, de Galileo Chini, din Italia (1904)
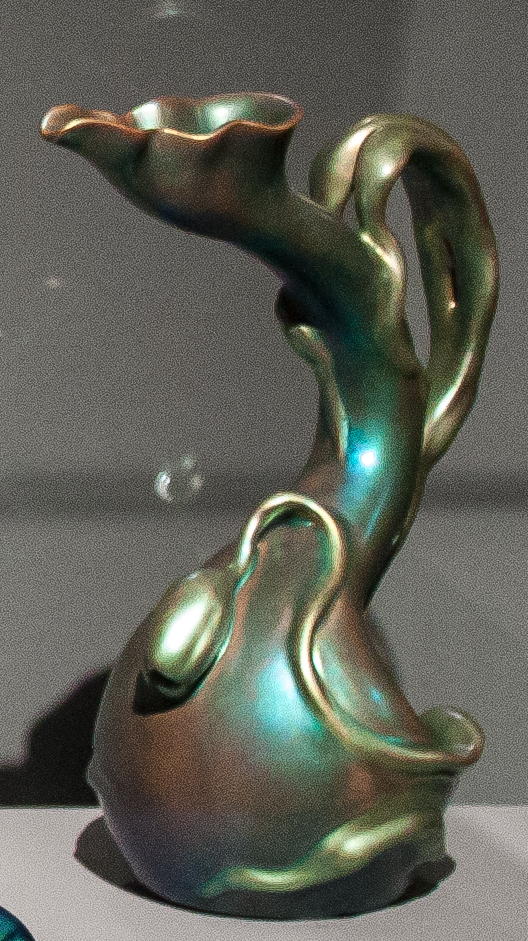
Vază de József Rippl-Rónai, din Ungaria (1900)
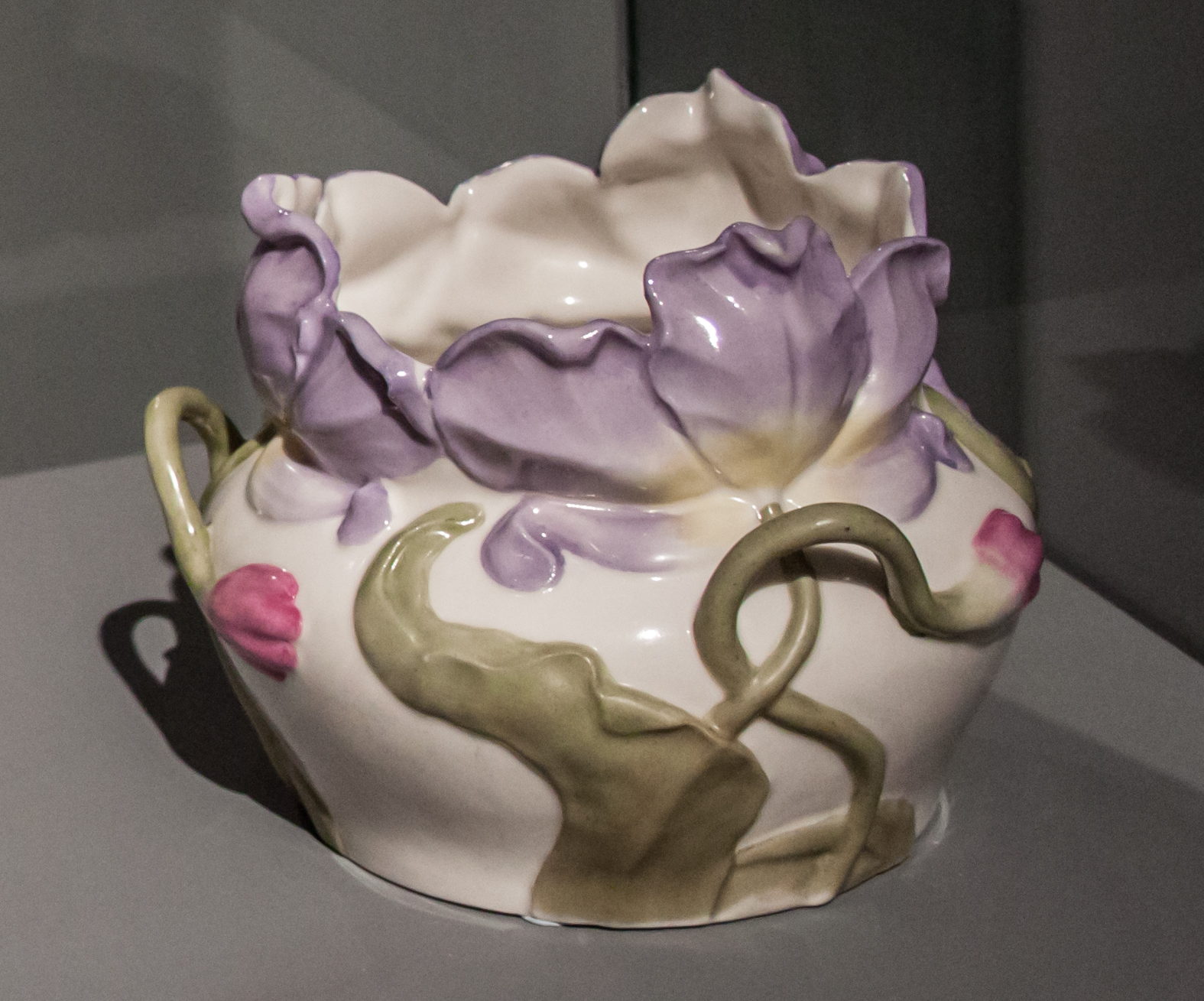
Vază de Pál Horti, din Ungaria (1900)
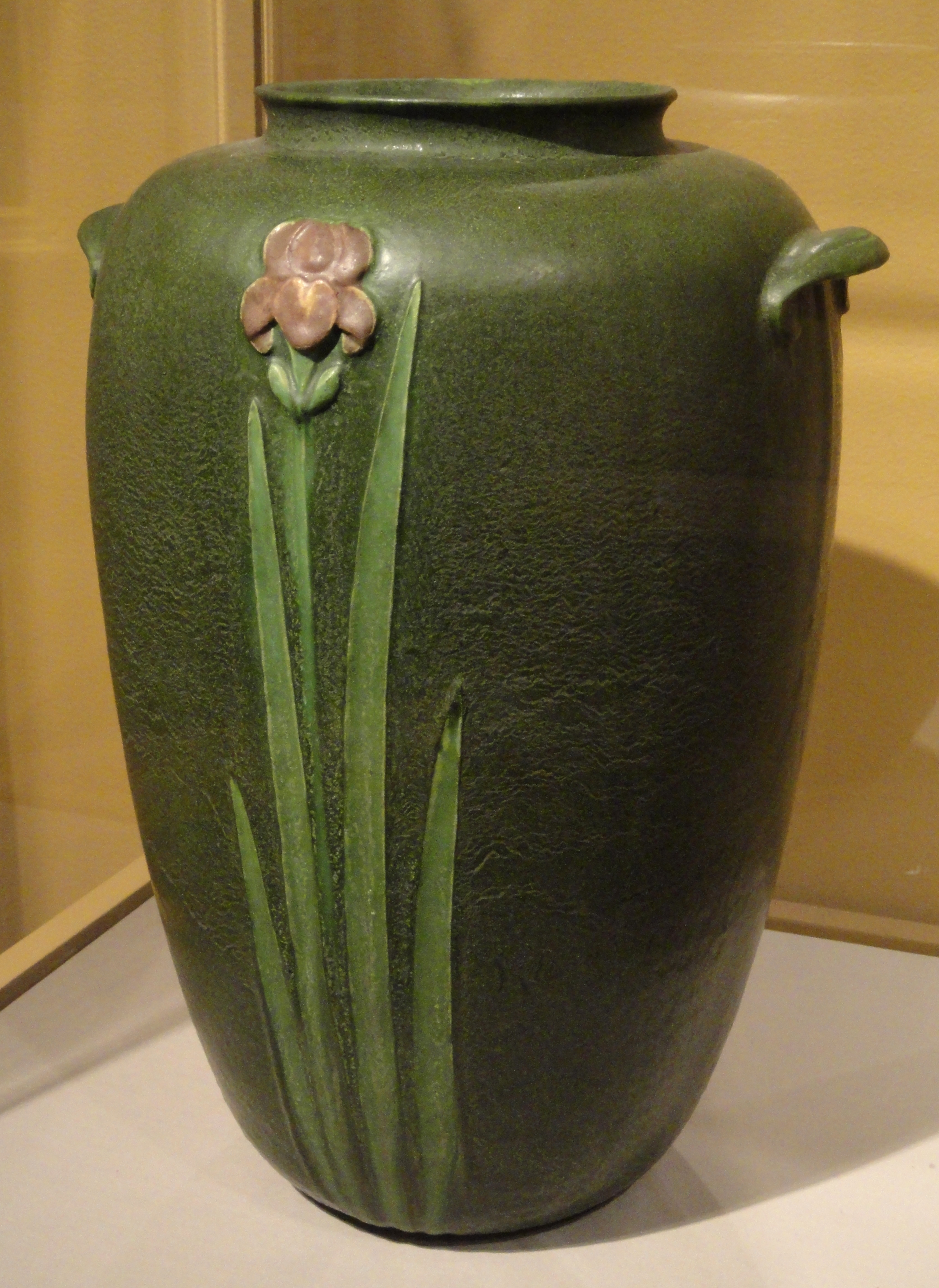
Vas de ceramică glazurată, de Compania de Faianță Grueby din Boston (1901)
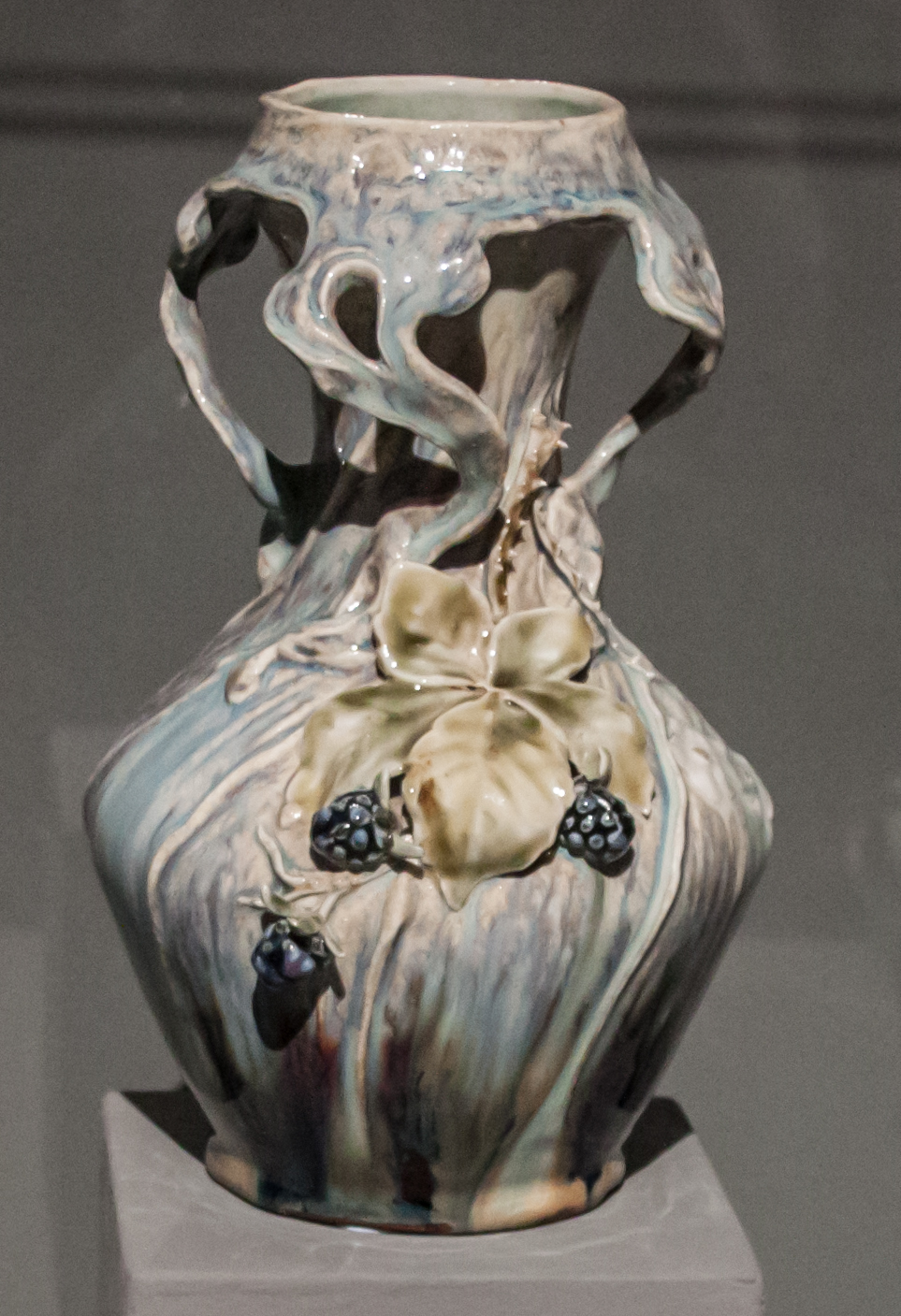
Amforă cu frunze de ulm și mure, manufacturată de Stellmacher & Kessner
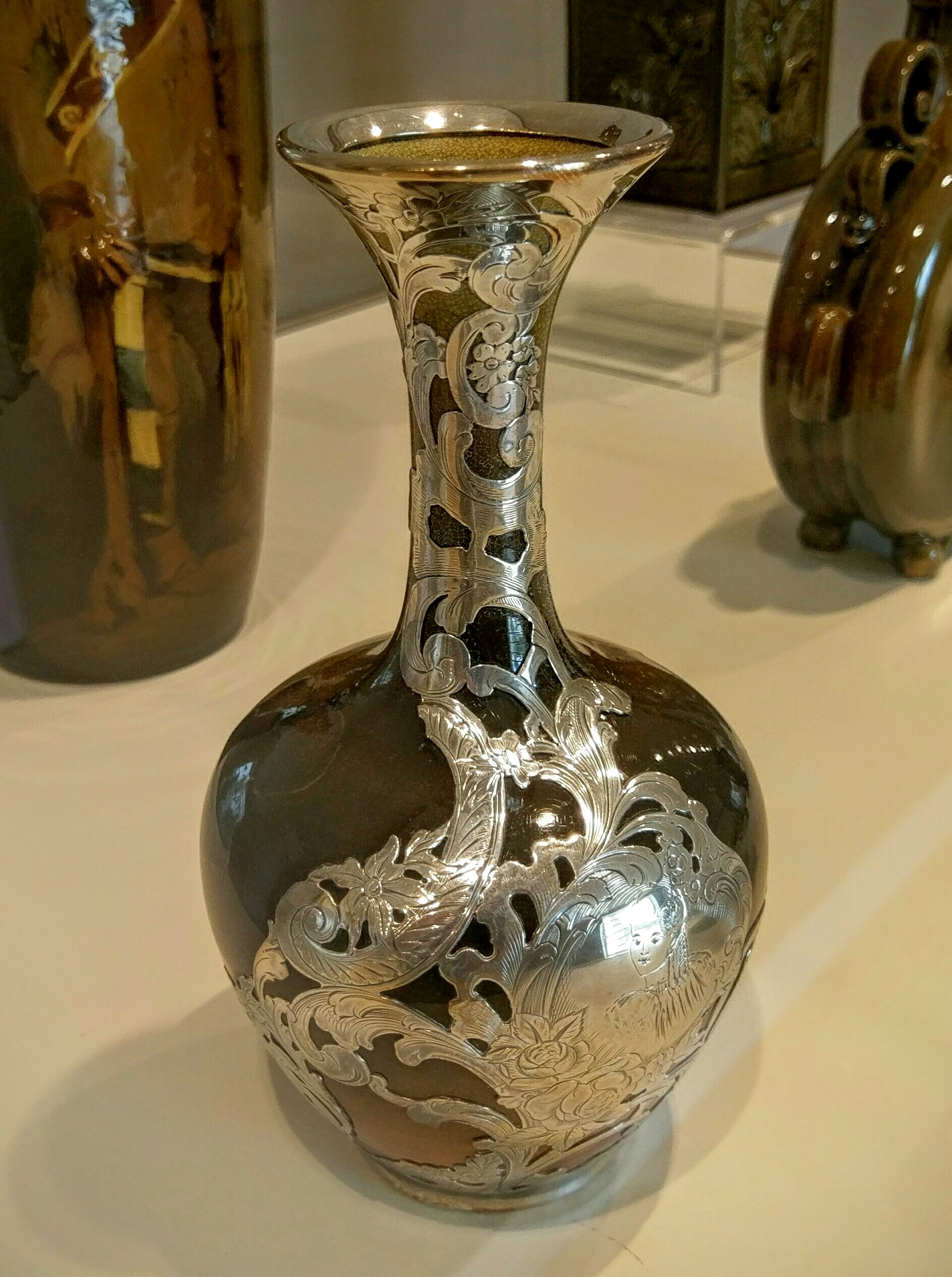
Vază a companiei Rookwood Pottery Company, decorată cu argint de Kataro Shirayamadani, din SUA (1892)
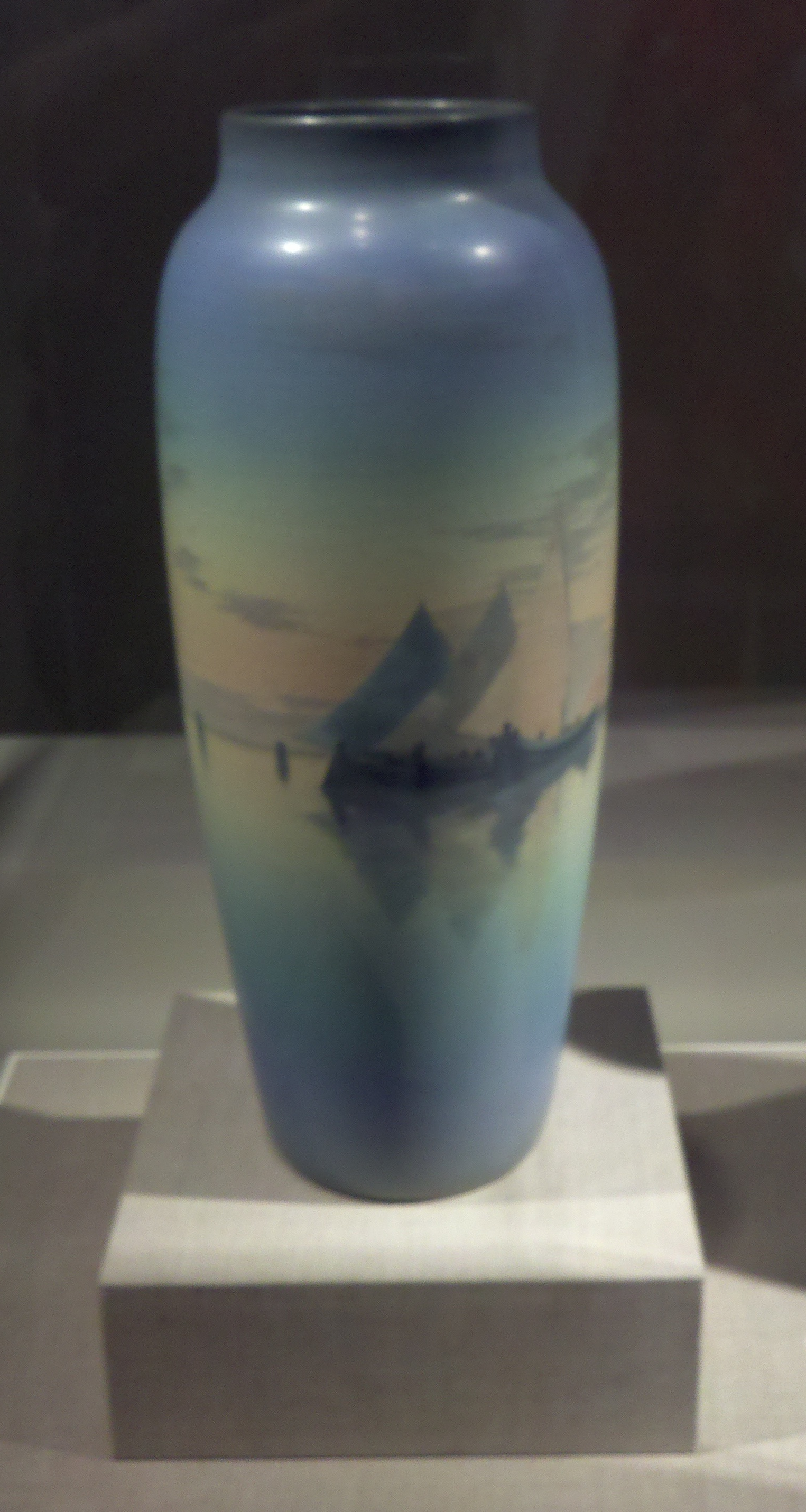
Vază a Rookwood Pottery Company, de Carl Schmidt (1904)
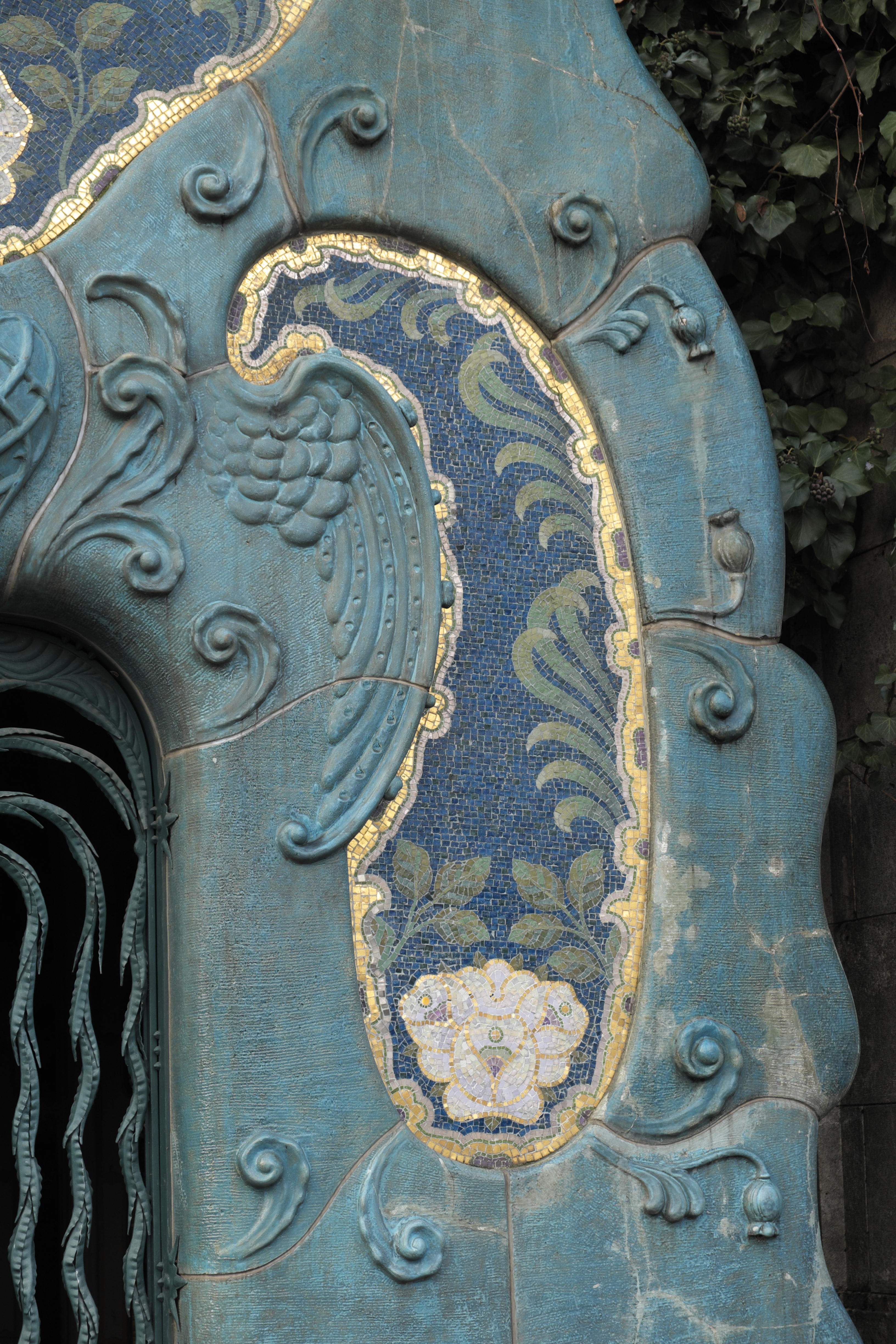
Mozaicuri de Fabrica Zsolnay și Miksa Róth în Mausoleul Schmidl, din Budapesta (1902–03)
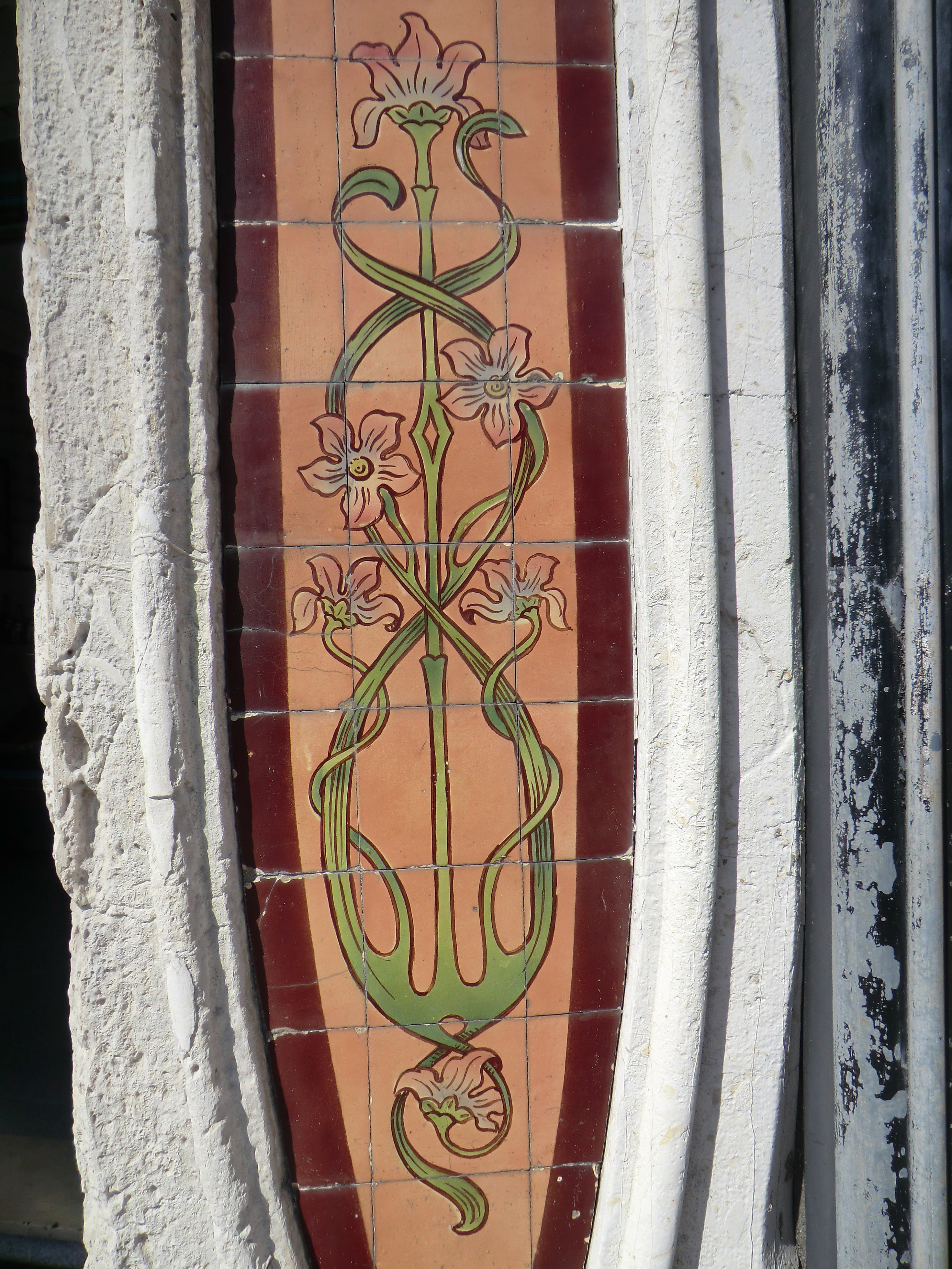
Plăci de ceramică de pe Cooperativa Agrícola din Aveiro (1913)

Arta ceramicii, inclusiv faianța, a fost un alt domeniu înfloritor pentru artiștii Art Nouveau. Ultima parte a secolului al XIX-lea a cunoscut multe inovații tehnologice în fabricarea ceramicii, în special dezvoltarea ceramicii la temperatură înaltă (grand feu) cu glazuri cristalizate și mate. În același timp, mai multe tehnici pierdute, cum ar fi glazura sang de boeuf, au fost redescoperite. Ceramica Art Nouveau e influențată și de ceramica tradițională și modernă japoneză și chineză, ale cărei motive vegetale și florale se potrivesc bine cu Art Nouveauul. În Franța, artiștii au redescoperit metodele tradiționale din gresie (grés) și le-au reinventat cu motive noi.
Émile Gallé, din Nancy, a creat lucrări de faianță în culori naturale pământii, cu teme naturaliste ale plantelor și insectelor. De asemenea, ceramica a găsit o nouă utilitate importantă în arhitectură: arhitecții Art Nouveau, printre care și Jules Lavirotte și Hector Guimard, au început să decoreze fațadele clădirilor cu ceramică arhitecturală, multe dintre ele realizate de firma Alexandre Bigot, dându-le un aspect distinct sculptural Art Nouveau.
Unul dintre pionierii ceramiștilor francezi Art Nouveau a fost Ernest Chaplet, a cărui carieră în ceramică a cuprins treizeci de ani. A început să producă gresie influențată de prototipuri japoneze și chineze. Începând cu anul 1886, a lucrat cu pictorul Paul Gauguin la proiectarea gresiei cu figuri aplicate, mânere multiple, pictate și parțial vitrate și a colaborat cu sculptorii Félix Bracquemond, Jules Dalou și Auguste Rodin. Lucrările sale au fost apreciate la Expoziția din 1900.
Cele mai importante firme naționale de ceramică au avut un loc important la Expoziția de la Paris din 1900: Manufacture Nationale de Sèvres din afara Parisului; Nymphenburg, Meissen, Villeroy & Boch în Germania, și Doulton în Marea Britanie. Alți ceramiști francezi de frunte includ Taxile Doat, Pierre-Adrien Dalpayrat, Edmond Lachenal, Albert Dammouse și Auguste Delaherche.
Fabrica Zsolnay din Pécs (Ungaria), a fost fondată de Miklós Zsolnay (1800-1880) în 1853 și condusă de fiul său, Vilmos Zsolnay (1828-1900) cu designerul șef Tádé Sikorski (1852-1940), pentru producerea de gresie și a altor tipuri de ceramică. În 1893, Zsolnay a introdus piese de porțelan din eozină. El a condus fabrica la recunoașterea mondială, demonstrându-și produsele inovatoare la târguri mondiale și expoziții internaționale, inclusiv la Târgul Mondial din Viena din 1873, apoi la Târgul Mondial din Paris din 1878, unde Zsolnay a primit un Grand Prix. Decorațiunile lui Zsolnay rezistente la îngheț au fost folosite în numeroase clădiri, în special în timpul mișcării Art Nouveau.
Placile ceramice au fost, de asemenea, o caracteristică distinctivă a Arte Nova-ului portughez, care a continuat îndelungata tradiție de azulejo a țării.

#### Mozaicurile

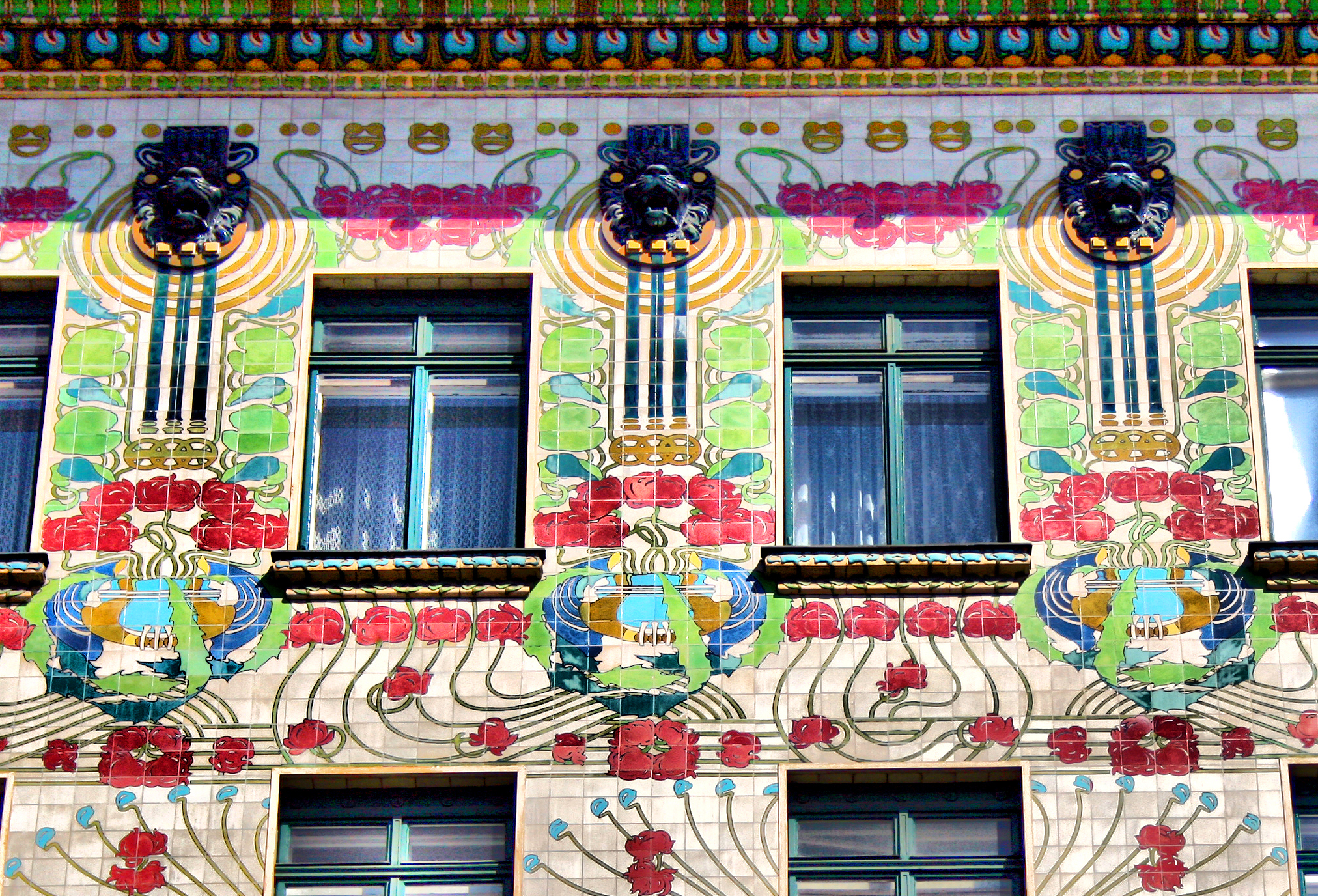
Casa Majolica din Viena, de Otto Wagner (1898)
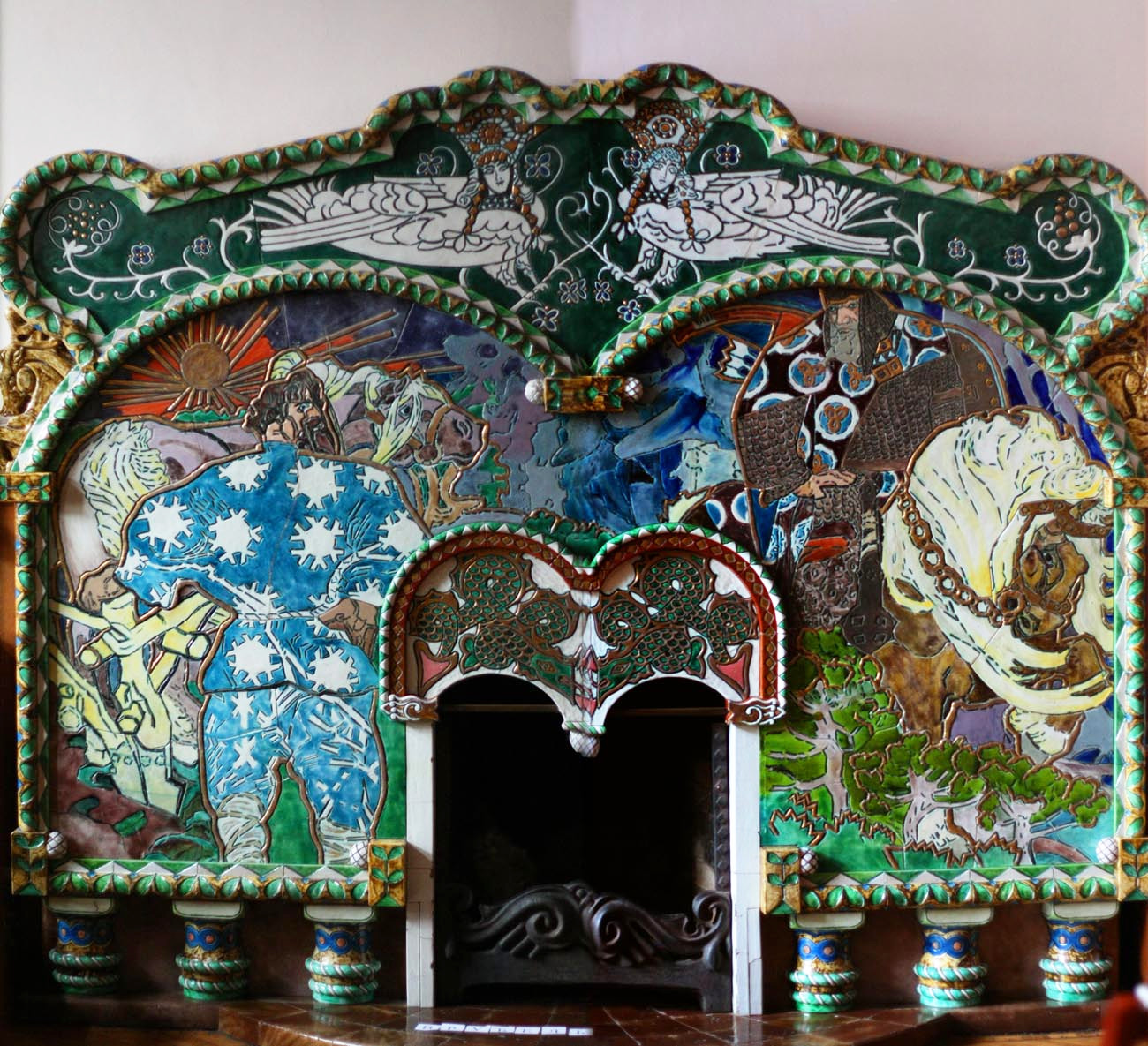
Șemineu de majolica, din casa lui Bazhanov, de Mihail Vrubel (1898)
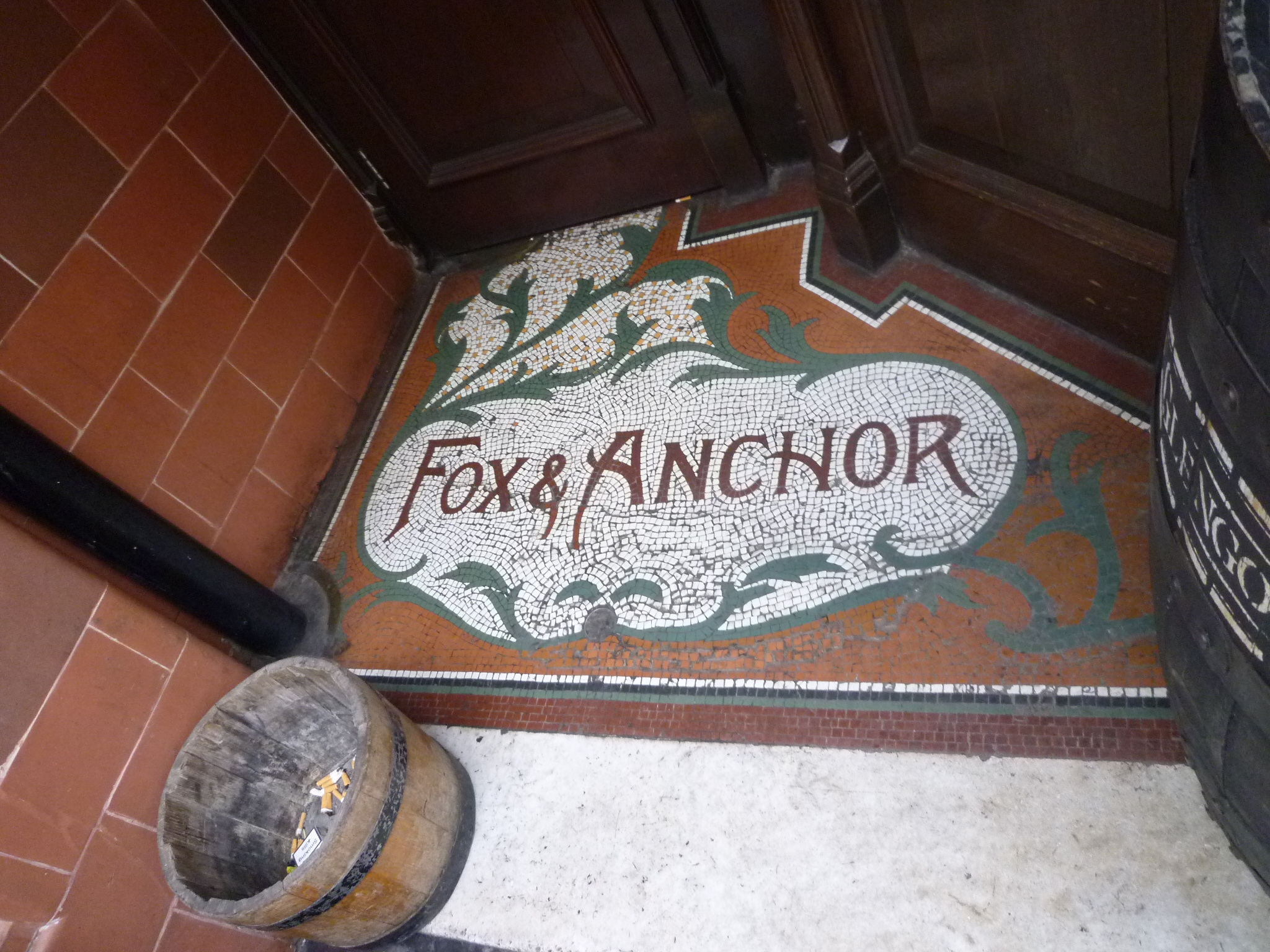
Mozaic al barului Fox and Anchor, de William James Neatby, în Londra (1898)
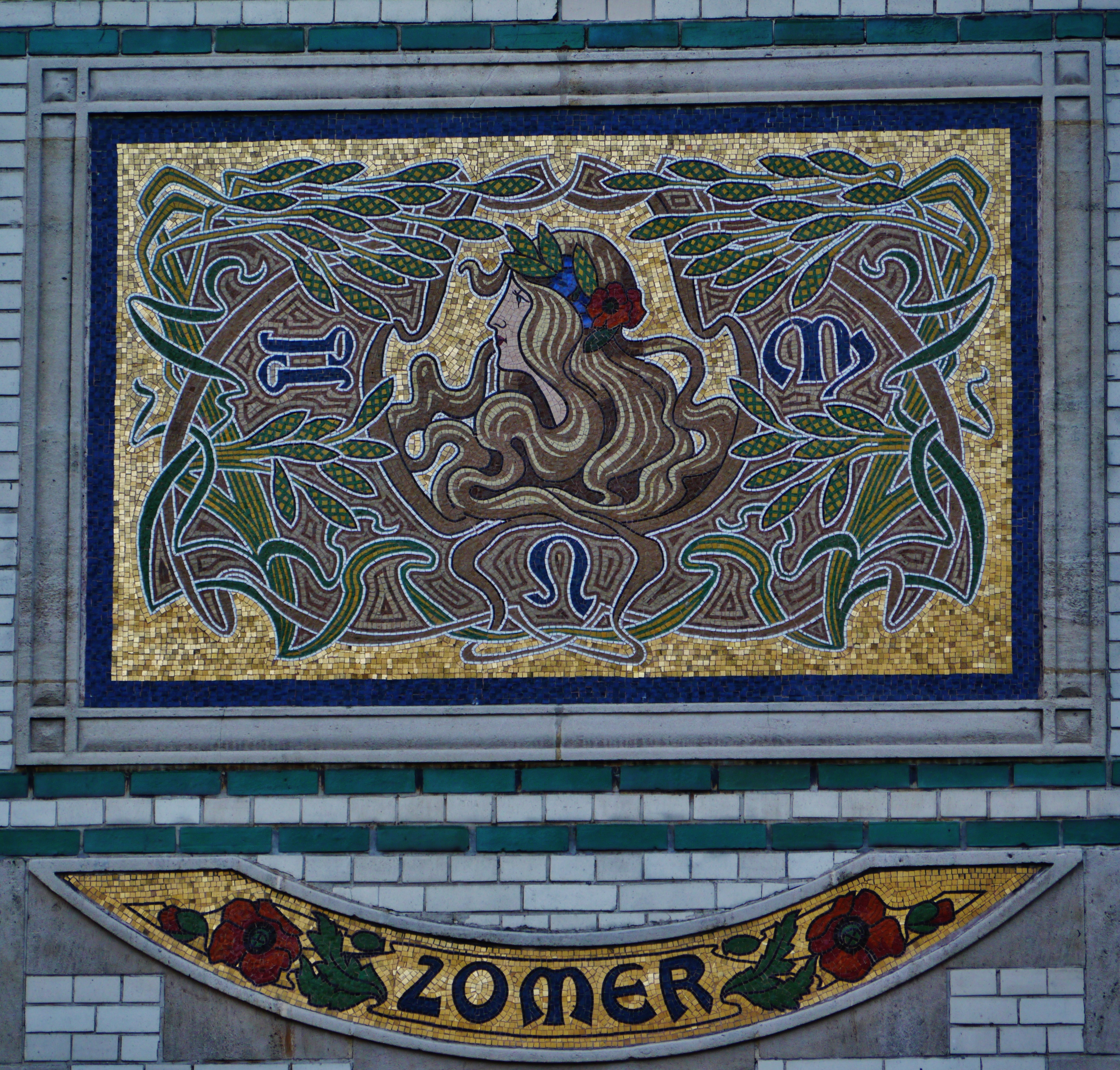
Mozaic care înfățișează vara ca pe o fată, cu un fundal auriu neobizantin, în Antwerp (Belgia)
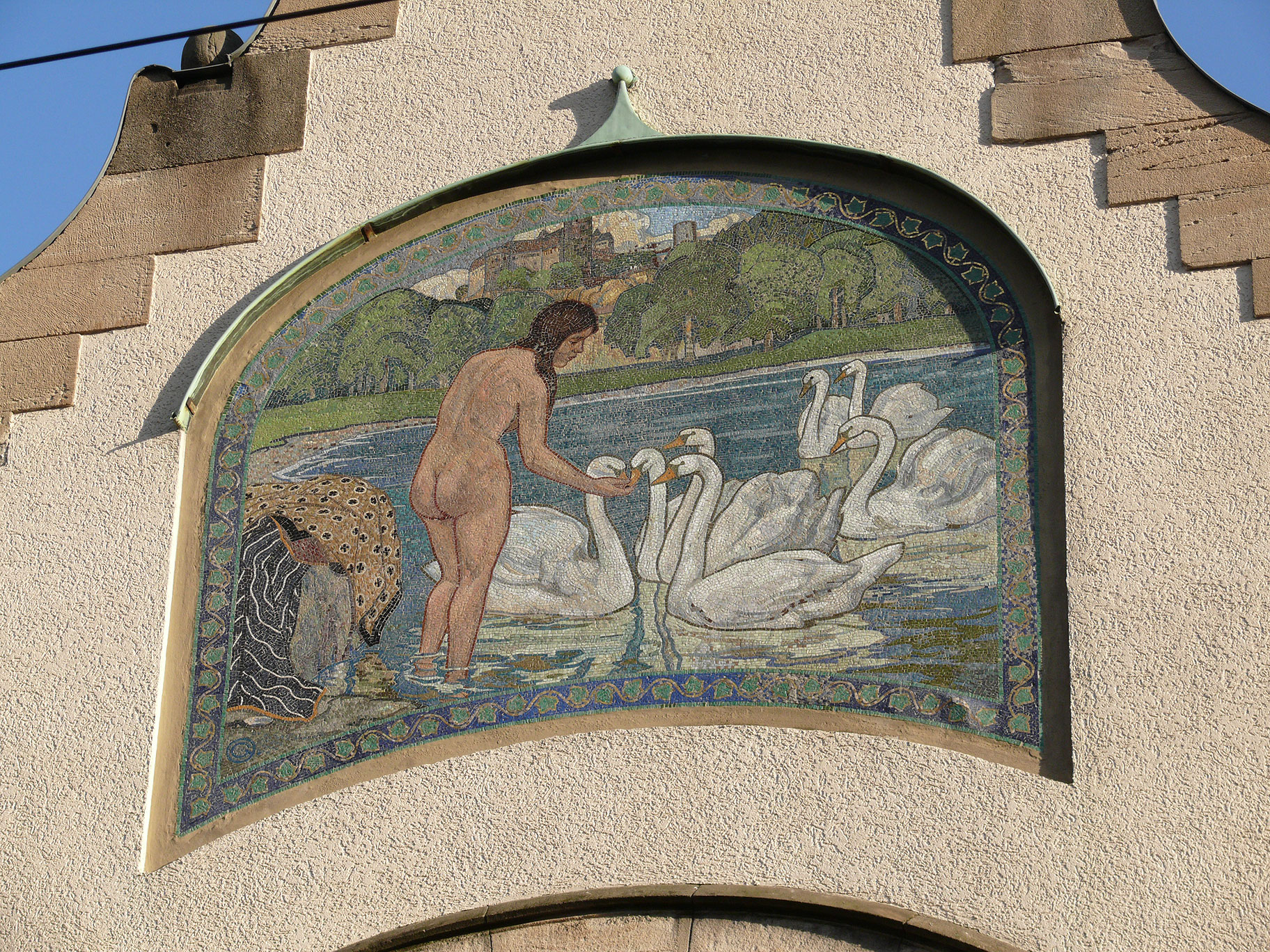
Mozaic proiectat de Oskar Graf pentru Merkel’sches Schwimmbad, în Esslingen am Neckar (Germania) (1905–1907)
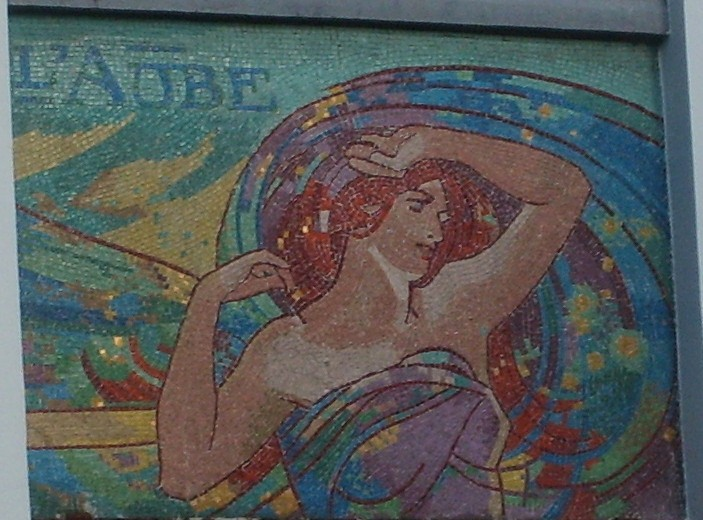
Mozaicuri de pe Vica l'Aube, de Auguste Donnay, în Belgia
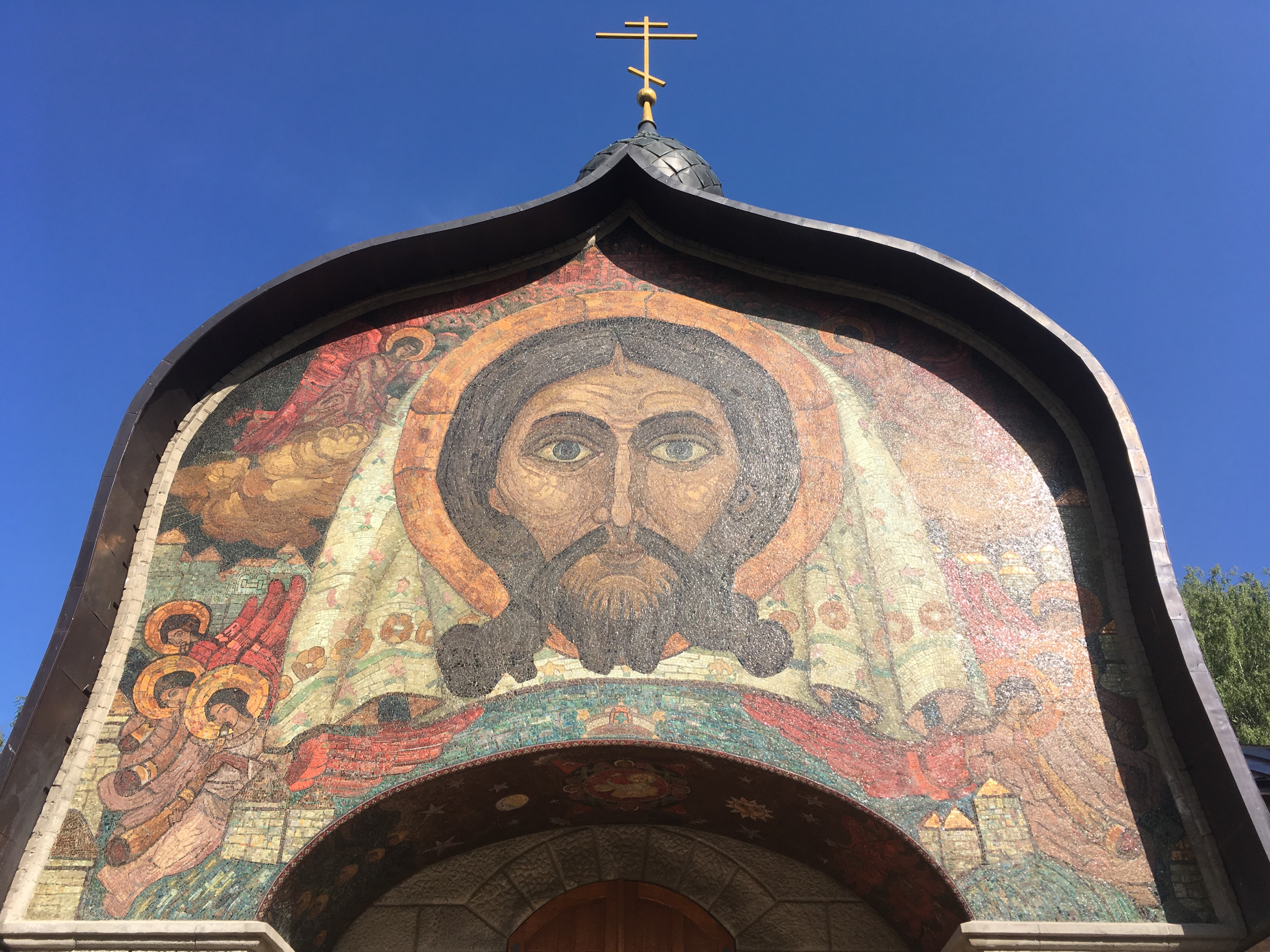
Mozaic cu fața lui Iisus, de Nicholas Roerich, în Talașkino (Rusia) (1908–1914)
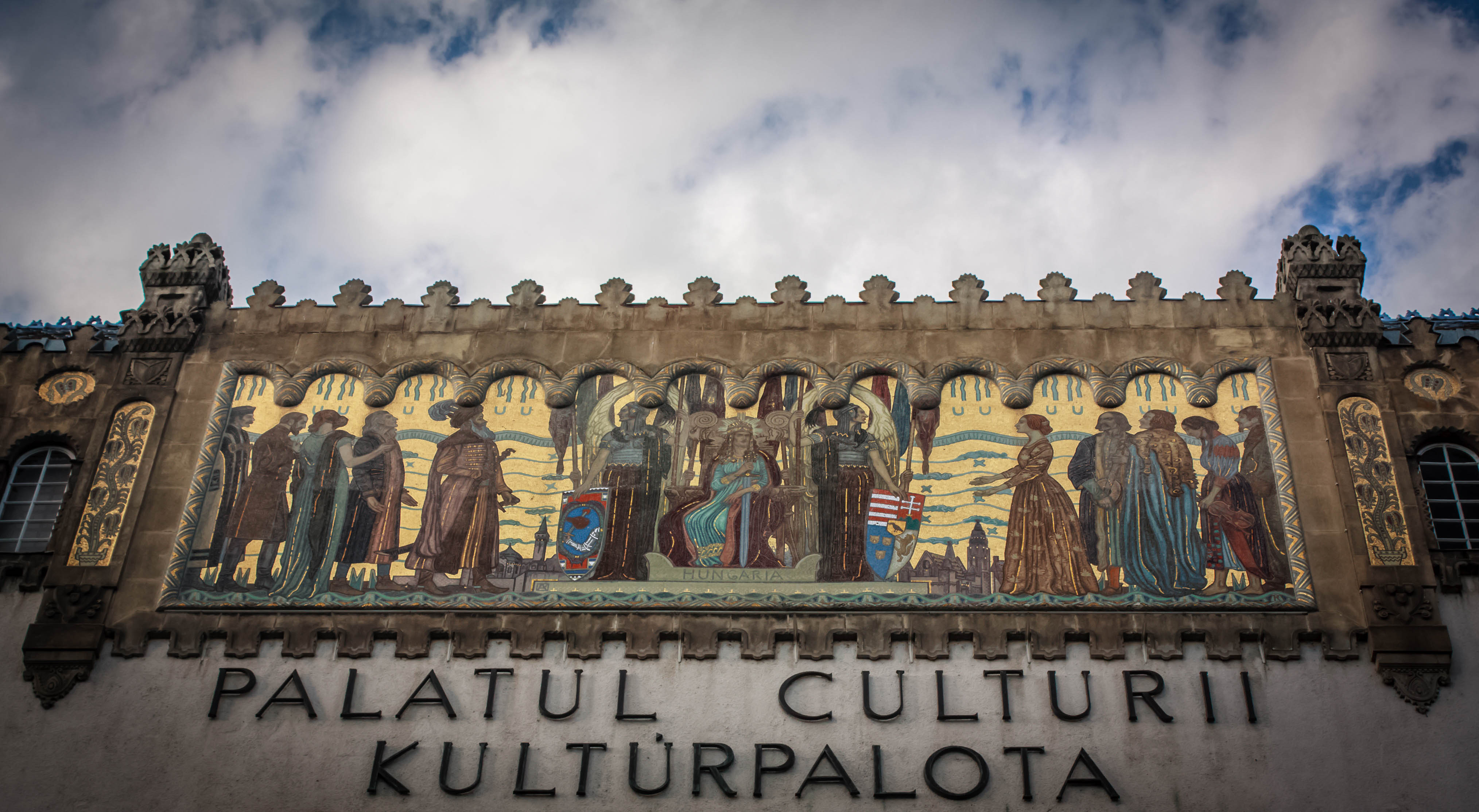
Mozaicuri de pe Palatul Culturii din Târgu Mureș, de Aladár Körösfői-Kriesch și Miksa Róth (1911–1913)
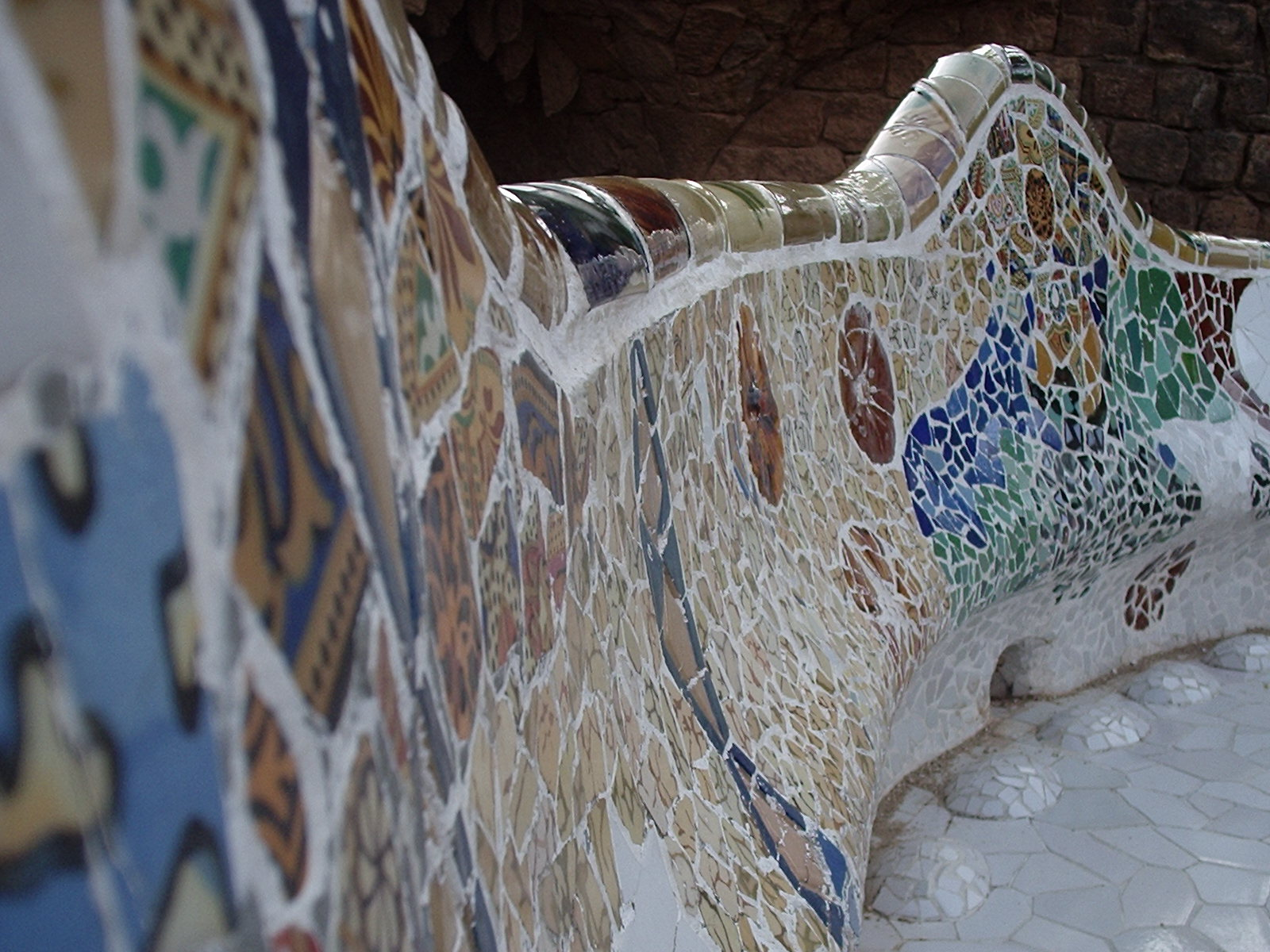
Mozaicuri trencadís în Parcul Güell, de Antoni Gaudí, în Barcelona (1914)
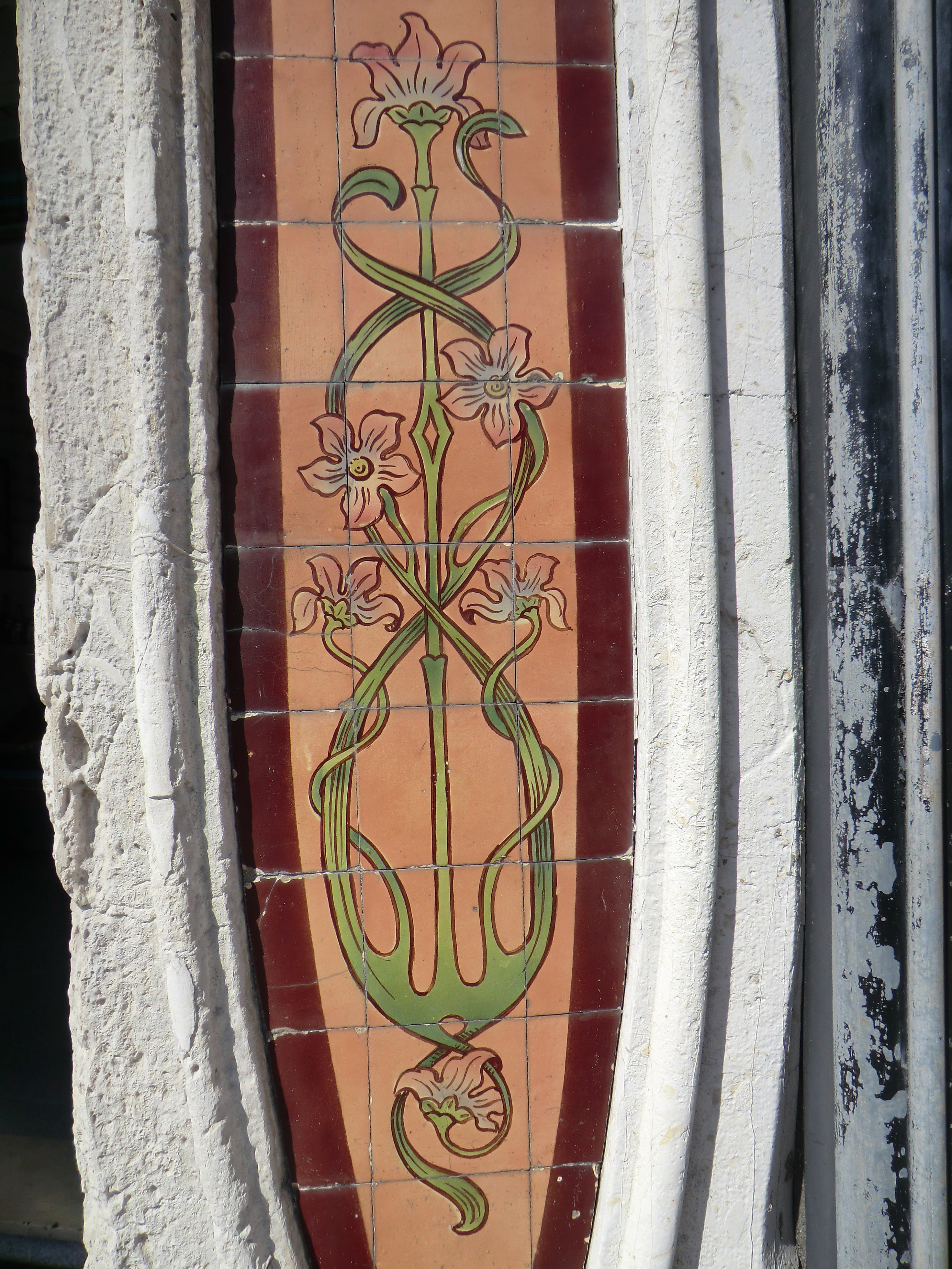
Plăci de ceramică de pe Cooperativa Agrícola din Aveiro (1913)
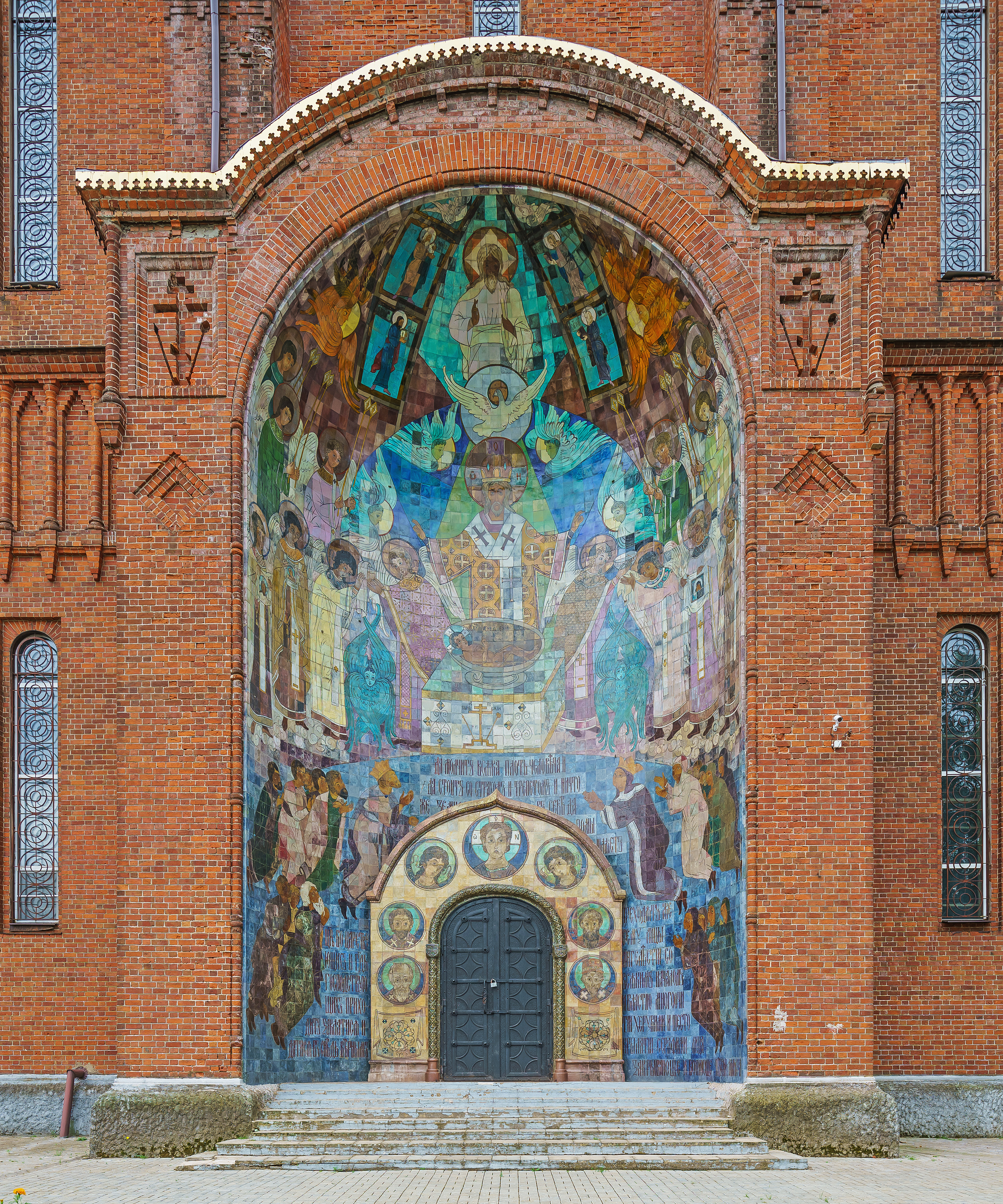
Mozaic de maiolica în Rusia (anii 1870–1890)
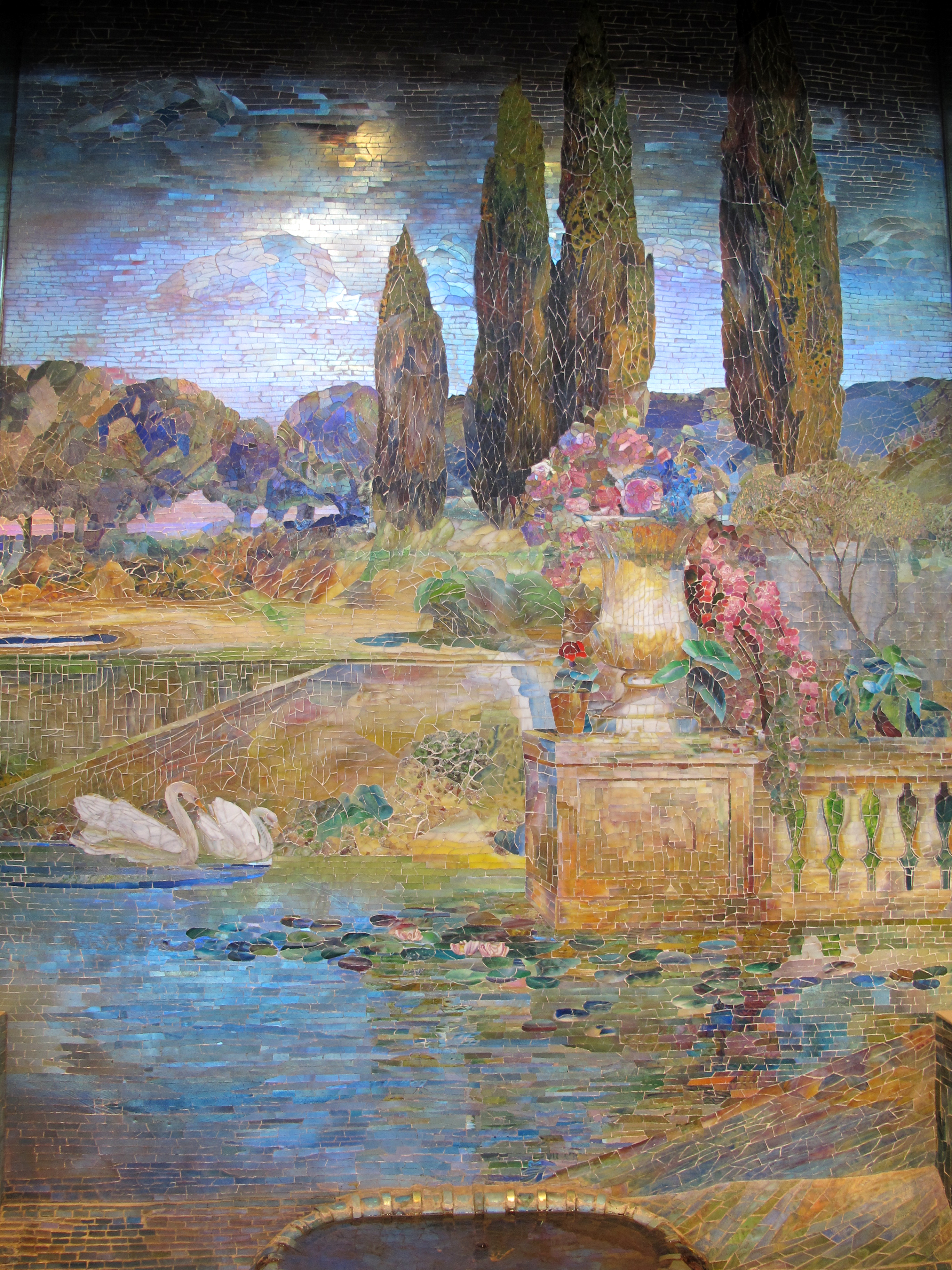
Mozaicuri de Louis Comfort Tiffany (1915)

Mozaicurile au fost folosite de mulți artiști Art Nouveau de diferite mișcări, în special de Modernisme-ul catalan (Hopsital de Sant Pau, Palau de la Música Catalana, Casa Lleó-Morera și mulți altele). Antoni Gaudí a inventat o nouă tehnică în tratarea materialelor, numită trencadís, care constă în folosirea resturilor de piese ceramice.
Faianța colorată maiolica în modele florale este o caracteristică distinctivă a Casei Majolica din Viena de Otto Wagner (1898).

### Textilele și tapetul

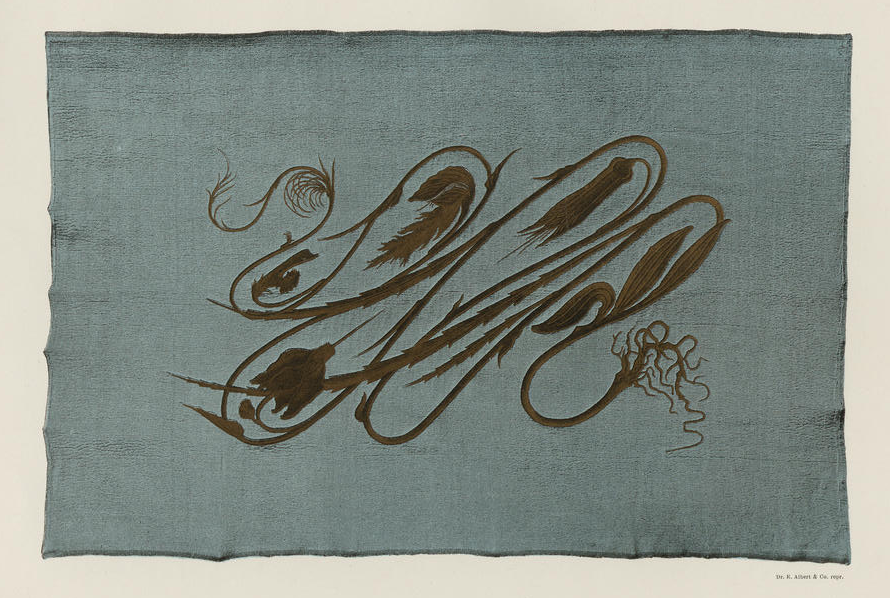
Design al unei tapiserii de lână și mătase, Cyclamen, de Hermann Obrist, un exemplu timpuriu al motivului Whiplash (1895)
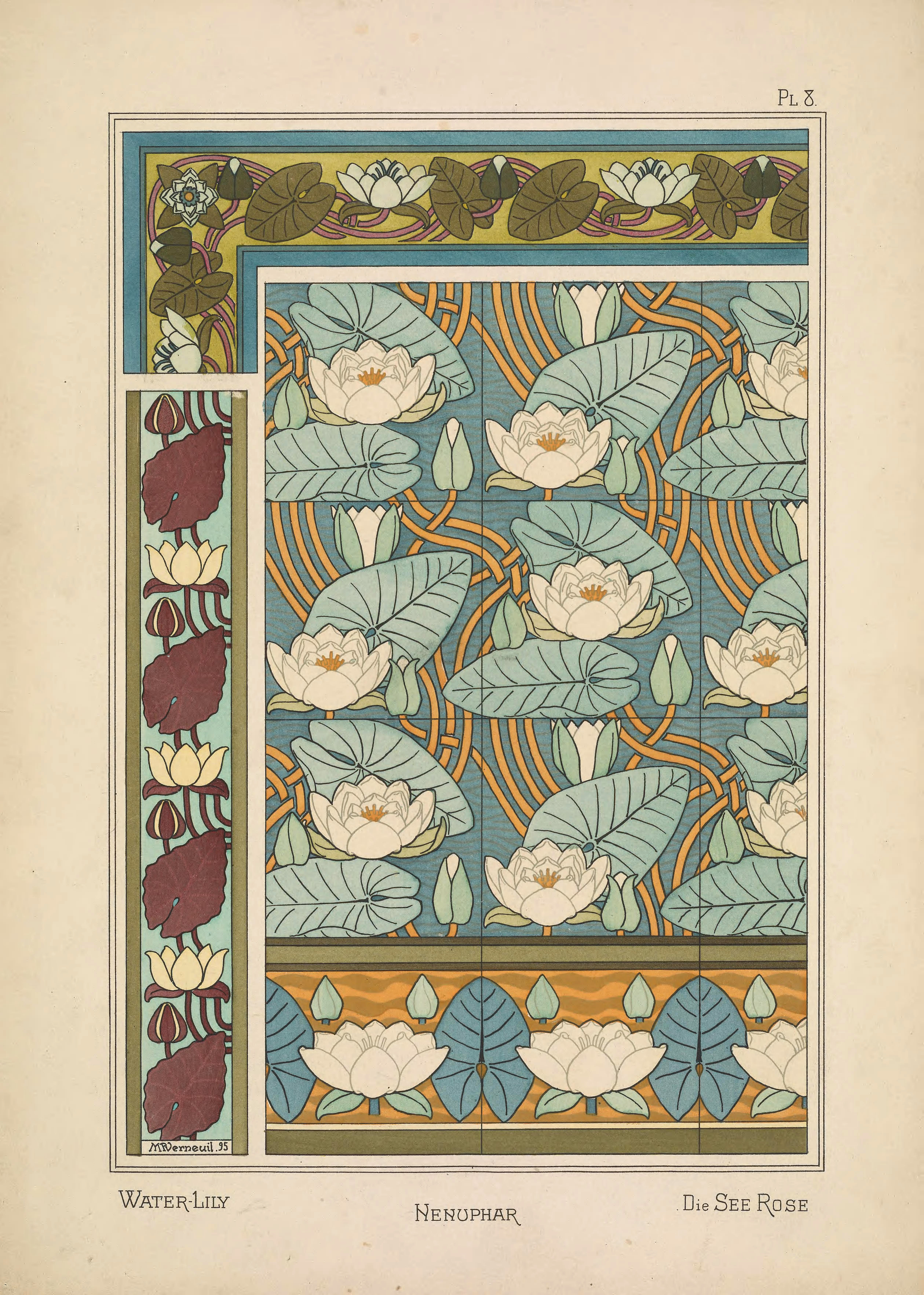
Pagina despre Nuferi, din cartea scrisă Eugène Grasset despre folosirea ornamentală a florilor (1899)
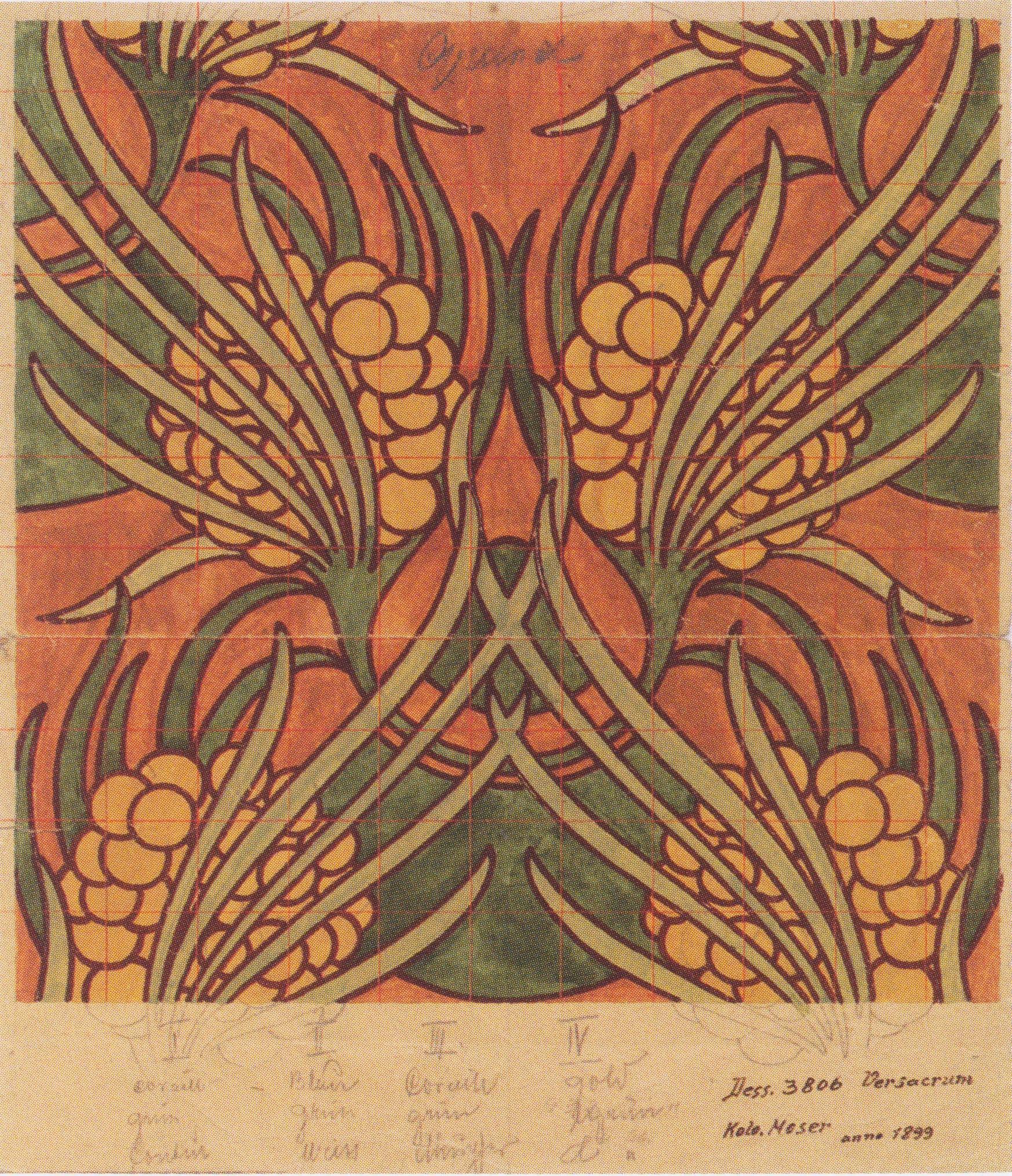
Design textil de Koloman Moser (1899)
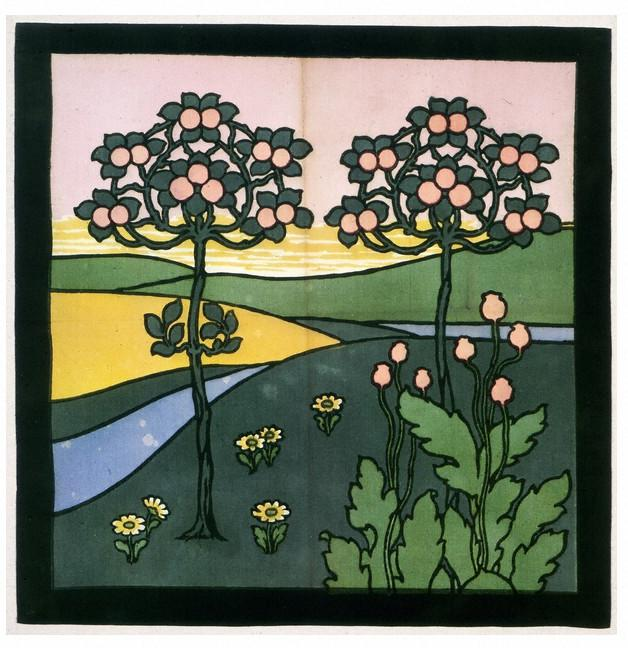
Bumbac printat din Silver Studio, pentru Magazinul Univerdal Liberty, din Regatul Unit (1904)
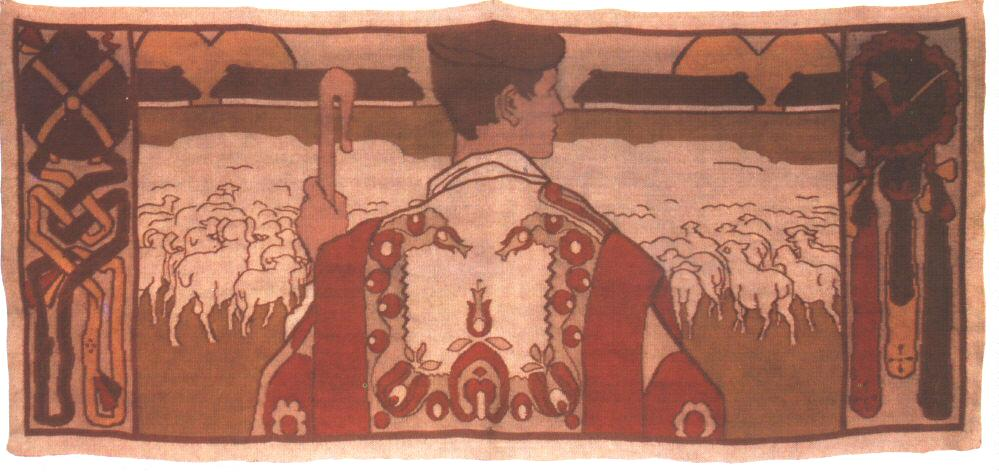
Tapiseria Ciobanul, de János Vaszary (1906), care combină motive Art Nouveau cu o temă tradițională folclorică maghiară
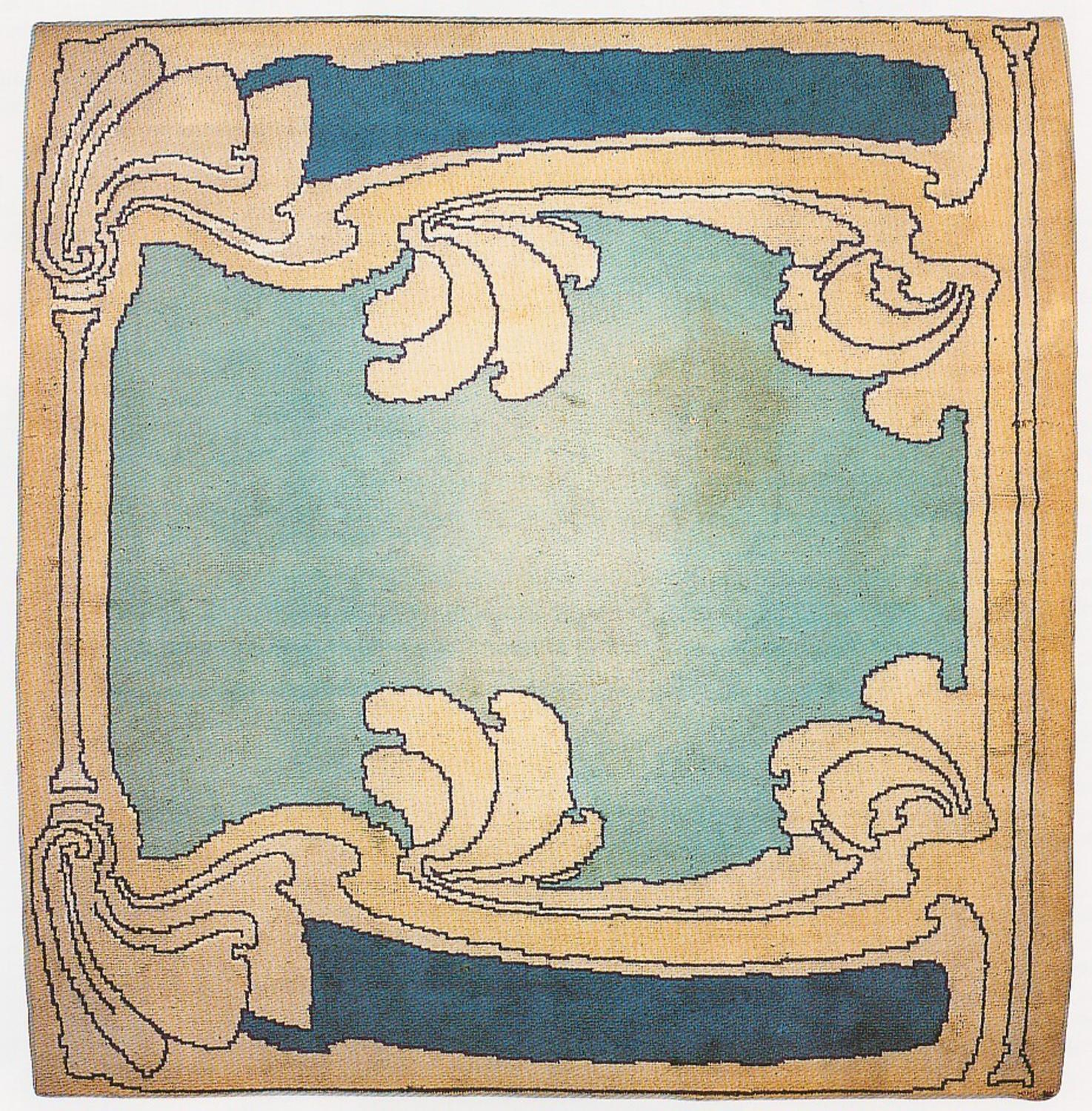
Un covor de Victor Horta, în colecția Fundației King Baudouin

Textilele și tapetele au constituit un vehicul important al Art Nouveauului de la începutul stilului și un element esențial al designului interior Art Nouveau. În Marea Britanie, designurile textile ale lui William Morris au ajutat la lansarea mișcării Arts and Crafts și apoi a Art Nouveauului. Multe modele au fost create pentru magazinul Liberty din Londra, care a popularizat stilul în toată Europa. Un astfel de designer a fost Silver Studio, care a furnizat modele florale stilizate colorate. Alte modele distincte au venit de la Școala de la Glasgow și Margaret Macdonald Mackintosh. Școala de la Glasgow a introdus mai multe motive distinctive, inclusiv ouă stilizate, forme geometrice și „Trandafirul din Glasgow”.
În Franța, o contribuție majoră a avut-o designerul Eugène Grasset, care în 1896 a publicat La Plante et ses applications ornamentales, sugerând modele Art Nouveau bazate pe flori și plante diferite. Multe modele au fost concepute și produse de către producătorii majori de textile francezi din Mulhouse, Lille și Lyon, de atelierele germane și belgiene. Designerul german Hermann Obrist s-a specializat în modele florale. Belgianul Henry van de Velde a prezentat în Salonul La Libre Esthéthique din Bruxelles o operă textilă, La Veillée d'Anges, inspirată de simbolismul lui Paul Gauguin. În Olanda, textilele erau adesea inspirate de modelele baticurilor din coloniile olandeze din Indiile de Est. Arta populară a inspirat și crearea de tapiserii, covoare, broderii și textile în Europa Centrală și Scandinavia, în opera lui Gerhard Munthe și Frida Hansen în Norvegia. Designul Cele Cinci Lebede al lui Otto Eckmann a apărut în mai mult de o sută de versiuni diferite. Designerul maghiar János Vaszary a combinat elemente Art Nouveau cu teme folclorice.

## Muzee
Există 4 tipuri de muzee care dețin patrimoniu Art Nouveau:
- Muzeele cu o colecție diversă (nu sunt dedicate în special Art Nouveauului, dar au colecții mari în stilul ăsta). Monumentele Art Nouveau sunt scrise italic;
- Casele-muzeu ale artiștilor Art Nouveau (toate cu excepția muzeului Alphonse Mucha sunt monumente Art Nouveau);
- Muzeele dedicate mișcărilor Art Nouveau locale (toate sunt monumente Art Nouveau);
- Alte clădiri Art Nouveau cu statut de muzeu sau care au un muzeu înauntru (nu sunt dedicate mișcărilor Art Nouveau locale/anumitor artiști).

| Țara           | Muzeele cu o colecție diversă | Casele-muzeu ale artiștilor Art Nouveau                                                                                     | Muzeele dedicate mișcărilor Art Nouveau locale                       | Alte clădiri Art Nouveau cu statut de muzeu sau care au un muzeu înauntru |
| -------------- | --- | --- | -------------------------------------------------------------------- | --- |
| Austria        | Muzeul de Arte Aplicate din Viena | | Clădirea Secesiunii din Viena                                        | Pavilioanele Wagner și Hietzing ale Muzeului Vienei |
| Argentina      | | |                                                                      | Muzeul Municipal de Artă Juan Carlos Castagnino din Mar del Plata |
| Belgia         | Muzeul Fin-de-Siècle din Bruxelles | Casa și Atelierul lui Victor Horta din Bruxelles                                                                            |                                                                      | Centrul Belgian al Benzilor Desenate, Muzeul Instrumentelor Muzicale din Bruxelles |
| Chile          | | |                                                                      | Palacio Baburizza din Valparaiso |
| Republica Cehă | Muzeul Est Boemian din Hradec Kralove | Muzeul Alfons Mucha din Praga                                                                                               |                                                                      | Muzeul de Artă Modernă din Olomouc |
| Danemarca      | Muzeul Sønderjylland din Skærbæk | |                                                                      | |
| Franța         | Musée d'Orsay, Muzeul de Arte Decorative, Muzeul Carnavalet, Petit Palais din Paris; Muzeul Istoric din Haguenau; Muzeul de Artă Modernă și Contemporană din Strasbourg; Muzeul de Arte Frumoase din Nancy                                   | Vila Majorelle din Nancy; Muzeul Lalique din Wingen-sur-Moder;                                                              | Muzeul Școlii de la Nancy din Nancy                                  | Muzeul Art Nouveau Maxim's deasupra restaurantului Maxim's din Paris (doar grupuri de 20 sau mai multe persoane) |
| Finlanda       | Ateneum și Muzeul Național al Finlandei din Helsinki, Muzeul de Artă din Turku | Hvitträsk (casa lui Herman Gesellius, Armas Lindgren, și Eliel Saarinen) din Kirkkonummi și Muzeul Gallen-Kallela din Espoo |                                                                      | |
| Germania       | Bröhan din Berlin, Museum in der Majolika din Karlsruhe, Landesmuseum din Mainz, Muzeul din Wiesbaden | | Museum Künstlerkolonie Darmstadt din Darmstadt                       | Muzeul Osthaus din Hagen |
| Ungaria        | Muzeul de Arte Aplicate și Vila György Ráth din Budapesta | Casa-muzeu Miksa Róth din Budapesta                                                                                         | Casa Szecesszió-ului maghiar din Budapesta                           | Muzeul Geologic din Budapesta |
| Italia         | Muzeul municipal din Casale Monferrato | |                                                                      | Vila Bernasconi din Cernobbio |
| Letonia        | | | Muzeul Art Nouveau din Riga                                          | |
| Mexic          | | |                                                                      | Museo del Objeto del Objeto din Ciudad de Mexico |
| Norvegia       | | | Centrul Jugendstil din Ålesund                                       | Muzeul Norvegian de Artă Contemporană din Oslo |
| Portugalia     | | | Muzeul de Arte Nova din Aveiro                                       | Casa-Muzeu Dr. Anastácio Gonçalves din Lisabona |
| România        | Casa Filipescu-Cesianu – „Muzeul Vârstelor” din București; Muzeul Național Székely din Sfântu Gheorghe | |                                                                      | |
| Rusia          | Colonia Abramtsevo din Regiunea Moscova; Muzeul Rus de Arte Decorative și Muzeul Gorky in Moscova; Muzeul Rus, Muzeul de Istorie Politică al Rusiei din Sankt Petersburg                                                                     | Casa Muzeu a lui Fyodor Livchak din Ulianovsk                                                                               | Muzeul de Artă al Coloniei Talașkino din Flenovo (Regiunea Smolensk) | Muzeul Epocii de Argint al Literaturii Ruse din Moscova, Muzeul de Modern din Samara; Muzeul Municipal din Primorsk (Regiunea Leningrad), Muzeul de Arhitectură și Urbanism din Taganrog, Muzeul Arhitecturii Belle Epoque din Ulyanovsk |
| Spania         | Muzeul Național de Artă al Cataloniei din Barcelona, CaixaFòrum din Madrid, Muzeul de Art Nouveau și Art Déco din Salamanca | Casa-Muzeu a lui Gaudí din Barcelona, Casa-Muzeu a lui Lluís Domènech i Montaner din Canet de Mar                           | Muzeul Modernisme-ului Catalan din Barcelona                         | Sagrada Família, Hospital de Sant Pau din Barcelona |
| Suedia         | | |                                                                      | Muzeul Biologic din Stockholm, Muzeul Röhsska din Göteborg |
| Elveția        | Muzeul de Arte Frumoase din La Chaux-de-Fonds | |                                                                      | |
| Regatul Unit   | Victoria and Albert Museum din Londra; Muzeul Kelvingrove din Glasgow, Galeria de Artă Haworth din Accrington | Casa Mackintosh din Muzeul și Galeria de Artă Hunterian din Glasgow                                                         |                                                                      | Muzeul Horniman din Londra |
| Ucraina        | | |                                                                      | Muzeul de Artă din Chernivtsi |
| SUA            | Muzeul de Artă Americană Charles Hosmer Morse din Winter Park (Florida), Muzeul Metropolitan de Artă din New York, Centrul Getty din Los Angeles; Cooper Hewitt, Smithsonian Design Museum din New York City, Institutul de Artă din Chicago | |                                                                      | |

Există multe alte clădiri și structuri Art Nouveau care nu au statut de muzeu, dar care pot fi vizitate oficial, contra cost sau neoficial, gratuit (de exemplu, gări, biserici, cafenele, restaurante, baruri, hoteluri, magazine, birouri, biblioteci, cimitire, fântâni precum și numeroase clădiri de apartamente care sunt încă locuite).